# مسيحيو الثقافة
مسيحي الثقافة أو المسيحية الثقافية هو مصطلح واسع يستخدم لوصف أفراد غير ملتزمين دينيًا أو علمانيين أو ملحدين أو لادينيين ذوي خلفية تراثية وحضارية مسيحية؛ ويعود انتمائهم للمسيحية إلى الناحية الدينية أو العرقية أو الثقافية أو التعليمية أو بسبب الروابط العائلية وقد لا يؤمنون بالمعتقدات الدينية المسيحية، ولكن يعرّفون أنفسهم كمسيحيين لارتباطهم بالمسيحية وراثيًا وحضاريًا، وبسبب البيئة الاجتماعية والثقافية التي نشأوا فيها.
يمكن اعتبار عدد واسع من سكان في نصف الأرض الغربي بأنهم مسيحيين ثقافيًا، نظرًا لارتباط الإيمان المسيحي في الحضارة الغربية في كافة المجالات الأسرية والاجتماعية في الفن، الموسيقى، الأدب، الفلسفة، اللغة، العمارة، الإقتصاد، السياسة، القانون، الرعاية الصحية، التعليم، العلوم والطب، وكذلك الأعياد الدينية التي يحتفل بها على نطاق واسع مثل عيد الفصح وعيد الميلاد.

## انتشار المصطلح
ينتشر المصطلح مسيحي ثقافيًا بشكل خاص في أوروبا الغربية وأمريكا الشمالية فاليوم على الرغم من تراجع الديانات في العالم الغربي وظهور حركات مثل اللاأدرية والإلحاد، ما يزال غالبية الأوروبيون يعرّفون انفسهم كمسيحيون وان كانت نسبة كبيرة منهم مسيحيين ثقافيًا أو اسميًا، ولا تزال المسيحية الديانة المهيمنة في العالم الغربي؛ إذ يشّكل المسيحيين وفقًا لمركز الأبحاث الاميركي بيو حوالي 70% من سكان العالم الغربي.
الربوبيون في القرن الثامن عشر والتاسع عشر أمثال نابليون وعدد من الآباء المؤسسون للولايات المتحدة أعتبروا أنفسهم جزء من الثقافة والحضارة المسيحية وبالتالي فهم مسيحيين وإن اختلفوا في الأمور العقائدية مع الديانة المسيحية.

## تفسير المصطلح
يختلف التفسيرات حول مصطلح مسيحي الثقافة إلا أنه غالبًا ما يوصف الشخص المولود لأسرة مسيحية وقد تم تعميدُه إلا أنه غير ممارس دينيًا وغير ملتزم حسب الشعائر الدينية، وأحيانًا لمن يولد في مجتمع ذات تراث وثقافة مسيحية وحيث المسيحية هي الدين السائد، وبسبب تشبُعه من التاريخ والحضارة والثقافة المسيحية والتي هي جزء من ثقافته المحلية فيطلق عليه مسيحي أسميًا وثقافيًا، على الرغم من عدم تدينه أو التزامه الديني.
بالنسبة للمسيحيين الثقافة إن الحفاظ على العادات والتقاليد المسيحية متعلق بالقيم الأسرية، وينظر الكثير إلى الحفاظ على العادات والتقاليد بأنها قيم عائلية وتعليمية مهمة، فضلًا عن ذلك بالنسبة للمسيحيين ثقافيًا أن تكون مسيحيًا تعني أن تكون جزء حيوي من الثقافة المحلية المشبعة في المسيحية دون العيش بالضرورة في الالتزام الديني. يظهر ذلك في الذهاب إلى الكنيسة في الأعياد الدينية والمناسبات الاجتماعية والعائلية مثل حفلات الزفاف والعماد والجنازة وزيارة قبور الأقارب ووضع رموز دينية مثل الصليب والأيقونات وحمل أسماء مسيحية وممارسة طقوس مثل العماد وأول قربانة والأسرار السبعة المقدسة والاحتفال في الأعياد المسيحية خاصًة العائلية منها مثل عشية عيد الميلاد وتلوين بيض عيد الفصح والمشاركة في التطوافات الدينية مثل تطوافات الأسبوع المقدس أو عادة الصيام عن اللحوم يوم الجمعة أو الصلاة قبل الطعام. في عيد الميلاد يحافظ المسيحيين ثقافيًا على مظاهره والتي تكون على شكل إعطاء الهدايا ووضع شجرة الميلاد ووجود شخصية بابا نويل الأسطورية وعشاء الميلاد والاجتماعات العائلية.
المسيحيين ثقافيًا غالبًا ما يُعَمِّدون أبنائهم باعتباره نوع من القيم التقليدية المسيحية والتي هي جزء من هويتهم الثقافية، هذا بالإضافة إلى اعتبارهم الكتاب المقدس والليتورجيا والفن والموسيقى الكنسية جزء من ثقافتهم وقيمهم.
مصطلح مسيحي الثقافة يتوافق مع مصطلحات مثل يهودي الثقافة، مسلم الثقافة وهندوسي الثقافة لأنها لها جذور في ثقافة وحضارة معينة، وليس بالضرورة أن يكون أتباعها ممارسين وملتزمين دينيًا.
وفقًا للمؤرخ الفرنسي فرناند بروديل فالإنسان الأوروبي متدينًا كان أو ملحدًا فإنّ ردود فعله النفسيّة، وسلوكه، وأخلاقيته، ظلت متجذّرة في التّراث المسيحي الذي طبع الحياة الأوروبيّة بطابعه على مدار القرون المتطاولة. وقد وصف المؤرخ بروديل الإنسان الأوروبي على إنّه من «دم مسيحيّ»؛ يُذكر أن الكاتب الفرنسي هنري مونترلان قدّم نفسه بأنّه من دم كاثوليكي على الرّغم من أنّه كان ملحدًا.
وقد يوصف ملحدون ولادينيون أنفسهم مسيحيون الثقافة مثل إخصائي السلوك البريطاني ومؤلف عدة كتب؛ ريتشارد دوكينز فعلى الرغم من كونه معروف بآرائه في الإلحاد فقد وصف نفسه كمسيحي الثقافة. وقد يصف عدد من الملحدين ذوي الخلفية المسيحية أنفسهم كملحدين مسيحيين ويعني ذلك عدم إيمانهم بالله أو الوهية يسوع لكنّهم يعتبرونه مَثَل أعلى ويلتزمون بتعاليمه الأخلاقية، ويلتزمون ببعض الشعائر المسيحية كنوع من تراث ثقافي وحضاري.

## مصطلحات أخرى
بالمقابل يُطلق على المسيحيين المتبِّعين لاهوت والدوغماتية المسيحية عدد من المصطلحات مثل المسيحي الكتابي، المسيحي المتلزم، معتنق المسيحية والمسيحي المؤمن. وتُلقى هذه المصطلحات رواج بين المسيحيين الأصوليين والإنجيليين حيث يعتبرون المسيحي الحق هو الشخص المؤمن بيسوع المسيح ويقبله مخلصًا شخصيًا لنفسه وممارس لدينه بشكل يومي ولا يكفي أن يكون الشخص مولود كمسيحي ولا يزاول الطقوس الدينية لذلك فالمسيحيين الإنجيليين يشجّعون مسيحيين الثقافة أو المسيحيين الإسميًا الغير الملتزمين على على إعادة الولادة كمسيحيين مرة أخرى أو ما يعرف بالولادة الجديدة.

## صور
ترتبط عدد من الطقوس المسيحية بالثقافة الغربية والشعبية، ويُمارسها العديد من المسيحيين إسميًا وثقافيًا بغض النظر عن مدى الالتزام الديني.

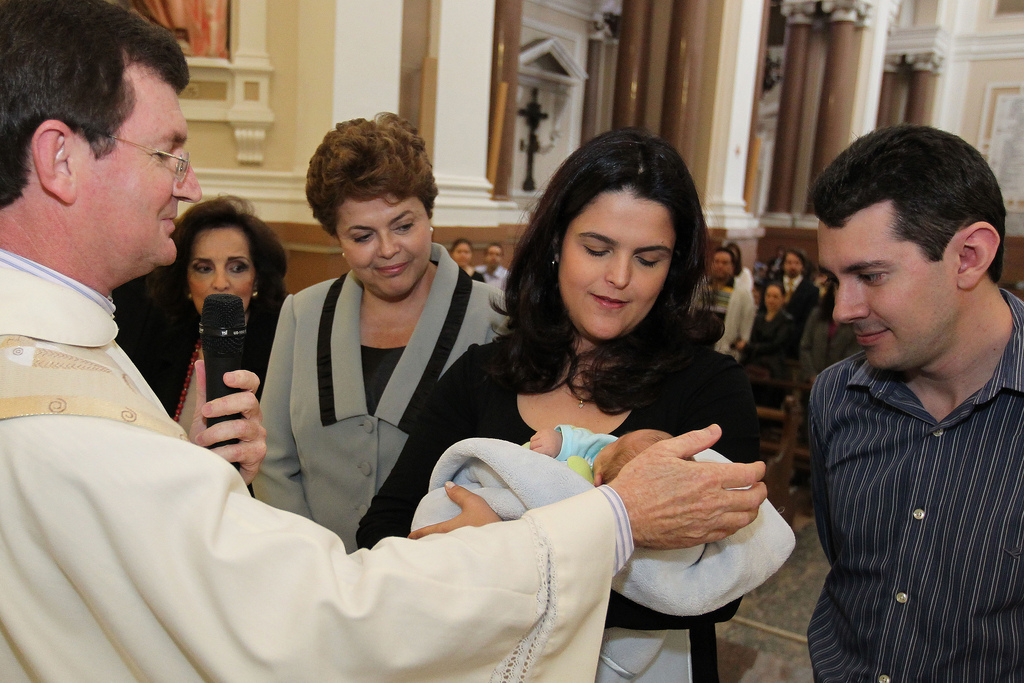
العماد وهو سر دخول المرء في المسيحية وطقس إجتماعي في العالم الغربي.
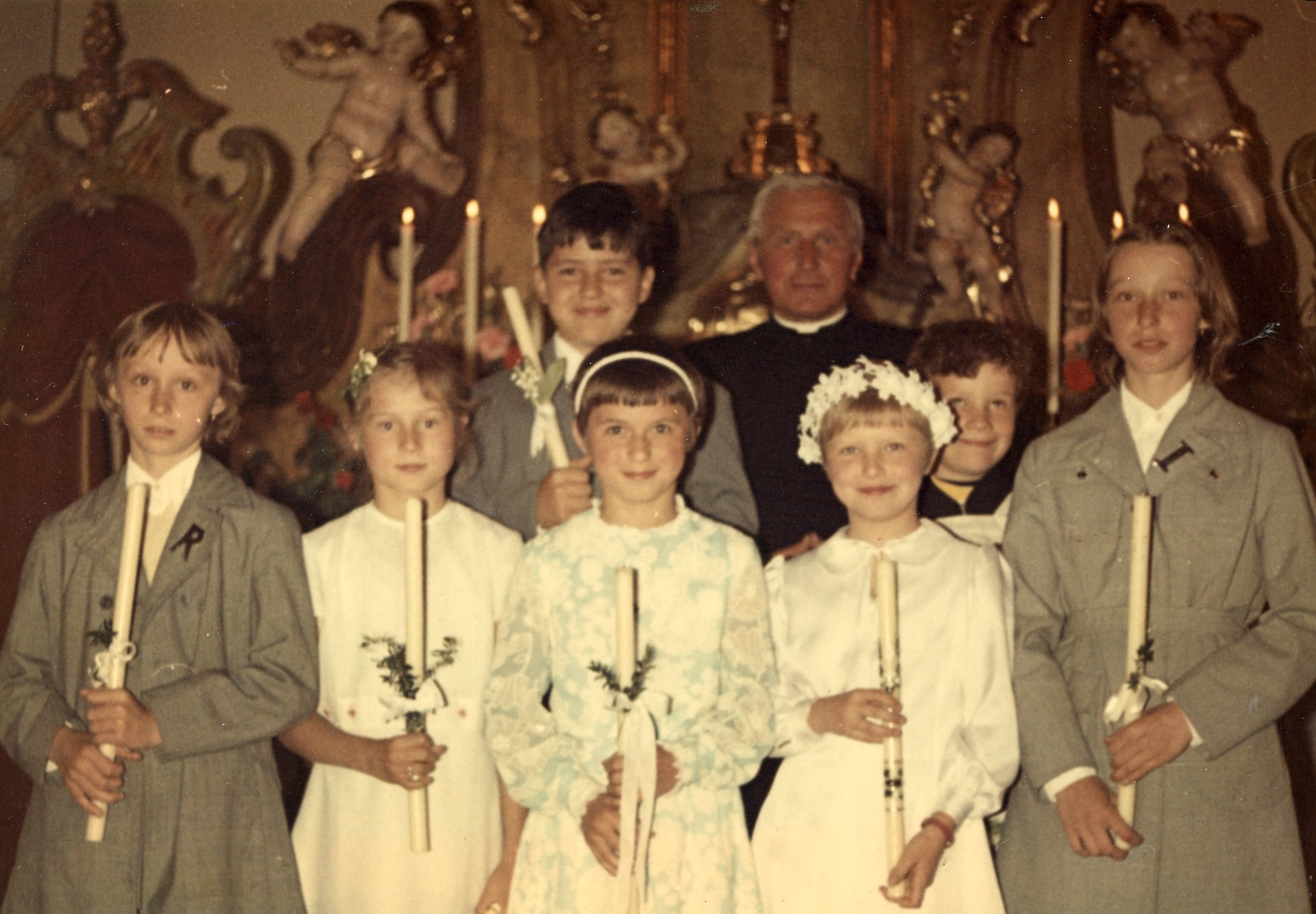
أول قربانة، يتم فيه نيل سر الأفخارستيا ويُعتبر حدث عائلي ديني وثقافي.
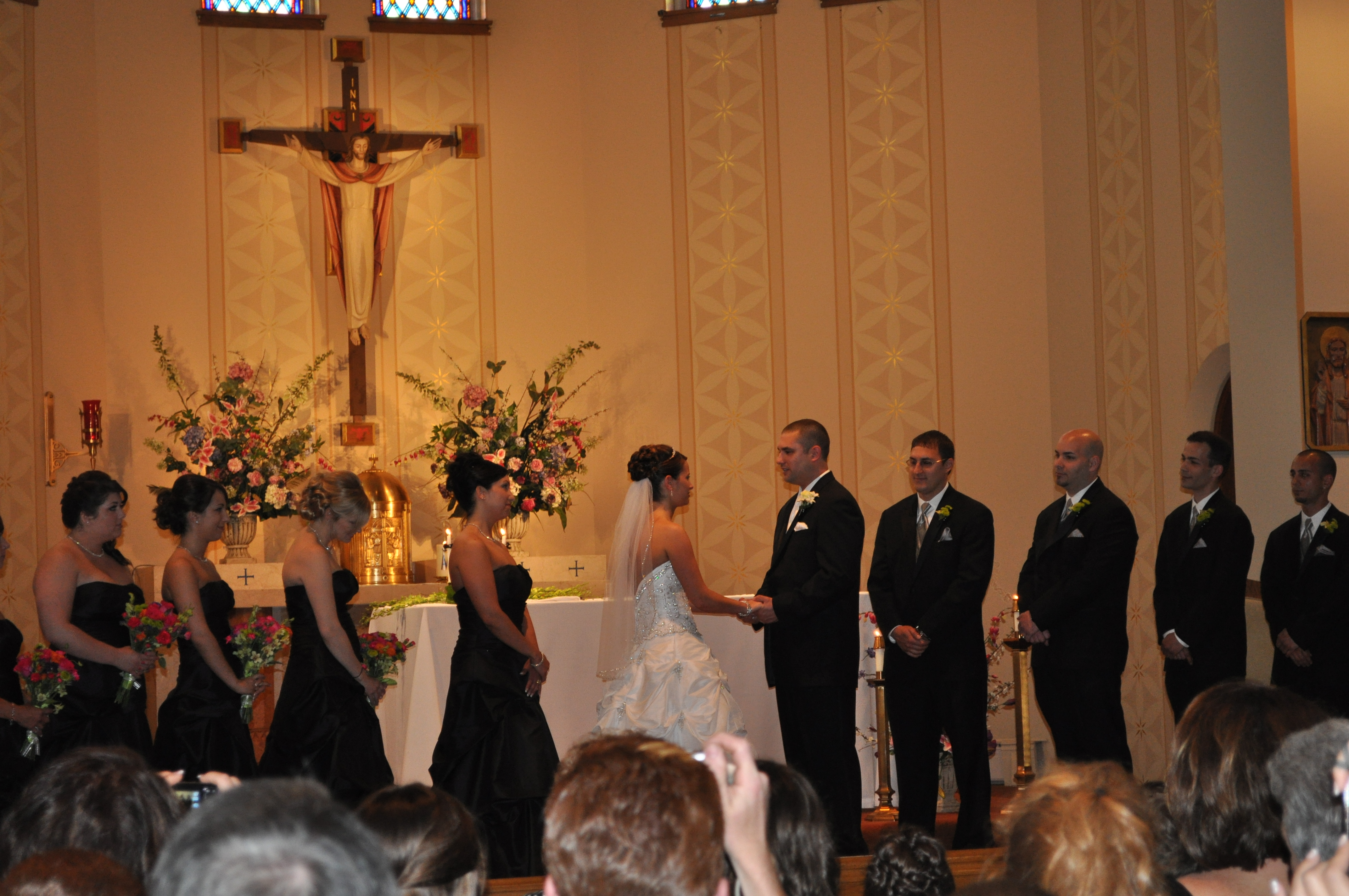
زفاف في كنيسة حسب الطقوس الكاثوليكية ويتم الزفاف بمباركة رجل الدين.
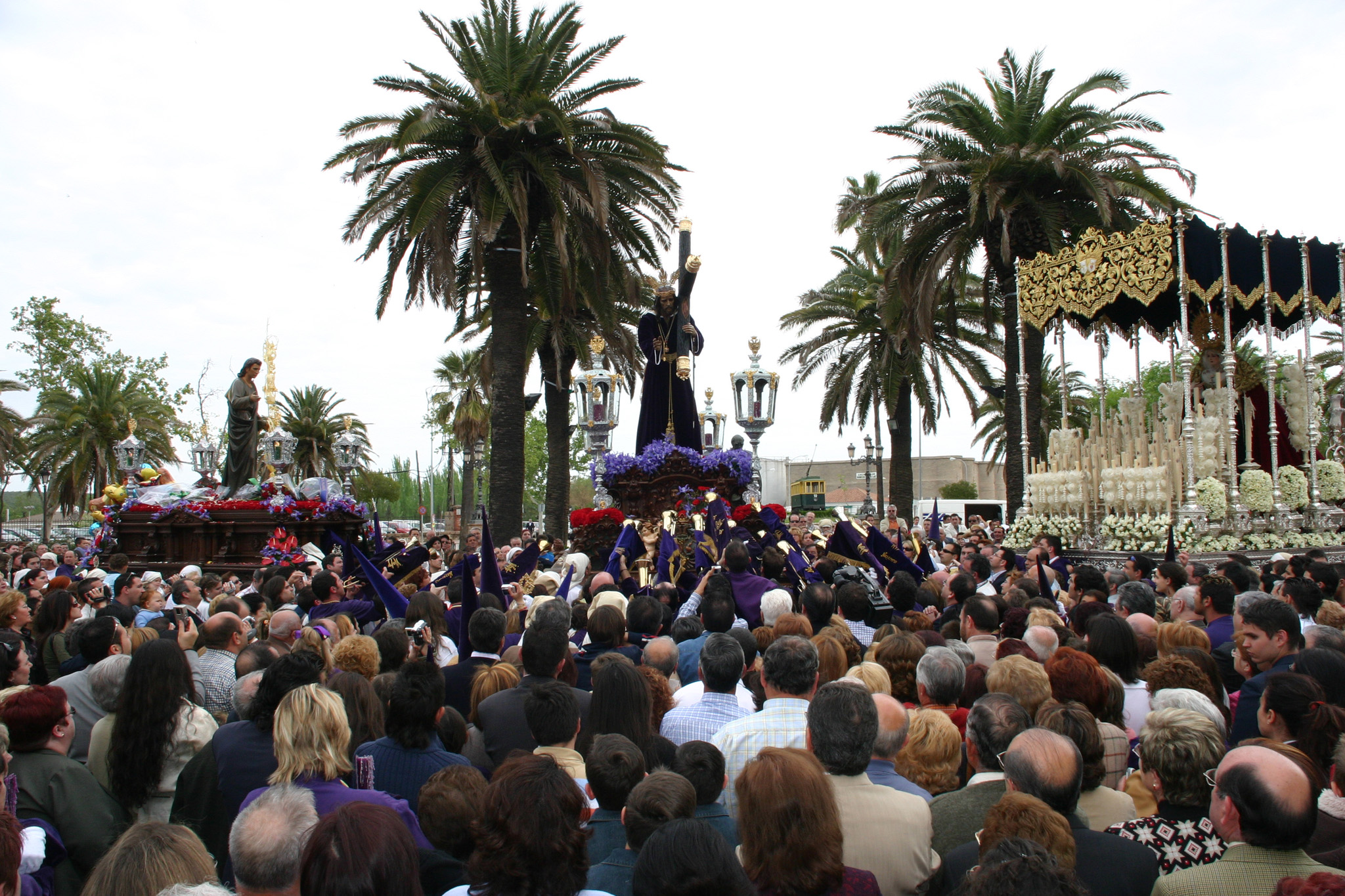
تطواف جمعة الآلام، تعتبر التطوافات جزء من الثقافة المسيحية الشعبية.

## ديموغرافيا
وفقا لمركز بيو، يميل أغلب المسيحيين في أوروبا الغربية إلى امتلاك مستويات منخفضة أو متوسطة من الالتزام الديني، حيث في الدنمارك يحظى فقط 11% من المسيحيين بمستوى عال من الالتزام الديني، وتبلغ النسبة 13% في كل من فرنسا وألمانيا والمملكة المتحدة، و14% في كل من بلجيكا وسويسرا، و15% في النمسا، و16% في فنلندا، و18% في السويد، و27% في جمهورية أيرلندا، و29% في النرويج، و31% في كل من إسبانيا وإيطاليا، و35% في هولندا و43% في البرتغال.

## المعتقدات والميول لدى المسيحيين

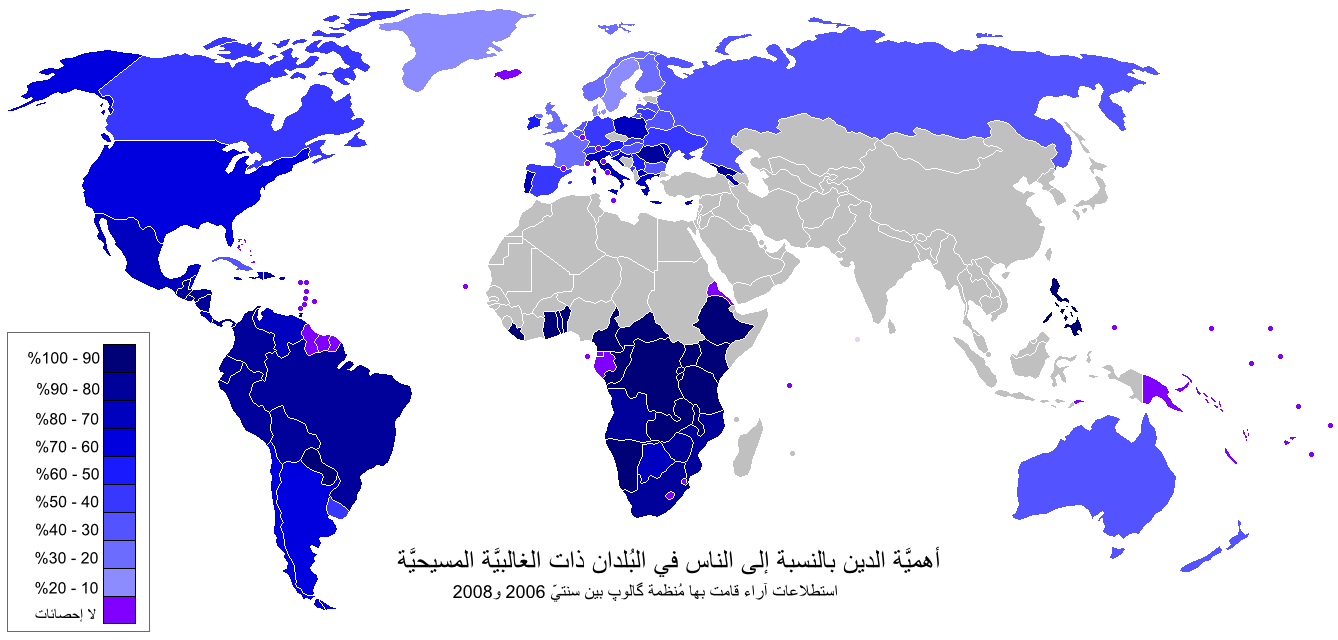
خارطة تظهر أهميَّة الدين بالنسبة للناس في البُلدان ذات الغالبيَّة المسيحيَّة، استنادًا إلى استطلاع أجرته مؤسسة غالوب بين سنتيّ 2006 و2008.

أجرت مجلة المسيحية اليوم دراسة واسعة لفهم نطاق الاختلافات بين المسيحيين الأمريكيين والتي تنطبق بشكل أو بآخر على مجمل المسيحيين في العالم. وقد وجدت الدراسة الاستقصائية مواقف وسلوكيات مختلفة تنقسم إلى خمسة قطاعات متمبيزة. إذ تتنوع الميول الدينية بالنسبة للمسيحيين فمثلًا بدلًا من حضور الكنيسة صباح يوم الأحد والطقوس الجماعيَّة، يختار العديد من المسيحيين خاصًة الشباب طرق أخرى قد تكون أكثر شخصية وفردية. يتنوع أيضًا المسيحيون لاهوتيًا علمًا أنًّ الغالبيَّة العظمى من المسيحيين يؤمنون بألوهية المسيح لكن هناك أقلية تنكر ألوهة المسيح وترى أنه كائن روحي أشبه بالله.
يُعتبر سر العماد، «الأساس والمقدمة لسائر الأسرار»، وهو علامة الدخول في الدين المسيحي، ومشاركة المسيح، وقبول عمله في سر الفداء، ويتم غالبًا بسكب الماء ثلاثًا على رأس المعمد. تمارس الكنيسة الكاثوليكية وسائر الكنائس الأرثوذكسية وقسم هام من الكنائس البروتستانتية عماد الأطفال وبالتالي حسب المعتقدات المسيحية يعتبر العماد ختم أبدي وبالتالي إن حصل الشخص على سر العماد يعتبر مسيحي بغض النظر عن مدى ايمانه أو التزامه بالطقوس المسيحية. في حين أنّ العديد من الكنائس البروتستانتية تعتبر المسيحي الحقيقي من يقبل يسوع كمخلص شخصي. وقد وجدت دراسات مختلفة أنًّ المسيحيين في أفريقيا وآسيا وأمريكا اللاتينية هم أكثر التزامًا من الناحية الدينية وأكثر تدينًا مقارنًة بمسيحيي العالم الغربي وينطبق ذلك أيضًا على الشباب المسيحي إذ يميل الشباب في نصف الكرة الأرضية الجنوبي أن يكون أكثر تدينًّا والتزامًا من الناحية الدينيًَة.
وجدت الدراسة تقسيمات المسيحيين الاميريكيين والتي قد تنطبق على مجمل المسيحيين:
- «مسيحيين فعالين وملتزمين» حيث يؤمن هؤلاء أن الخلاص يأتي من خلال يسوع، ويلتزمون في حضور الكنيسة بشكل منتظم، ويداومون على قراءة الكتاب المقدس، وعلى الإستمرار في التنمية الروحيّة من خلال الإيمان الشخصي في كنيستهم، وقبول مناصب قيادية في الكنيسة، ويلتزم العديد منهم في التبشير بين الآخرين.
- «مسيحيين من دون طائفة» تلتزم هذه المجموعة في «قبول المسيح كمخلص ورب» وذلك كمفتاح لكونه مسيحيًا وفقًا لهم، يكون التركيز لدى هذه المجموعة أكثر على العلاقات الشخصية مع الله ويسوع أكثر مما هو على الكنيسة، أو على قراءة الكتاب المقدس أو التبشير.
- «مسيحيين طقسيًا أو ليتورجيًا» ينتمي إلى هذا التصنيف في الغالب المسيحيين أتباع الكنائس التقليديّة أو الطقسيّة مثل الكنيسة الرومانية الكاثوليكية، الأسقفيه، اللوثرية والكنيسة الأرثوذكسية. تلتزم هذه المجموعة في التردد والذهاب إلى الكنيسة، ولديهم مستوى عال من النشاط الروحي والاعتراف بسلطة الكنيسة وتلتزم بمداومة الصلوات التقليدية مثل صلوات الساعات والمسبحة الورديَّة ودرب الصليب.
- «مسيحيين خاصيين» يملك هؤلاء الكتاب المقدس ولكن لا يميلون إلى قراءته. وهم أقل التزامًا في حضور الصلوات في الكنيسة. يؤمن أتباع هذا التصنيف بالله والقيام بأشياء جيدة، ولكن ليس بالضرورة في سياق الكنيسة. هذه الفئة بشكل عام فيها تواجد ملحوظ للشباب.
- «مسيحيين ثقافيًا» هم أشخاص ذوي خلفية تراثية وحضارية مسيحية من ناحية عرقية أو ثقافية أو دينية أو تعليمية والروابط العائليَّة وقد لا يؤمنون بالمعتقدات الدينية المسيحية، ولكن يعرفون أنفسهم كمسيحيين لارتباطهم بالمسيحية وراثيًا وحضاريًا، وبسبب البيئة الاجتماعية والثقافية التي نشأوا فيها. شريحة واسعة من المسيحيين الثقافة قد يصنفوّن كعلمانيين أو غير ملتزمين دينيًا.
- «مسيحيين وراثيًا وحضاريًا» تتشابه هذه المجموعة مع مجموعة مسيحيين الثقافة غالبًا ما ترى هذه المجموعة المسيحيًّة كجزء من هويتها الثقافية والتاريخيَّة فالعديد من الشعوب الأرثوذكسية في الشرق الأوسط وشرق أوروبا أو الشعوب البروتستانتية لديها كنيسة وطنية خاصة بها وبالتالي أضحت المسيحية جزء من تاريخ هذه الشعوب وإرثها الثقافي منهم على سبيل المثال المسيحيون العرب والموارنة والأقباط والسريان والأرمن في الشرق الأوسط والعرقيات الأرثوذكسيّة في أوروبا الشرقية مثل الجورجيون، البيلاروس، البلغار، اليونانيون، المقدونيون، الرومانيون، الروس، الصرب والأوكرانيون والإثنيات البروتستانتية مثل الشعب الإنجليزي والاسكتلنديّ، الأنجلو إيرلندي، الويلزيّ، السويدي، الفنلندي، النرويجي، الدنماركي، الألماني والهولندي؛ كما وأضحت الثقافة الكاثوليكية الهوية السائدة والموحدة للشعوب الإسبانية، البرتغالية، الإيطالية، الفرنسية، والكرواتيّة، الآيرلندية، المجرية، البولندية وشعوب أمريكا اللاتينية مثل الأرجنتينيون والشعب المكسيكي وغيرهم.
- «مسيحيين ملحدين» لا يؤمن هؤلاء بإله المسيحية ولكن على الرغم من عدم اتباعهم للعقائد اللاهوتية المسيحية الاّ أنهم يتبعون تعاليم المسيح الأخلاقيّة والإنسانيّة وبالتالي يعرفون أنفسهم كمسيحيين. على الرغم من عدم ايمان الملحدين المسيحيين بالوهية يسوع الاّ أنه يحتل نقطه مركزية في مفهومهم حيث أنّ معظم الملحدين المسيحيين يعتبرون يسوع معلم أخلاقي ومثال أعلى ويتقبلوا تعاليمه لكن مع رفض لفكرة ألوهيته إذ أنهم لا يؤمنون بالله. وقد يوصف ملحدون ولادينيون أنفسهم مسيحيون مثل إخصائي السلوك البريطاني ومؤلف عدة كتب؛ ريتشارد دوكينز فعلى الرغم من كونه معروف بآرائه في الإلحاد فقد وصف نفسه كمسيحي.

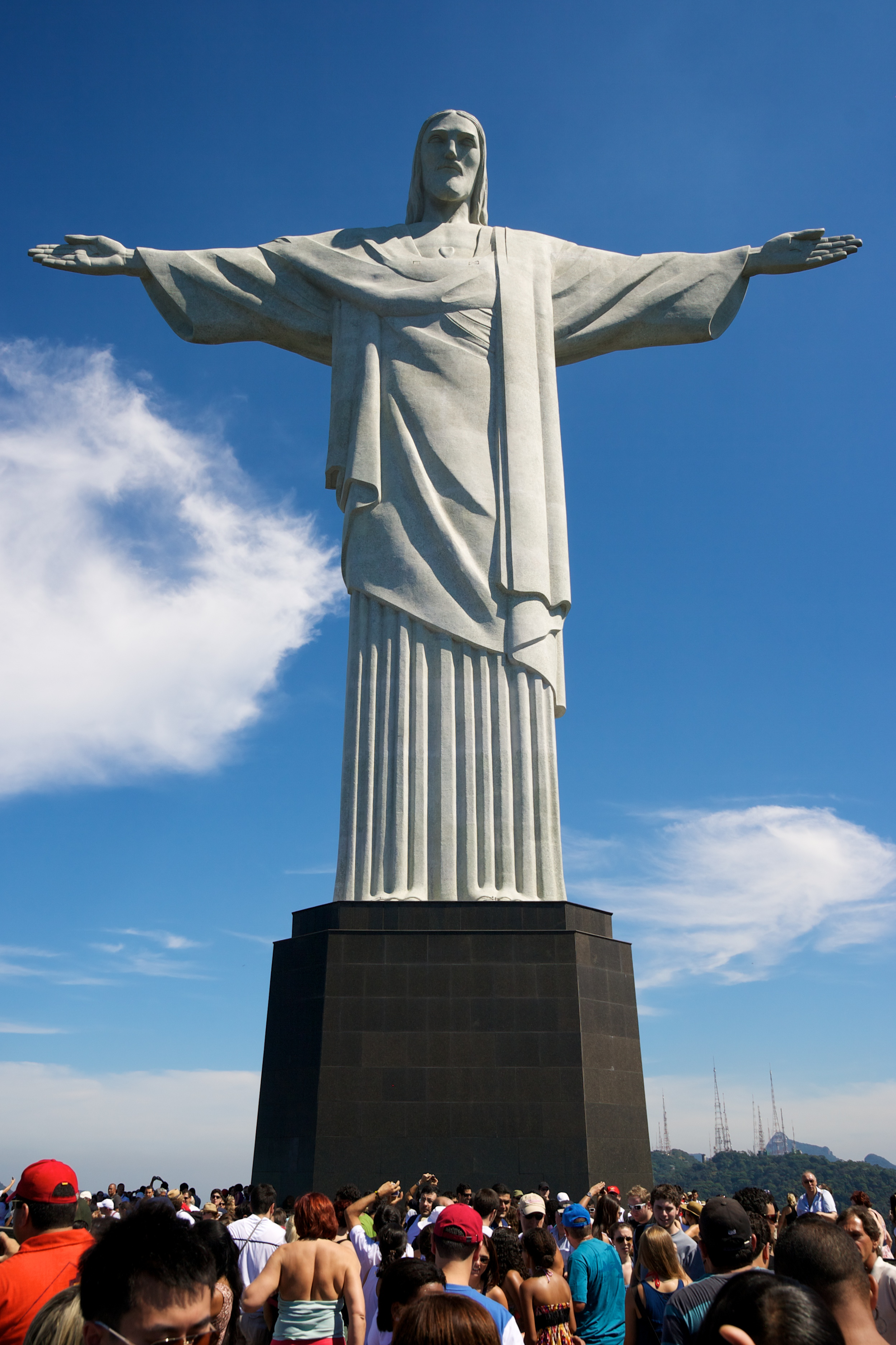
تمثال المسيح الفادي بريو دي جانيرو، ويعد واحدًا من عجائب الدنيا السبع الجديدة.
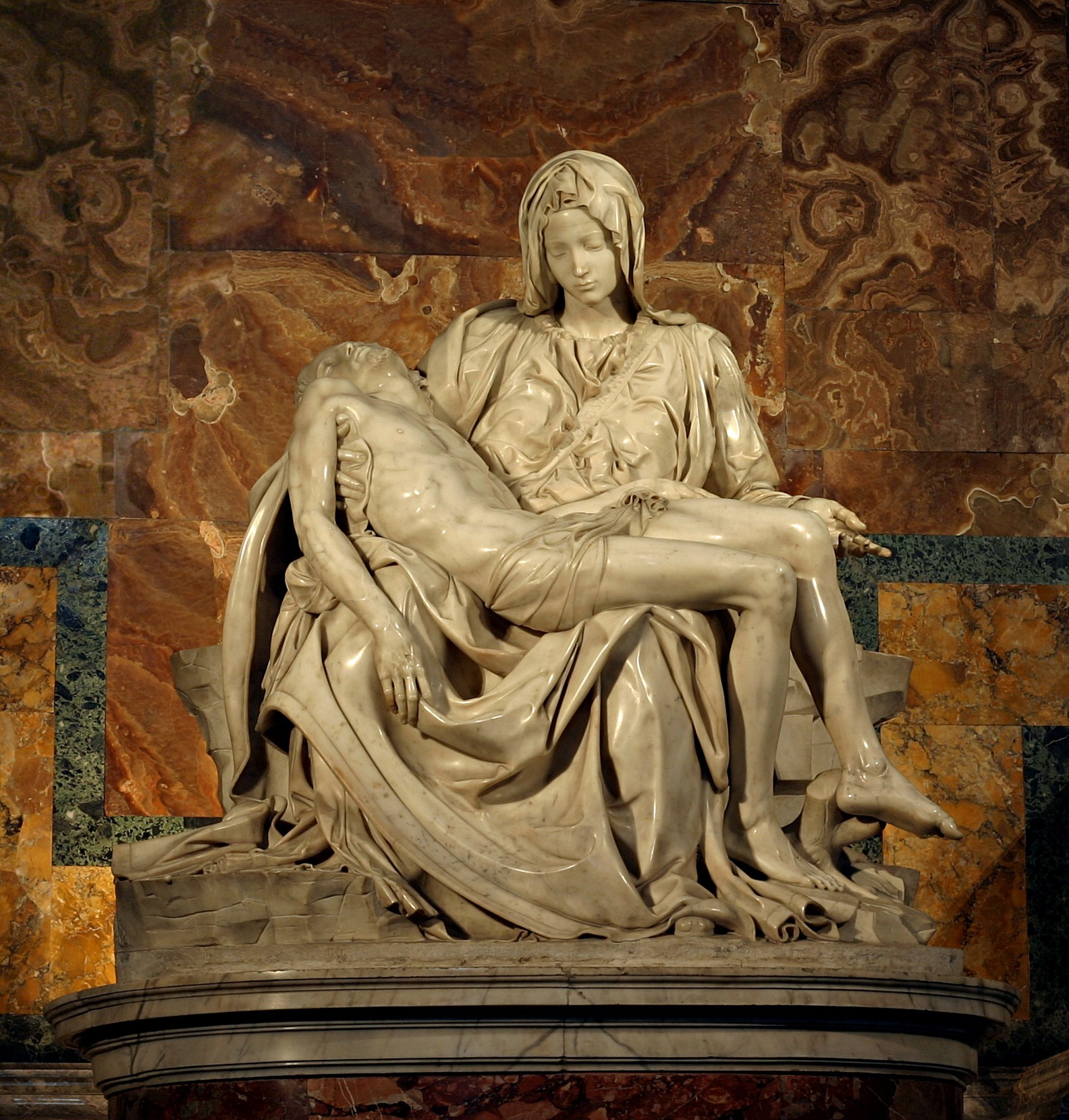
منحوتة بيتتا لميكيلانجيلو تظهر المرحلة الثالثة عشر من درب الصليب "أنزل عن الصليب ووضع في حضن أمه المسكينة".
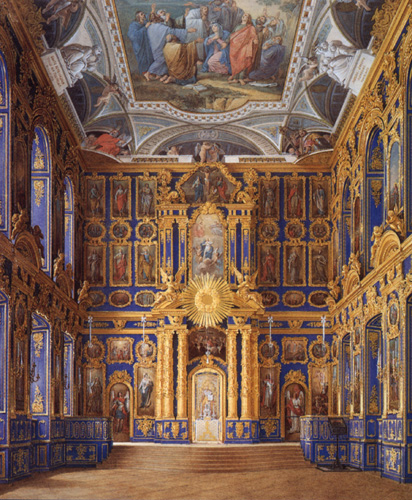
كنيسة القصر الملكي في بولندا؛ تشابكت الملكيّة والكنيسة في  العالم المسيحي .
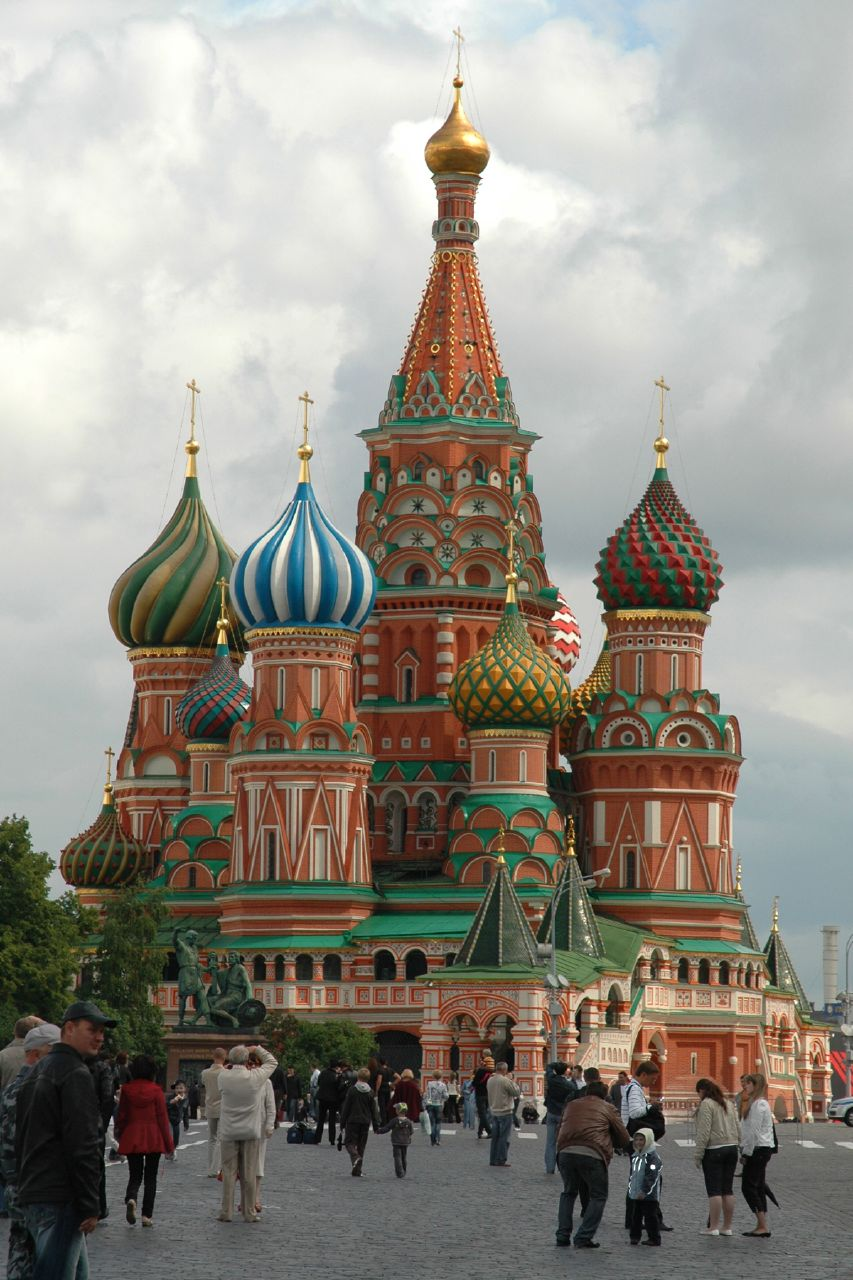
كاتدرائية القديس باسيل في الساحة الحمراء، موسكو طور المسيحيون نمطًا معماريًا مميزًا.
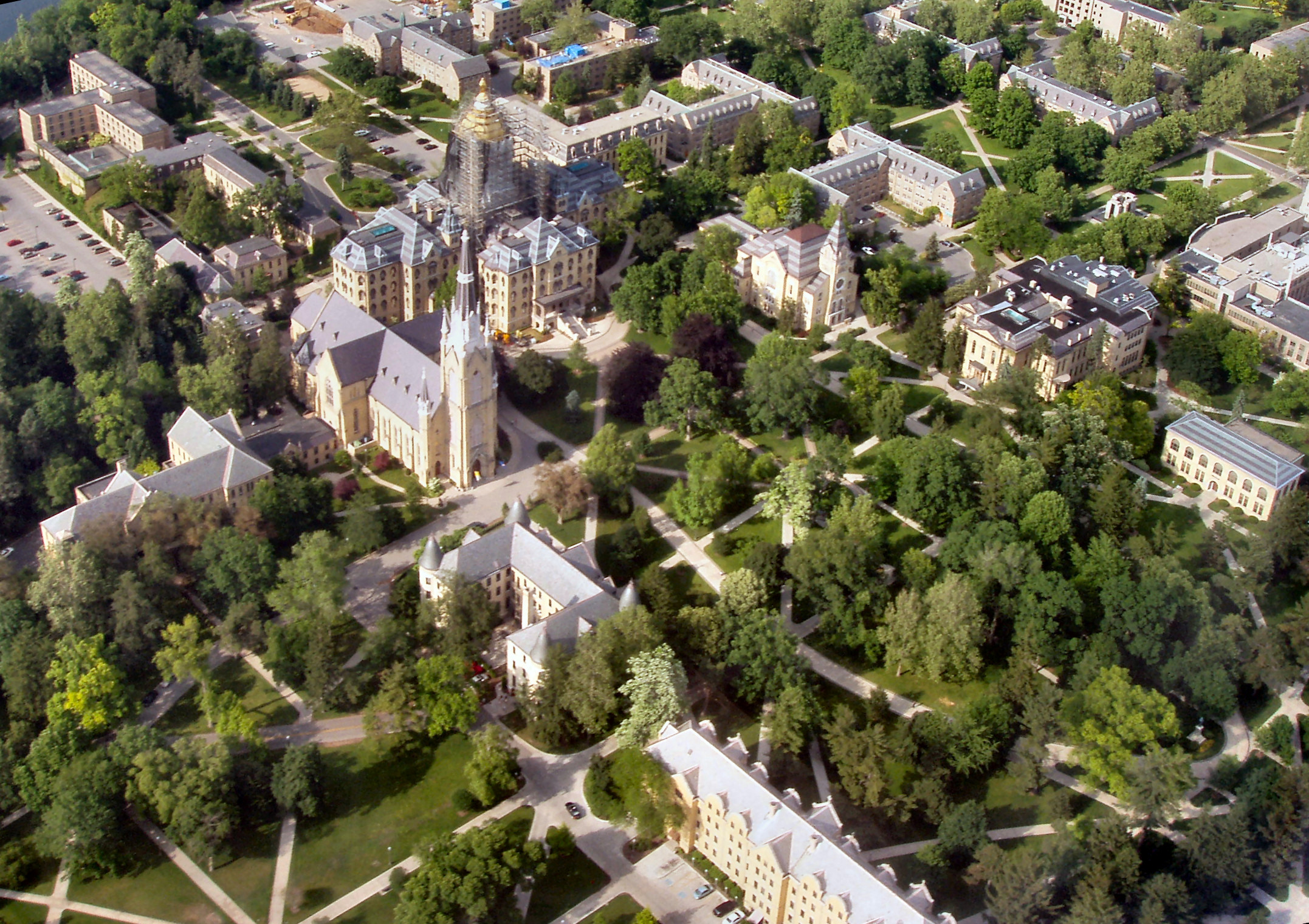
جامعة نوتردام الكاثوليكية في الولايات المتحدة، وهي من أهم الجامعات الكاثوليكية في العالم، شجّعت المسيحية على التعليم.
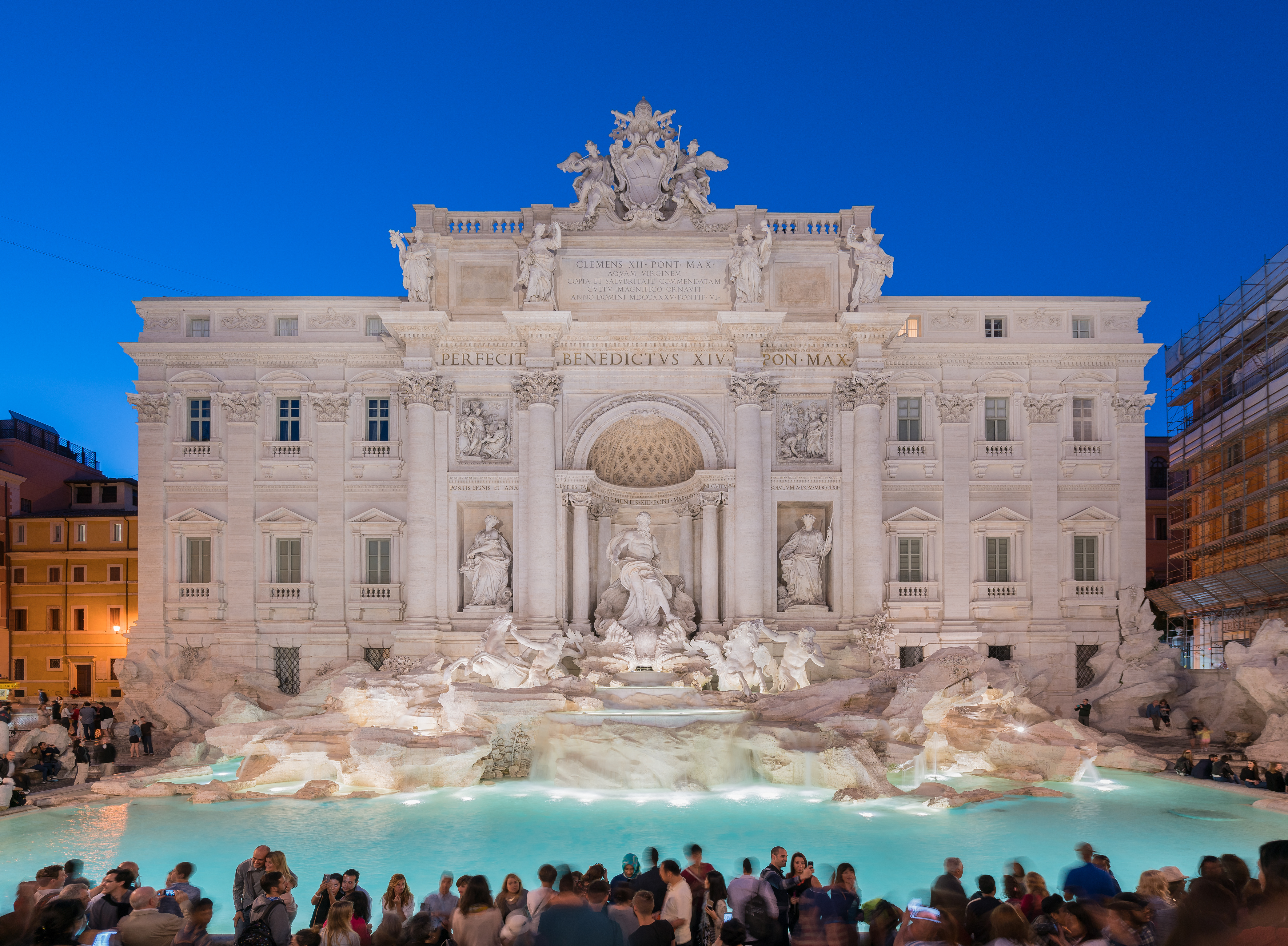
نافورة تريفي، بنيت على طلب البابا أوربان الثامن، فقد رعى البابوات الفنون والعمارة.
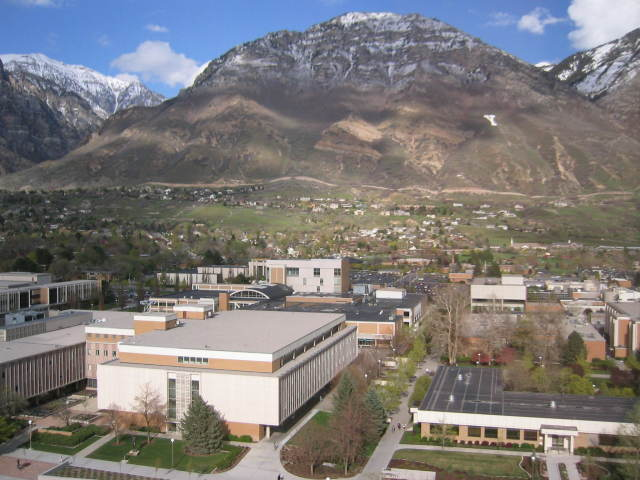
جامعة بريغام يونغ التابعة إلى كنيسة يسوع المسيح لقديسي الأيام الأخيرة، وهي أكبر جامعة دينية في الولايات المتحدة.
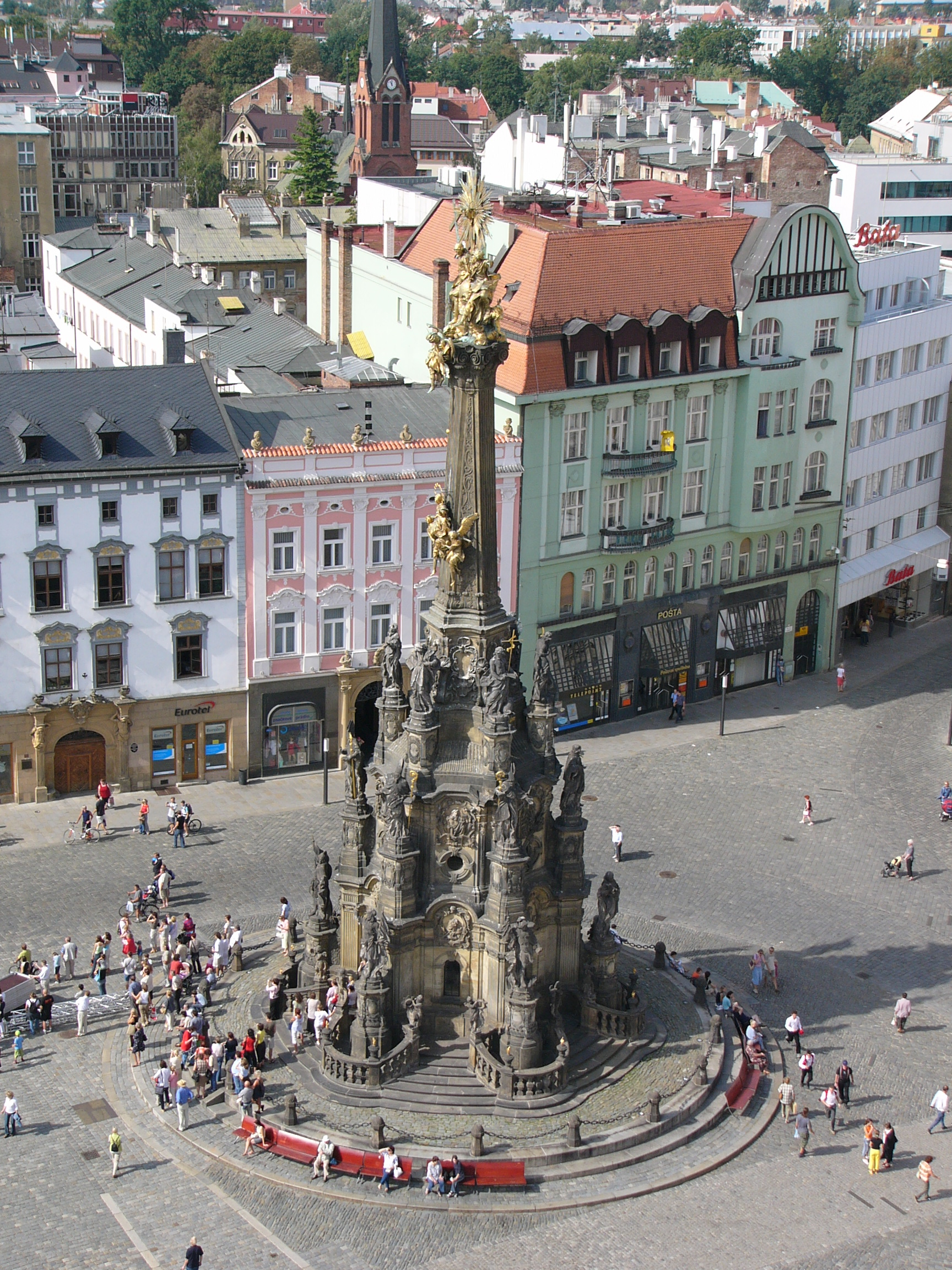
عمود الثالوث المقدس في أولوموتس، ويعتبر إحدى أشهر المعالم المسيحية في أوروبا الوسطى.
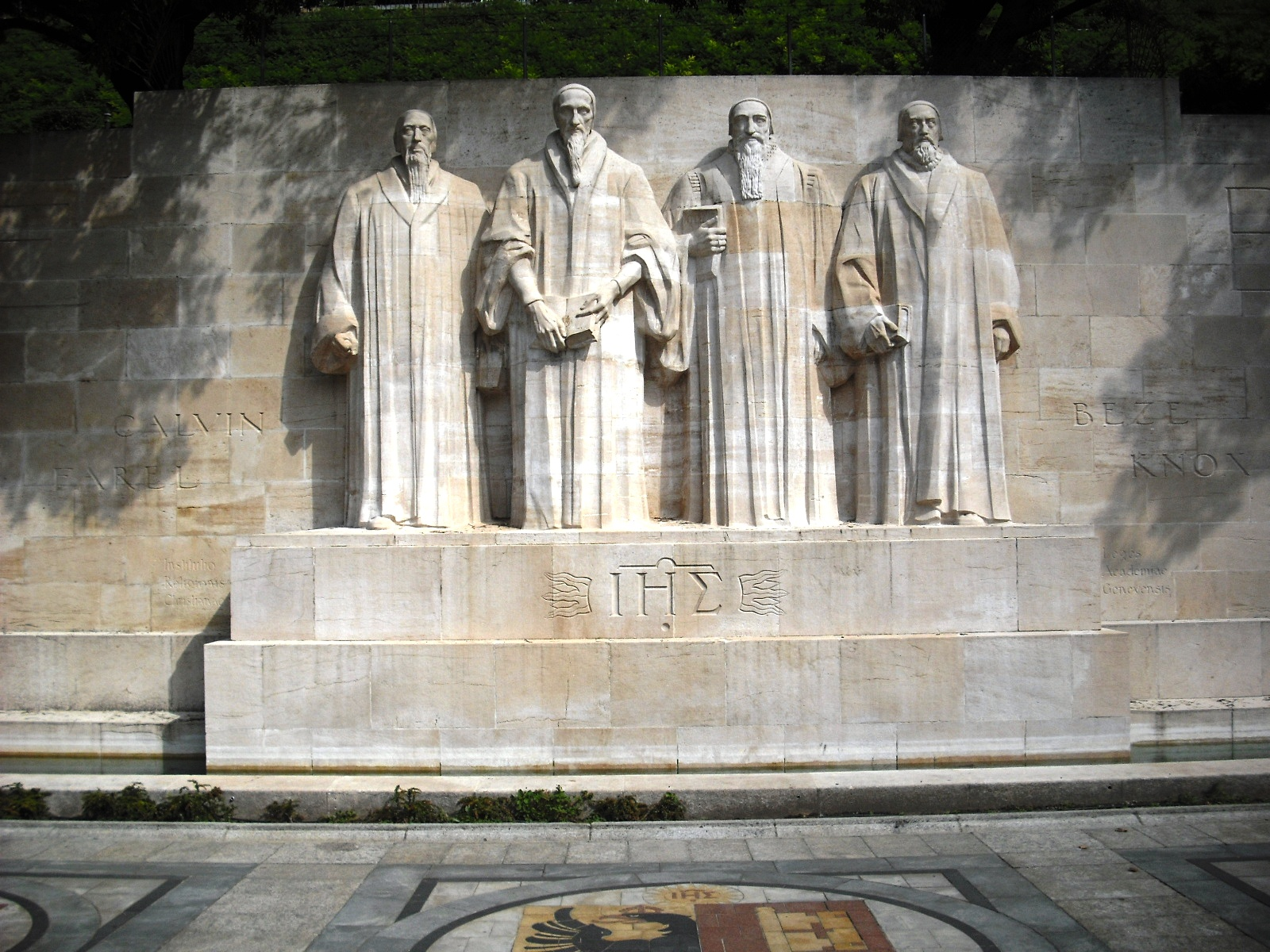
نصب المصلحون البروتستانت في جينيف، كان للإصلاح تأثير هام في أخلاق العمل والثورة العلمية والثورة الصناعية.
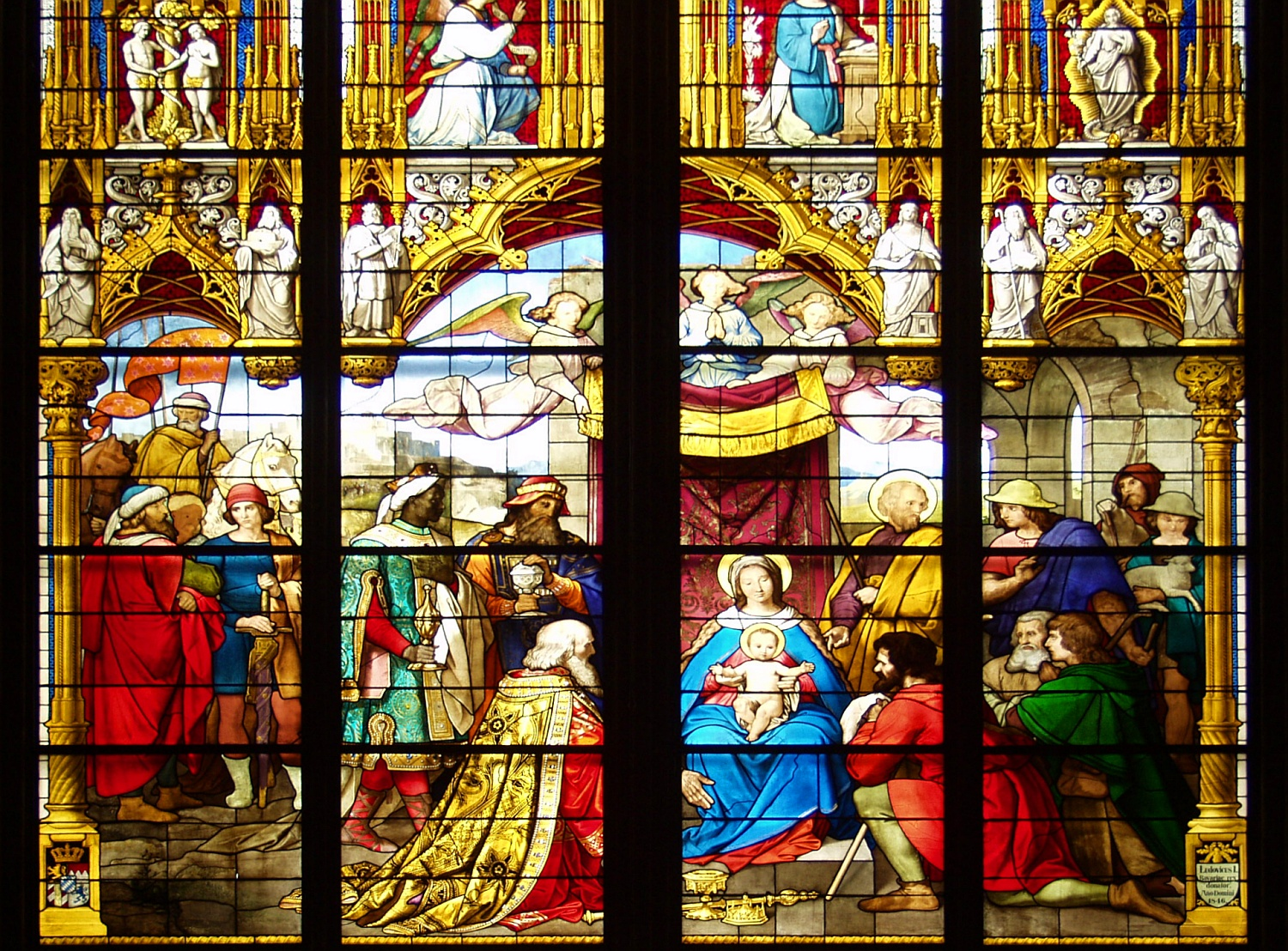
رسم على زجاج ملون يُظهر قصة ميلاد يسوع في كاتدرائية كولونيا.
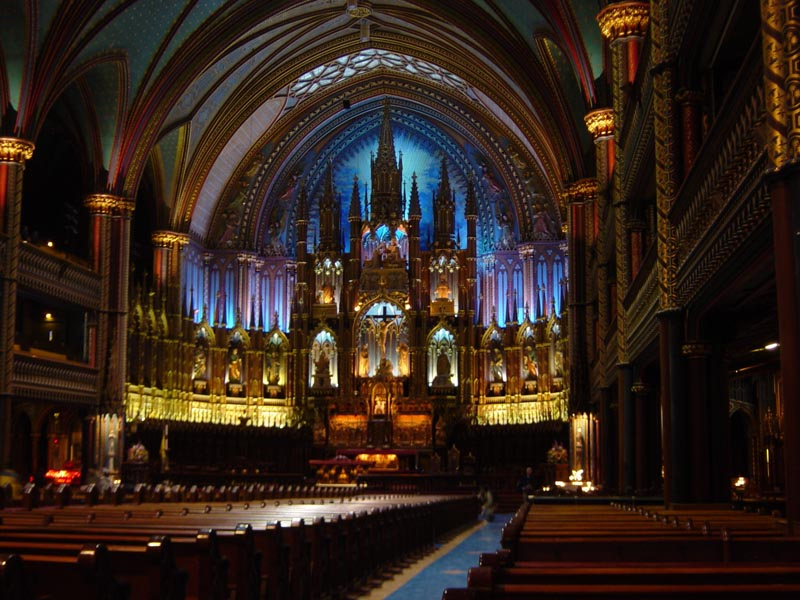
داخل كنيسة نوتردام (مونتريال)  كندا، شكلّت المسيحية حجر أساس الحضارة الغربية.
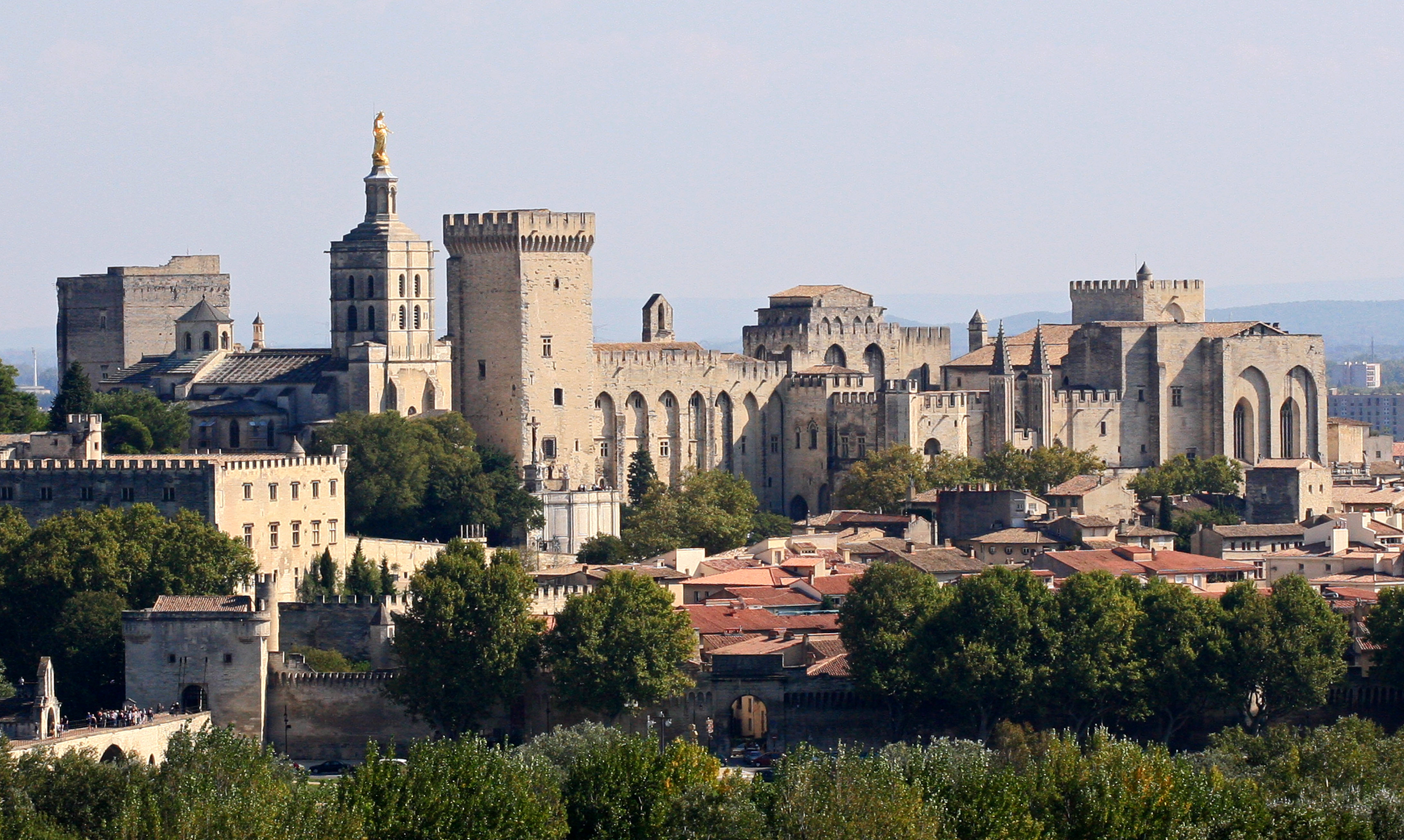
قصر البابا في أفينيون، فرنسا، اضطلعت البابوية بدور سياسيّ بارز في أوروبا وإمبراطورياتها.
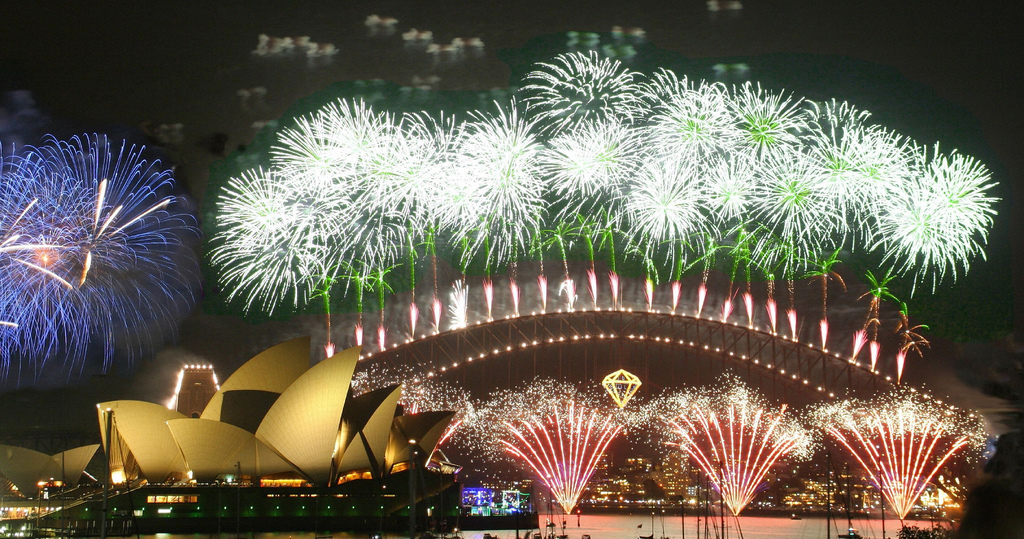
إحتفالات رأس السنة الميلادية في سيدني، أستراليا العديد من الأعياد المسيحية هي أيام عطل رسميَّة عالميَّة.
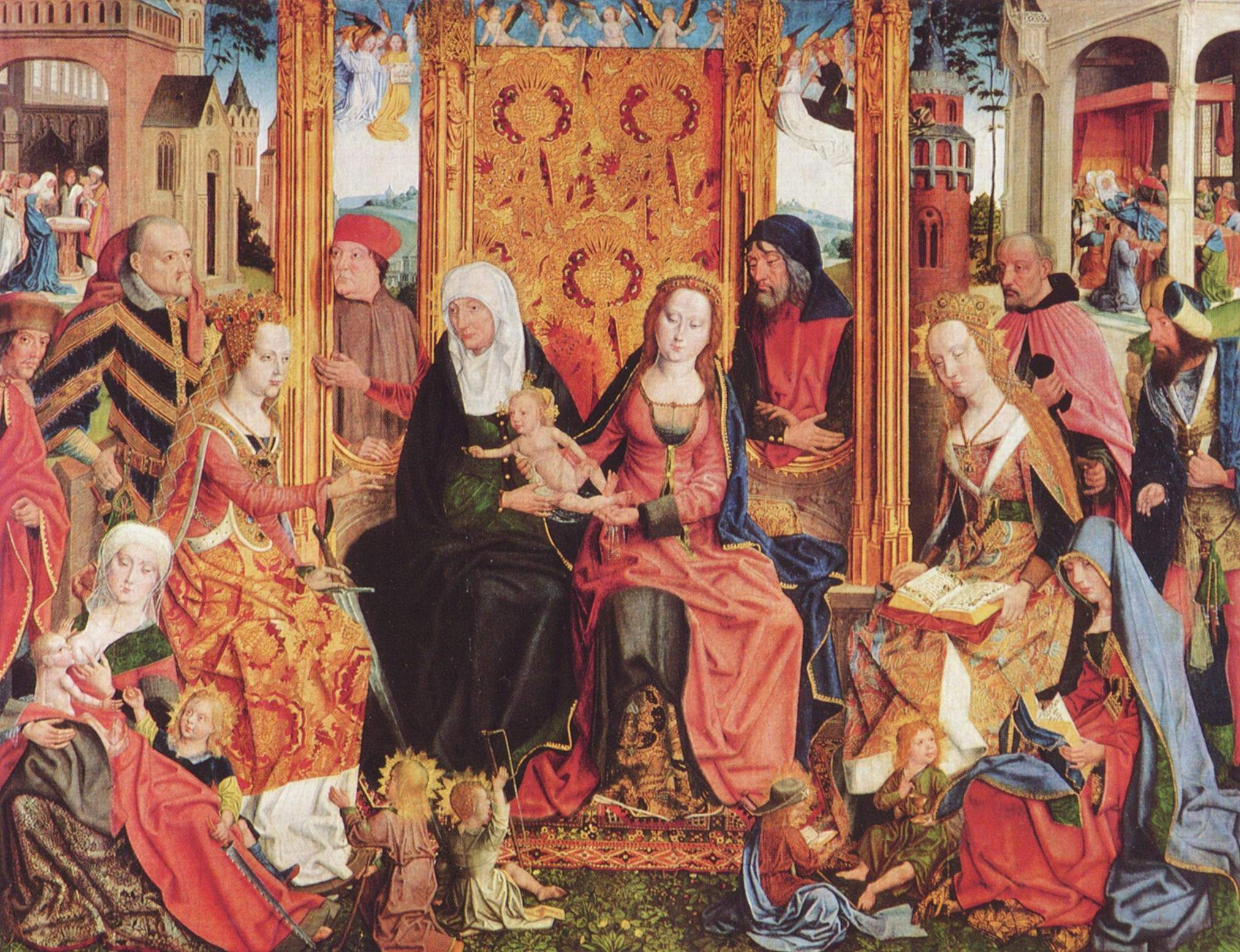
القرابة المقدسة لوحة ألمانية، كان للمسيحية دور في تطوير وتألق الفن الغربي.
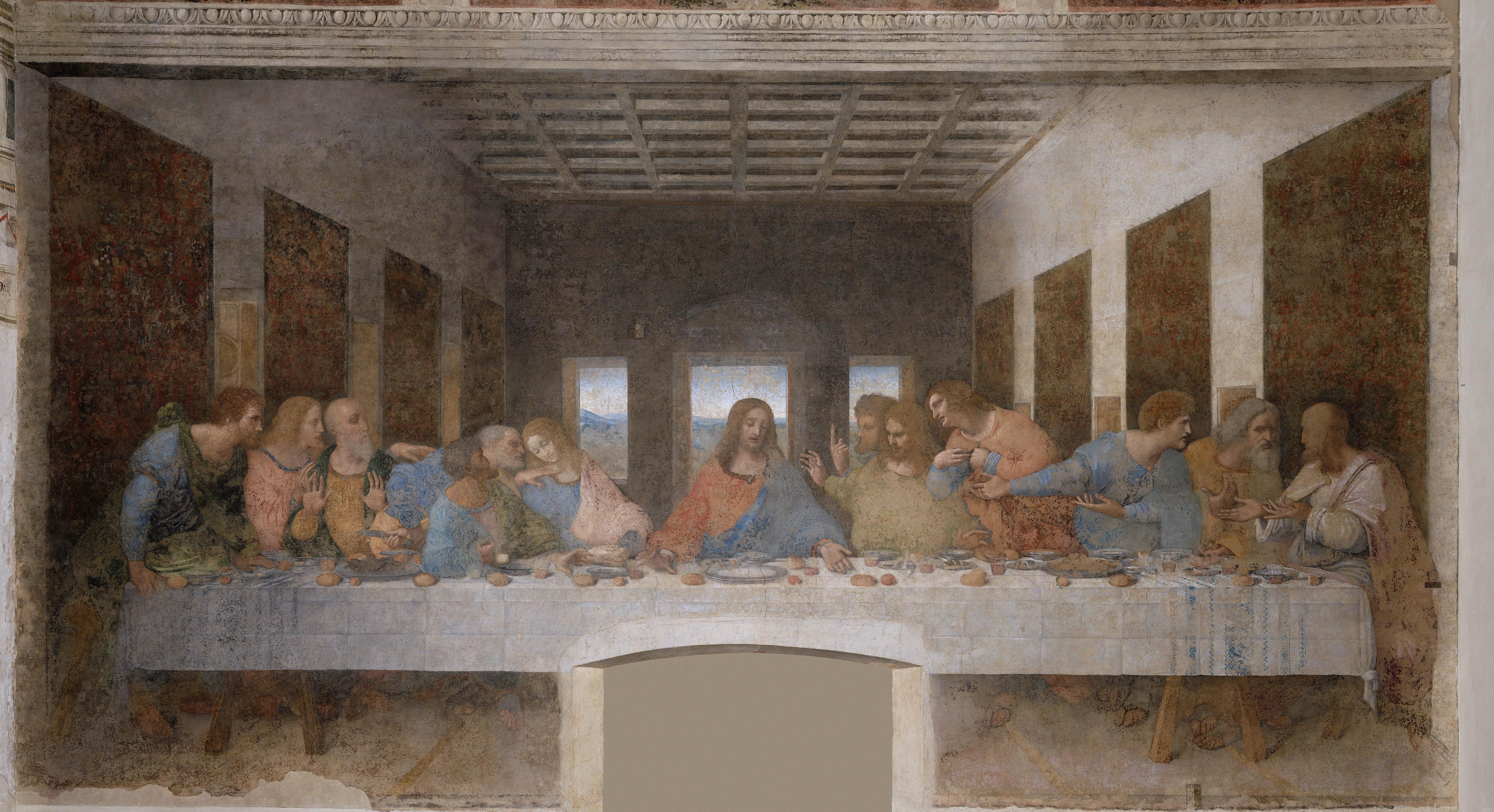
العشاء الأخير، إحدى أهم أعمال ليوناردو دا فينشي.
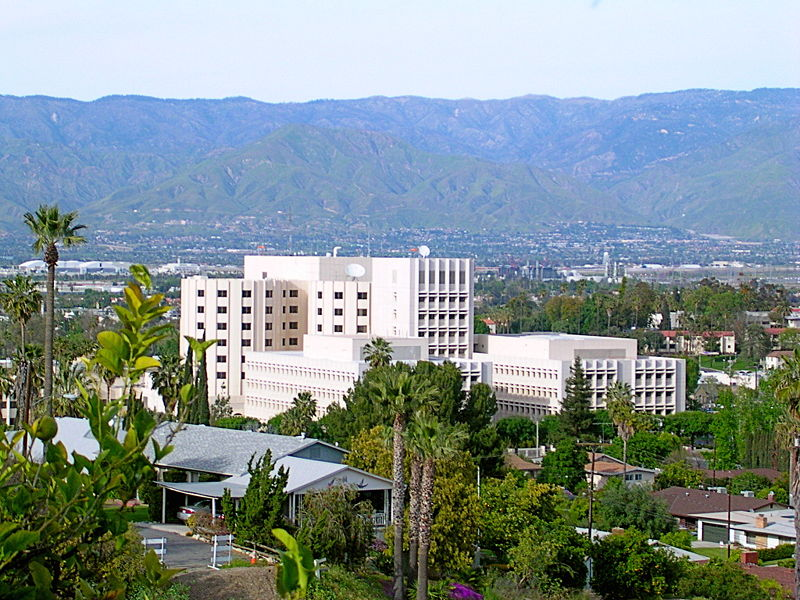
مستشفى لوما ليندا لطائفة السبتيين؛ اهتمت الكنيسة بتطوير الرعاية الطبيَّة والصحيَّة.
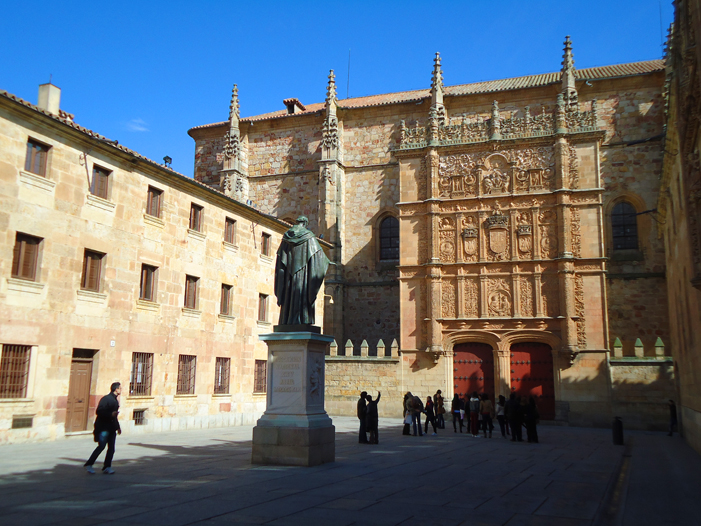
مدرسة سالامانكا، كانت معقل اللاهوتين والمفكرّين ومنارة اللاهوت والصوفيَّة والفلسفة المسيحية.
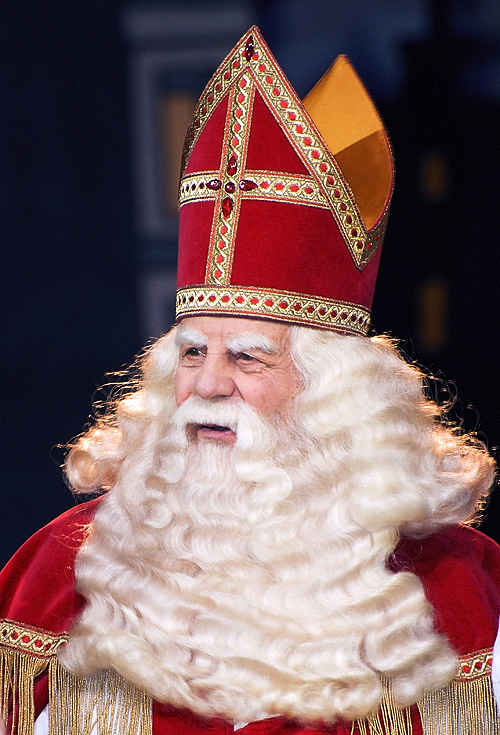
بابا نويل، أصبحت أيقونات الثقافة المسيحية منتشرة عالميًا.
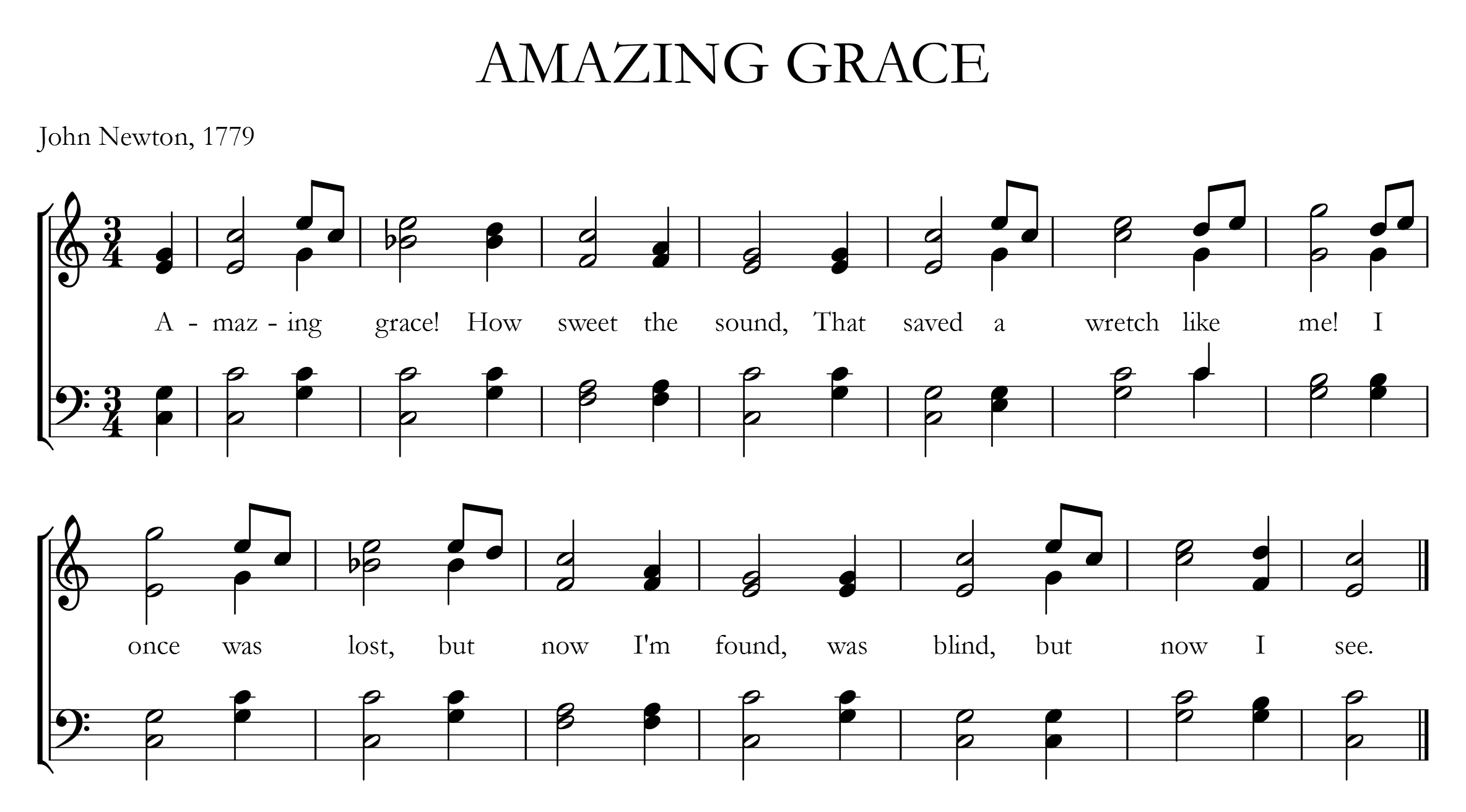
مقطوعة لترنيمة نعمة مدهشة، الترنيمة الأكثرَ شهرة من بين جميع الترانيم الشعبيَّة.
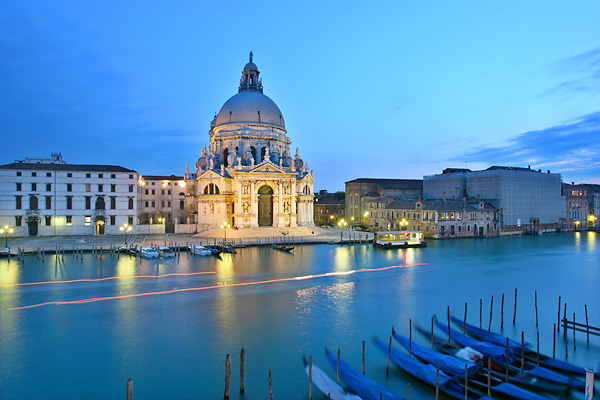
كنيسة تعود لعصر النهضة في البندقية؛ كانت الكنيسة الرومانية الكاثوليكية من أبرز رعاة وداعمين عصر النهضة.
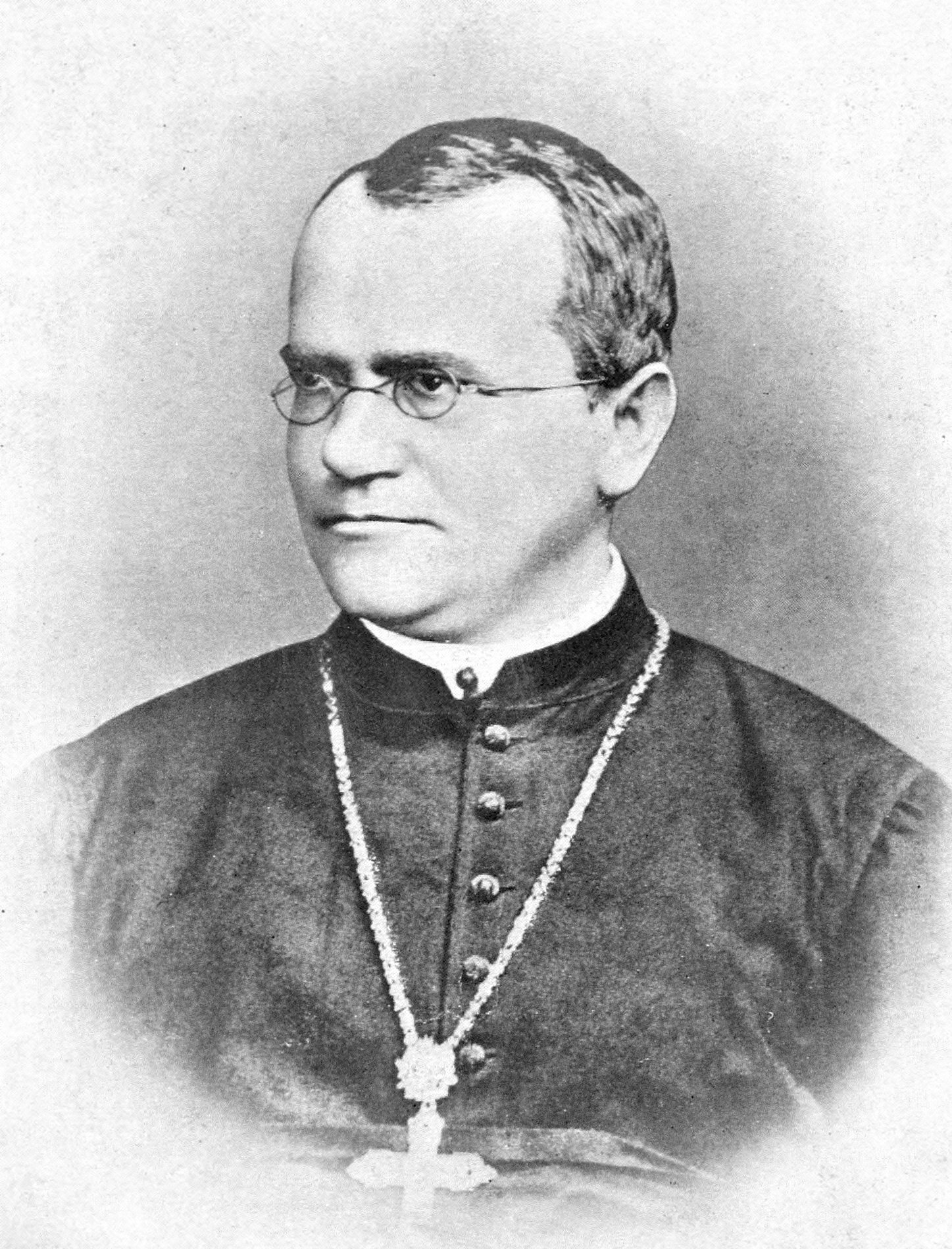
غريغور مندل، أبو علم الوراثة، لقد رعت الكنيسة مختلف أنواع العلوم، وقد ساهم العديد من رجال الدين المسيحيين في تطوير العلم.
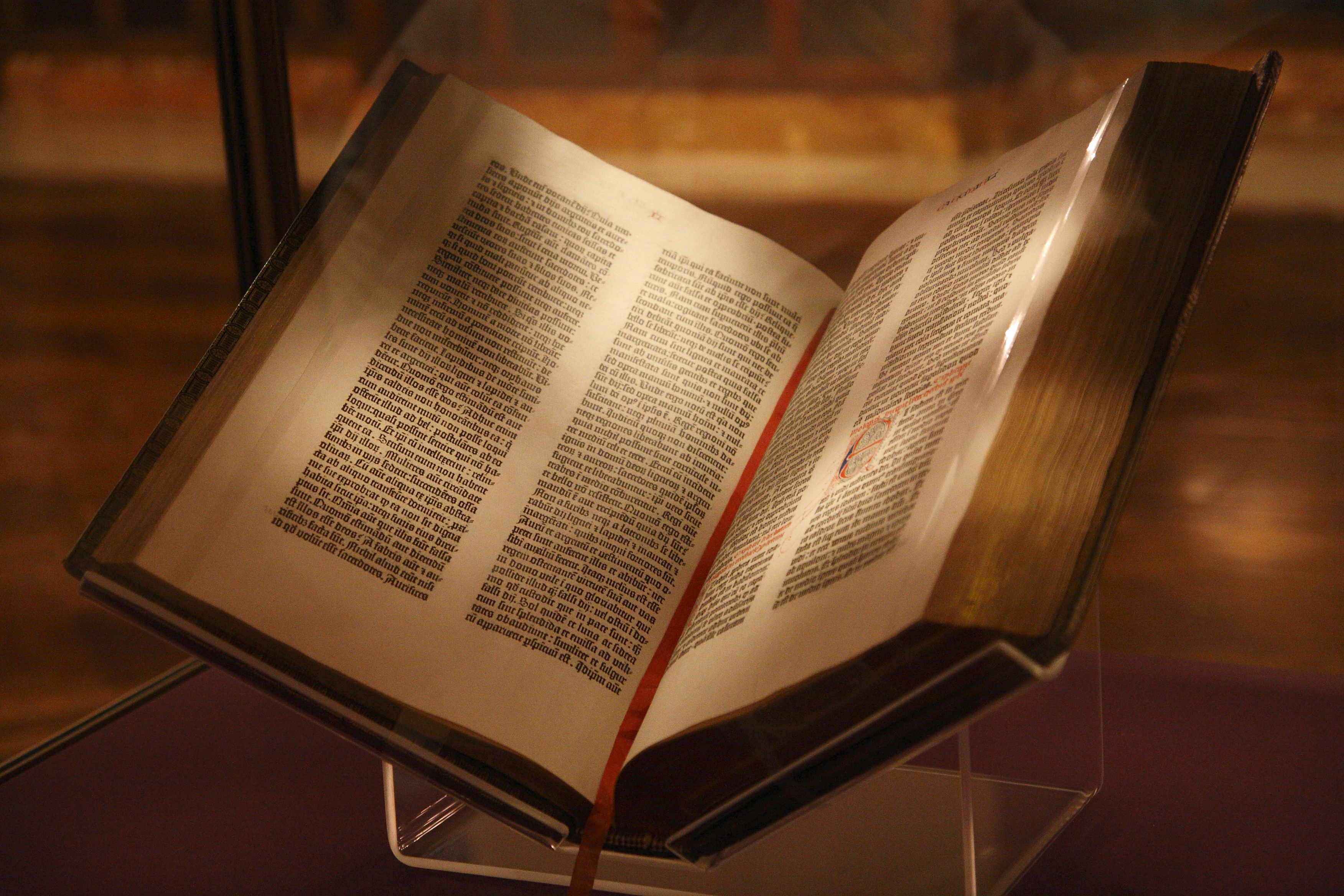
بيبل غوتنبرغ، أول طبعة للكتاب المقدس، طبعها يوهان غوتنبرغ، وله أهمية كبيرة في بدء ثورة وعصر الطباعة، فالكنيسة حافظت على الأدب والمعارف القديمة.
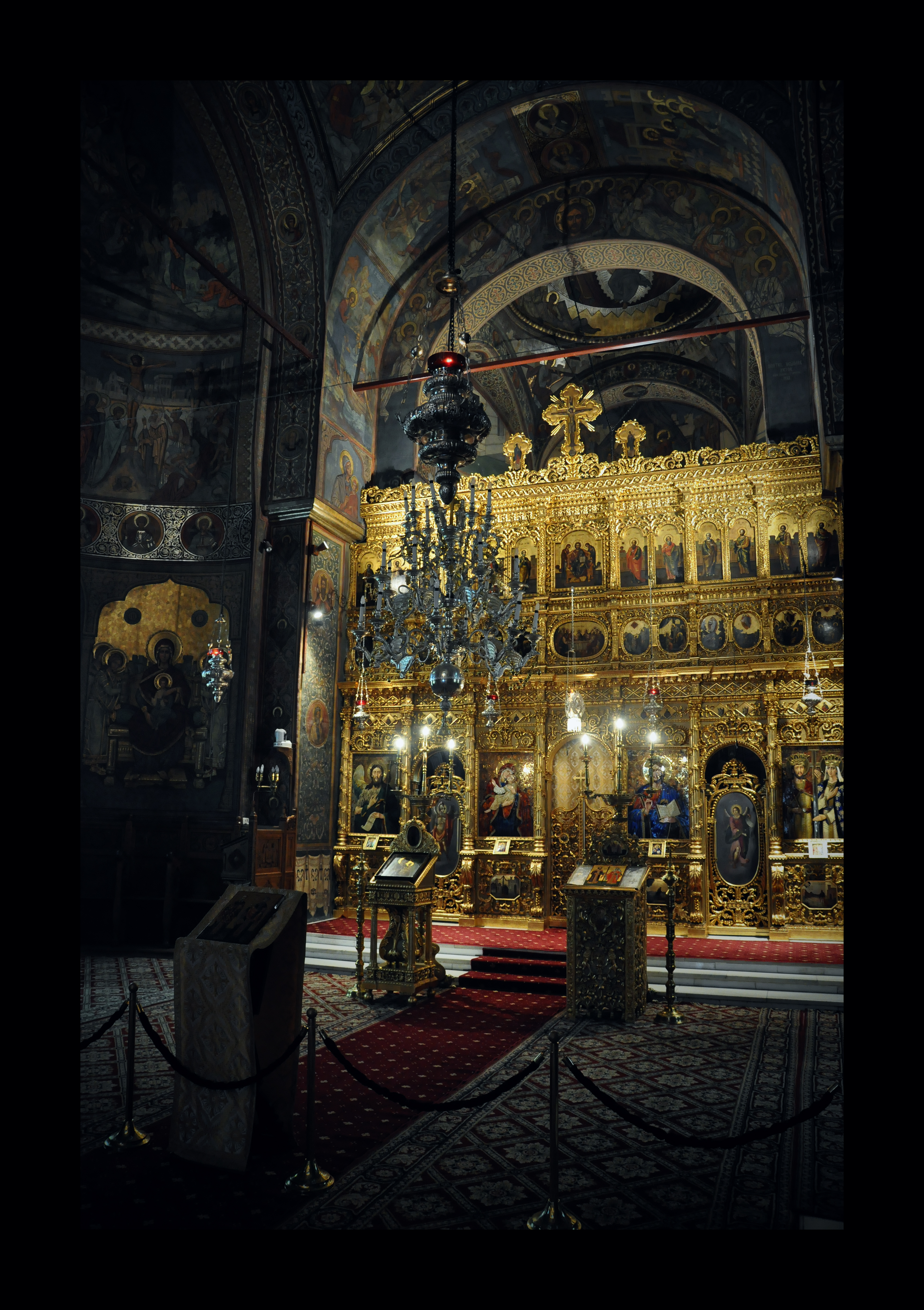
أيقونسطاس كنيسة أرثوذكسية في رومانيا، من أبرز مميزات العمارة المسيحية الشرقية كثرة زخارفها الداخلية وأيقونتها.
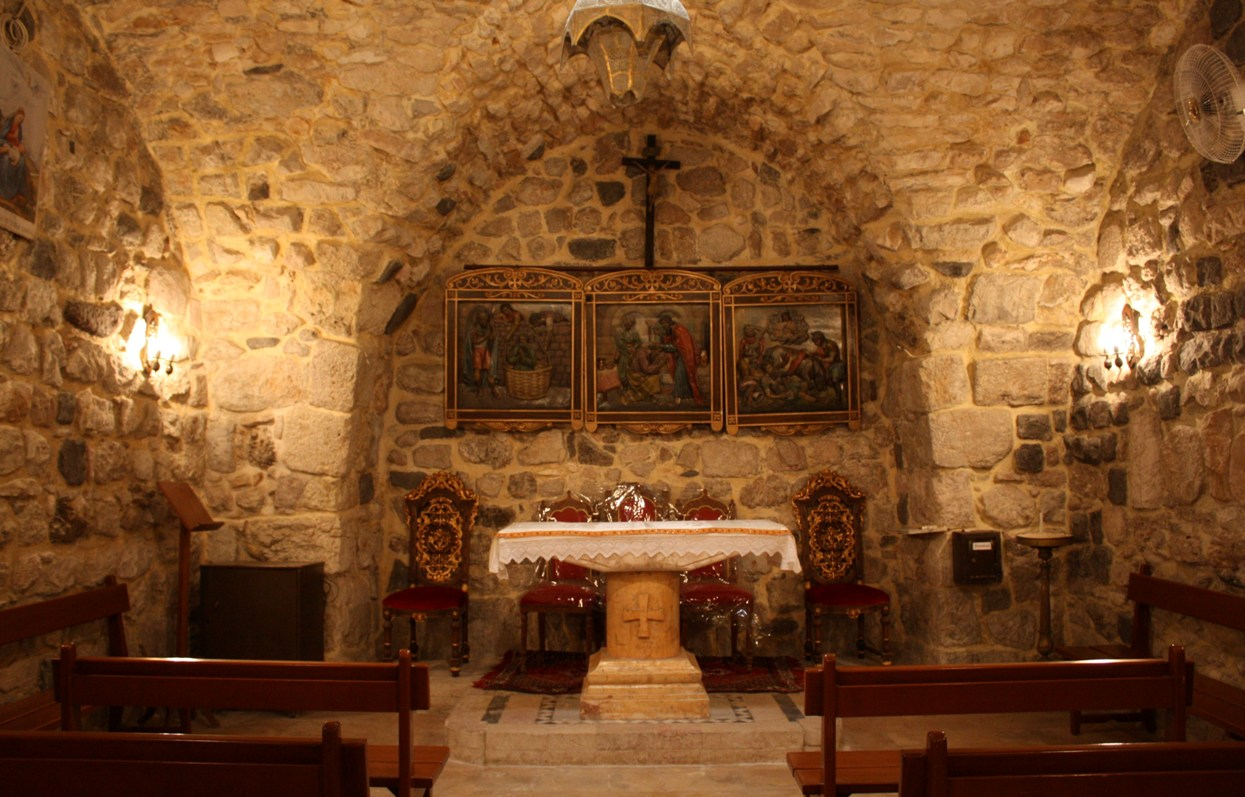
كنيسة القديس حنانيا في دمشق، سوريا، إحدى أقدم الكنائس الباقية حتى اليوم.
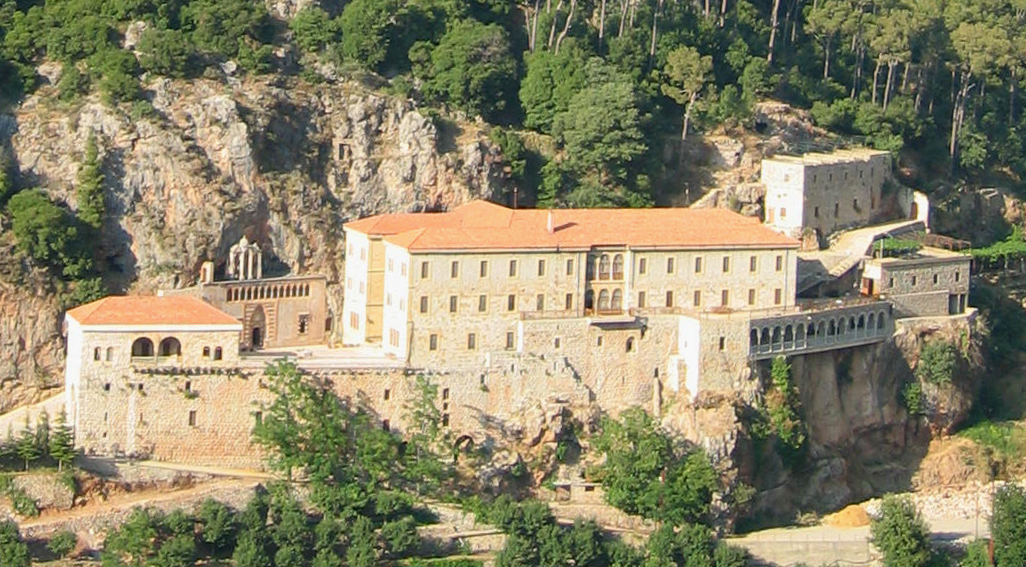
دير مار أنطونيوس قزحيا في وادي قاديشا، لبنان، يُعتبر إرثًا وطنيًا وعالميًا.
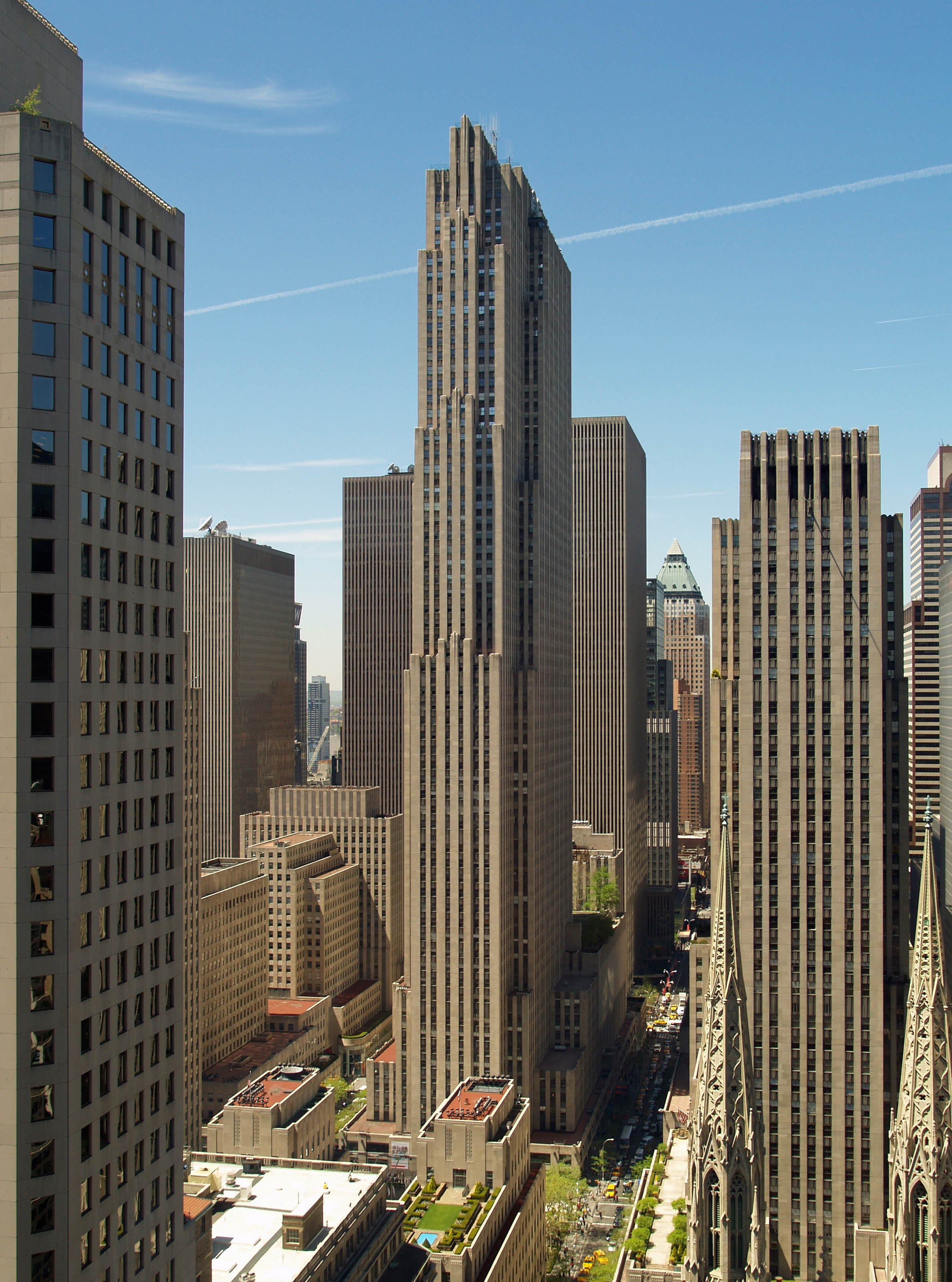
مركز روكفلر في وول ستريت، مانهاتن، لعبت العديد من الأسر البروتستانتيَّة دور هام في الإقتصاد والصناعة والبنوك.
مائدة عشاء عيد الميلاد، تعرض أصناف من الطعام التقليديّ لعيد الميلاد.[15]
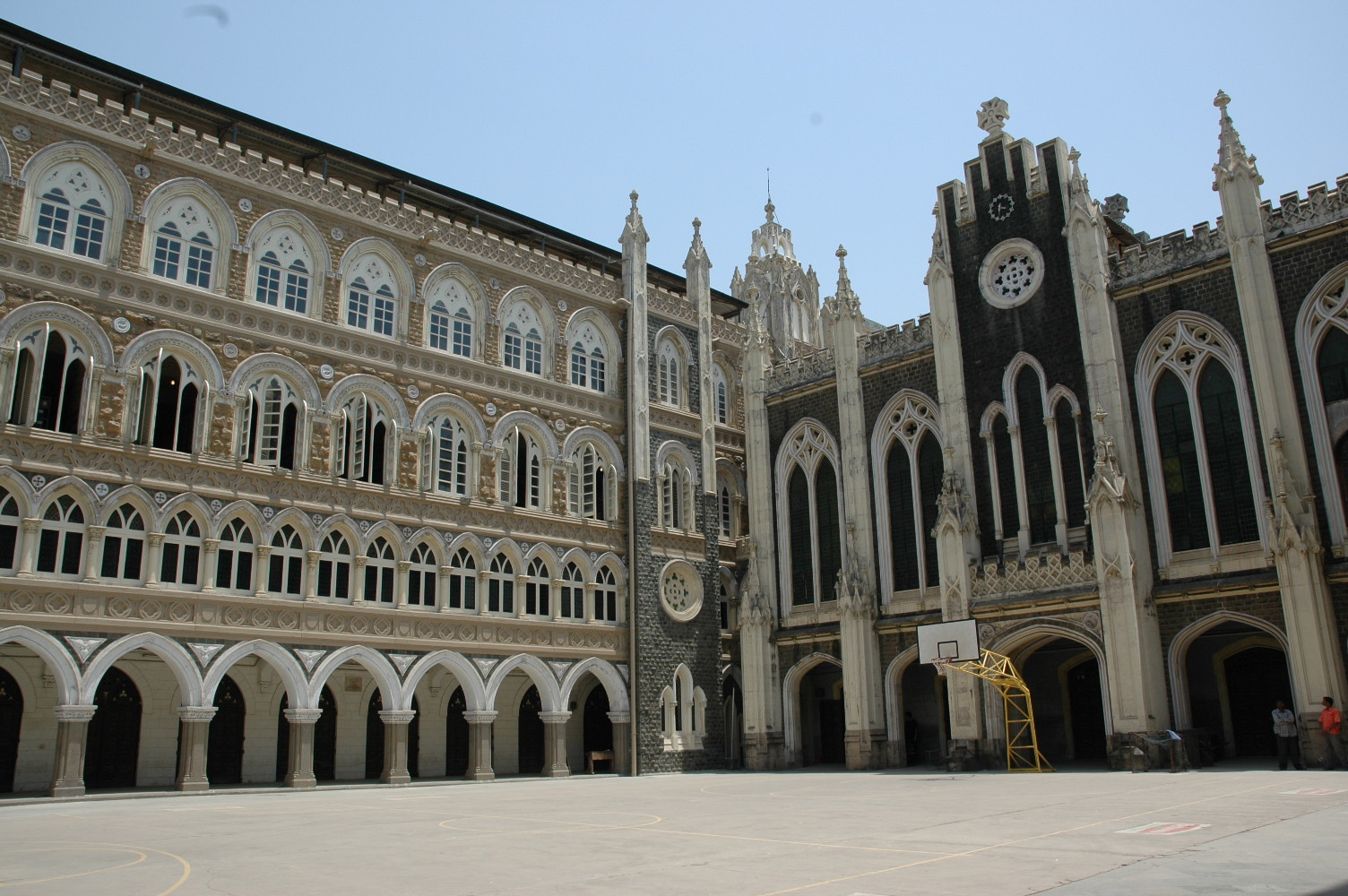
مدرسة القديس فرنسيس كسفاريوس في مومباي؛ وهي من أشهر المدارس الكاثوليكية في شبه الجزيرة الهندية.
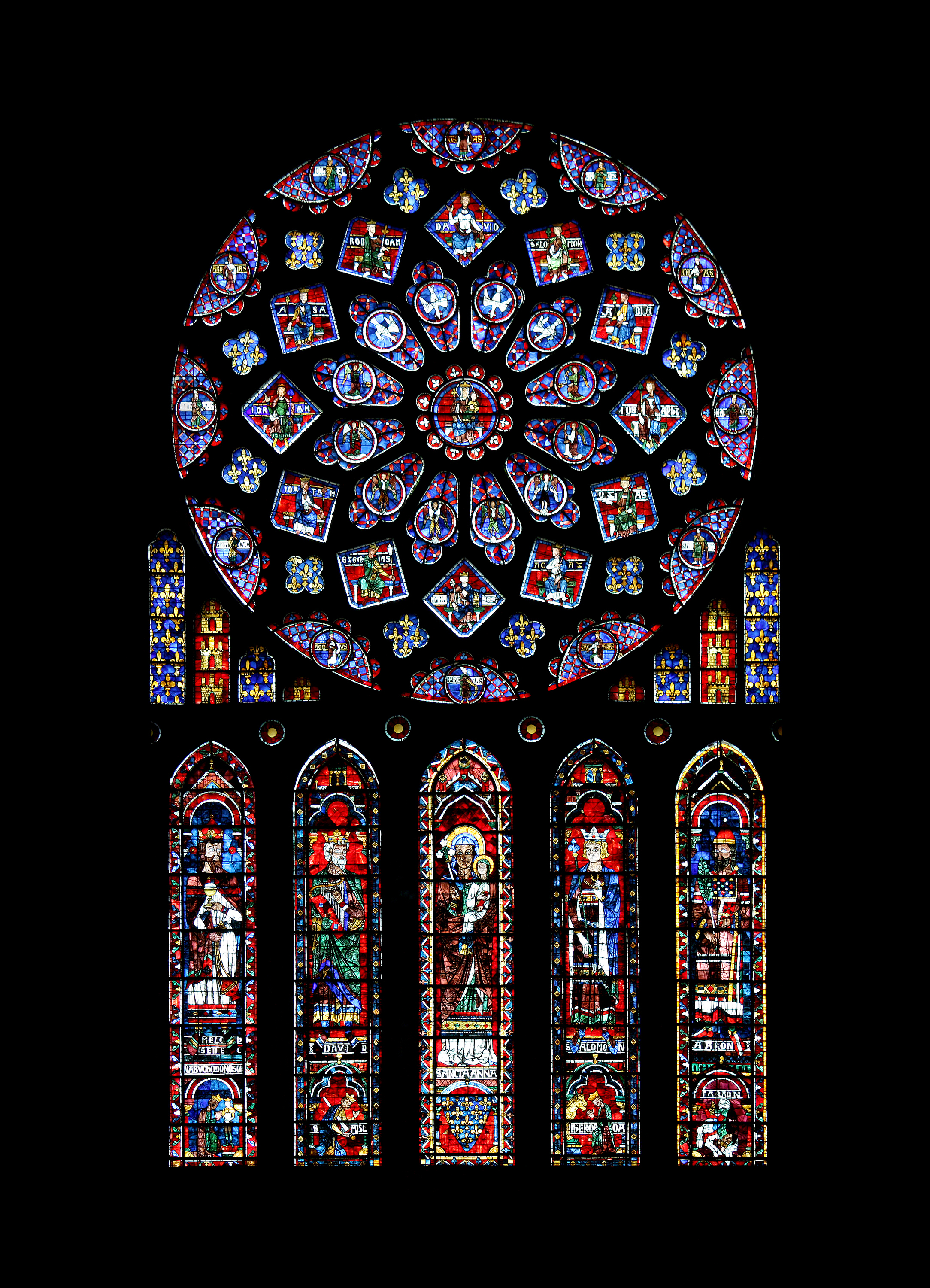
كاتدرائية شارتر؛ وتعتبر واحدة من أروع أمثلة المعمار القوطية الفرنسية، وشكلّت مدرستها نقطة انطلاق لكثير من الإنجازات في أوروبا.
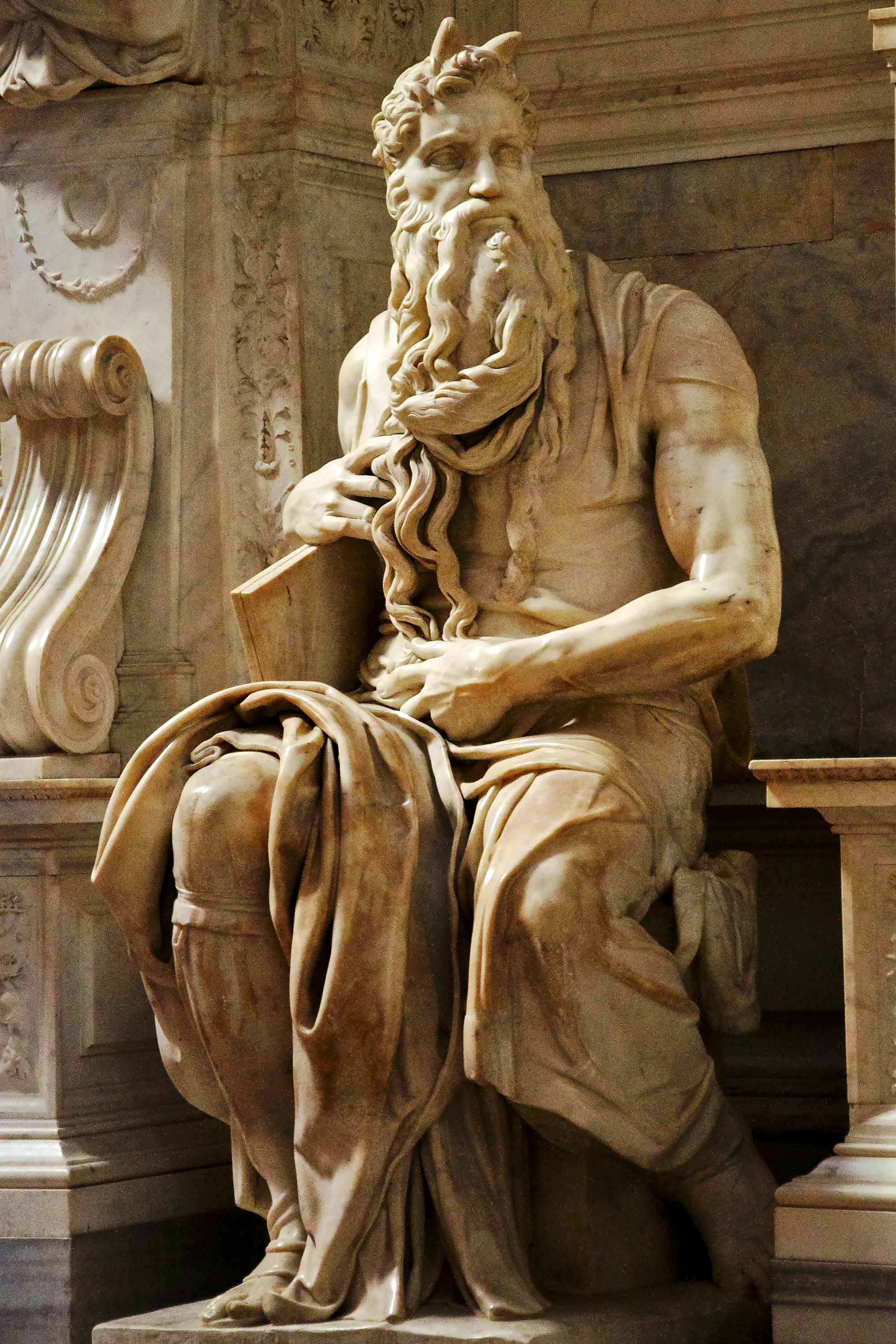
موسى ضمن منحوتة قبر يوليوس الثاني؛ وهي من أعمال مايكل أنجلو.
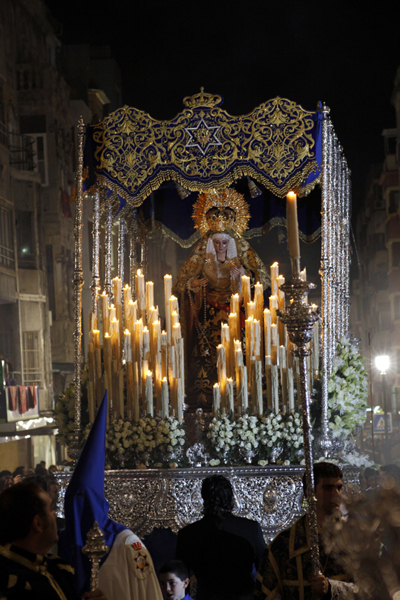
جانب من مسيرة الجمعة العظيمة في إشبيلية؛ تعد هذه المسيرة من بقايا الإرث الكاثوليكي الأندلسيّ العريق.
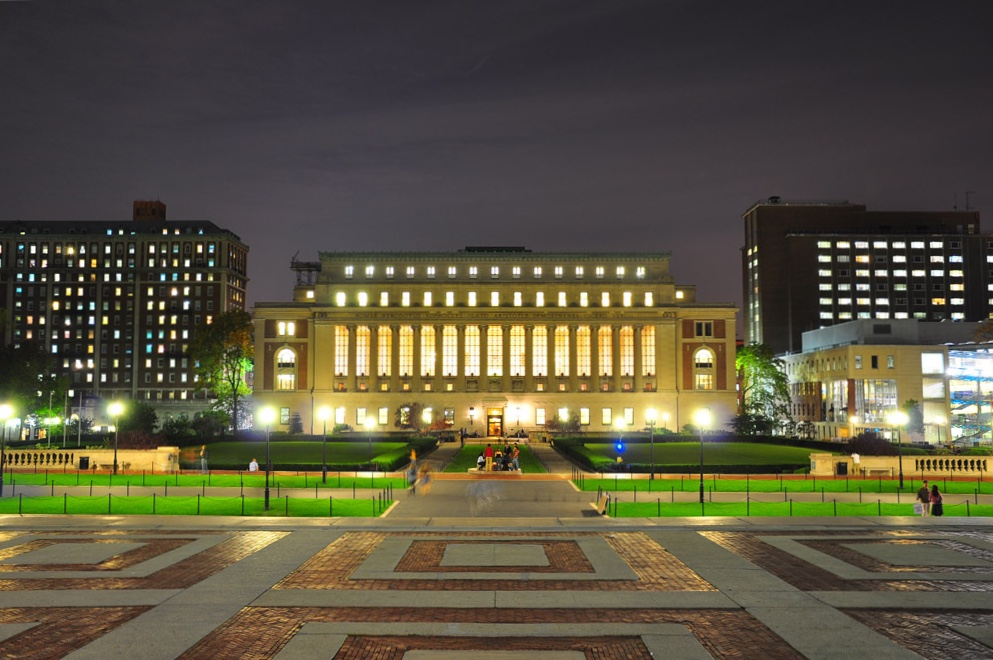
مكتبة جامعة كولومبيا، والتي كانت من معاقل البروتستانت، أثرت البروتستانتية على انتشار الأبحاث العلمية.
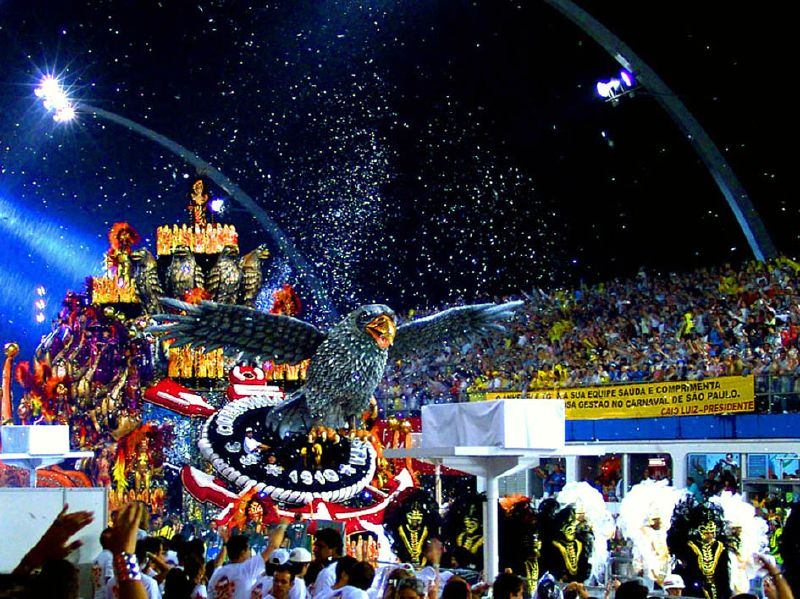
كرنفال ريو دي جانيرو: تتخذ الإحتفالات المسيحية طابعًا اجتماعيًا مميزًا.
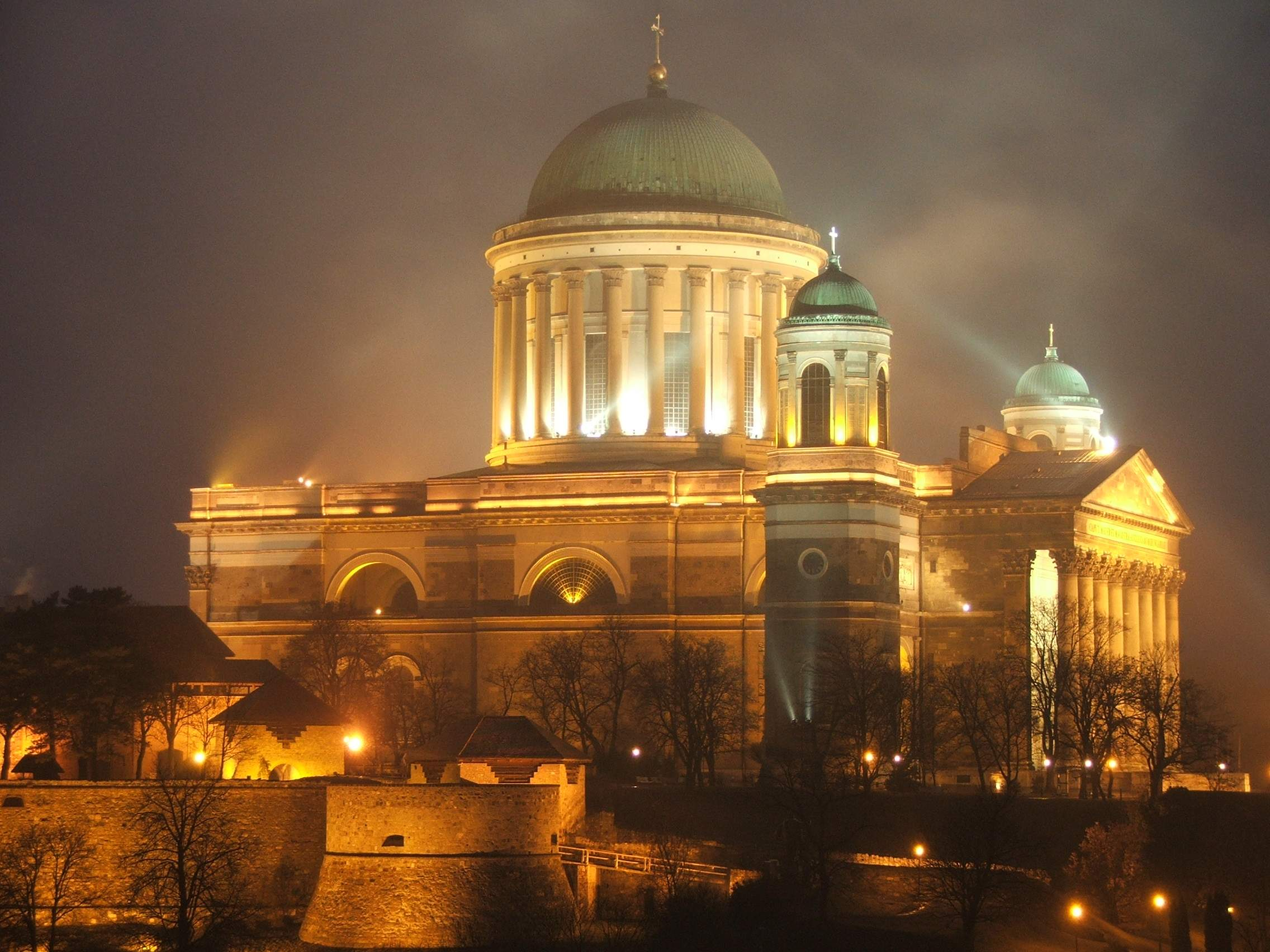
كنيسة القديس إسطفان في بودابست في  المجر، إحدى أهم الكنائس الملكيَّة الباقية حتى اليوم.
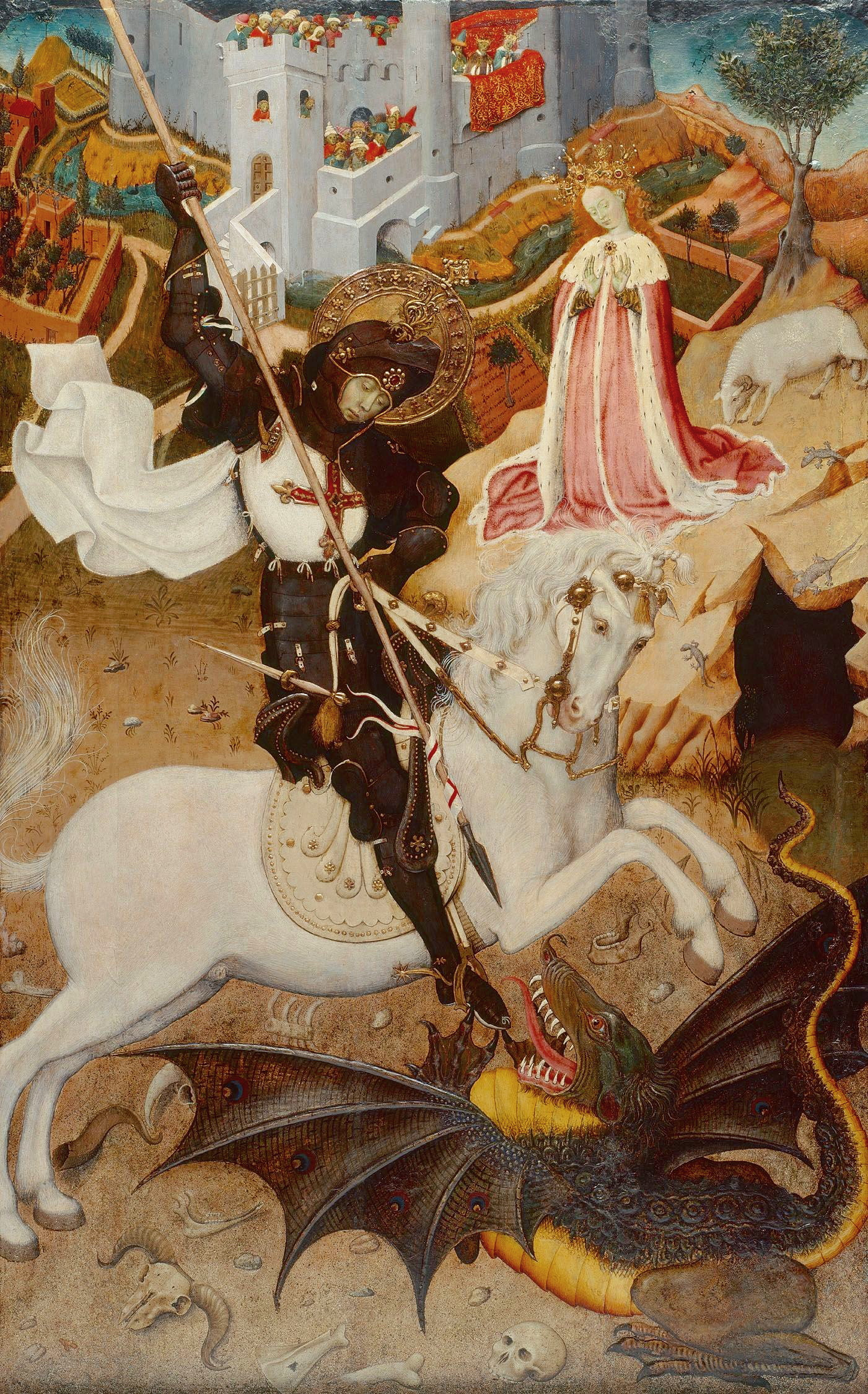
القديس جرجس والتنين وهي من قصص «الأسطورة ذهبيّة»، وهي أحد أكثر الأعمال الأدبية المسيحية تأثيرًا على الفلكلور الغربي.
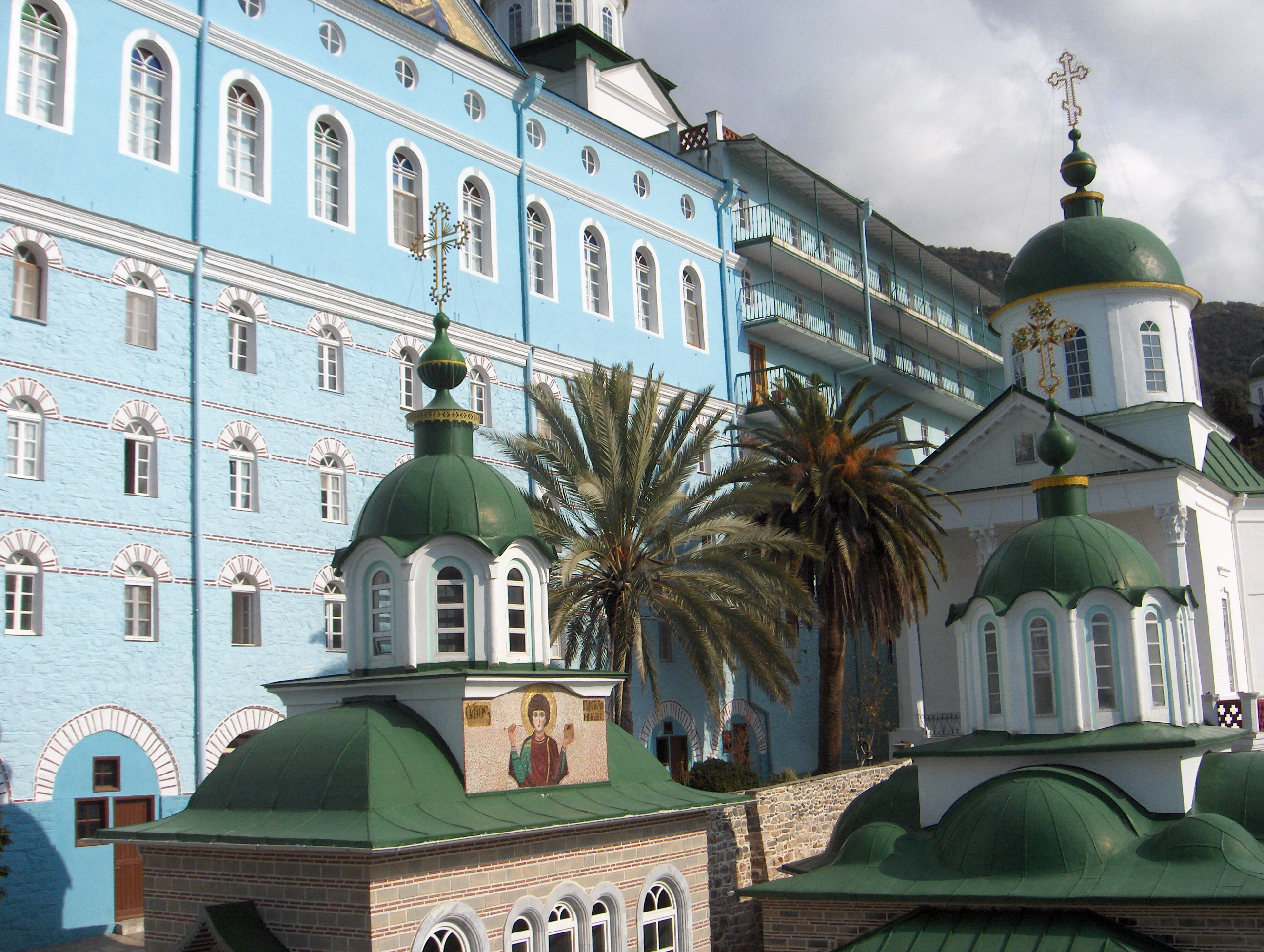
جبل آثوس في  اليونان، ويُعتبر منطقة نسكيّة وصوفيَّة، حيث يقيم هناك رهبان من مختلف الكنائس الأرثوذكسية.
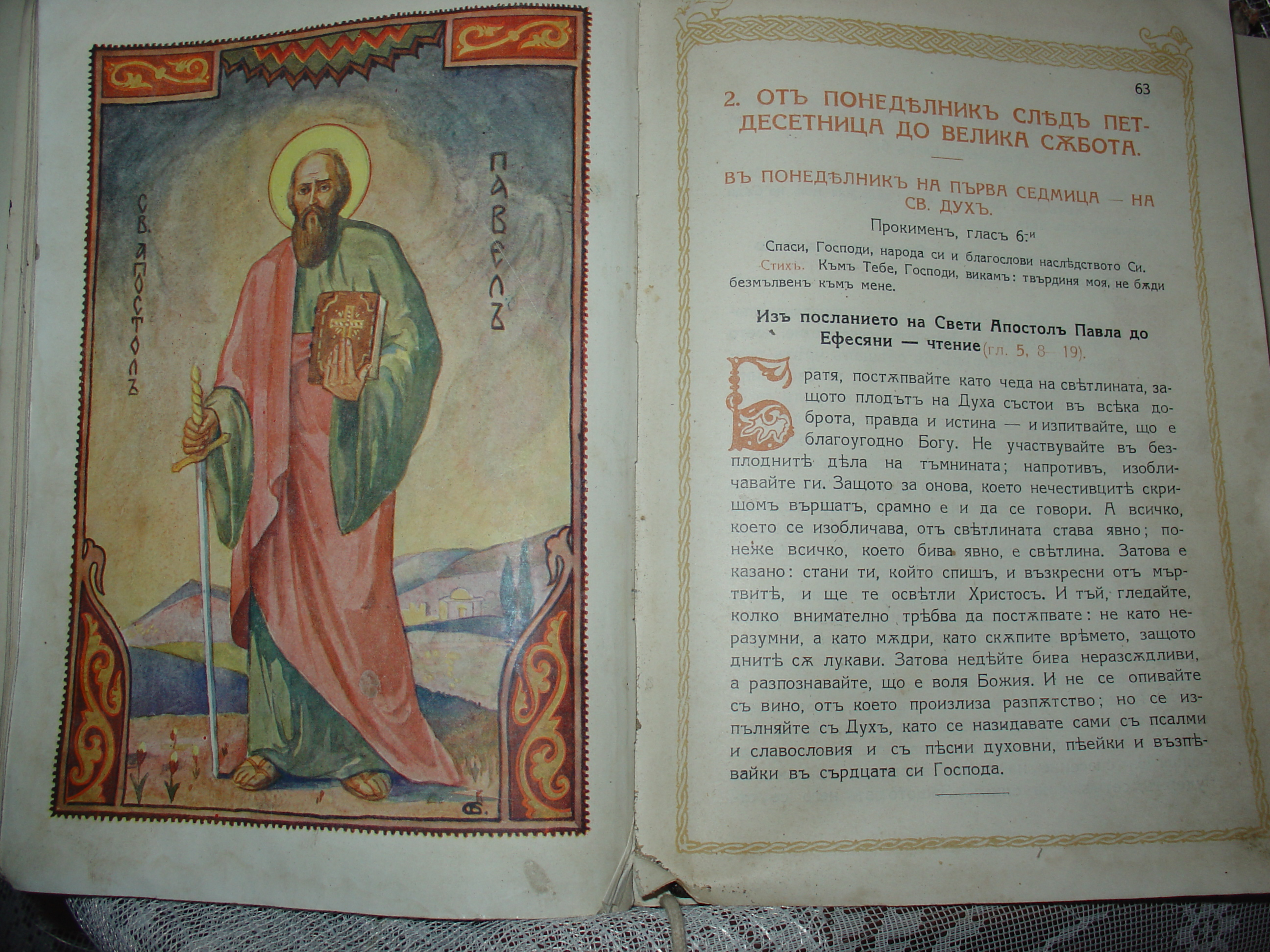
الأبجدية الكيريلية؛ أوجدها كيرلس وميثوديوس رسل السلاف؛ كانا كلاهما أكاديميين ولاهوتيين ولغويين من الطراز الرفيع.
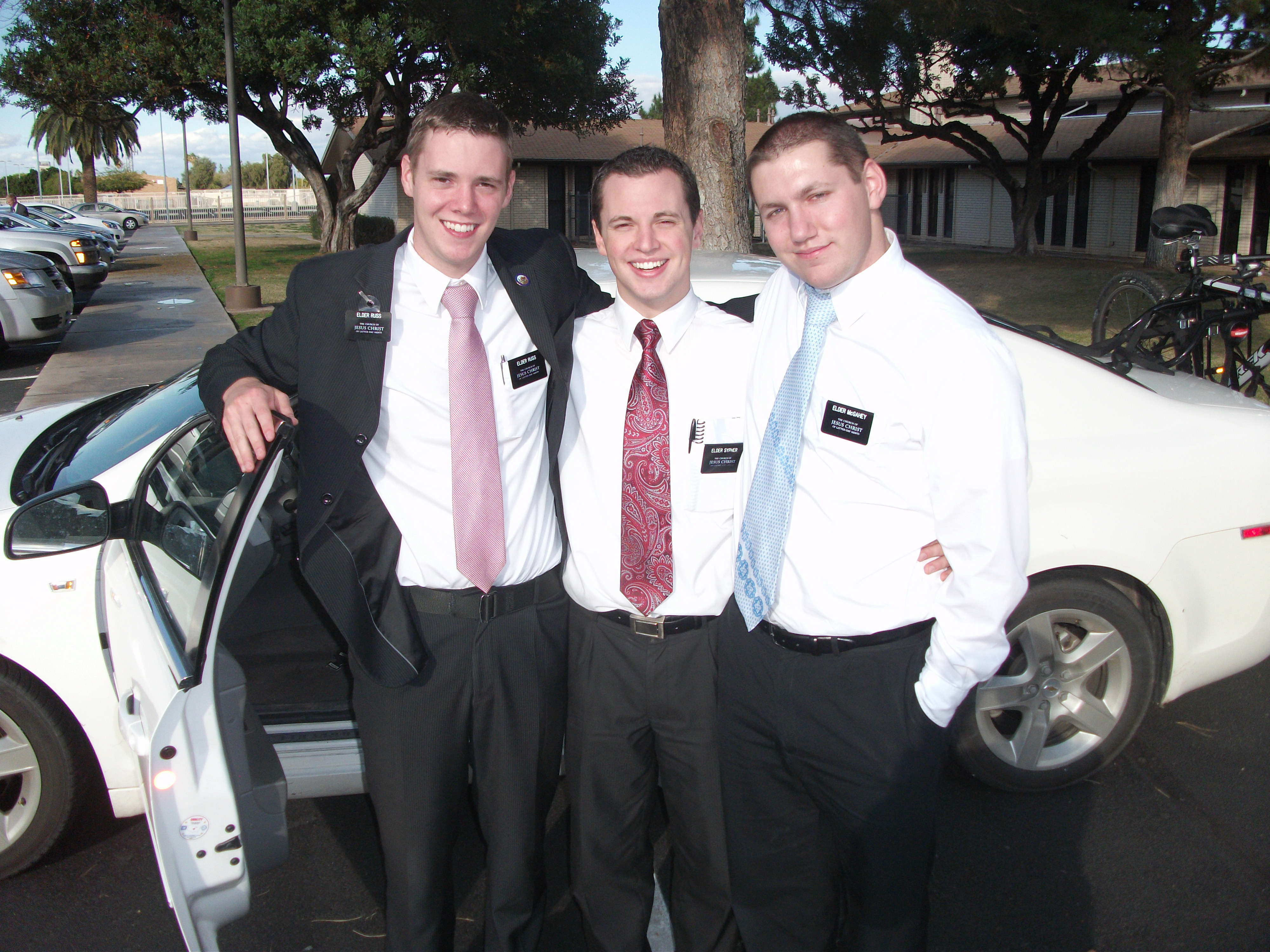
مبشرون من المورمون؛ تعتبر المسيحيَّة ديانة تبشيريَّة.
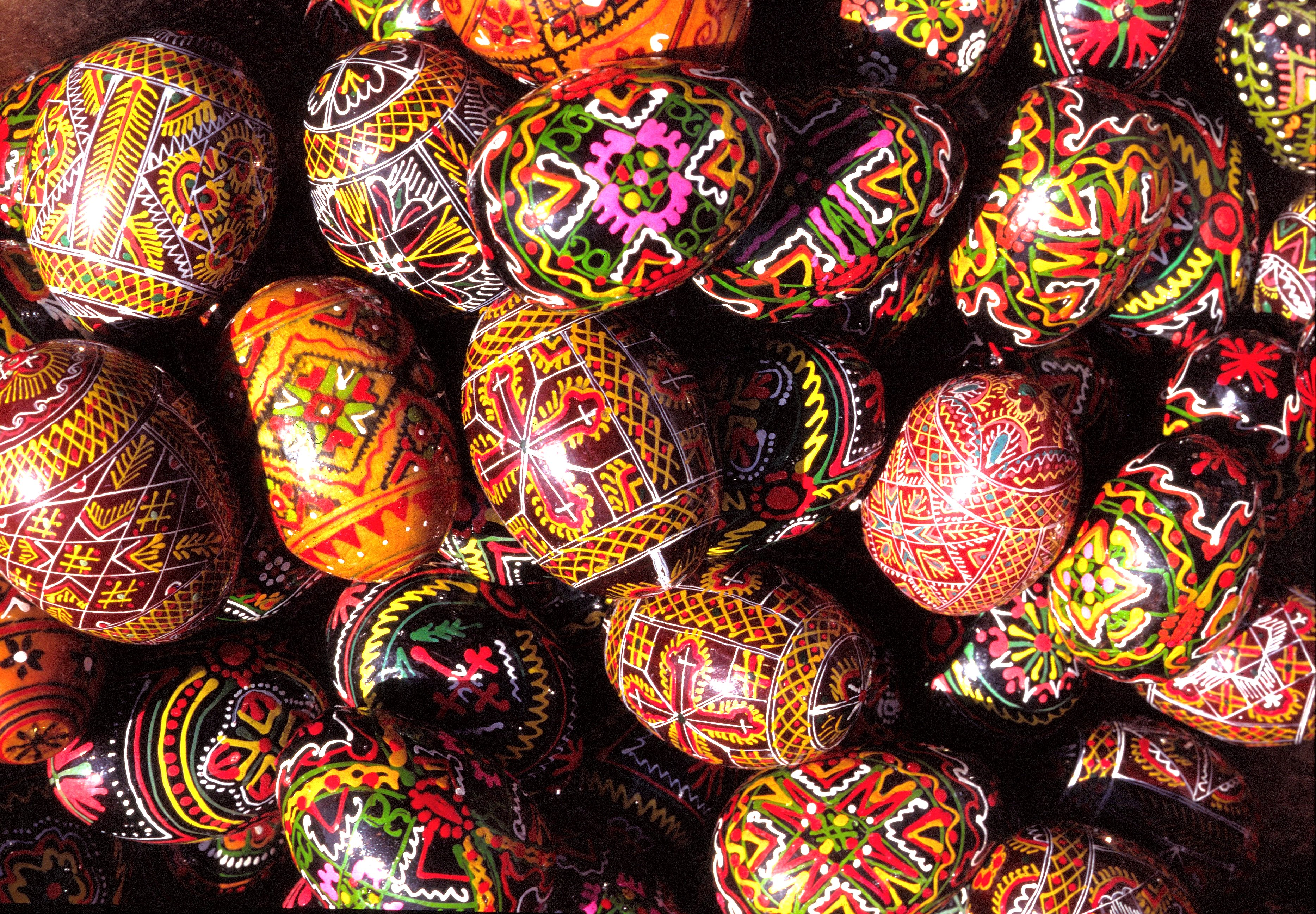
بيض الفصح الملّون وهي من تقاليد العيد الموروثة.
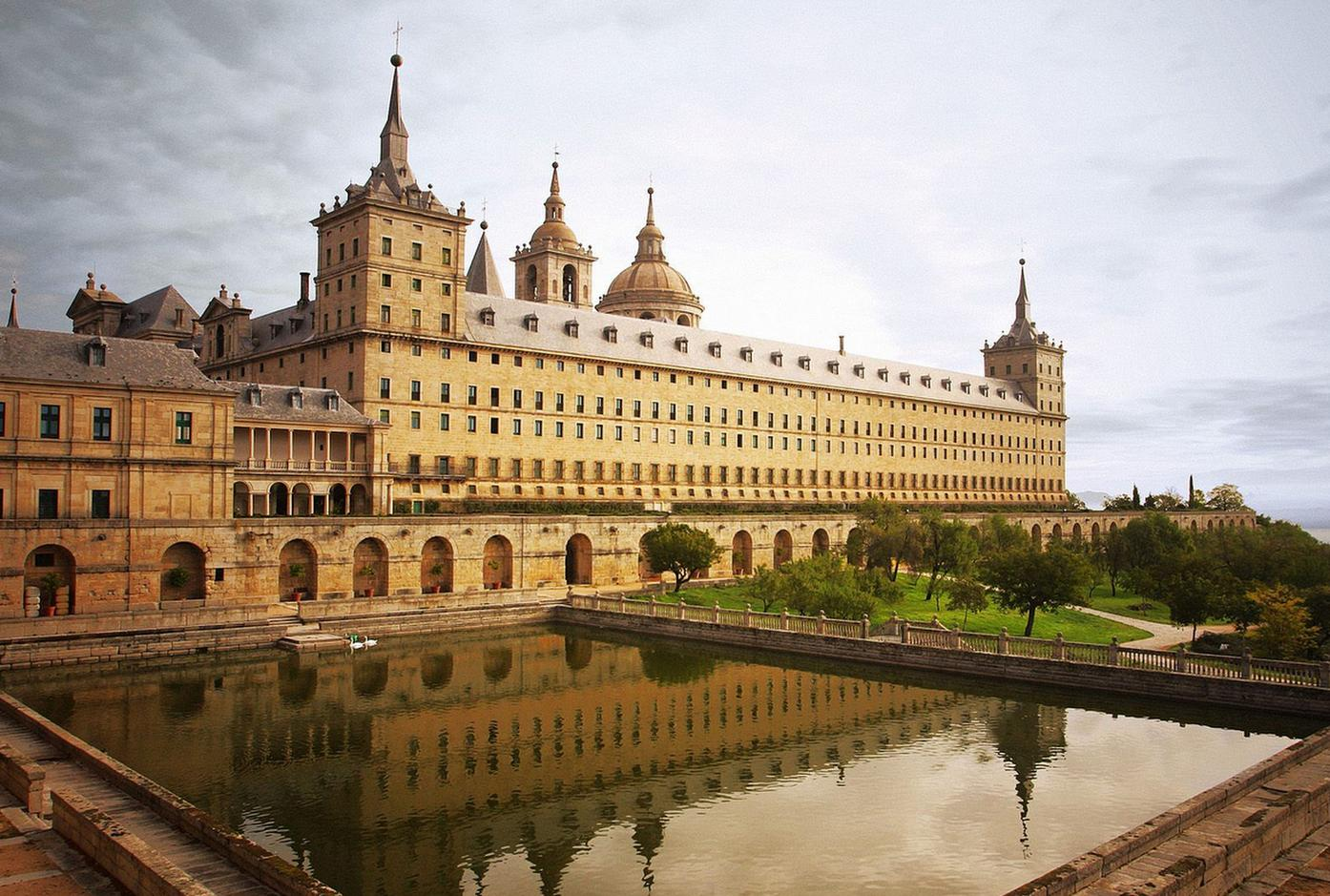
دير وقصر الإسكوريال، ويعكس تشابك الدين مع السياسة الغربيَّة.
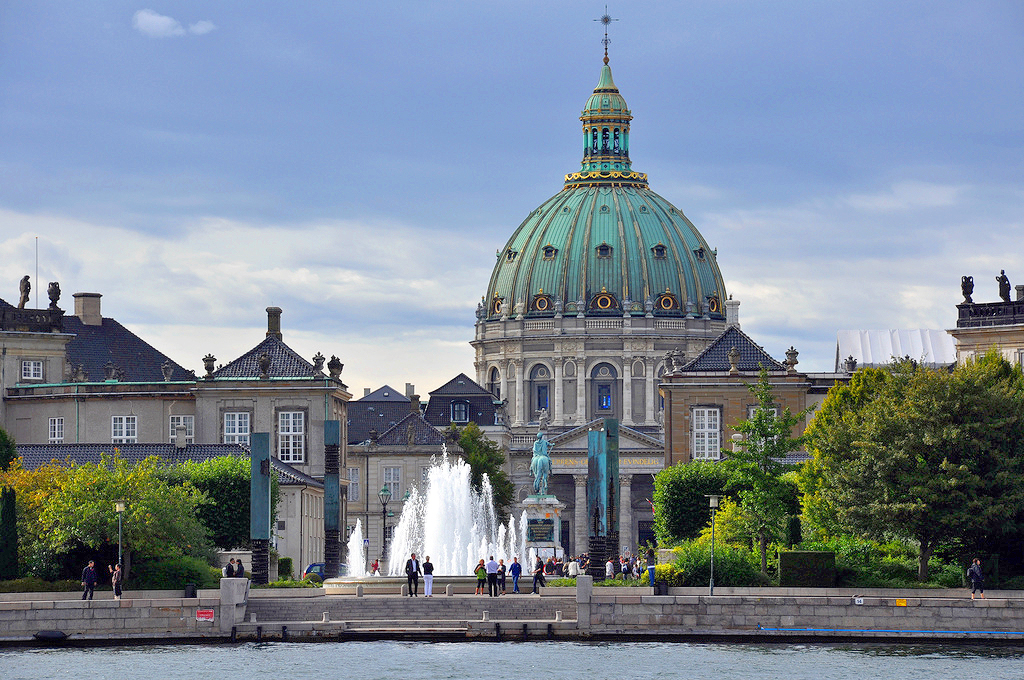
كاتدرائية فريديرك اللوثريَّة، كوبنهاغن،  الدنمارك.
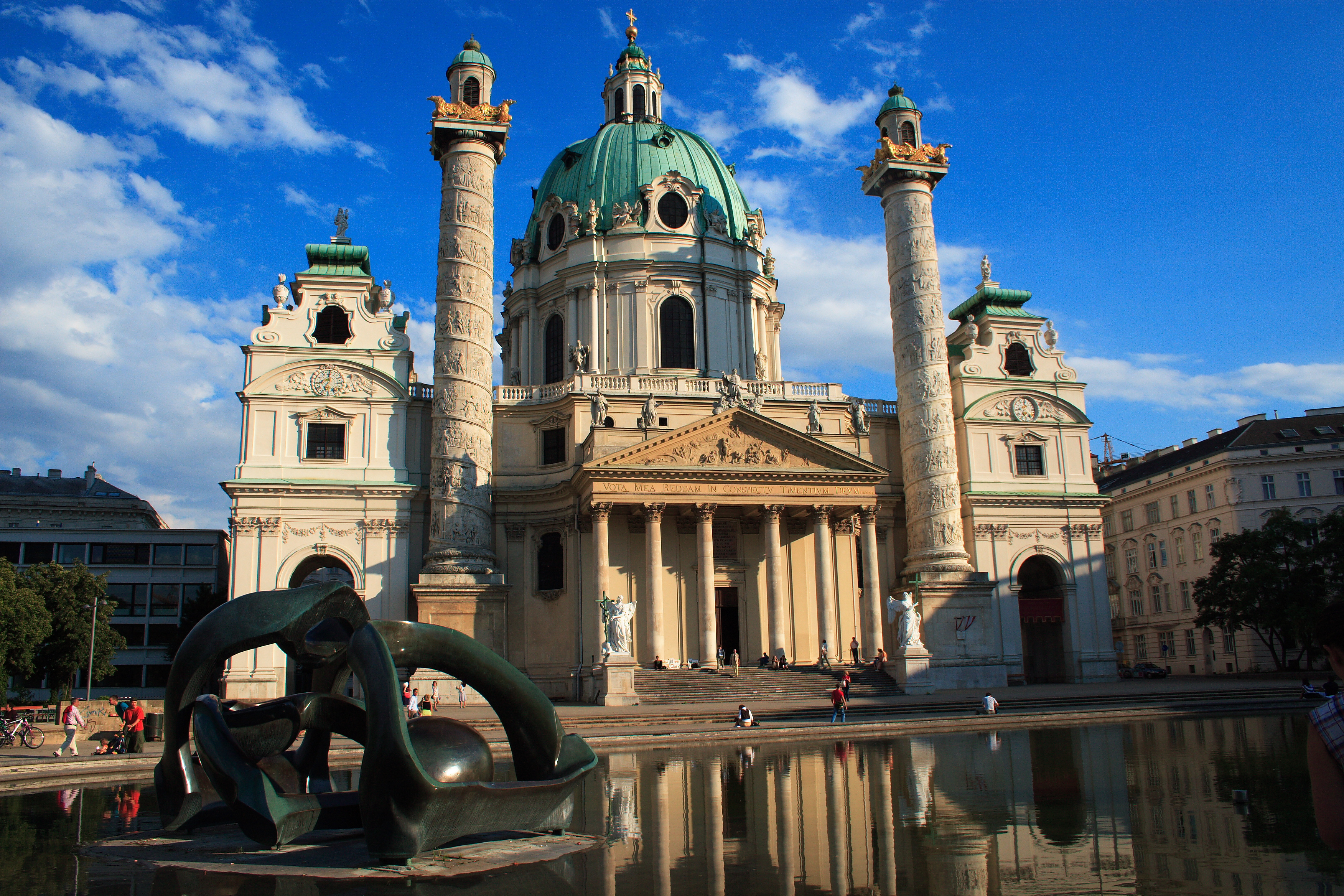
كنيسة القديس شارل في فيينا،  النمسا.
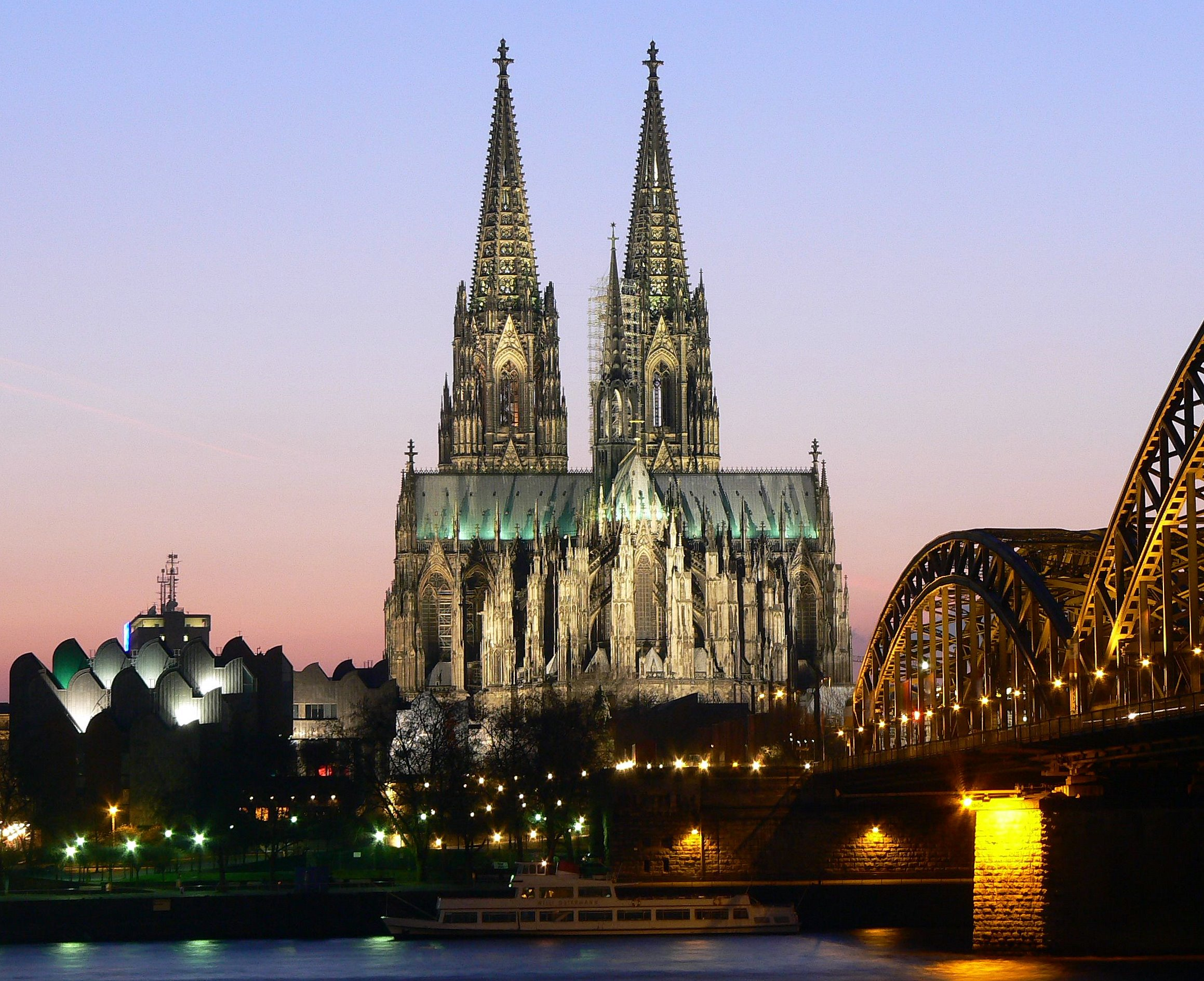
كاتدرائية كولونيا، في  ألمانيا تحوي على رفات المجوس الثلاثة.
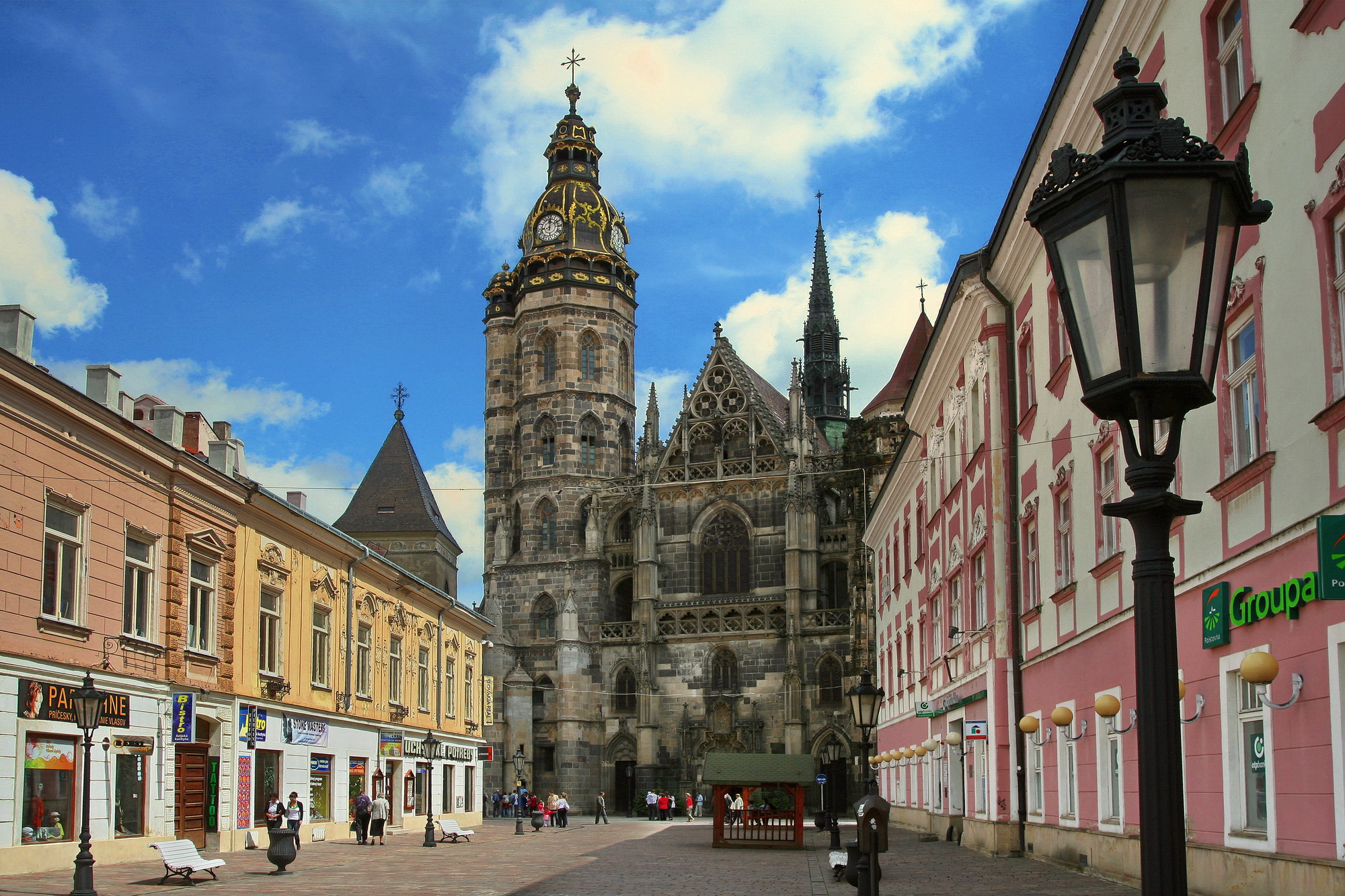
كاتدرائية القديسة اليزابيث. في براتيسلافا عاصمة  سلوفاكيا.
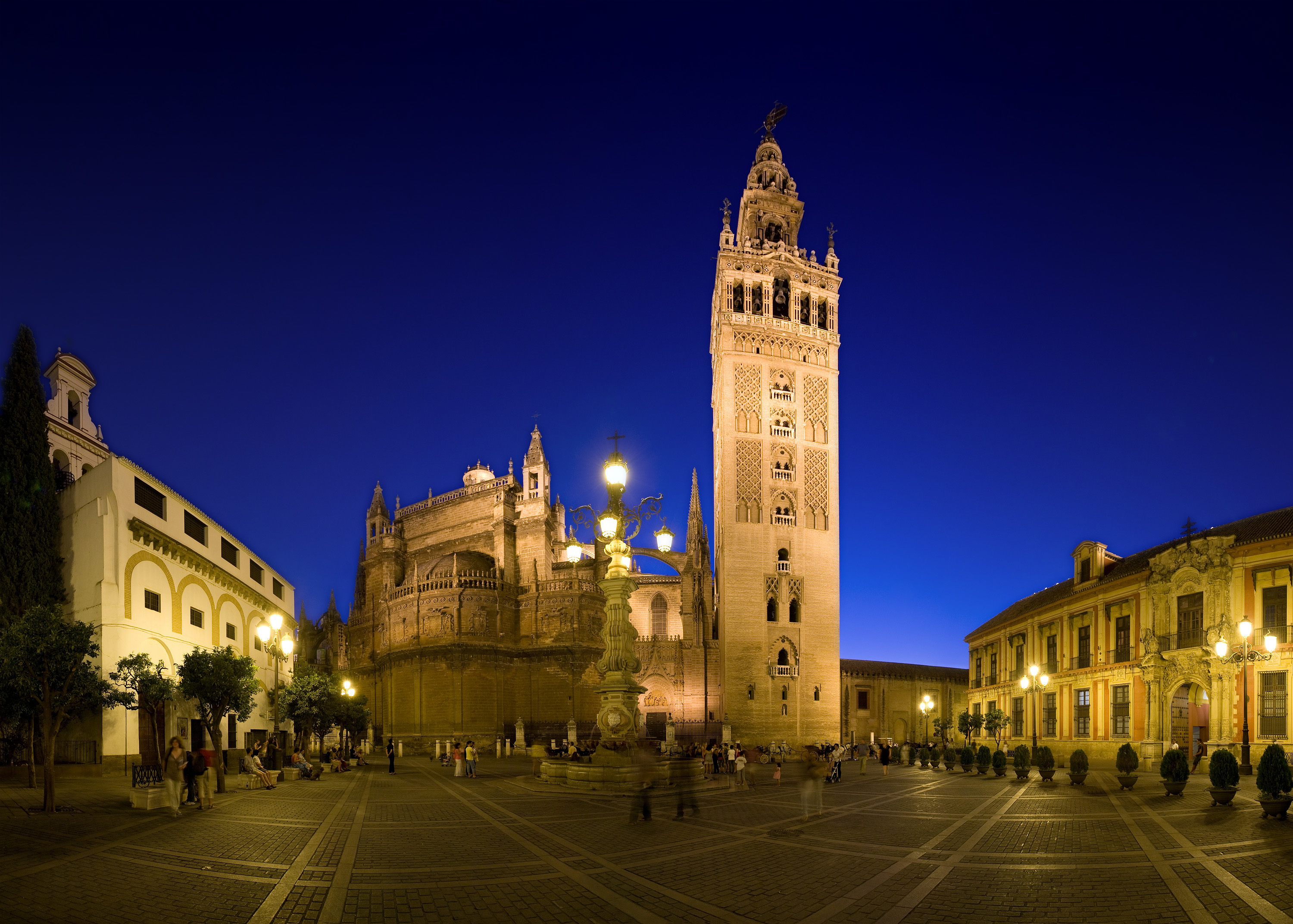
كاتدرائية إشبيلية، في  إسبانيا، وتتميز بتمازج العمارة المسيحية والإسلامية.
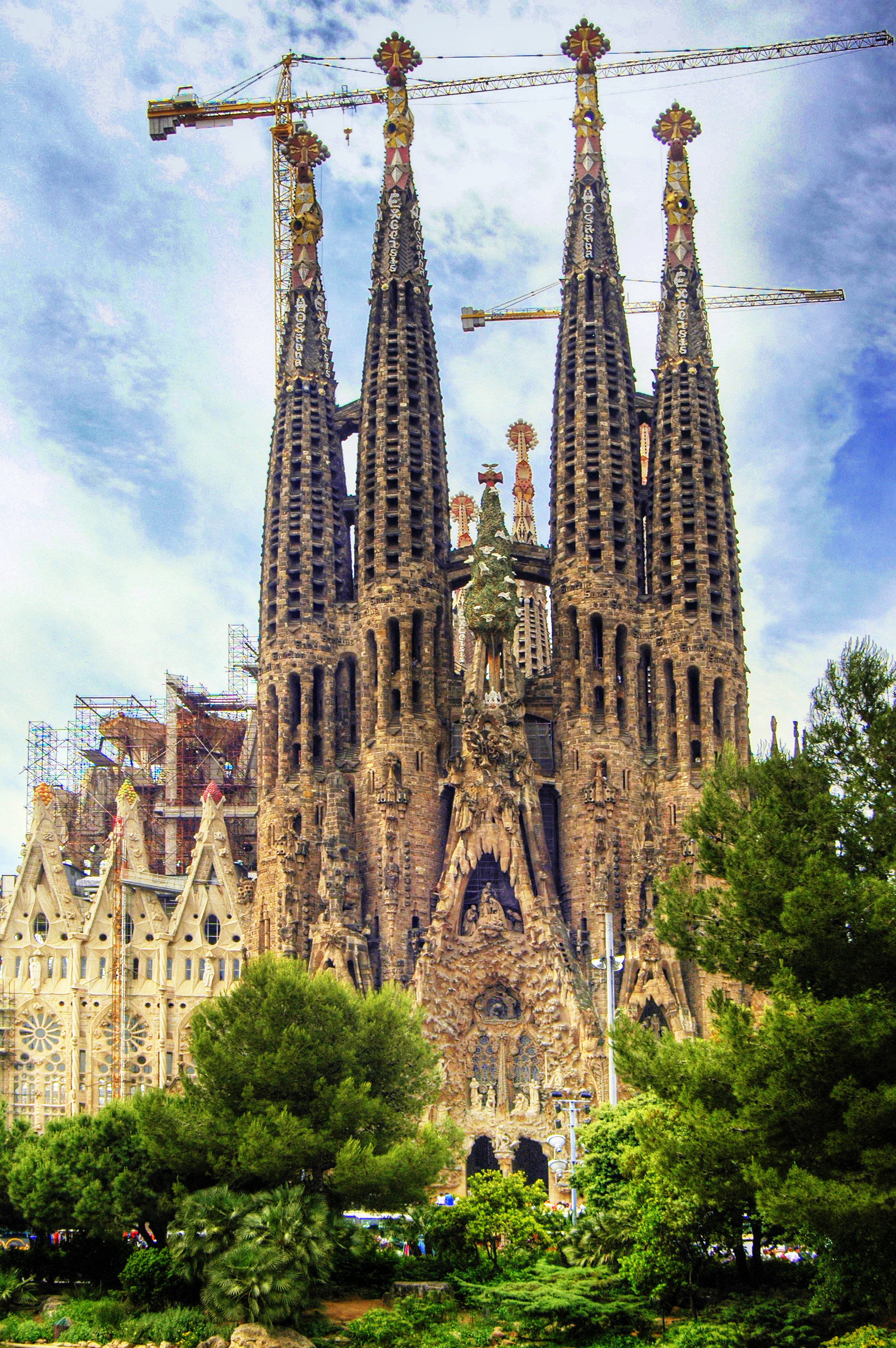
ساغرادا فاميليا، برشلونة؛ تم تصميمها على يد المعماري العالمي أنطونيو جاودي.
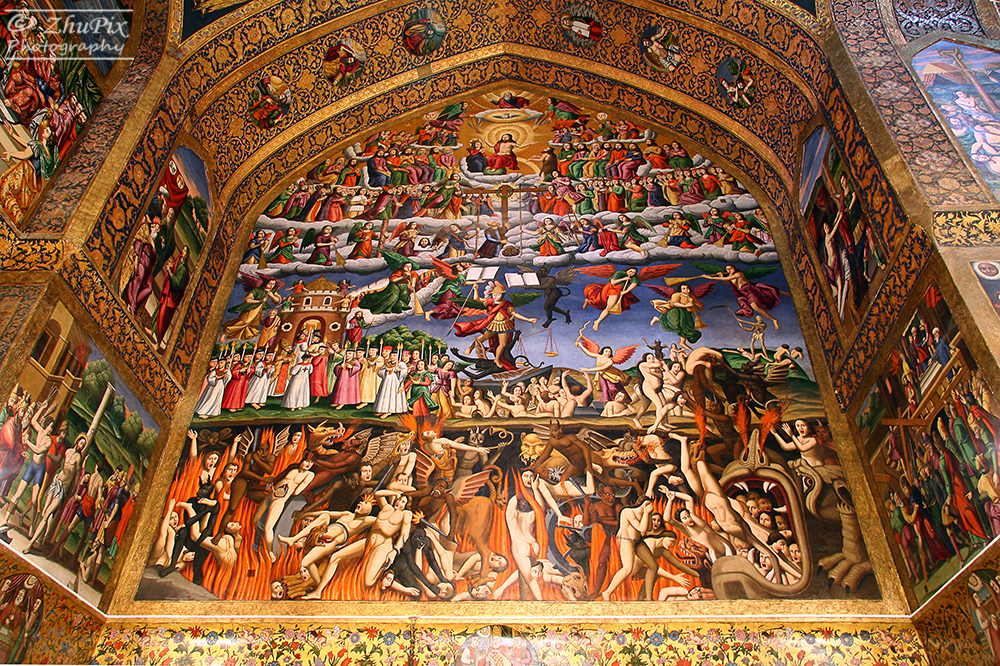
كاتدرائية فانك؛ في حي جلفا المسيحي في أصفهان؛  إيران.
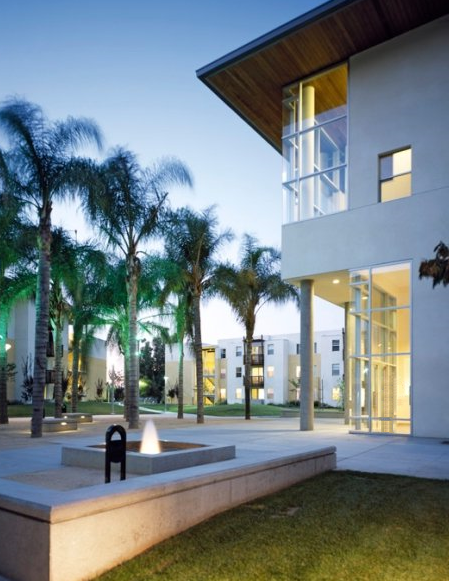
بيوت للطلبة الجامعيين، في كاليفورنيا، تملكها منظمة أوبوس داي والتي تعمل بين الطلبة الجامعيين والشباب.
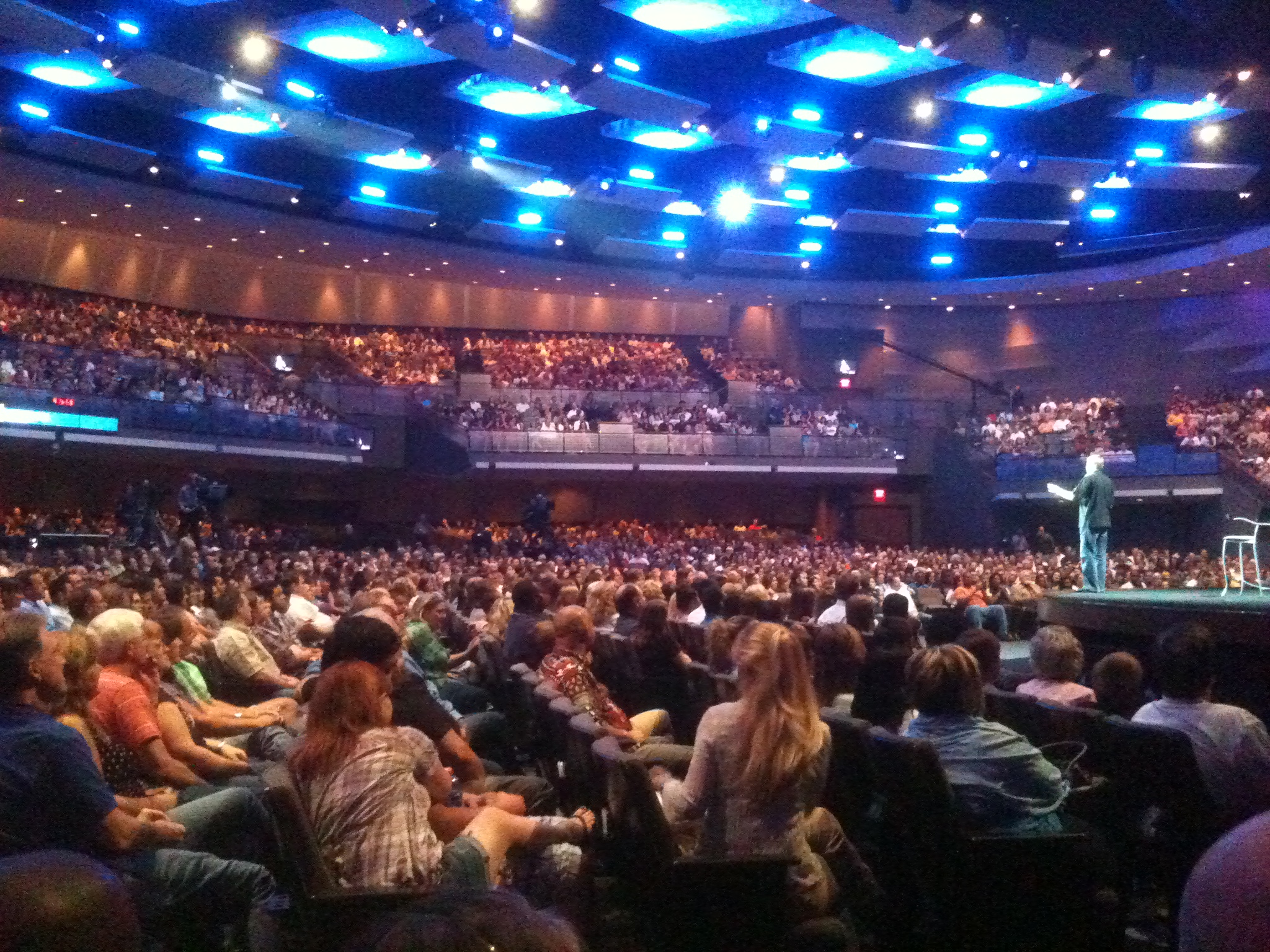
أداء صلوات في كنيسة إنجيليّة في الحزام الإنجيلي؛ وهي من أكثر الطوائف المسيحية نموًا في العالم.
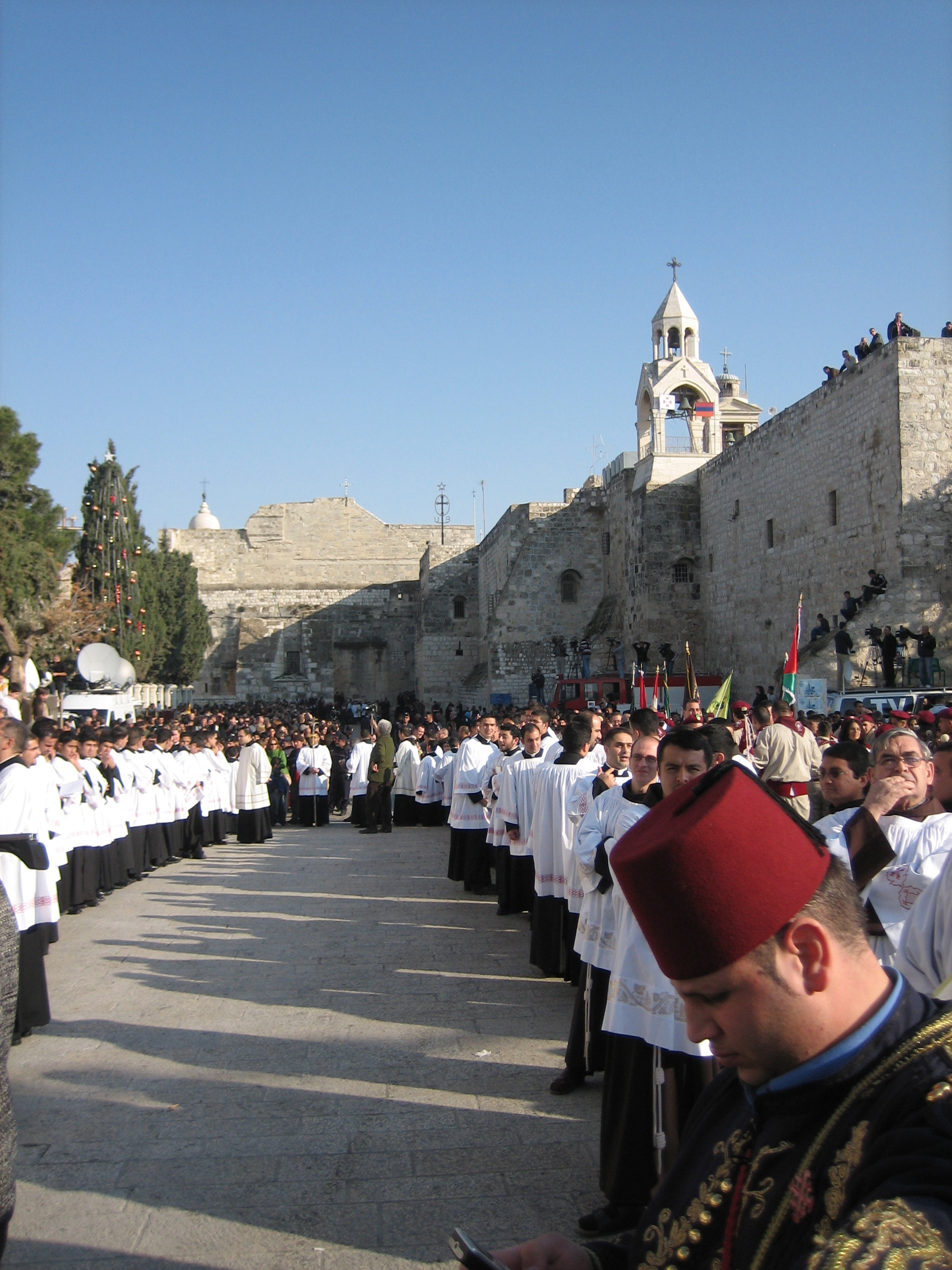
مسيحيون فلسطينيون بساحة كنيسة المهد في بيت لحم وهم من أقدم الجماعات المسيحية في العالم.
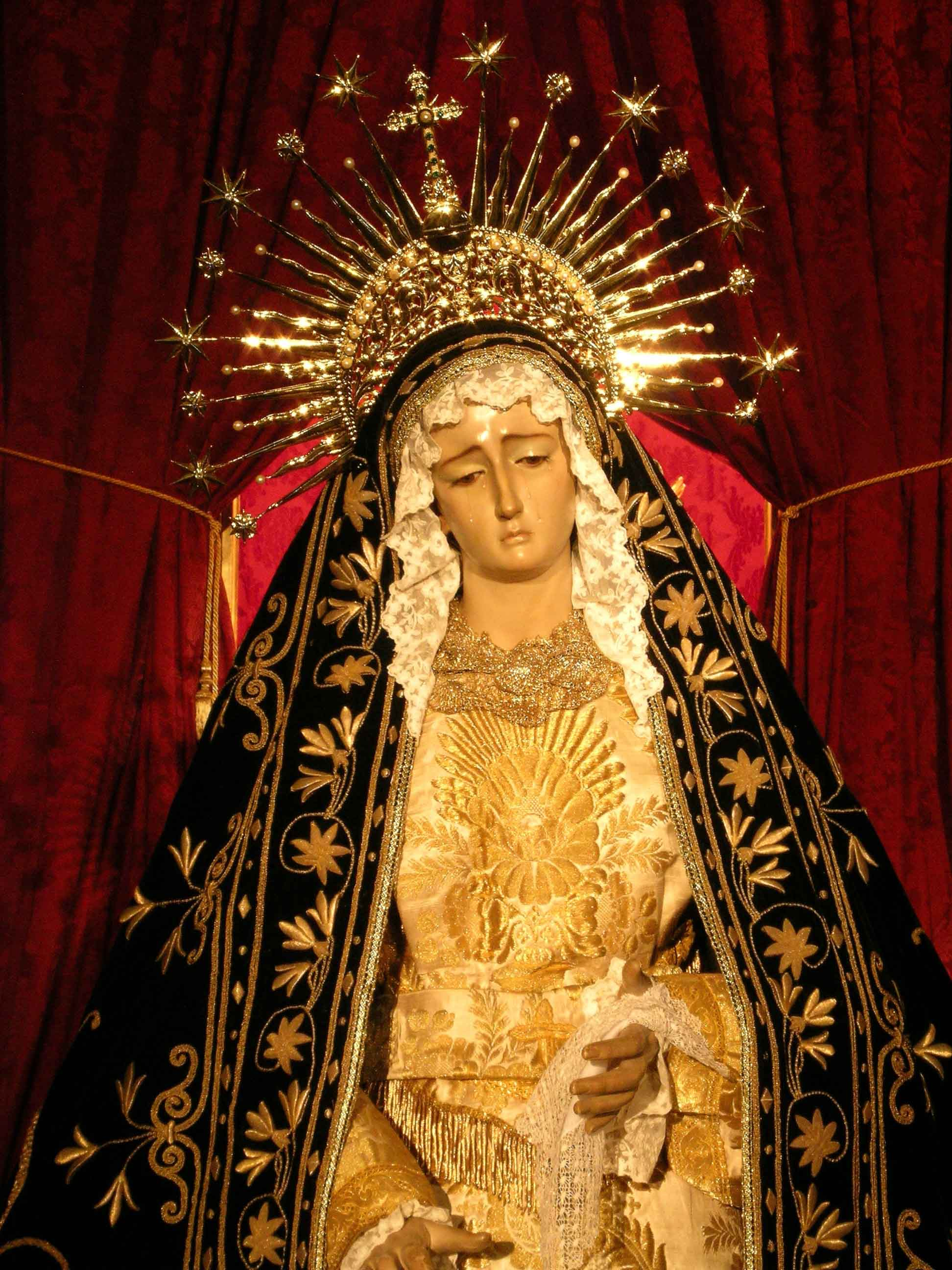
تمثال مريم العذراء سيدة الأوجاع والذي يُطاف فيه في  منطقة الأندلس في أسبوع الآلام.
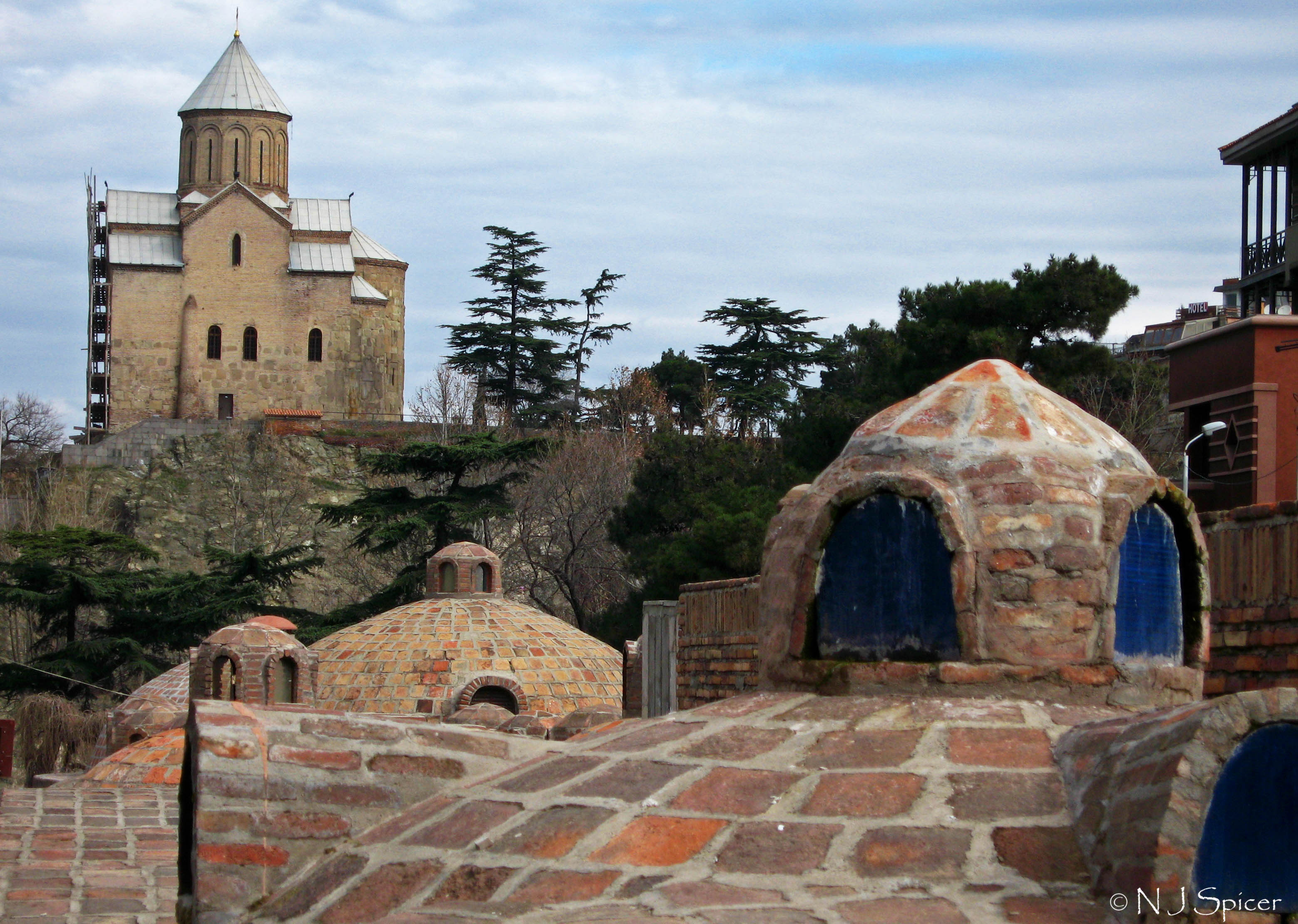
حمامات تفليس،  جورجيا؛ تحث المسيحيَّة على الإعتناء بالنظافة الشخصيَّة وعادة الإستحمام.
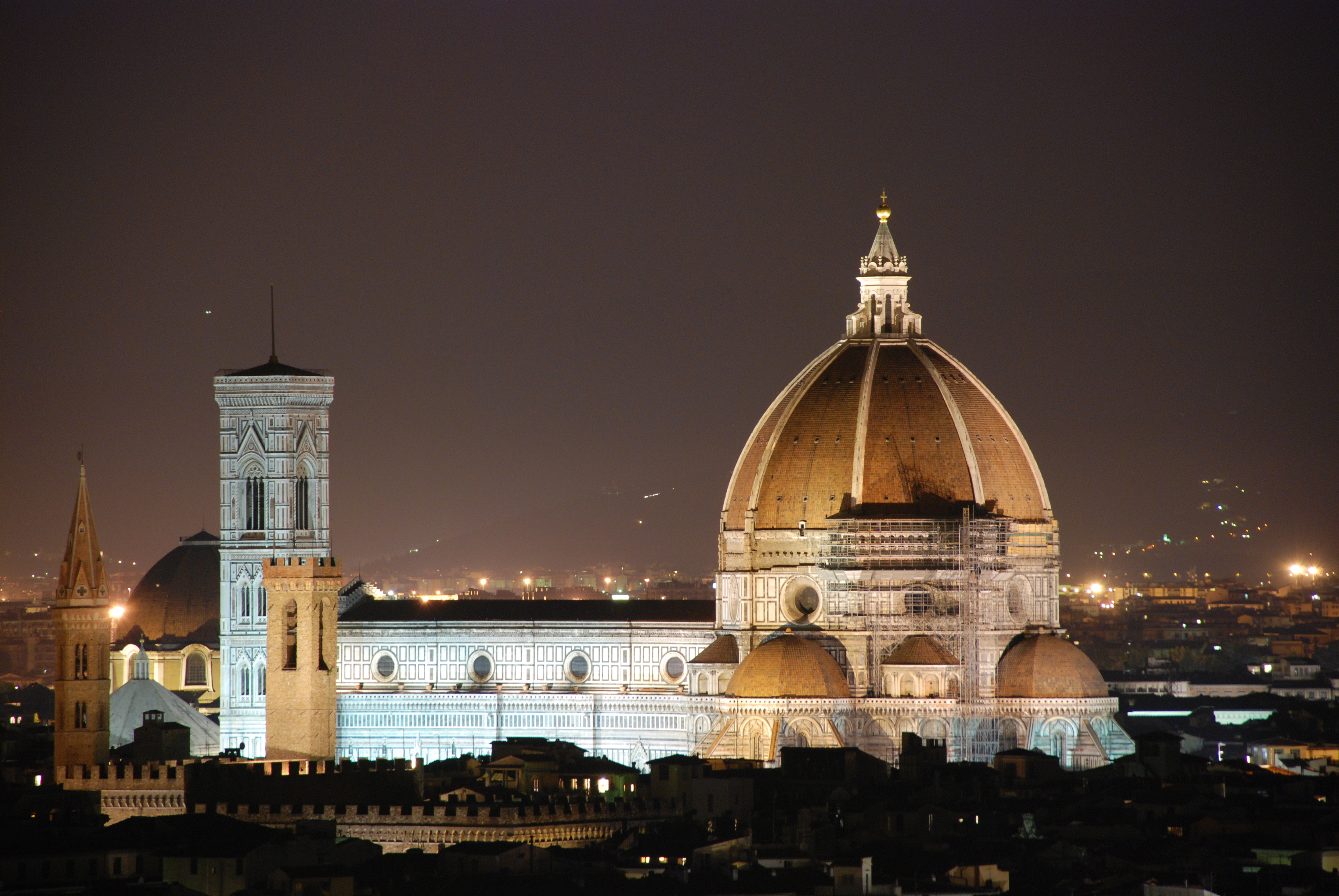
نموذج من عمارة عصر النهضة، كاتدرائية فلورنسا في  إيطاليا.
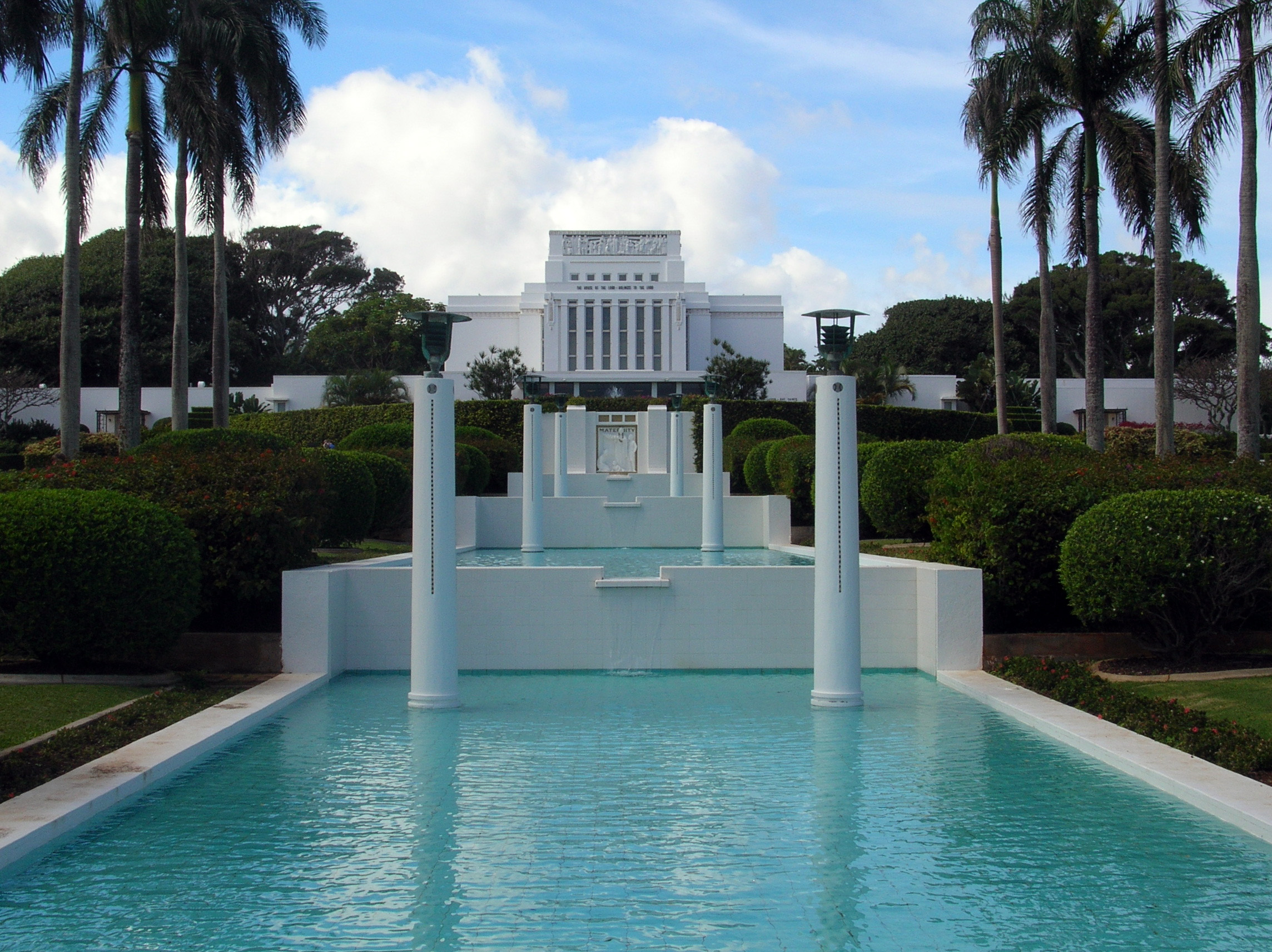
من مآثر العمارة المسيحيّة الحديثة في أوقيانوسيا، كنيسة لاي في هاواي.
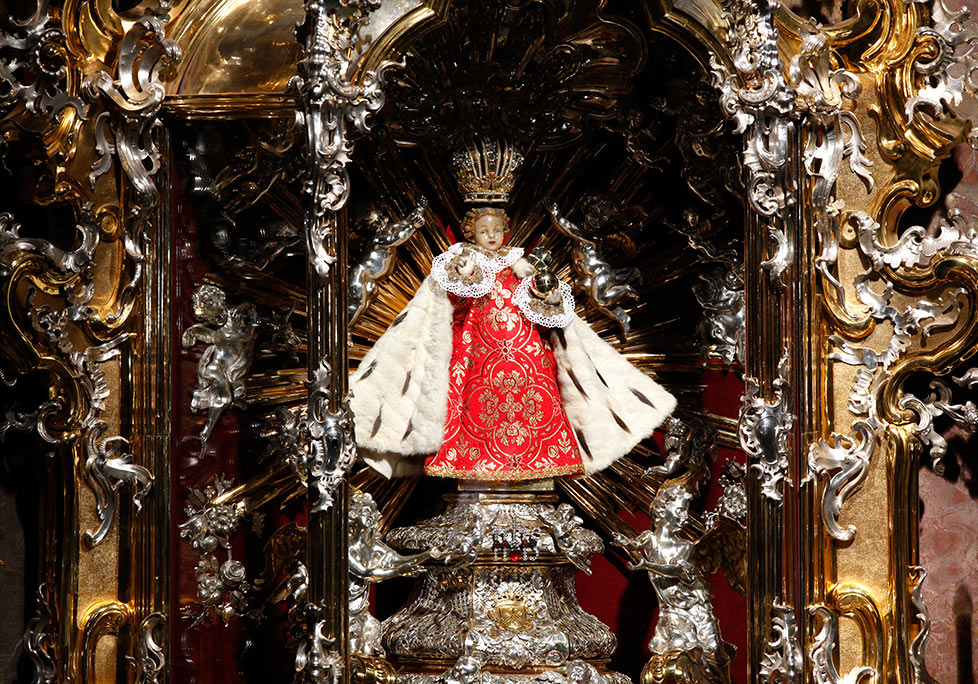
الطفل يسوع براغ؛ من الآثار الكاثوليكيَّة في أوروبا الوسطى.
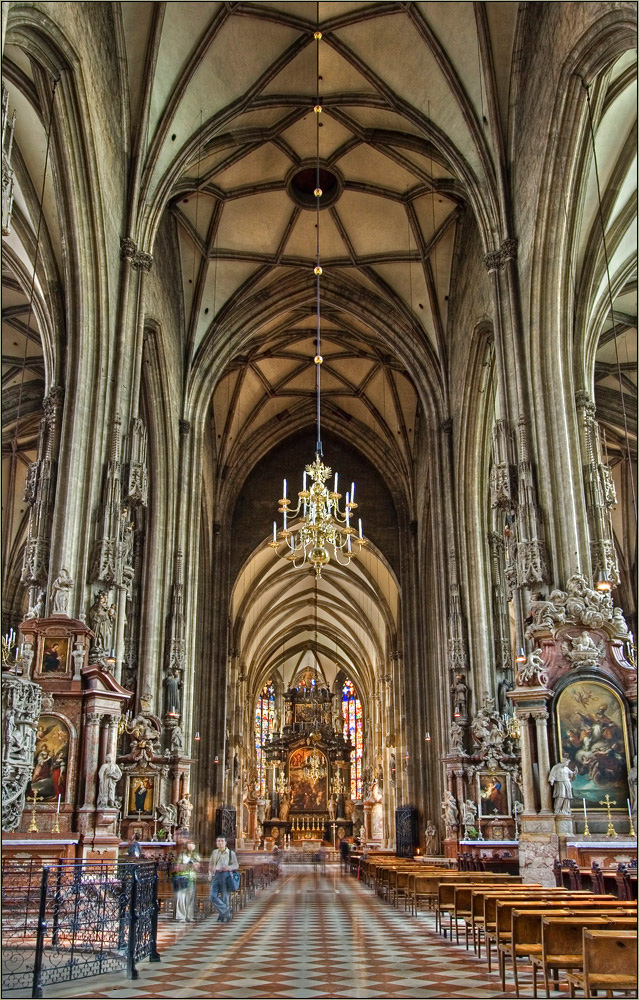
داخل كاتدرائية القديس اسطفان الوطنيَّة في فيينا،  النمسا.
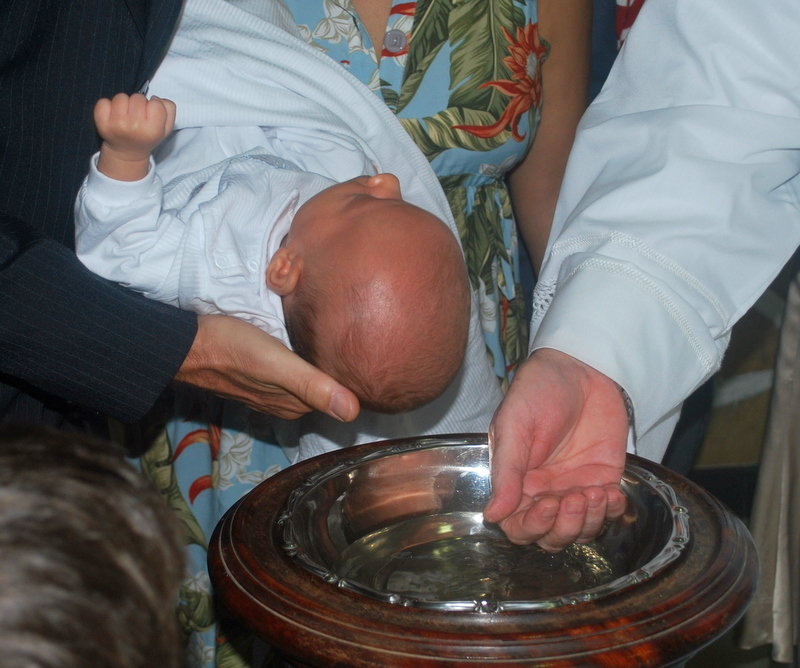
العُمَّاد، حسب المعتقدات المسيحية هو ختم أبدي.
قلعة وكنيسة القديس ميشيل، في  فرنسا.
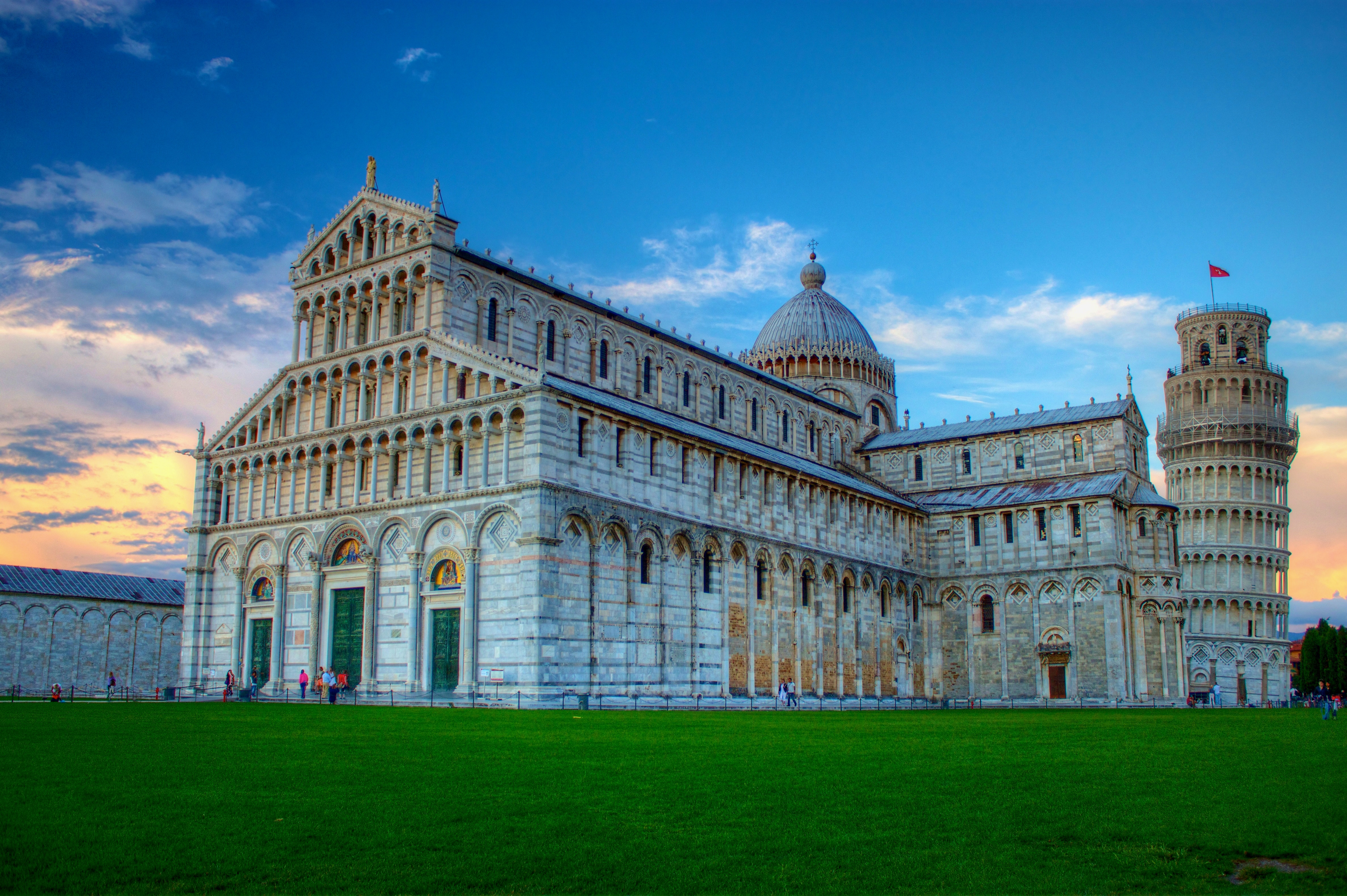
كنيسة بيزا وبرجها المائل وهي معلنة كأحد مواقع التراث العالمي.
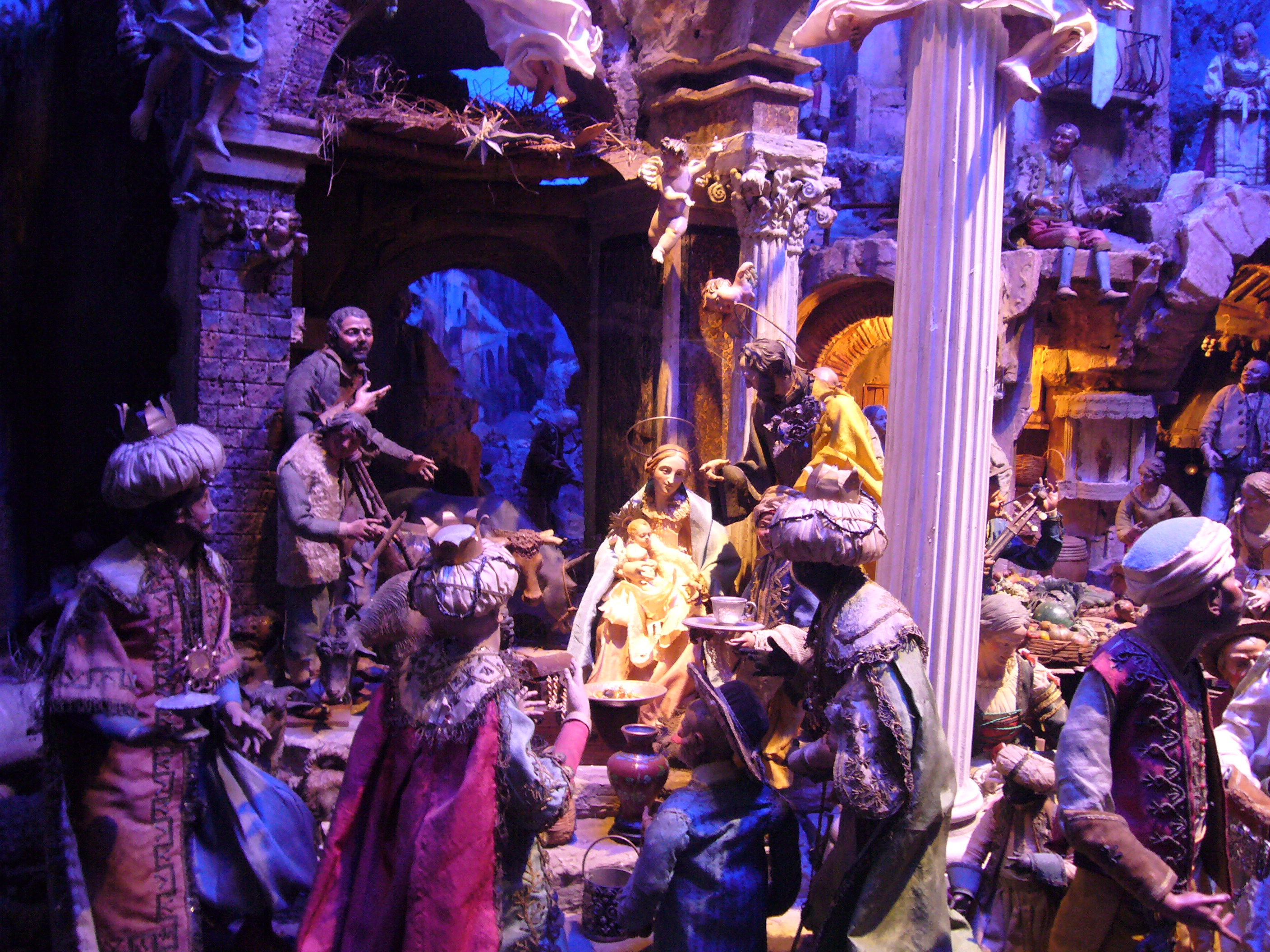
مجسم مغارة عيد الميلاد في متحف نابولي، تشتهر مدينة نابولي بهذه المجسمات.
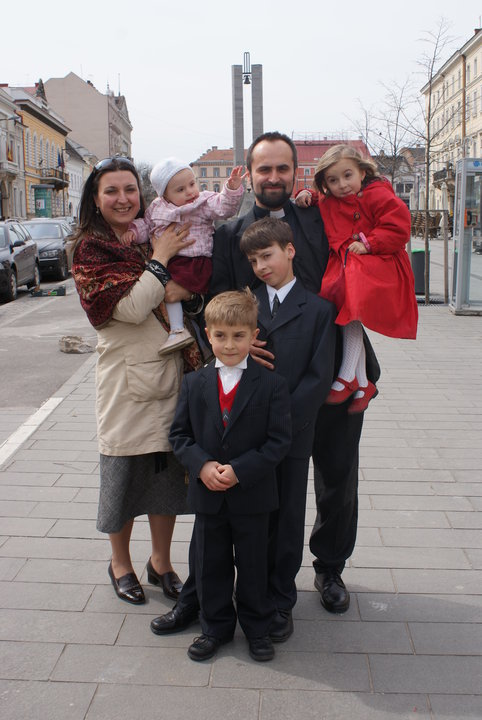
رجل دين كاثوليكي شرقي من رومانيا وزوجته وأطفاله؛ أدّى وجود زواج رجال الدين إلى نشوء طبقة وراثيَّة وكانت على رأس الطبقات الإجتماعية في العالم المسيحي الشرقي.
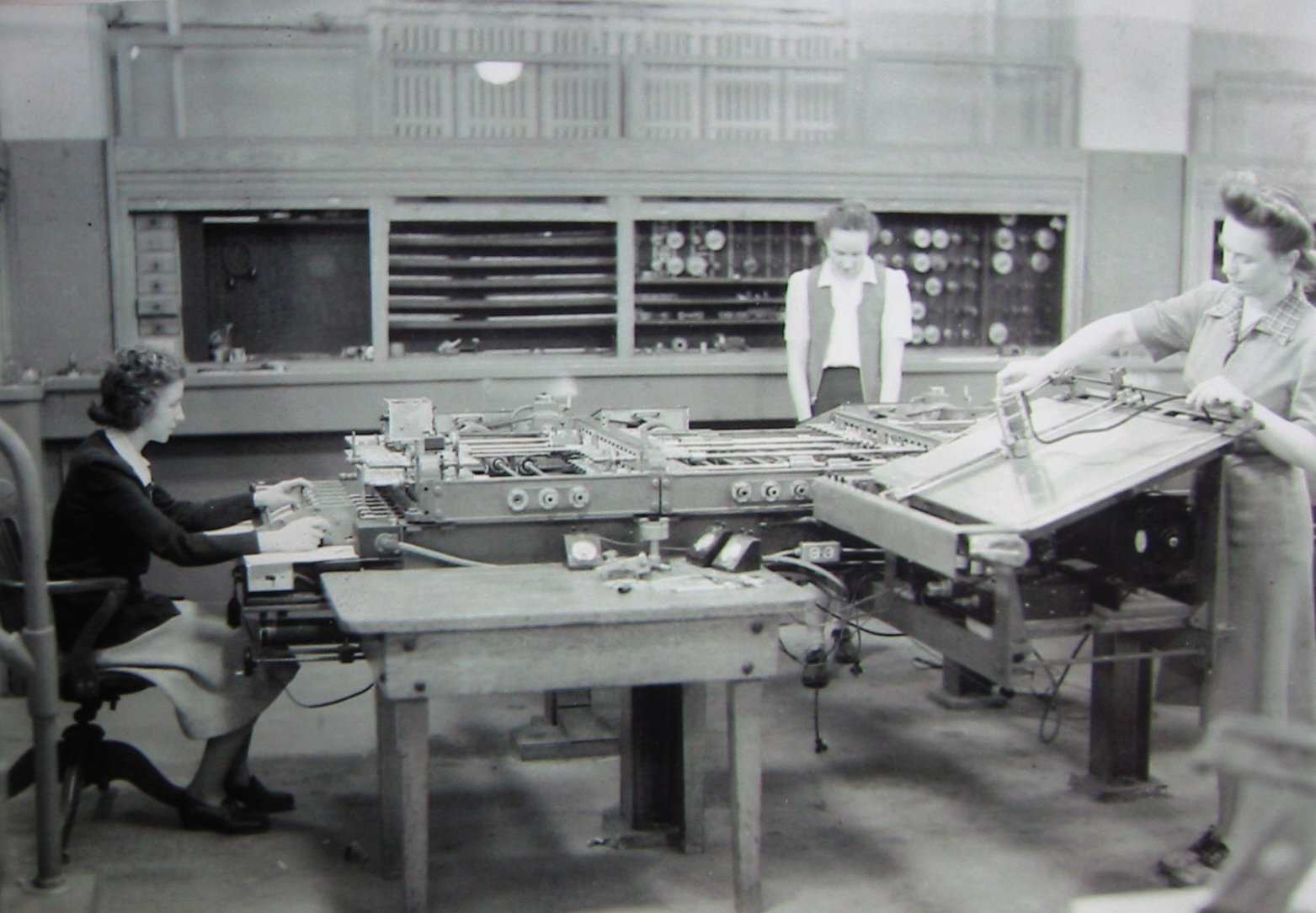
تعتبر العالمة كاثلين أنطونيللي من مبرمجات إينياك الآوائل، وهي من الكويكرز؛ وهي طائفة برز عدد كبير منهم في الجمعية الملكية البريطانية و جوائز نوبل.
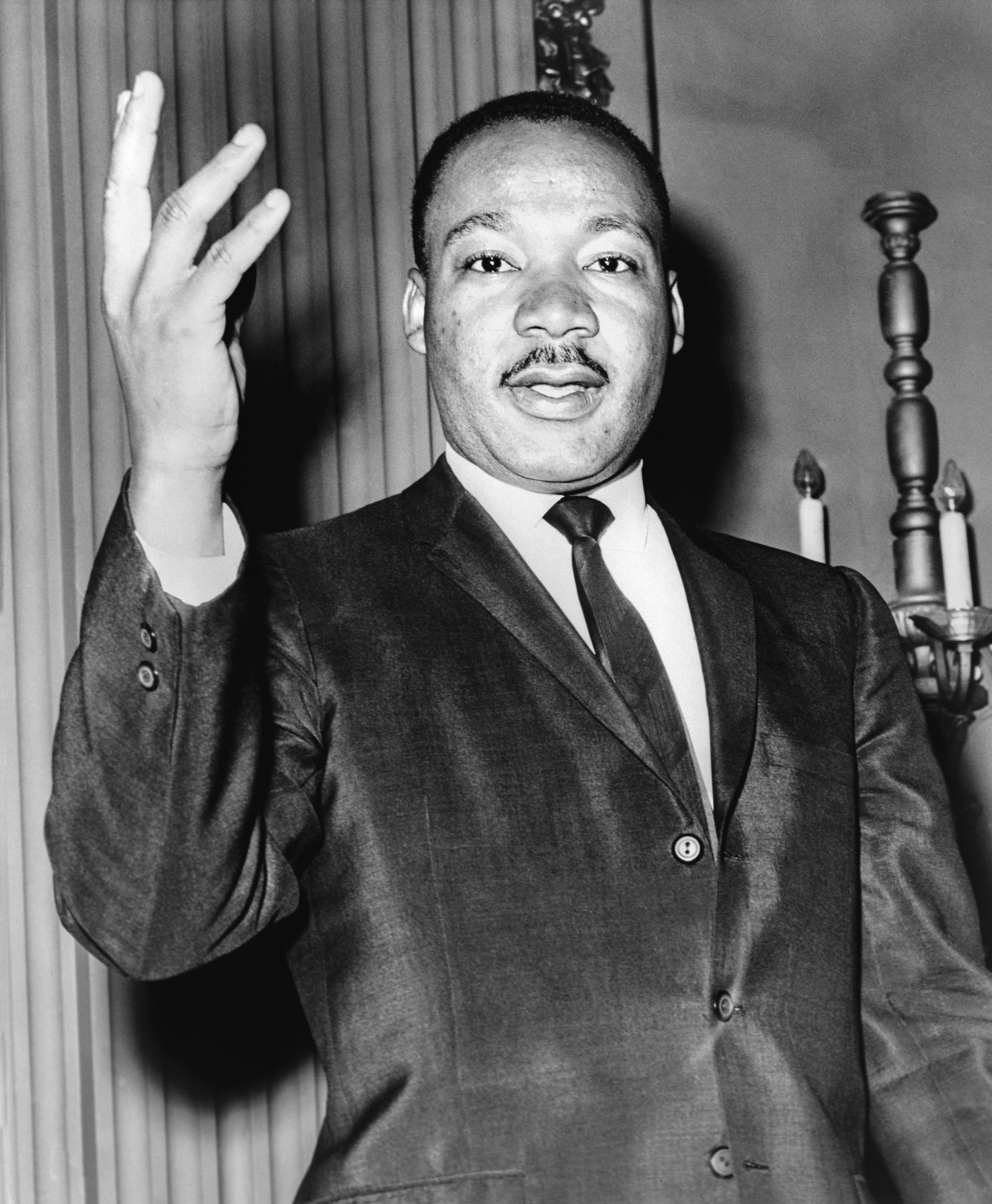
مارتن لوثر كينغ، قس وناشط سياسيّ إنسانيّ، من المطالبين بإنهاء التمييز العنصري؛ لعبت الكنيسة المعمدانية دورًا تاريخيّا في حركة إلغاء العبودية وإرساء الديموقراطية.
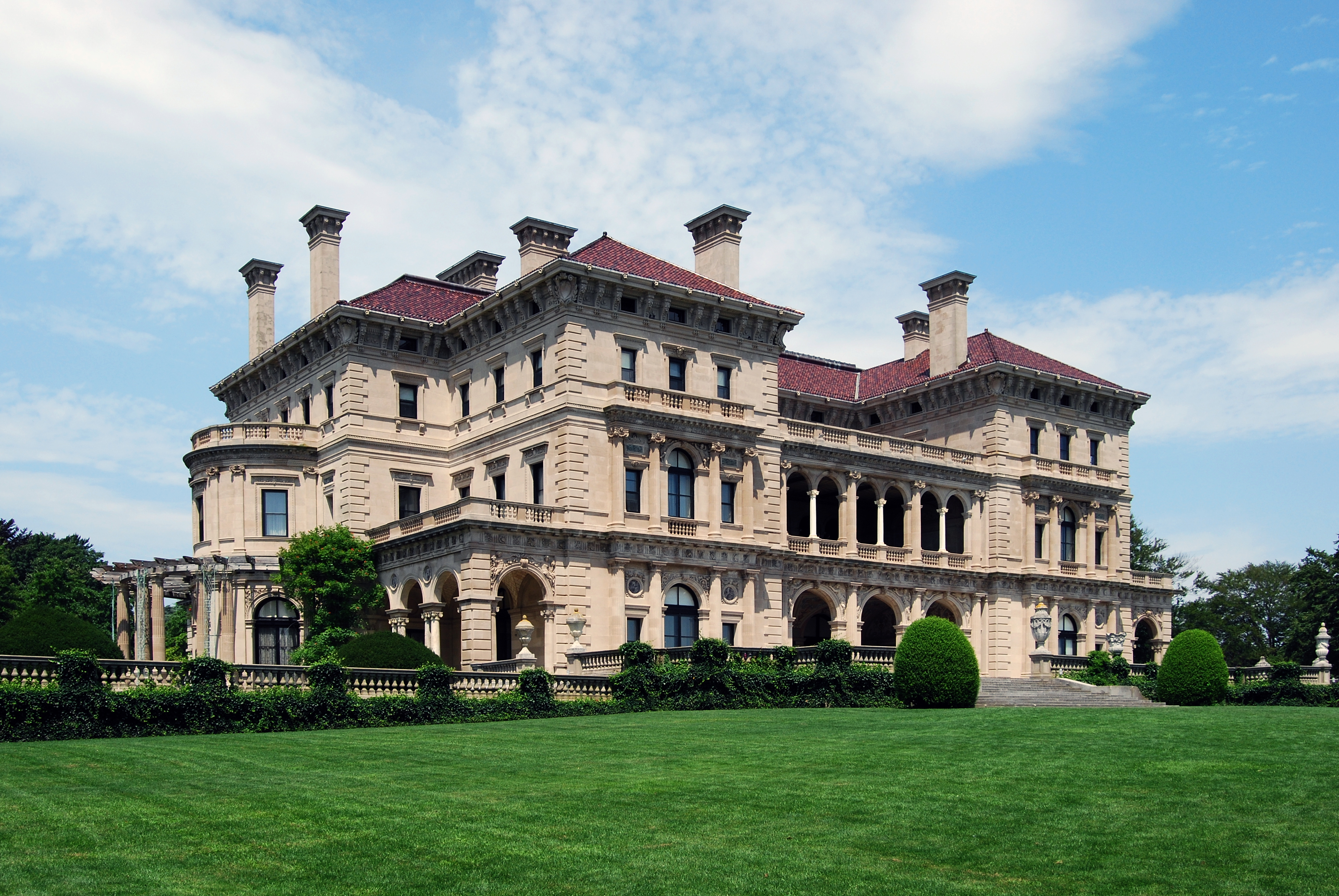
قصر أسرة فاندربيلت، في رود آيلاند، يُعتبر الواسب النخبة السياسية والثريَّة والمتعلمَّة في الولايات المتحدة؛ وهم الذين أعطوا  الولايات المتحدة هويتها السياسيَّة والثقافيَّة والدينيَّة والإقتصادية.
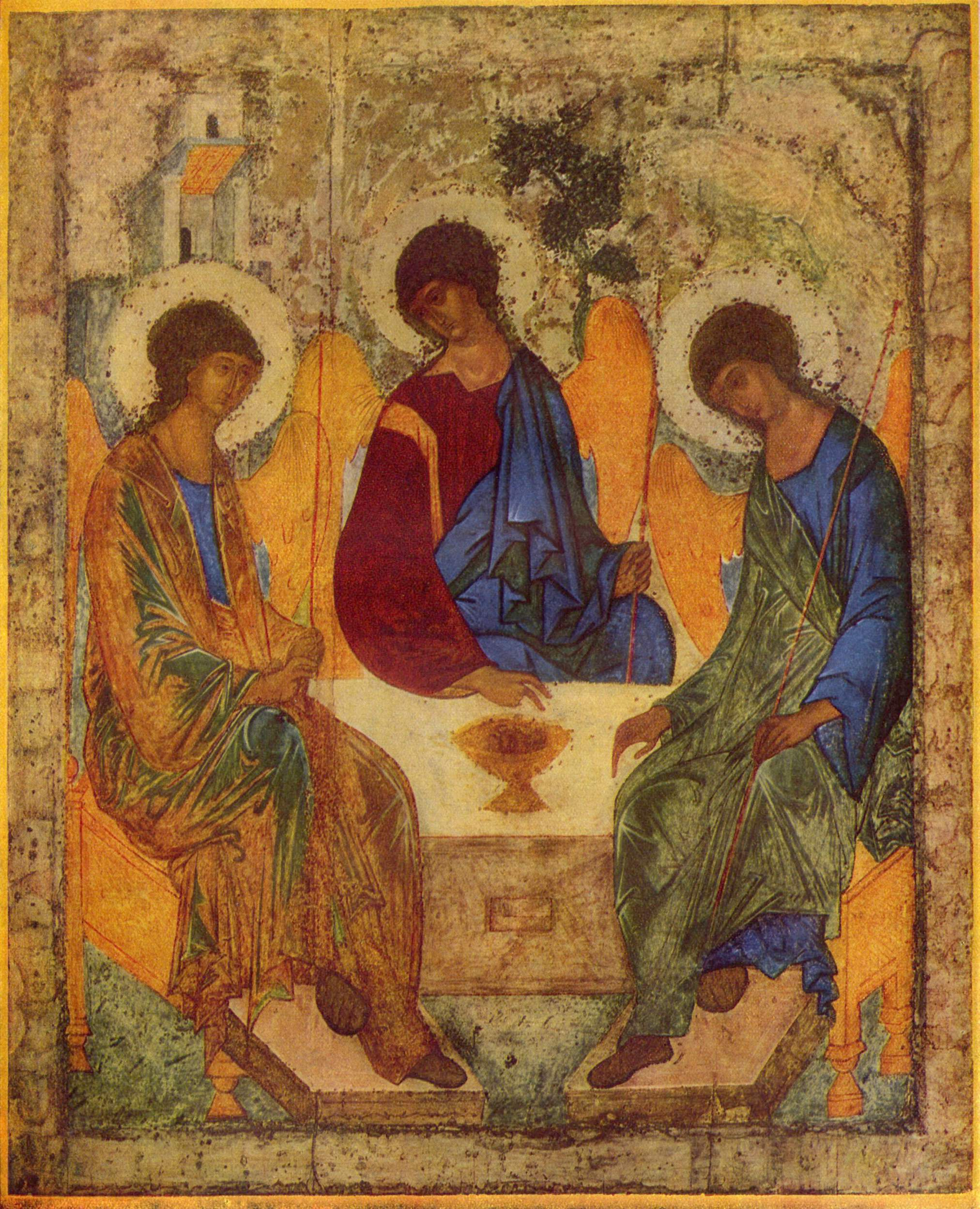
أيقونة ملائكة إبراهيم الثلاثة، بريشة أندريا روبلوف؛ وتجمع بين الفن البيزنطي والبروسلافيّ.
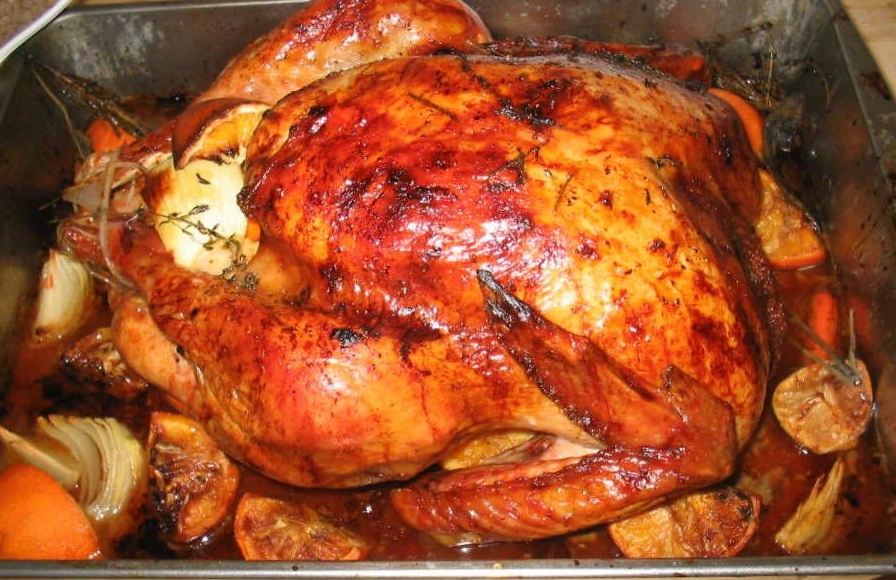
وليمة يوم الأحد في  إنجلترا؛ يعتبر الديك الرومي من الوجبات الرئيسية في الثقافة البروتستانتية.
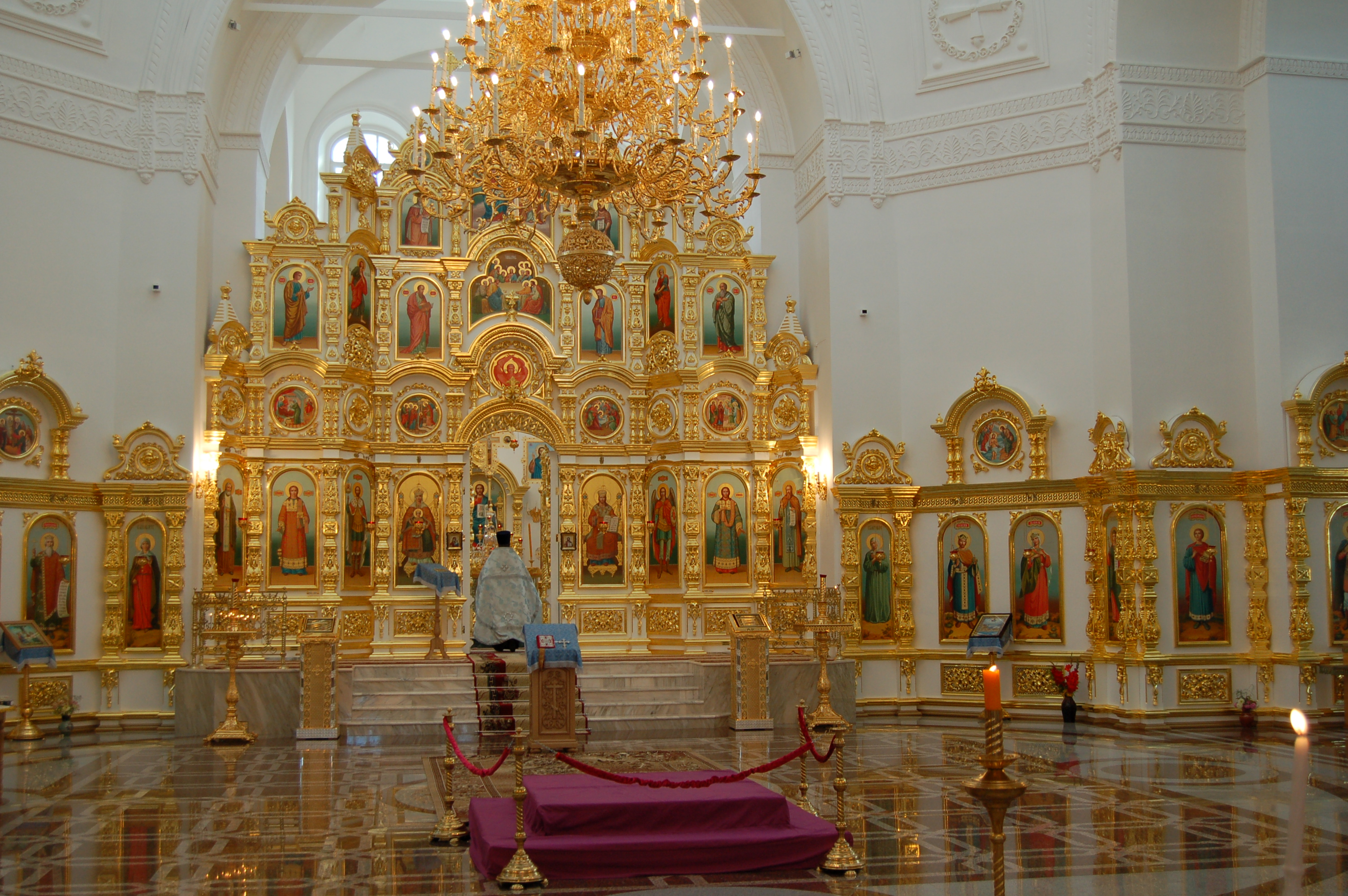
كاتدرائية الملاك ميخائيل في  روسيا، الكنيسة الروسية الأرثوذكسية أكبر كنيسة أرثوذكسية شرقية مستقلة، وأعتبر الروس الأرثوذكس موسكو بأنها روما الثالثة.
أوسكار روميرو، أيقونة لاهوت التحرير ناضل من أجل العدالة الاجتماعية والقضاء على الفقر والديكتاتورية والدفاع عن المظلومين.
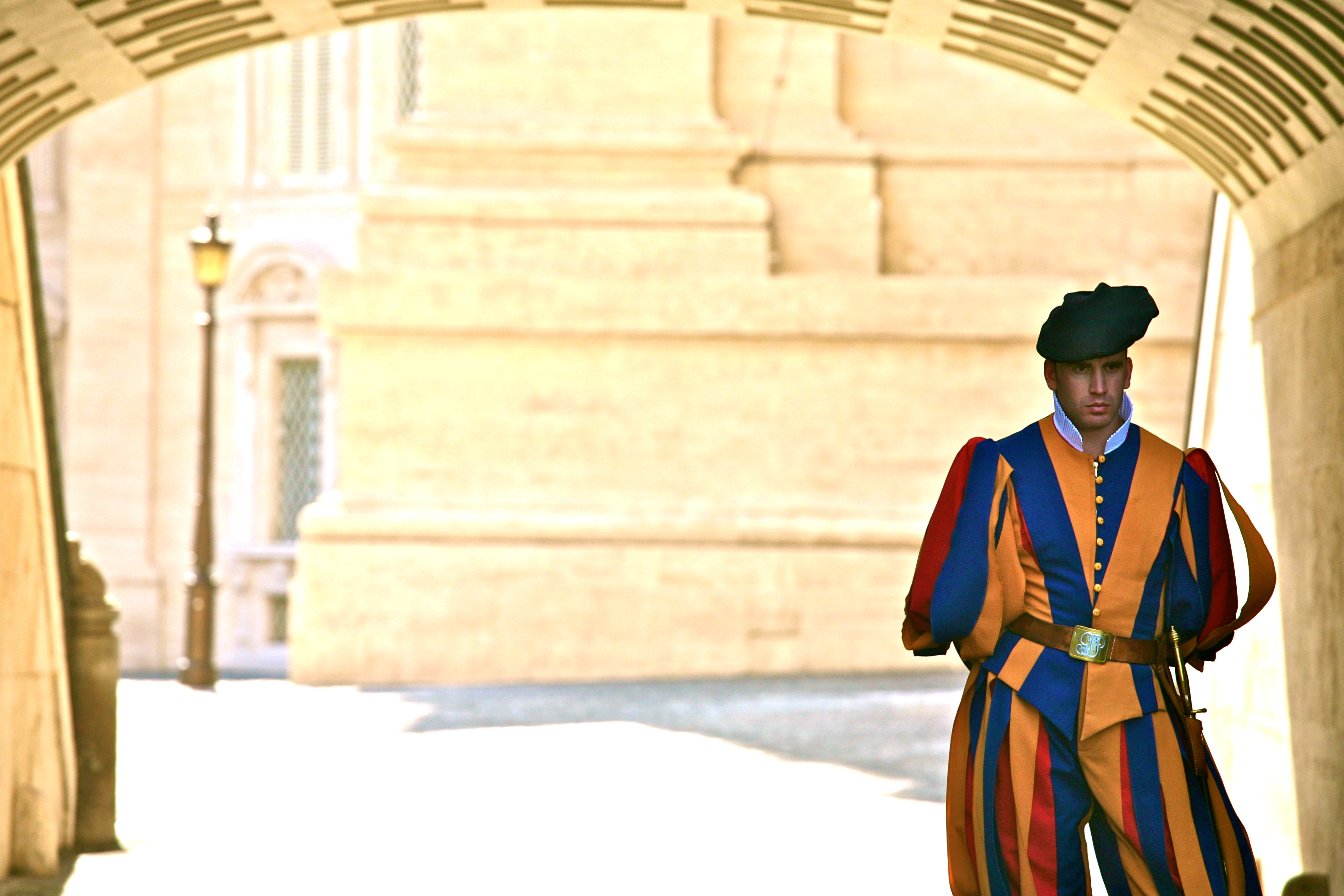
الحرس السويسري وتُلخًّص مهمتها في حفظ سلامة البابا وحفظ سلامة القصر البابوي، كما تقوم بأداء مهام التشريفات لدى استقبال إحدى الشخصيات المهمة في الفاتيكان.
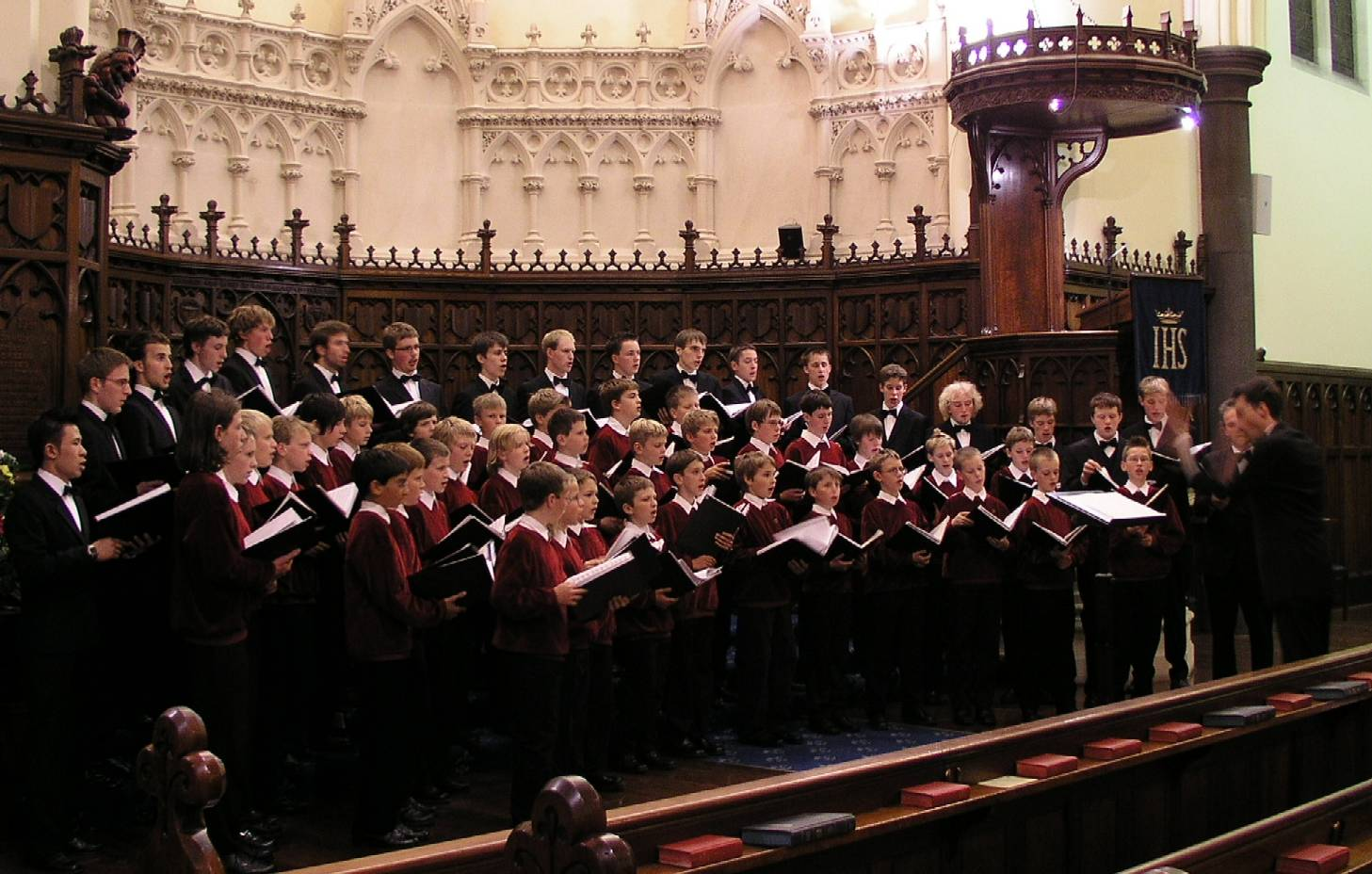
فرقة أوركسترا في  أستراليا، تنشد الموسيقى الغريغوريَّة؛ وهي الموسيقى الدينيَّة الأبرز في تاريخ المسيحية الغربية.
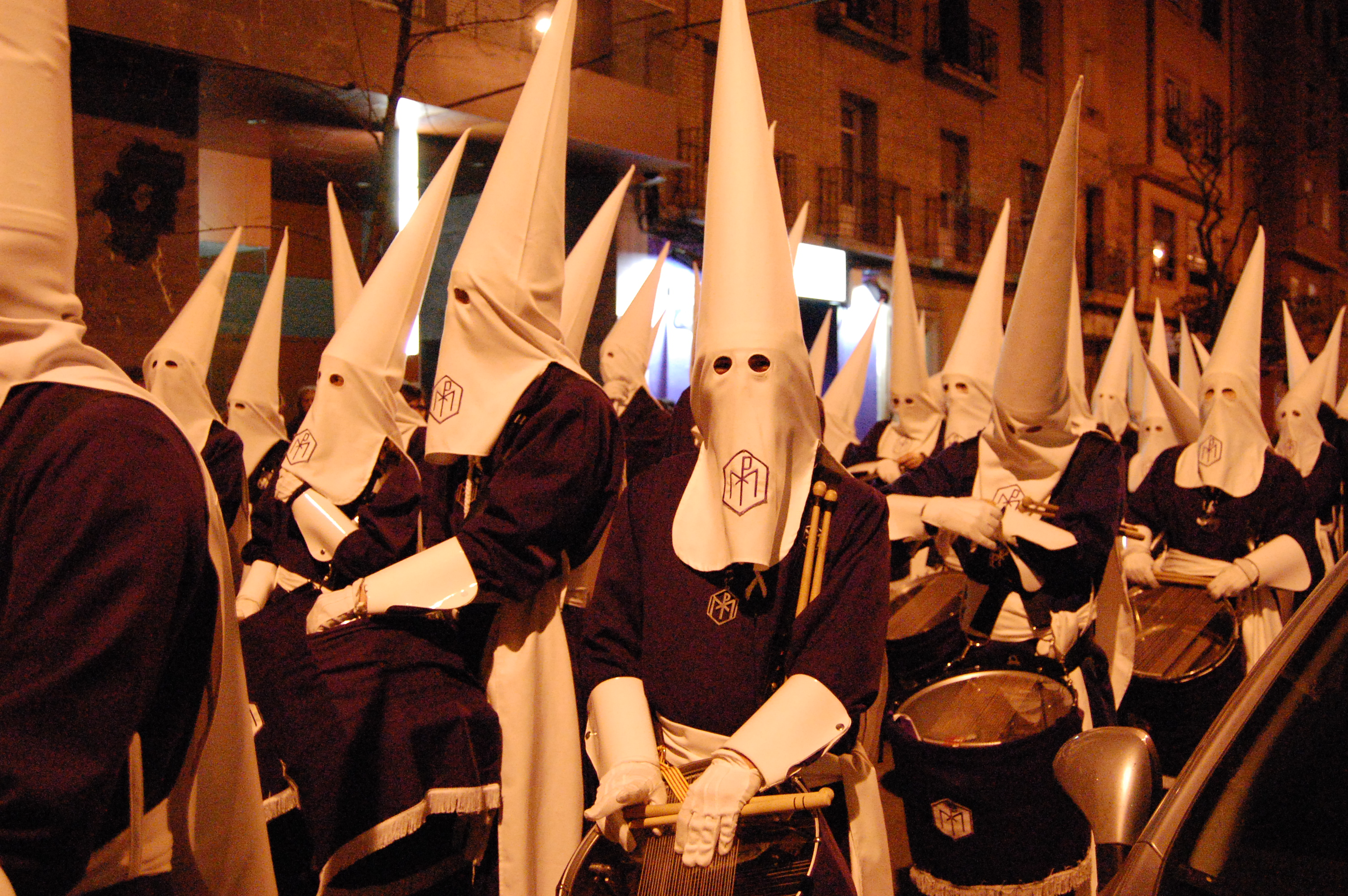
مسيرة مكونَّة من فرق النزارينو خلال درب الصليب في  كوبا.
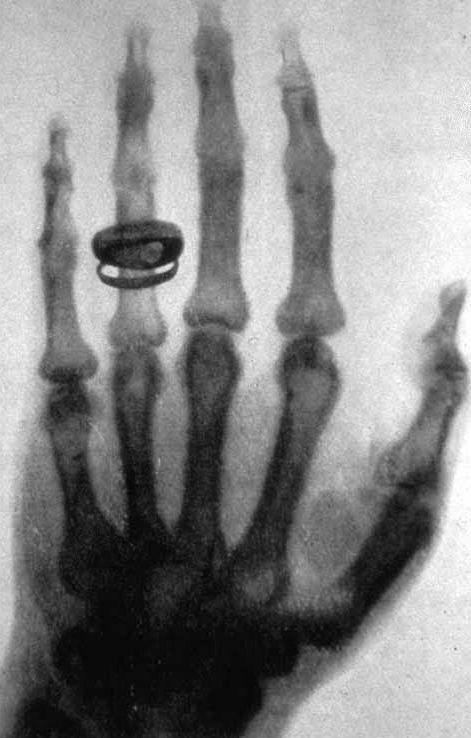
صورة أشعة سينية والتي اكتشفها الحائز على جائزة نوبل في الطب وليام رونتجن وهو من مشاهير العلماء المسيحيين عامًة والكاثوليك خاصًة.
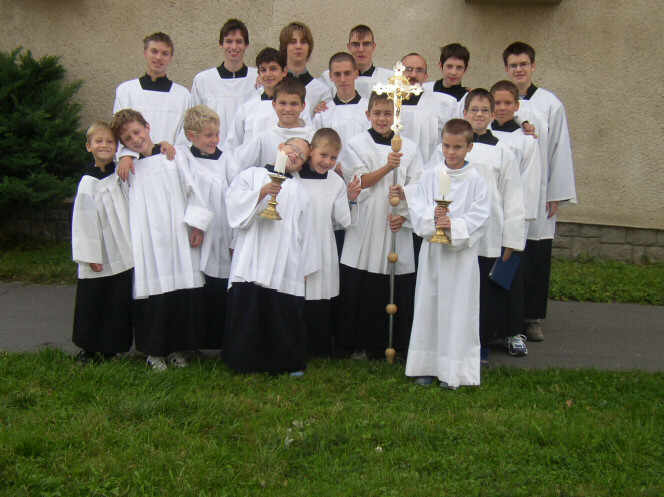
صور جماعيَّة لخدّام الهيكل في الكنيسة الأنجليكانية.
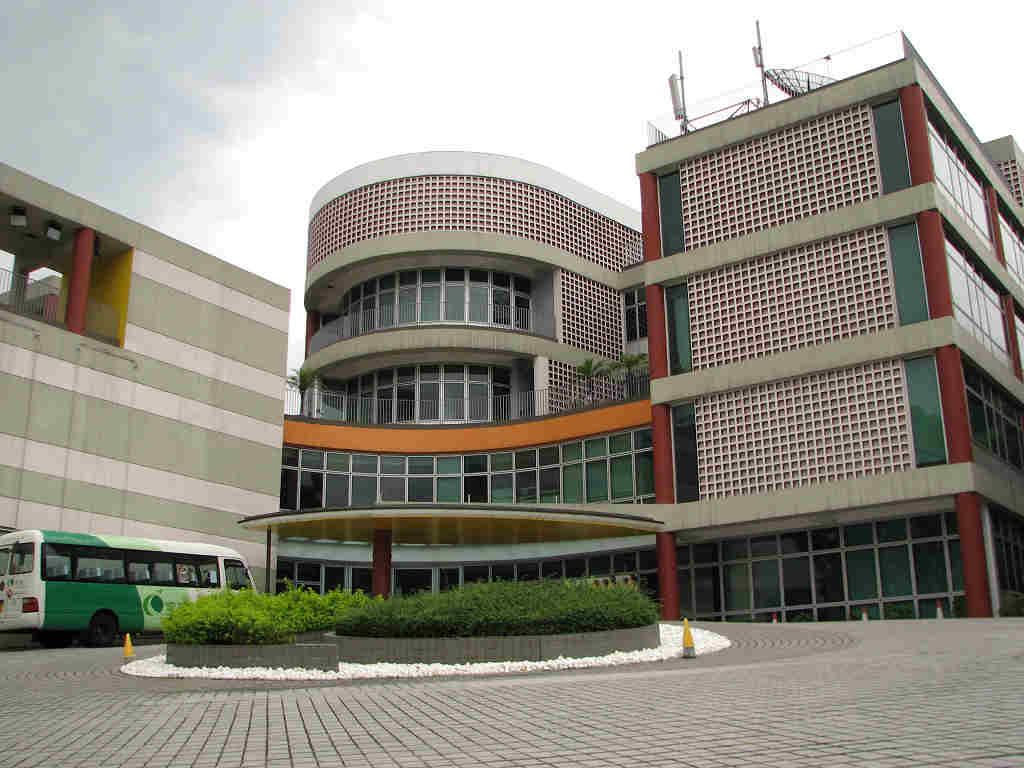
مركز جمعية الشبان المسيحيين في  هونغ كونغ، تقوم الجمعيَّة في نشاطات ترفيهيَّة مختلفة.
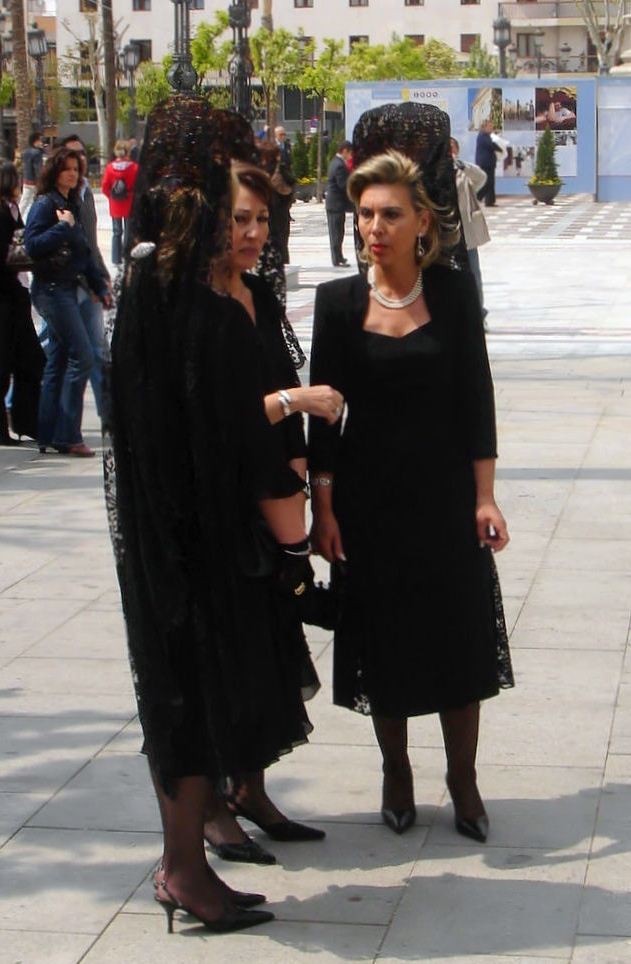
نساء يرتدينَّ المانتيلا، وهو اللباس التقليديُّ الكاثوليكي في يوم الجمعة العظيمة.
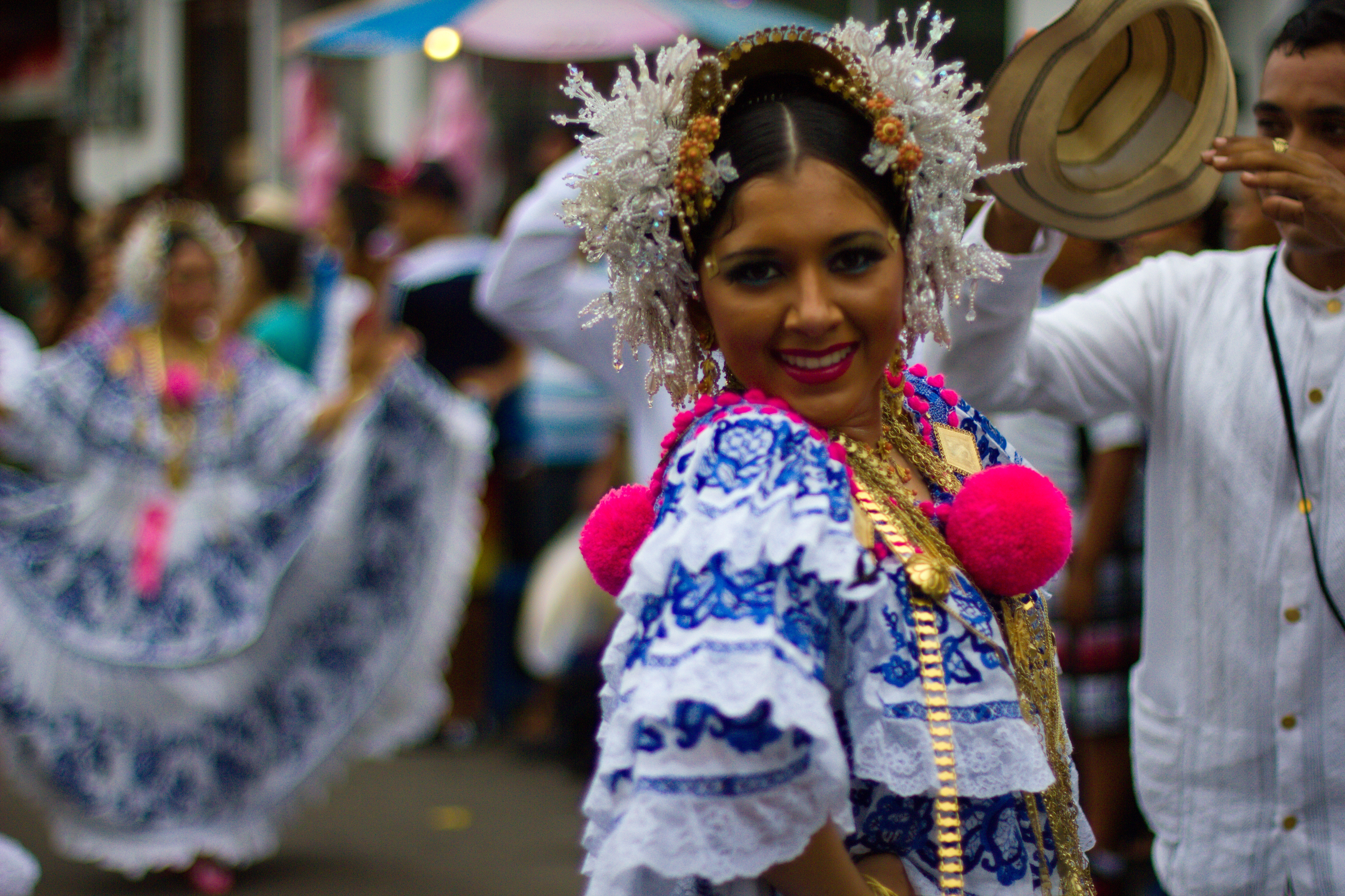
رقصة البوليرا الخاصة في ليلة عيد جميع القديسين في  بنما.
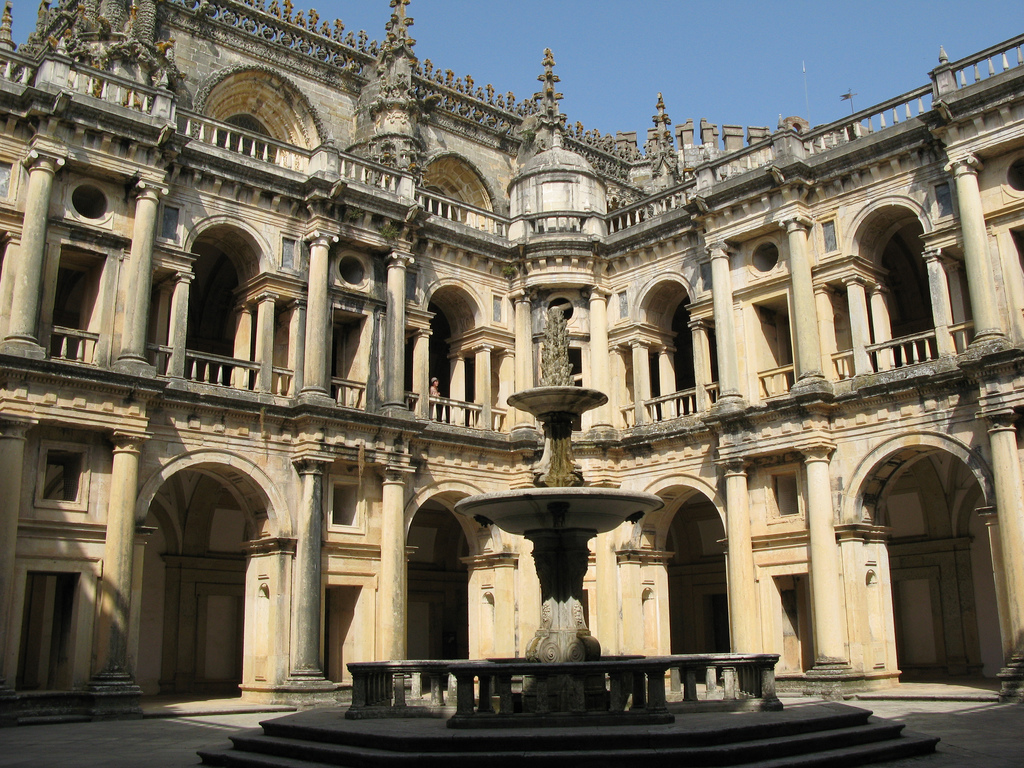
دير وقلعة المسيح في تومار في  البرتغال، بناه فرسان الهيكل.
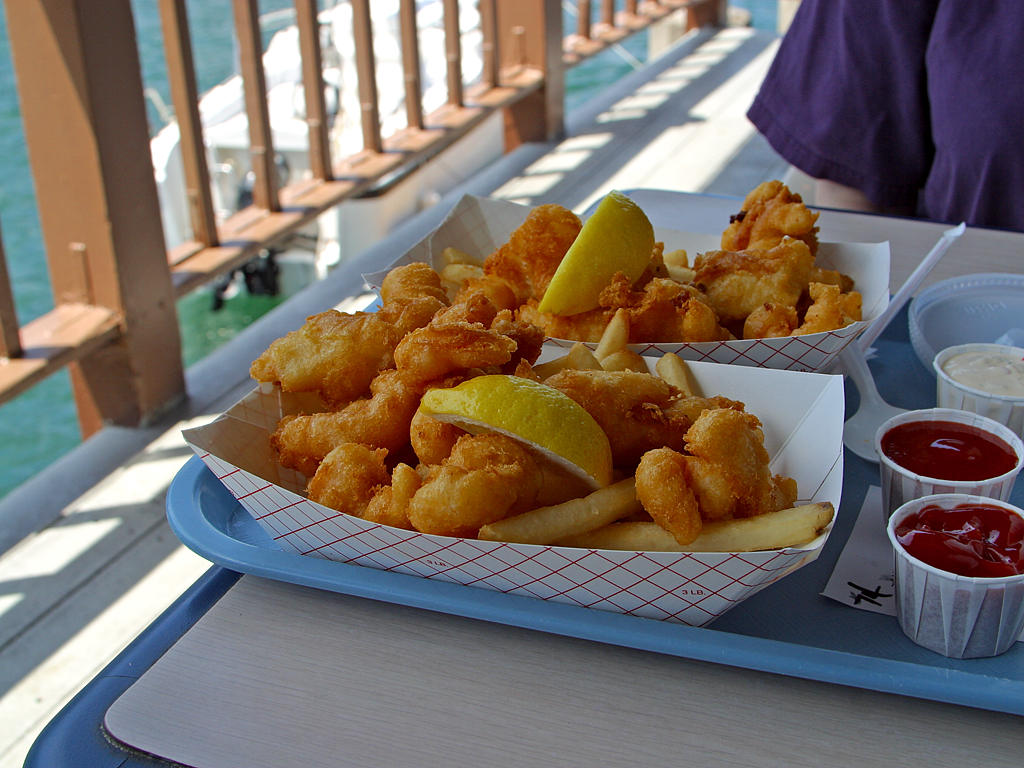
السمك المقليّ في  سلوفينيا؛ وهو من المأكولات الكاثوليكيَّة في يوم الجمعة.
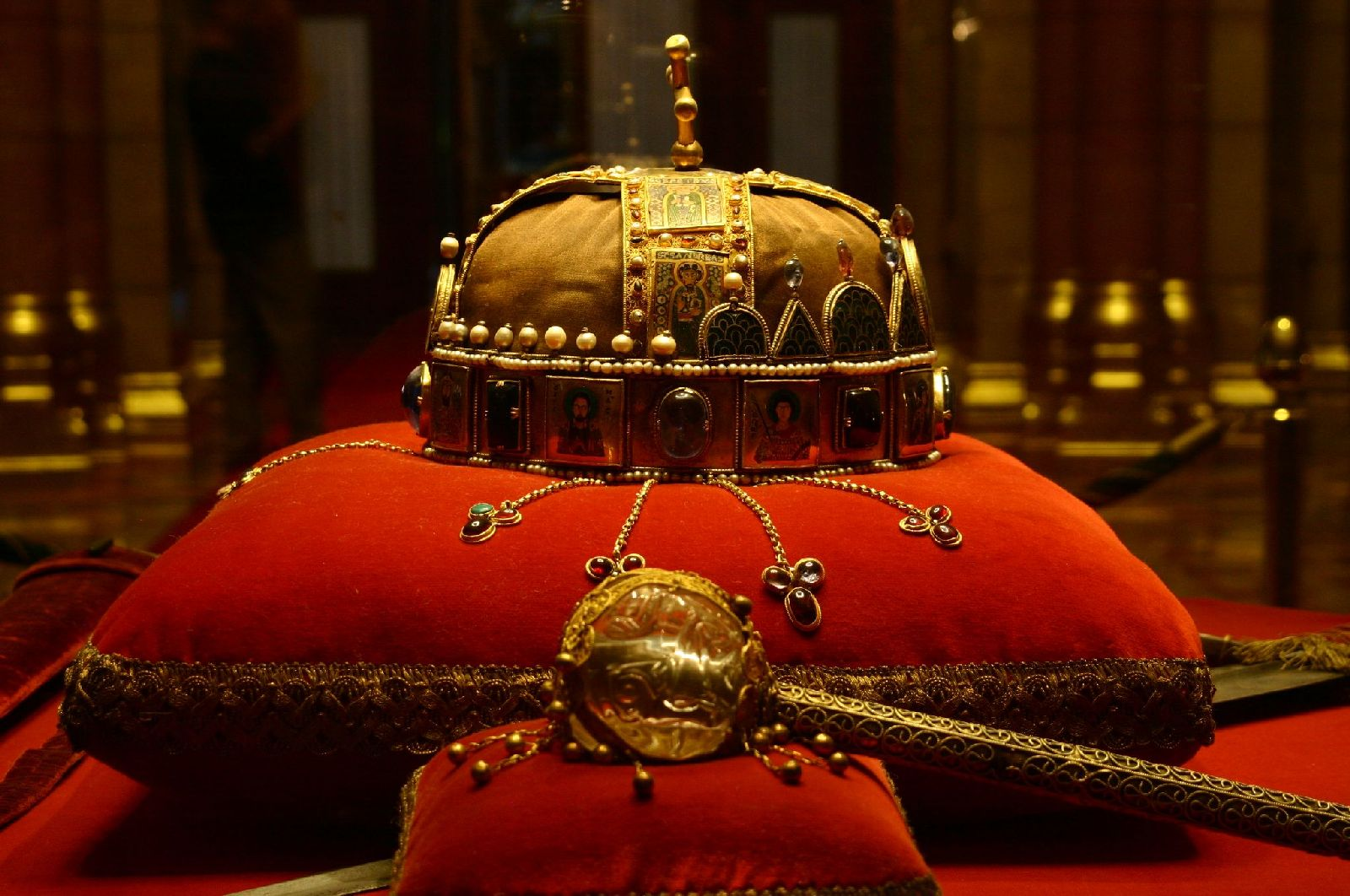
تاج المجر المقدس في  المجر، وهو من الآثار الملكيّة الكاثوليكيّة العريقة.
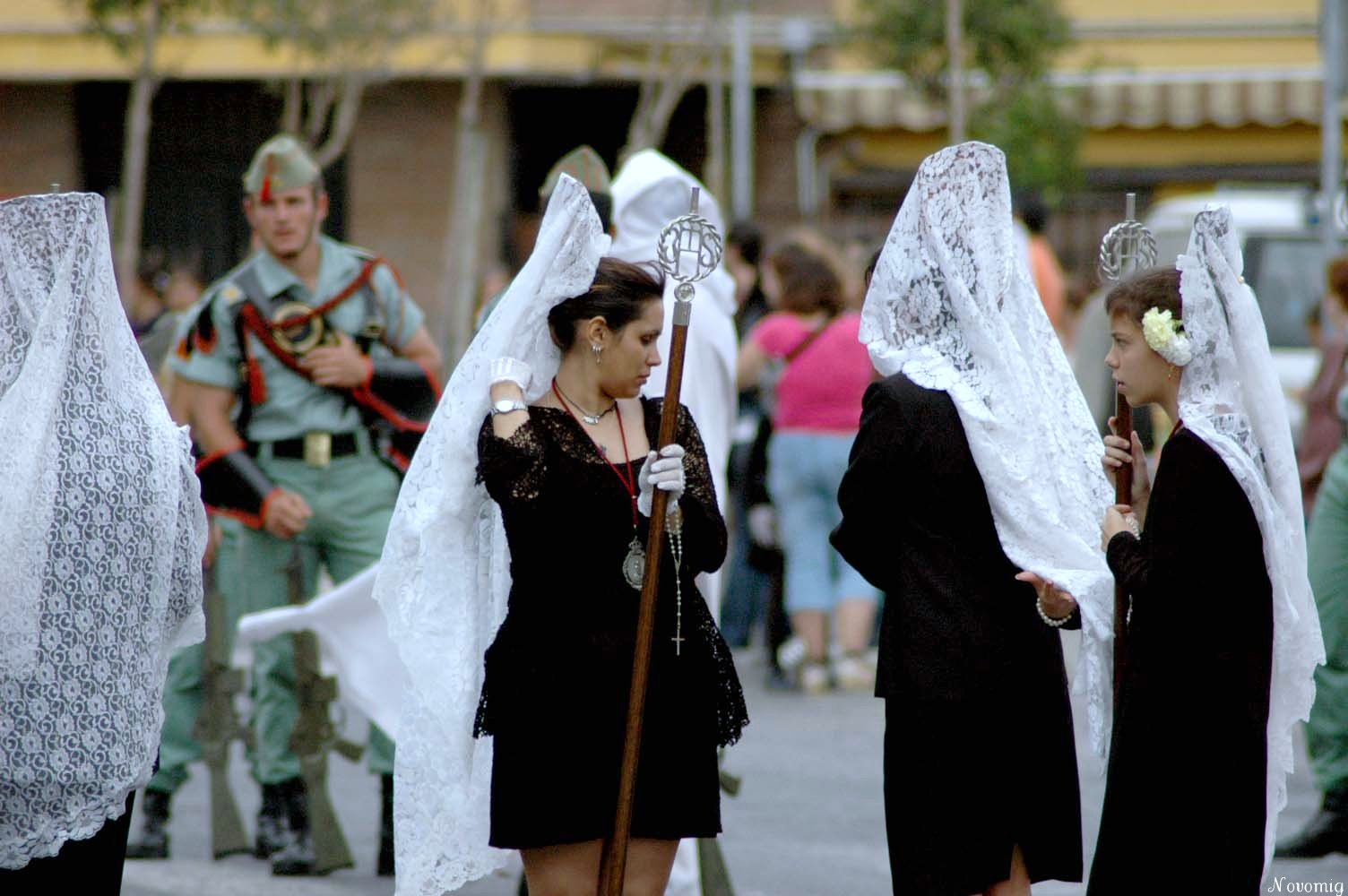
فتيات يرتدينَّ المانتيلا، وهو اللباس التقليديُّ الكاثوليكي في يوم أربعاء الفصح.
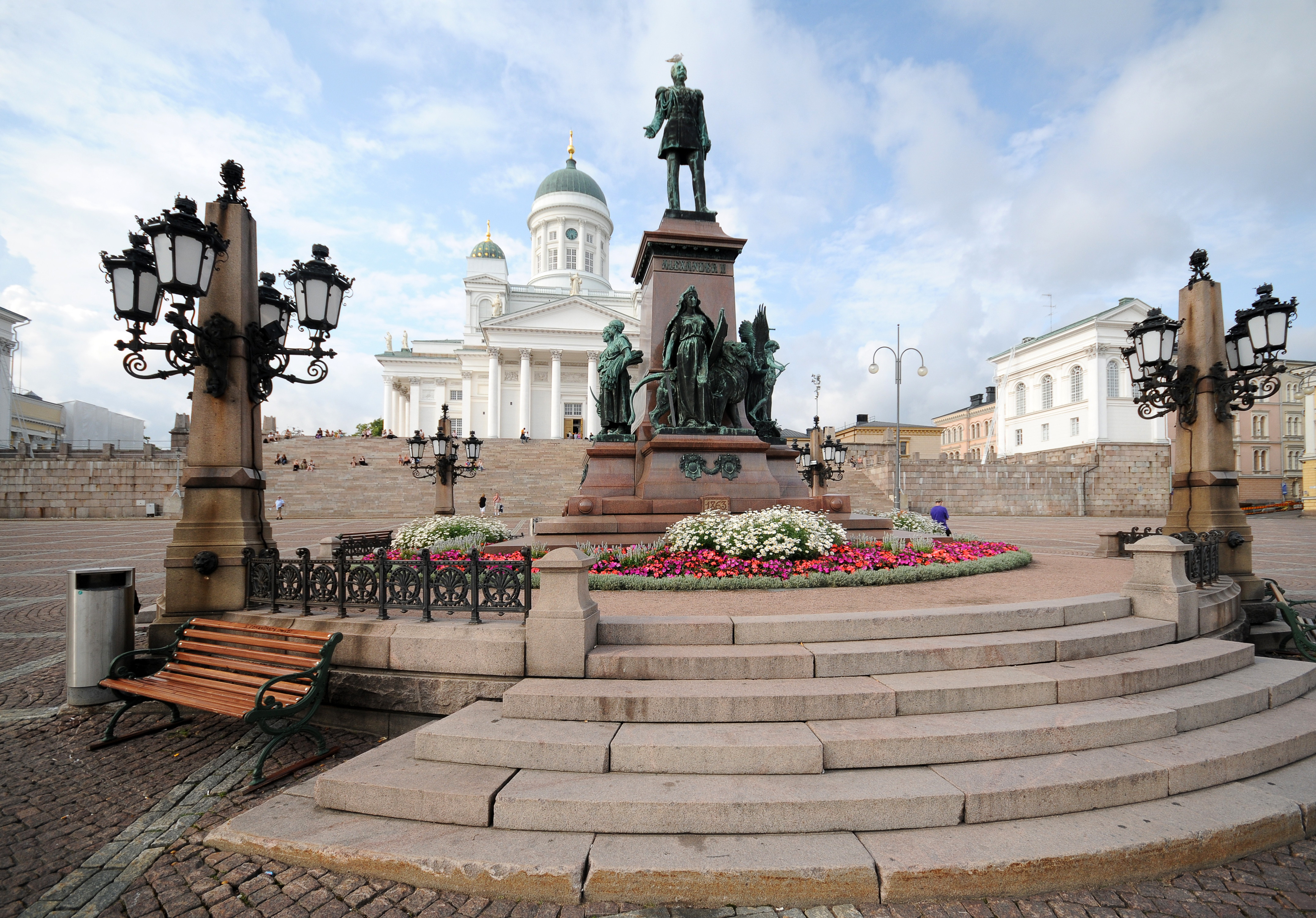
كاتدرائية هلسنكي في  فنلندا، تتمتع الدول البروتستانتيَّة بمؤشر تنمية بشرية وناتج محلي مرتفع، كما وتتربع قائمة دول العالم الأقل فسادًا والأكثر تعليمًا، ويرجع ذلك بسبب تأثير أخلاق العمل البروتستانتية.
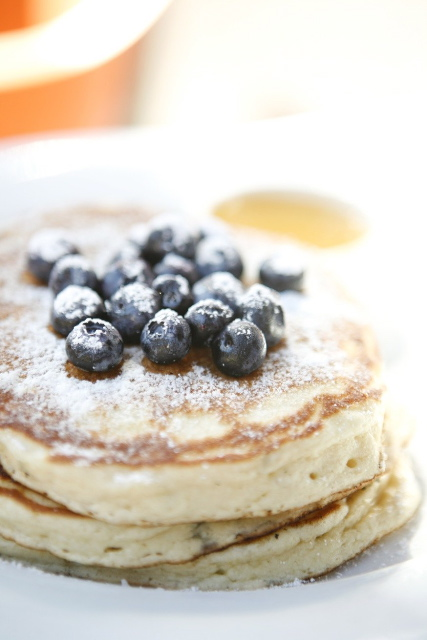
البان كيك في  نيوزيلندا؛ وهو من أطباق المطبخ البروتستانتي في يوم الثلاثاء السمين.
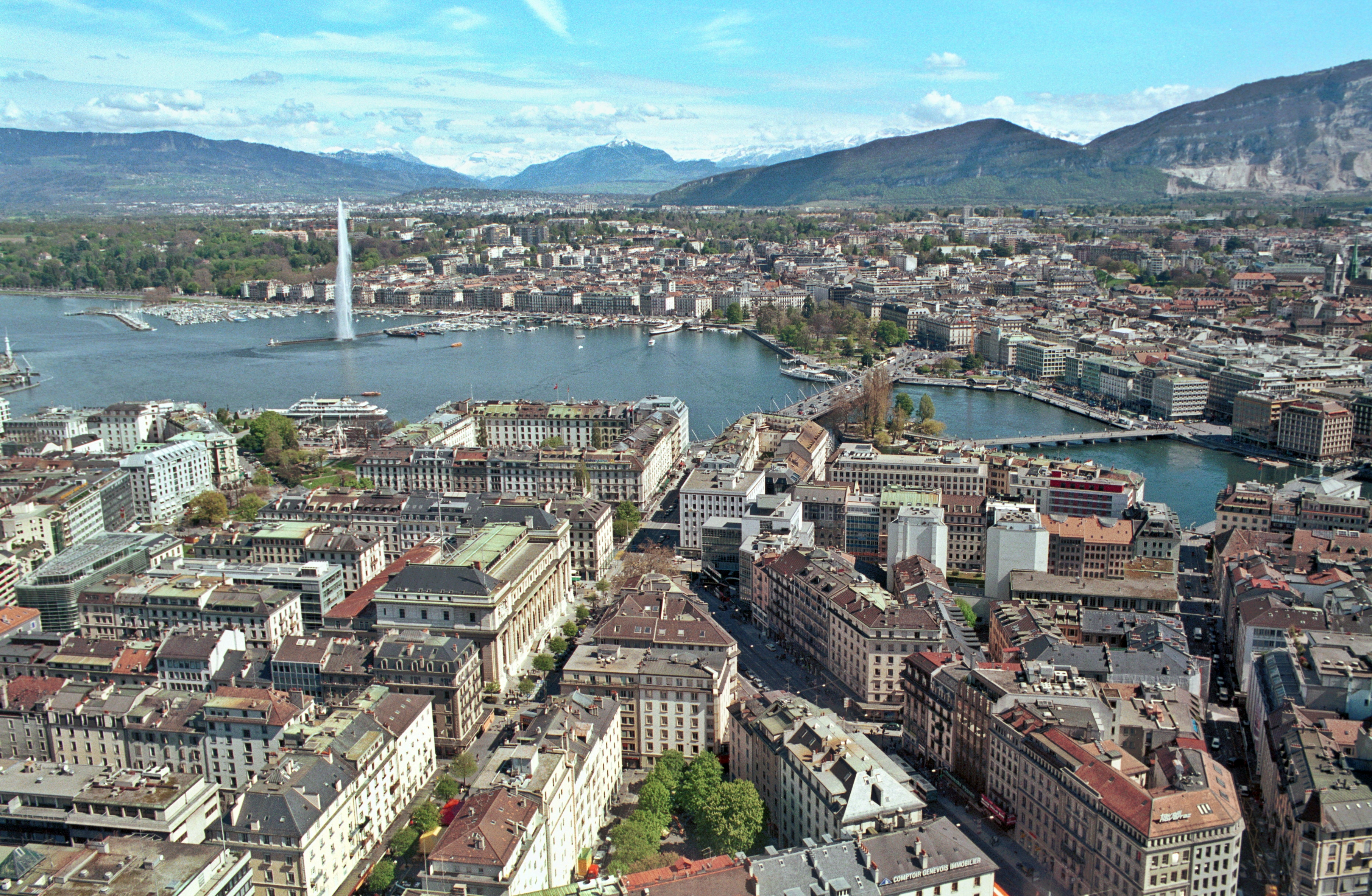
جنيف في  سويسرا، كانت تحت قيادة جان كالفن جمهورية مسيحية وتبنت نظامًا ليبراليًا ما جعلها بنوع خاص موئلاً لمختلف الأقليات المضطهدة خصوصًا الهوغونوتيون.
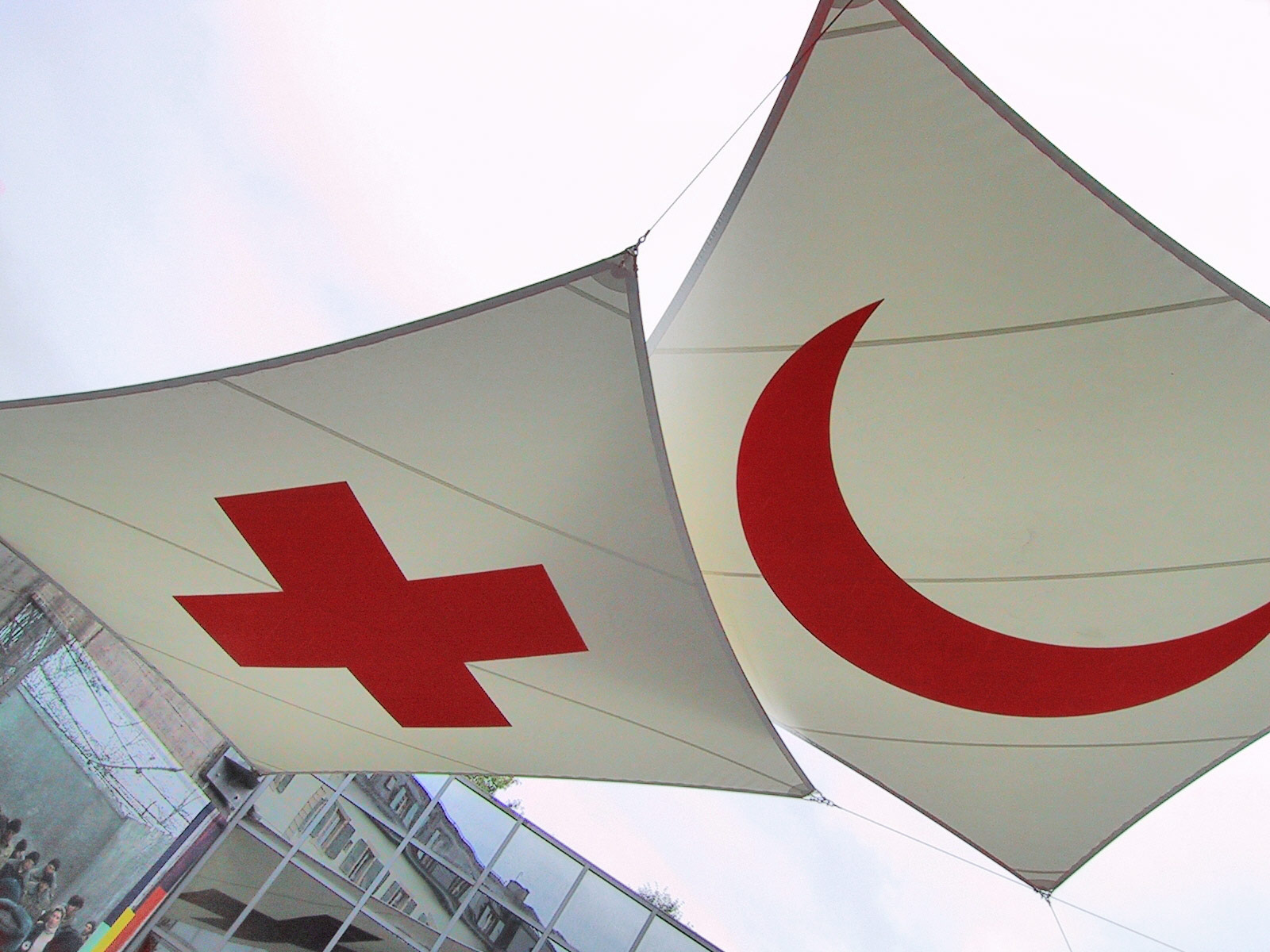
اللجنة الدولية للصليب الأحمر، ومحايدة تقوم بمهام الحماية الإنسانيَّة وتقديم المساعدة لضحايا الحرب والعنف المسلح؛ لها جذور كالفينيَّة.
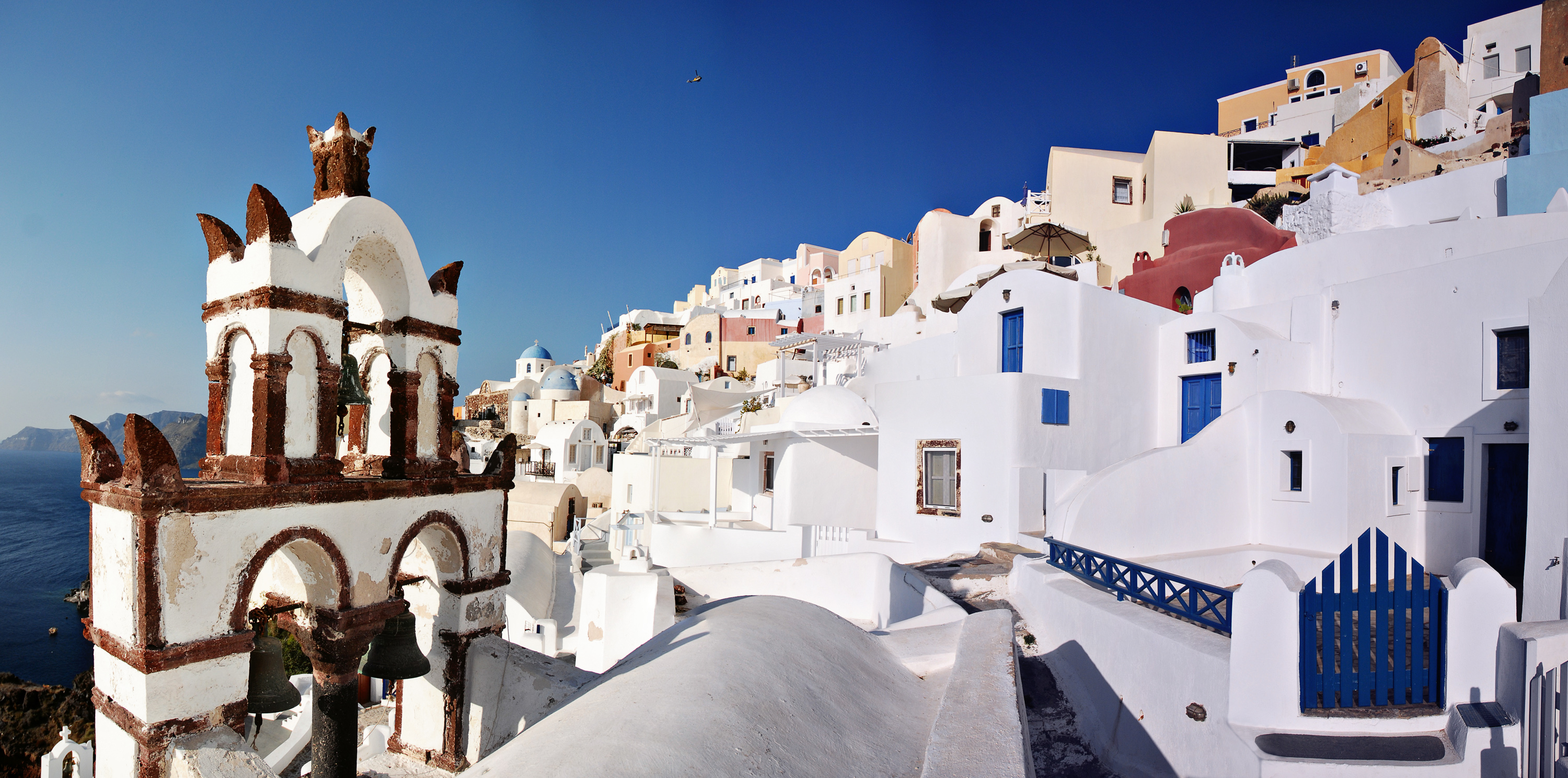
جزيرة سانتوريني في  اليونان، لدى الدول الأرثوذكسيَّة تنوع ثقافي مميز وتزخر الثقافة الأرثوذكسية بالكثير من الفنون الجميلة والأعمال الموسيقيَّة والأدبيَّة والفلسفيَّة المتنوعة.
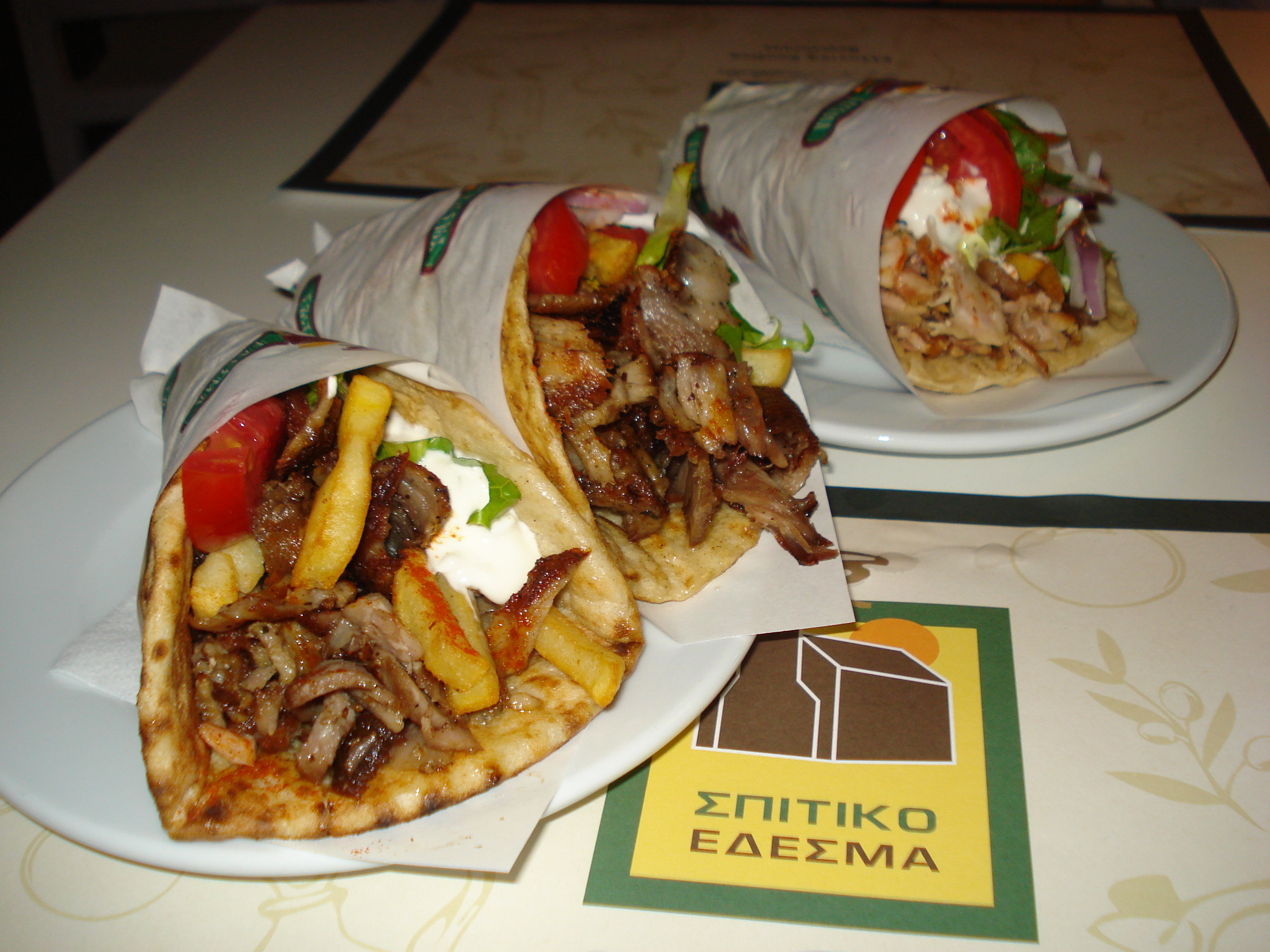
بيتا جيروس من  اليونان؛ لا تحرم الديانة المسيحيَّة أكل لحم الخنزير.
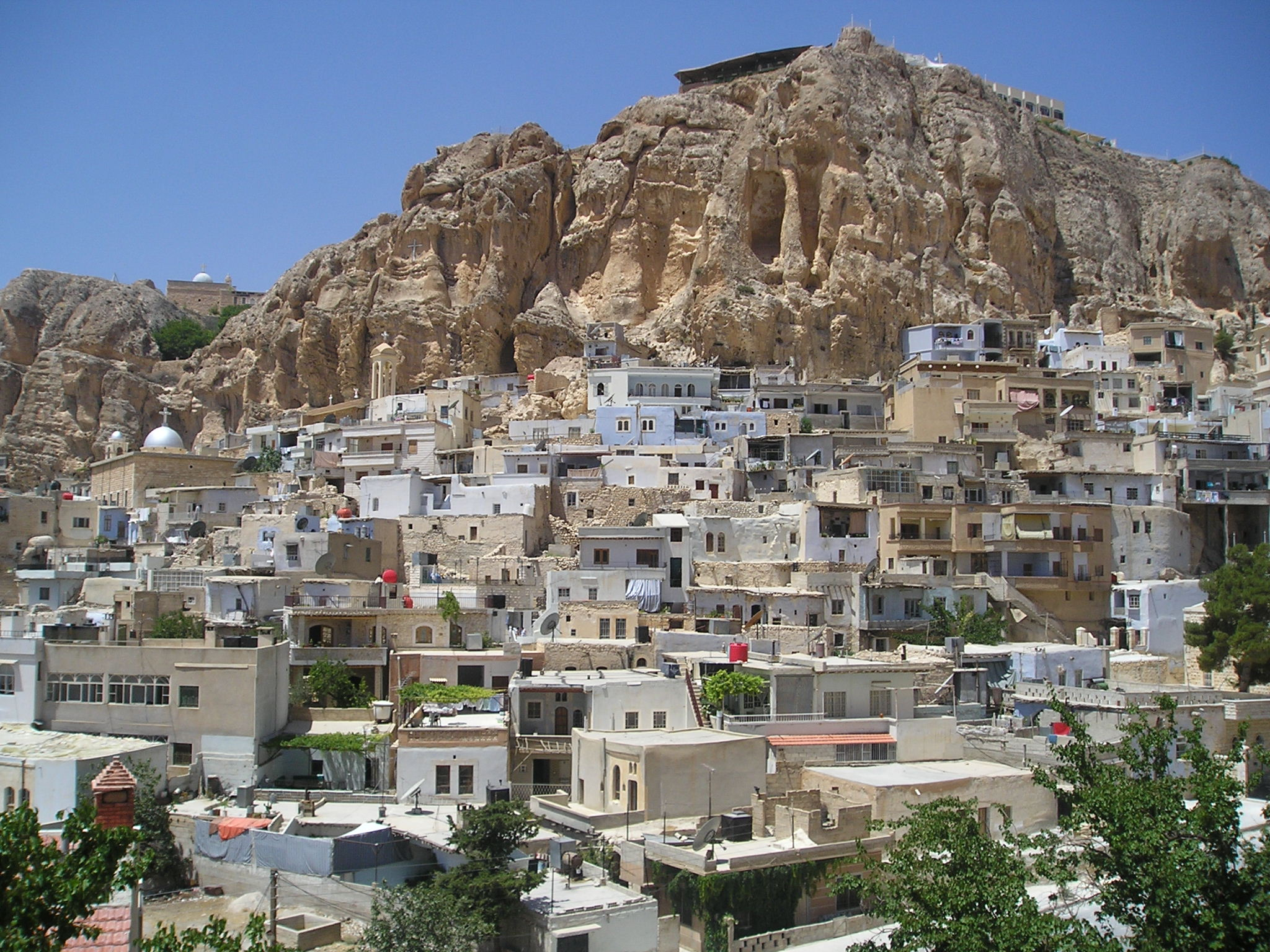
معلولا؛ تشتهر بوجود معالم مسيحية مقدسة. كما أن سكانها من المسيحيين ما زالوا يتكلمون باللغة الآرامية لغة يسوع حتى اليوم.
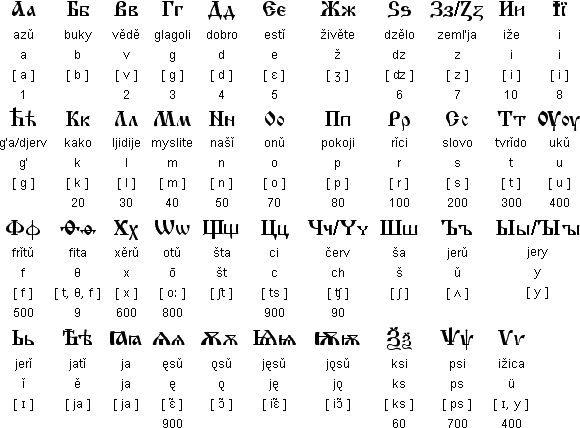
أبجدية السلافونية الكنسية القديمة، كانت أول لغة سلافية أدبية،وقد لعبت تلك اللغة دورًا هامًا على مدار تاريخ اللغات السلافية.
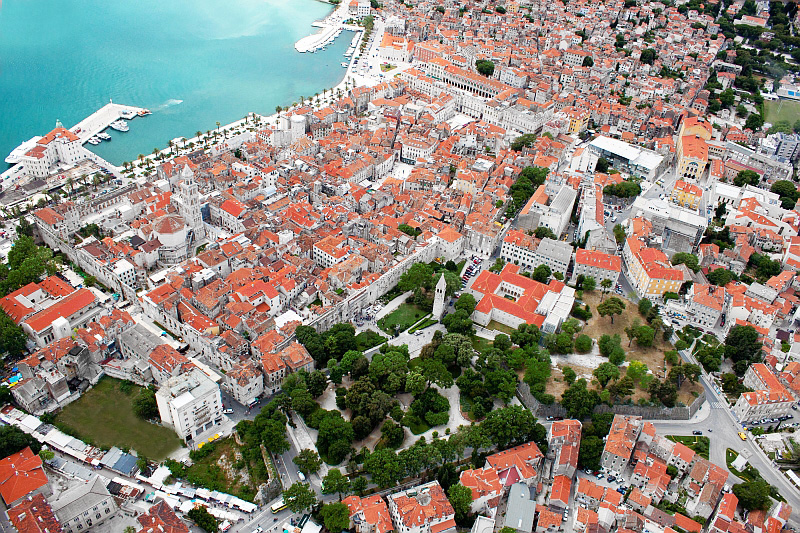
سبليت في  كرواتيا، تشدِّد المجتمعات الكاثوليكية على القيم والروابط الأسريّة وقيم الضيافة والإحتفالات، التراث الكاثوليكية مشبَّع بالأعمال الموسيقيَّة والأدبيَّة والفنيَّة العريقة.
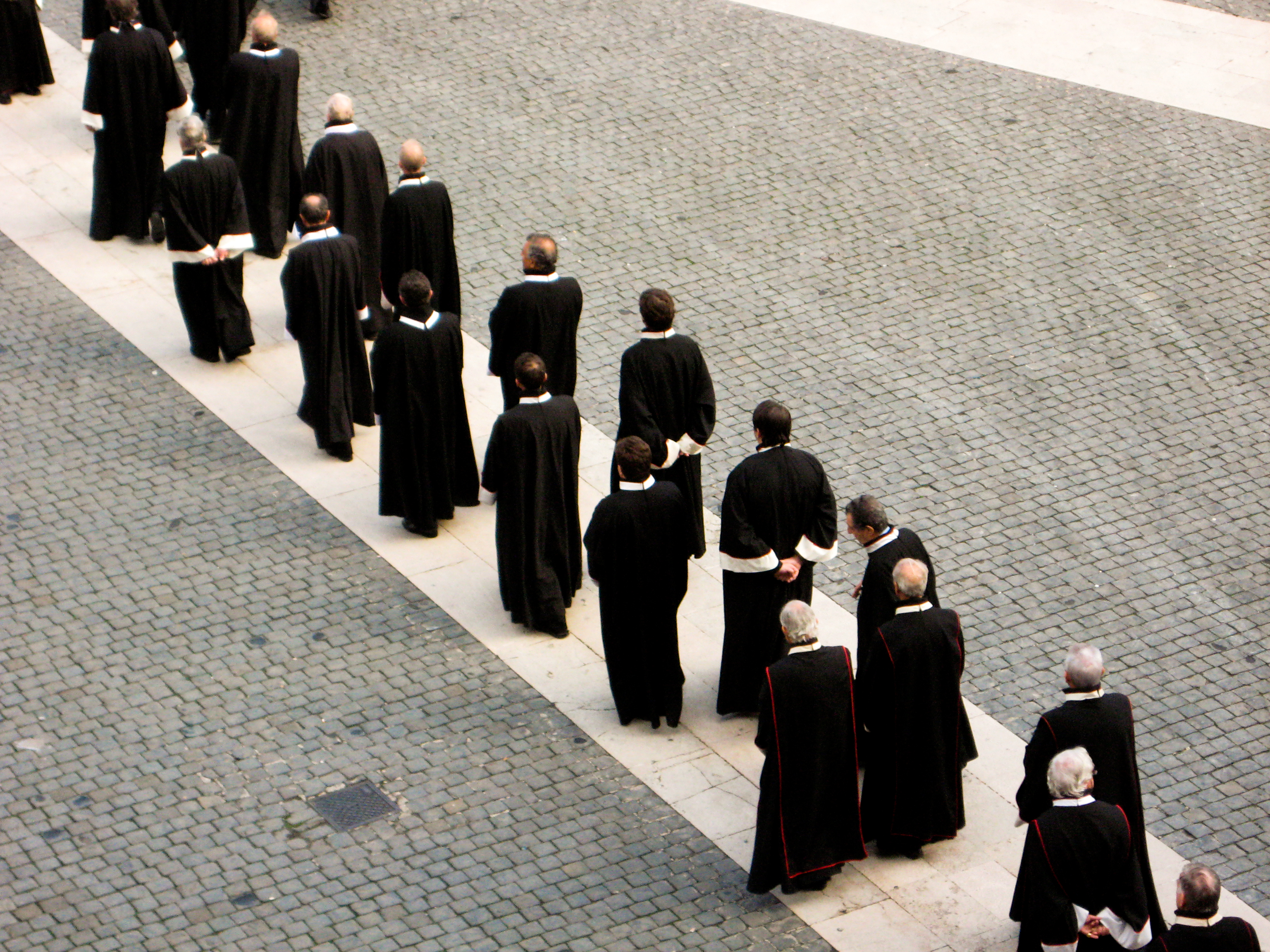
فرسان مالطة؛ جماعة مسيحية نشاطها الأساسي المعلن يقوم على جمع التبرعات وإنفاقها على مساعدة الدول المضيفة لها ببرامج خدماتية خيريَّة طبيَّة.
صحيفة المسيحيَّة اليوم العريقة وهي من الصحف ذات الإنتشار الواسع بين الأوساط المسيحيَّة خصوصًا الإنجيليَّة منها.
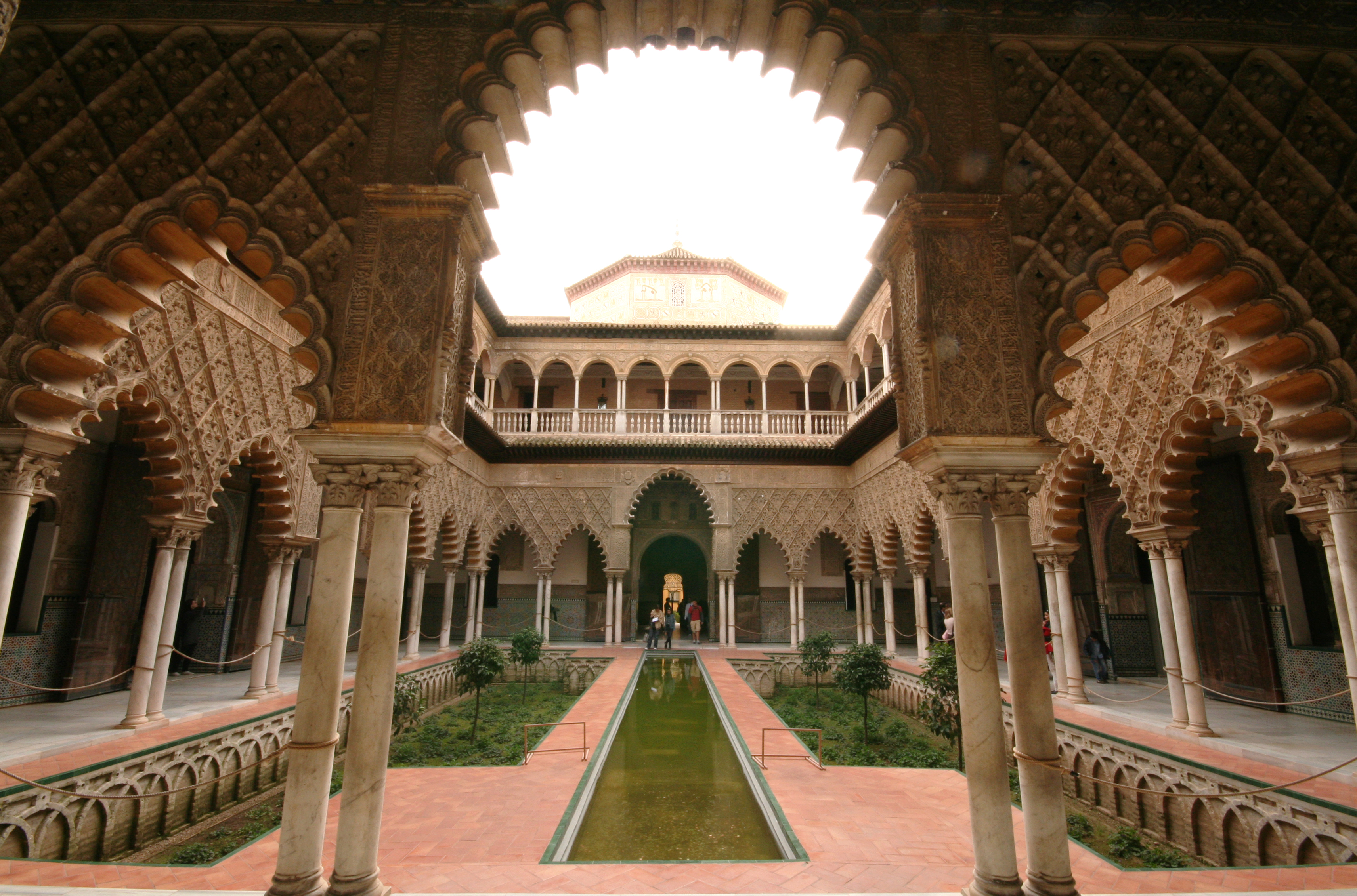
قصر المورق؛ وهو أقدم قصر ملكي لا يزال مستخدماً في أوروبا سكنه الملكان الكاثوليكيان.
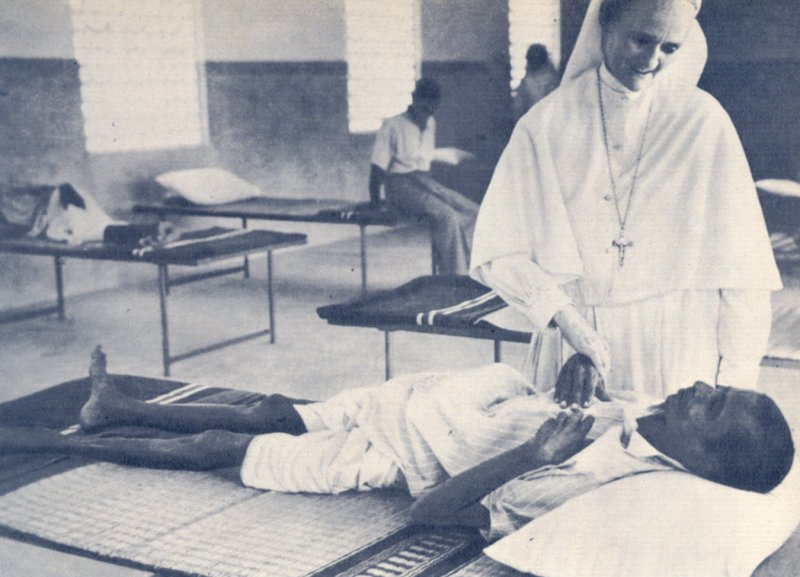
راهبة تعتني بمريض في  باكستان، كانت للمفاهيم المسيحية من الرعاية ومساعدة المرضى دور في تطوير الأخلاق الطبيَّة؛ تدير الكنيسة الكاثوليكيَّة 26% من مرافق الرعاية الصحيّة في العالم.
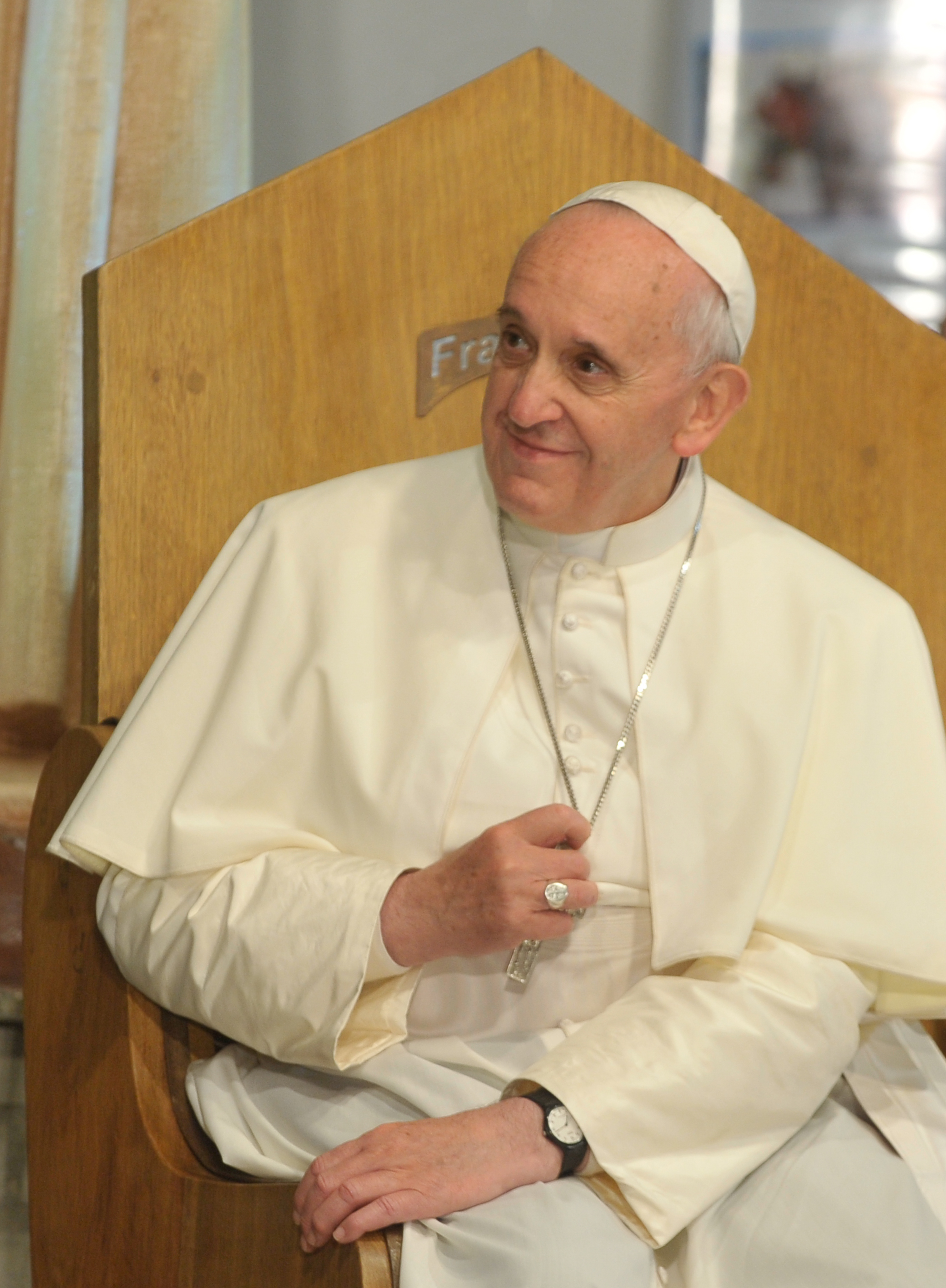
البابا فرنسيس؛ اختارته مجلة تايم شخصية العام لسنة 2013 وهو من أبرز الشخصيات المسيحيَّة المعاصرة.
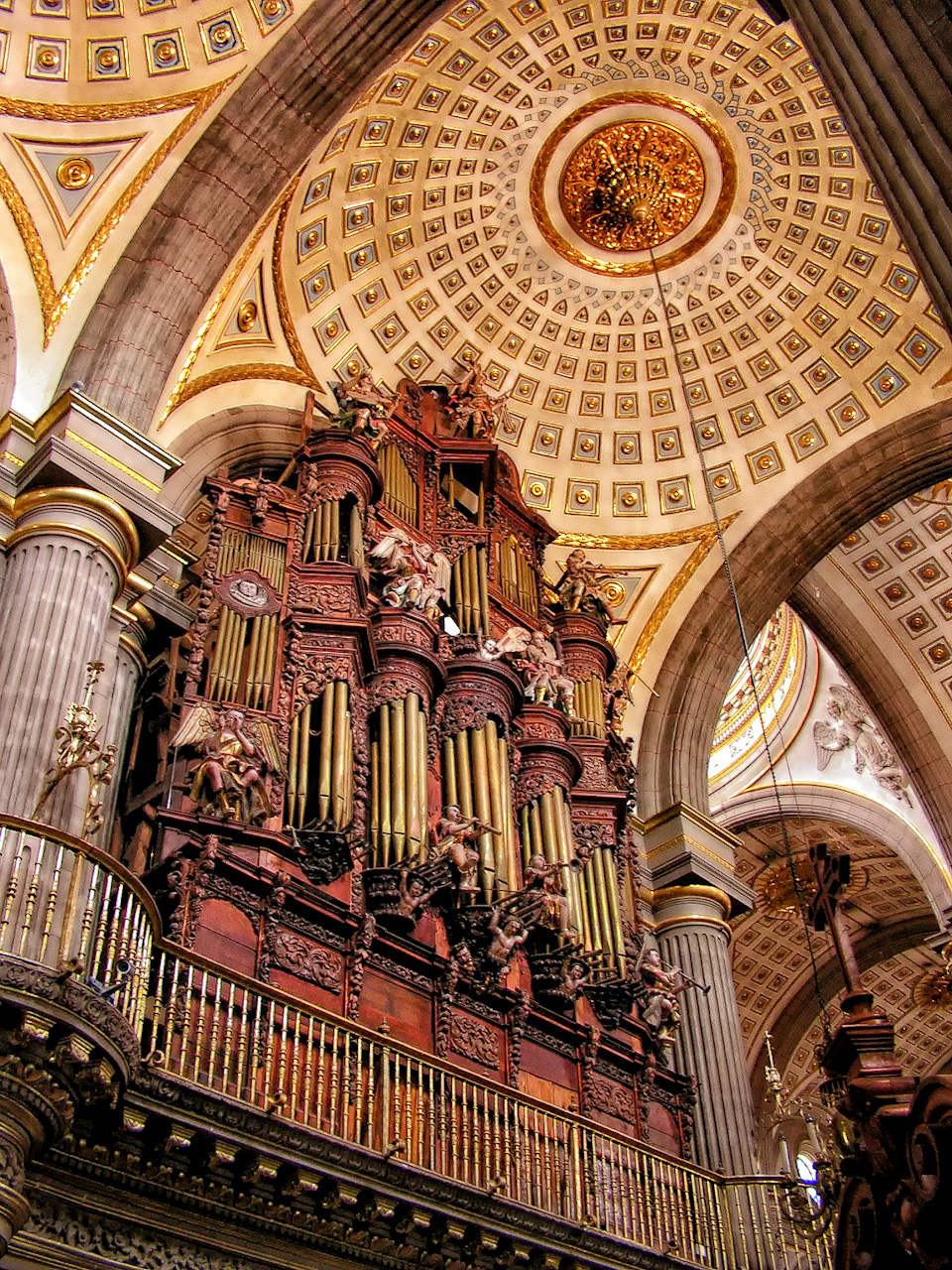
أورغ كاتدرائية ستراسبورغ ويستعمل كثيرًا في الموسيقى الليتورجيّة.
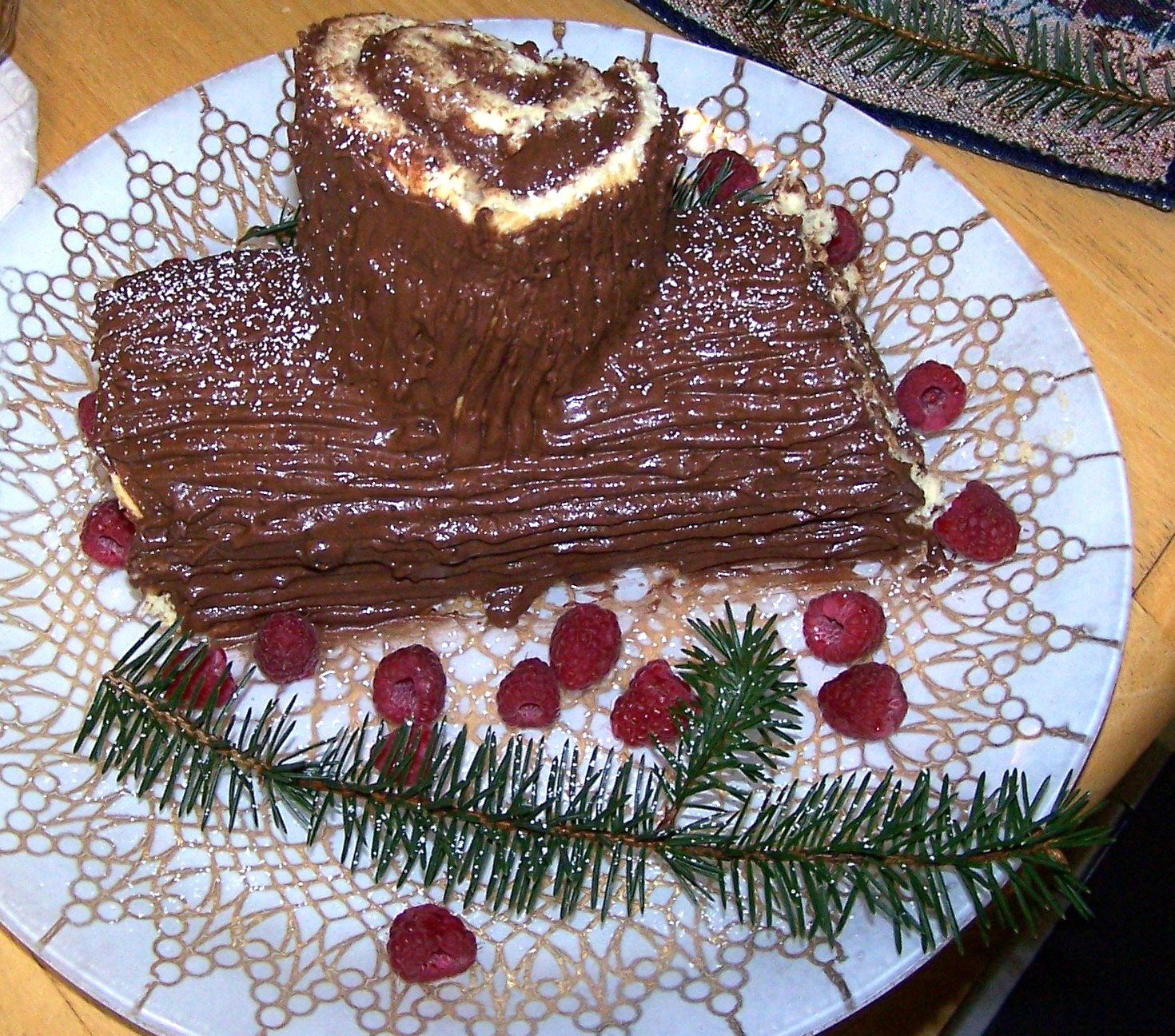
بوش نويل، إحدى حلويات عيد الميلاد التقليدية القادمة من التراث البلجيكي.
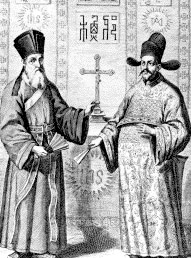
اليسوعيان ماتيو ريتشي وشو جوانكي في الطبعة الصينية لأصول إقليدس ترجم اليسوعيون إلى الصينية مؤلفات علميَّة عديدة.
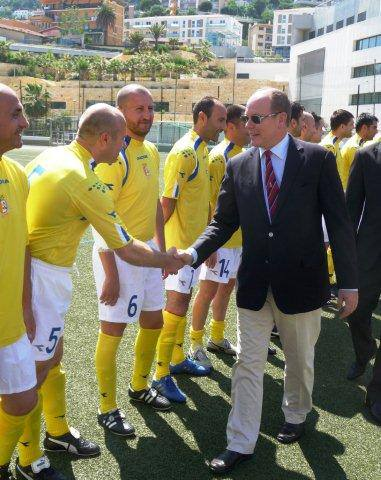
منتخب الفاتيكان لكرة القدم؛ تحظى لعبة كرة القدم بشعبيَّة هائلة في العالم الكاثوليكي.
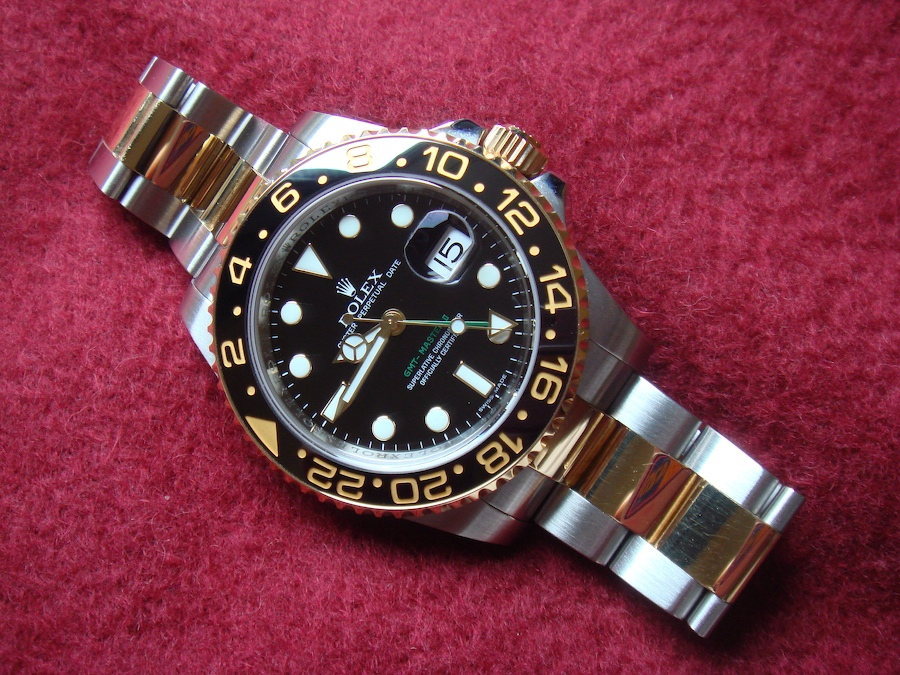
ماركة رولكس والتي أسستها أسرة من الهوغونوتيون؛ حيث ساهم الهوغونوتيون في بناء البنوك وتطوير صناعة الساعات في  سويسرا والتجارة وإرساء قيم الليبرالية في  هولندا.
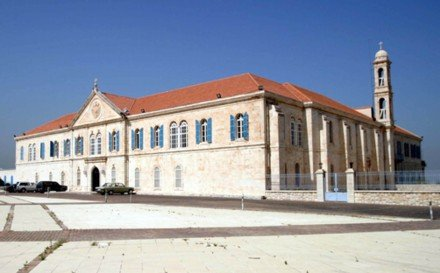
الصرح البطريركي في بكركي في  لبنان، مقر الكنيسة المارونية؛ ساهم الموارنة خلال القرنين التاسع عشر والعشرين في حركة النهضة العربية، فلعبوا دوراً هاماً في النهضة الثقافية والأدبيَّة والسياسيَّة العربيَّة.
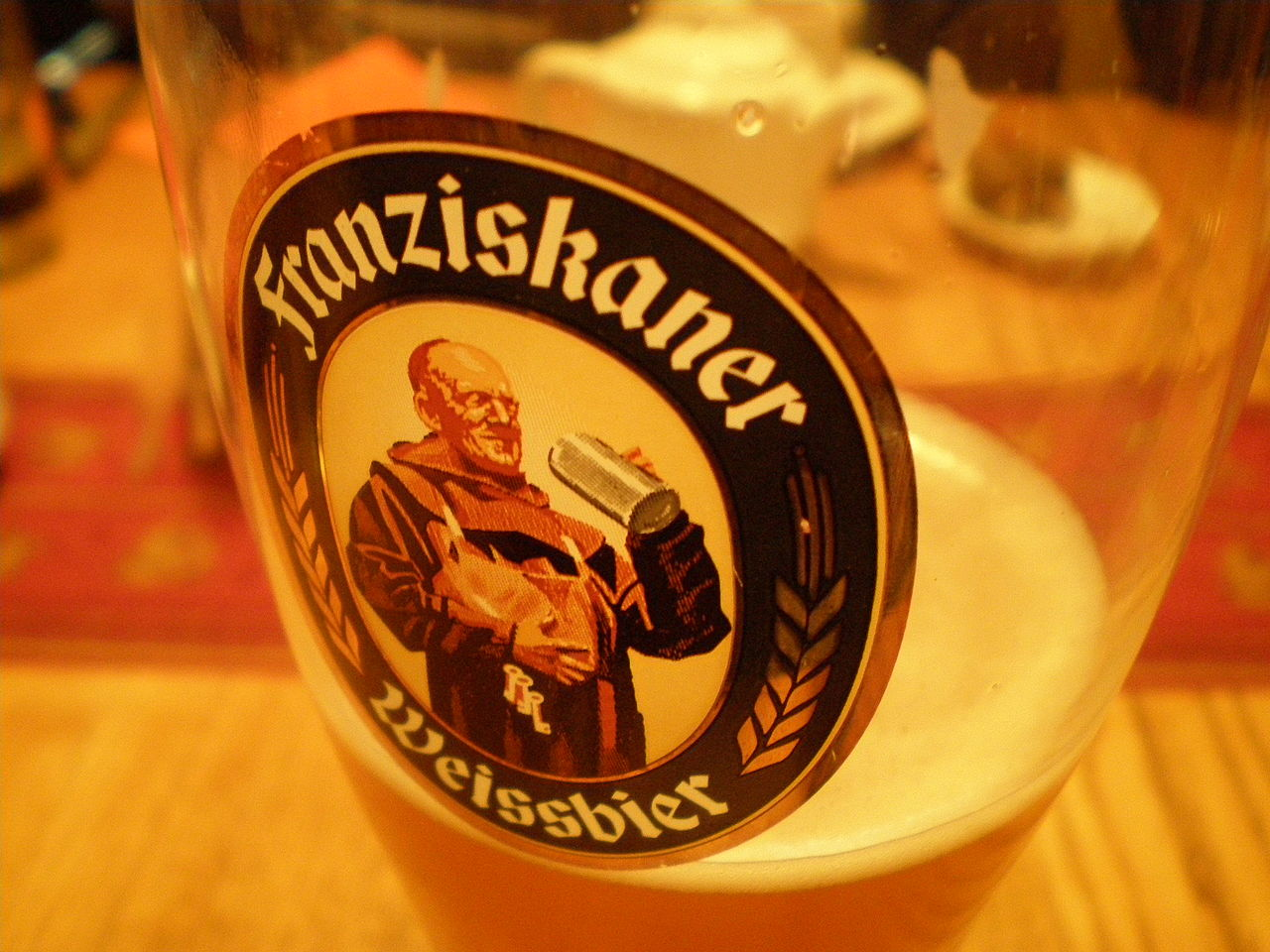
جعة الفرنسيسكان؛ أسسها رهبان الفرنسيسكان في  بافاريا، لا تحرّم المسيحية أي نوع من الشراب، غير أنّ بعض الكنائس الرديكاليّة البروتستانتية في الولايات المتحدة، تحرم الخمر أو تدعو للإبتعاد عنه.
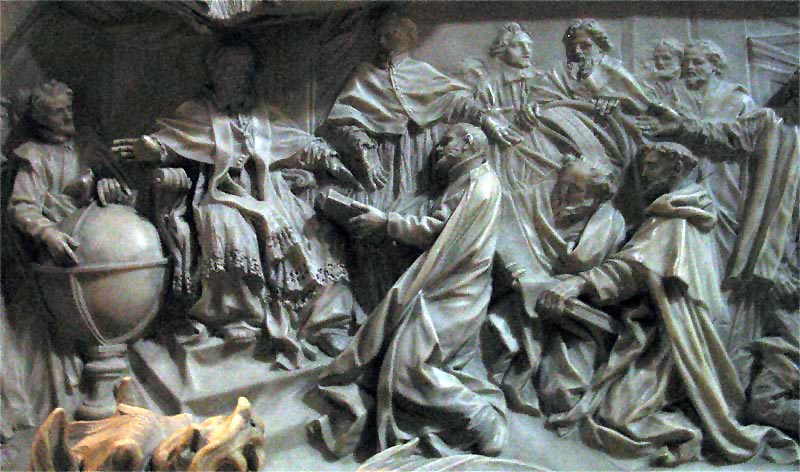
تفاصيل من قبر البابا غريغوريوس الثالث عشر يظهر الإحتفل ببداية الجدول الزمني للتقويم الغريغوري؛ بات التقويم الميلادي التقويم الأكثر انتشارًا في العالم ويعتبر التقويم الدولي في العصر الحديث.
شركة فورد أسسها الأسقفي هنري فورد، عُرفت الكنيسة الأسقفية بكثرة الرؤساء الأمريكيين كما ويعتبر أتباع الكنيسة الجماعة الأكثر تعلمًا وثراءً في  الولايات المتحدة ومن النخب الأكاديميَّة والسياسية فيها.[45]
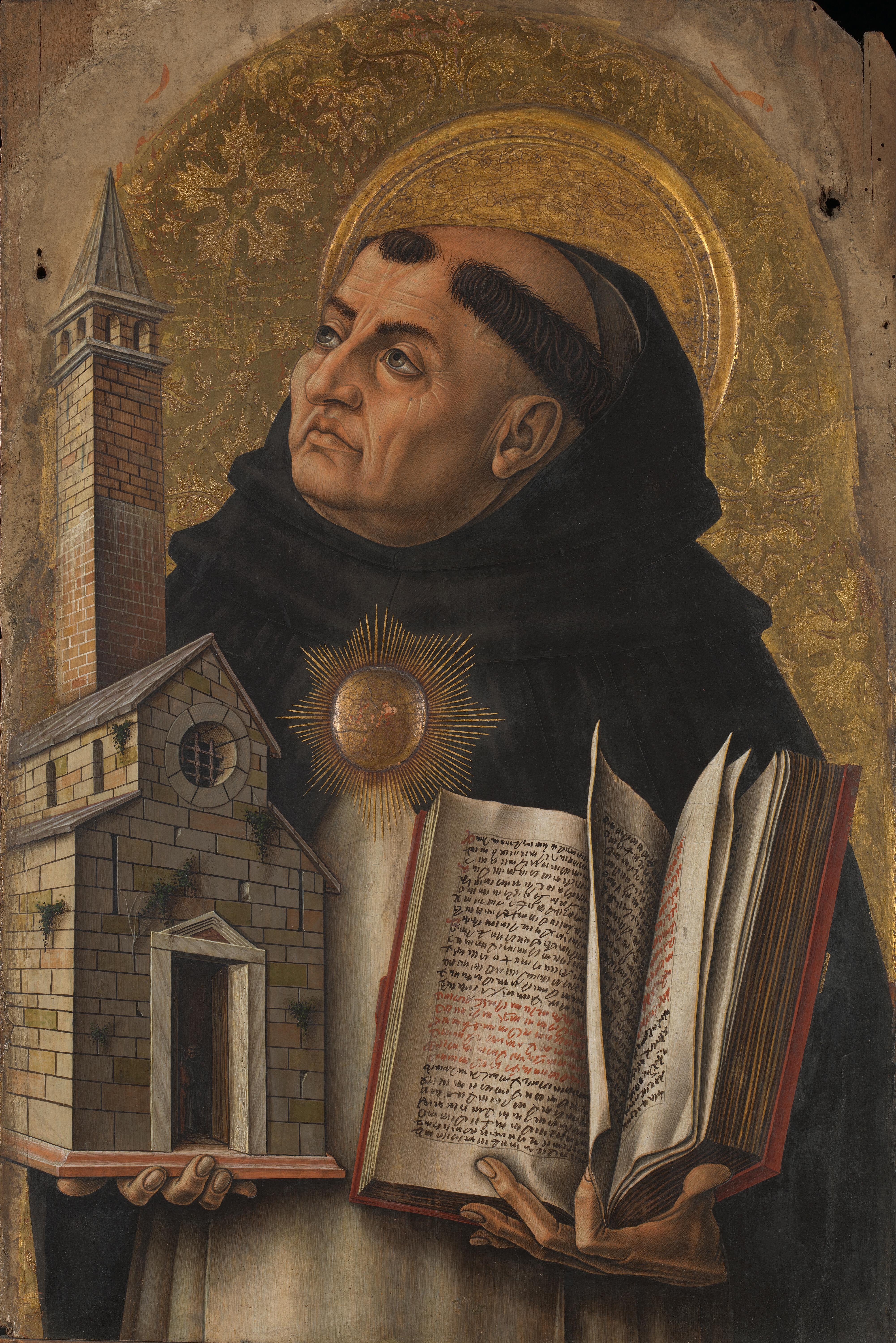
توما الأكويني أبو المدرسة التوماوية؛ وهو بابٌ في الأدب والفلسفة واللاهوت المسيحي.
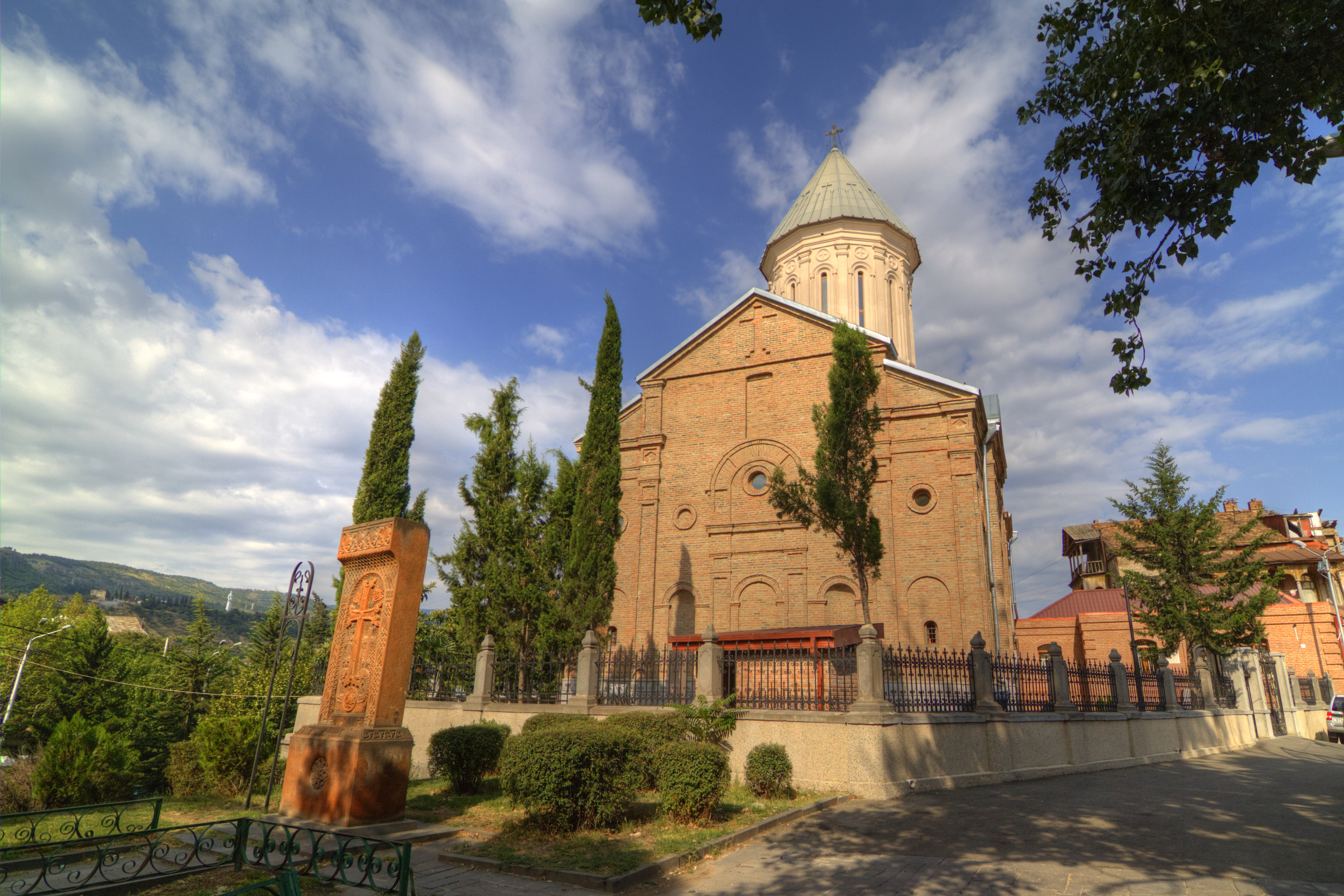
كنيسة الأرمن الأرثوذكس في دكا،  بنغلاديش؛ أسسّ الأرمن شبكات تجاريَّة واسعة، وعملوا في التصوير الفوتوغرافي وفي صناعة الذهب والتجارة.
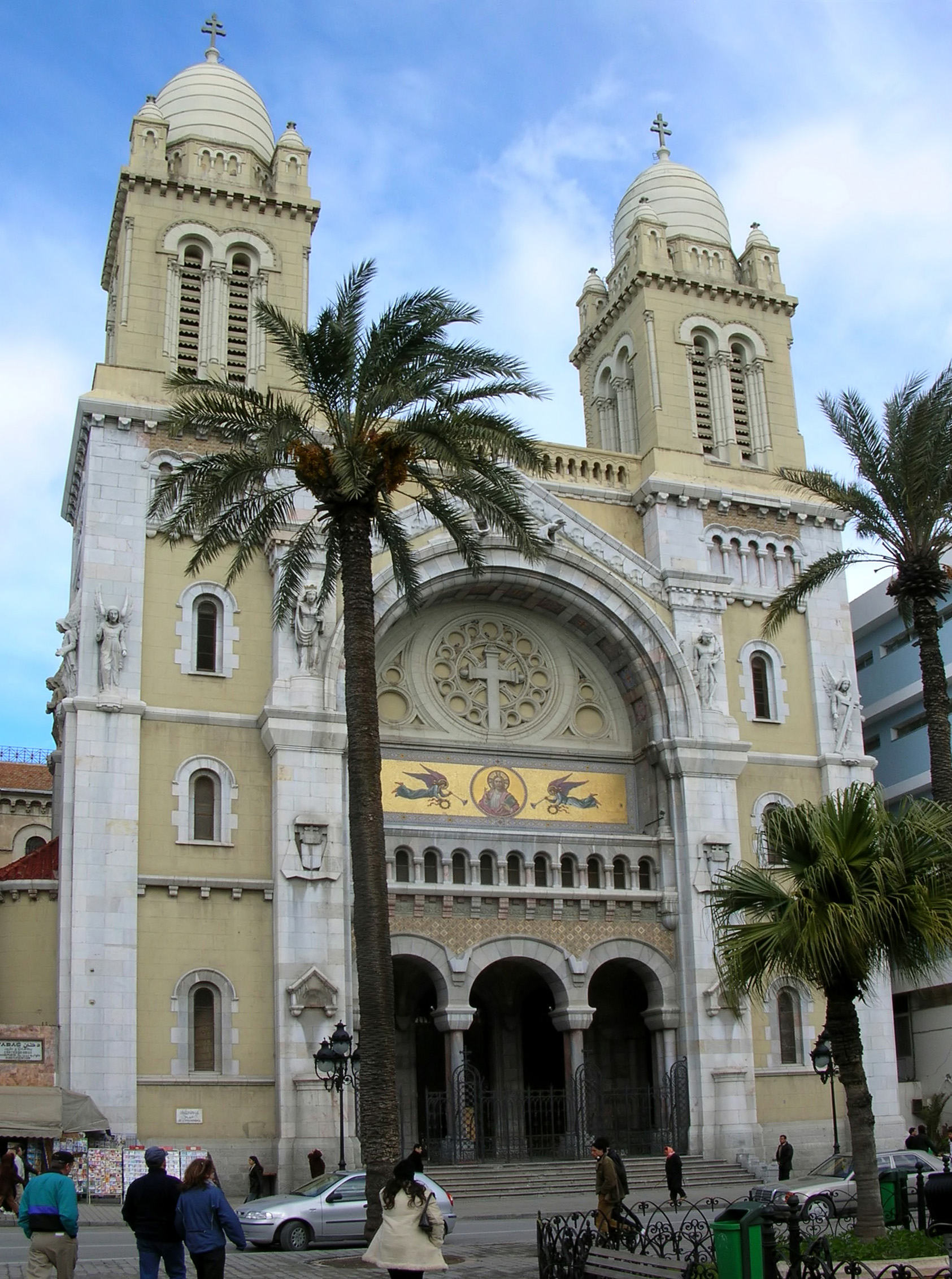
كاتدرائية القديس منصور في تونس العاصمة،  تونس؛ أنجبت شمال أفريقيا العديد من الشخصيات الفكريَّة الذين كان لهم تأثير كبير في العالم المسيحي.
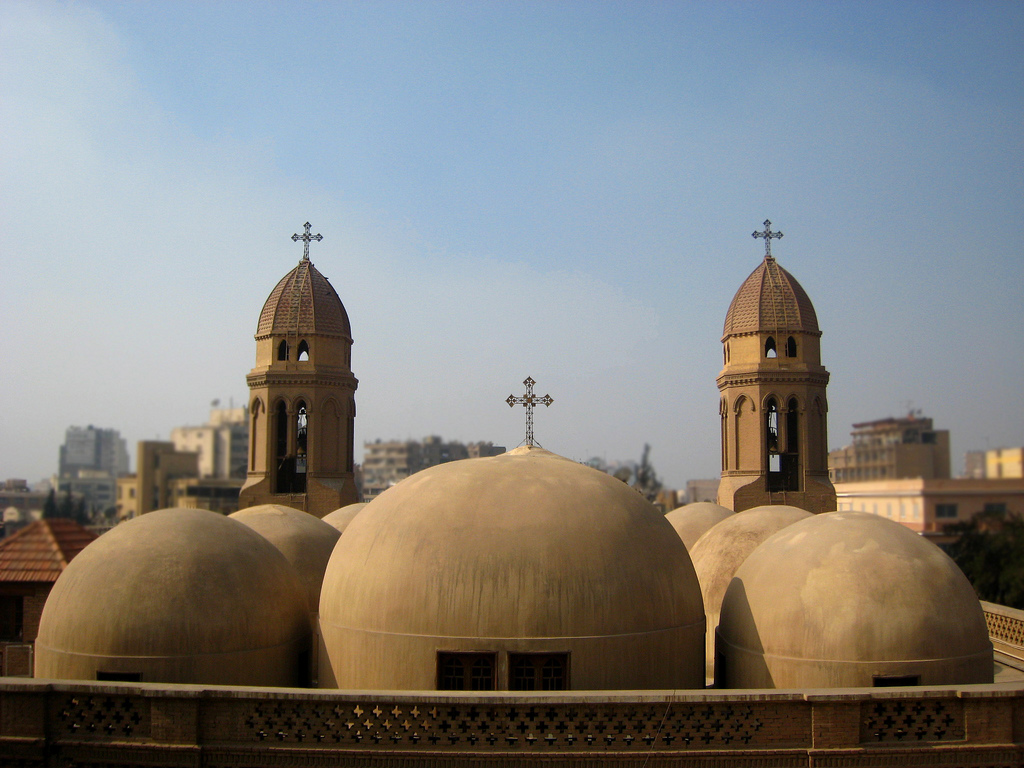
كنيسة مار مرقس في القاهرة القديمة، قدّمت الكنيسة القبطية الأرثوذكسية عددًا وافرًا من آباء الكنيسة ومعلميها الأوائل الذين لا تزال مؤلفاتهم يدرسها طلاب اللاهوت حول العالم.
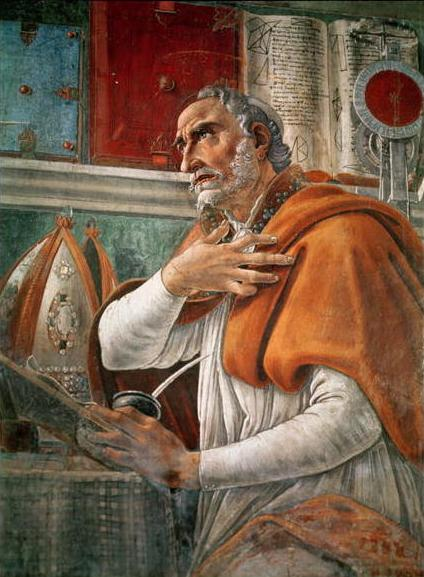
أوغسطينوس؛ كاتب وفيلسوف وهو شخصية مركزية في المسيحية وتاريخ الفكر الغربي على حد السواء.
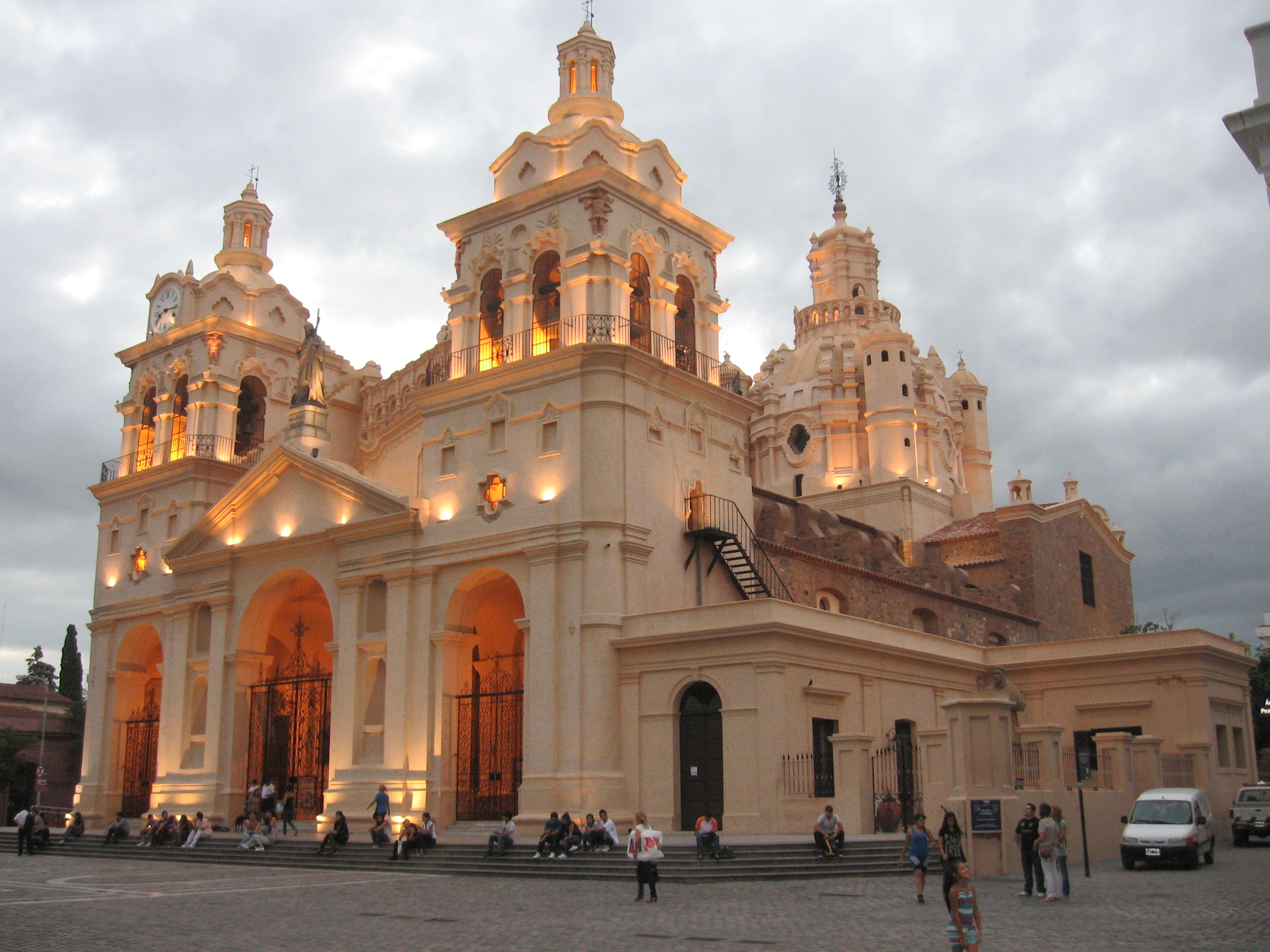
كاتدرائية كوردوبا في  الأرجنتين، رافق اليسوعيون المستكشفين خلال عصر الاستكشاف وأقاموا العديد من المستوطنات حيث عملوا على تحوّل أجزاءً كبيرة من الأقوام الأصلية إلى المسيحية.
تويتر أنشائه الإيرلندي الكاثوليكي جاك دورسي؛ ساهم الإيرلنديون الكاثوليك في تطوير صناعة التقنية العاليَّة والإلكترونيات والتكنولوجيا فضلًا عن فن الدعابة في أمريكا الشمالية.[46]
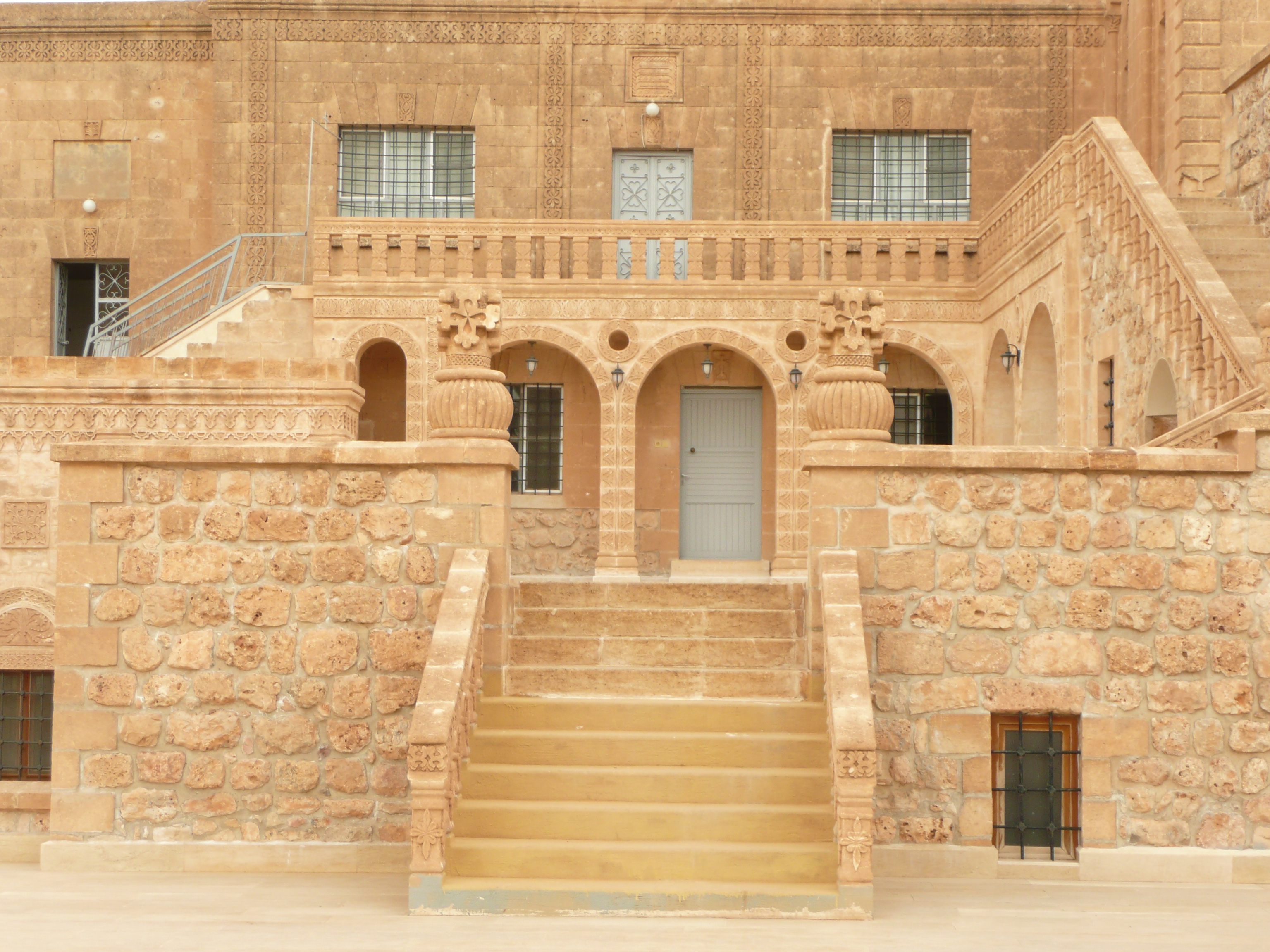
دير مار كبرئيل في طور عابدين في  تركيا مهد الكنيسة السريانية الأرثوذكسية، لعب السريان والنساطرة أدورًا هامة في الترجمة والطب وعلم الفلك خلال العصر الذهبي للإسلام.
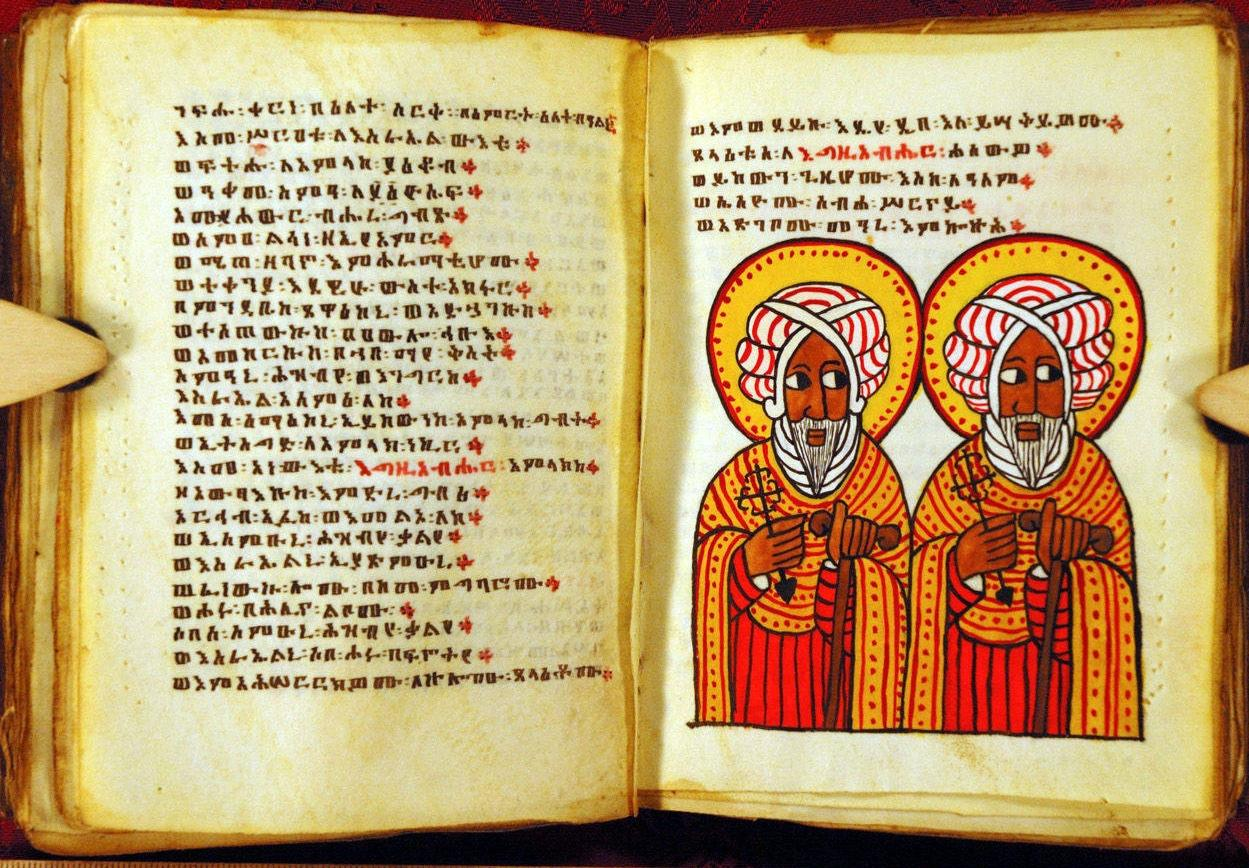
نسخة أثرية من الإنجيل في  إثيوبيا، طورَّت كنيسة التوحيد الأرثوذكسية الإثيوبية ثقافة وحضارة مسيحية أرثوذكسيَّة شرقيَّة عريقة وفريدة.
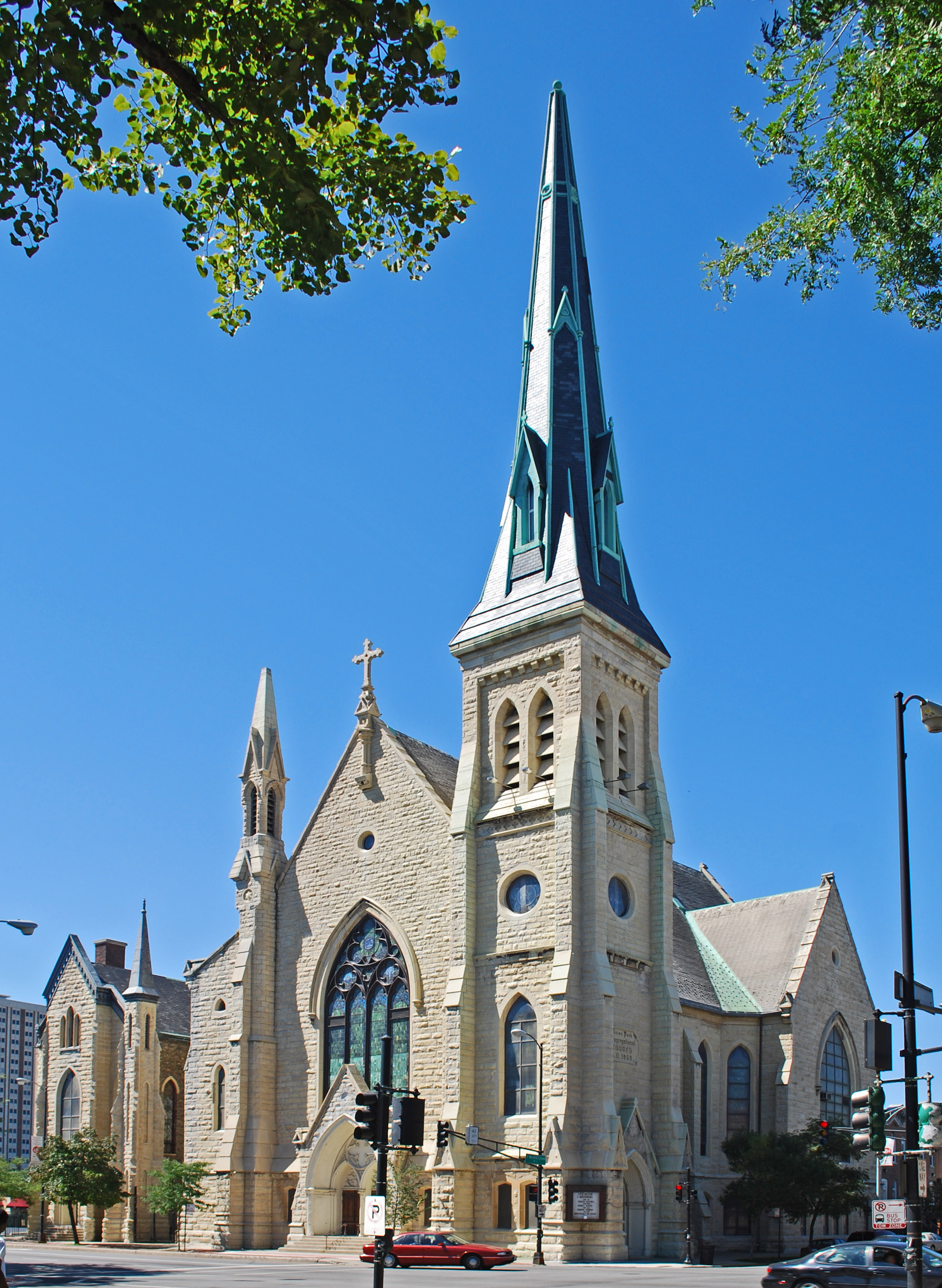
كنيسة أبرشانية في شيكاغو؛ ساهم الأبرشانيون في إرساء الديمقراطية، نظرية العقد الاجتماعي، والفصل بين السلطات.
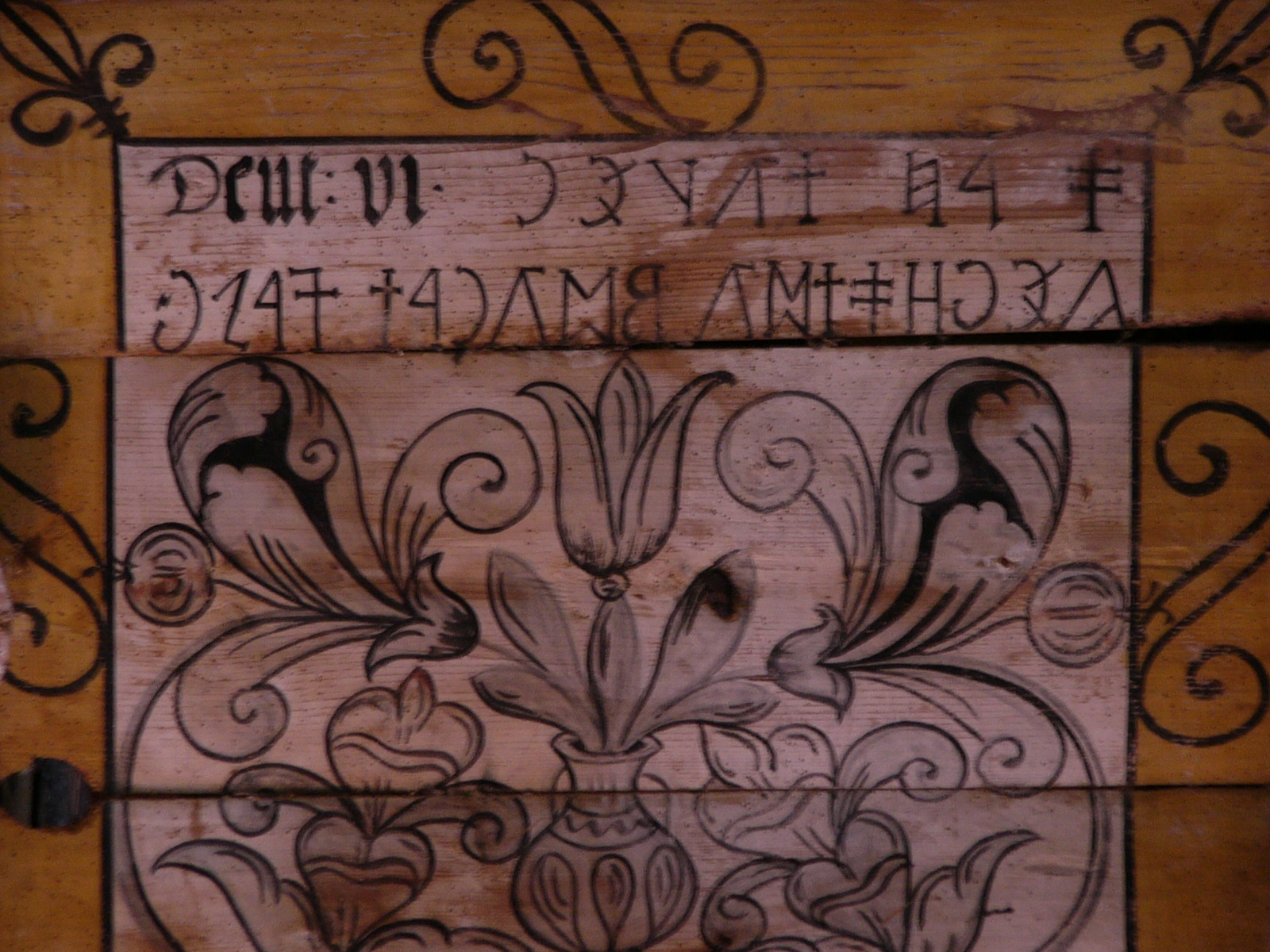
نقش الله واحد في كنيسة توحيديَّة، ساهم فلاسفة ومفكري أتباع المذهب التوحيدي في تشريع حقوق الإنسان الأساسيَّة وإعطائها إطارًا قانونيًا وسياسيًا.
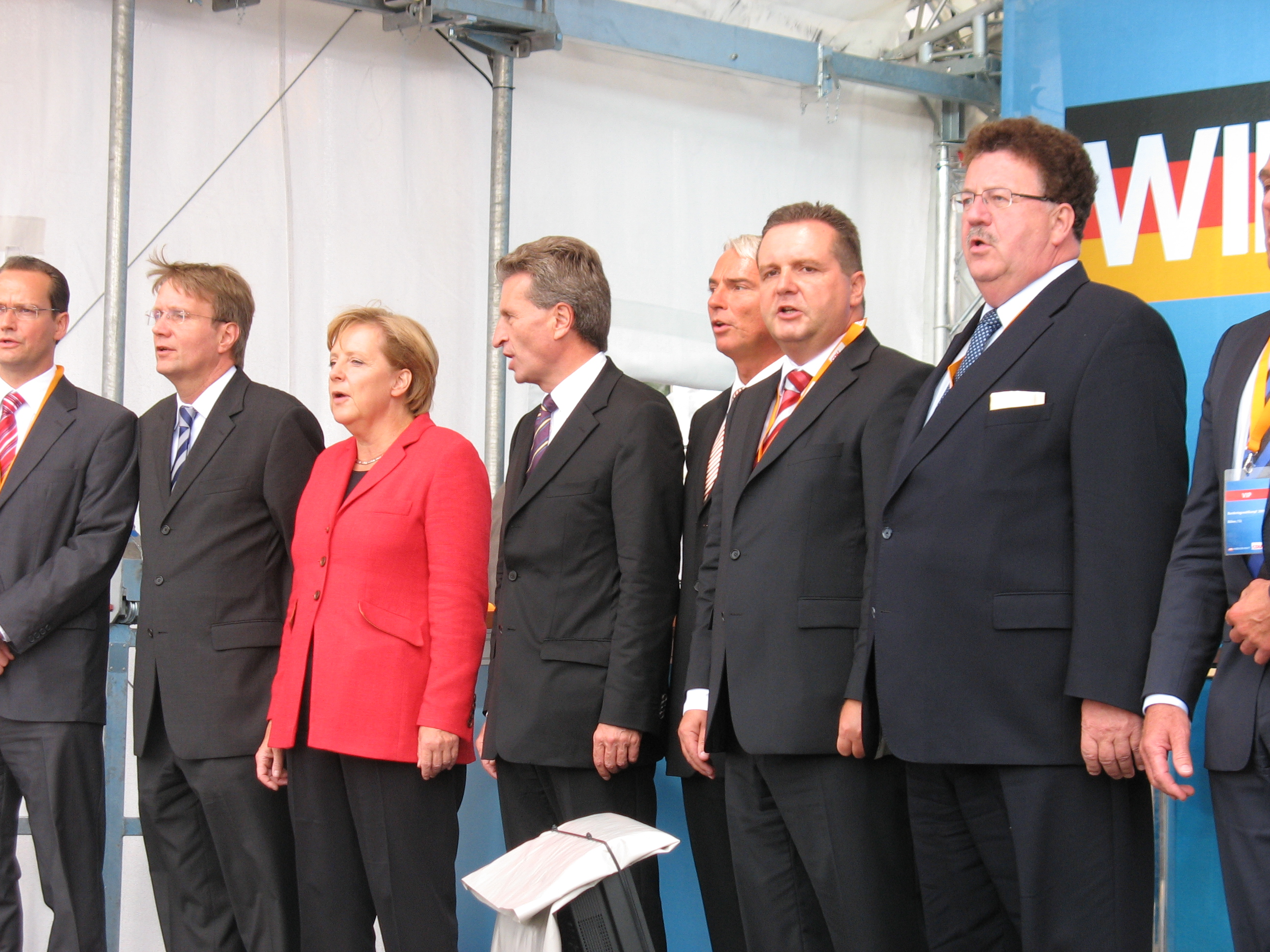
أعضاء الاتحاد الديمقراطي المسيحي تتوسطهم رئيسة الحزب أنغيلا ميركل، الديمقراطية المسيحية هي إيديولوجية سياسية تسعى لتطبيق المبادئ المسيحية في السياسة العامة.
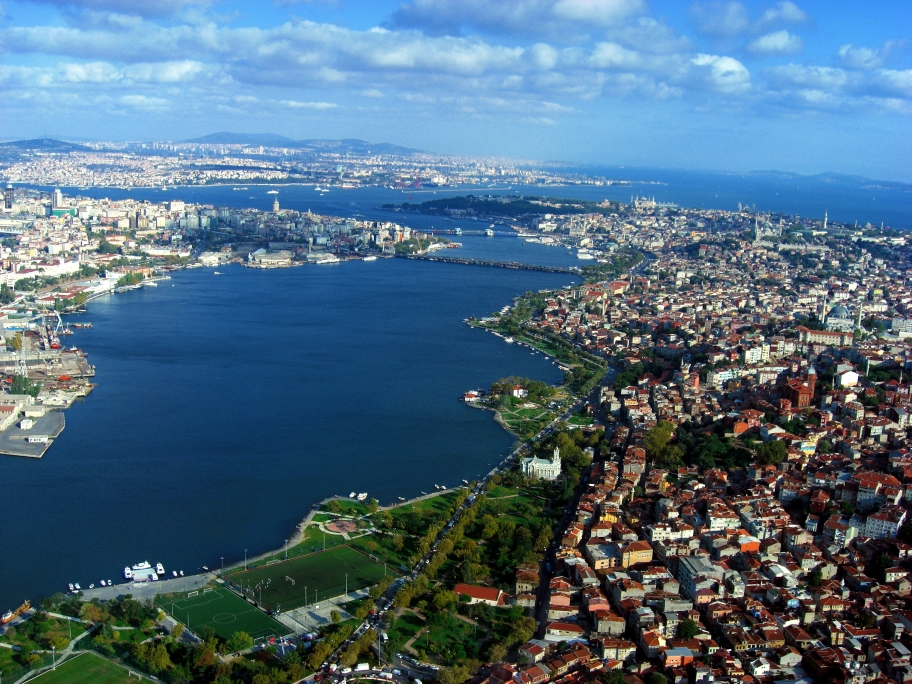
حي الفنار المسيحي في إسطنبول، تركيا؛ كان المسيحيون الأرمن واليونانيين عماد النخبة المثقفة والثرية في عهد  الدولة العثمانية، وساهموا في تطوير التعليم والعمارة والحياة الثقافيَّة والإقتصادية.
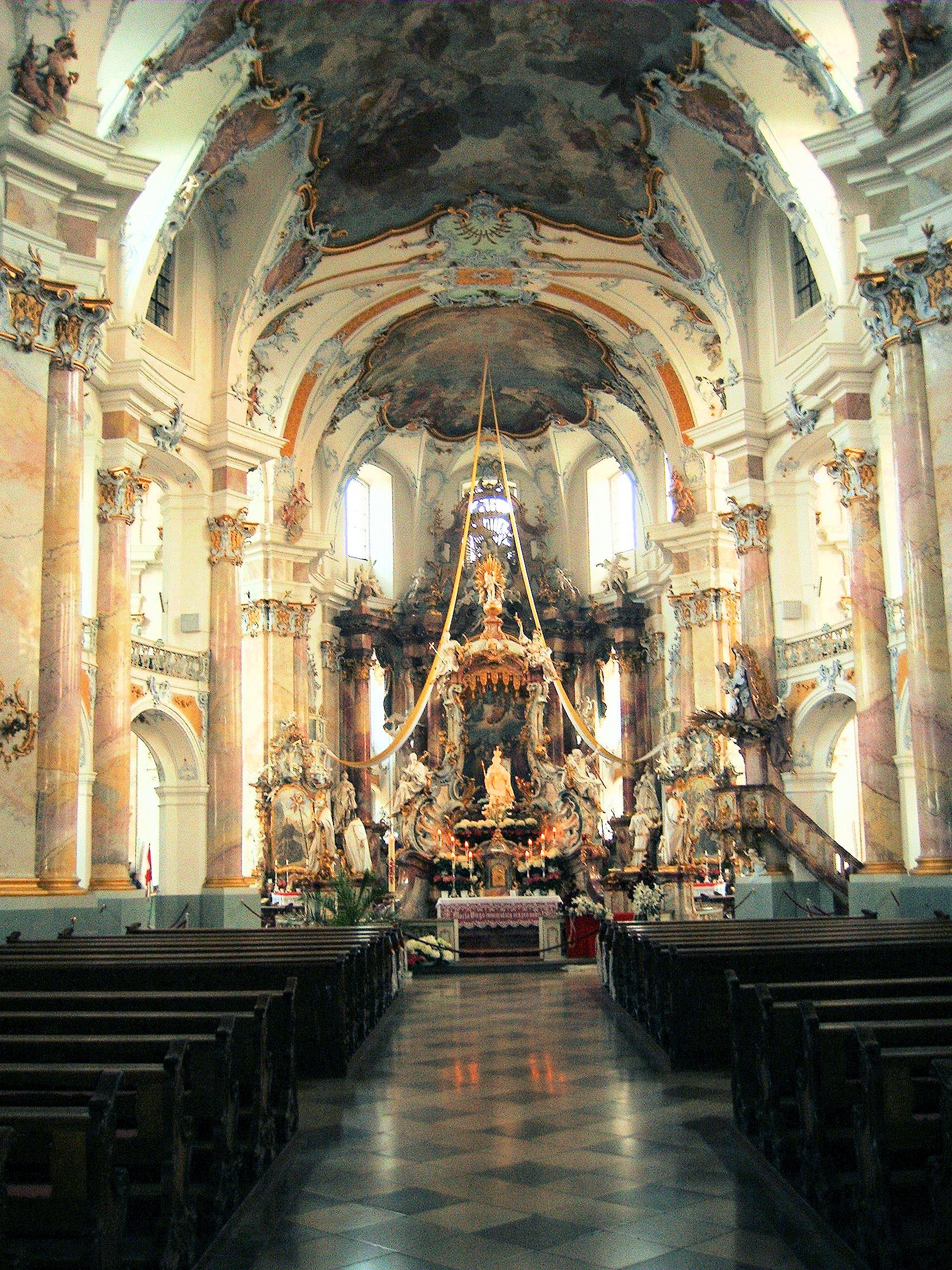
عمارة الروكوكو، أهم المؤيدين لهذا النوع الكنيسة الكاثوليكية والملوك الكاثوليك خصوصًا من قبل آل هابسبورغ في النمسا والمجر وآل بوربون في فرنسا ومملكة نابولي.
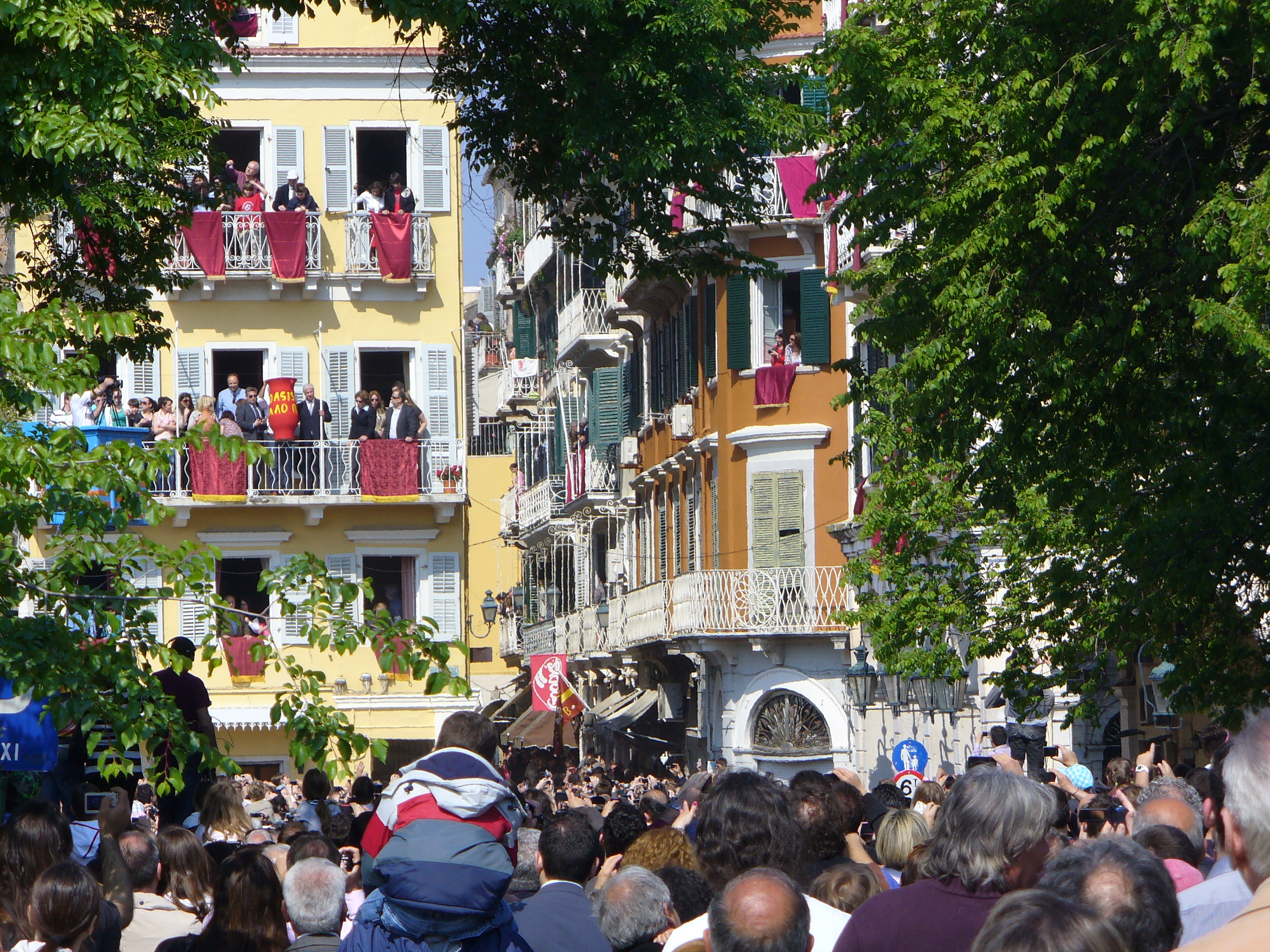
عائلات تتنزه في يوم الأحد في  قبرص، يُعتبر يوم الأحد عطلة أسبوعيَّة في جميع أنحاء العالم المسيحي.
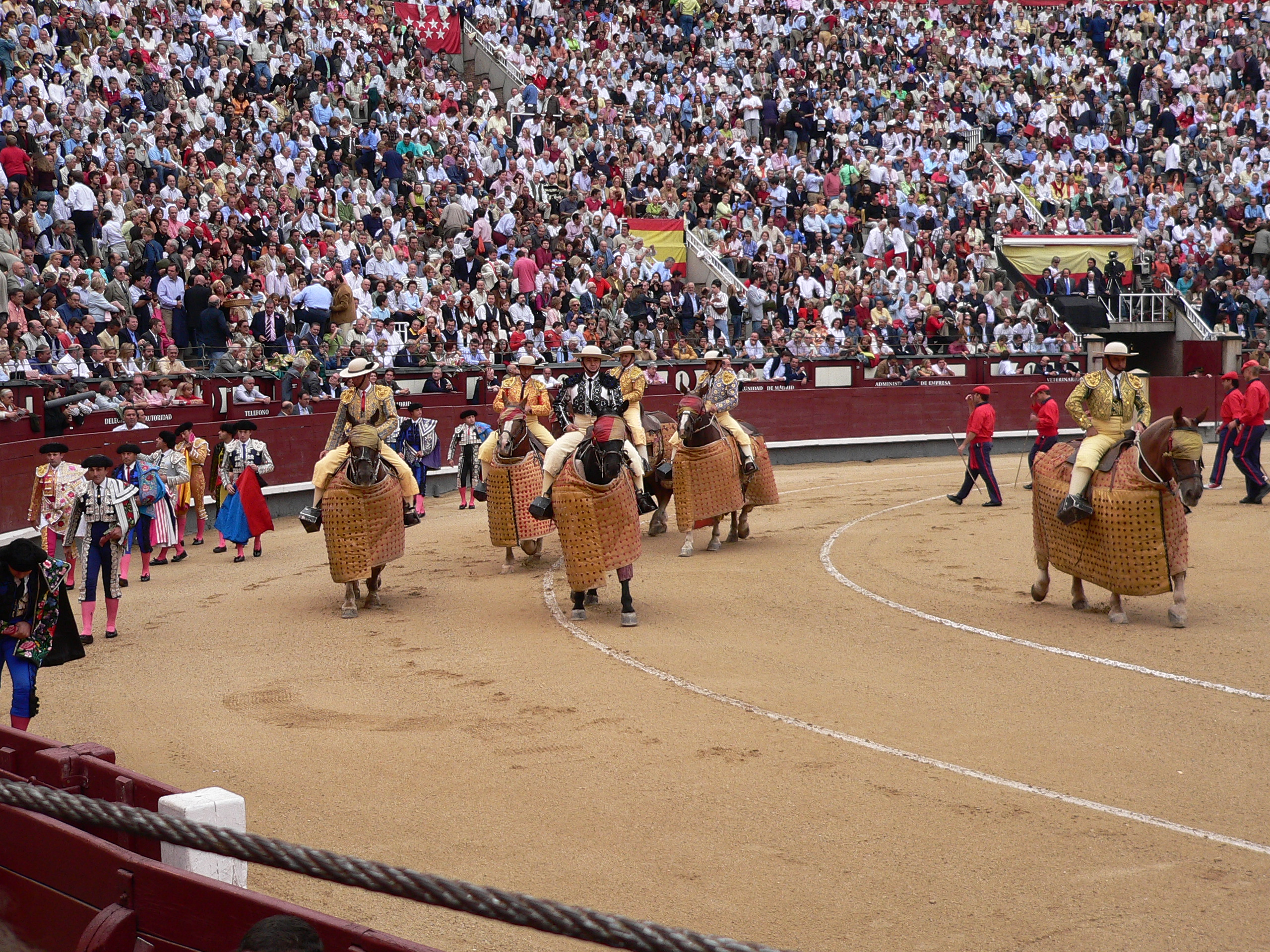
مصارعة الثيران في ثاني أيام الفصح؛ وإحدى الرياضيات التقليديَّة القادمة من التراث الهسباني.
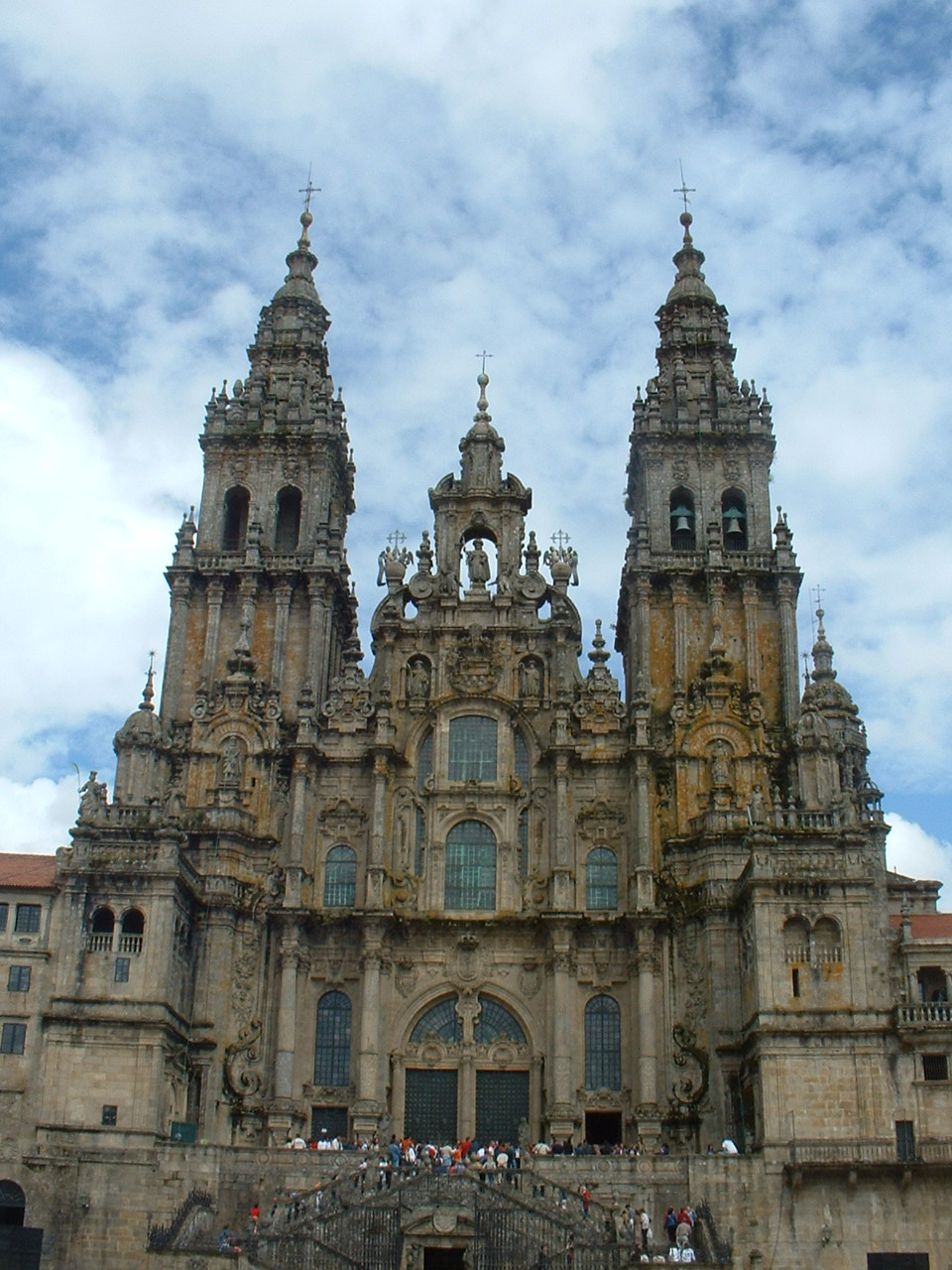
كاتدرائية سانتياغو دي كومبوستيلا في  منطقة غاليسيا، ألفّت حول المكان العديد من الملاحم والأشعار والحكايات.
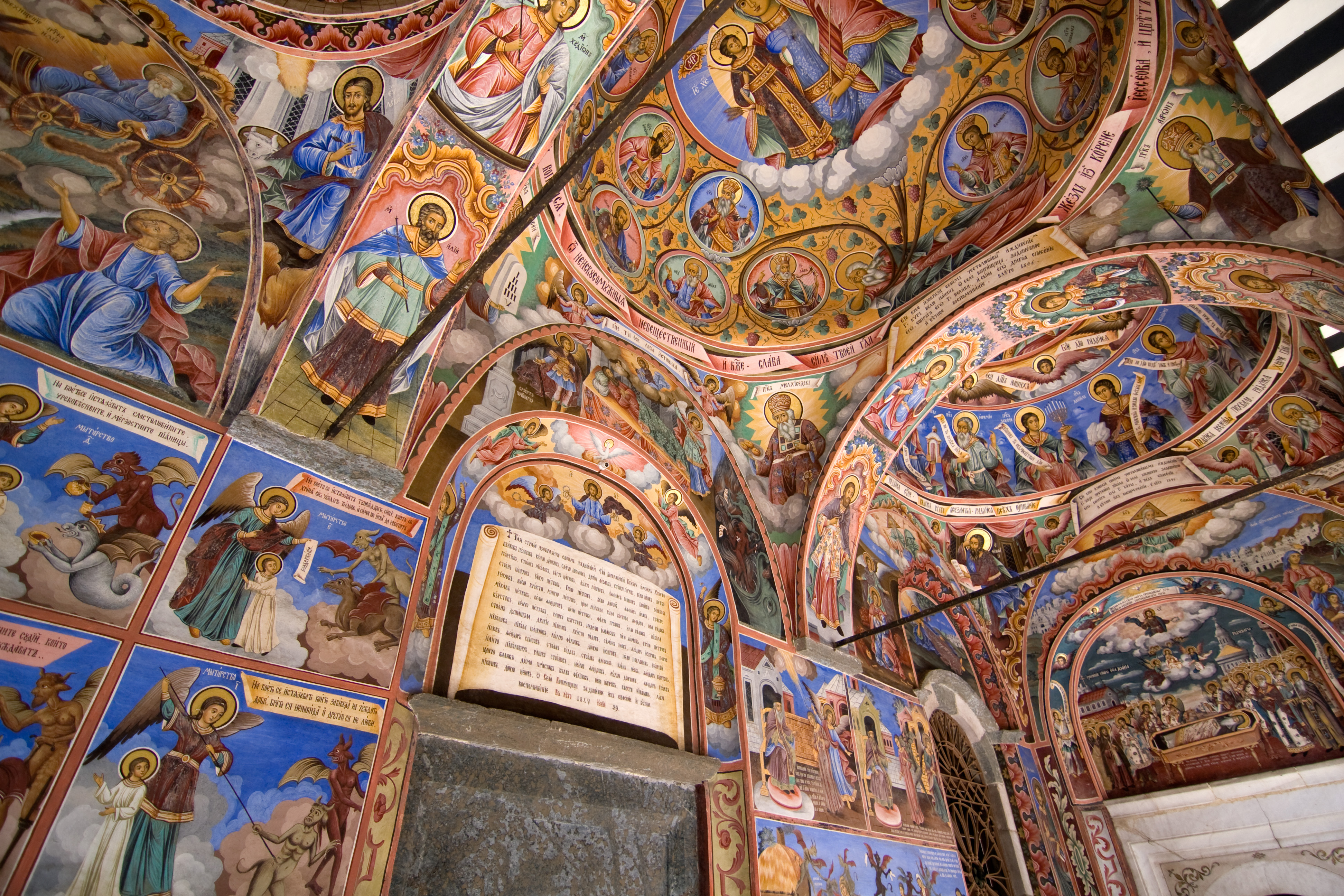
جداريَّة دير لايلا الأرثوذكسي في  بلغاريا، طورَّت الكنائس الشرقية موسيقى وفنون وتراث وروحانيَّة فريدة.
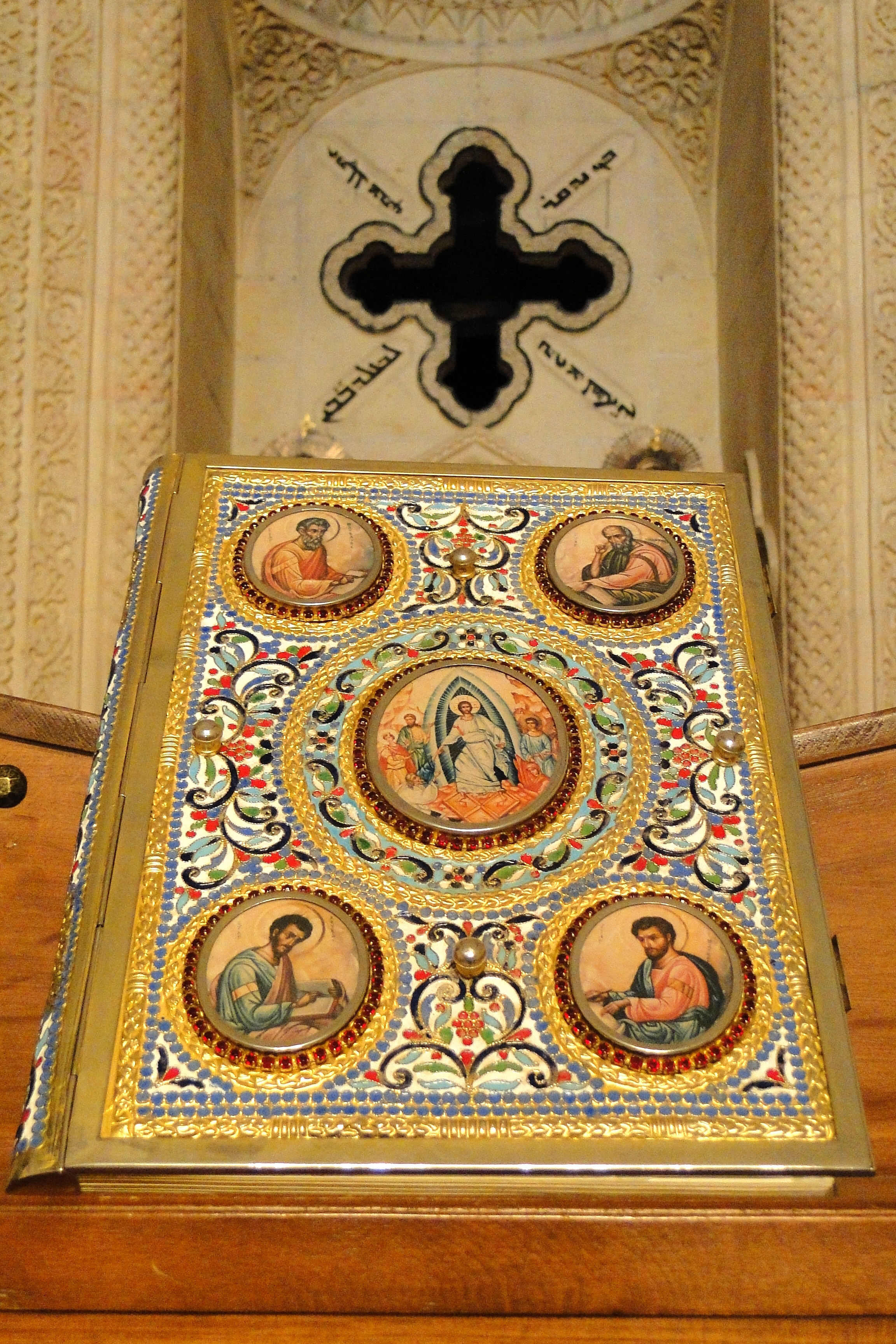
إنجيل تراثي محفوظ في كاتدرائية القيامة الأرثوذكسيَّة في بودغوريتسا،  الجبل الأسود.
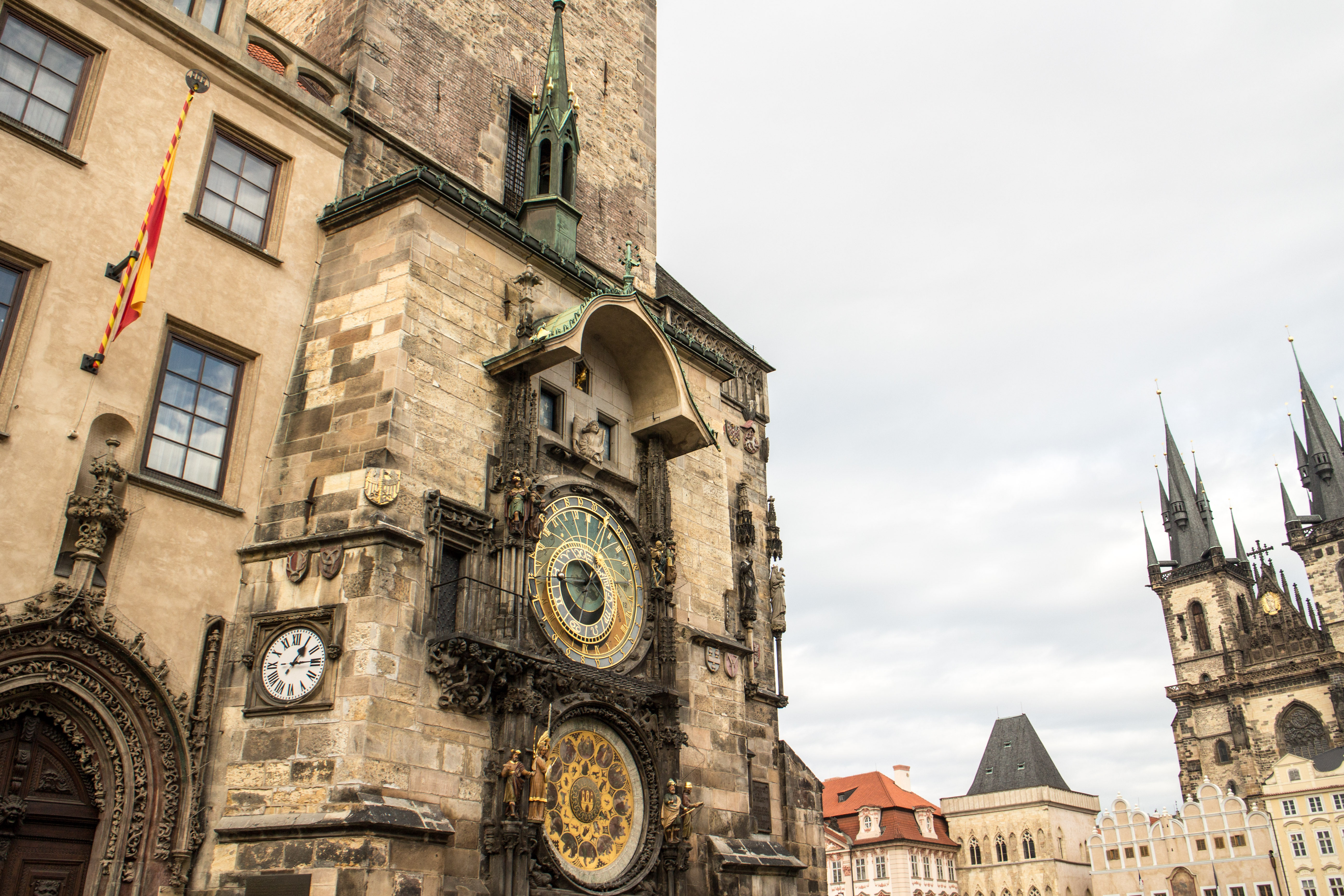
برج الساعة الفلكيَّة في قلعة براغ في  جمهورية التشيك، تحوي القلعة على العديد من الآثار والمعالم المسيحيَّة.
الجدول الدوري للعناصر الكيميائية بناء هذا الجدول يعزى بشكل عام إلى الكيميائي الروسي ديمتري مندليف الذي كان ابنًا لكاهن من الكنيسة الروسية الأرثوذكسية.
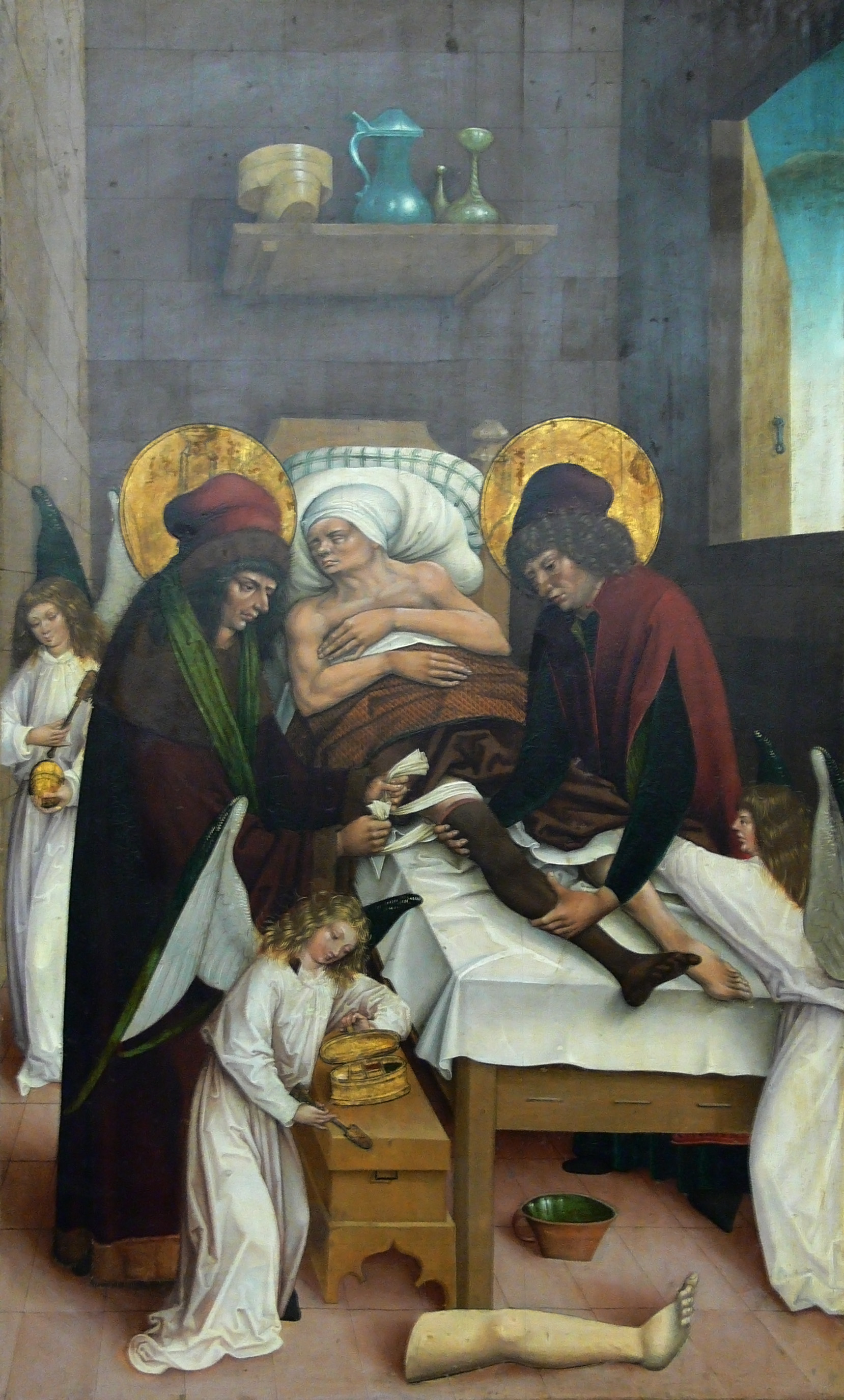
رسمة للقديسين كوزماس وداميان شفعيّ الأطباء يقومان بعملية زراعة الأعضاء؛ وتطورت تحت قيادة الكنيسة عِلم الطب والتشريح.
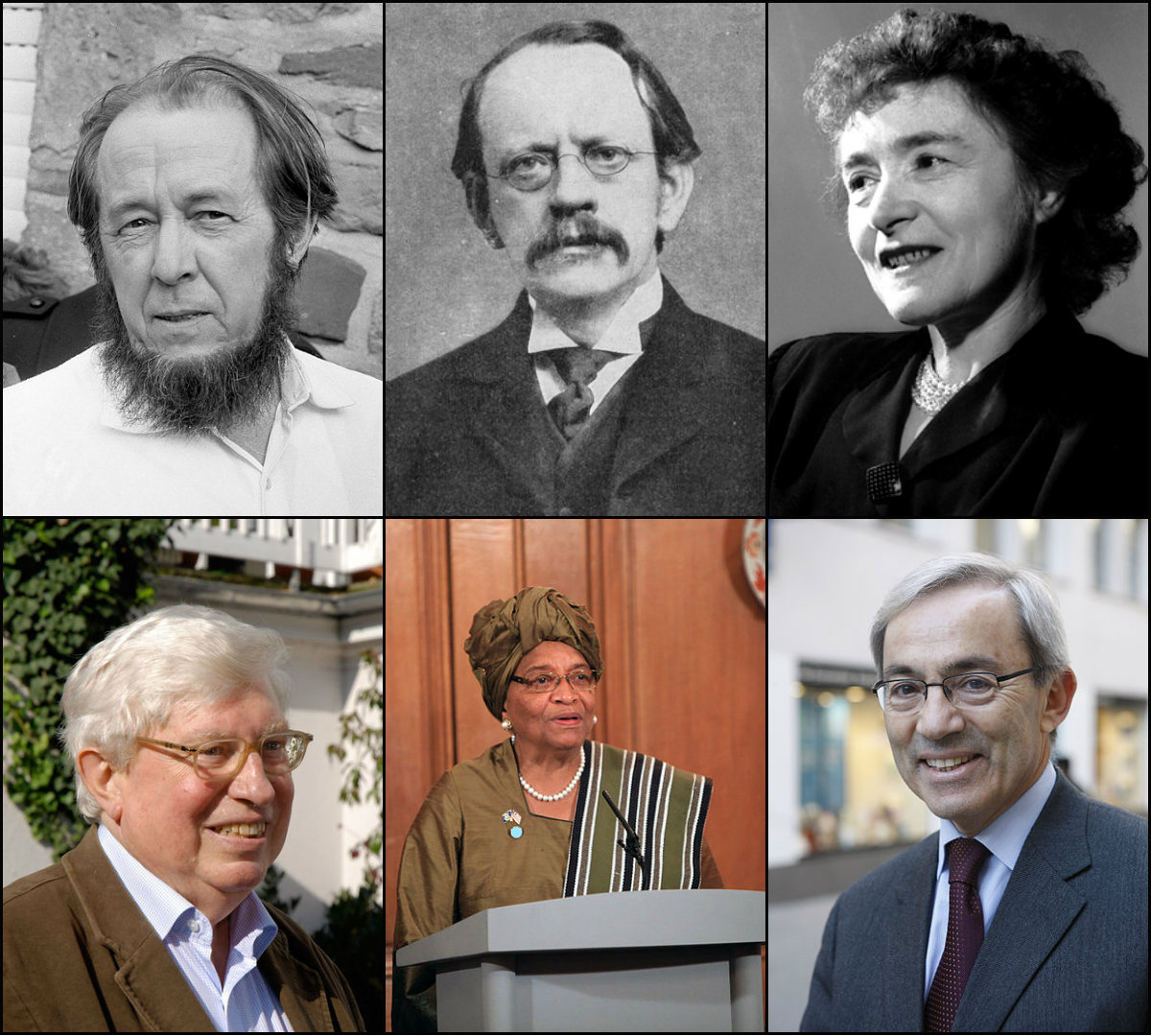
حوالي 65.4% من  جوائز نوبل بين الأعوام 1901-2000 كانت من نصيب المسيحيين،[48][49] كما أنّ 60% من العلماء الحائزين على جائزة نوبل في الفيزياء بين الأعوام 1901-1990 هم من خلفية مسيحية.
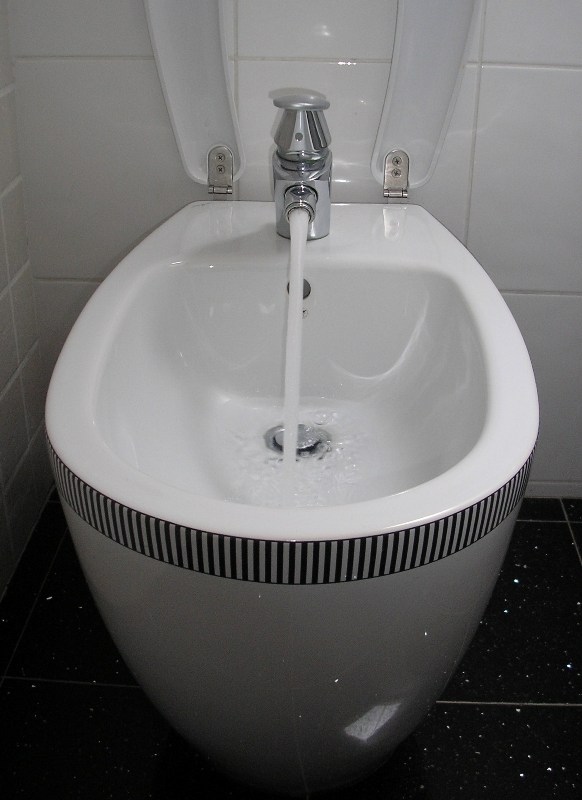
البيديه، وهي من الإختراعات القادمة من التراث الكاثوليكي، حثّت الكنيسة على نظافة البدن والفم وفي المظهر الخارجي وفي نظافة الثياب والإهتمام بالطيب.
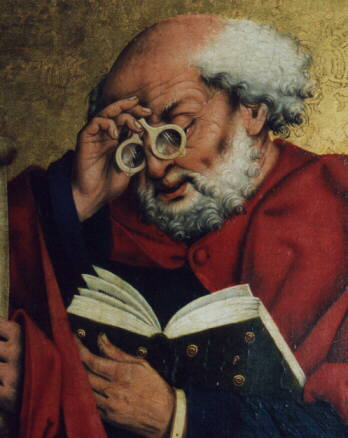
راهب يقرأ كتاب ويستخدم نظارات؛ لعب الرهبان دور هام من خلال الحفاظ على الآداب والفكر القديم.
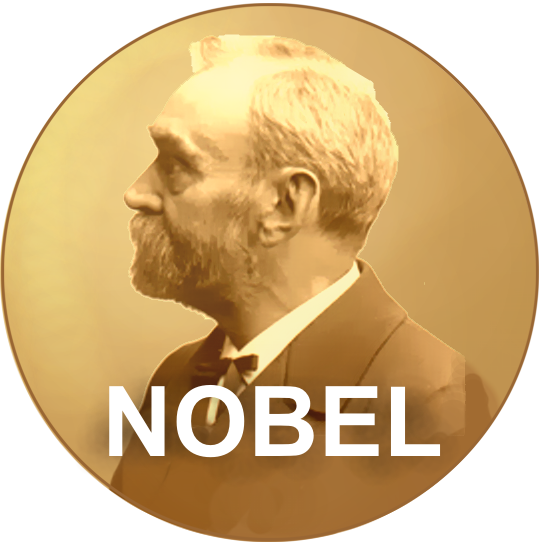
حصل البروتستانت بين الأعوام 1901-1972 على 60% جوائز نوبل في الطب، 84.2% من جوائز نوبل في الكيمياء و58.6% من جوائز نوبل في الفيزياء من نصيب جوائز الولايات المتحدة.
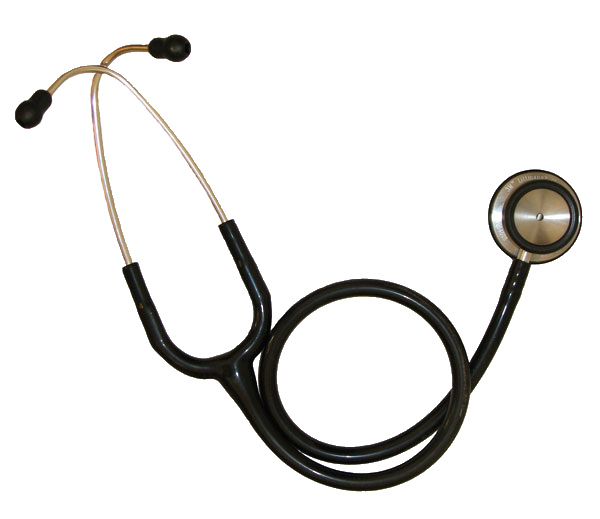
السماعات الطبيّة اخترعها رينيه لينيك وهي من الإختراعات القادمة من العالم المسيحي.
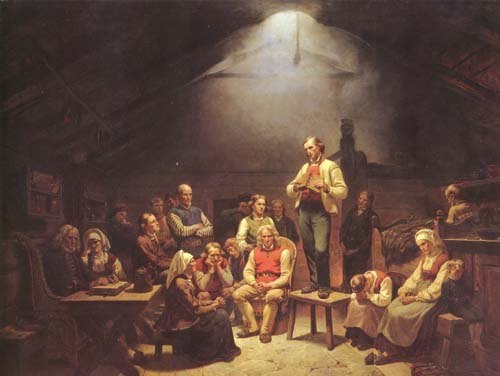
اجتماع لحركة التقوية؛ يرى عدد من علماء الإجتماع أن ظهور حركة التقوى كان لها أثر كبير في نشوء الثورة العلمية، فقد وجدوا علاقة ايجابية بين ظهور حركة التقوى والعلم التجريبي.
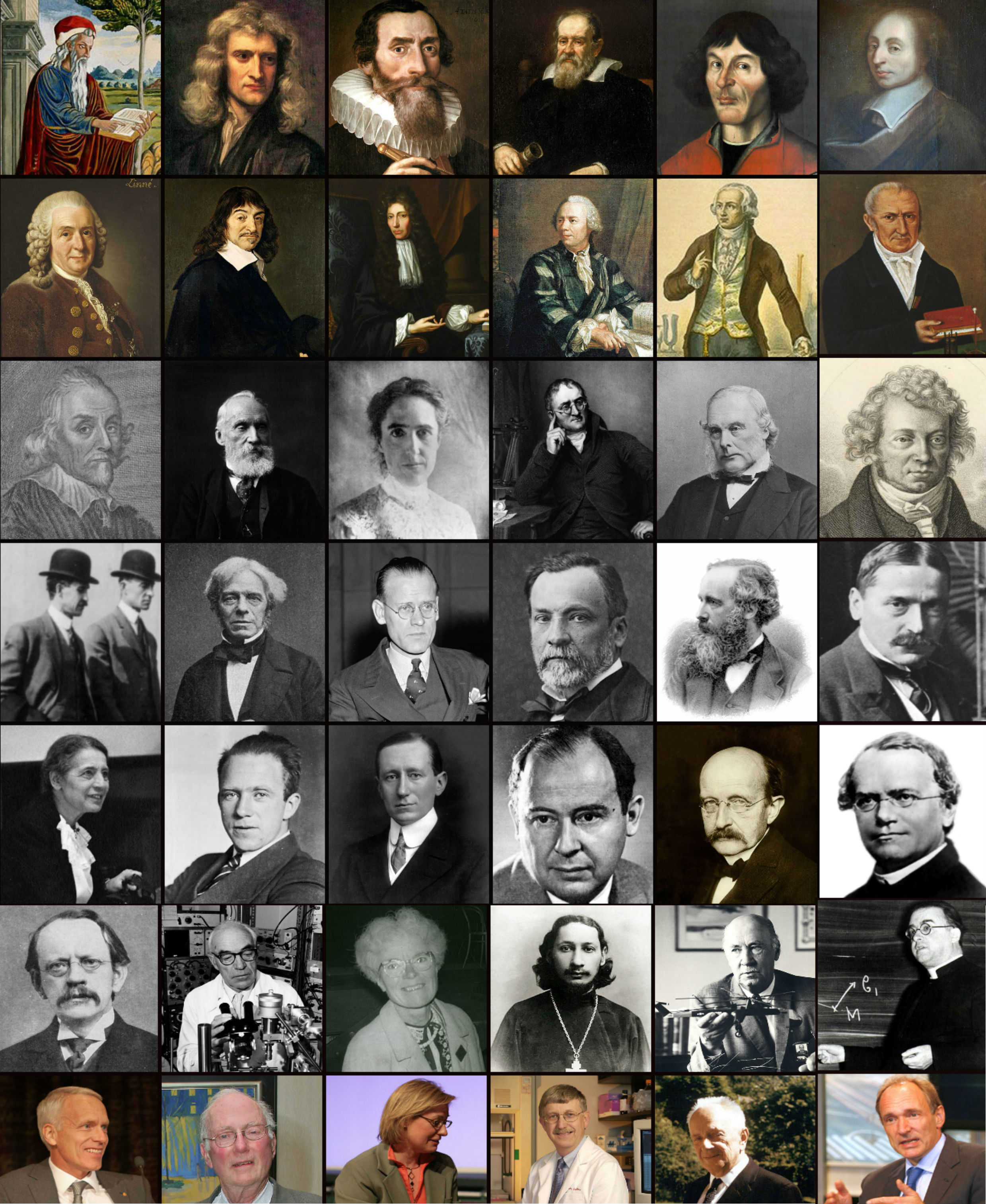
مشاهير العُلماء والمُخترعون المسيحيون، ذُكرت في قائمة المائة شخصية الأكثر تأثيرًا في العلوم، 75 شخصيّة مسيحيّة من مختلف المجالات العلميّة.
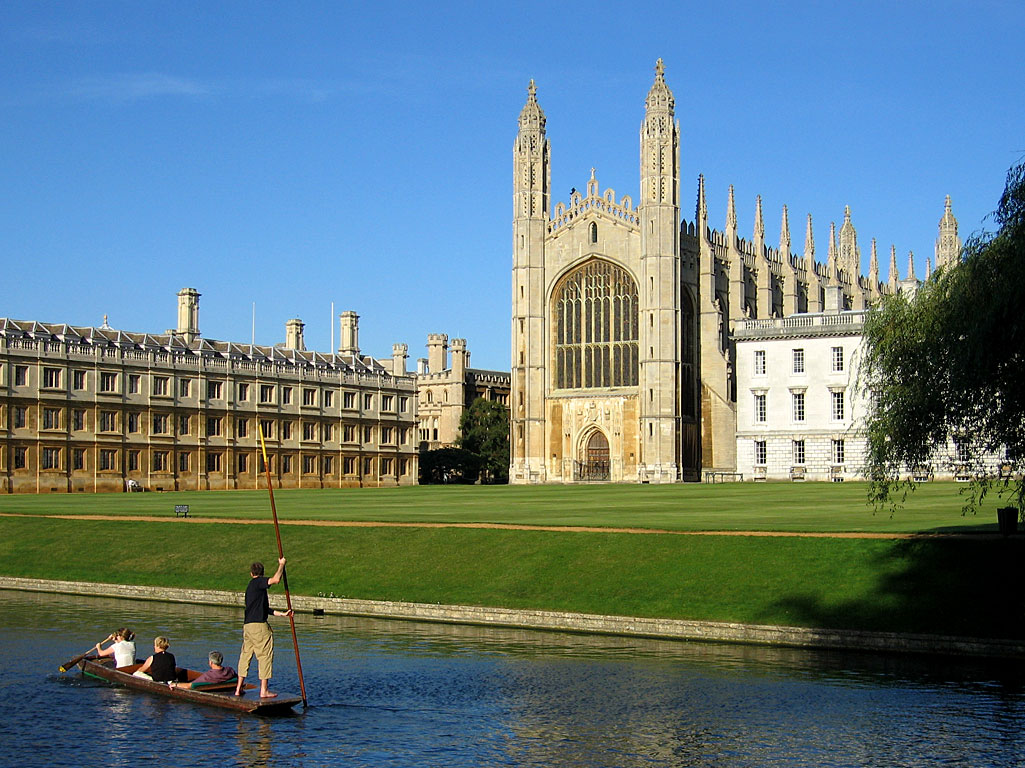
جامعة كامبريدج العديد من جامعات العالم الغربي المرموقة كرابطة اللبلاب بدأت كمدرسة كاتدرائية.
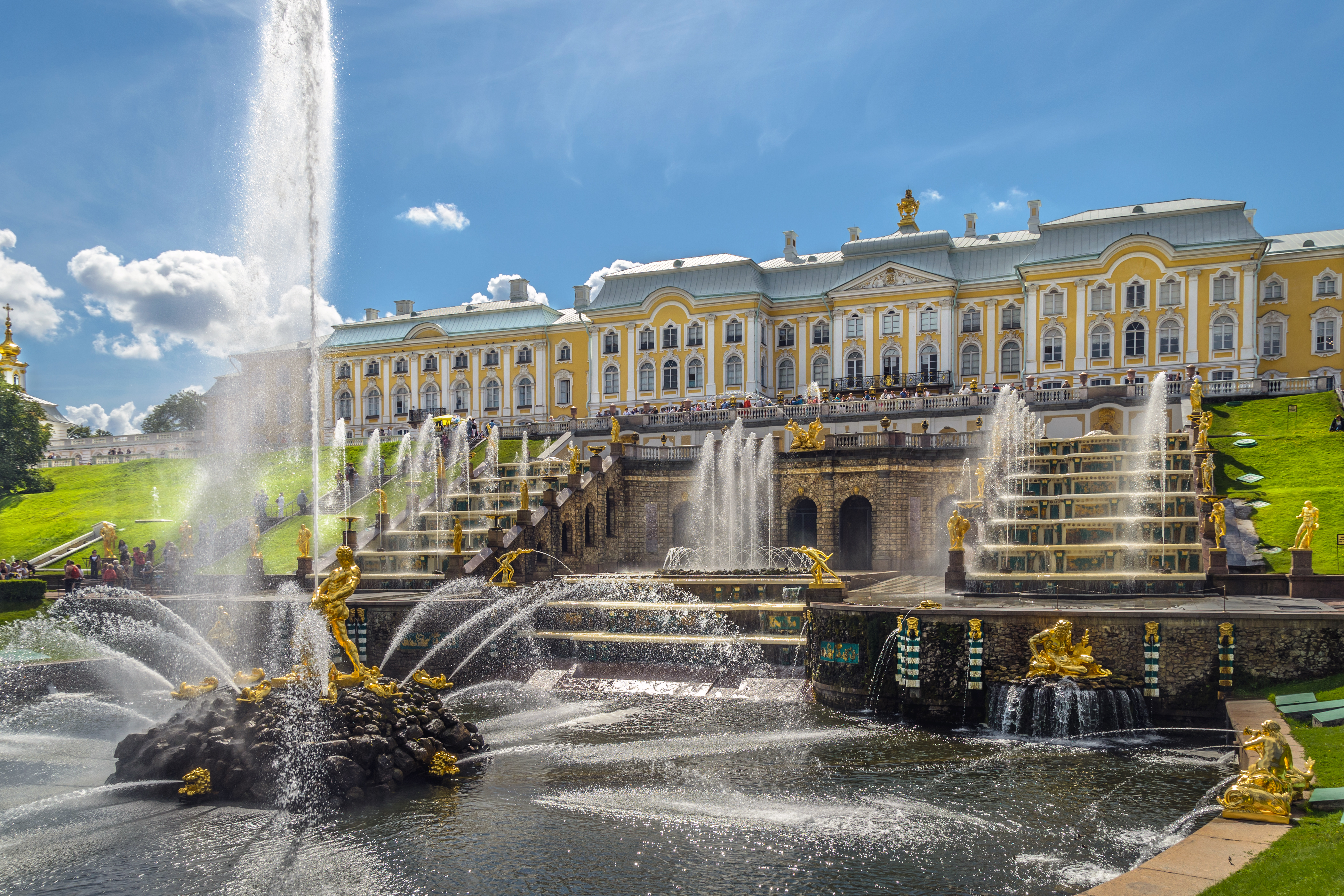
قصر بيترهوف في سانت بطرسبرغ،  روسيا، أعتبر آل رومانوف حماة المسيحية الأرثوذكسية في الإمبراطورية الروسية وحملوا لقب المدافع الأعلى للكنيسة.
فيلم آلام المسيح من إنتاج ميل غيبسون؛ ويعتبر الفيلم من أكثر الأفلام نجاحًا في تاريخ إيرادات صندوق التذاكر في الولايات المتحدة.
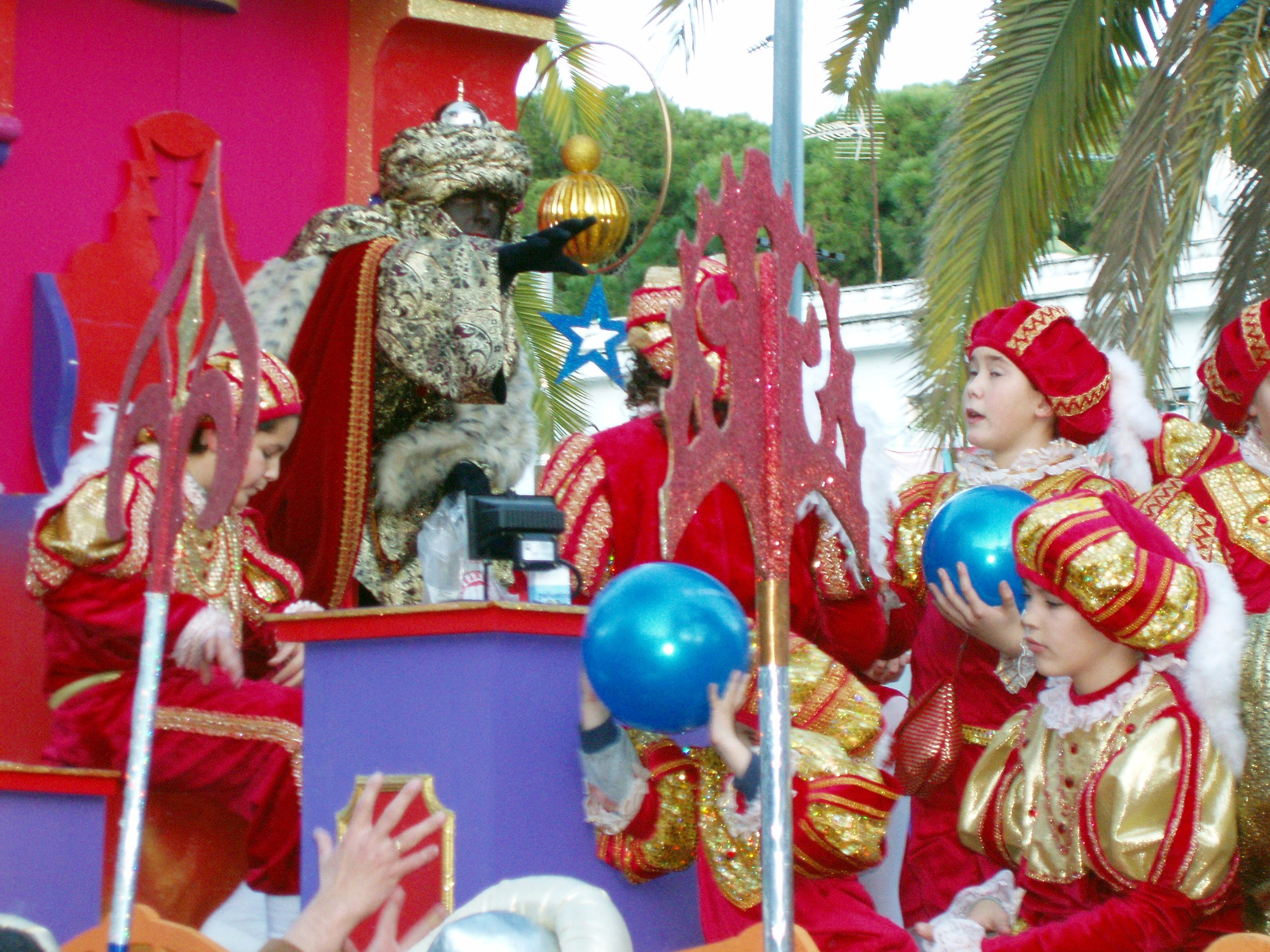
تقديم الهدايا من قبل المجوس الثلاثة في  بورتوريكو وهي تجسيد لحكايات قادمة من التراث الكاثوليكي اللاتيني.
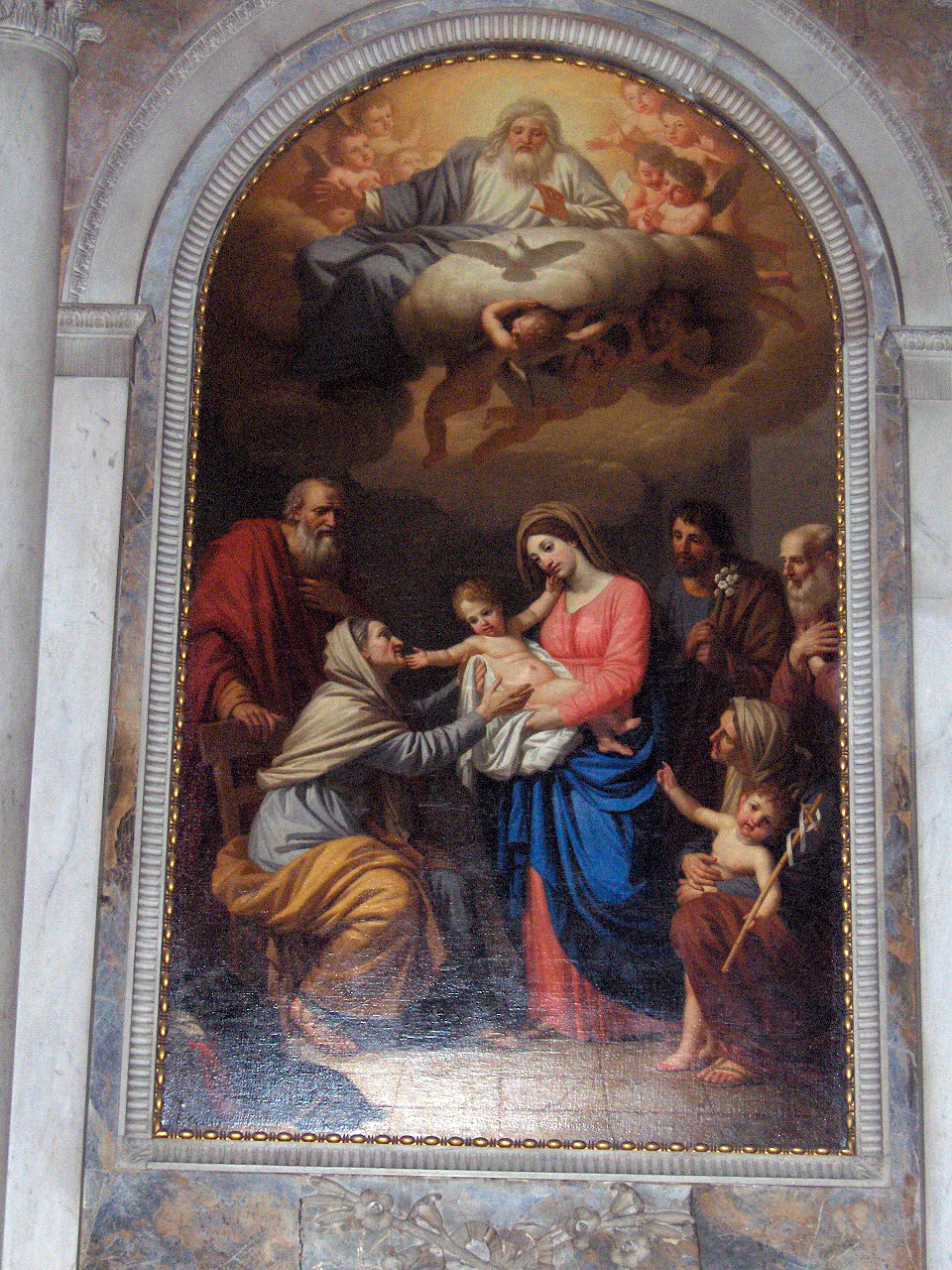
لوحة تظهر جدّي يسوع يواكيم والقديسة حنة؛ تحث المسيحيَّة على صلة الرحم والقرابة والعلاقات الأسرية وإحترام كبار العمر.
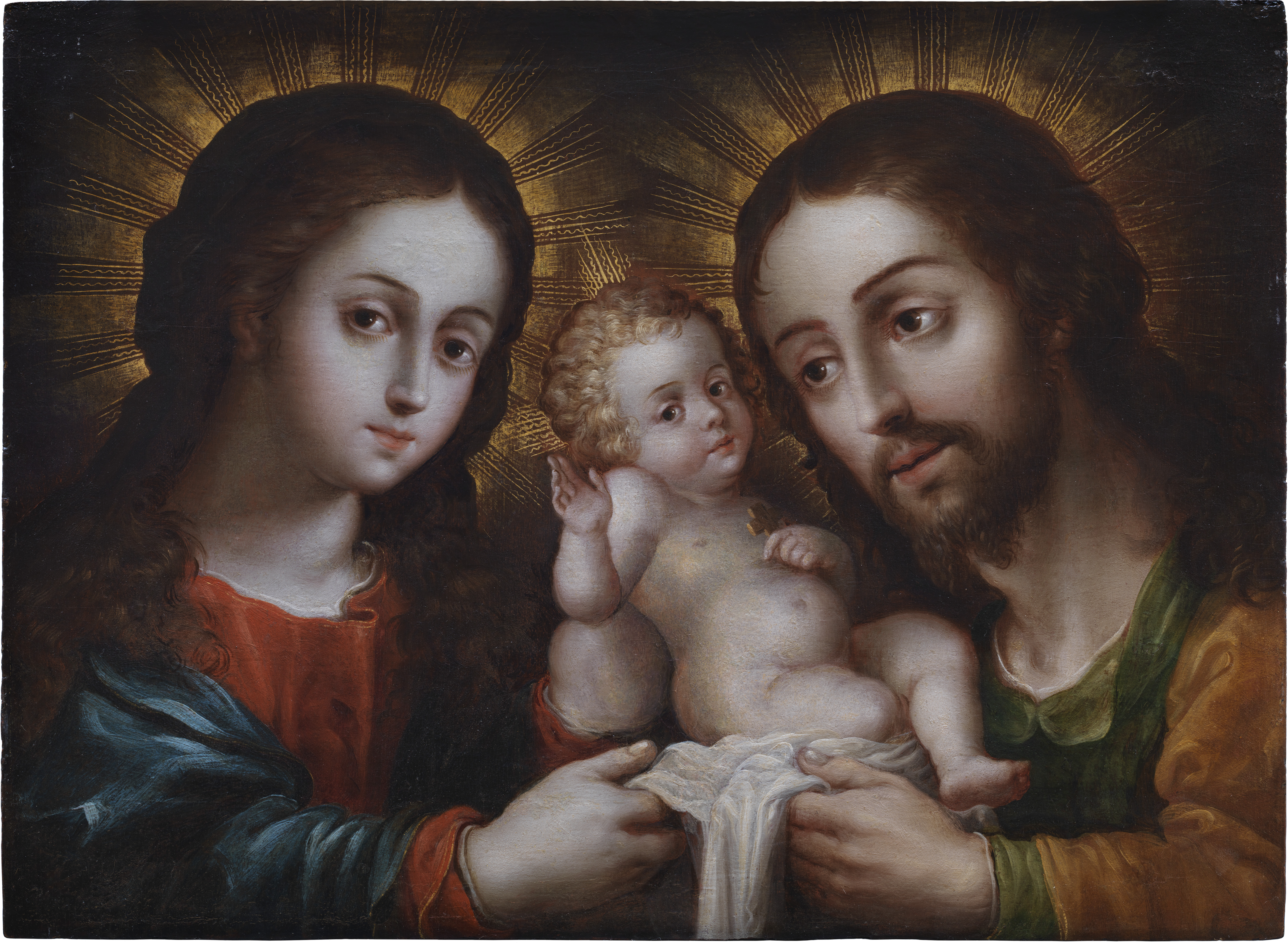
العائلة المقدسة: والتي تتألف من الطفل يسوع ومريم العذراء ويوسف النجار؛ وهي رمز وحدة الأسرة المسيحية.
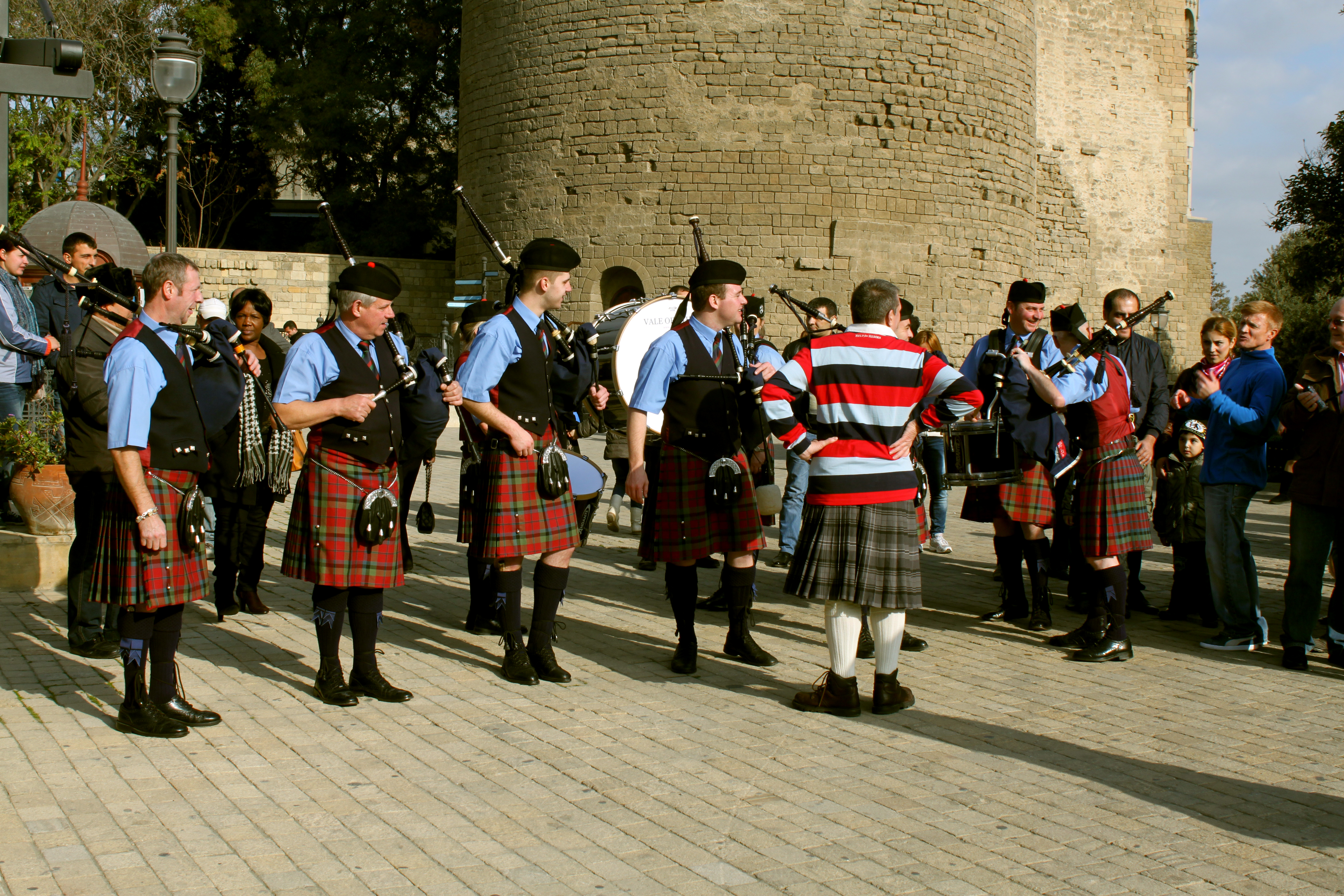
إحتفالات يوم القديس أندراوس في غلاسغو،  إسكتلندا.
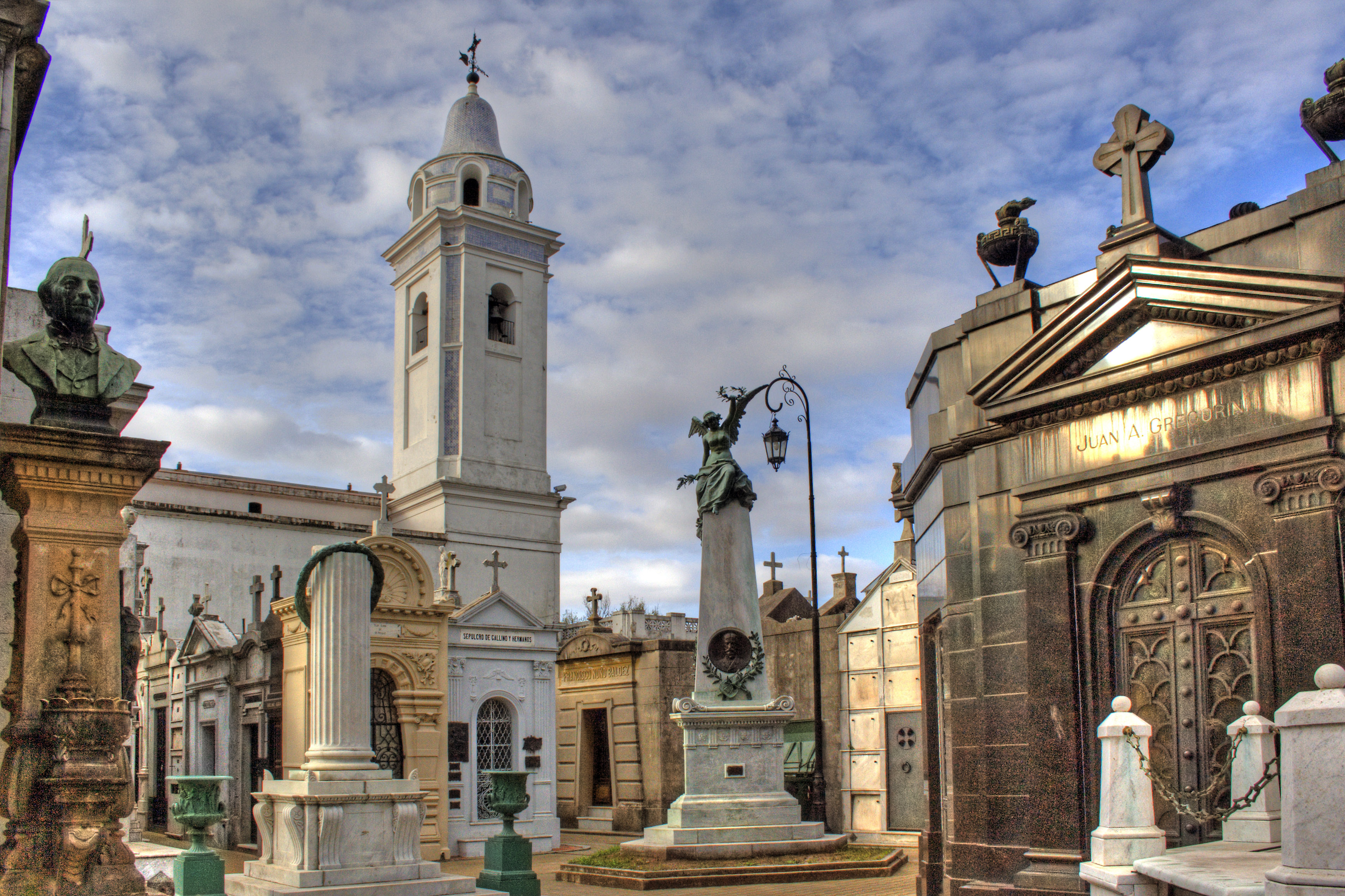
مقبرة كوالالمبور المسيحيةَّ في  ماليزيا؛ وتحوي هذه الدولة على واحدة من التجمعات المسيحية الكبرى في العالم الإسلامي.
صلاة الجناز في  مولدوفا، طبقًا للطقوس الأرثوذكسية الشرقية.
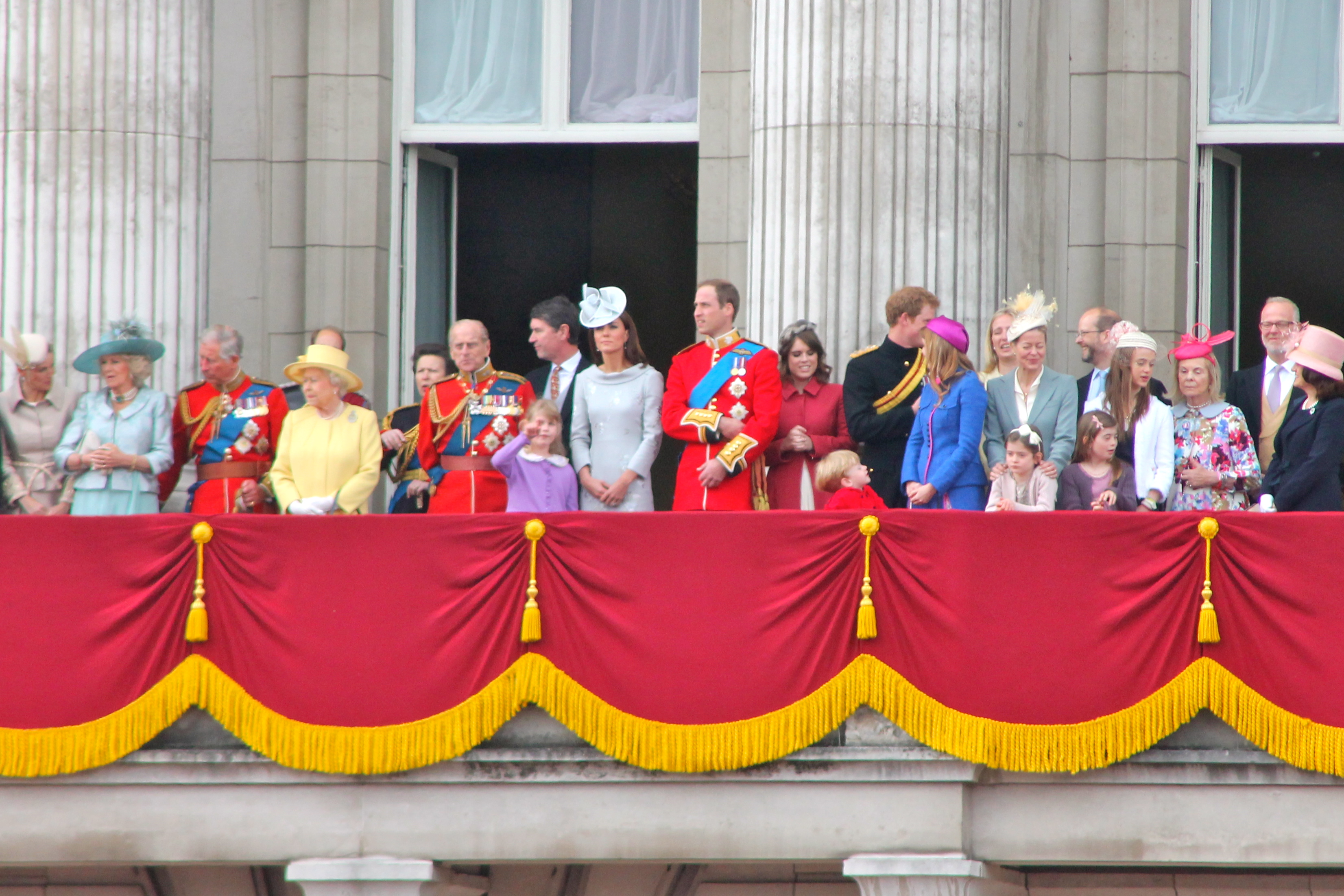
العائلة المالكة البريطانية؛ اتخذت الملكية في المملكة المتحدة لقب "حامي الإيمان" و"حامي العقيدة"، والرأس الأعلى للكنيسة الأنجليكانية.
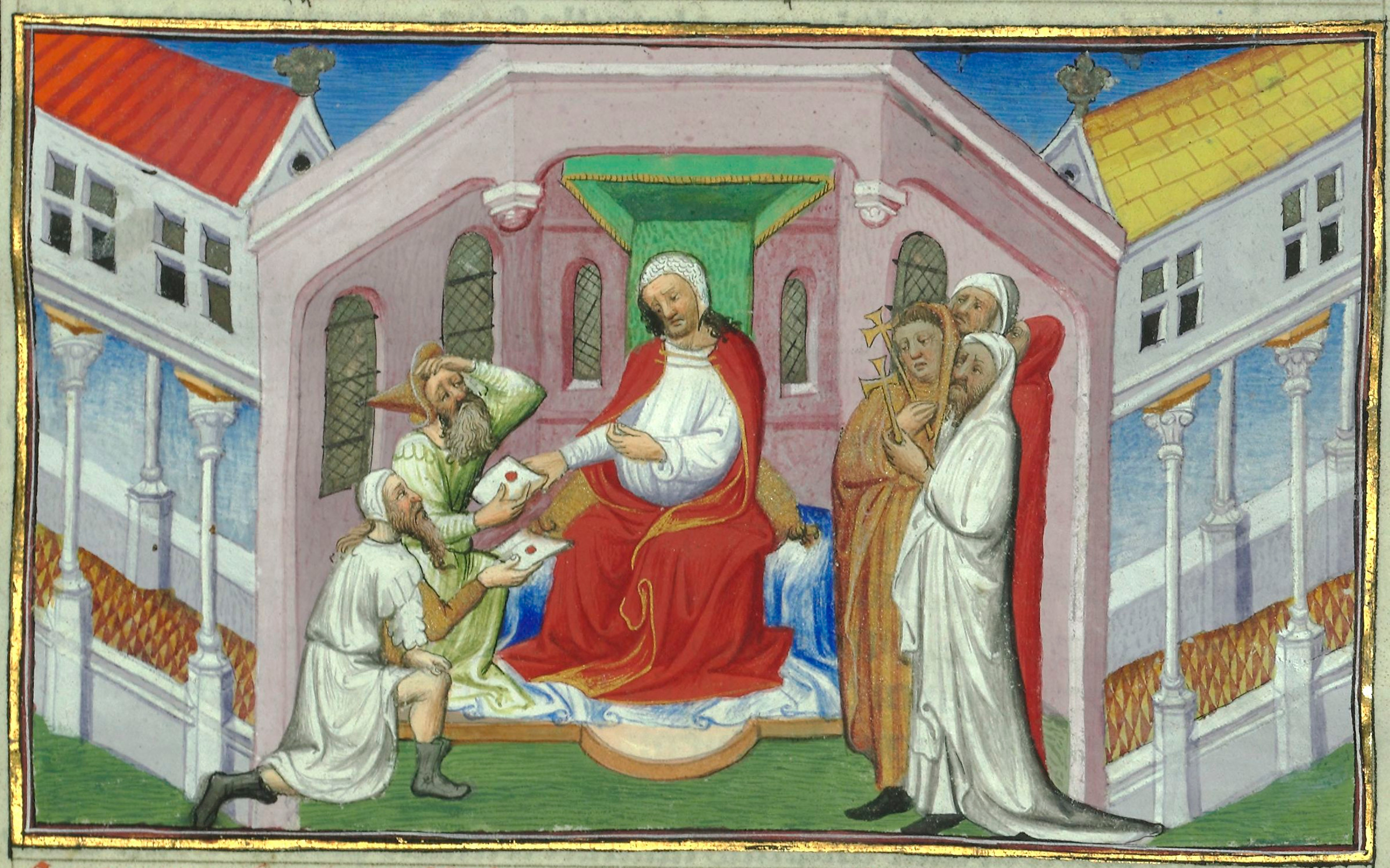
الكاهن يوحنا ملك مسيحي أسطوري يُقال أنه كان يحكم آسيا الوسطى أو إثيوبيا في القرون الوسطى. وقد حيكت حول أعماله وأوصافه العديد من الحكايات.
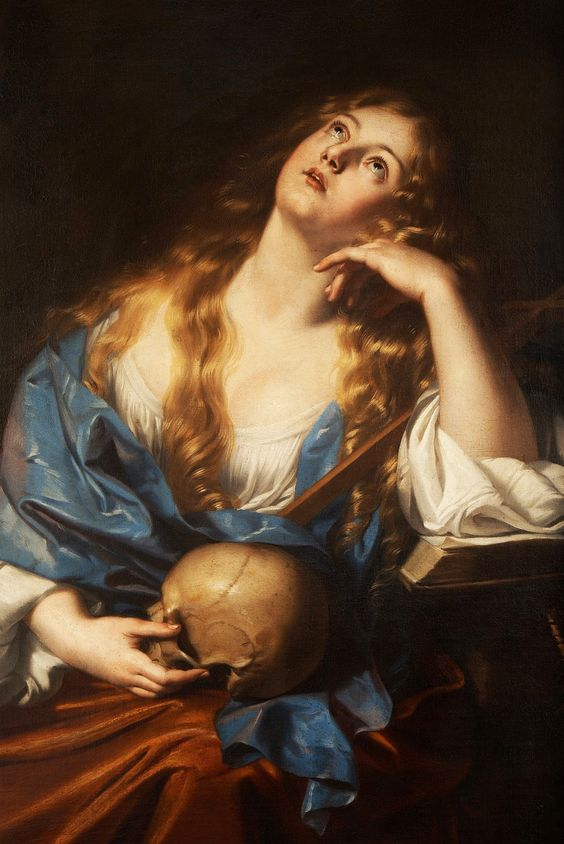
مريم المجدلية من أهم الشخصيات النسائيَّة المذكورة في العهد الجديد؛ بقيت رمزًا للتوبة وملهمة للوحات فنيَّة وأعمال أدبيَّة شتى.
المنزل الطائر؛ إحدى أشهر المسلسلات الكرتونيَّة المسيحيَّة الخاصة للأطفال.
فيلم أنشودة الميلاد؛ المأخوذ من رواية ترنيمة عيد الميلاد والتي كتبها شارلز ديكنز.
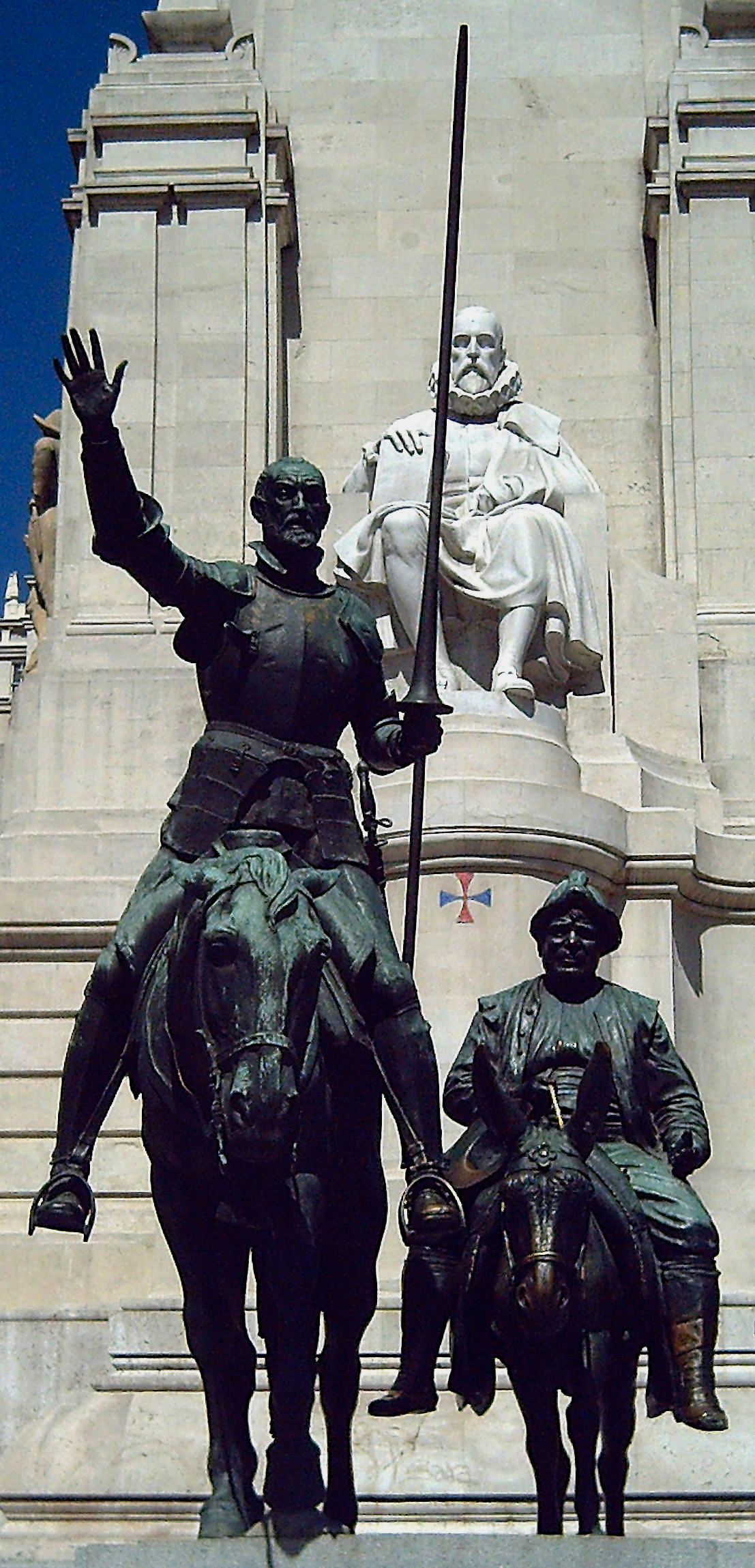
التماثيل البرونزية لكل من دون كيخوتي وسانشو بانثا؛ ومن الشخصيات البارزة في الأدب المسيحي.
الأم تريزا تتلقى ميدالية الحرية عام 1985 من رونالد ريغان.
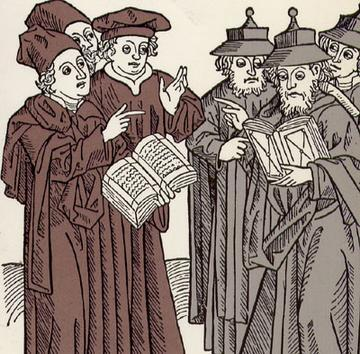
جدال بين علماء دين مسيحيون (يسار) ويهود (يمين). نشأت المسيحية وأخذت مفاهيمها الأولية من بيئة يهودية صرفة.
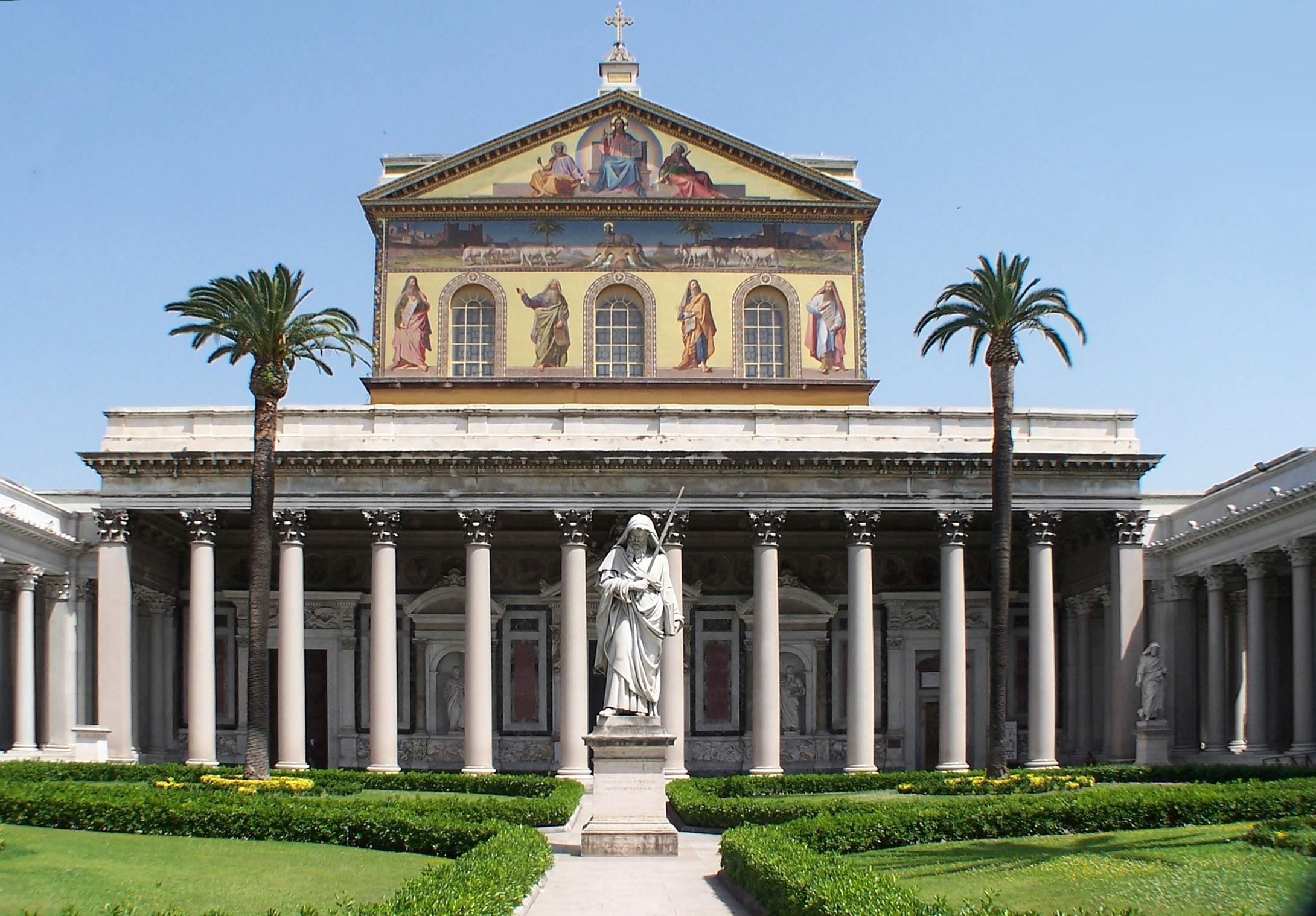
تعتبر كنيسة القديس بولس خارج الأسوار غنية بالأعمال الفنية ويلحق بها متحف خاص، وهي كسائر الكنائس البابوية مدرجة على لائحة مواقع التراث العالمي الذي تصدره اليونيسكو.
كتدرائية مار جرجس المارونية يجاورها مسجد محمد الأمين وسط بيروت، على مدار التاريخ كان هناك تبادل حضاري وإنساني بين العالم المسيحي والإسلامي.[54]
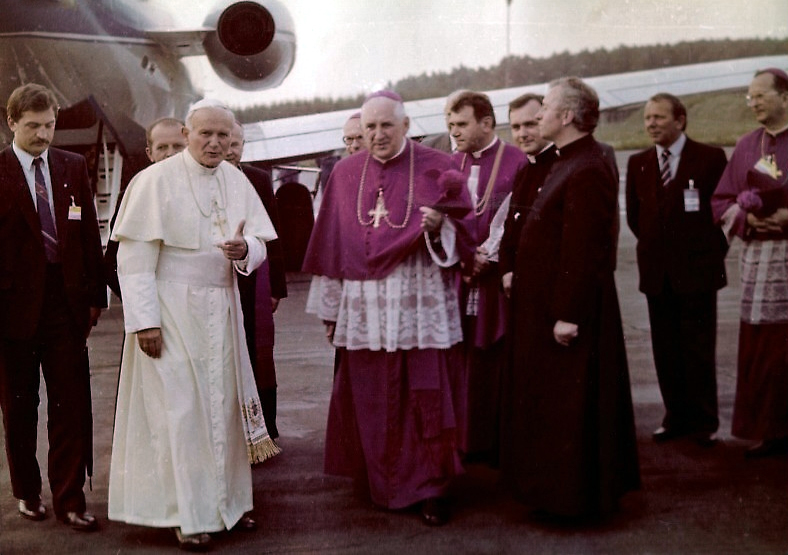
البابا يوحنا بولس الثاني في زيارة إلى بولندا عام 1987، وقد لعب البابا دورًا هامًا في اسقاط النظام الشيوعي.
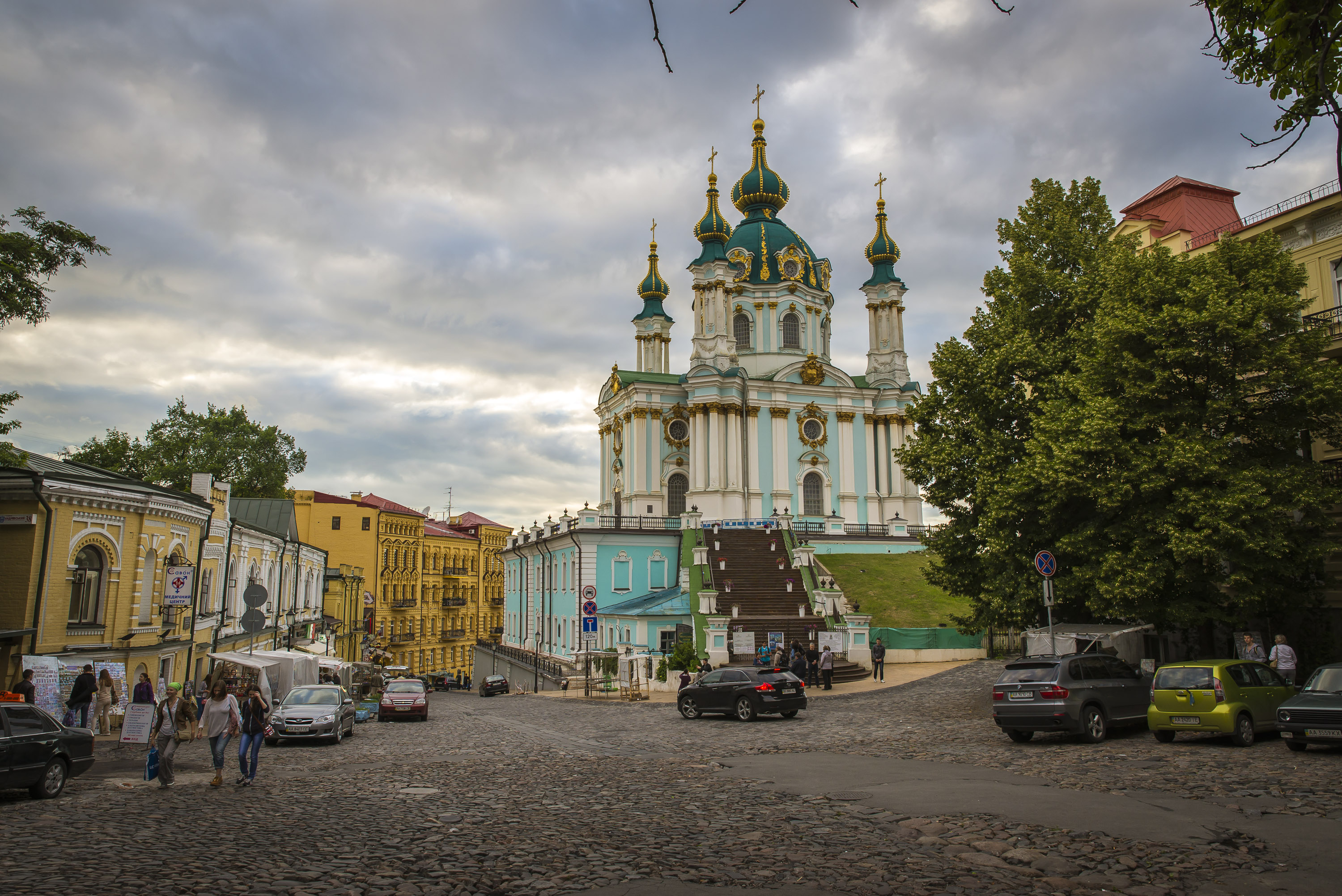
كنيسة القديس أندراوس في مدينة كييف؛  أوكرانيا.
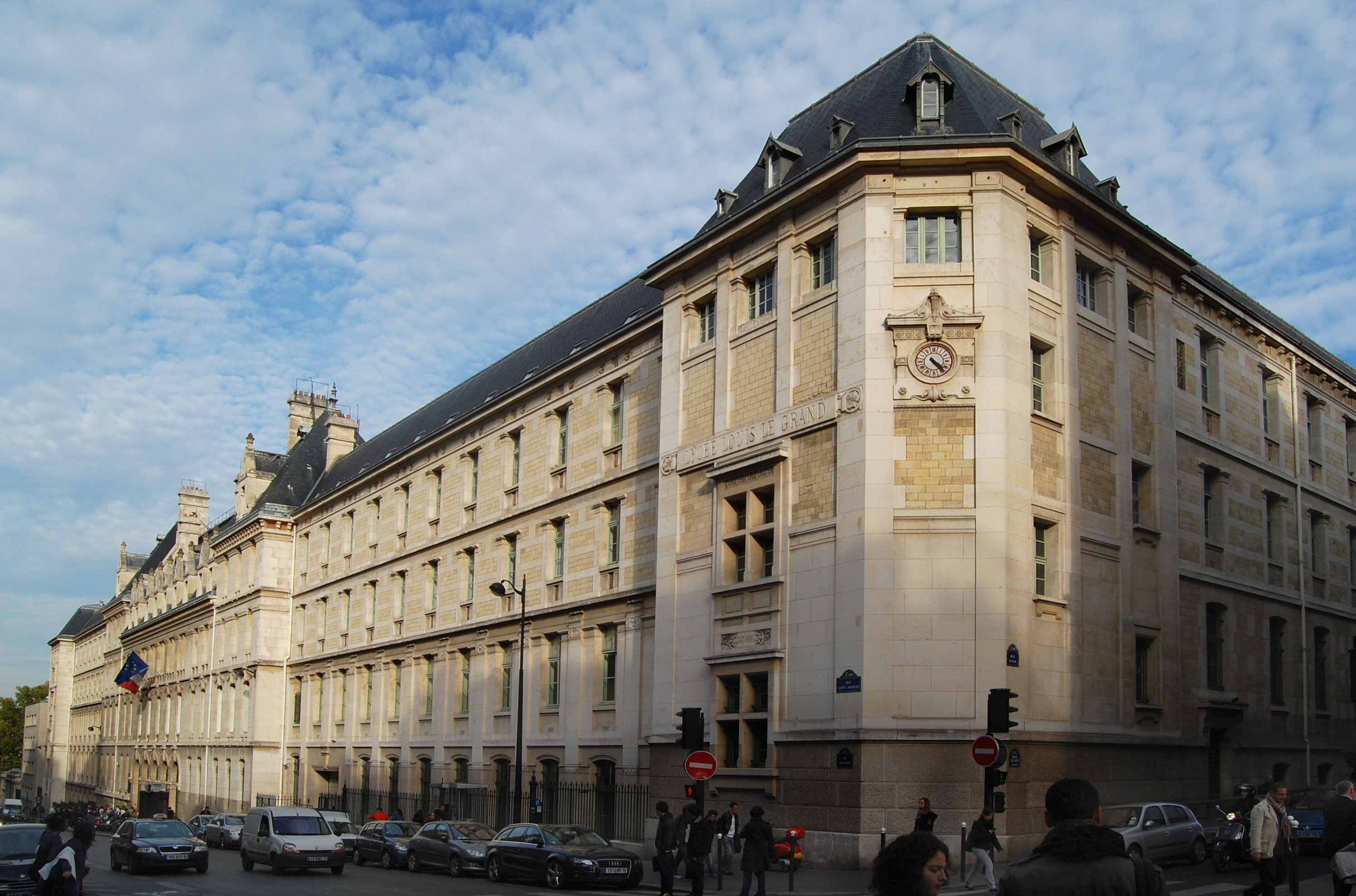
الكليّة اليسوعيّة في باريس، درس فيها العديد من النُخبة الفكريّة الفرنسيّة.
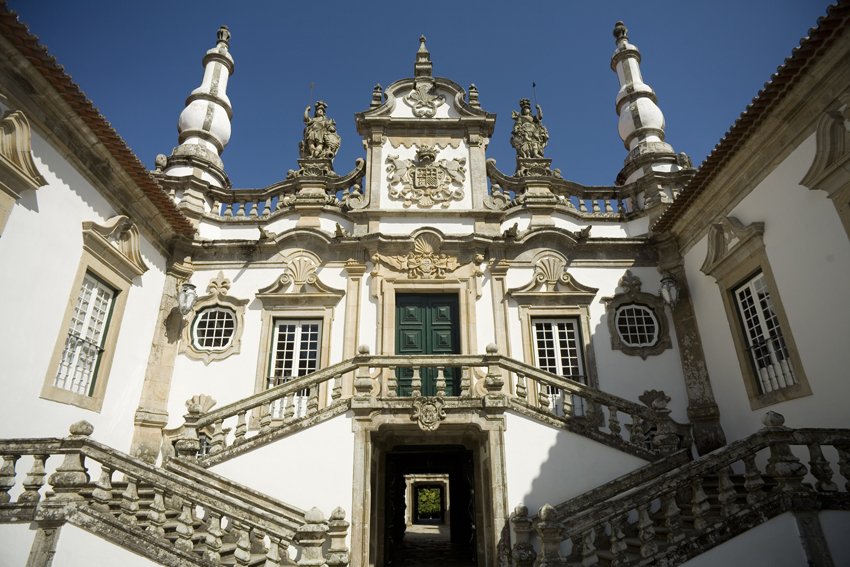
دير الآباء الثالوثيين، هدفت الرهبانية إلى فدية الأسرى المسيحيين وإطلاق سراحهم.
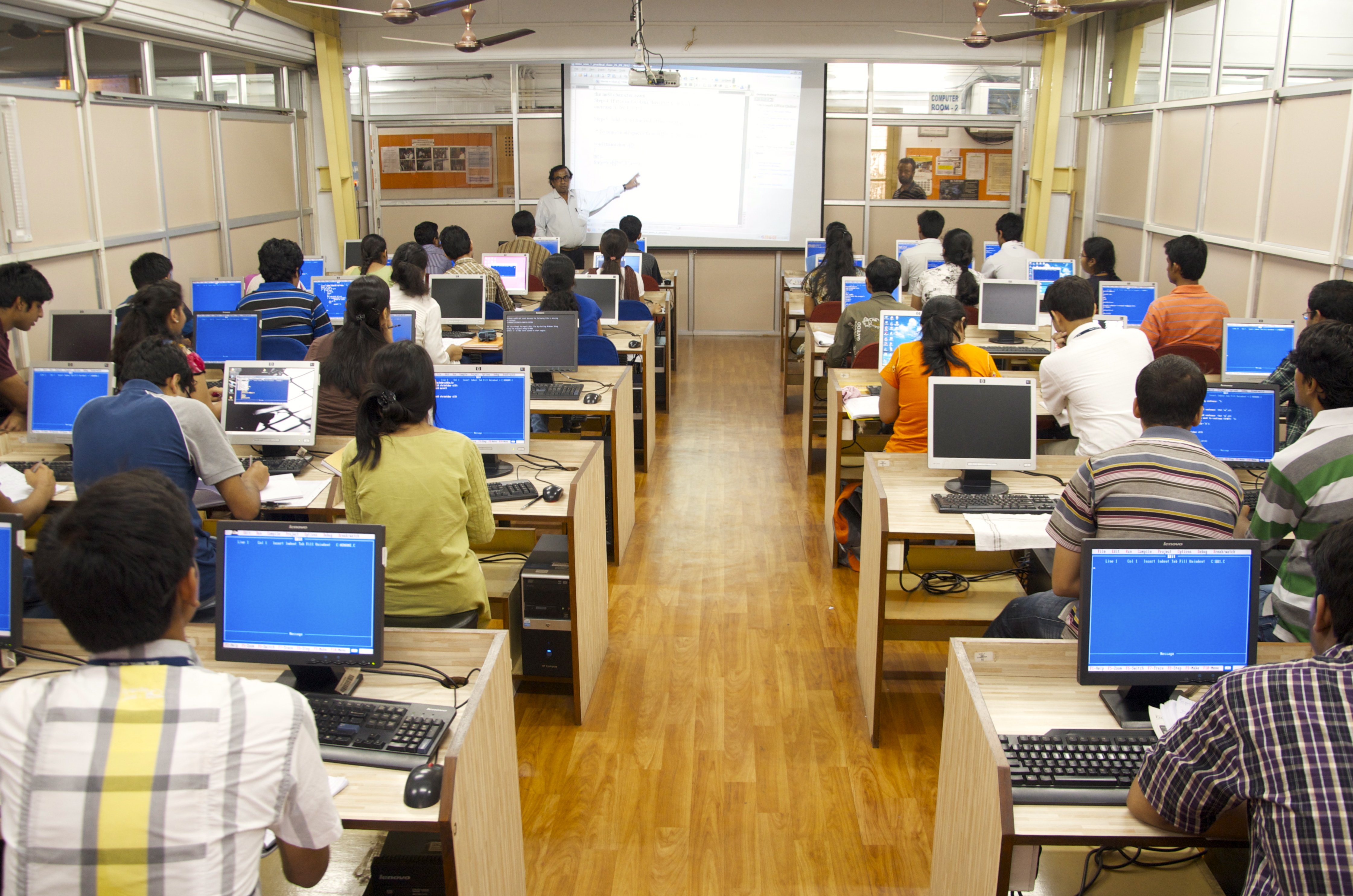
جامعة القديس فرنسيس كسفاريوس في نيودلهي.
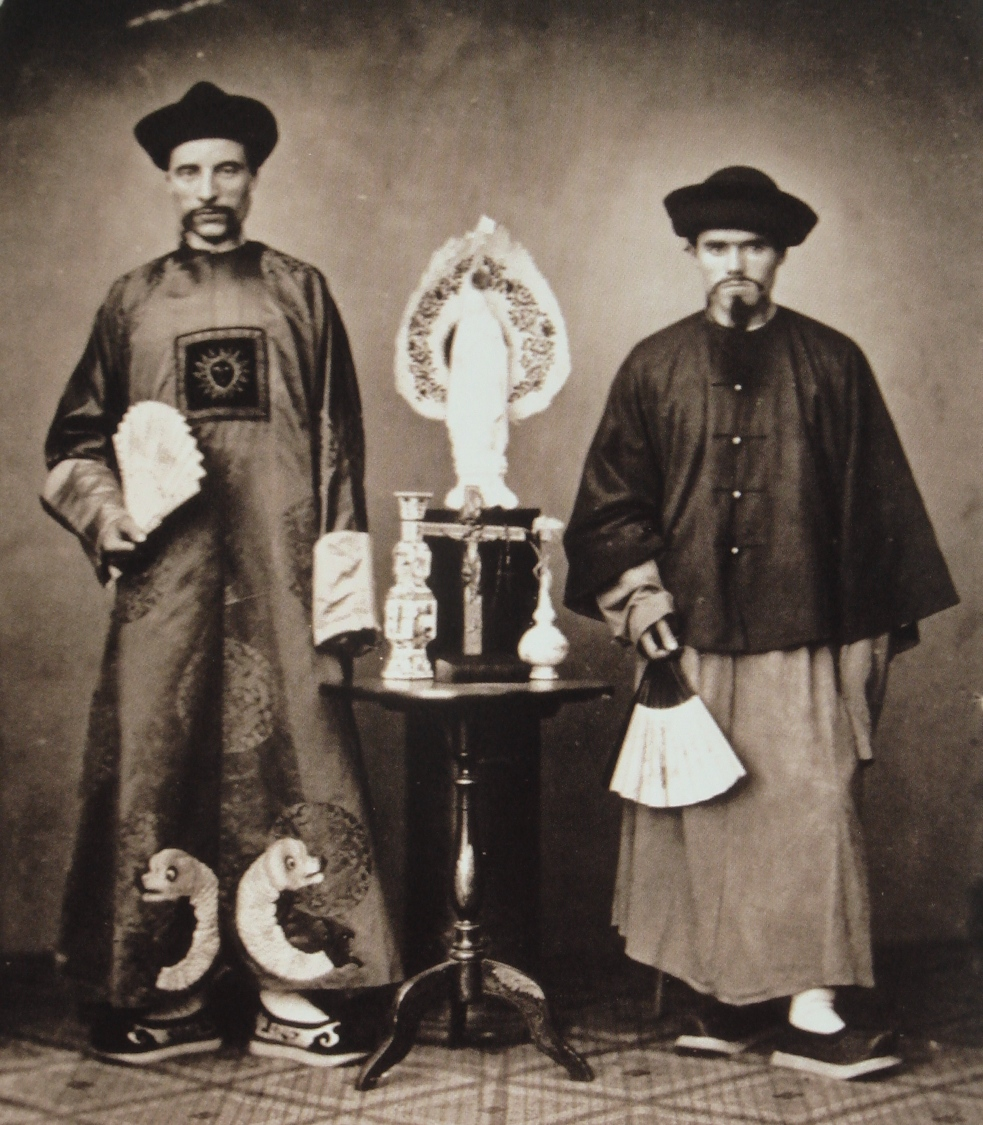
رهبان مبشروّن في  الصين، اقتبس المبشرين عادات وتقاليد الشُعوب المختلفة.
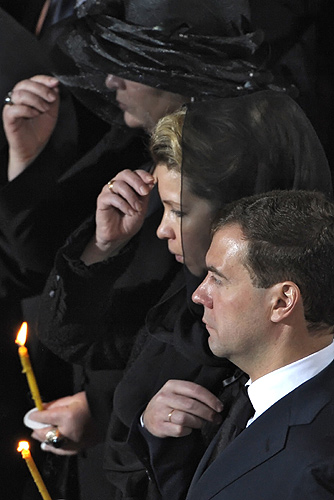
التصليب، تُعتبر من طقوس الثقافة المسيحية الشعبيّة والروحانيّة.
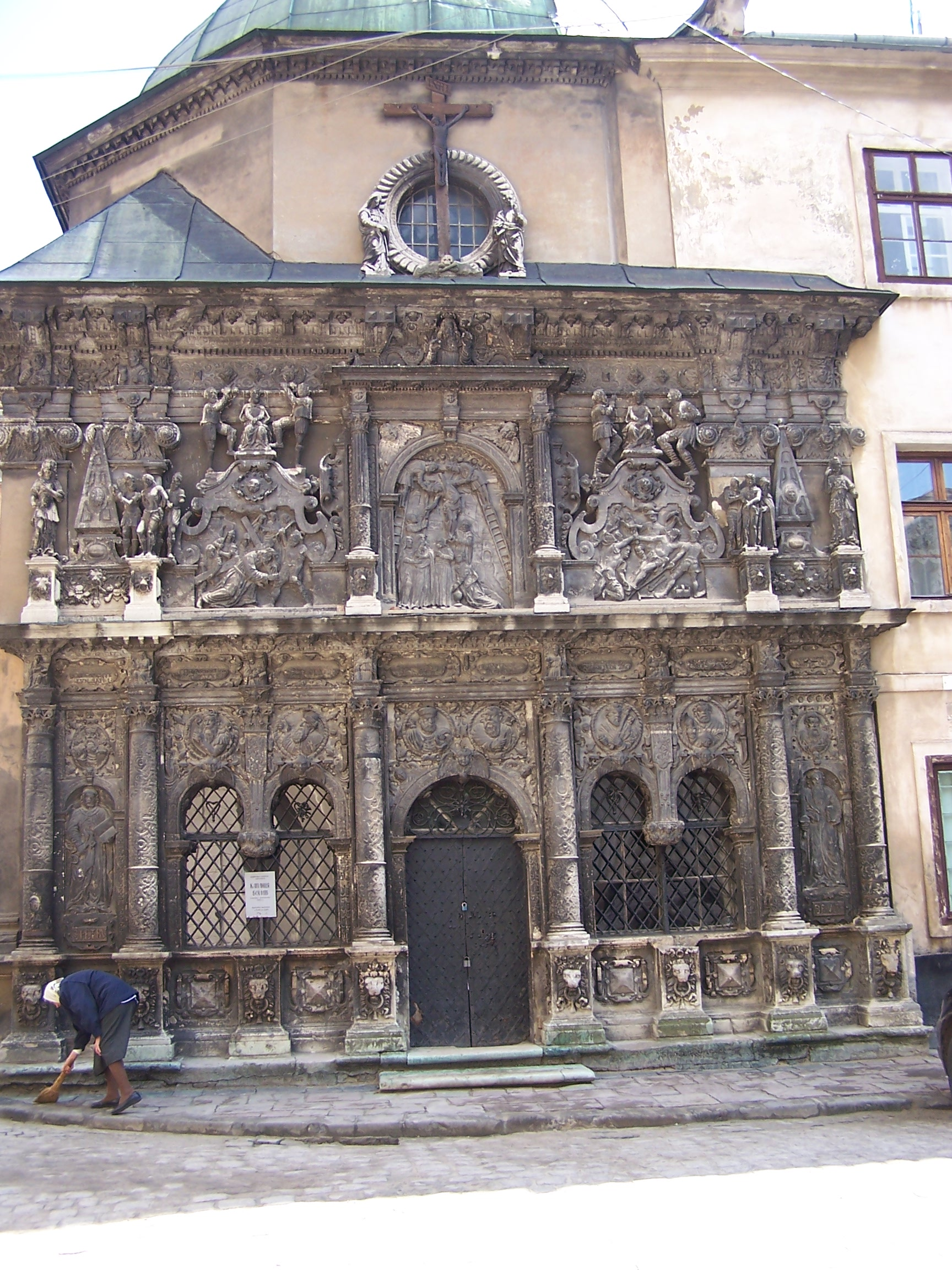
مصلى أسرة بويم الكاثوليكيّة في مدينة لفيف، نشط إكليروس أوكرانيا الغربية على المستوى الثقافي والسياسي والإجتماعي.
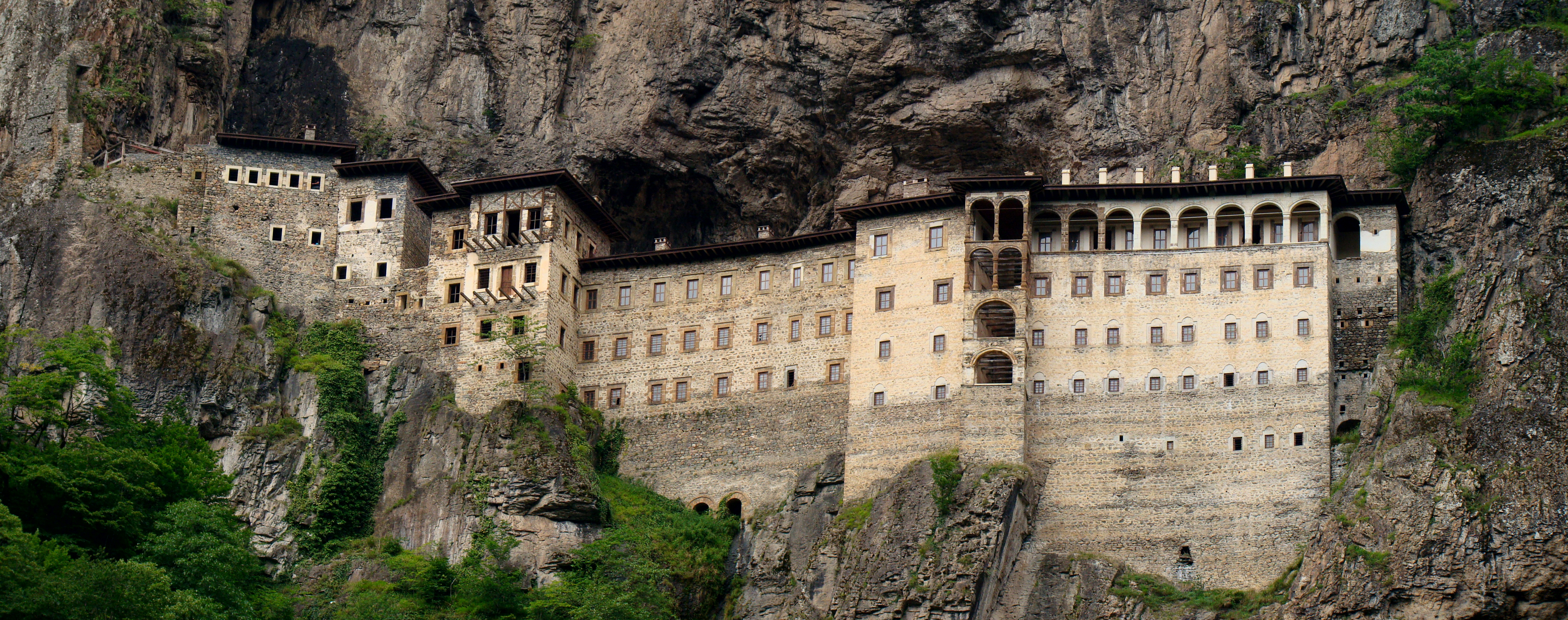
دير سوميلا في طرابزون؛ وهي من أديرة اليونانيين البنطيين؛ والتي كانت تابعة لبطريركية القسطنطينيّة.
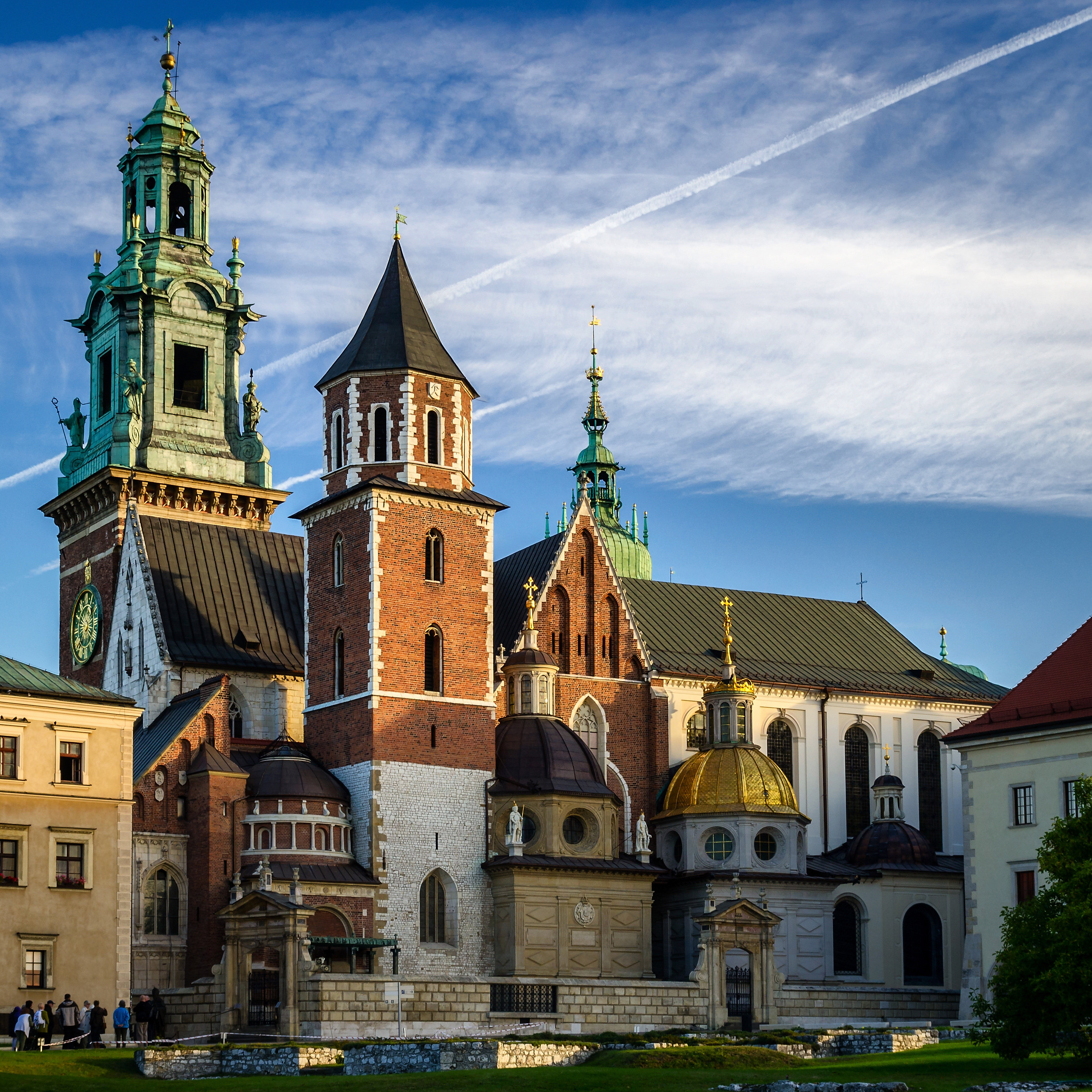
مٌجَّمع الكاتدرائيّة الوطنيّة والملكيّة في مدينة كراكوف البولنديّة، وتضم الكاتدرائية قبور ملوك بولندا وعليّة قومها.
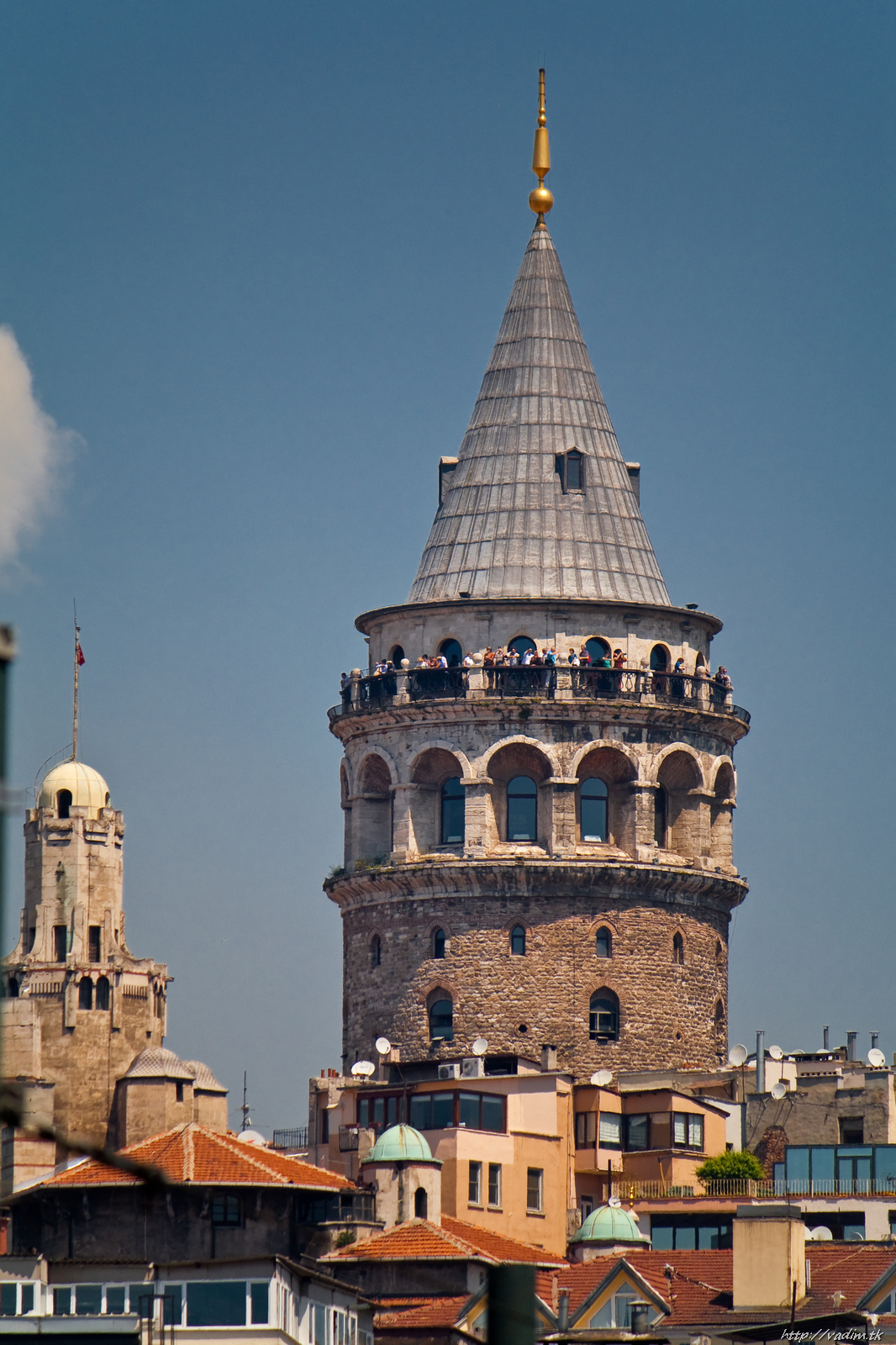
برج غلطة في إسطنبول، بناه الكاثوليك الشوام الذين كان لهم دور مؤثرة في التجارة وإنشاء البنوك وإحياء تقاليد الأوبرا التركيّة.
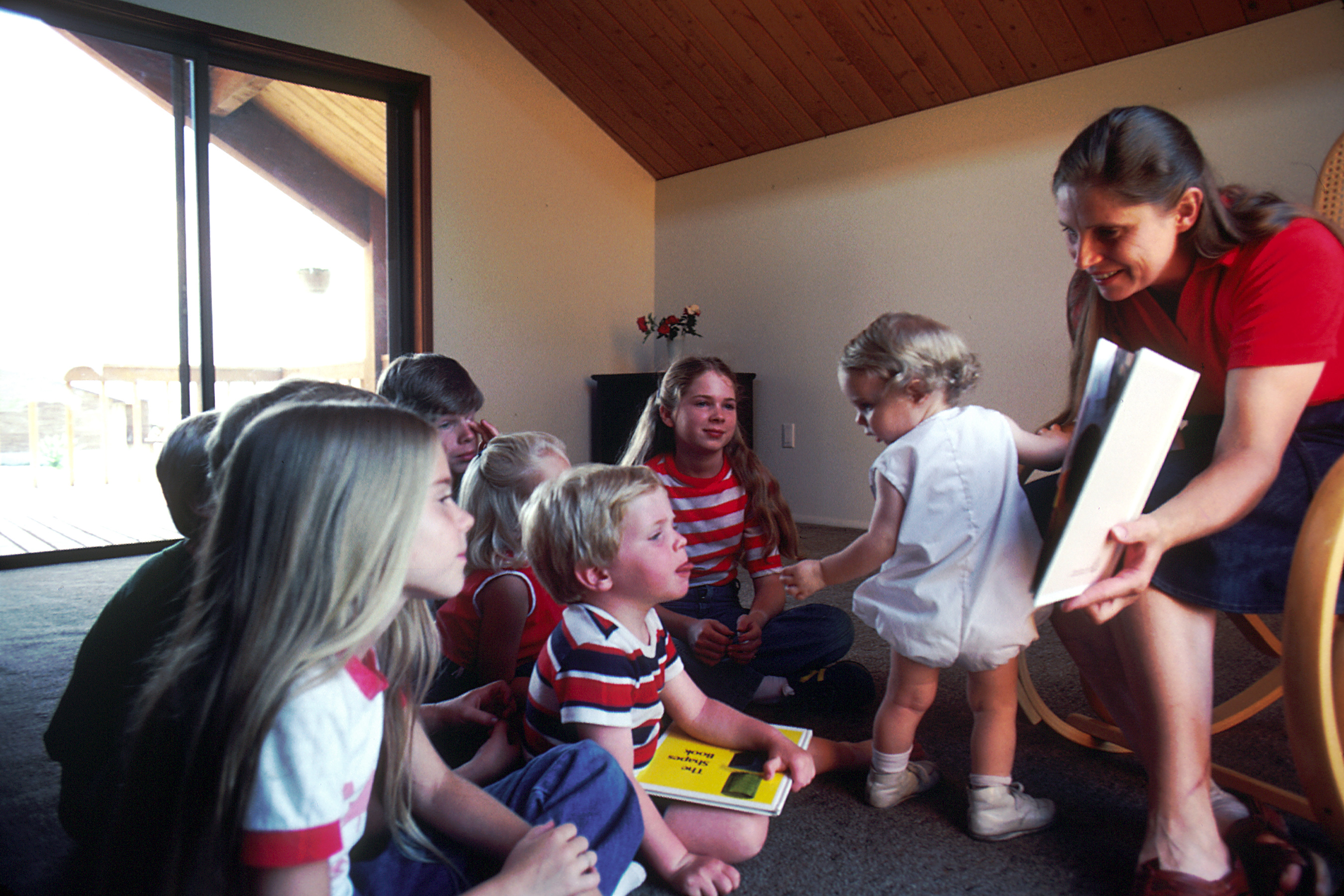
أسرة مورمونية خلال أمسية العائلة في المنزل.
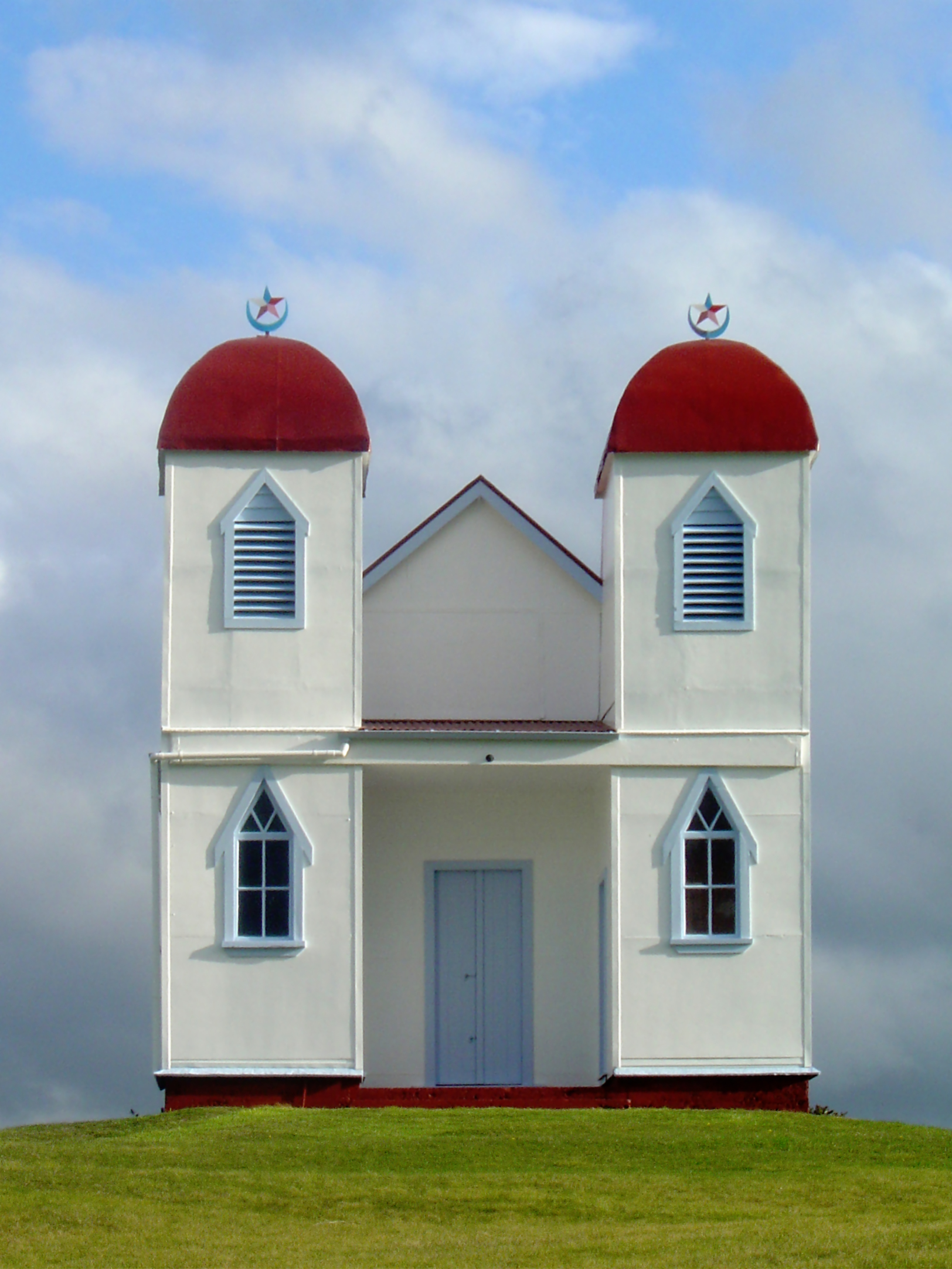
كنيسة راتانا في كرايستشرش،  نيوزيلندا.
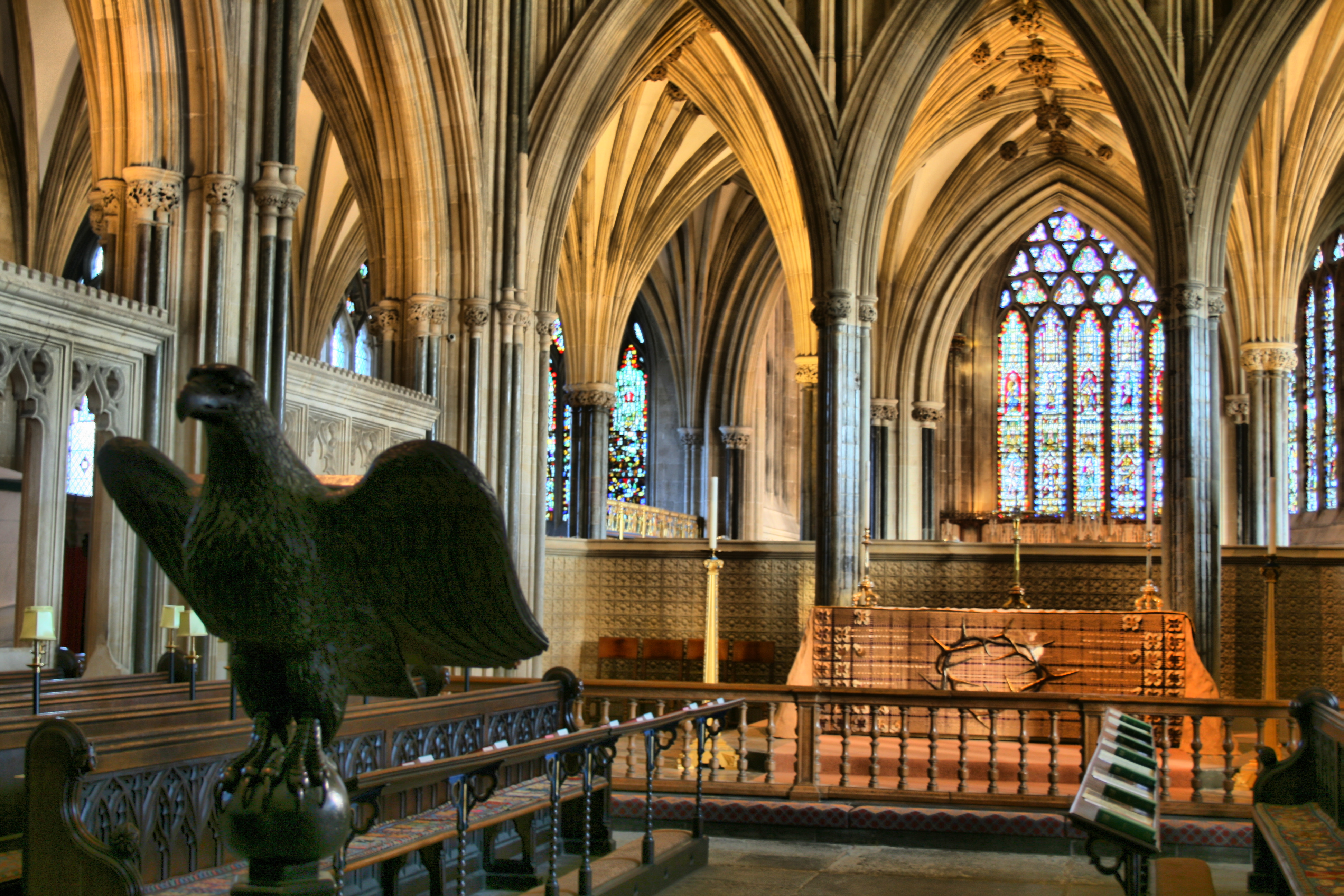
كنيسة إيرلندا الإنجليكانيّة وهي من كنائس البروتستانتية المهيمنة.
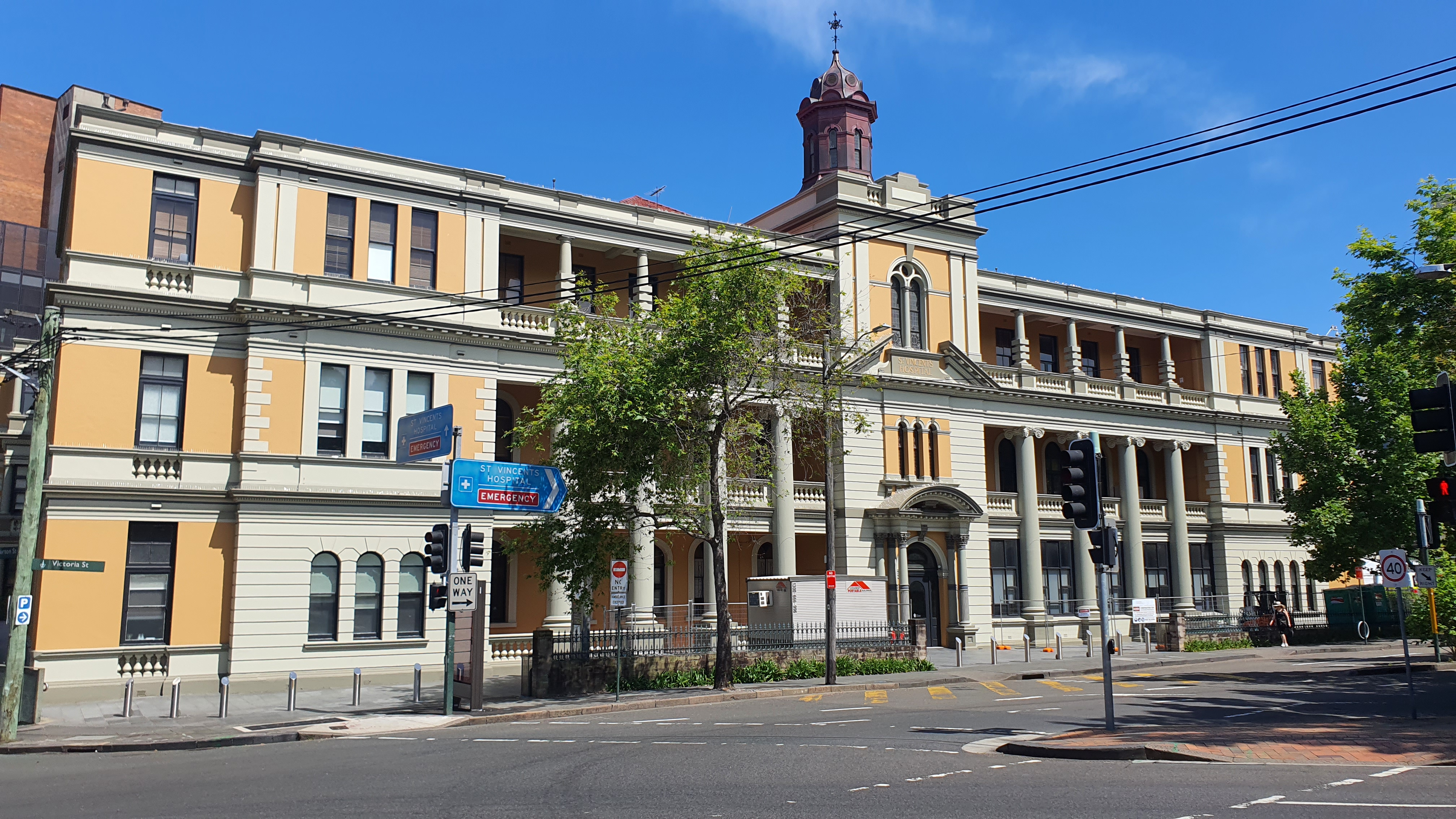
مشفى سان فنسنت الكاثوليكيّ في سيدني،  أستراليا.
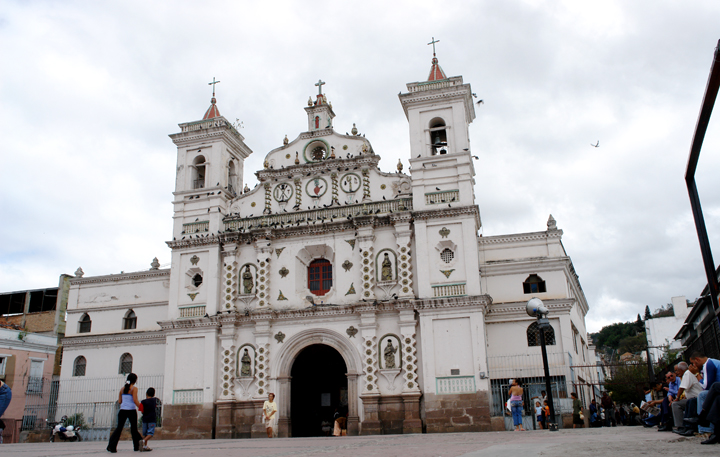
كنيسة لوس دولوريس في تيجوسيجالبا؛  هندوراس.
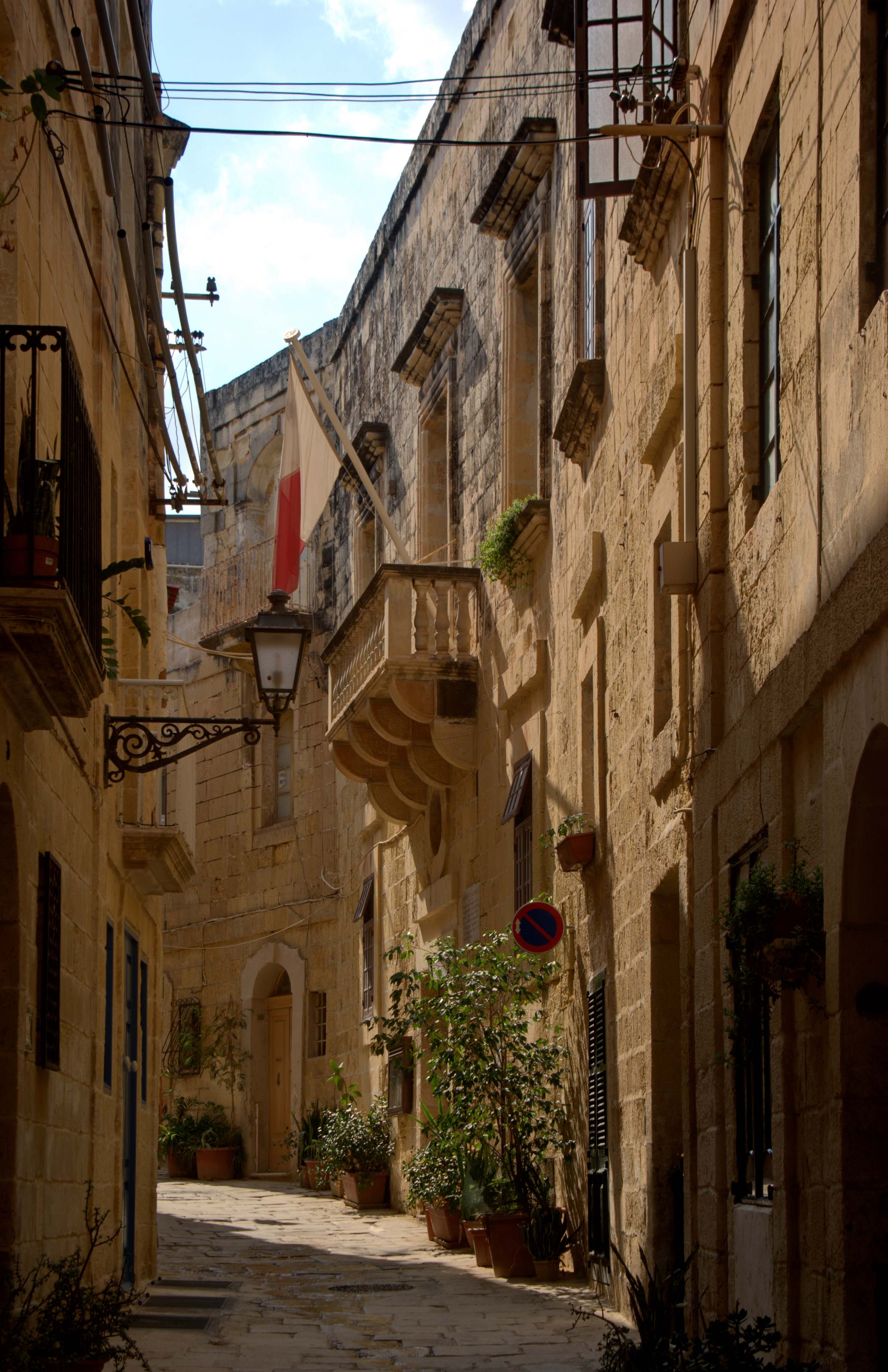
أحد أحياء فرسان مالطة في فاليتا؛  مالطا.
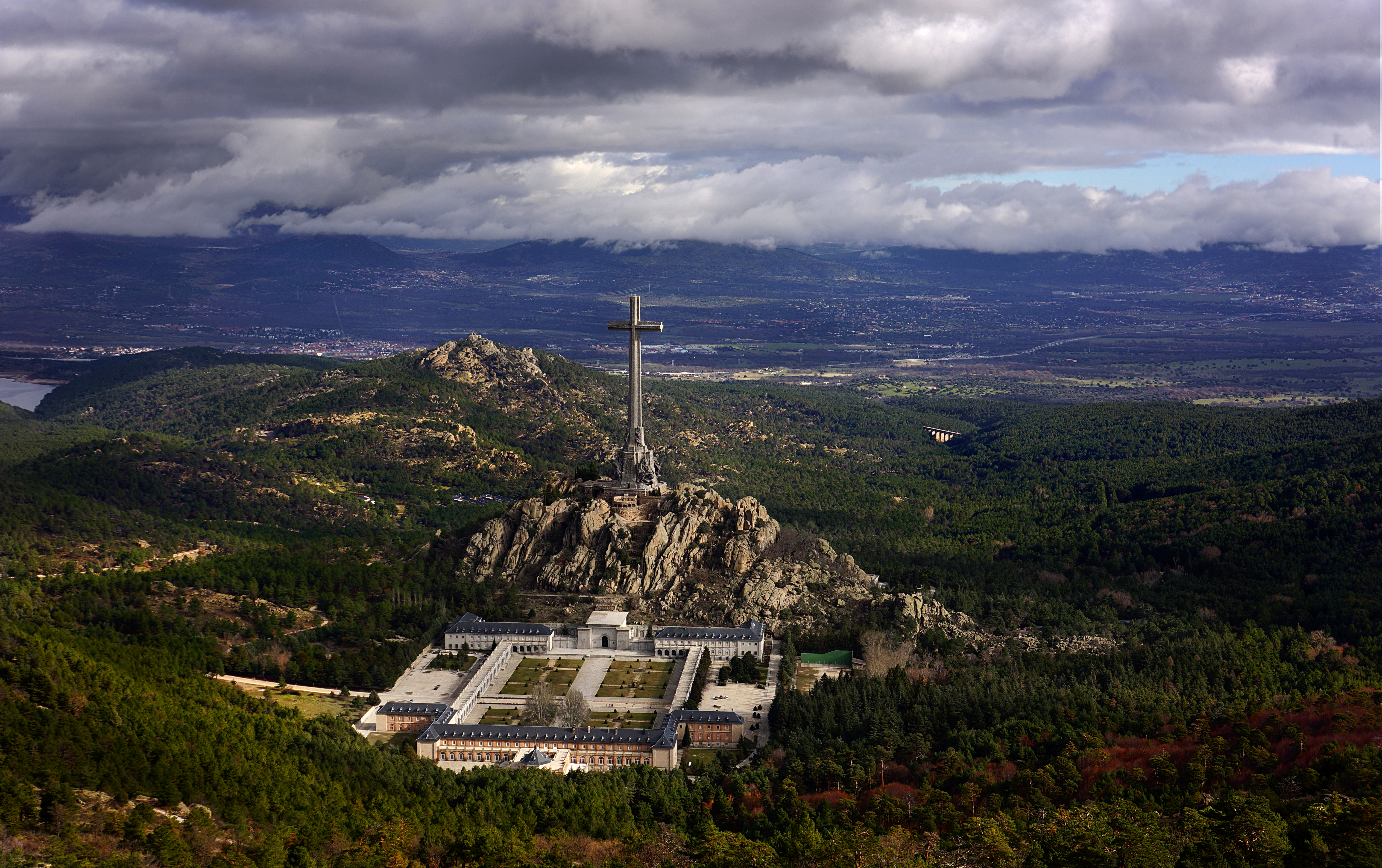
وادي الشهداء، يَحمل أهميَّة سياسيَّة وثقافيَّة للحركة الكاثوليكية السياسيّة في  إسبانيا.
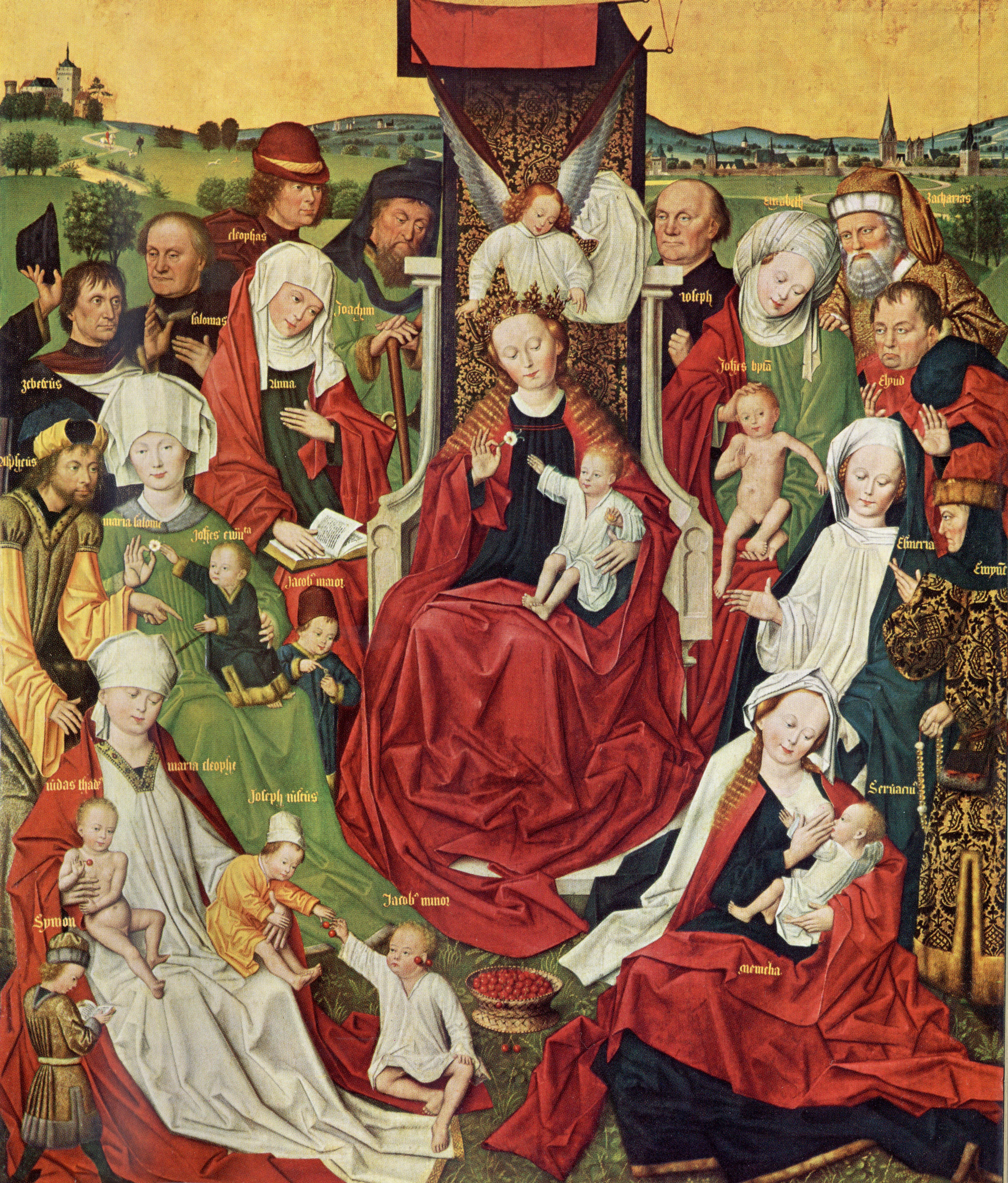
القرابة المقدسة عائلة يسوع الموسعة؛ بريشة ديريك بيجريت.
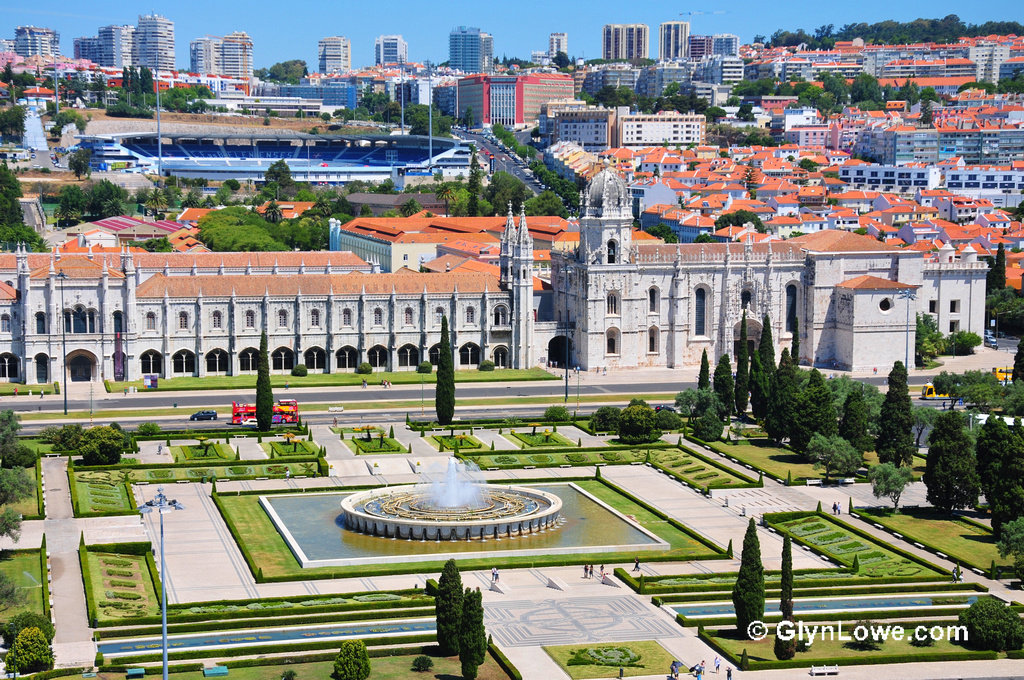
دير القديس جيروم في لشبونة في  البرتغال؛ وهو من مواقع التراث العالمي.
- تطواف القبر المقدّس في مدينة القدس.
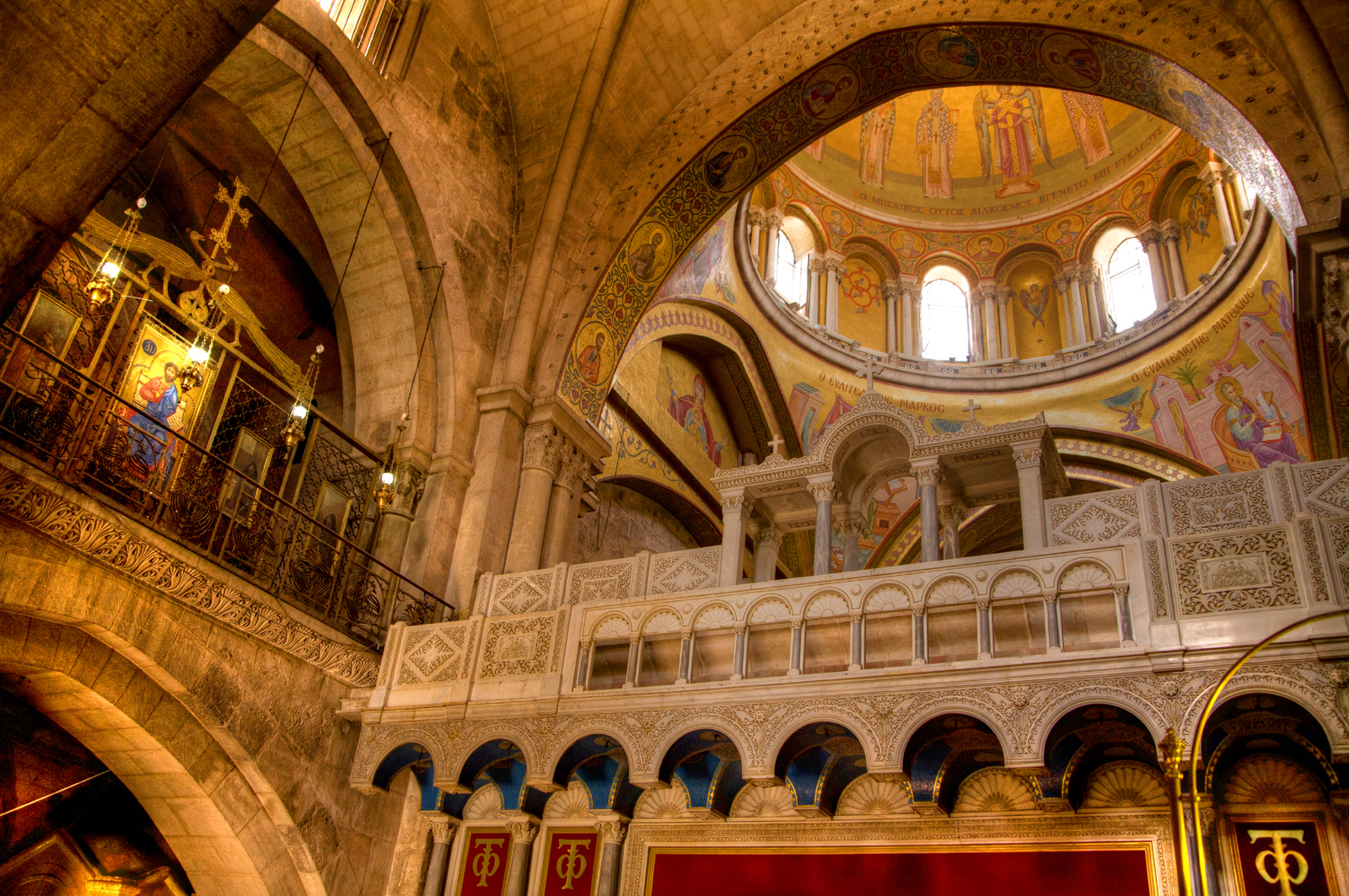
قبة كنيسة القيامة؛ بُنيت في عصر  مملكة بيت المقدس.
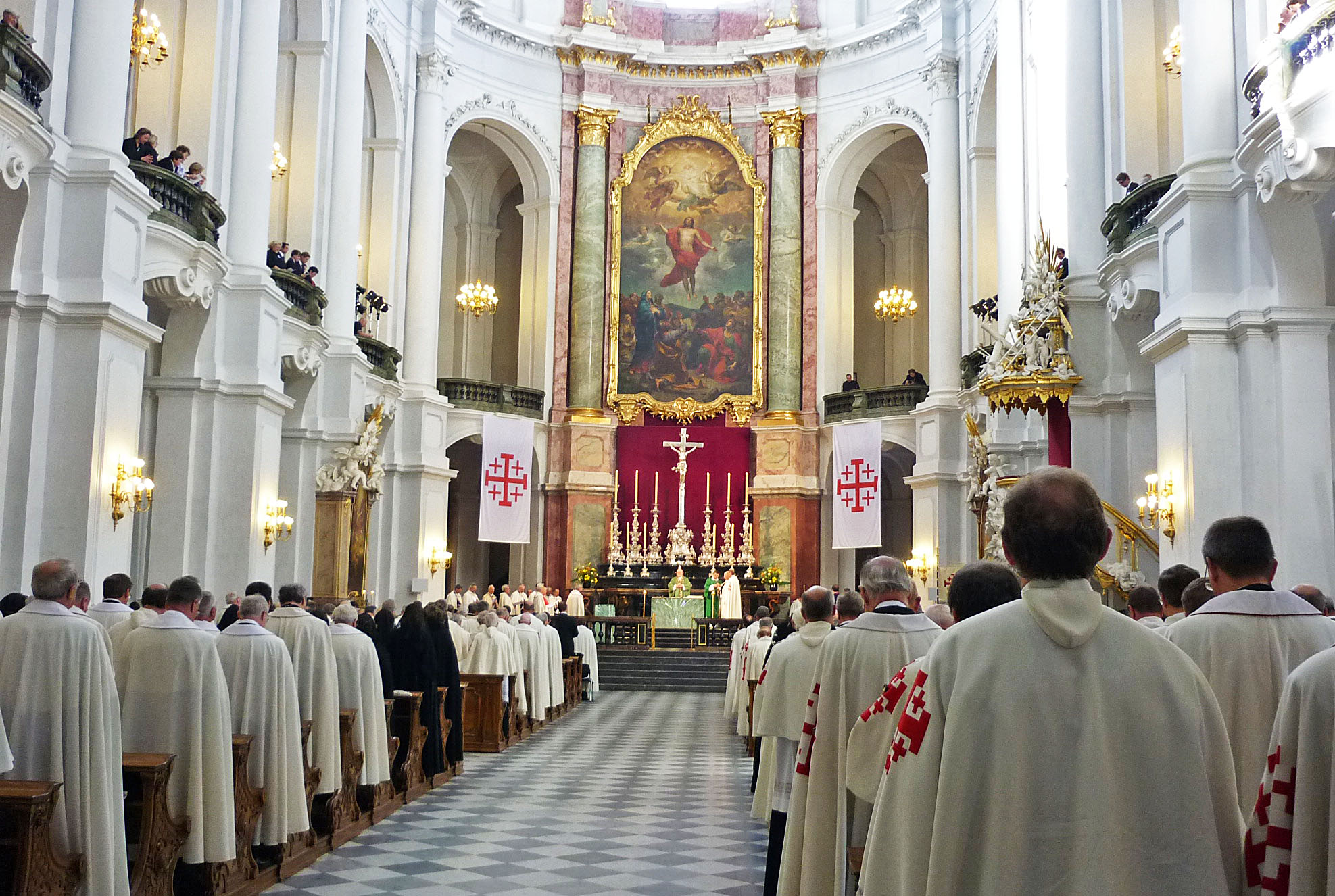
فرسان القبر المقّدس في تجمع سنوي في  ساكسونيا.
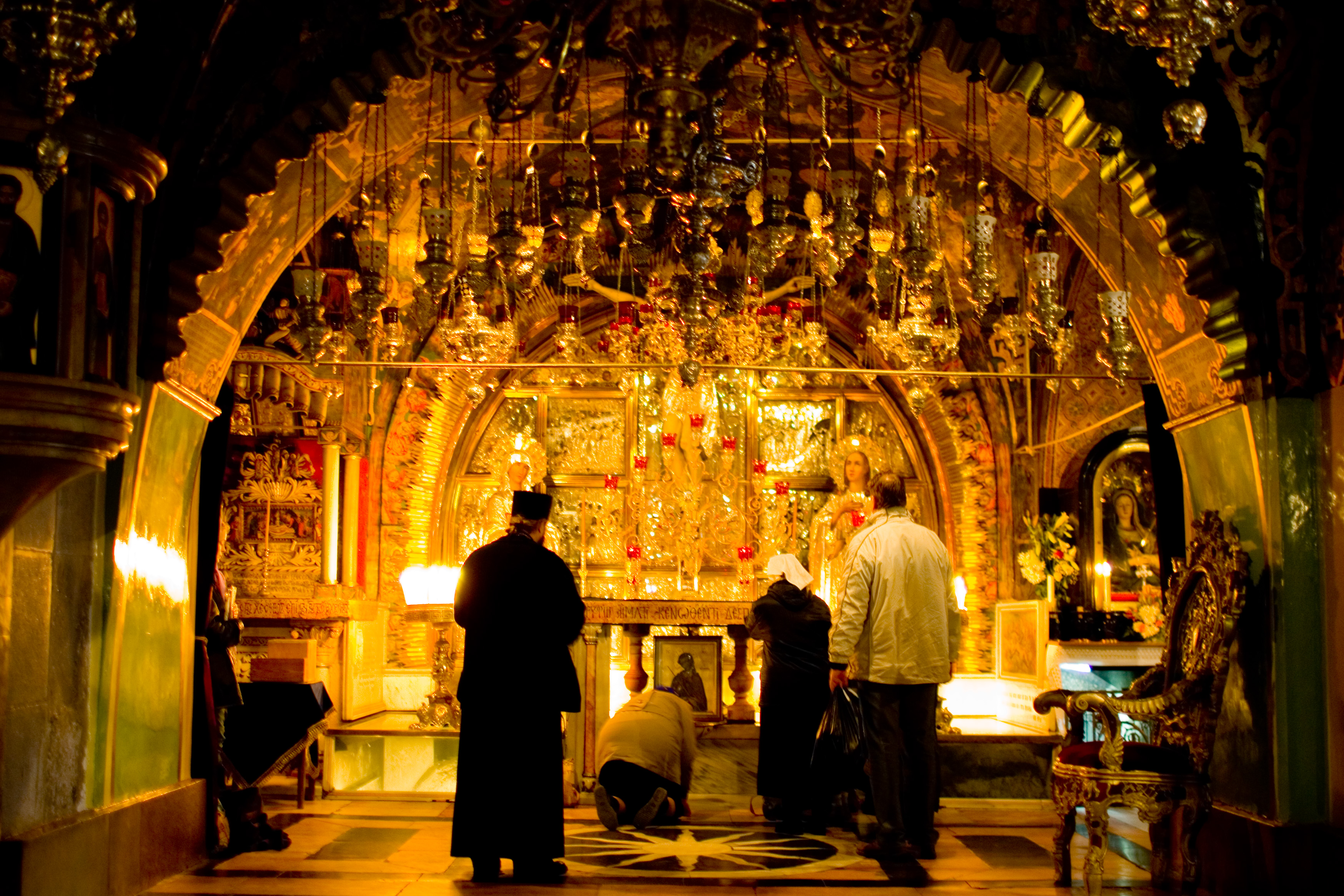
موقع الجلجثة وهي من المواقع المسيحيّة المقدسة.
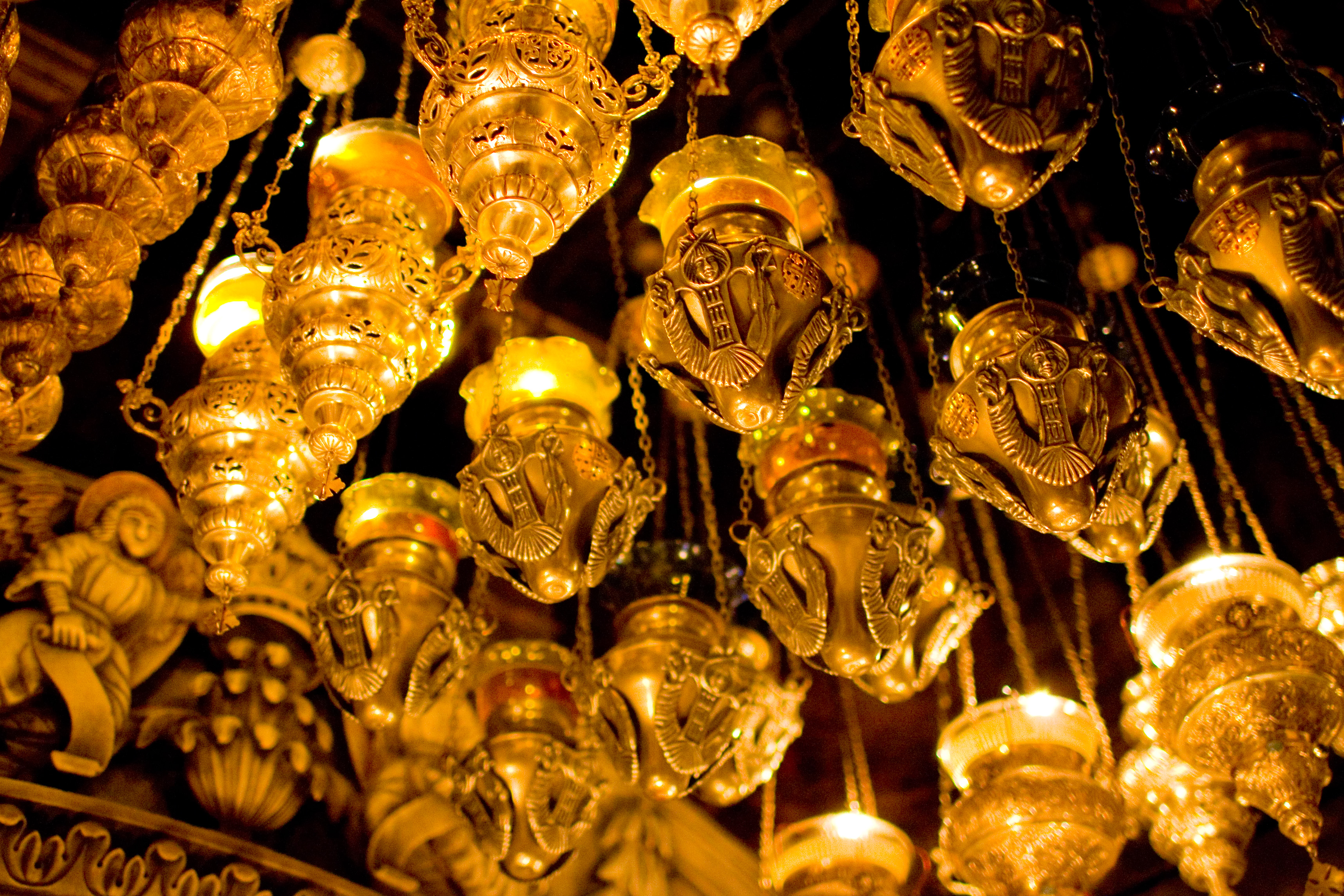
فن القناديل في كنيسة القيامة؛ مدينة القدس.
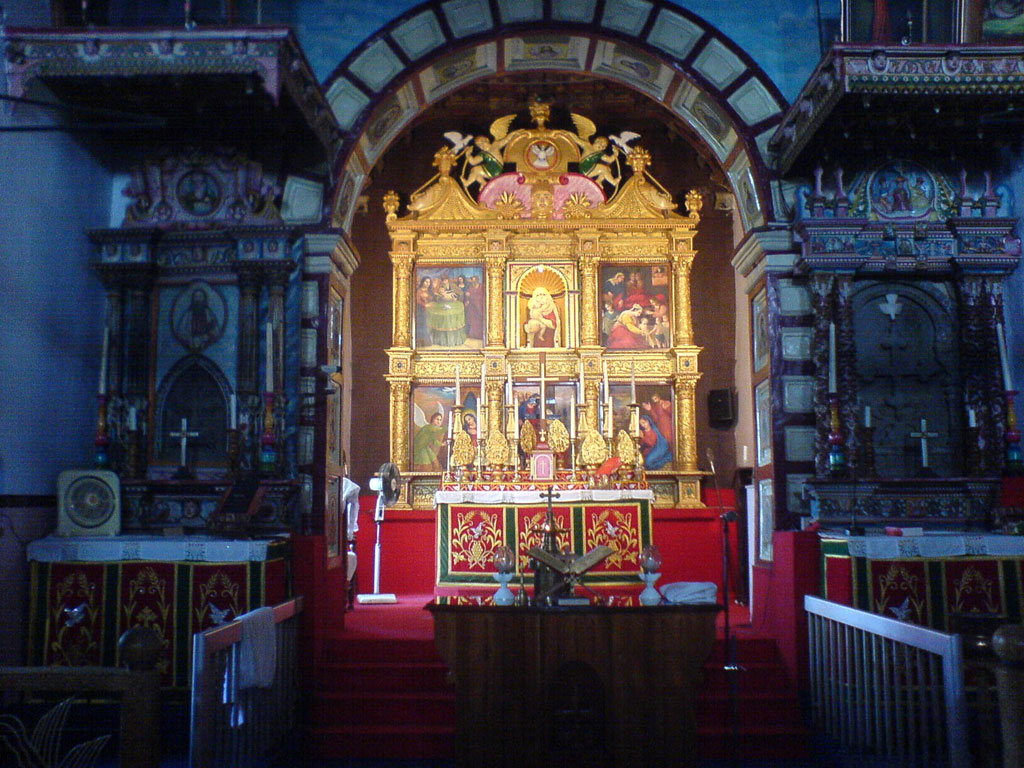
الكنيسة السريانية الأرثوذكسية؛ احتفظ مسيحيي مار توما بالتقاليد المسيحية السريانية.
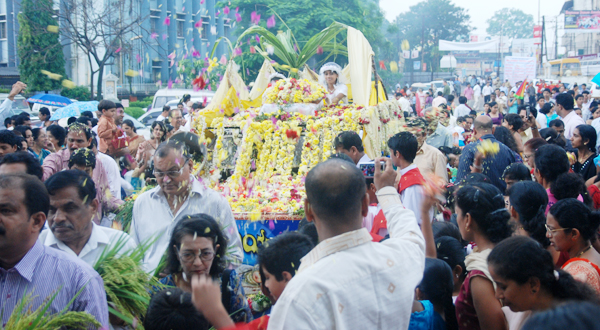
إحتفال ديني خاص بمجتمع كاثوليك مانغلور، وهو مجتمع ذات عناصر هندية برجوازية.
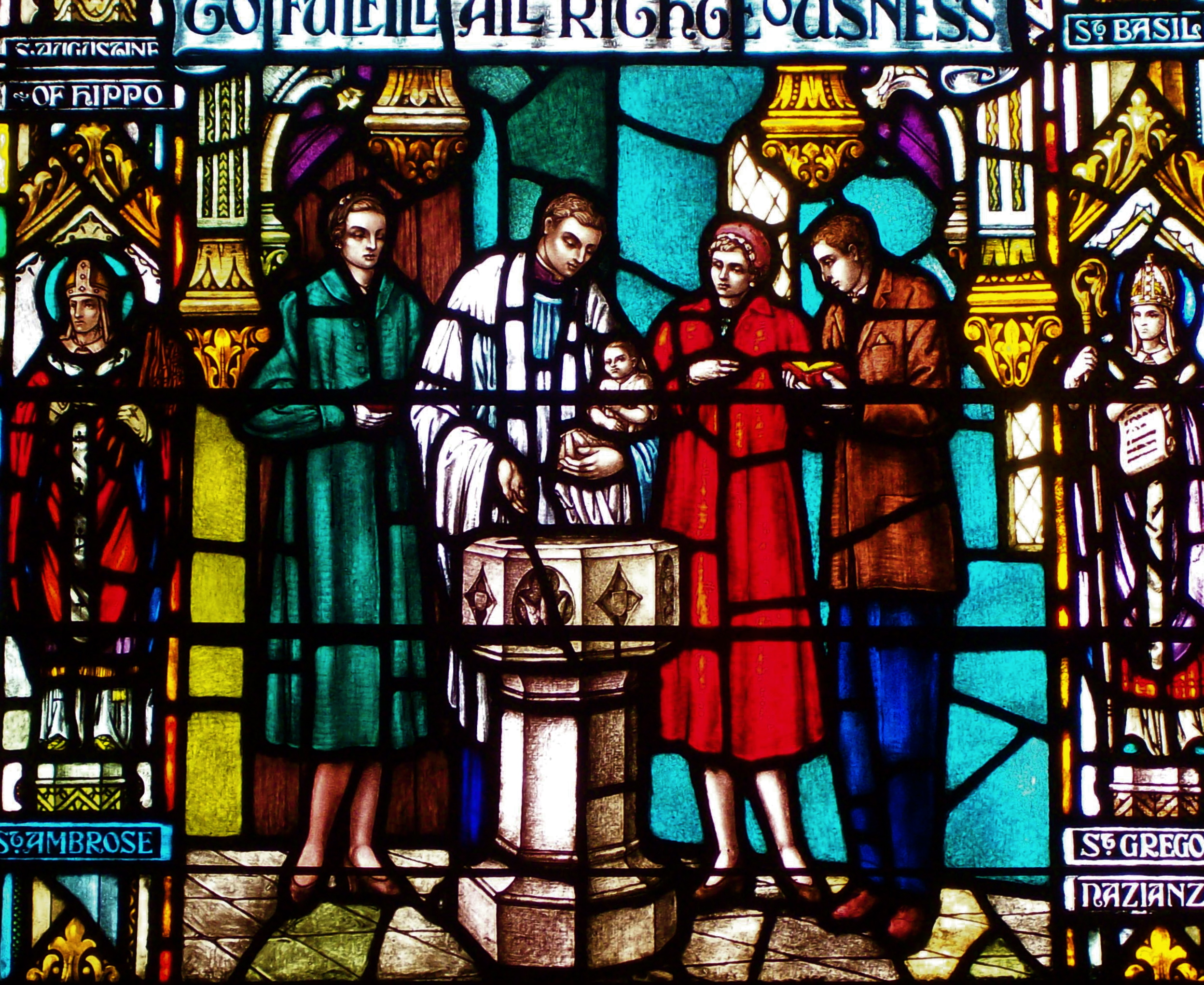
العرّاب، هو الشخص الذي يرعى معمودية الطفل.
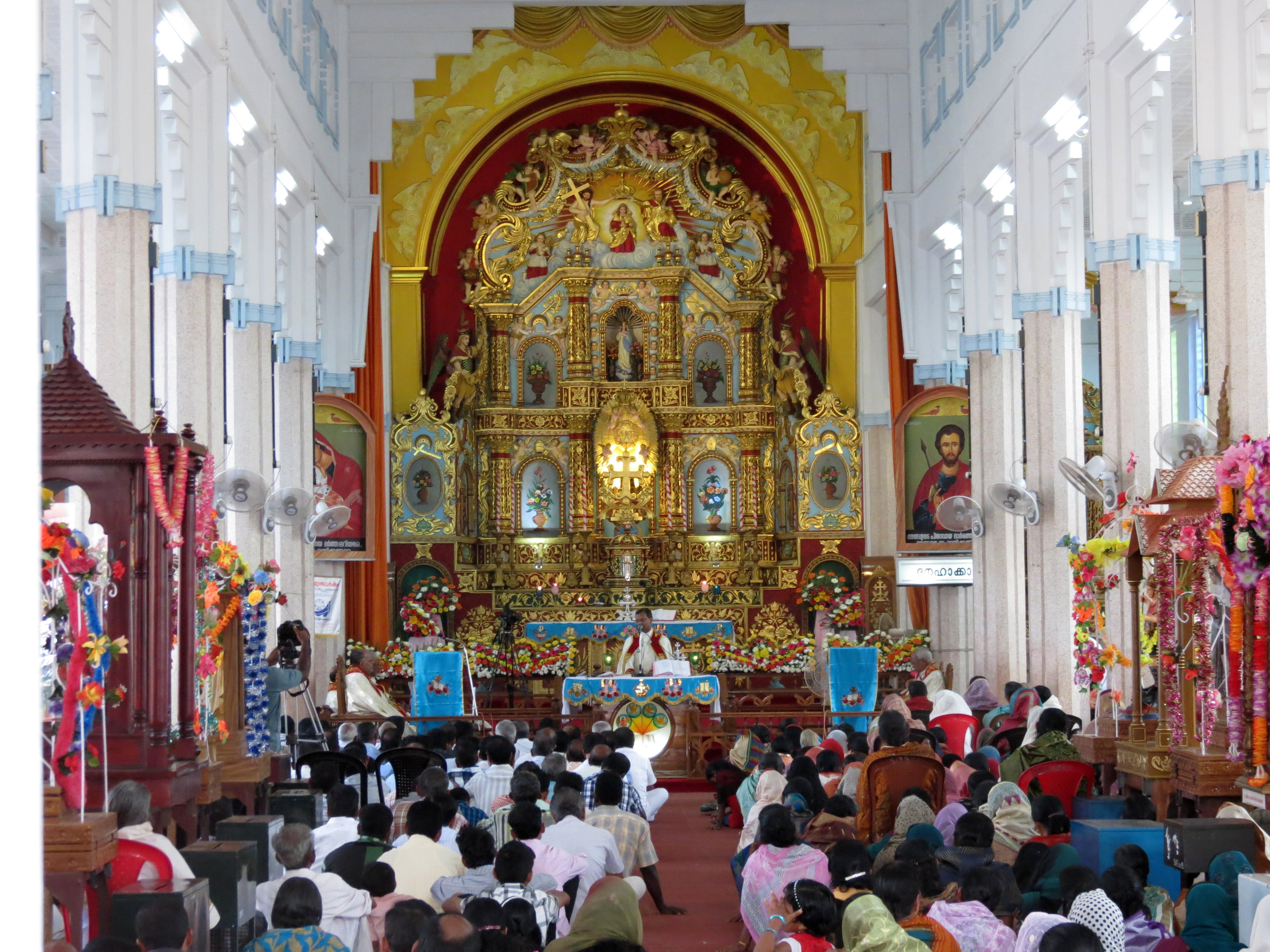
مسيحيون مار توما وهم من أقدم المجتمعات المسيحية في  الهند.
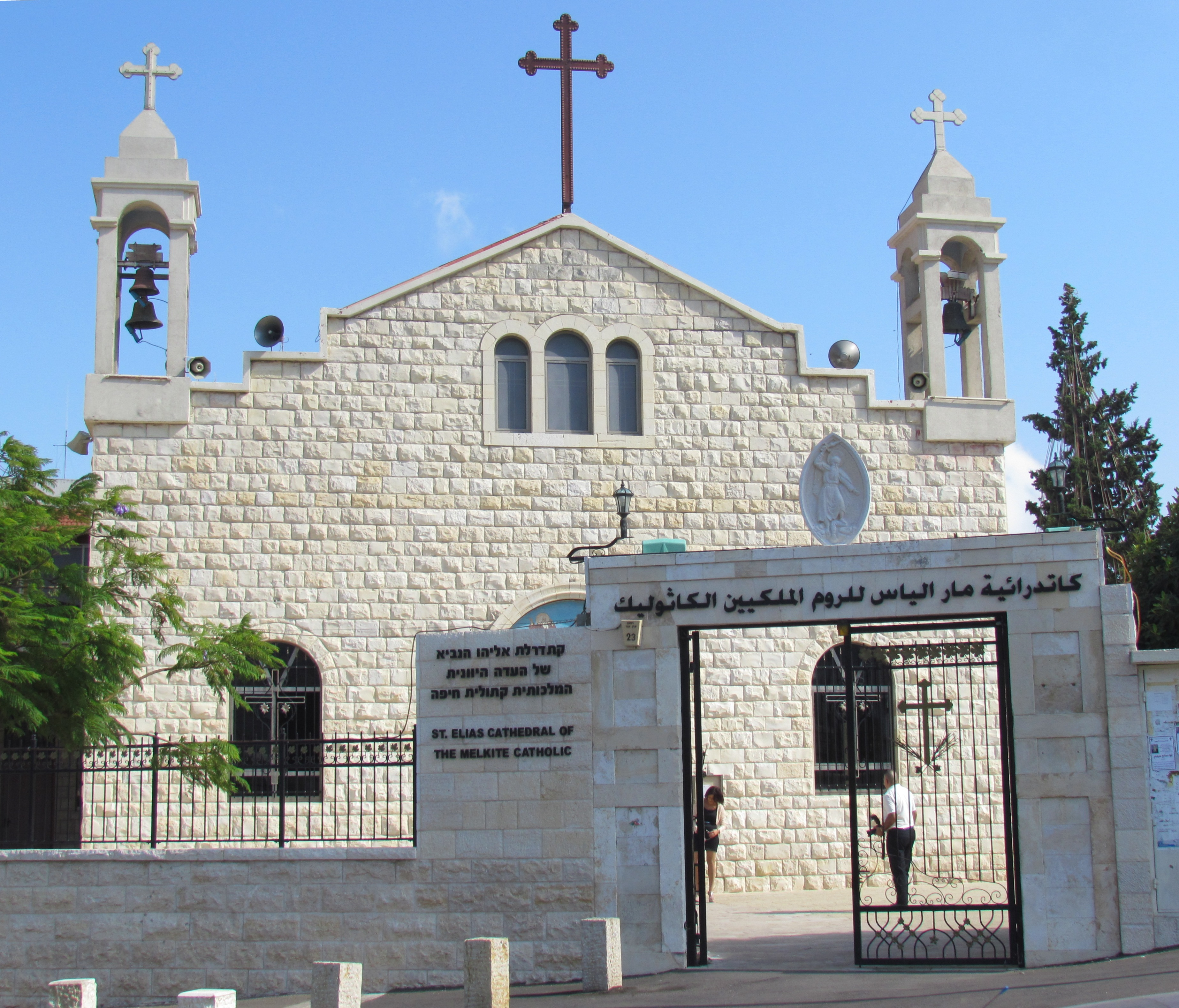
أبرشيّة الجليل الملكانيّة في مدينة حيفا،  إسرائيل.
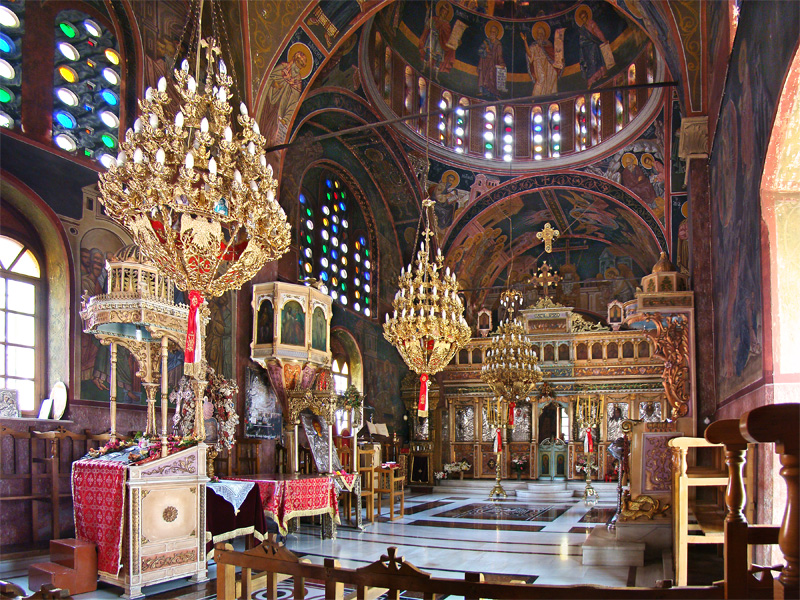
زخارف الكنيسة الأرثوذكسية في جزيرة رودس.
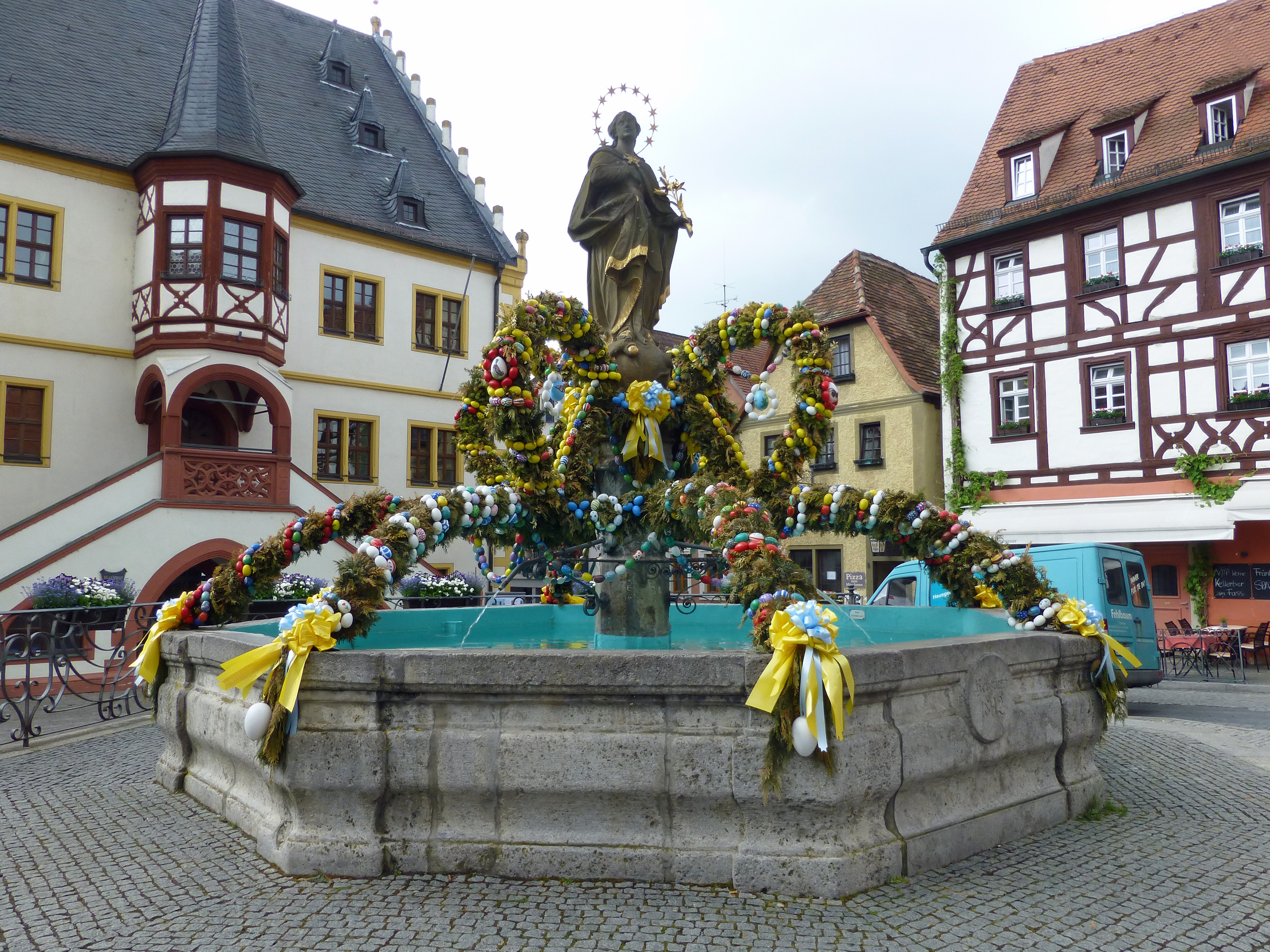
نافورة عيد الفصح في أمستردام؛  هولندا.
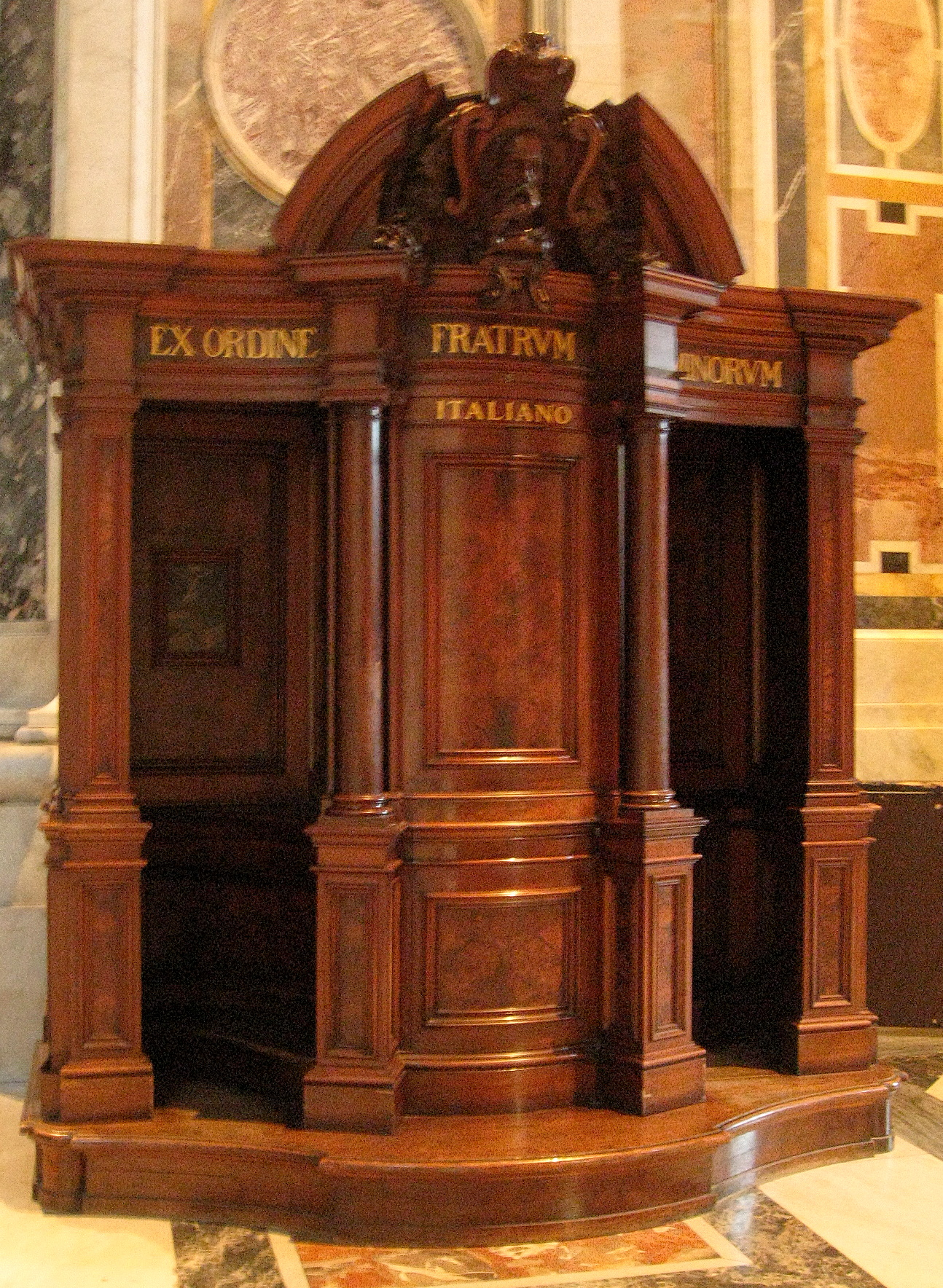
كرسيّ الإعتراف في كاتدرائية القديس بطرس.
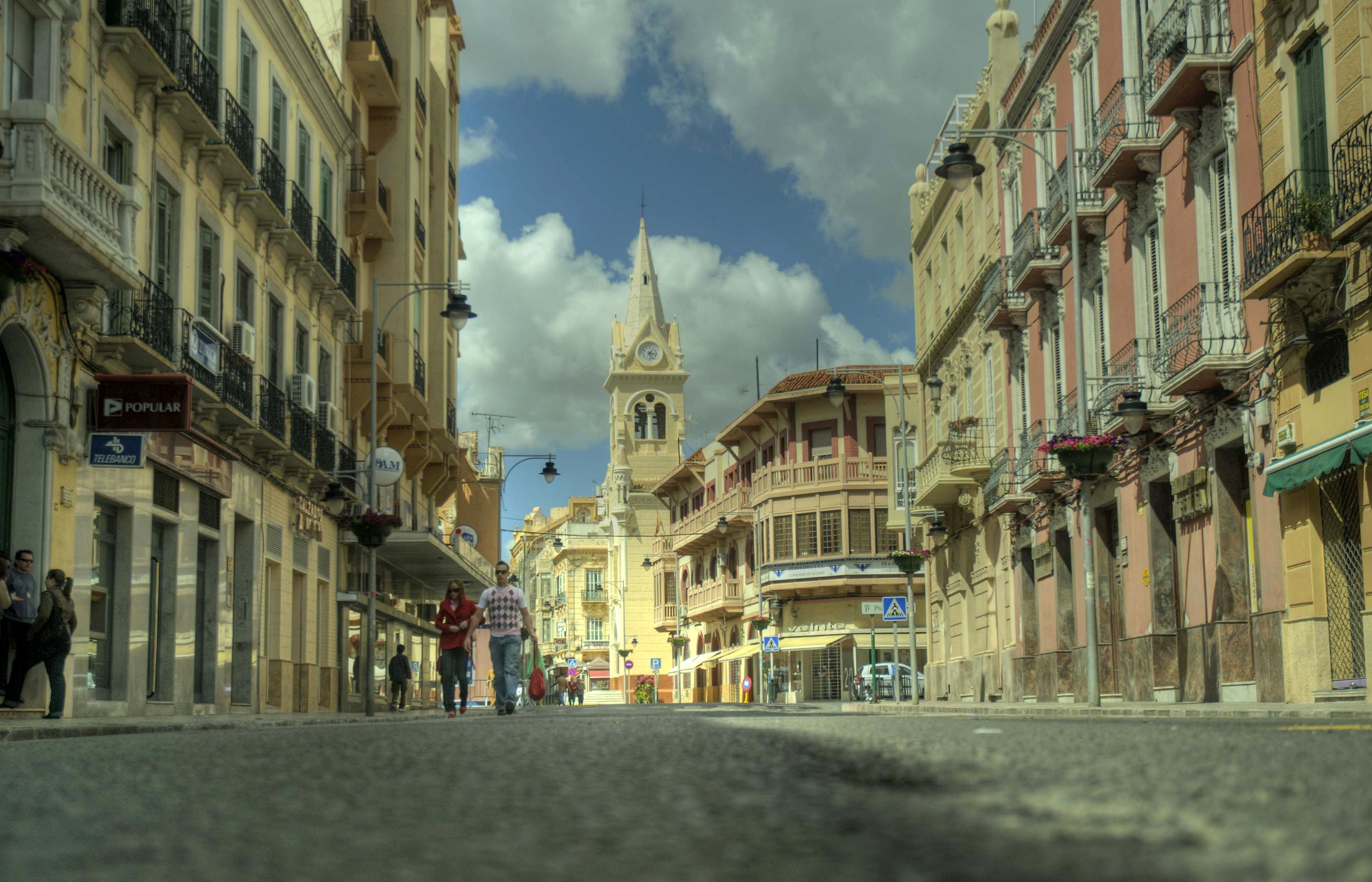
كاتدرائية مليلية.
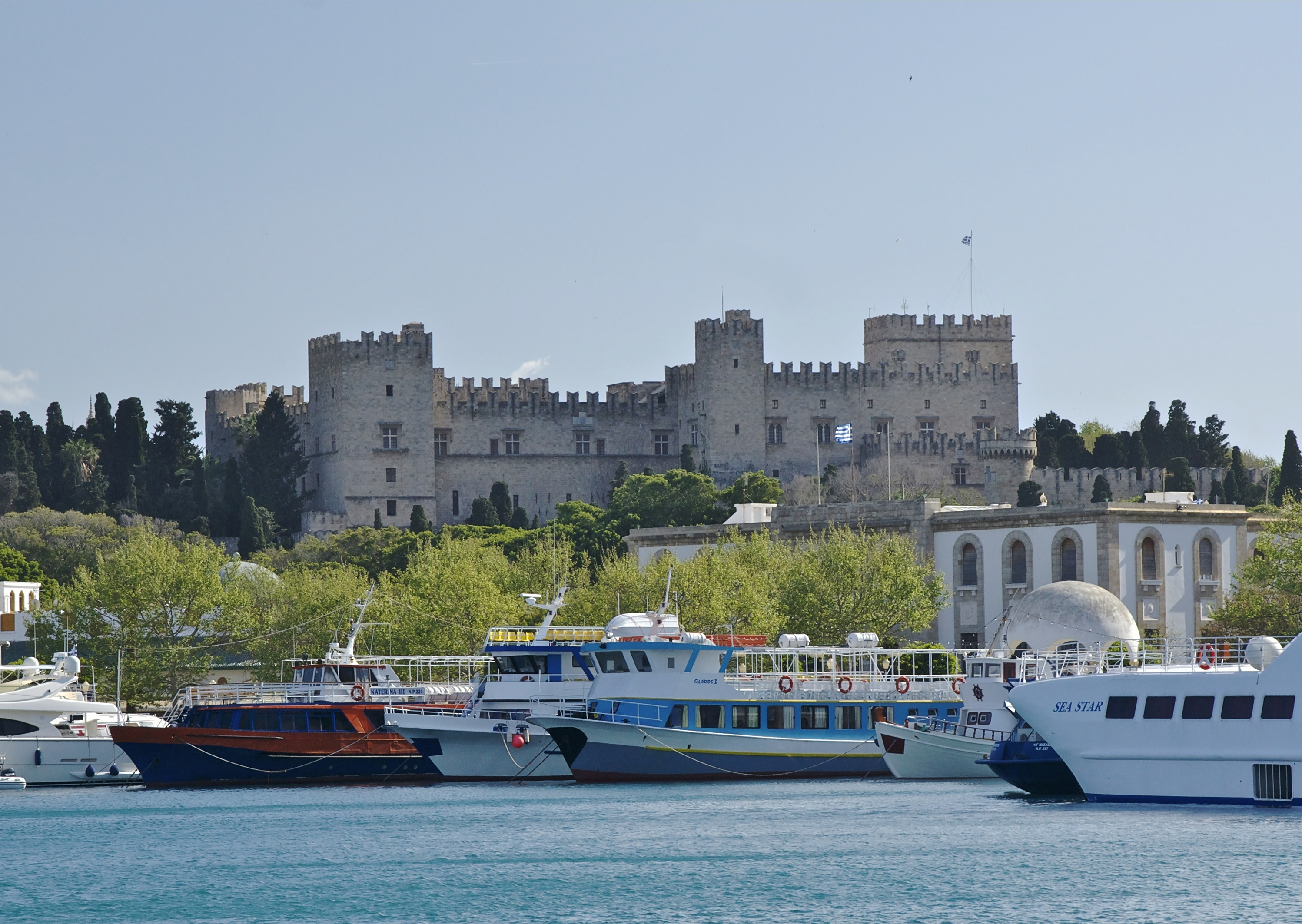
قصر القادة الكِبار في مدينة رُودس؛ والتي بنيت على يد فرسان الإسبتارية.
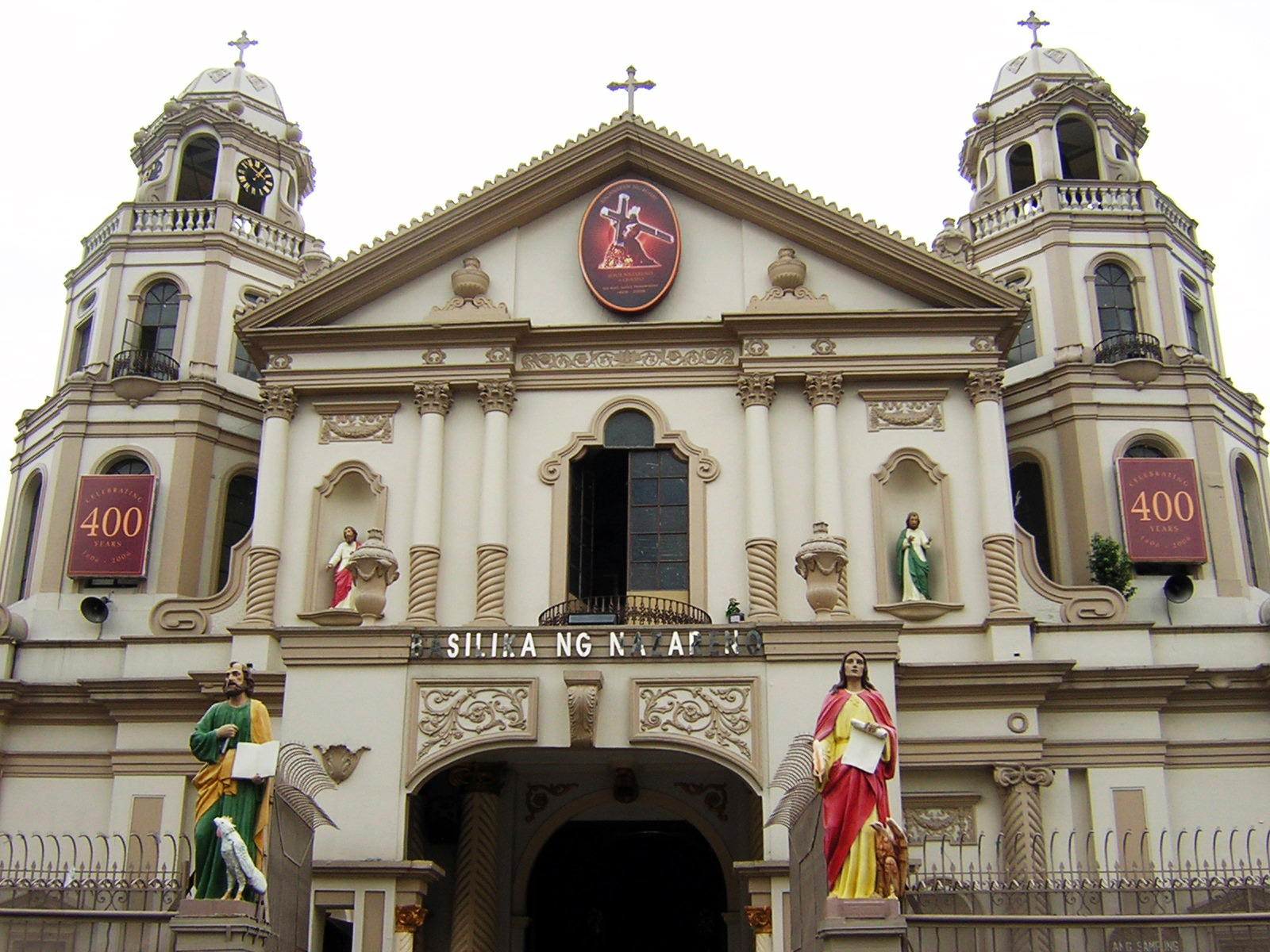
بازيليكا الناصري الأسود في مانيلا.
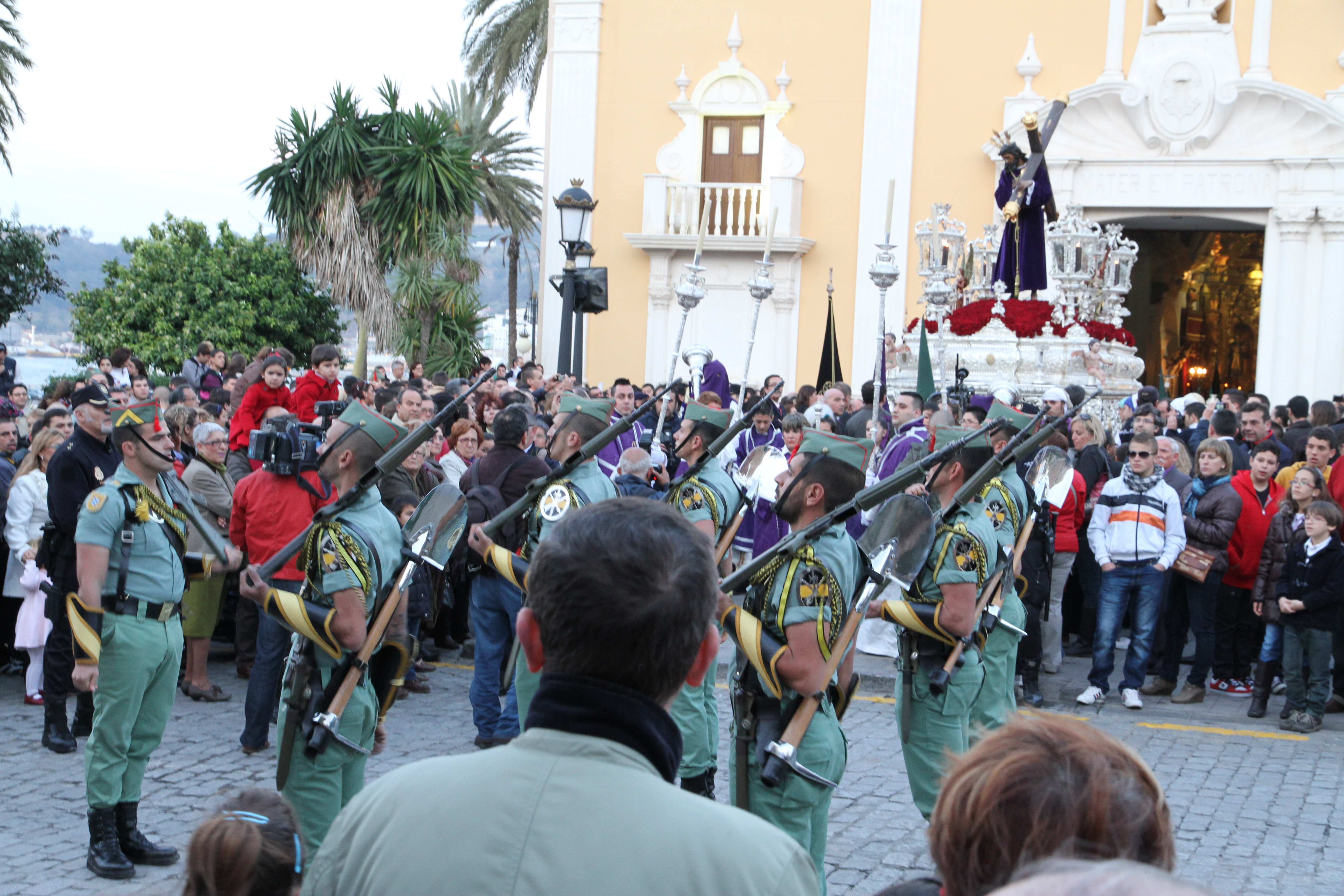
جانب من مسيرة الجمعة الحزينة في سبتة.
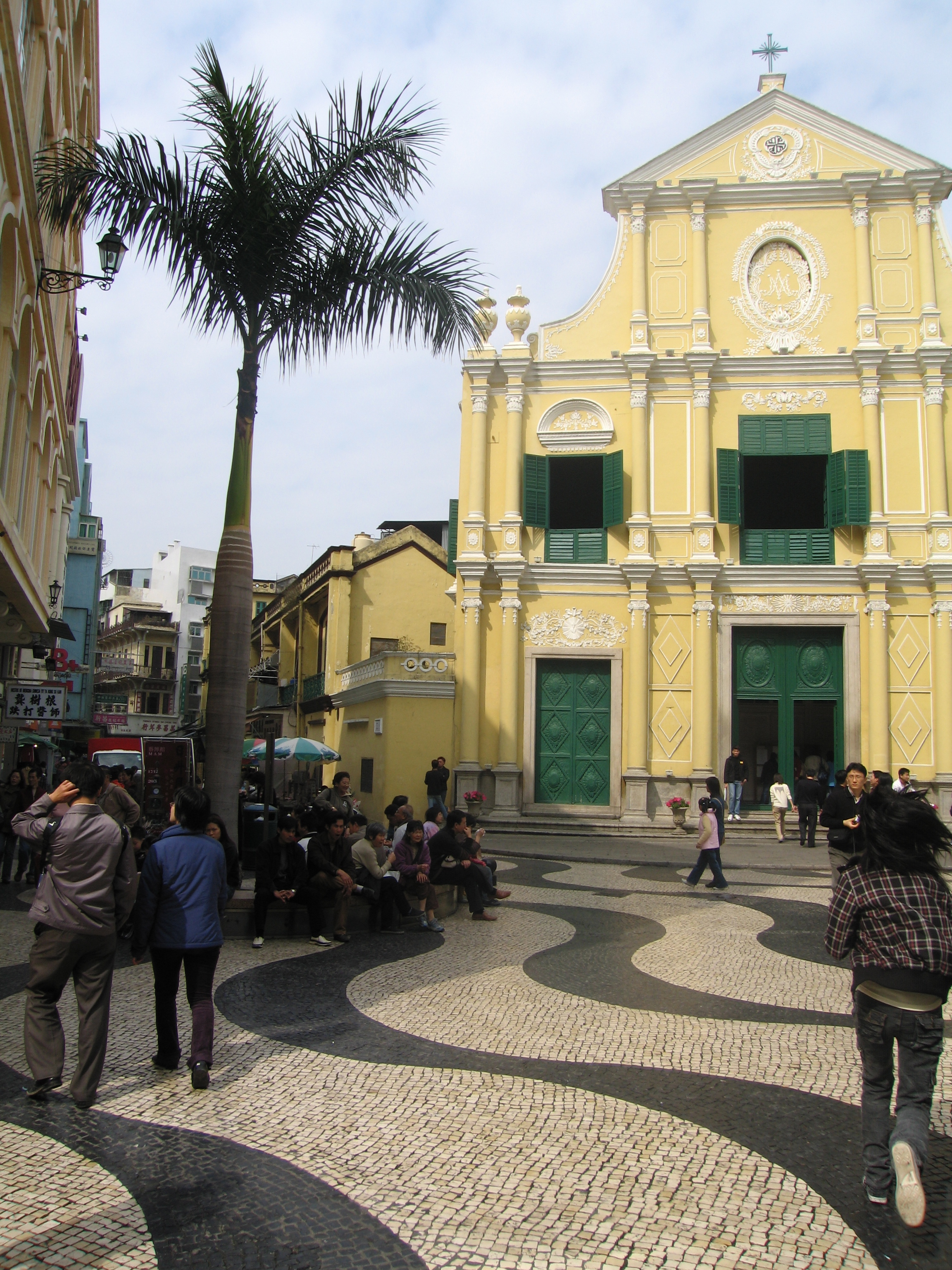
كنيسة القديس دومينيك في  ماكاو، أنشأت الكنيسة على يد الرهبانية الدومينيكانية.
مدينة الناصرة وهي من المدن المسيحيّة المقدسة.
المشفى الطبي لوليو التابع للكنيسة المشيخية في  غانا.المشفى الطبي لوليو التابع للكنيسة المشيخية في  غانا.
طبق الحلوى التقليديّة ليوم البربارة؛ وهو عيد مسيحي يُحتفل فيه بشكل خاص بين المسيحيون في بلاد الشام.
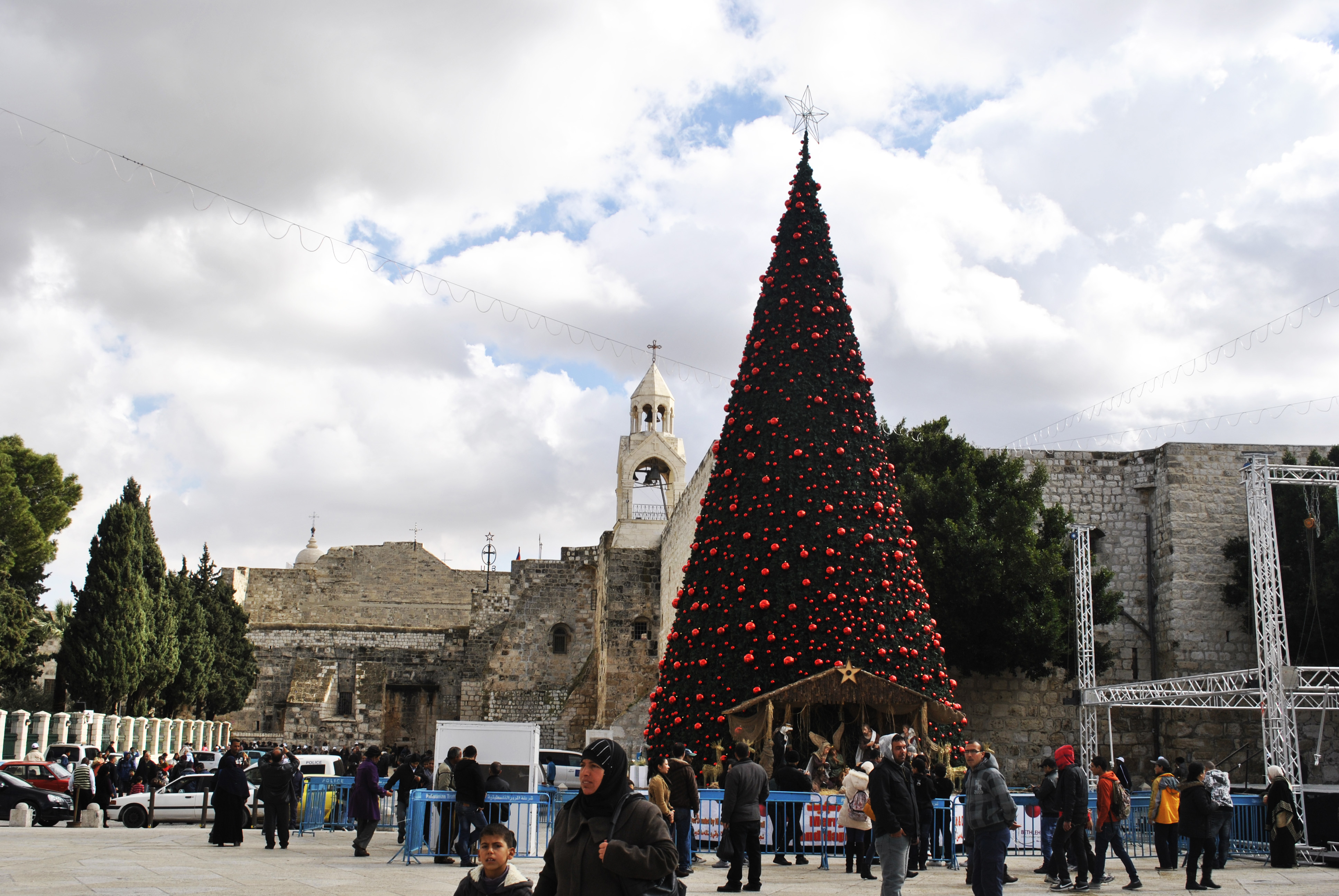
كنيسة المهد هي أول موقع فلسطيني يدرج ضمن قائمة مواقع التراث العالمي.
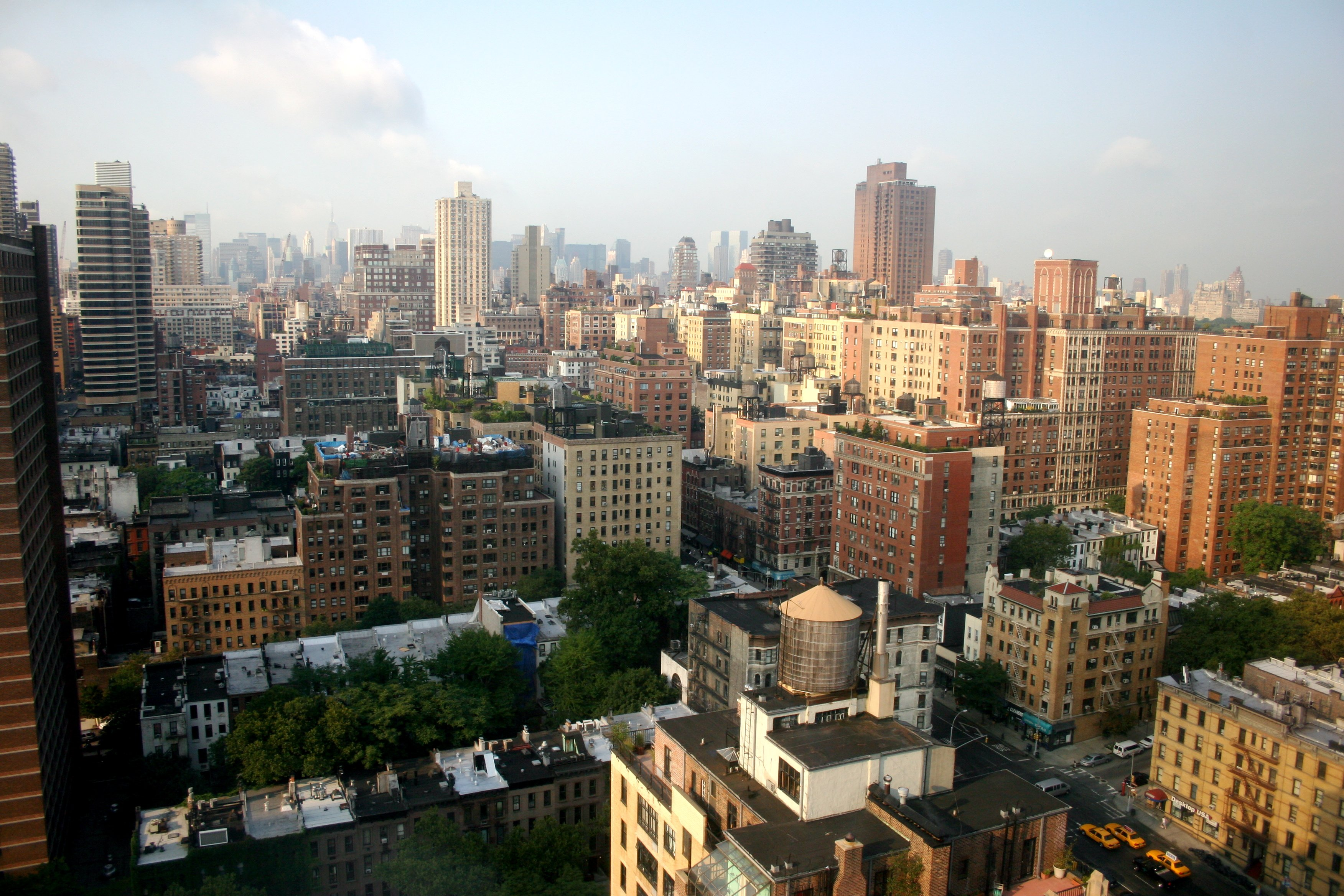
الضاحية الشرقية العليا، في مانهاتن في مدينة نيويورك، وهي من أثري وأرقى الأحياء في المدينة وتعتبر من معاقل الواسب التاريخيَّة.
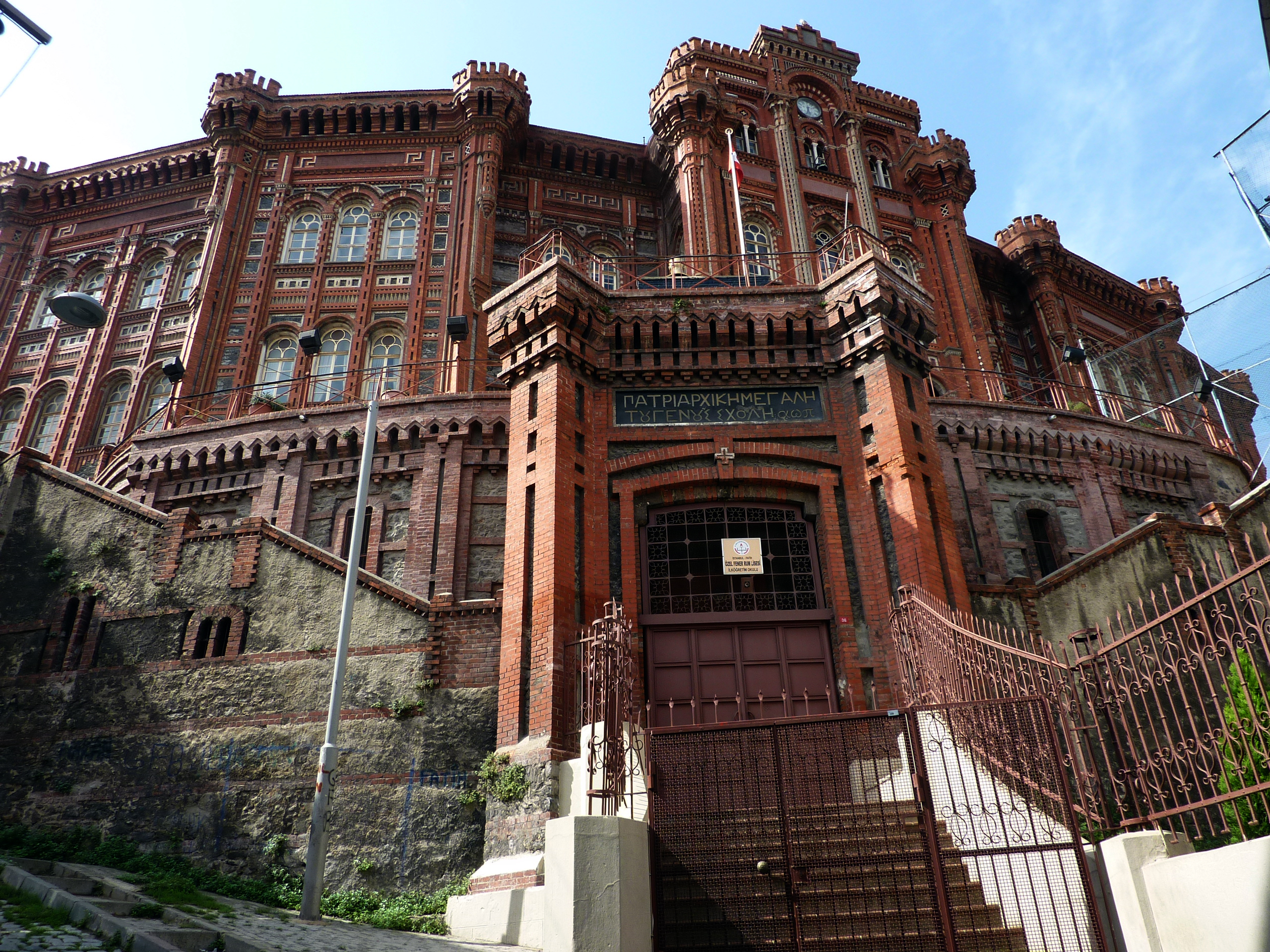
يونان الفنار؛ كان لهم نفوذ سياسي وديني هام في الدولة العثمانية.
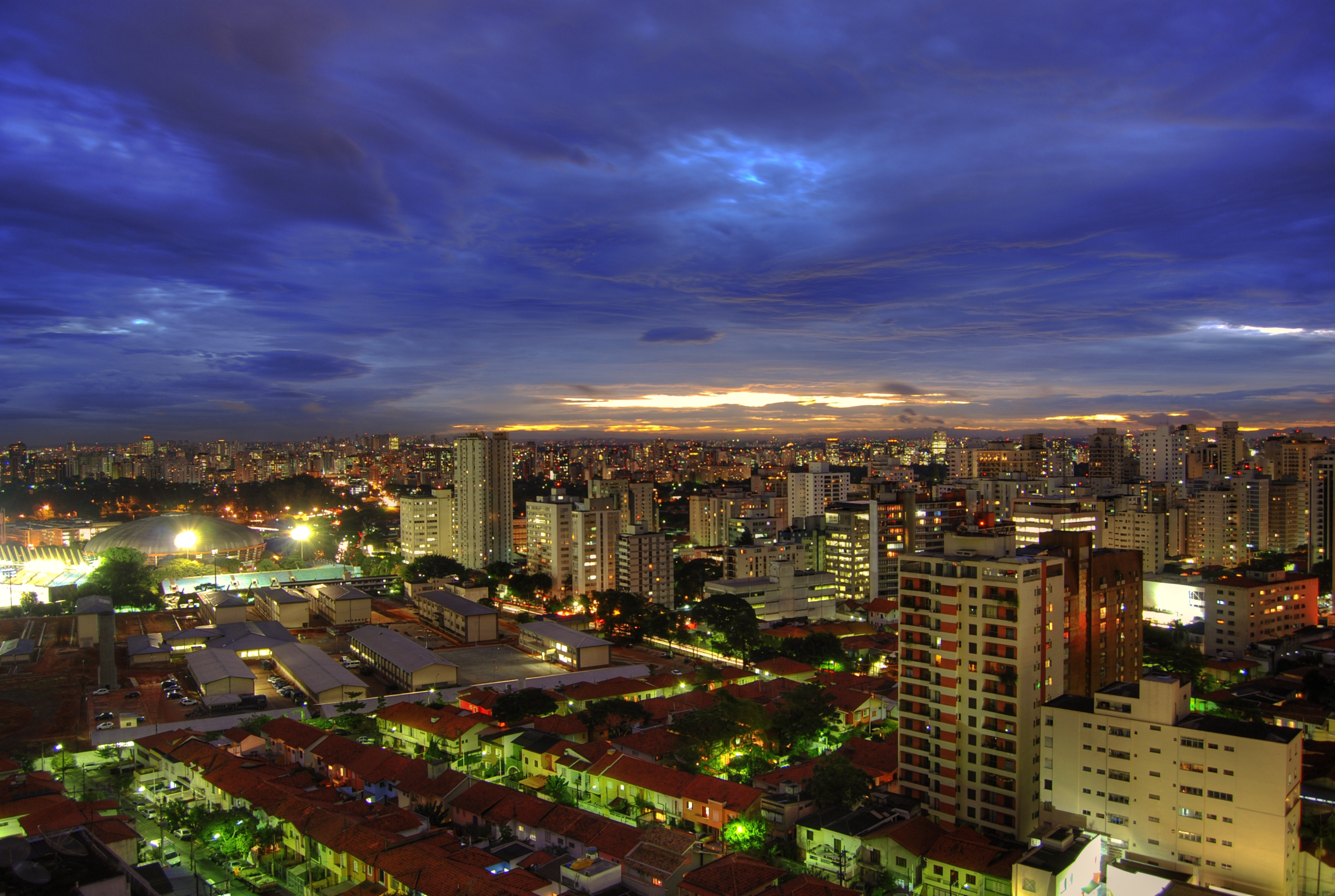
تحوي مدينة ساو باولو في  البرازيل واحدة من أكبر تجمعات الإنجيليين في العالم.
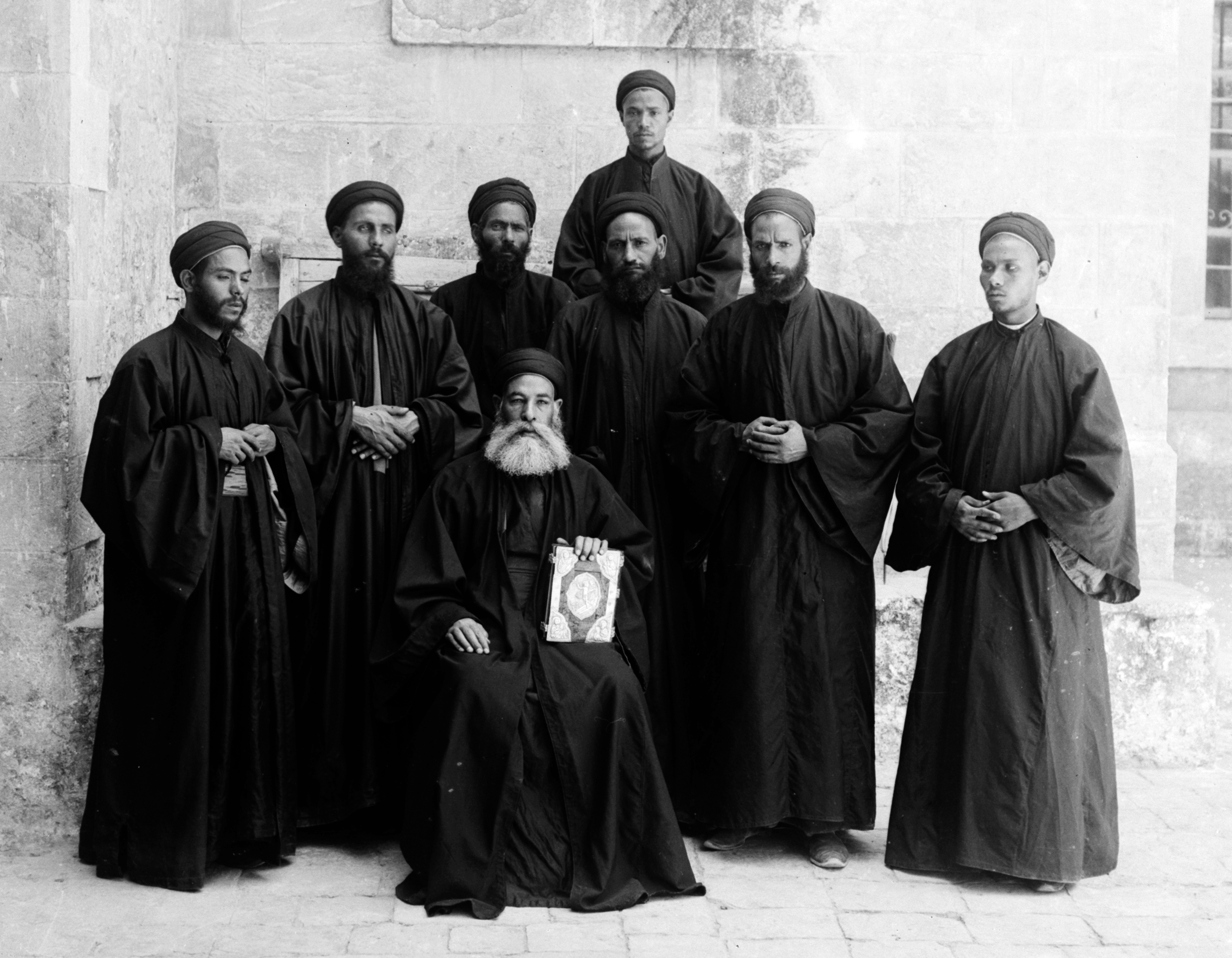
رهبان الأقباط في سيناء،  مصر: تعتبر مصر مهد الرهبانية المسيحية في العالم.
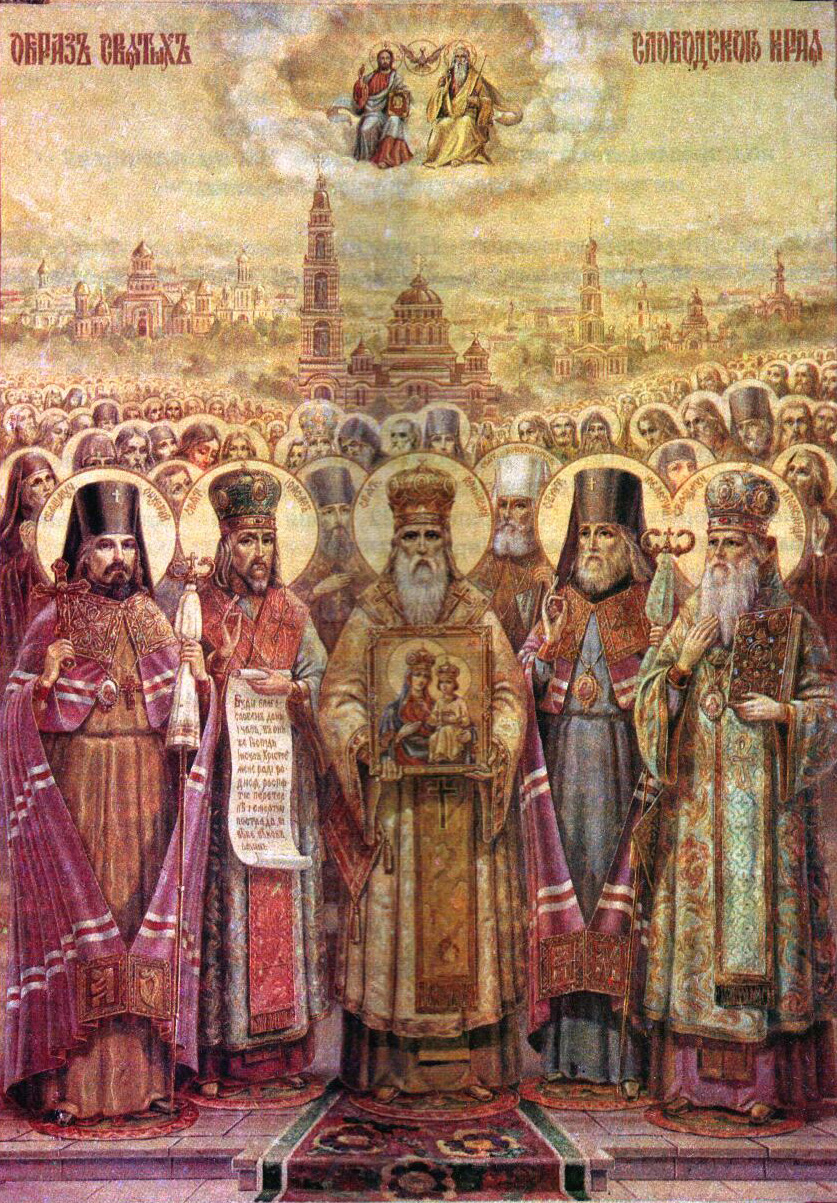
ظهرت العديد من الشخصيات المَسيحيّة الفلكلوريّة في مجموعة متنوعة من القصص الشعبية في العالم الإسلامي منها على سبيل ألف ليلة وليلة.
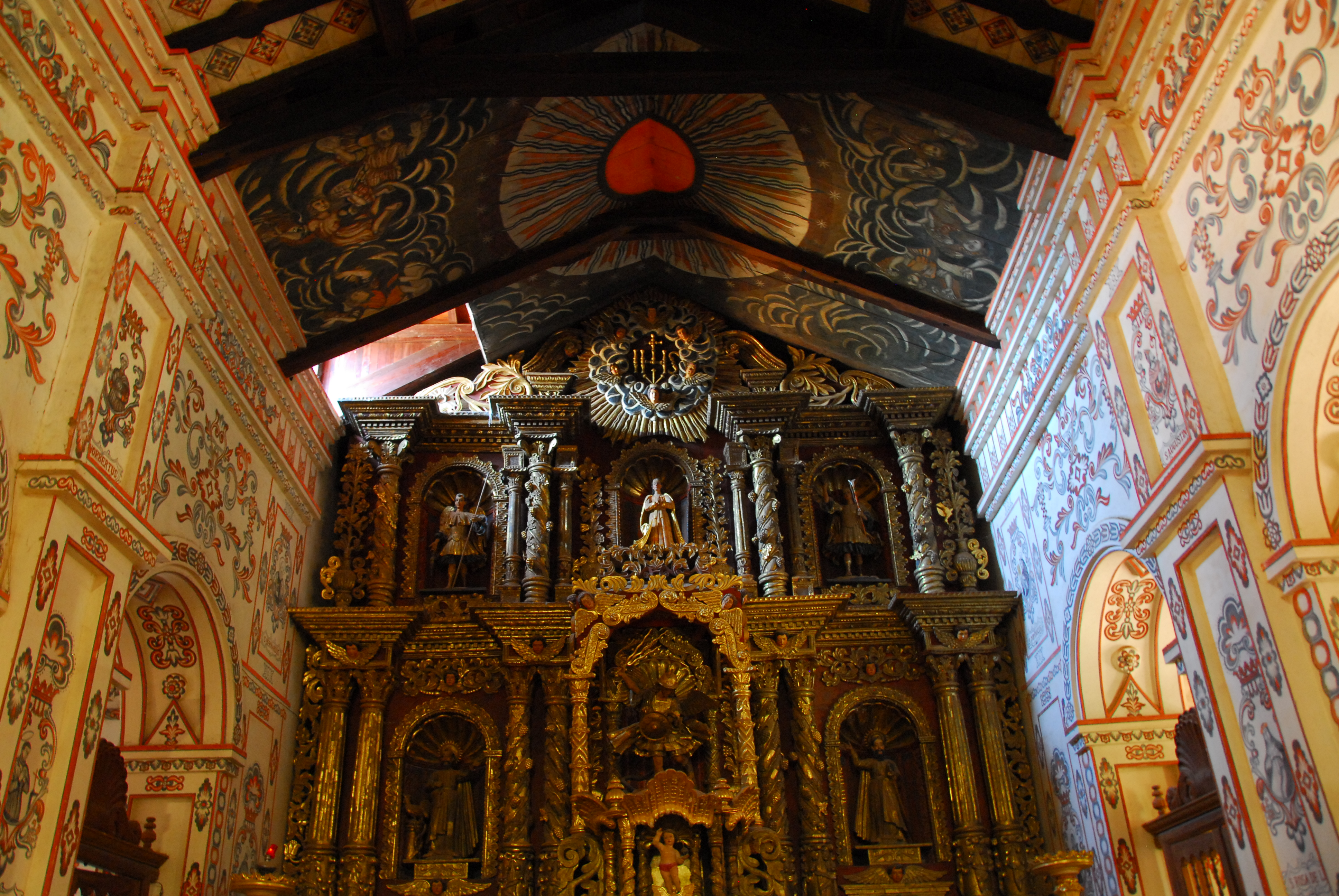
مذبح كنيسة سان ميغيل في رودكسيون اليسوعيون؛  بوليفيا.
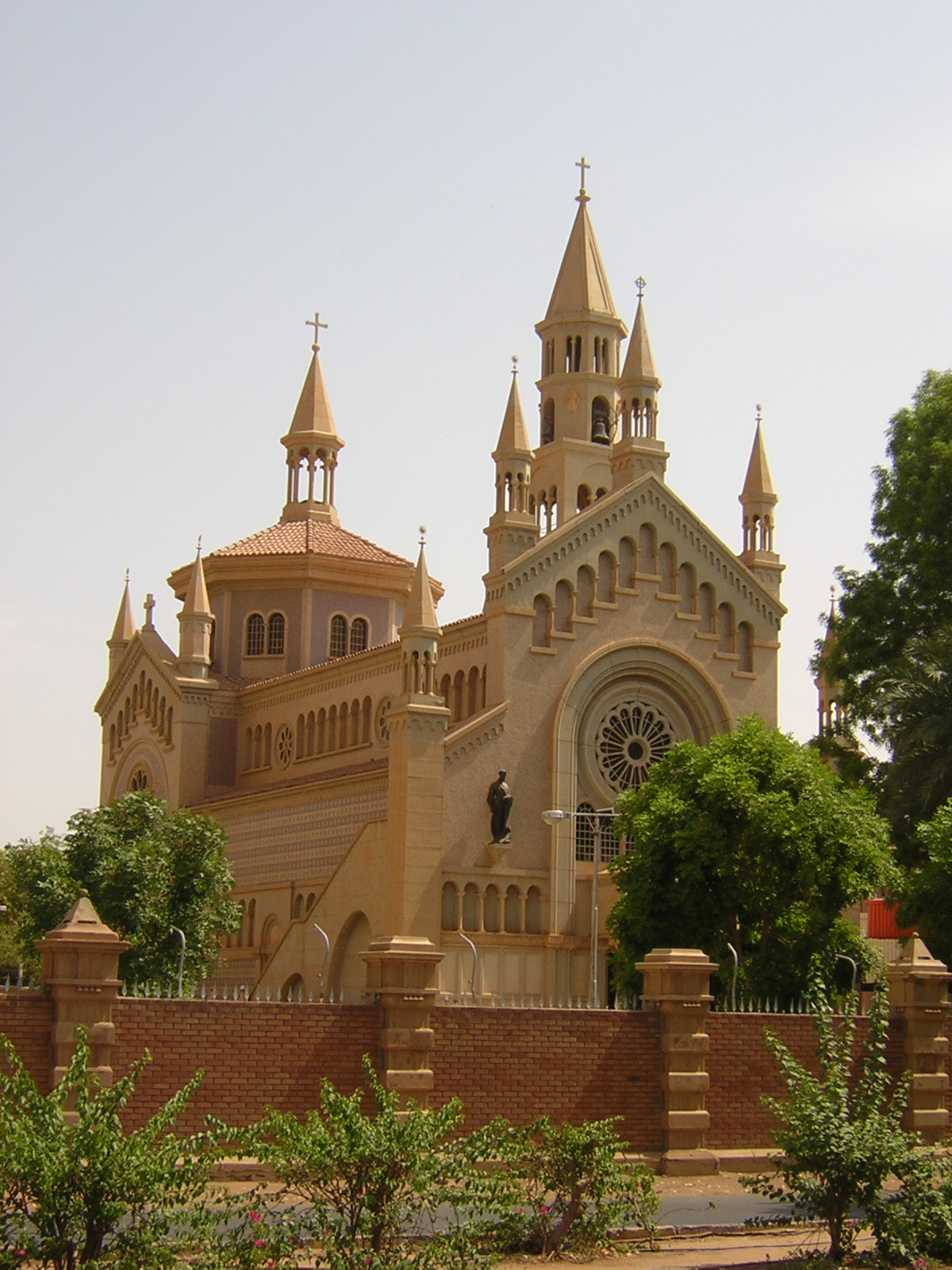
كاتدرائية القديس متى، في الخرطوم؛  السودان.
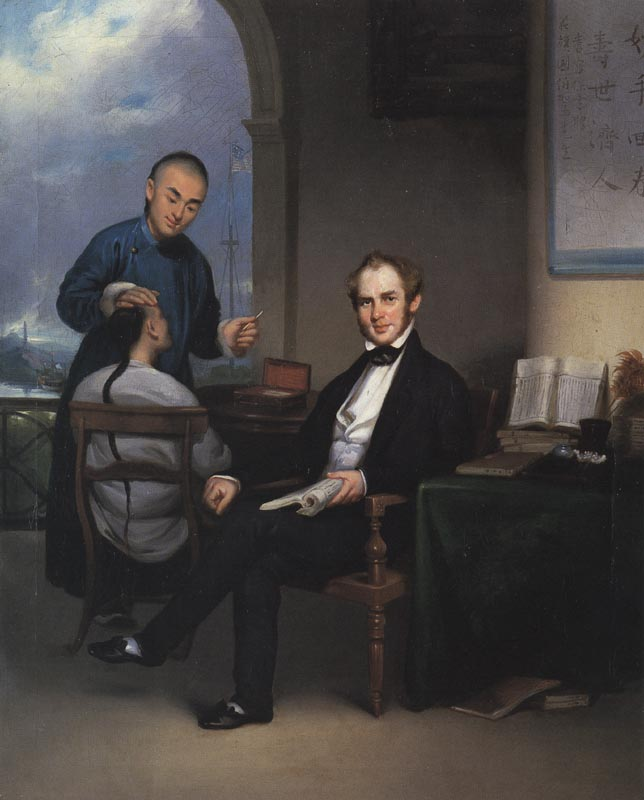
الطبيب والمبشّر بيتر باركر، والذي أدخل التقنيات الطبيّة الحديثة إلى الصين.
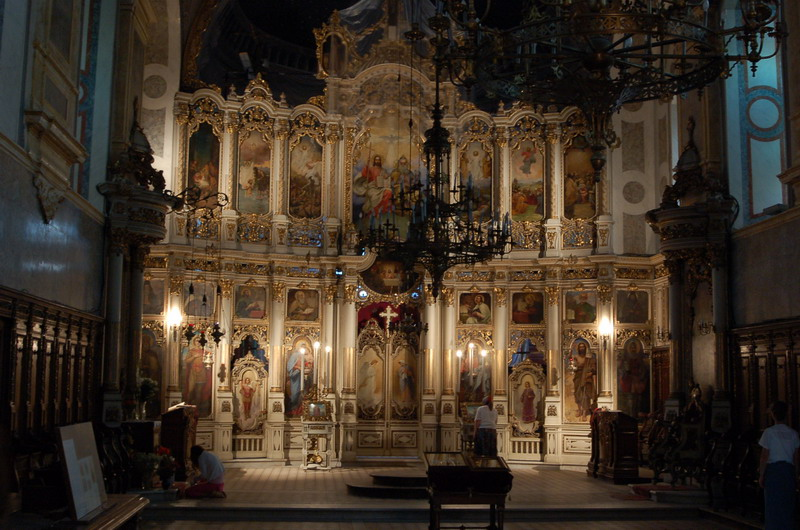
كاتدرائية القديس جريس في نوفي ساد.
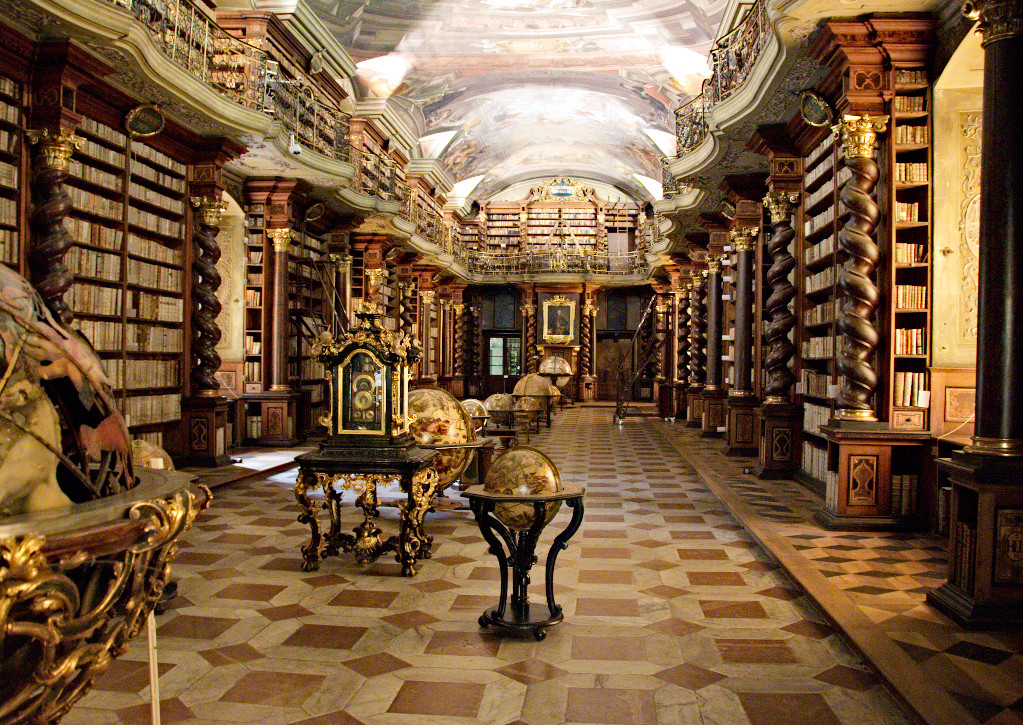
مكتبة دير جامعة كارلوفا في براغ.
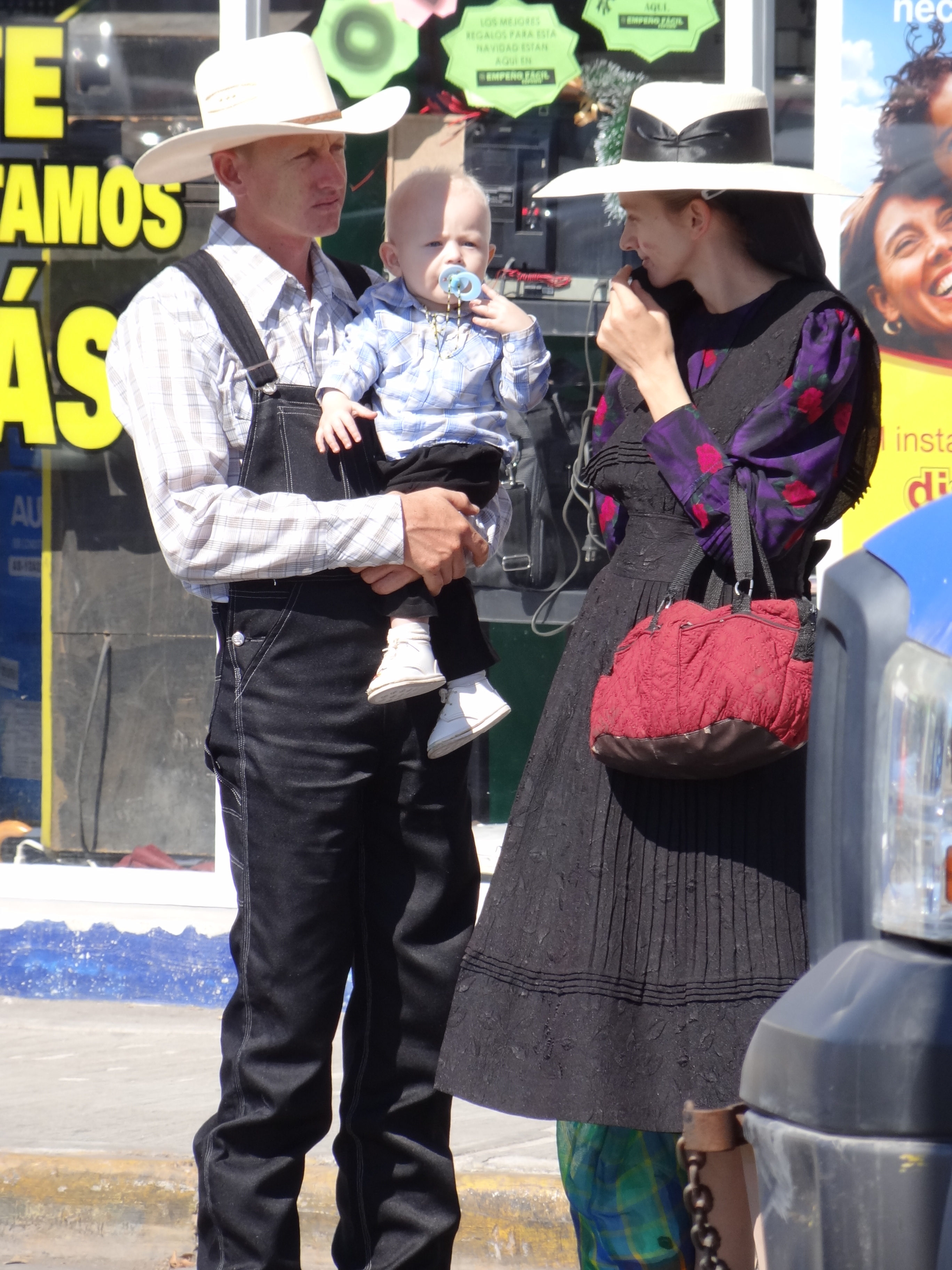
أسرة مينوناتية، تتبع كنائس السلام.
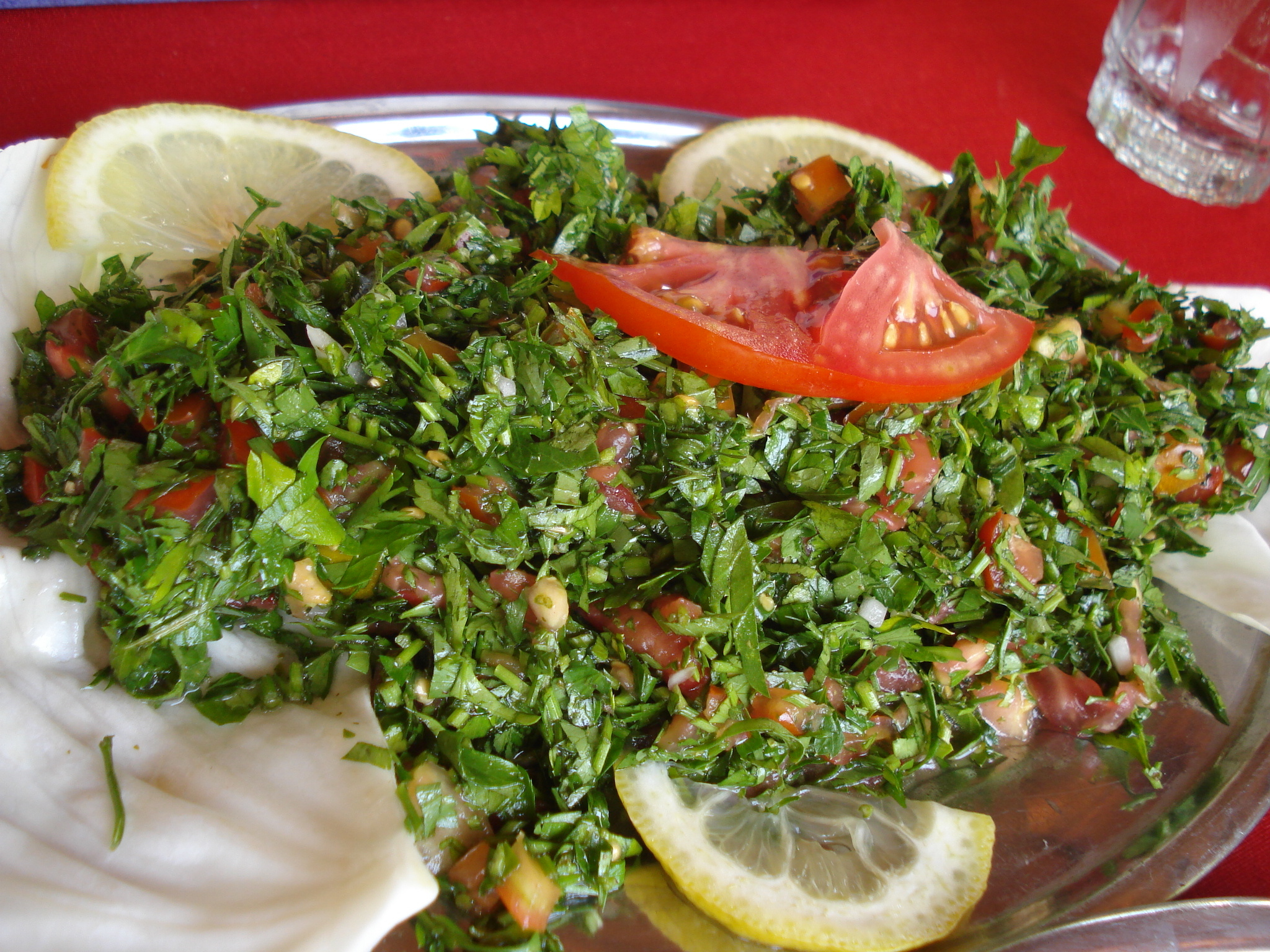
التبولة، وهي من الأطباق المنتشرة بين مسيحيين بلاد الشام خاصًة خلال الصوم الكبير.
- قدّاس صلوات الساعات في الكنيسة اليونانية الأرثوذكسية.
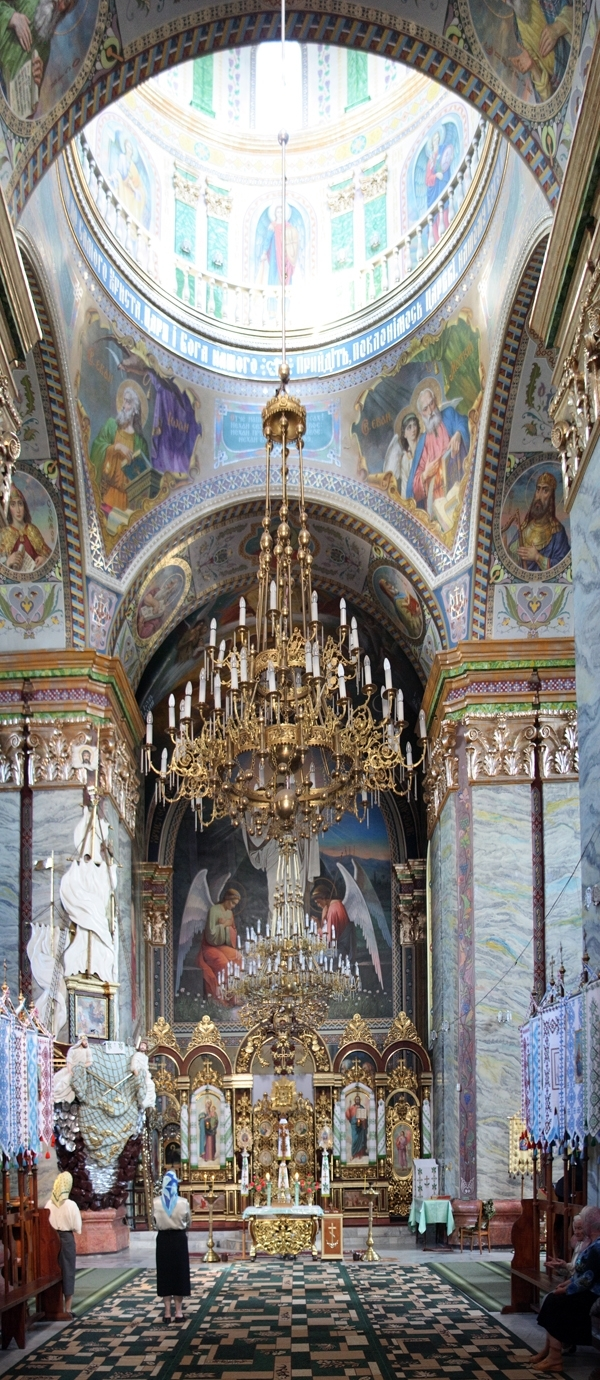
كنيسة أوكرانية كاثوليكية في كييف،  أوكرانيا.
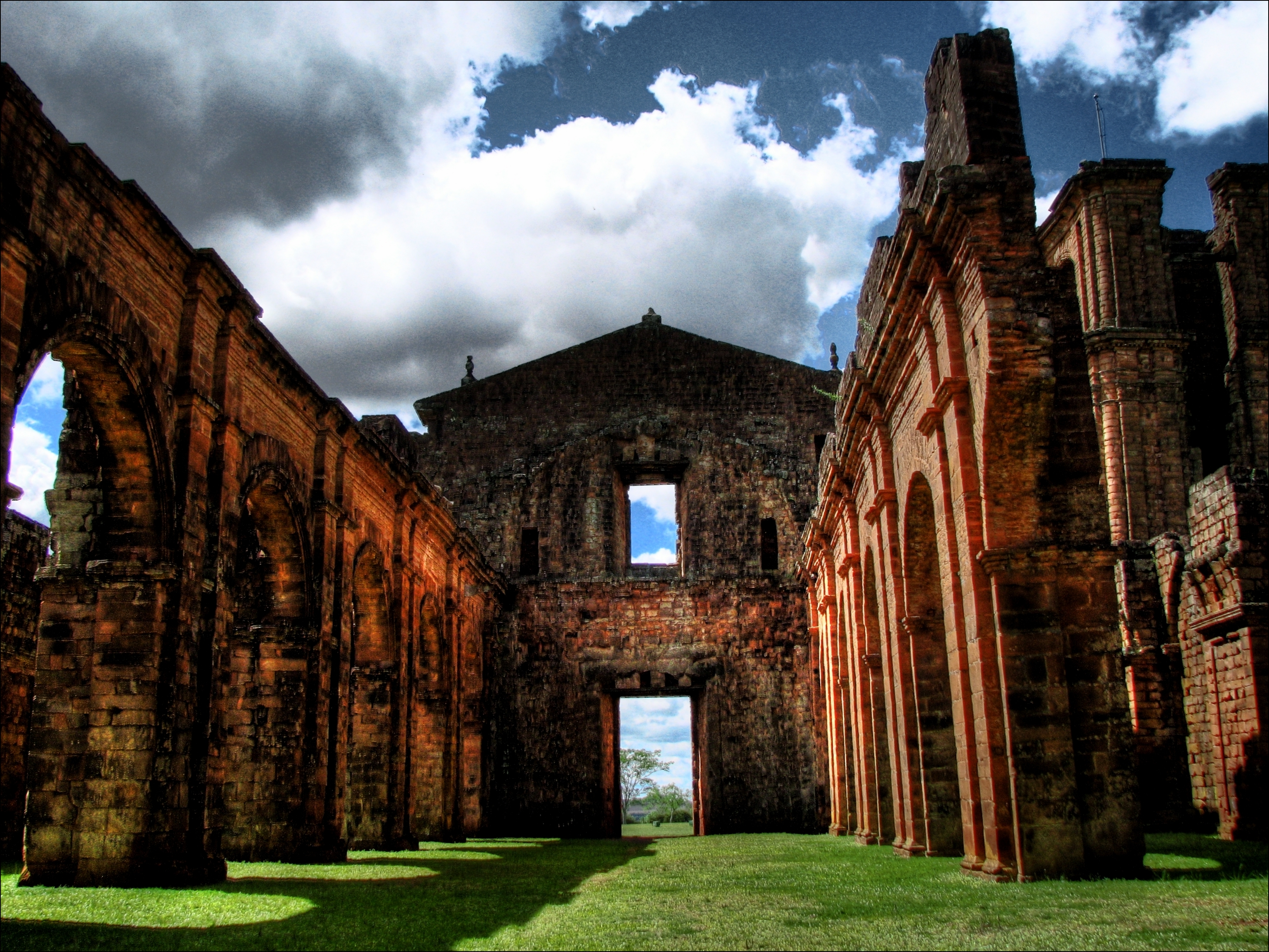
رودكسيون اليسوعيون؛  باراغواي.
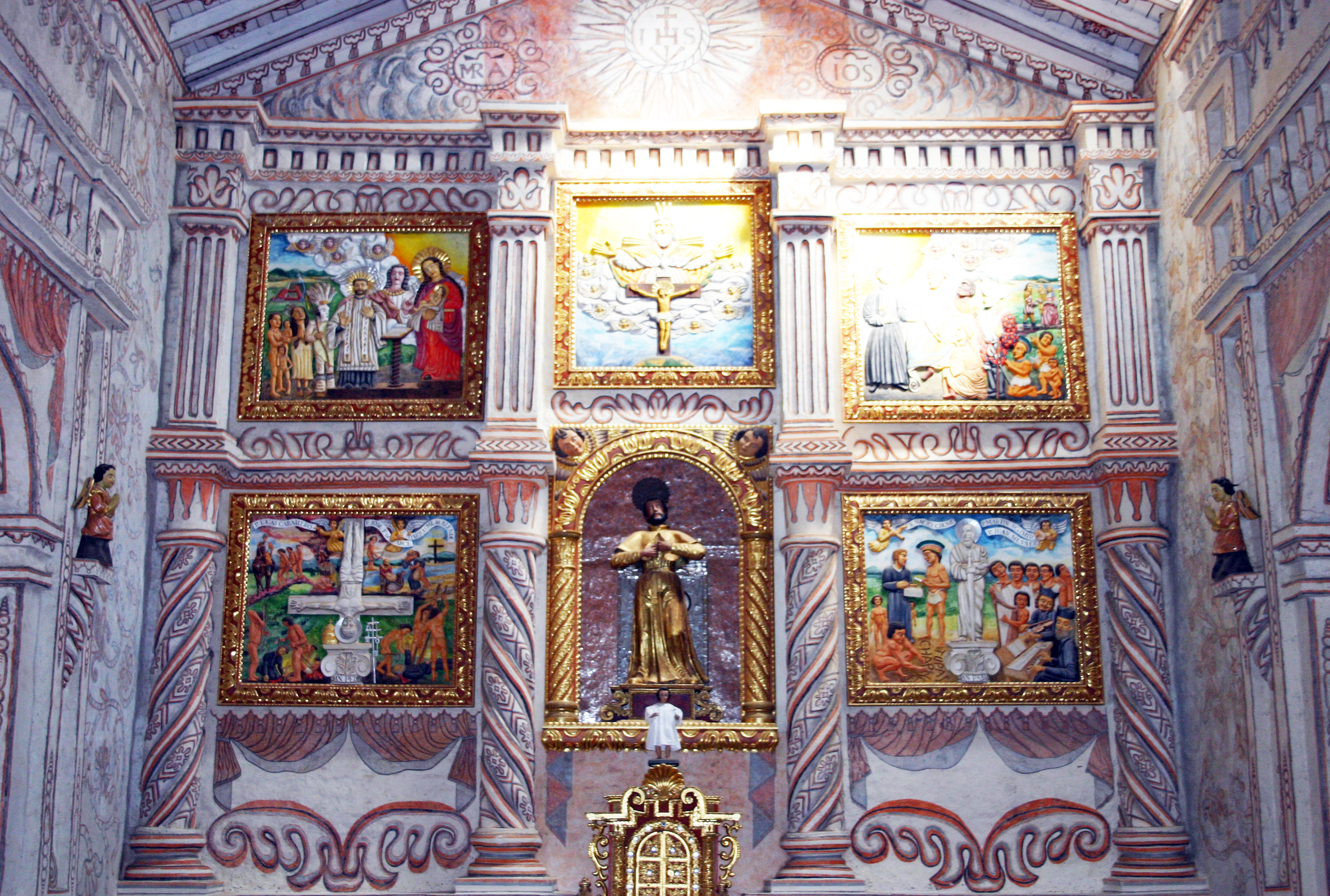
مذبح كنيسة القديس خافيير في  بوليفيا؛ تَدمج الكنيسة حضارة السكان الأصليين في أمريكا الجنوبية.
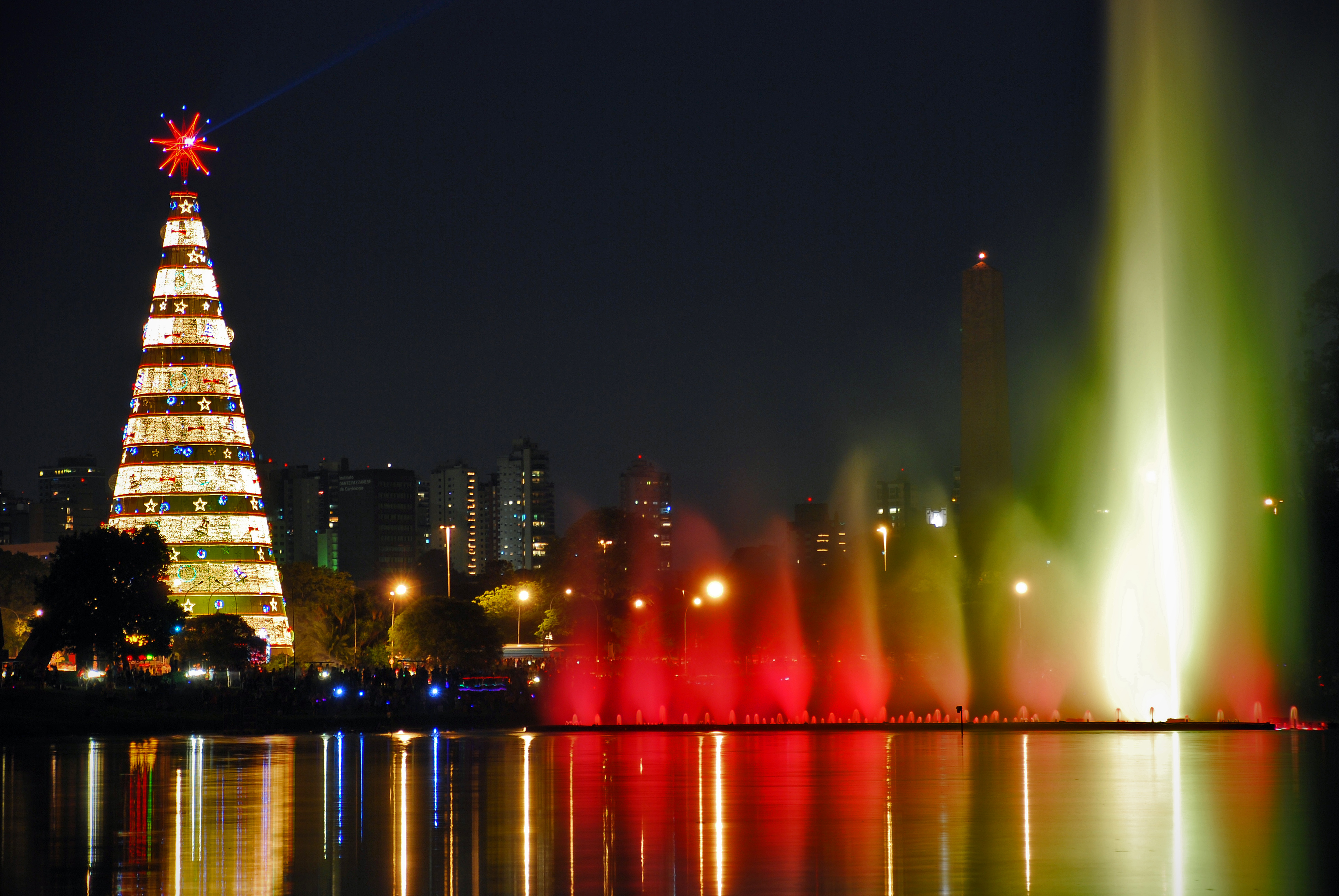
جانب من احتفالات الميلاد وزينته في جزيرة إيبيزا.
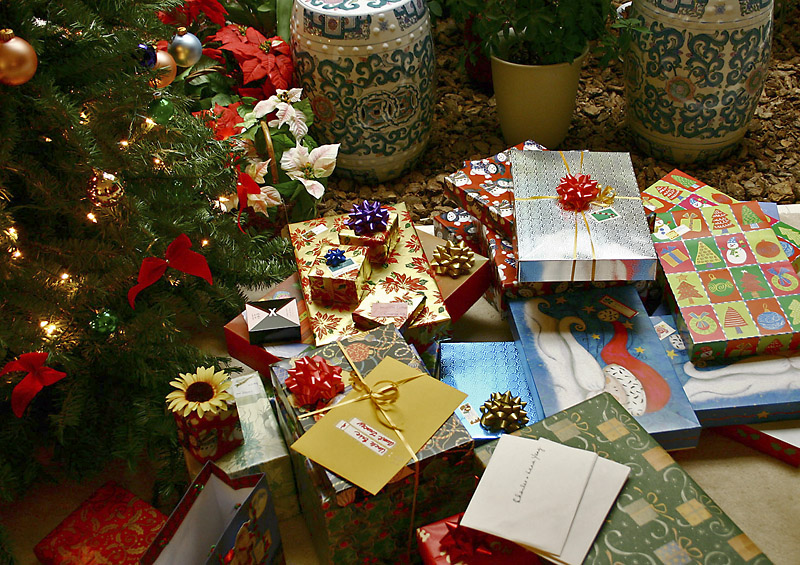
هدايا عيد الميلاد: تُعتبر الهدايا من تقاليد عيد الميلاد.
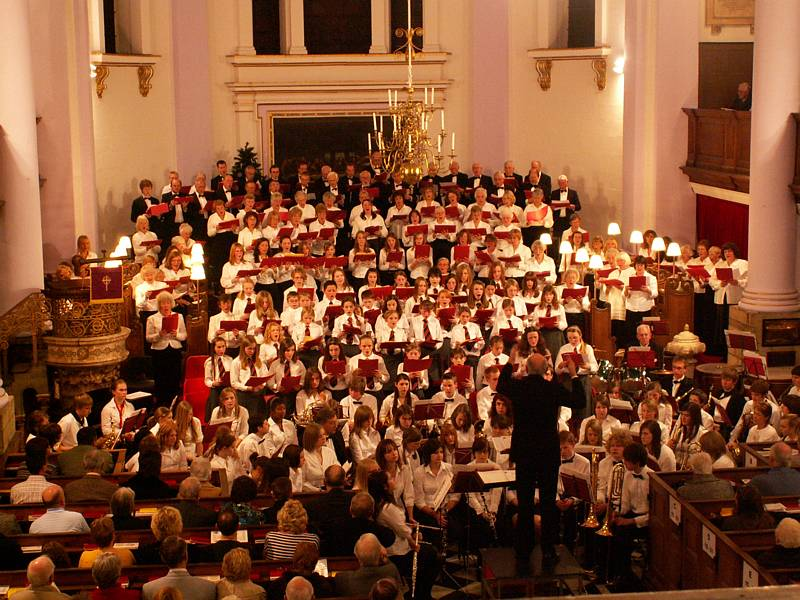
جوقة الميلاد في مدرسة الملكة إليزابيث الثانية في بريطانيا.
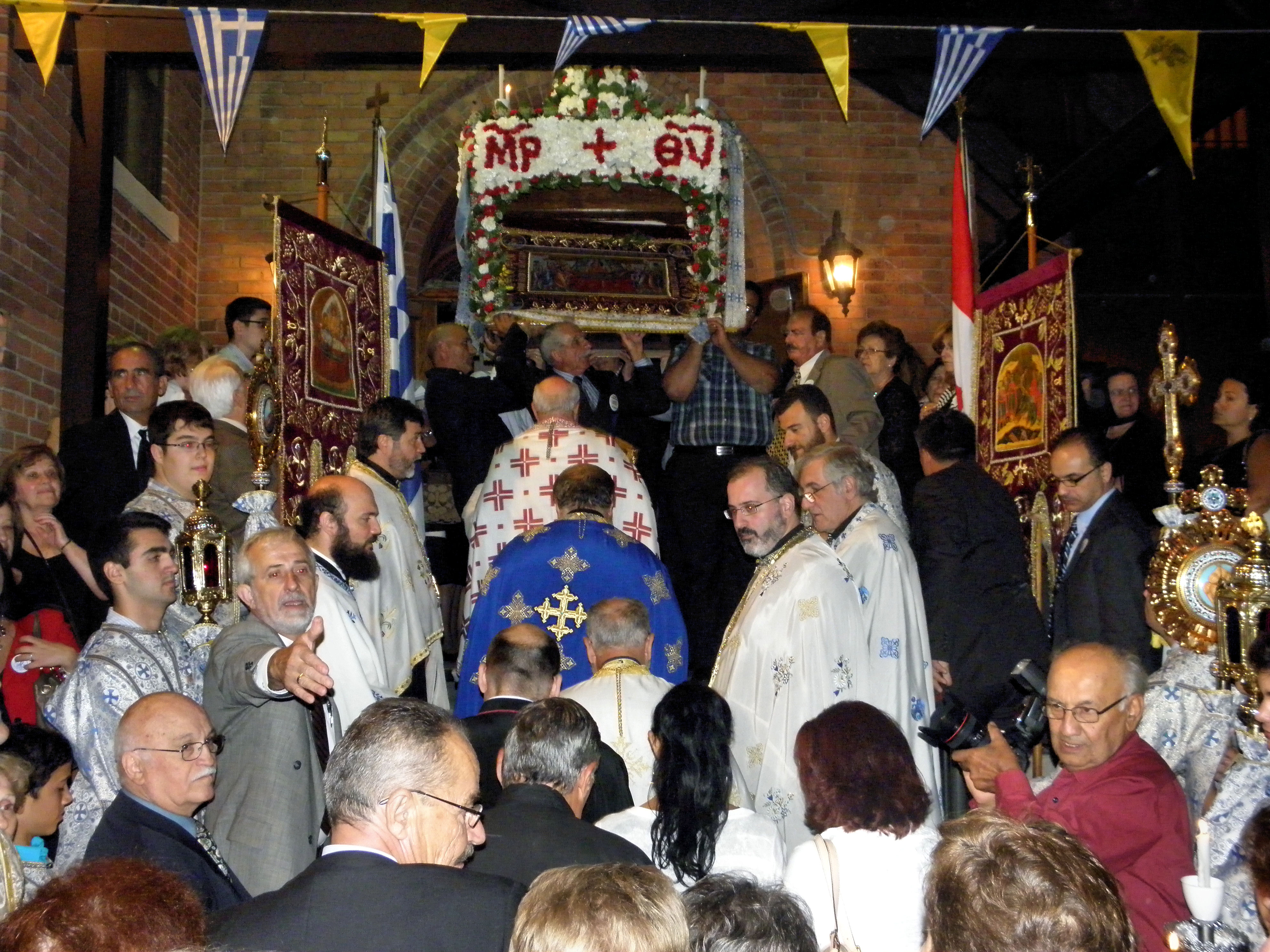
صلوات سبت النور في  اليونان.
قصر السكاكيني والذي يعود لأسرة السكاكيني من شوام مصر؛ الذين لعبوا دورًا طليعيًا في تحديث المجتمع وعصرنته.
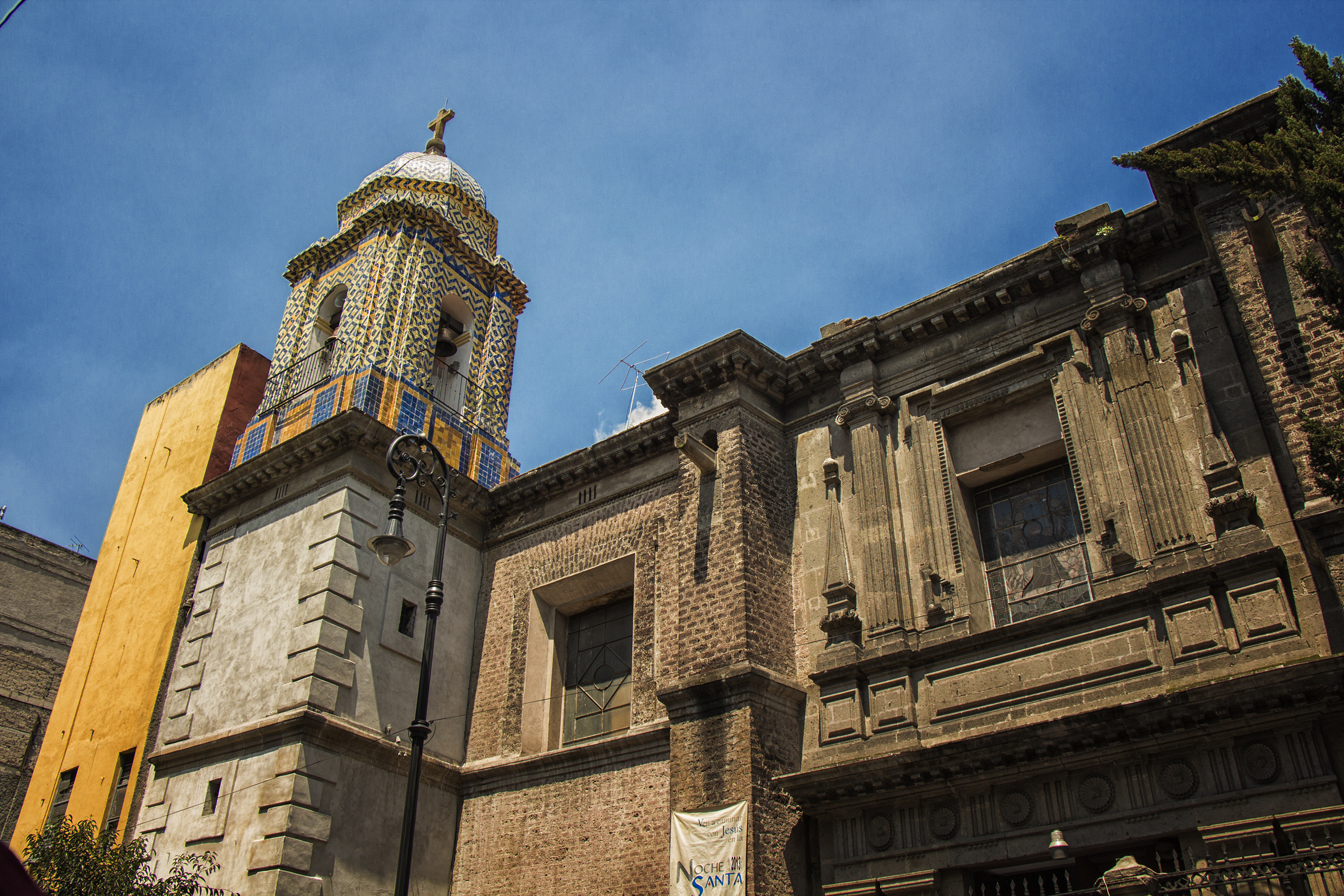
الكاتدرائية المارونيّة في  المكسيك؛ سطح نجم المسيحيين الشرقيين في المهجر في السياسة والاقتصاد والثقافة.
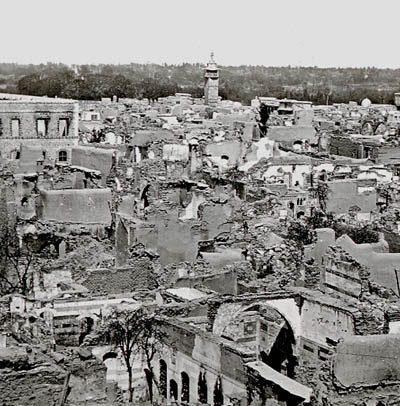
ربع النصارى في دمشق بعد مجازر 1860، عانى المسيحيون من الاضطهاد الدينى، في عصور مختلفة تاريخيًا وحاليًا على حد سواء.
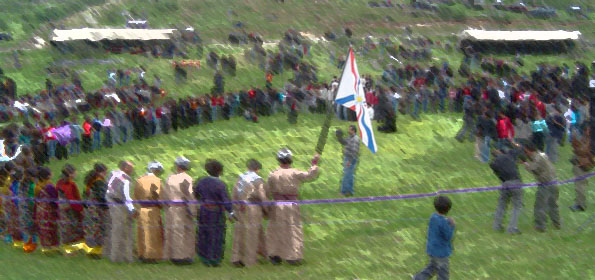
دبكة سريانية آشوريّة عراقية تقليديَّة في بغداد؛ تاريخيًا لعب مسيحيون العراق خاصًة دور مهم في الترجمة والعلوم والطب خلال فترة الدولة العباسية.
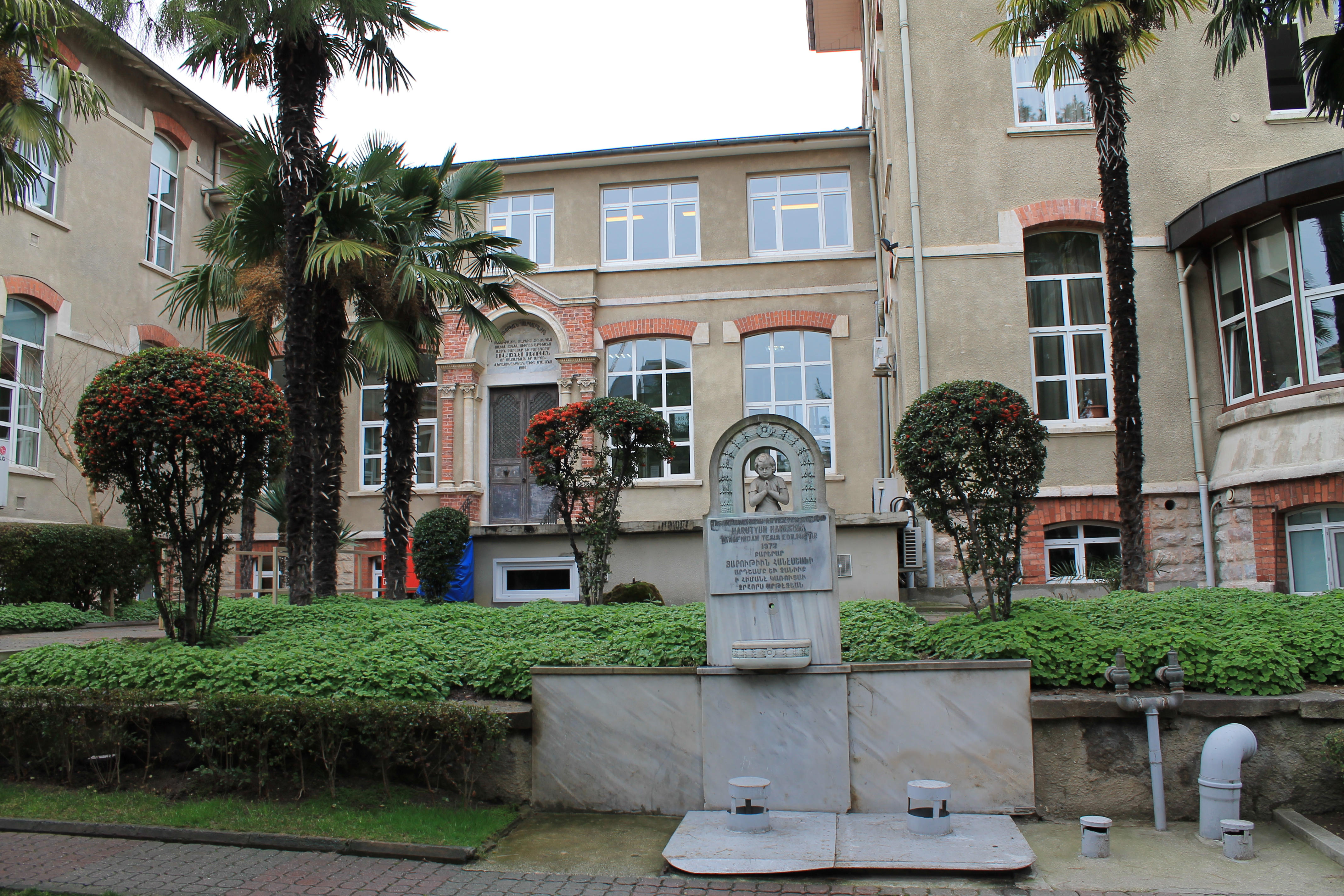
المشفى الأرمني في إسطنبول، أصبح الأرمن المسيحيين النُخبة التجاريّة والثقافيّة في المجتمع التركي العثماني والإيراني الصفوي.
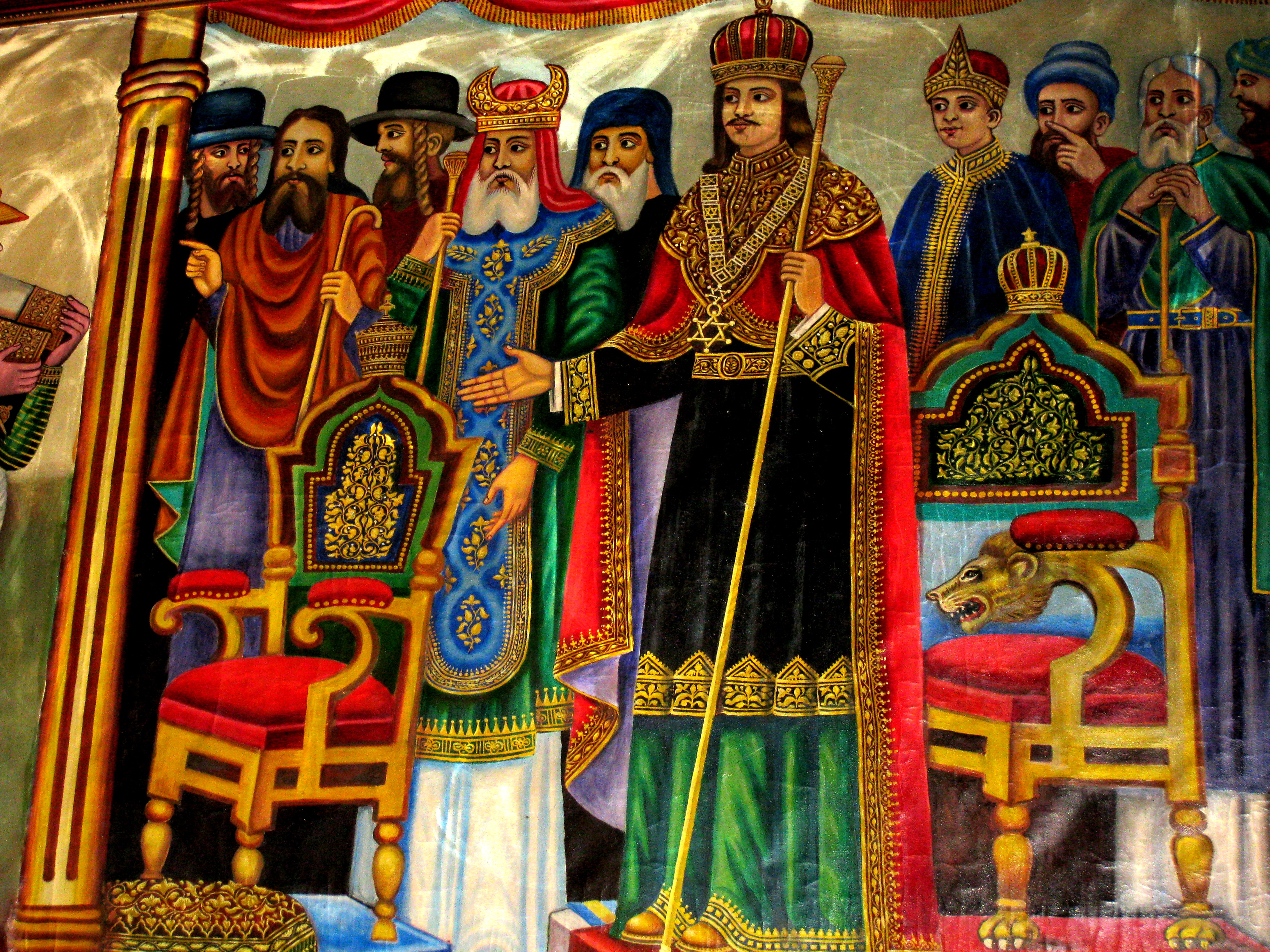
طورّت كنيسة التوحيد الأرثوذكسية الإثيوبية ثقافة مسيحيّة ذات منفردة وذات خصائص متميزة.
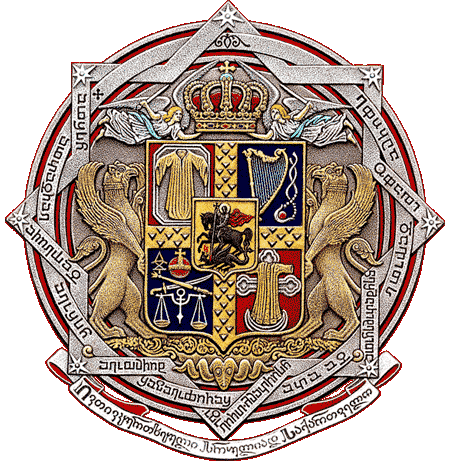
تعتبر أسرة بجرتيوني من  جورجيا؛ أقدم أسرة مسيحية مالكة في العالم.
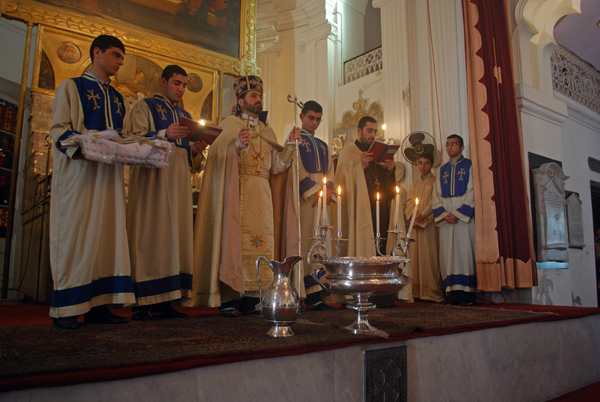
كهنة وشمامسة أرمن بلابسهم الديني؛ تعد أرمينيا أول بلد اعتمد المسيحية كدين للدولة.
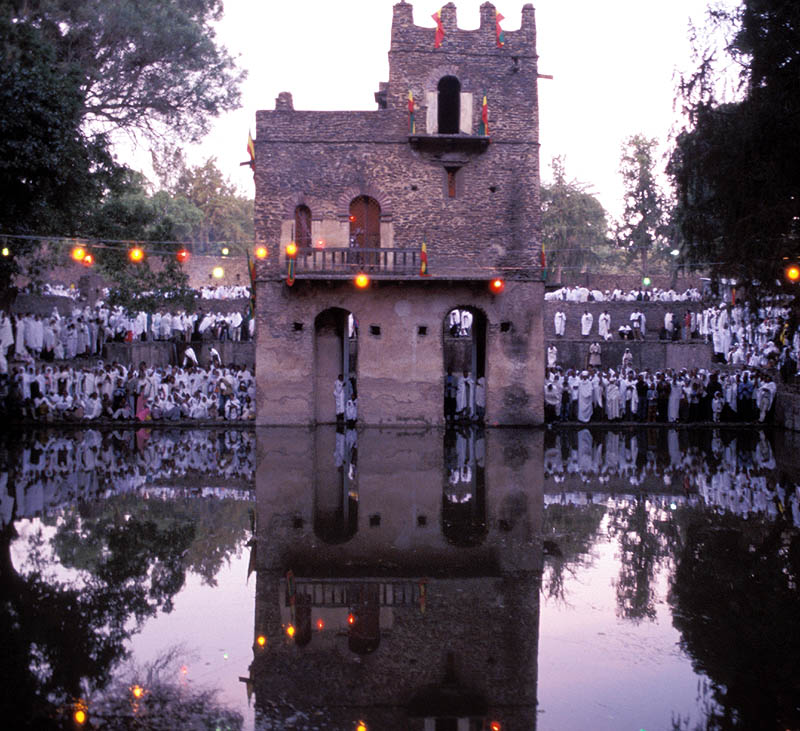
إحتفالات عيد الغطاس بين أتباع كنيسة التوحيد الأرثوذكسية الإثيوبية.
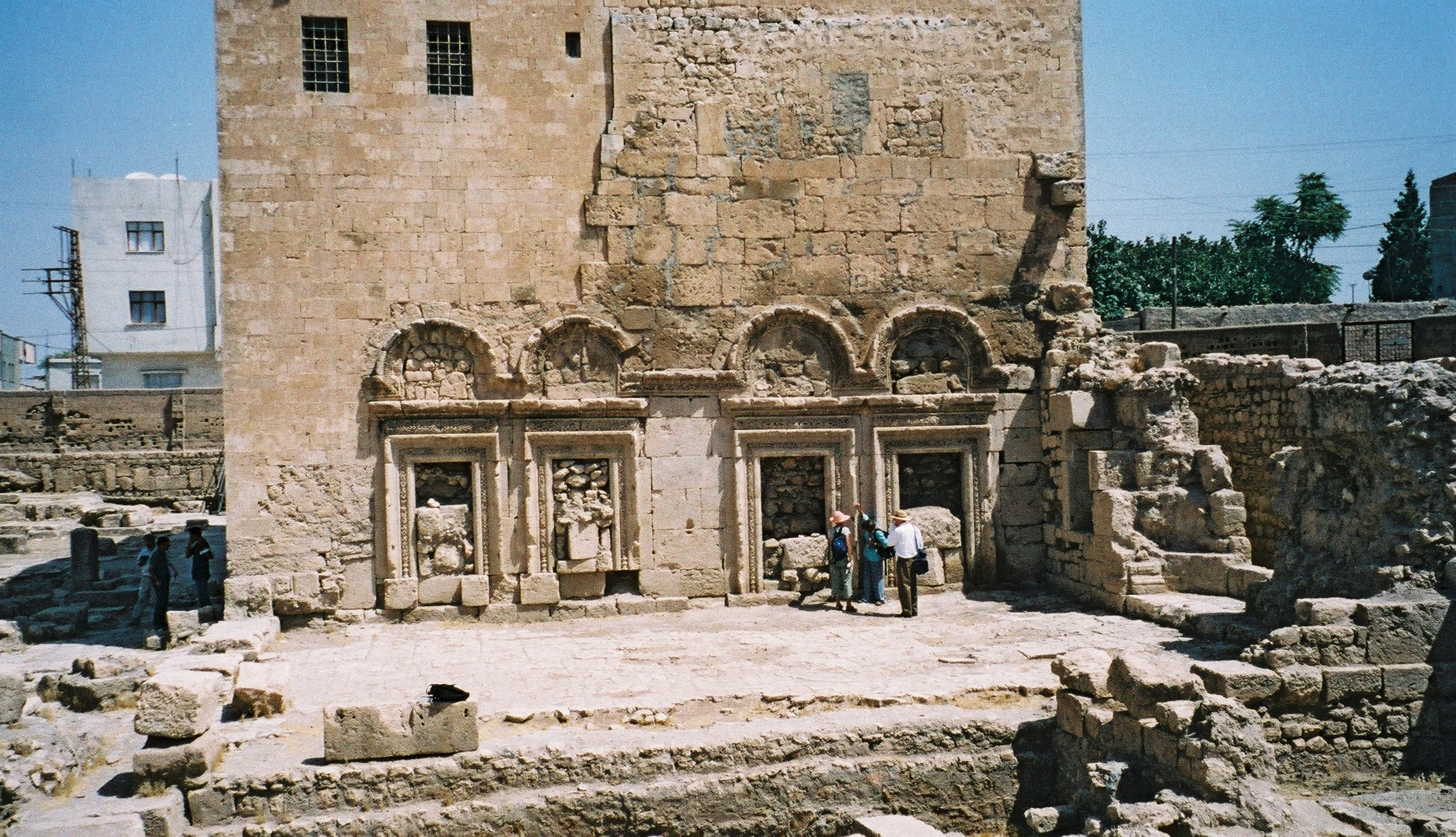
أنقاض كنيسة مار يعقوب في نصيبين، كانت نصيبين ومدرستها المنارة الفكرية والعلميّة لكنيسة المشرق.
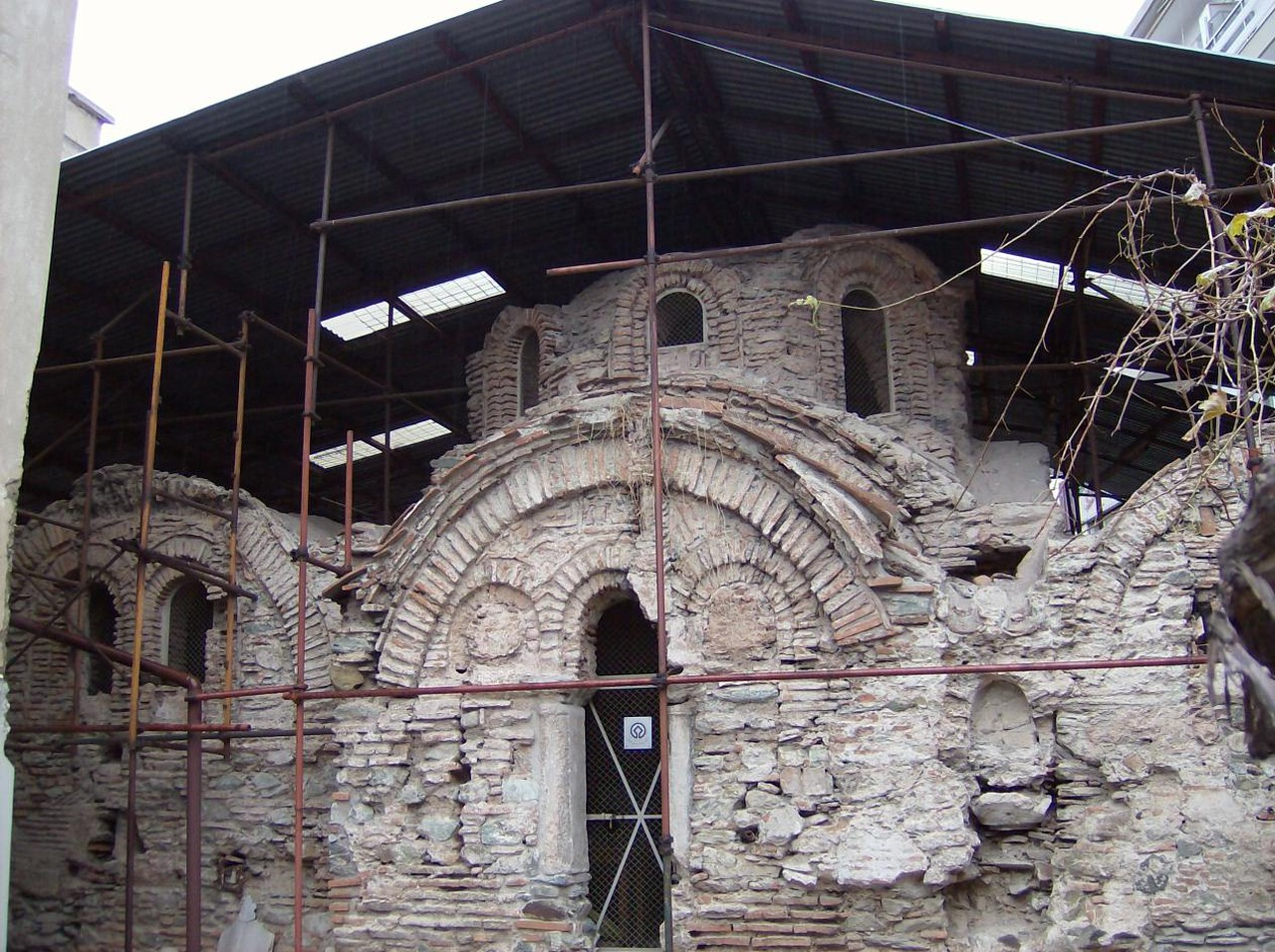
حمامات سالونيك البيزنطيَّة، في  اليونان؛ أخذت نظافة البدن ركنًا هامًا في الحضارة الأرثوذكسية.
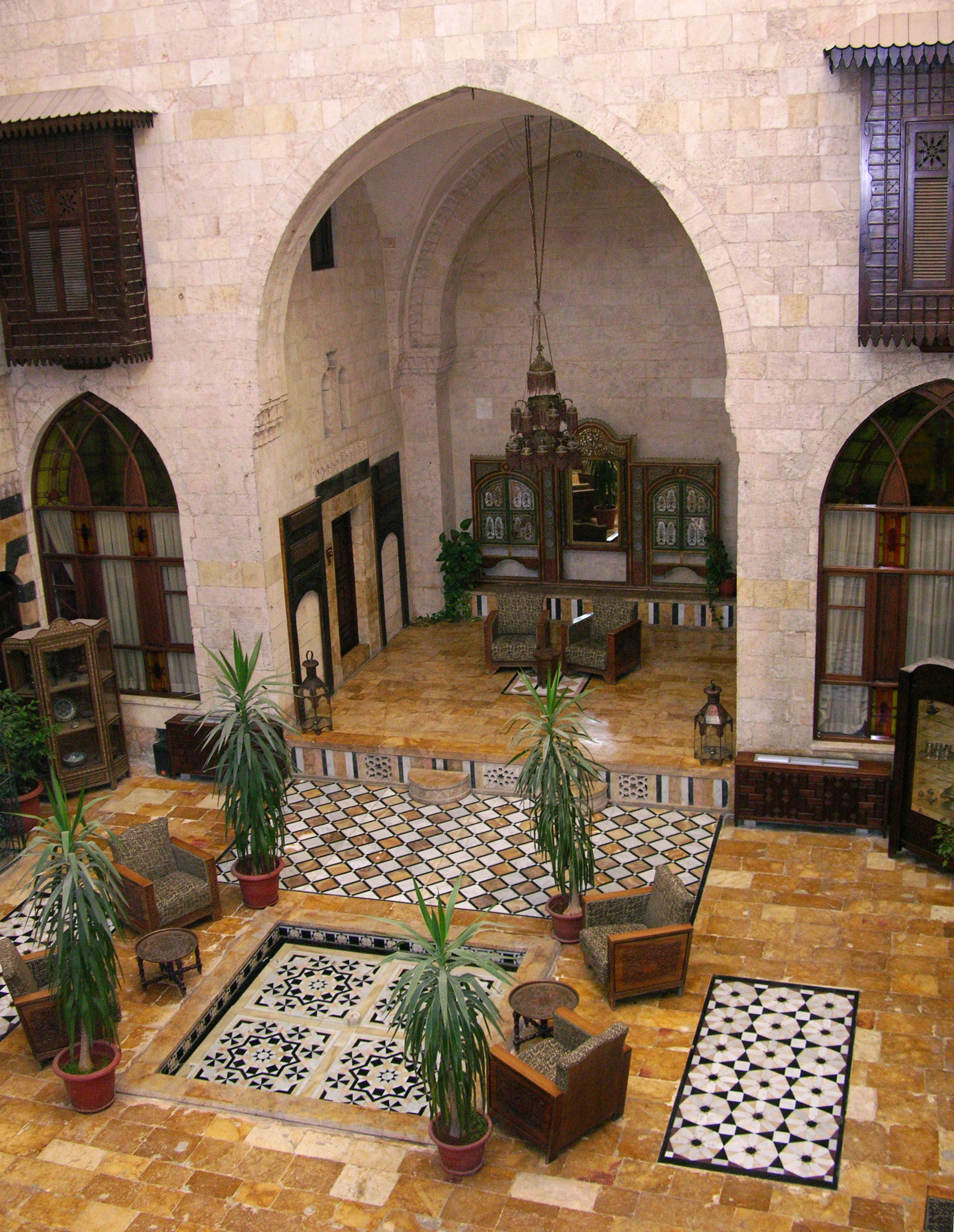
منزل لأسرة من الروم الأنطاكيون في حلب،  سوريا.
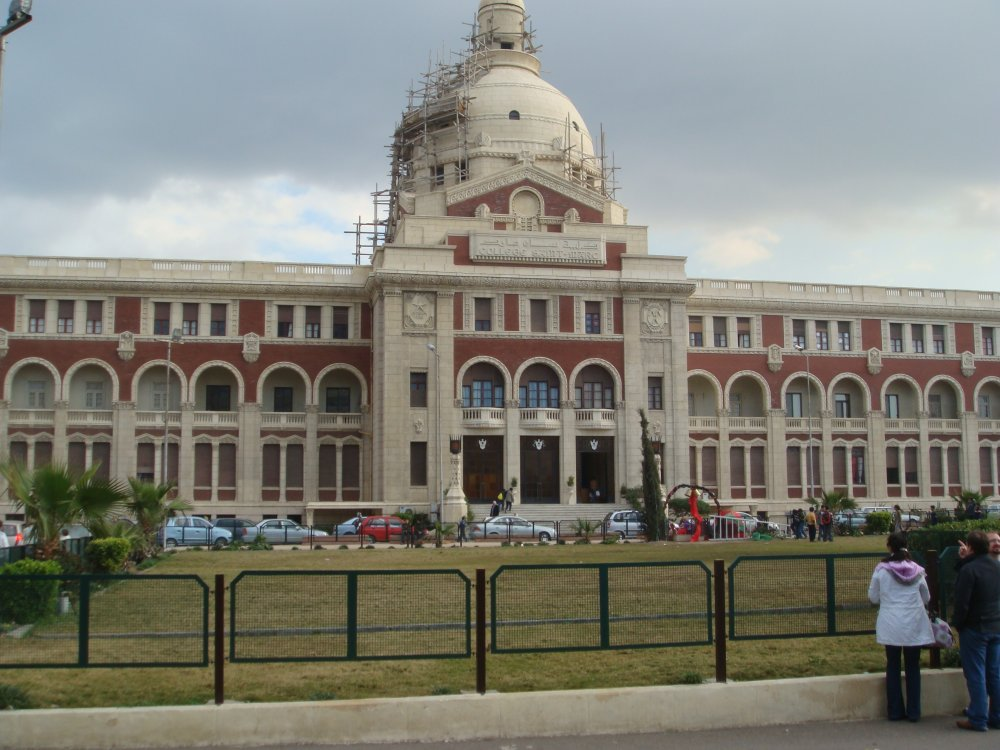
كلية سان مارك في مدينة الإسكندرية، وهي من مدارس شوام مصر التاريخية.
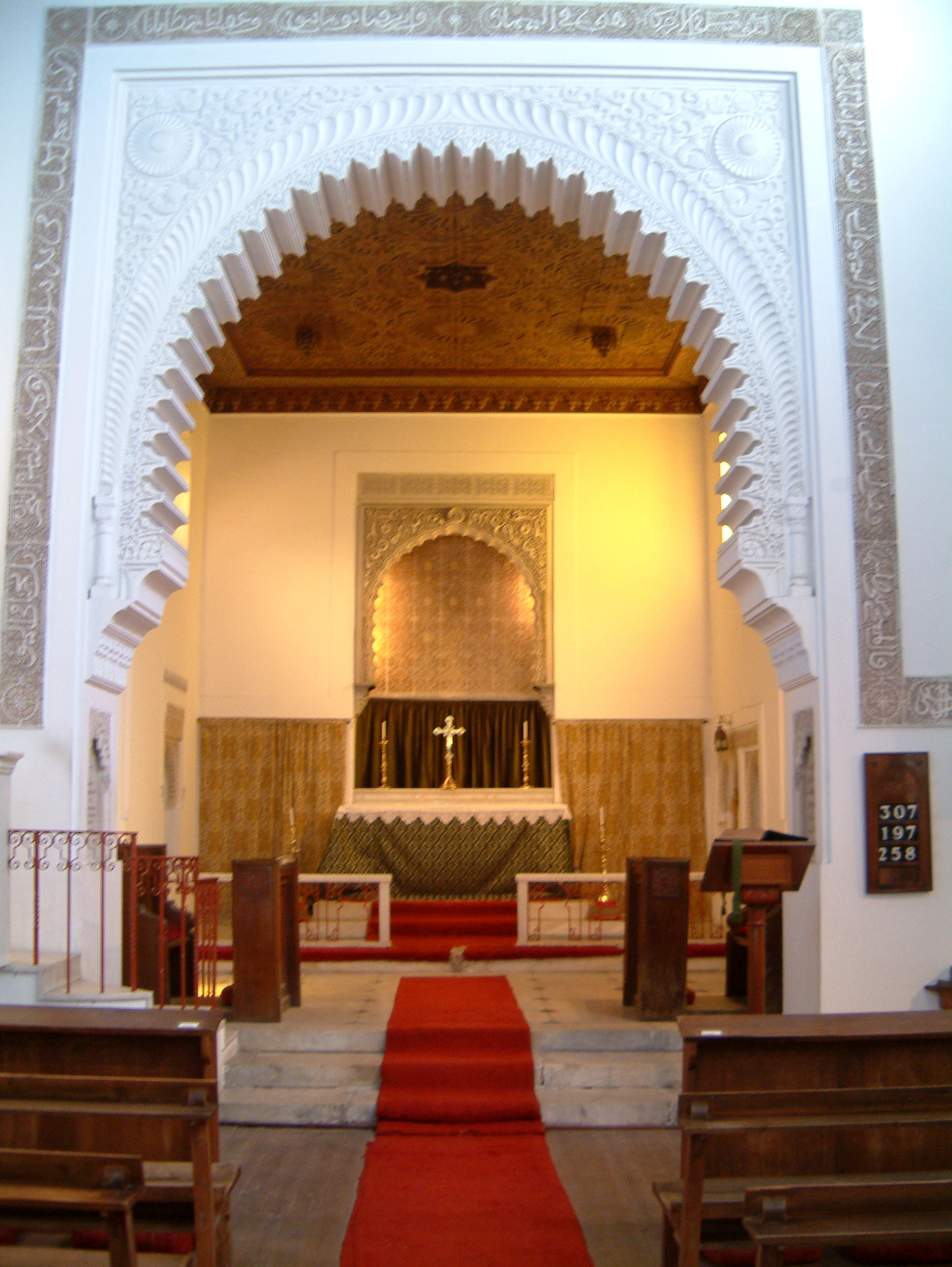
كنيسة القديس أندرو في طنجة،  المغرب؛ وهي من كنائس الأقدام السوداء.
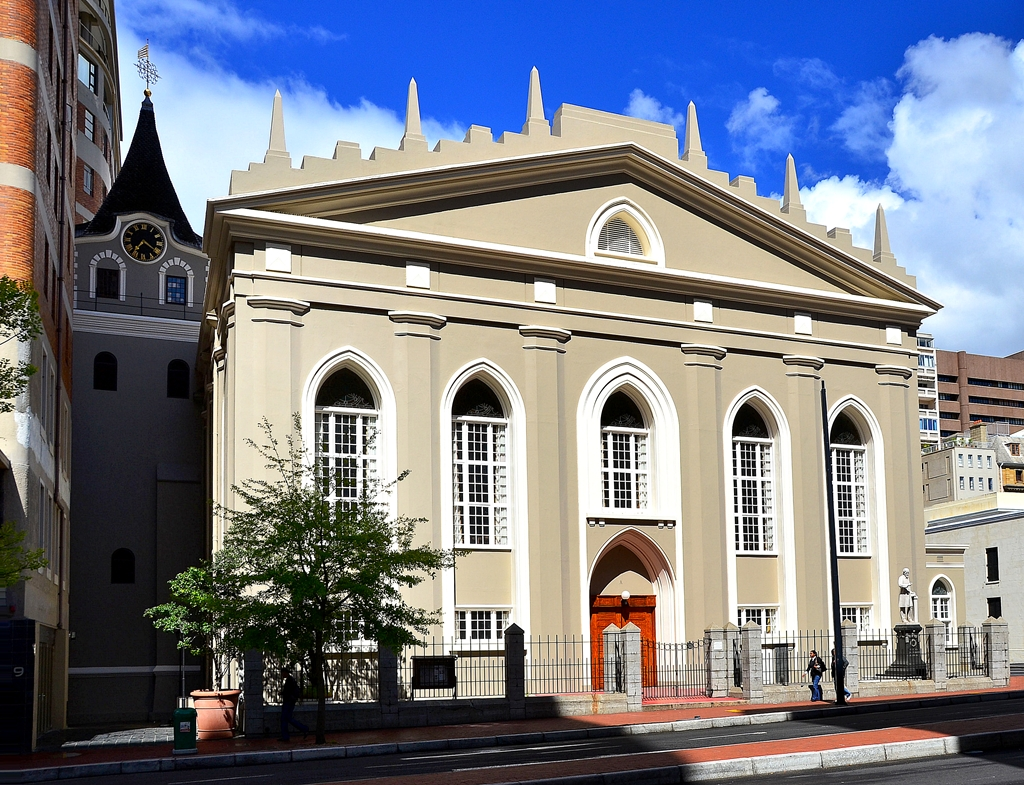
الكنيسة الكالفينية في كيب تاون، وهي من كنائس الأفريكان.
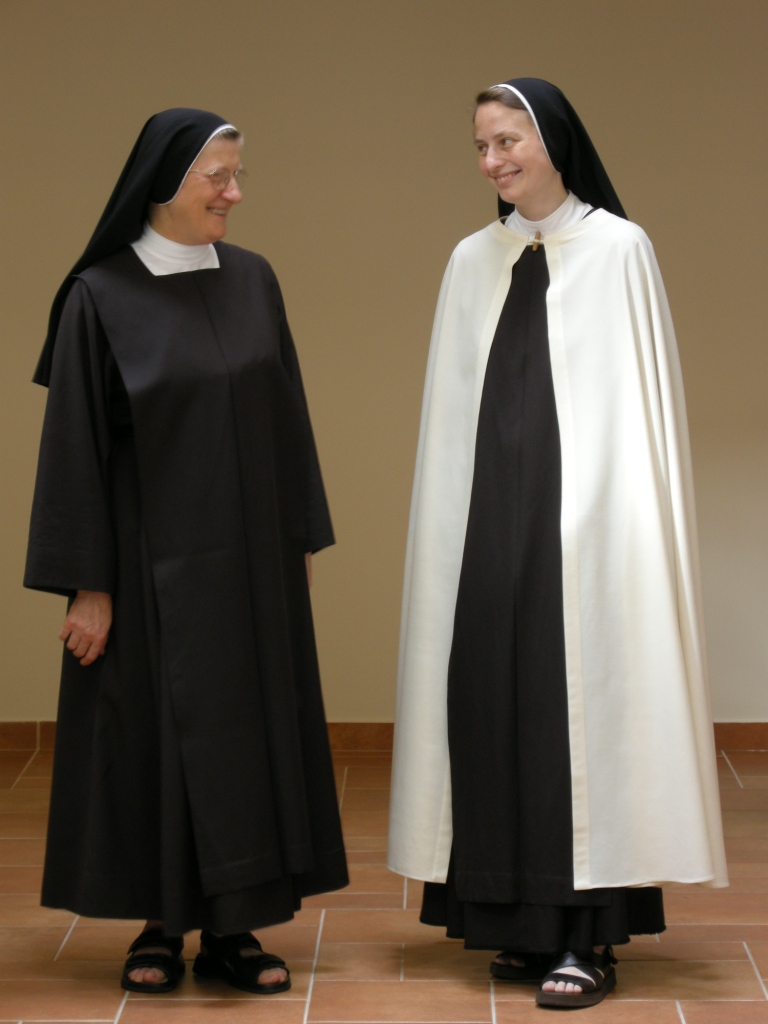
راهبات مسيحيات في لباسهم التقليدي؛ لا تفرض المسيحية أنماطًا محددة من المظهر الخارجي، إلا أنها تلزم الحشمة.
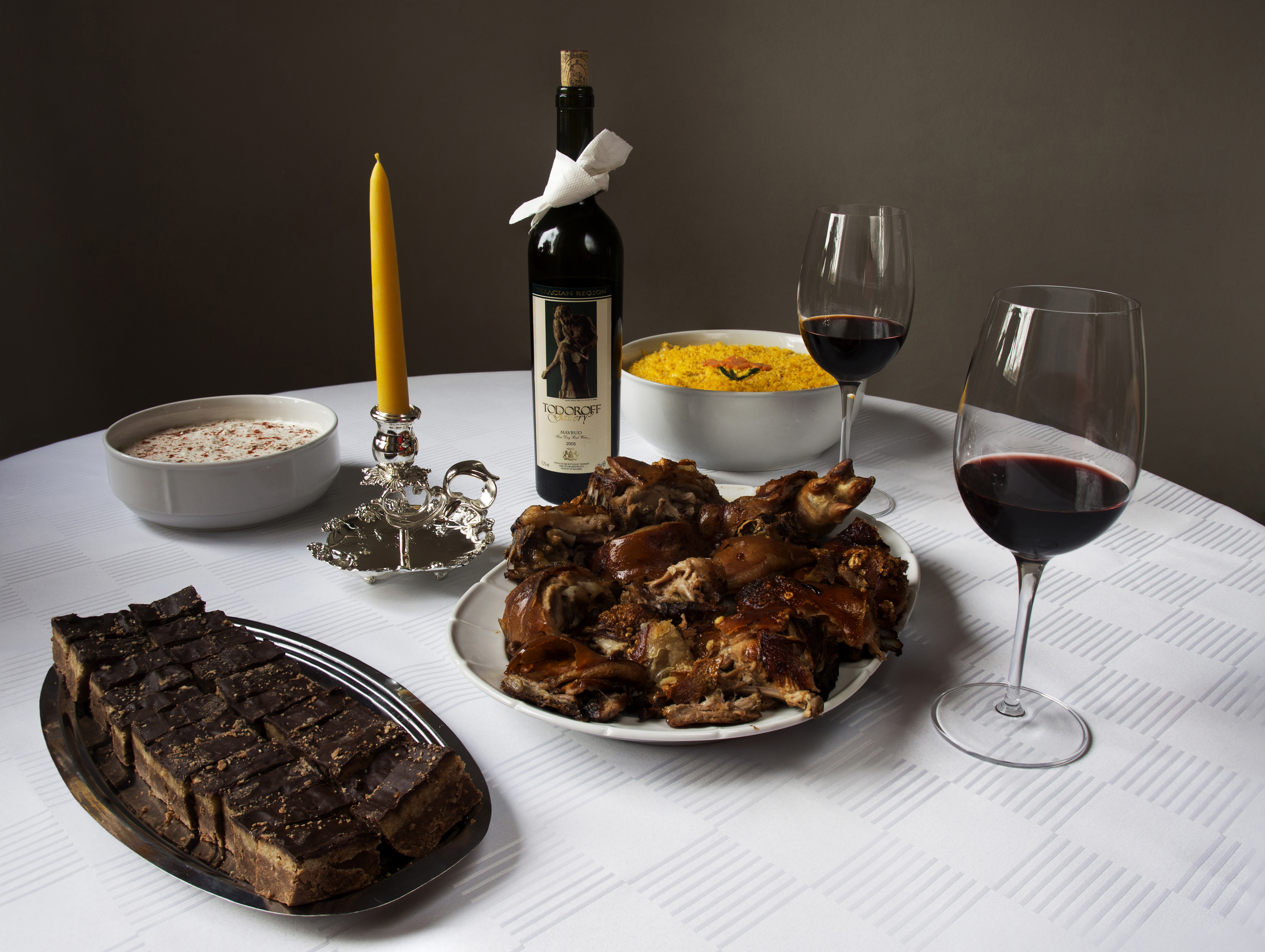
وليمة عيد القيامة التقليديَّة، الديانة المسيحية لا تحرم أي نوع من المأكولات أو المشوربات.
- ترنيمة من التراث البيزنطي البروسلافيّ؛ أثّرت الموسيقى البيزنطية على الموسيقى البلغارية والرومانية والصربية.[58]
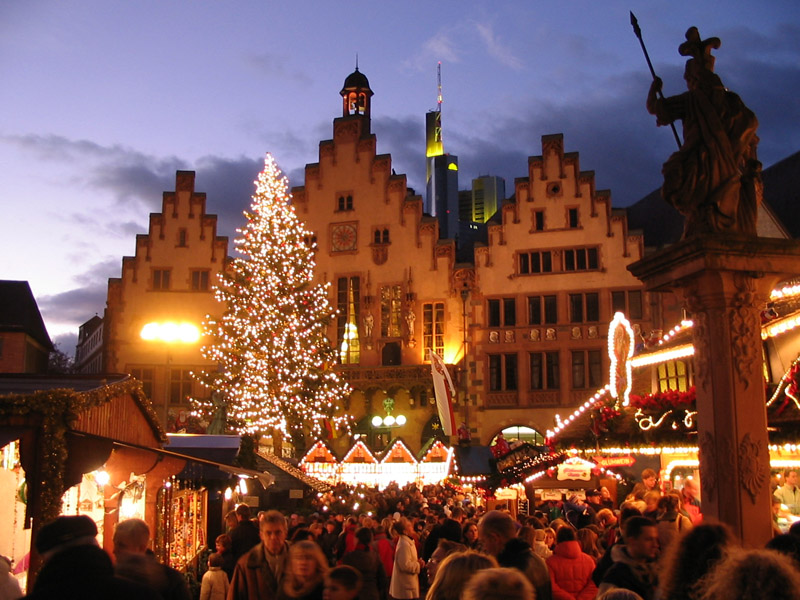
سوق عيد الميلاد، في  ألمانيا. تُقام هذه الأسواق في جميع أنحاء أوروبا الوسطى.
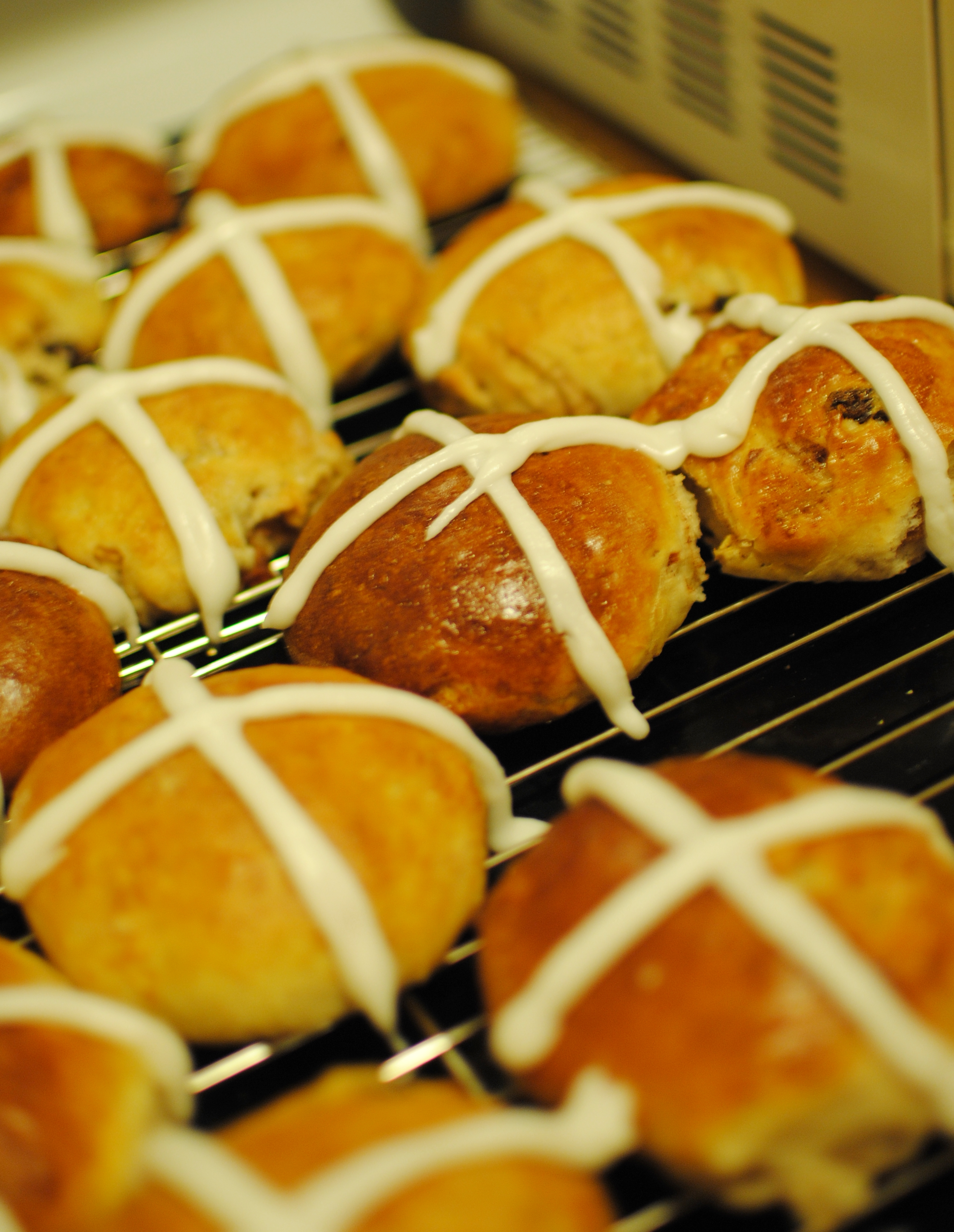
وهي من الحلويات المنتشرة في الدول البروتستانية خلال الصوم الكبير.
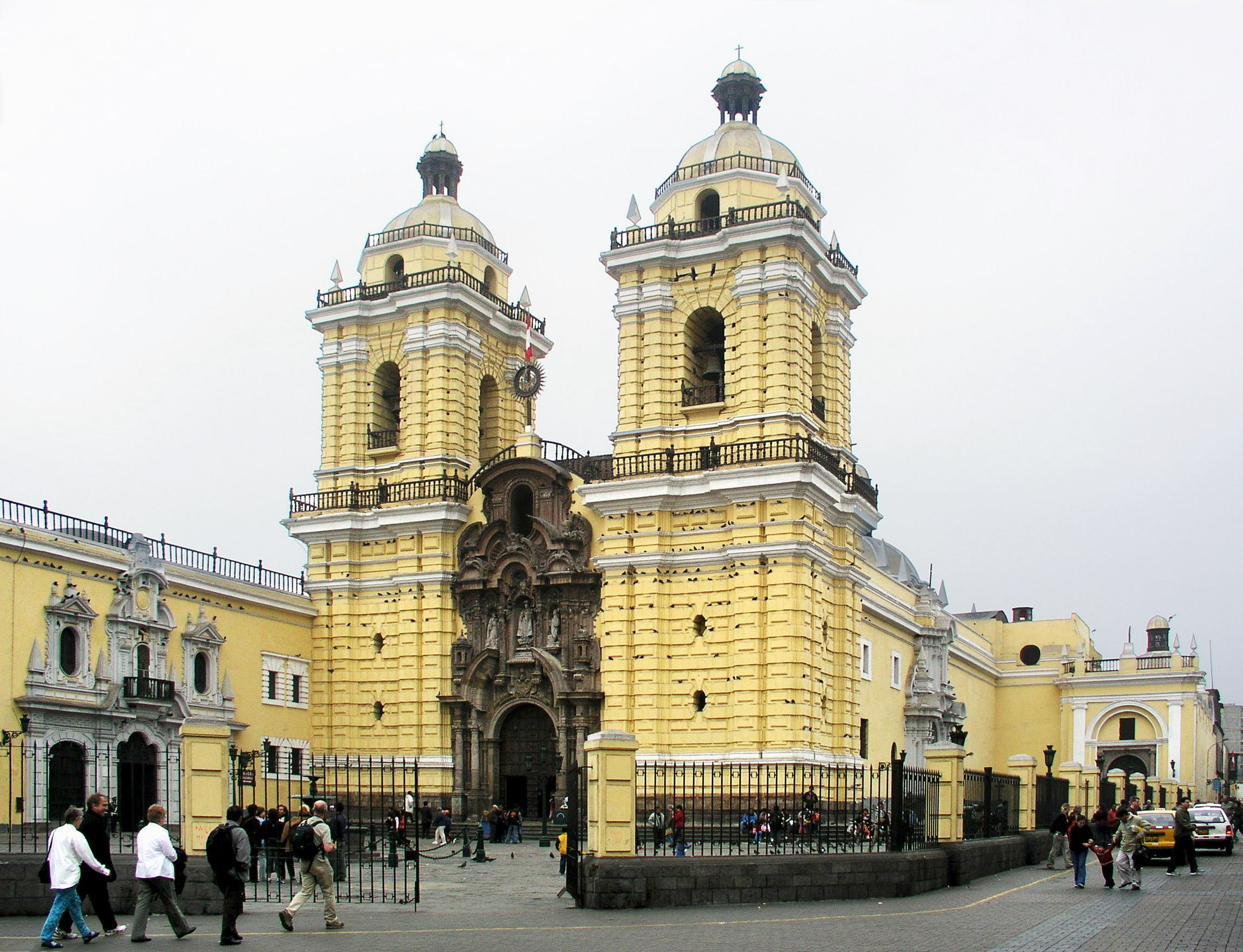
دير القديس فرنسيس في مدينة ليما؛ عاصمة  بيرو.
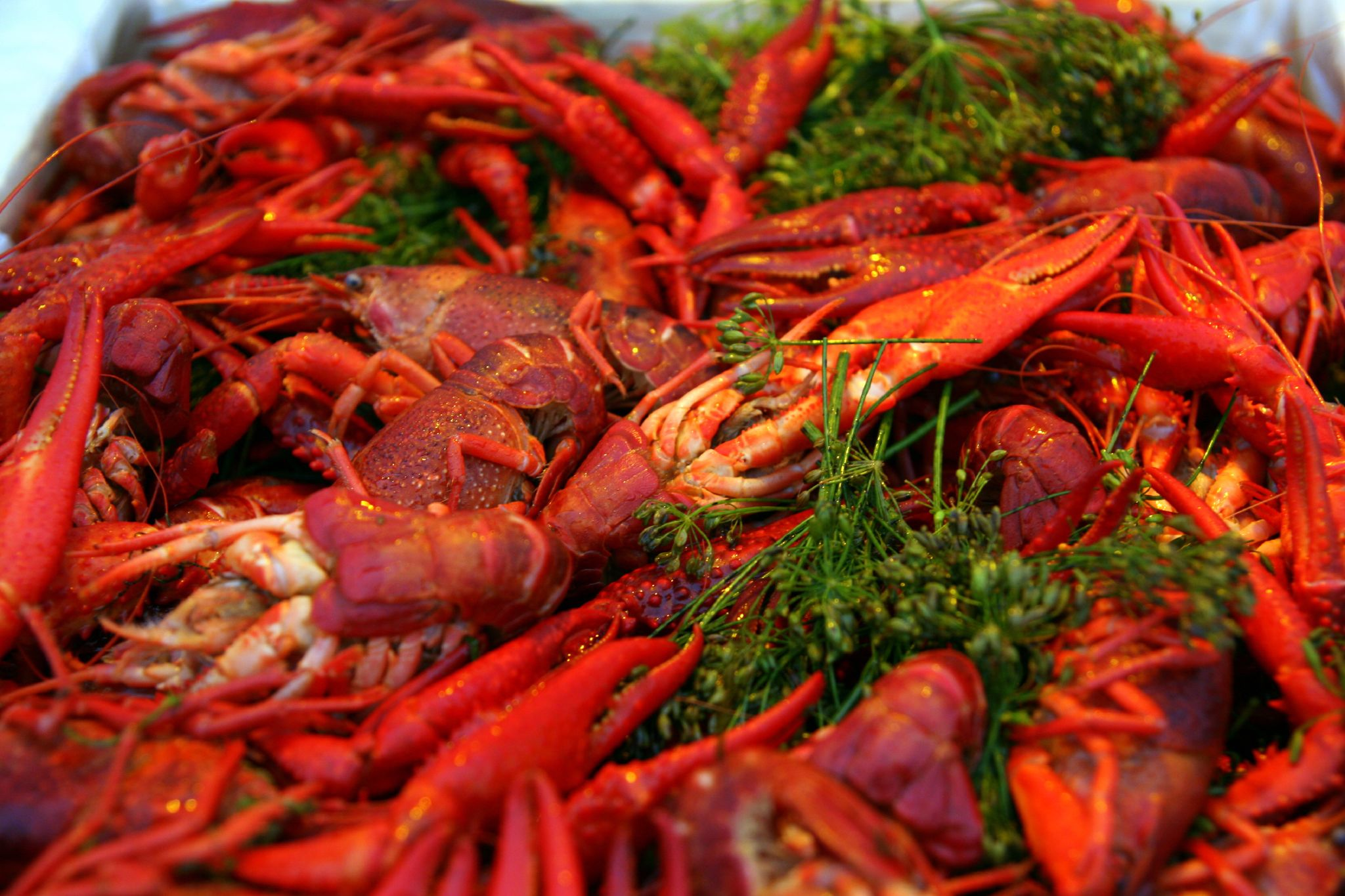
طبق جراد البحر التقليدي في عيد الميلاد في دول الشمال.
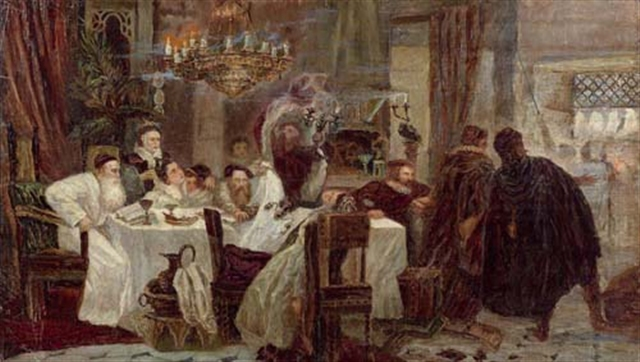
أسرة من مسيحيين جدد وهم من اليهود والمسلمين الذين تحولوا للمسيحية عقب حروب الإسترداد.
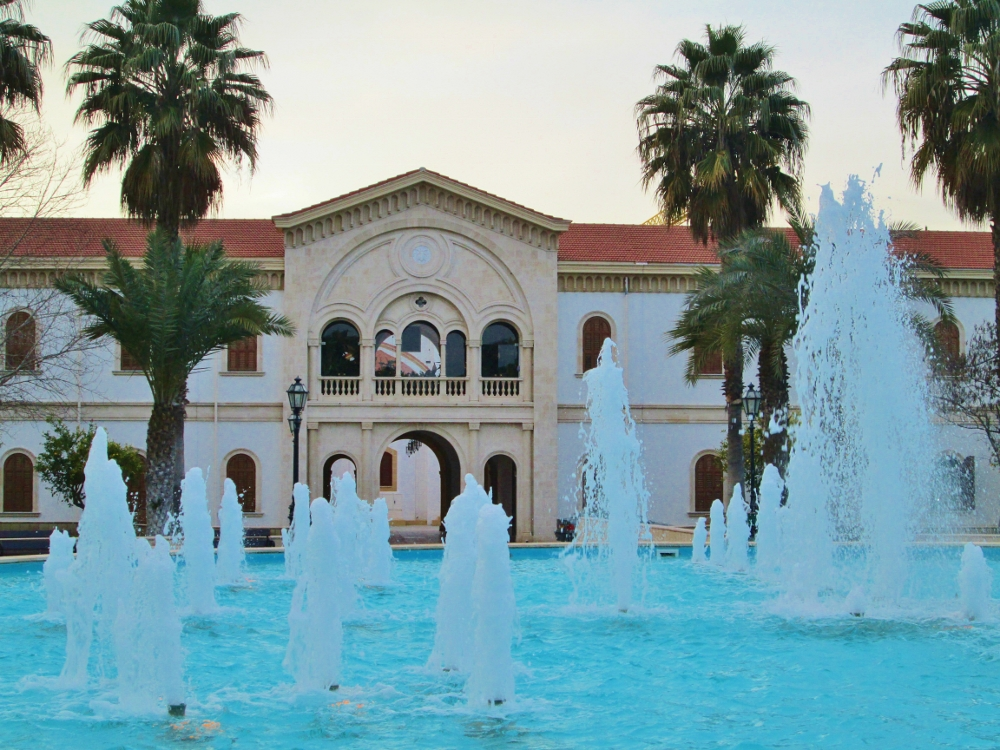
دير كايكوس في نيقوسيا مقر الكنيسة القبرصية الأرثوذكسية.
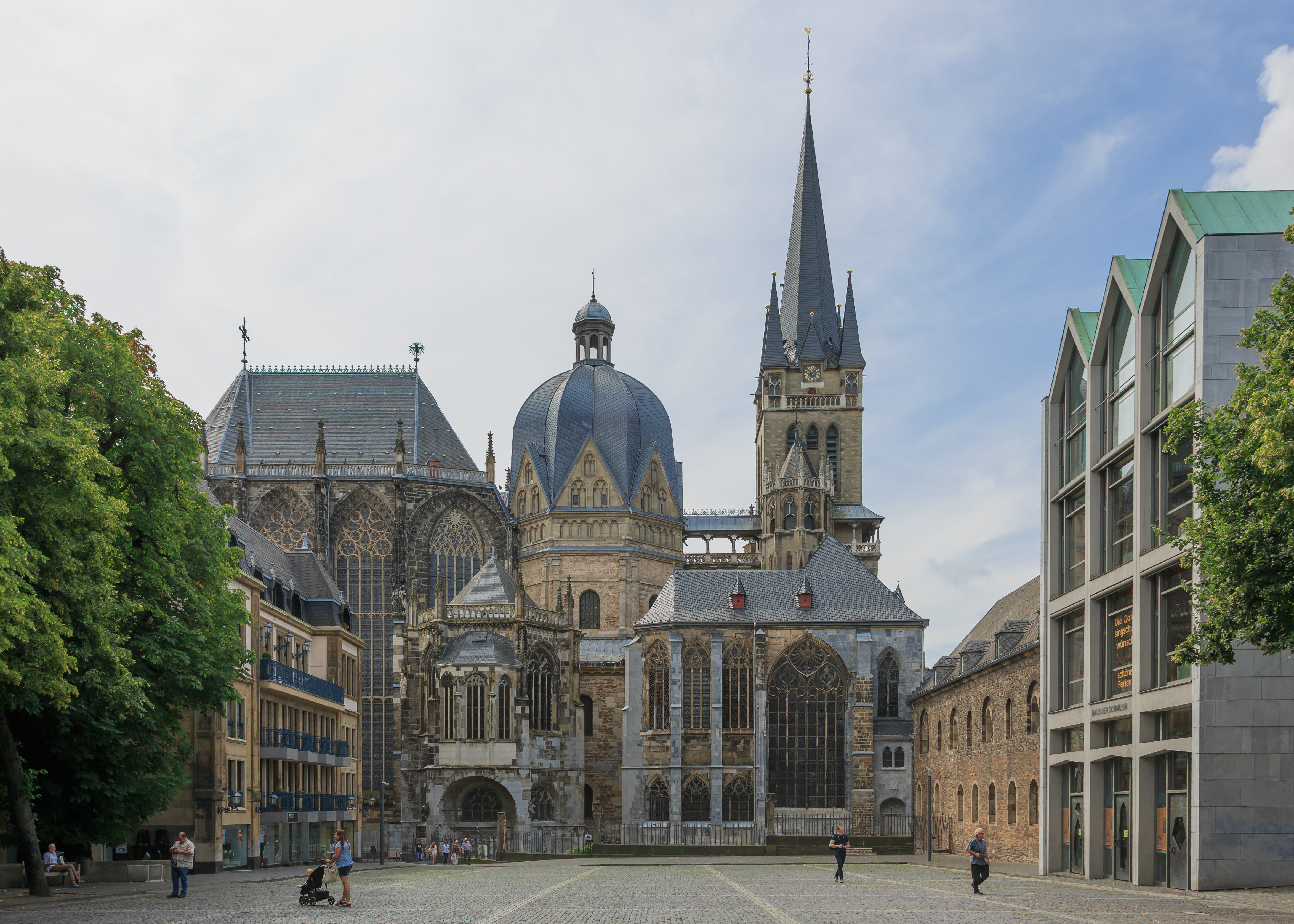
كاتدرائية آخن؛ خلال العصور الوسطى كانت مركز ثقافي وإجتماعي في  الإمبراطورية الرومانية المقدسة.
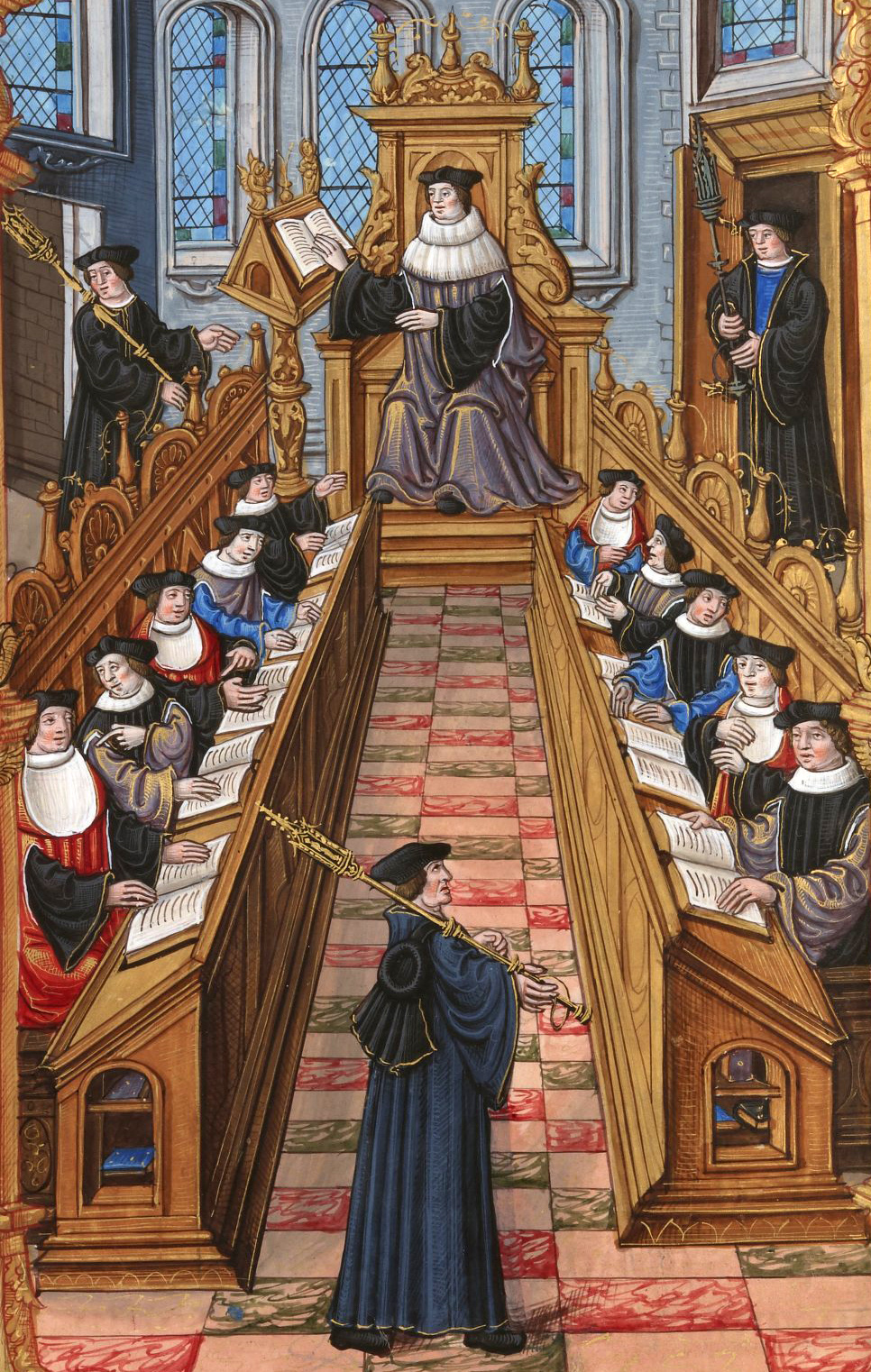
مخطوطة تظهر اجتماع الأطباء في جامعة باريس؛ تعتبر الجامعة القرطوسيّة نتاج مسيحي.
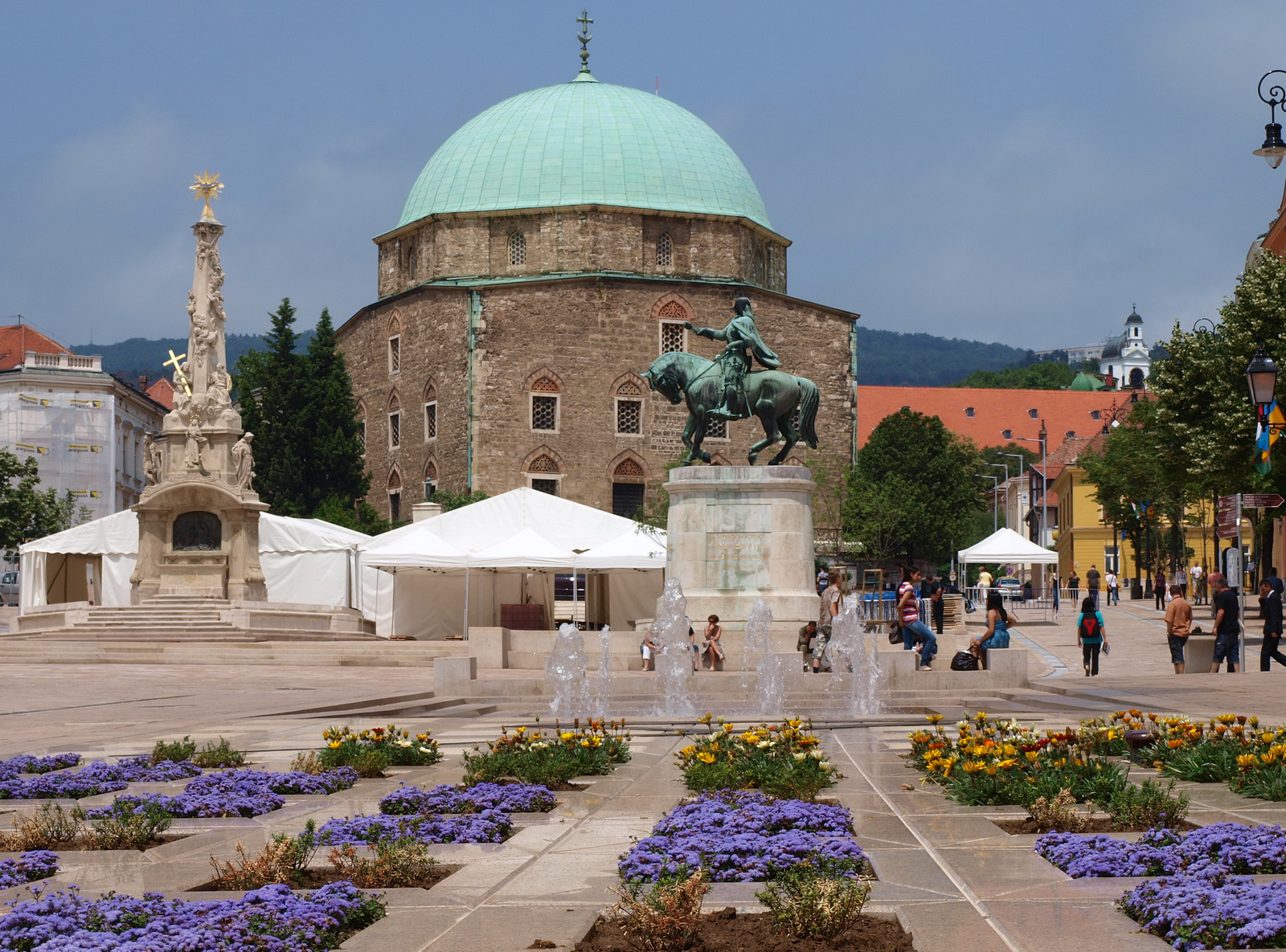
كنيسة السيّدة في بيتش، والتي كانت في السابق جامع غازي قاسم باشا.
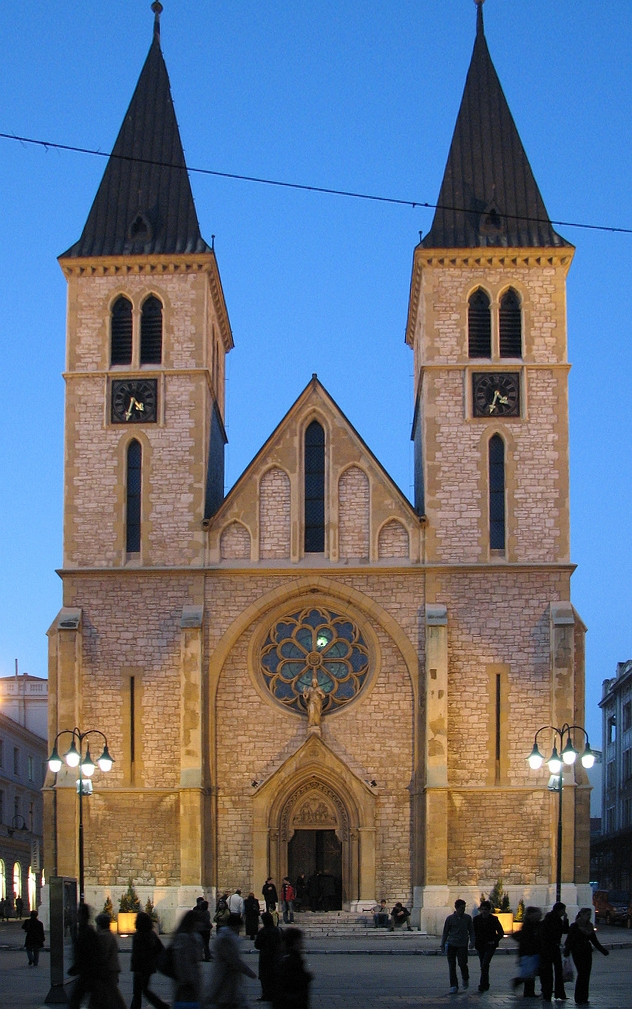
كاتدرائية قلب يسوع الأقدس في سراييفو، عاصمة  البوسنة والهرسك.
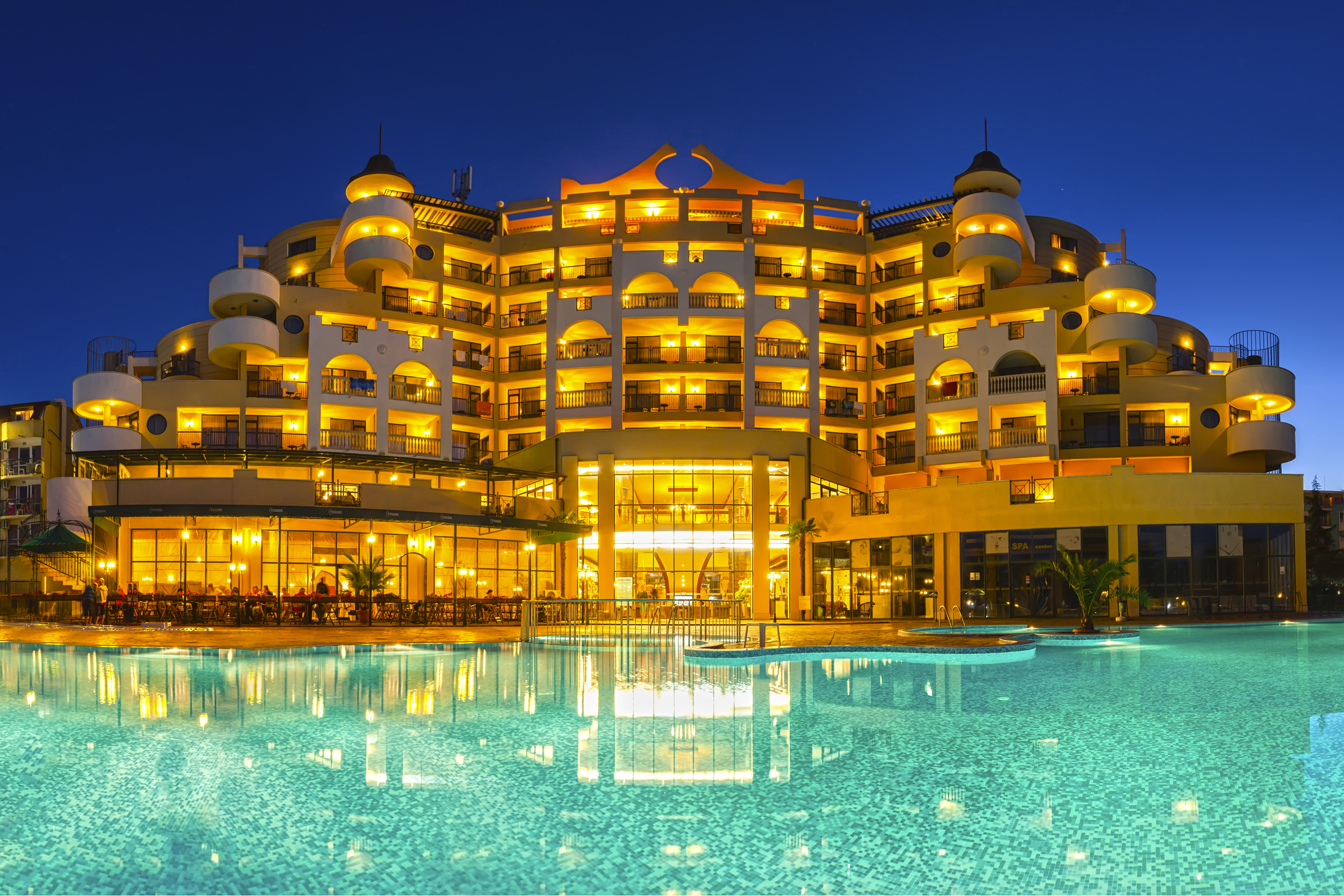
مدينة فارنا تحوي على العديد من الآثار المسيحية، وهي من المنتجعات السياحيّة المسيحيّة.
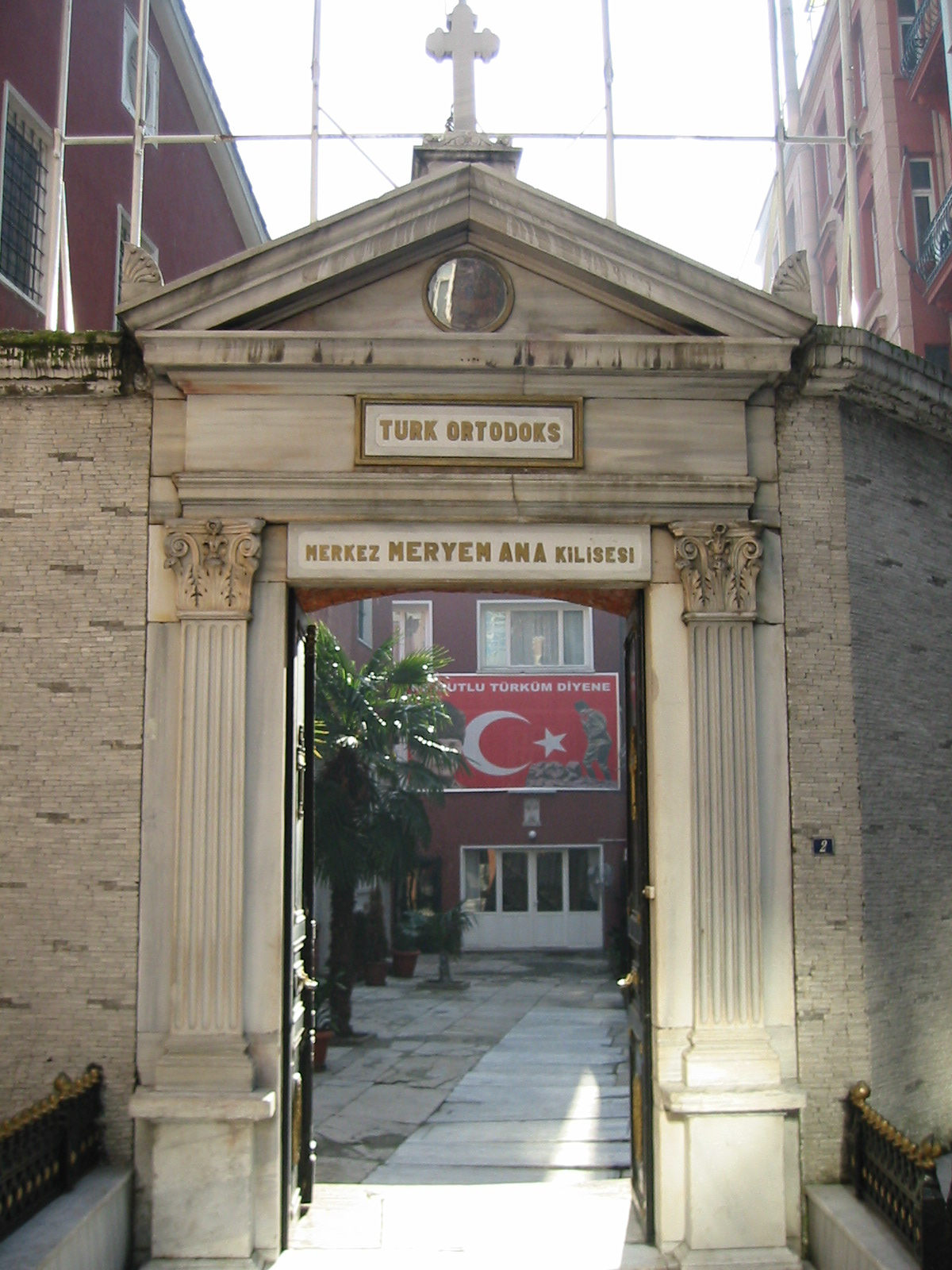
مقر البطريركية التركية الأرثوكسية؛ أتباع الكنيسة هم بشكل خاص مسيحيين من الإثنيّة والعرقيّة التركيّة ومن دعاة القومية التركيّة.
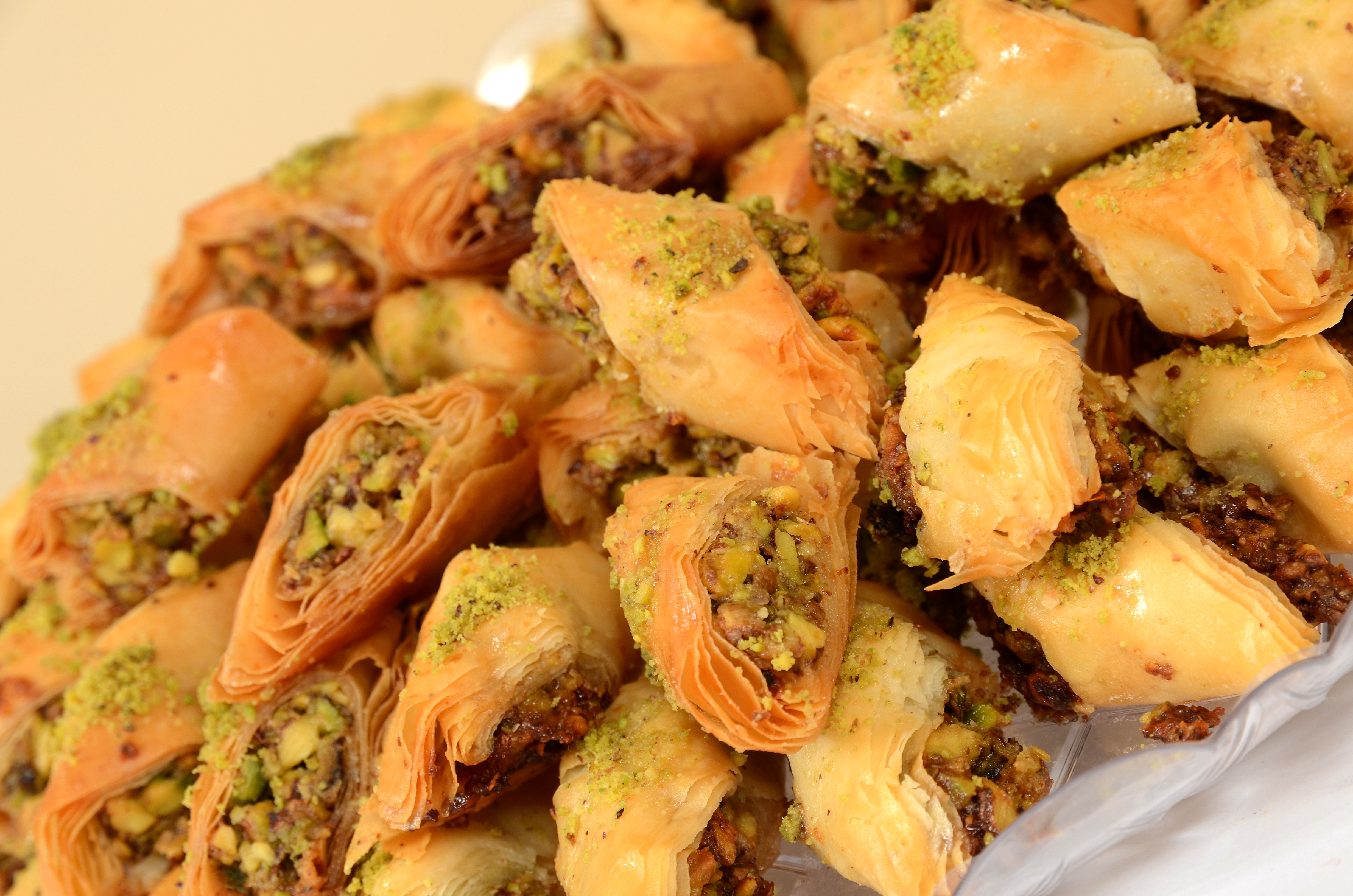
البقلاوة وهي من حلويات سبت لعازر في  قبرص.
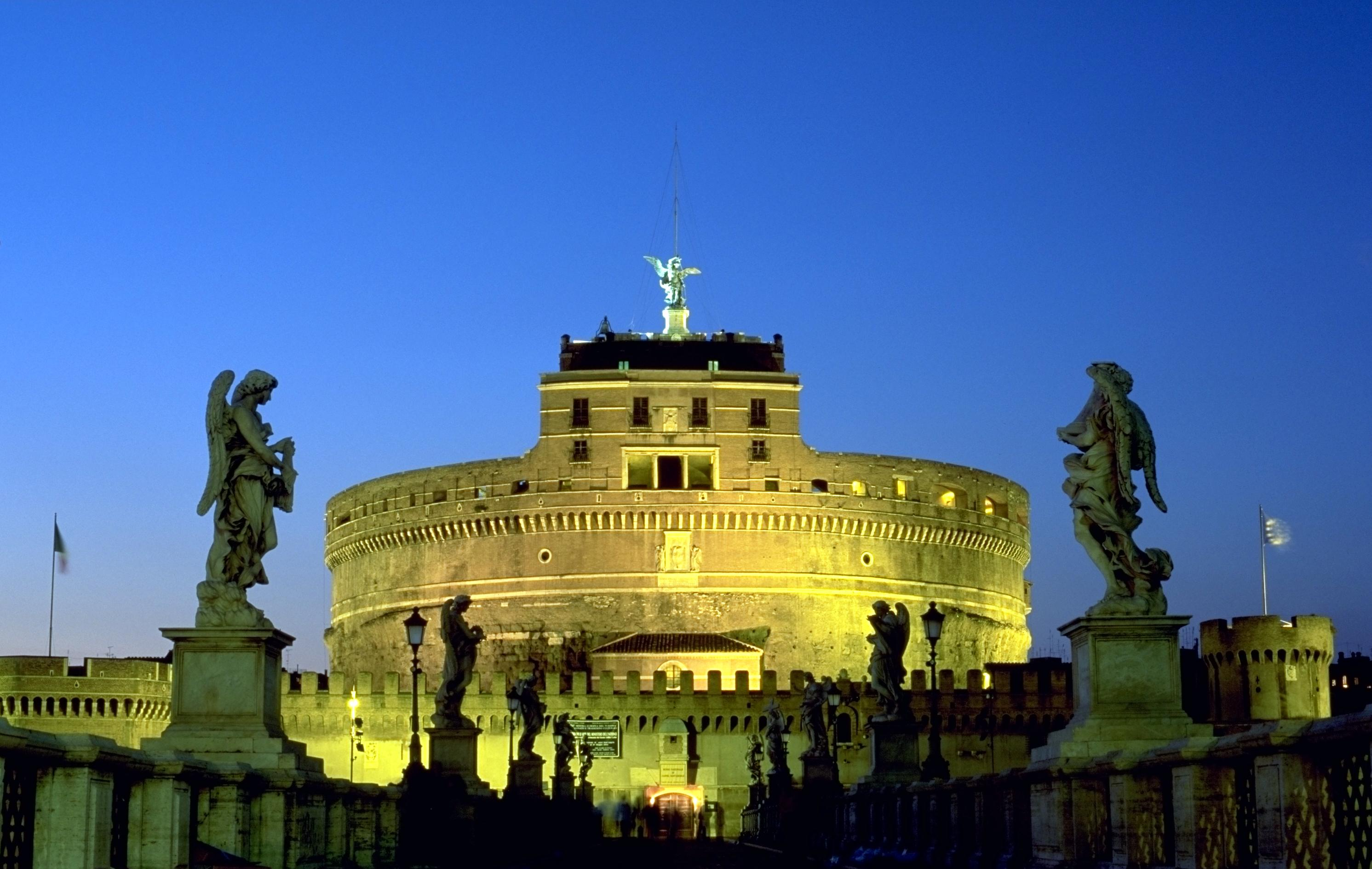
قلعة سانت أنجلو، في روما.
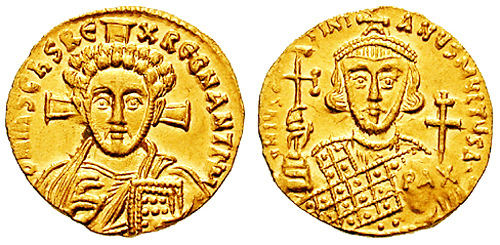
عملة ذهبية تعود إلى العصر البيزنطي.
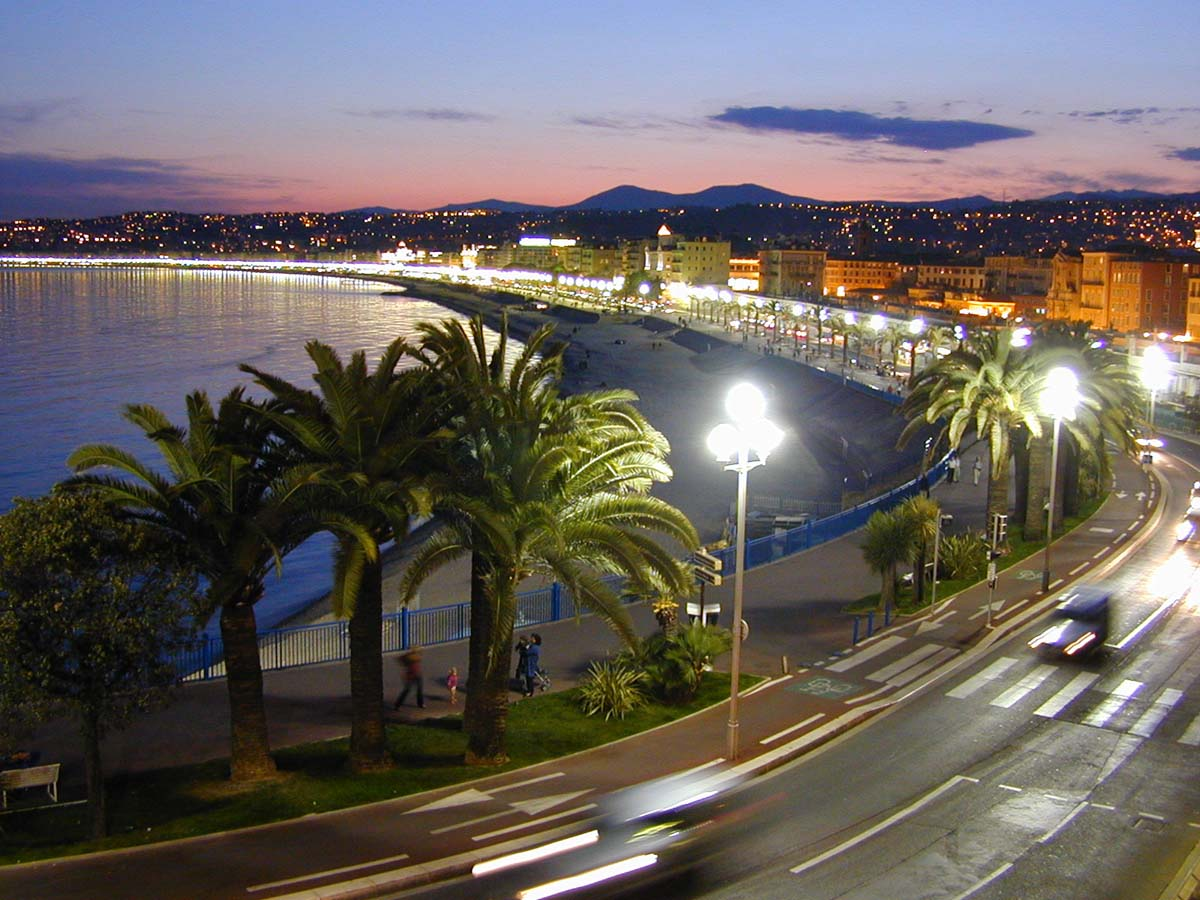
مدينة نيس تحوي على العديد من الآثار المسيحية، وهي من المنتجعات السياحيّة المسيحيّة.
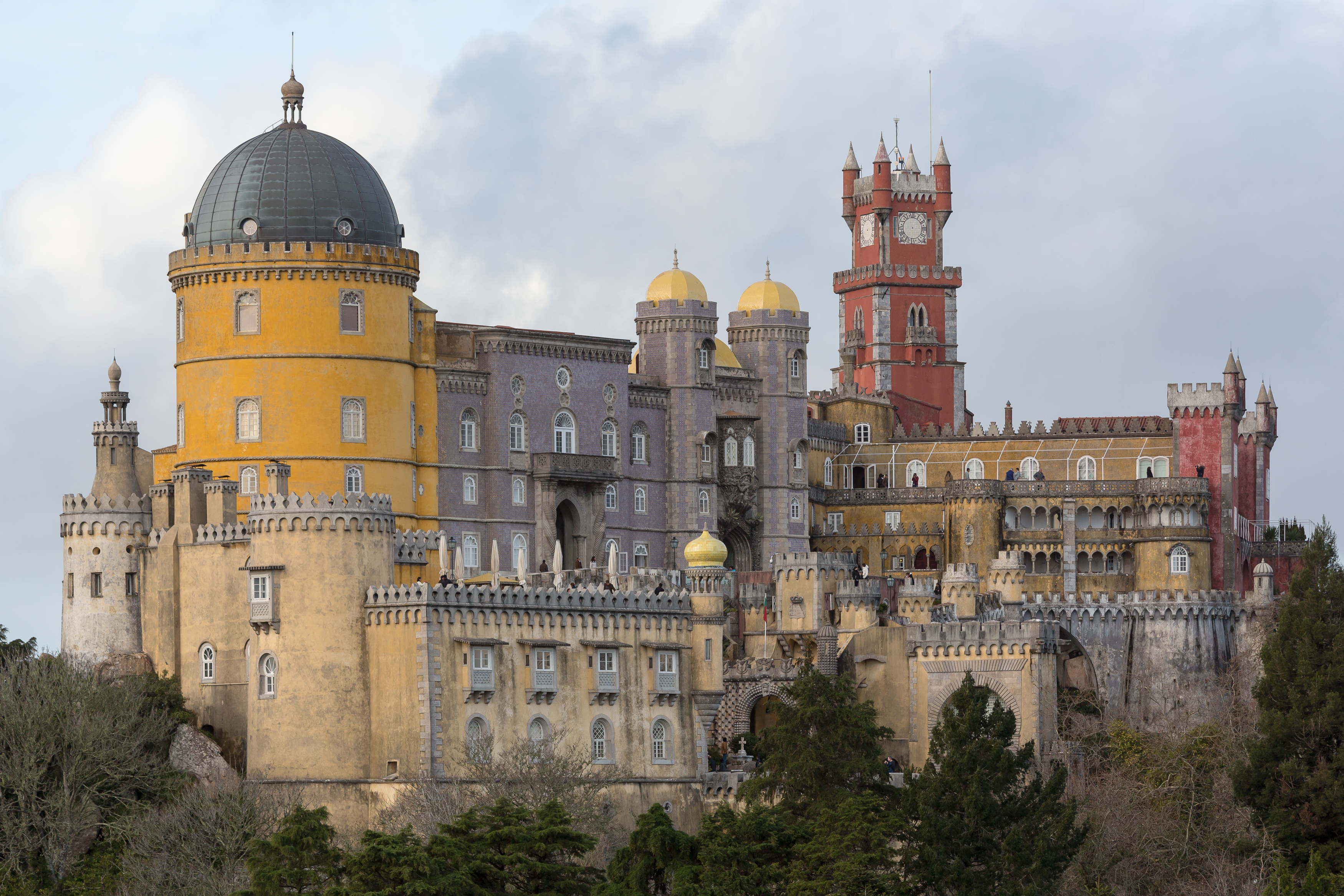
قصر بينا في  البرتغال، سكنته بيت براغانزا الكاثوليكي.
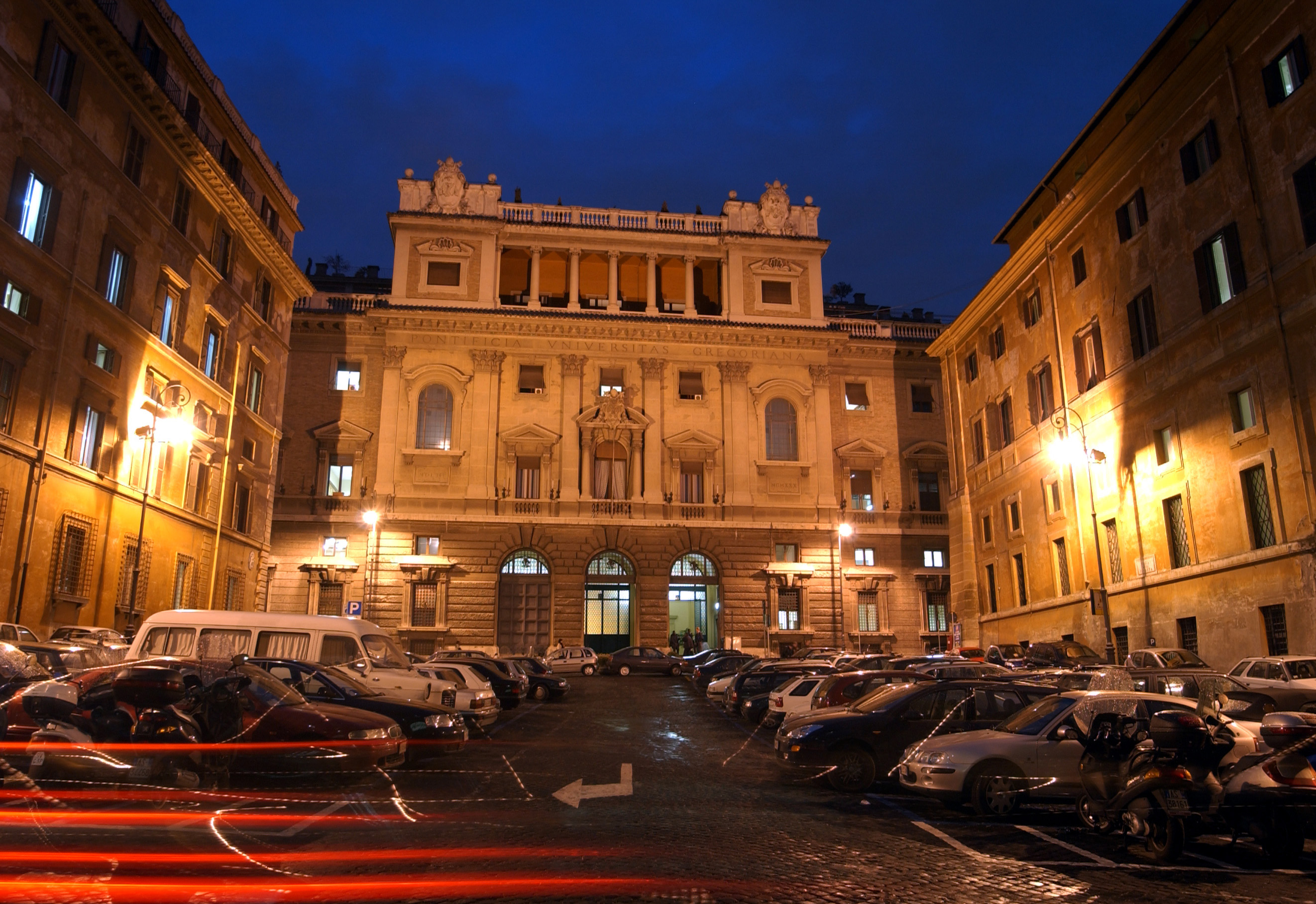
الجامعة الغريغورية الحبرية في روما، وهي إحدى الجامعات البابوية التي تتبع الفاتيكان مباشرًة.
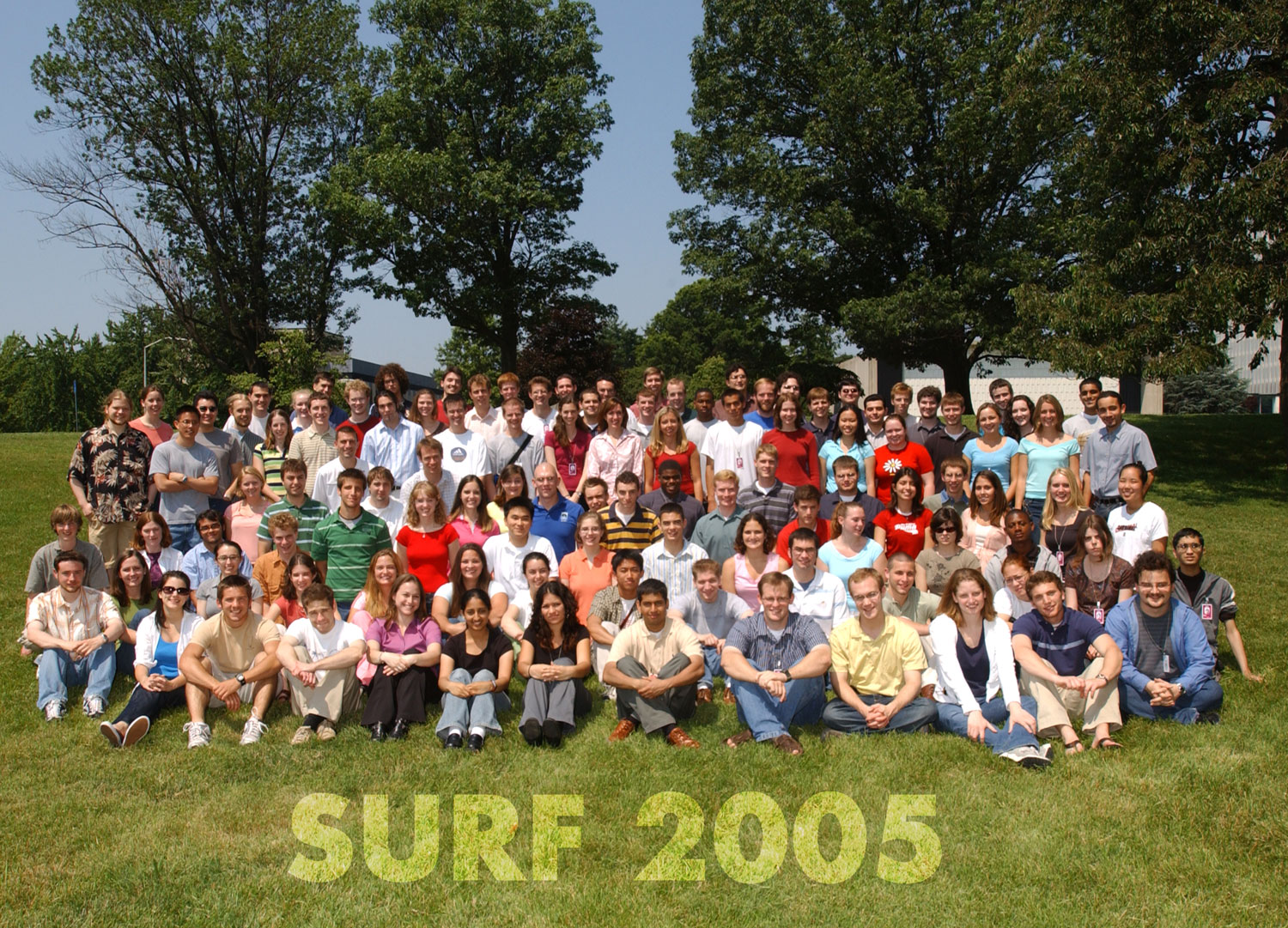
صورة تذكاريّة لطلاب مدرسة كاثوليكية ثانوية في  تشيلي.
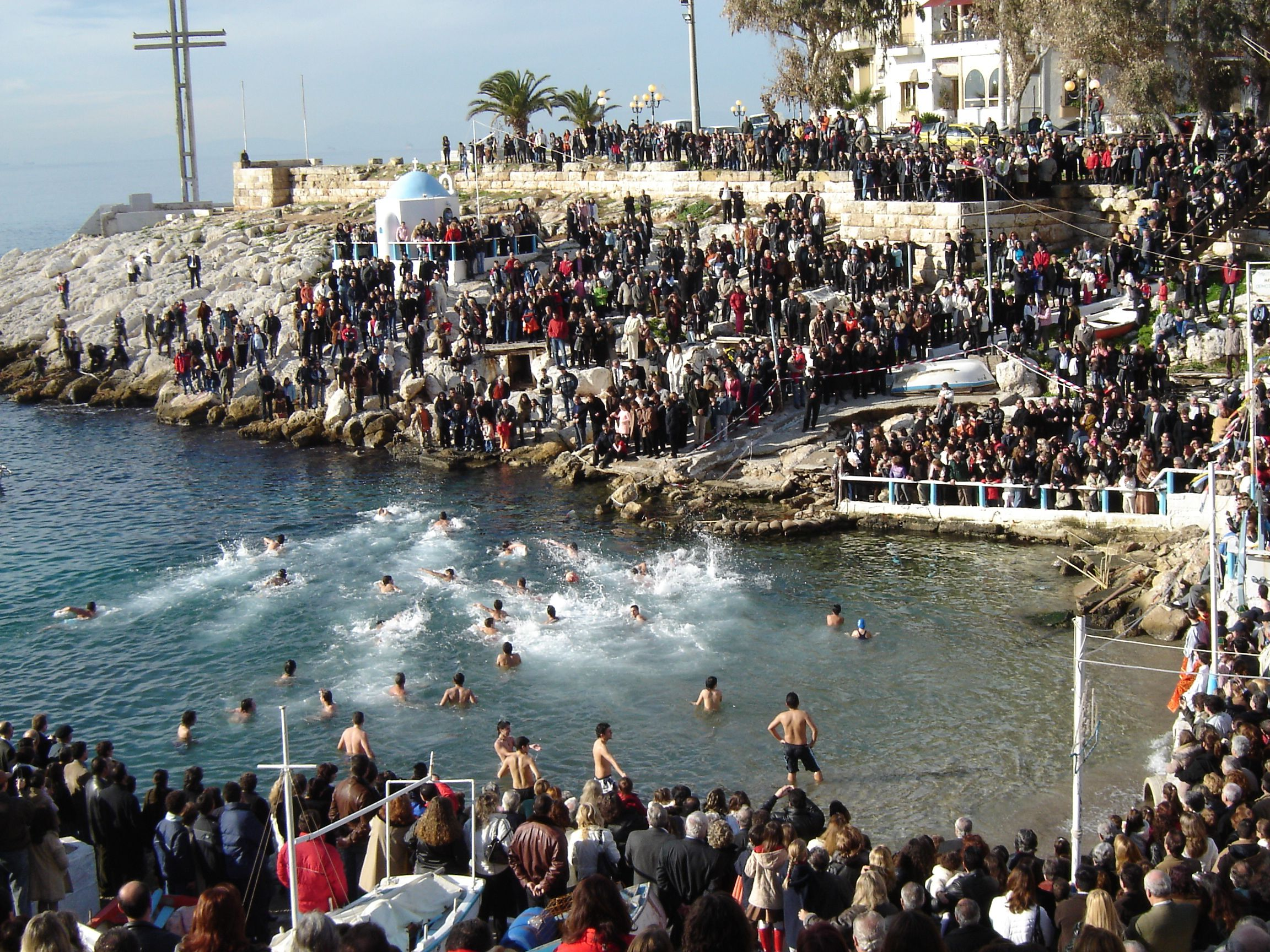
احتغالات عيد الغطاس في اليونان، في العيد يُلقى صليب في البحر ويقوم شاب بالغوص لاسترجاعه والغطس في بِرك المياه المتجمدة.
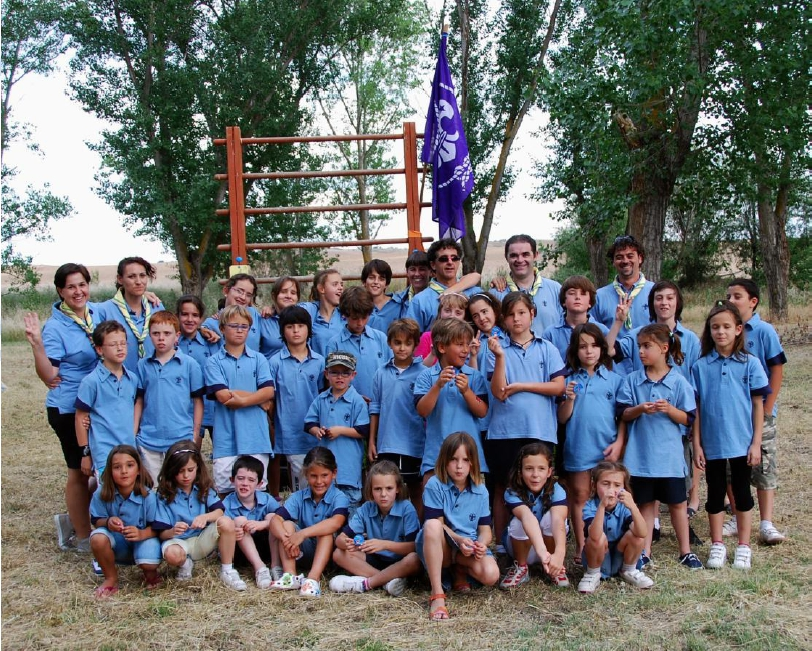
كشافة مسيحية في  أندورا.
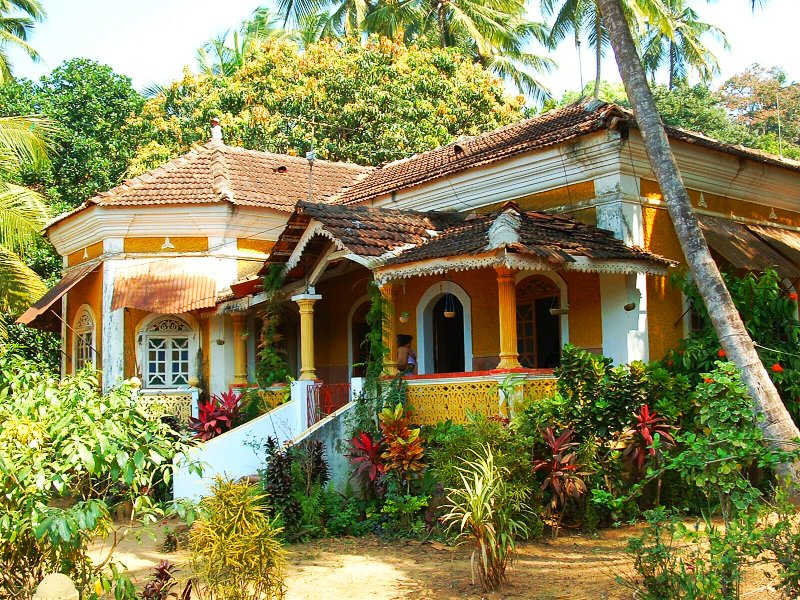
منزل مبني على نمط العمارة المسيحيًّة الهنديًّة التقليدية.
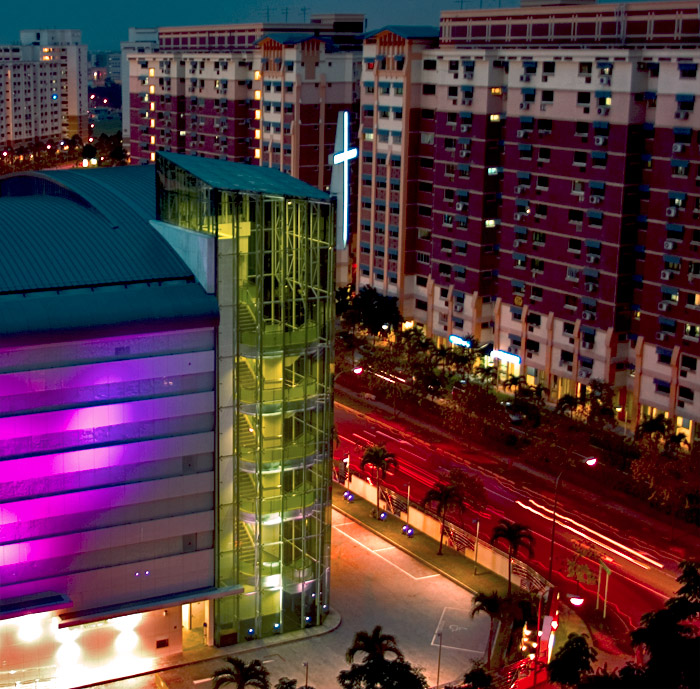
المركز الإنجيلي ومجمعات سكنيّة للأسر المسيحية في  سنغافورة.
زفاف حسب الطقوس المسيحية الشرقية، تختلف طقوس الزواج المسيحي بإختلاف العادات والتقاليد.
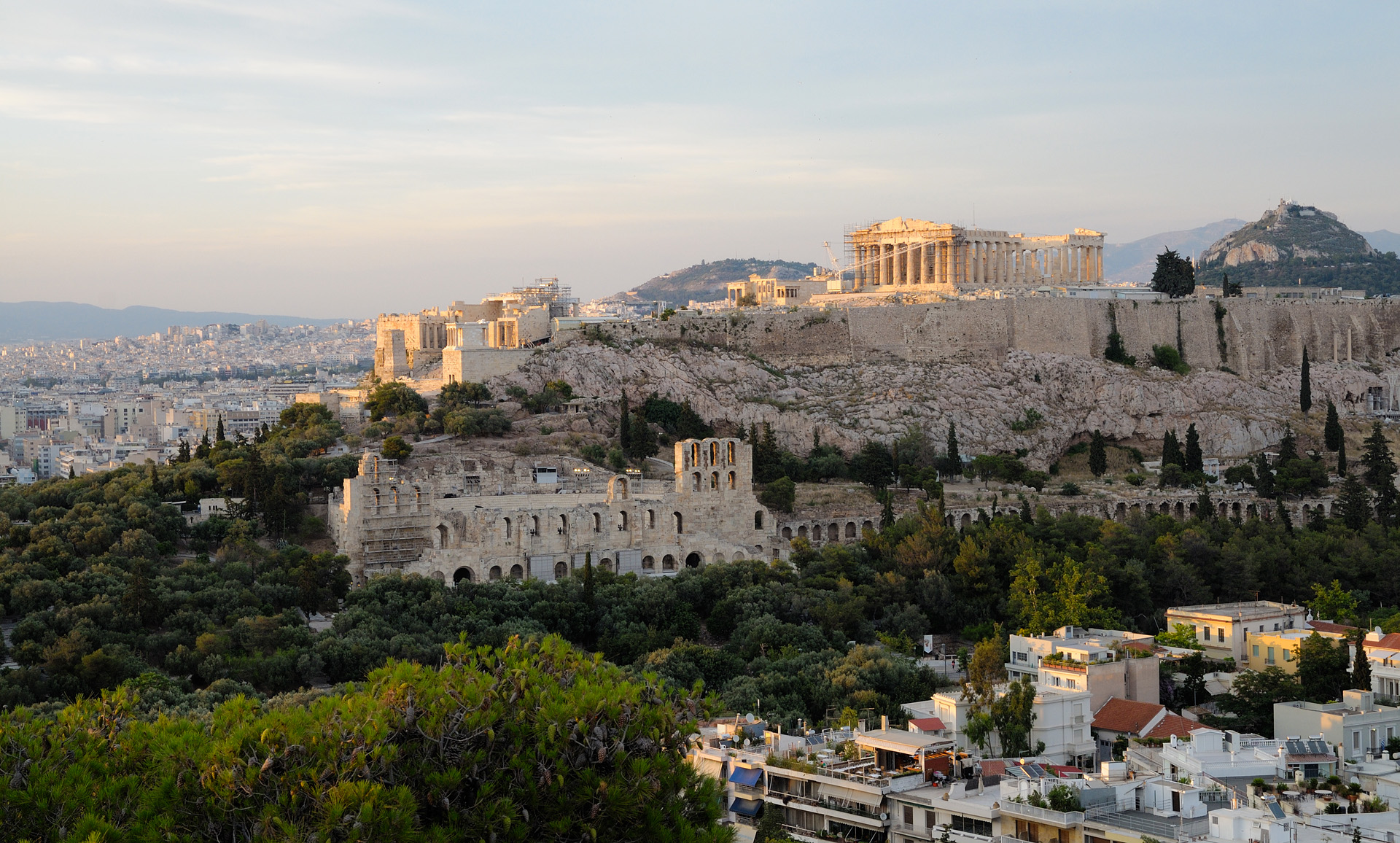
مدينة أثينا، مهد الثقافة والحضارة الأوروبيَّة؛ تعتبر المسيحيّة من أسس الثقافة الأوروبيًّة.
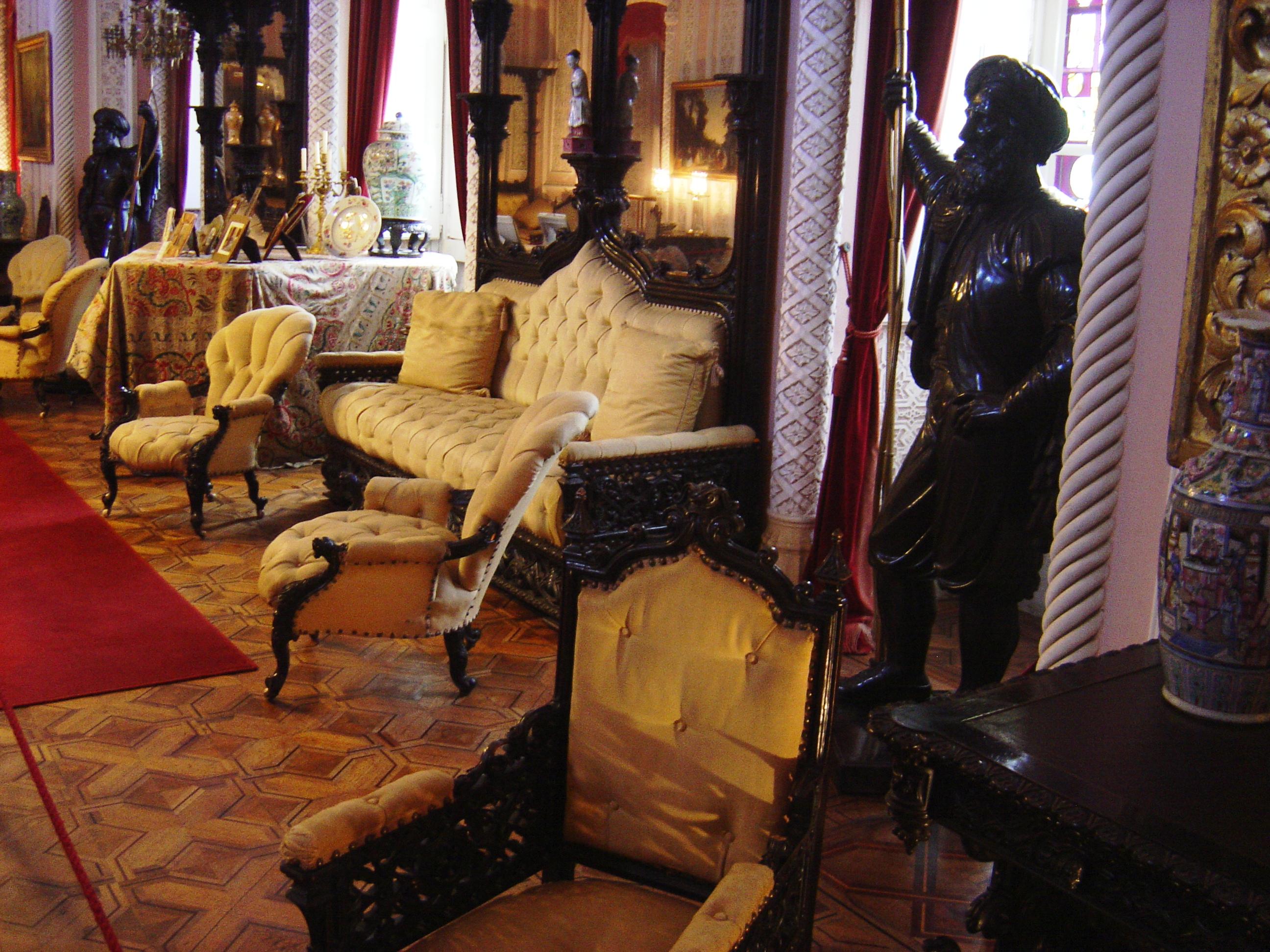
صالون على النمط المسيحي الغربي في  أيرلندا.
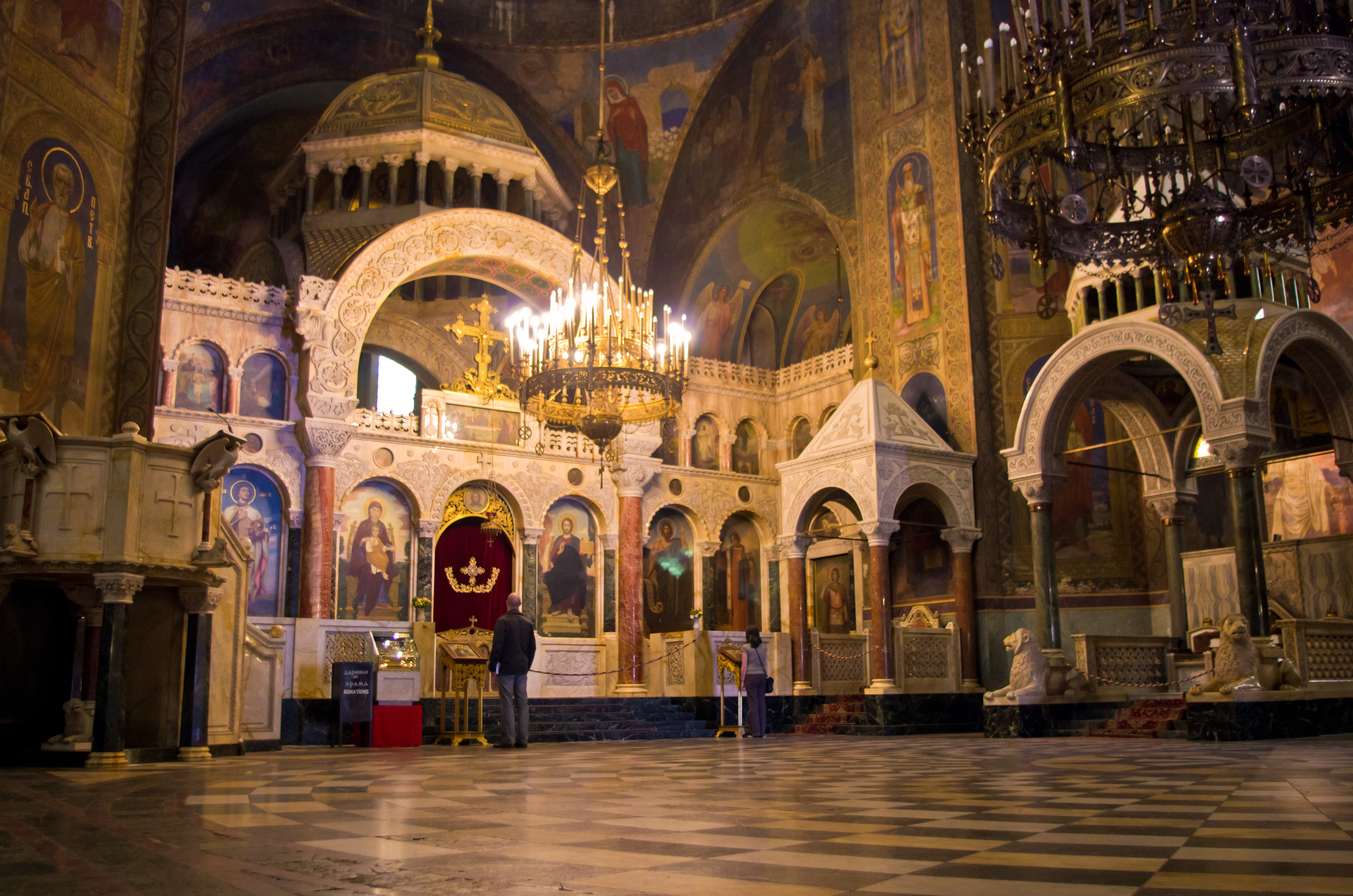
كاتدرائية القديس كليمنت الأرثوذكسية في  مقدونيا.
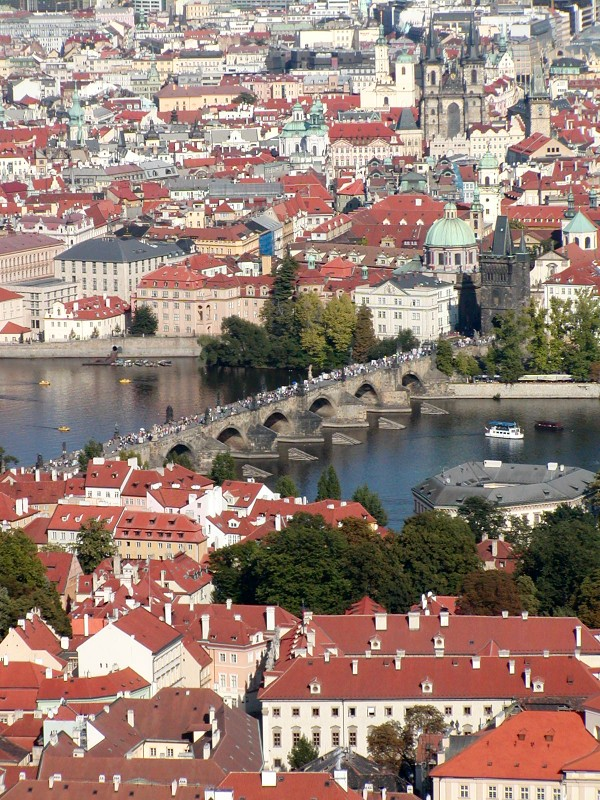
جسر تشارلز في براغ؛ ويحوي الجسر على العديد من الرموز والآثار المسيحيَّة.
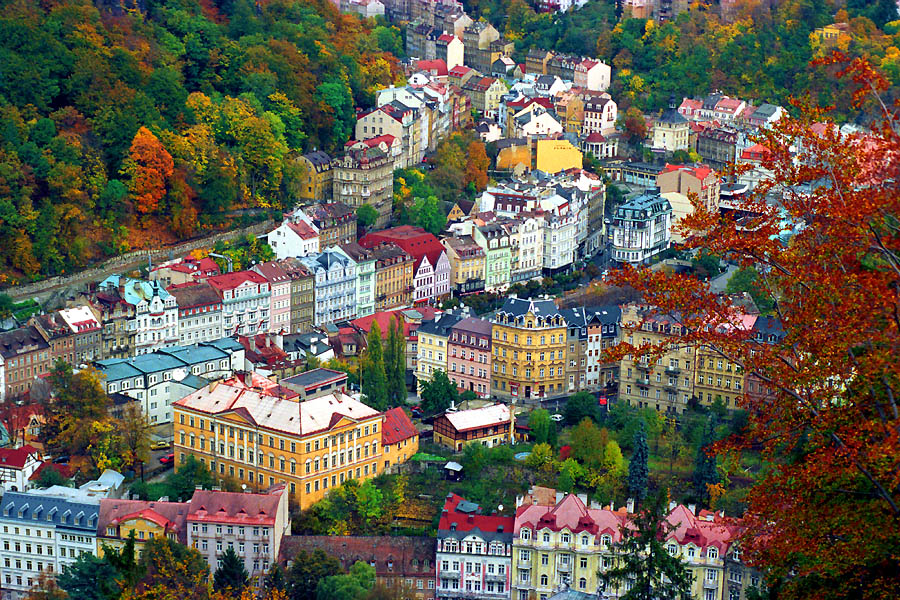
كارلوفة في بوهيميا، القلب التاريخي والثقافي لجماعة الهوسيون البروتستانتيًّة.
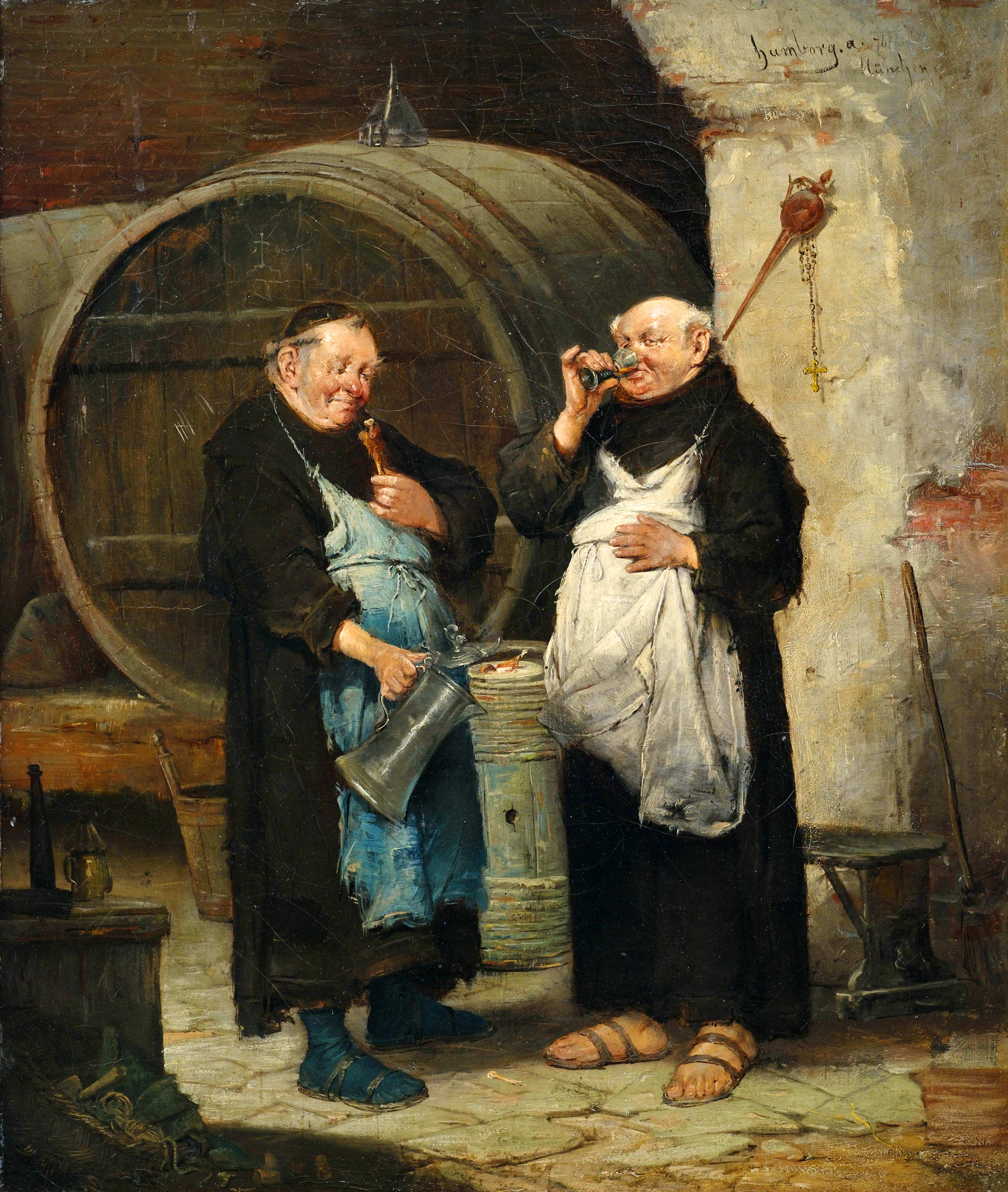
رهبان فرنسيسكان يعملون في إنتاج للنبيذ.
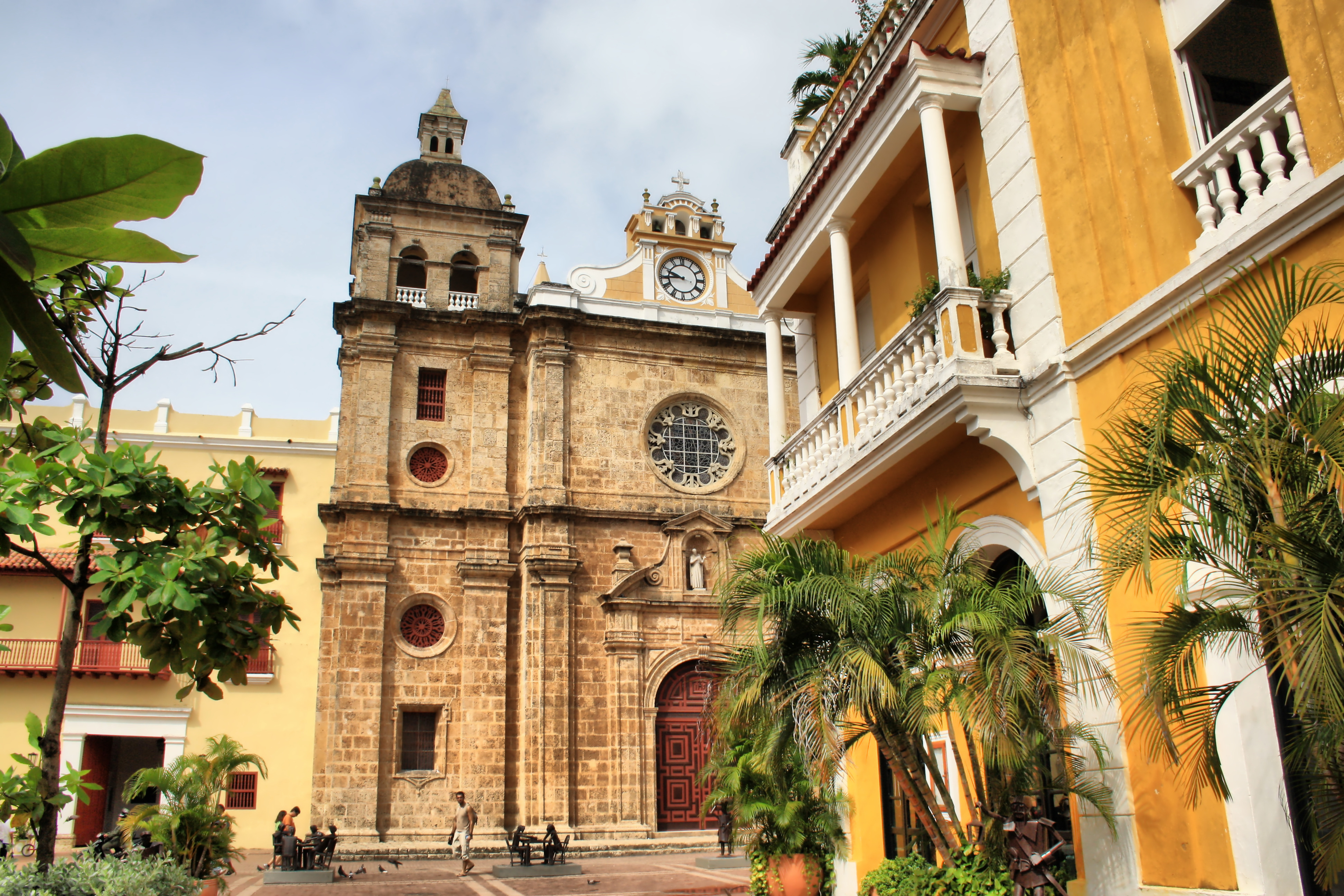
كاتدرائيَّة كارتاخينا في  كولومبيا، وهي من مواقع التراث العالمي.
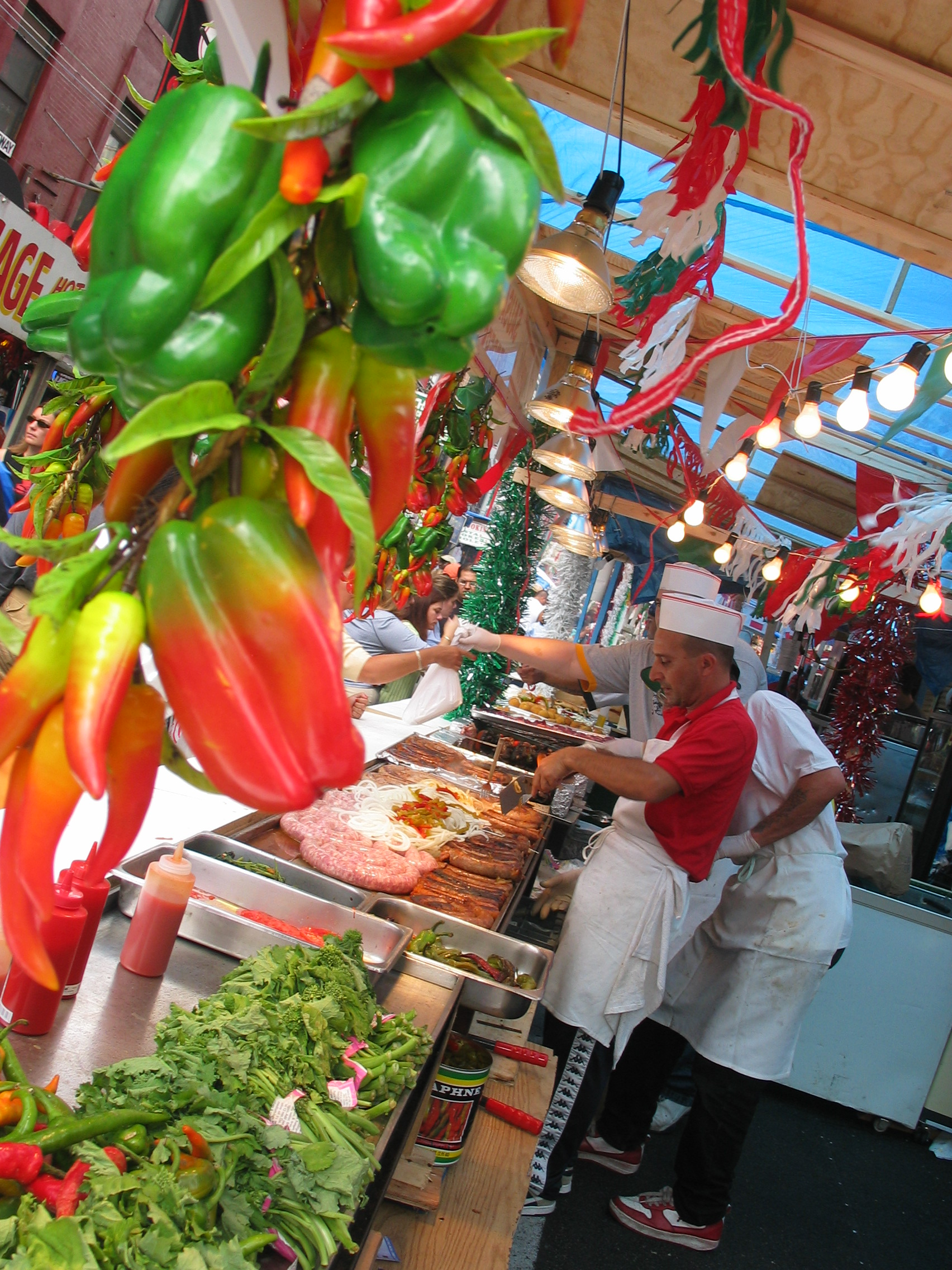
مظاهر من يوم القديس جينّارو من نابولي في مدينة نيويورك.
حفل زفاف مسيحي عربي في بلاد الشام.
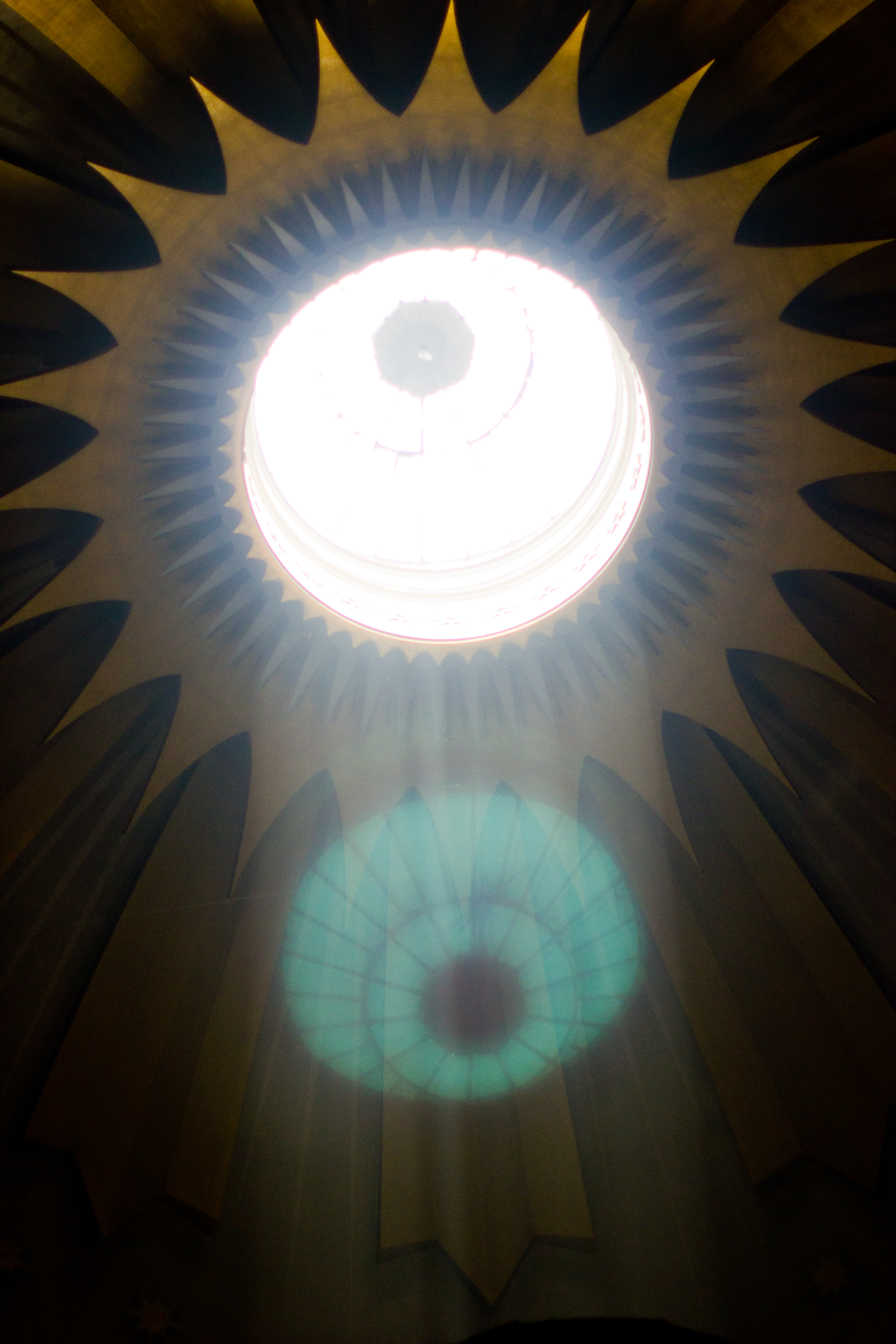
قبة "قيامة يسوع" في كنيسة القيامة.
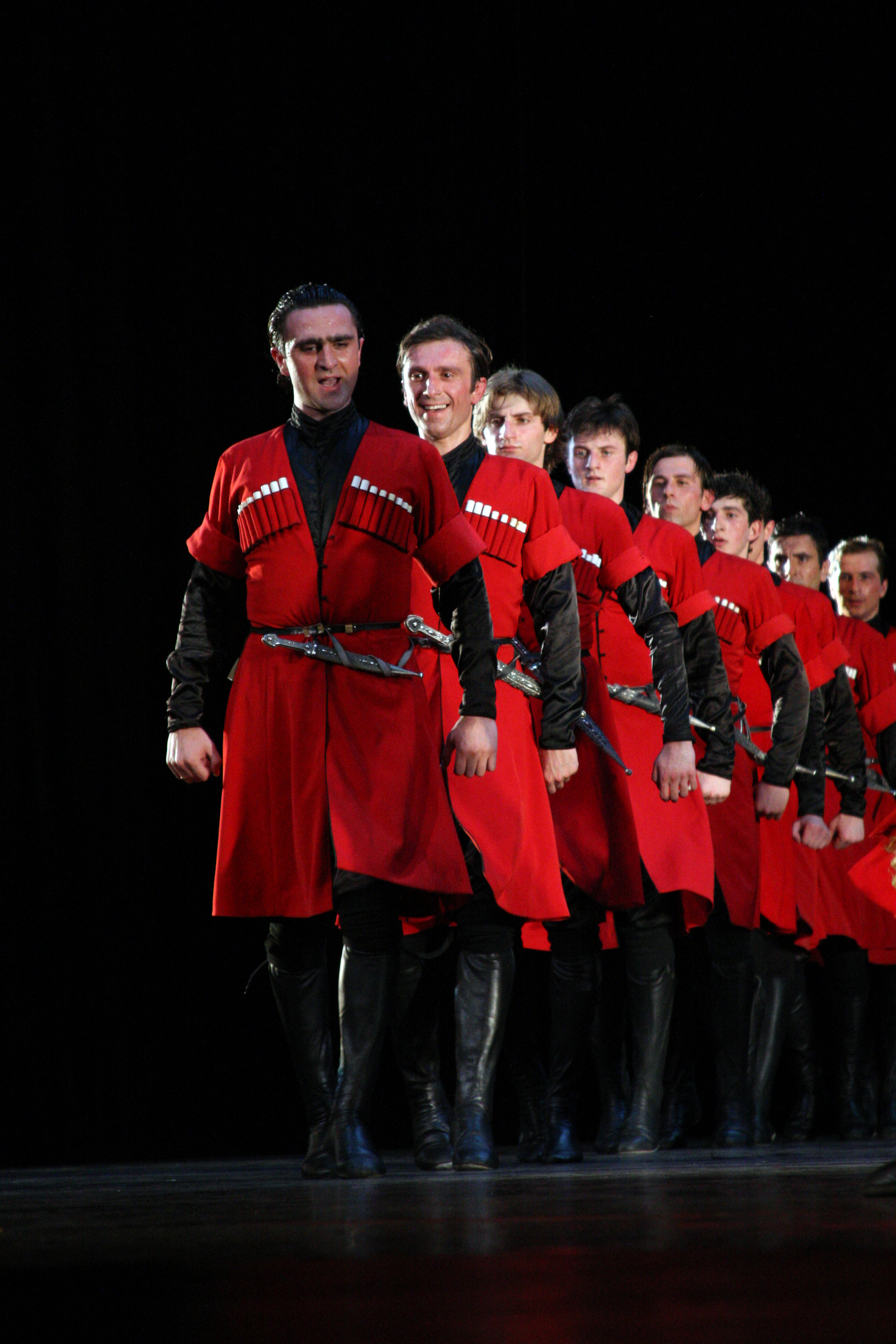
رقص فلكلوري من  جورجيا خلال إحتفالات عيد العنصرة.
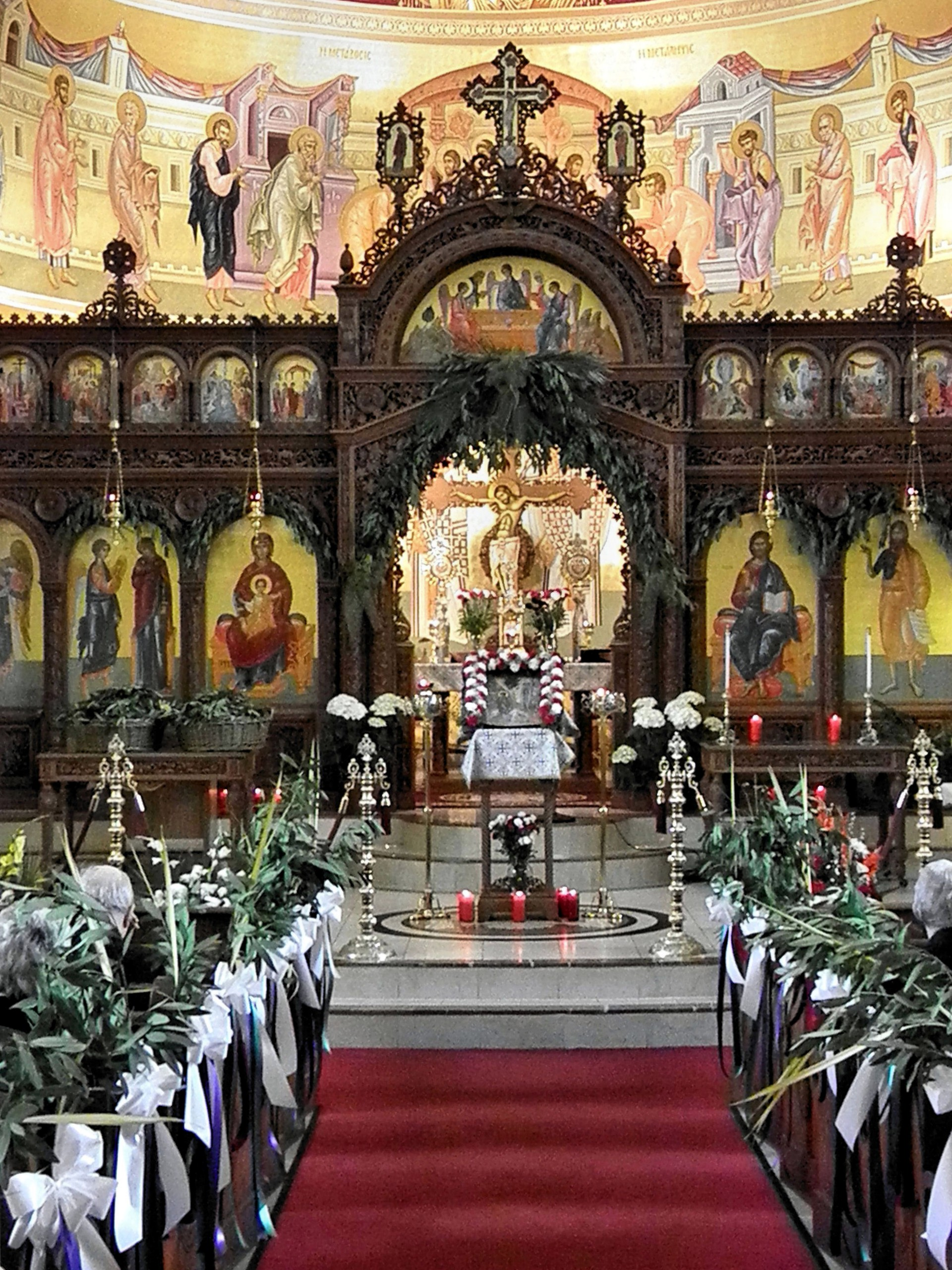
كنيسة يونانيَّة بنطيًّة أرثوذكسية مزينَّة بمناسبة أحد الشعانين.
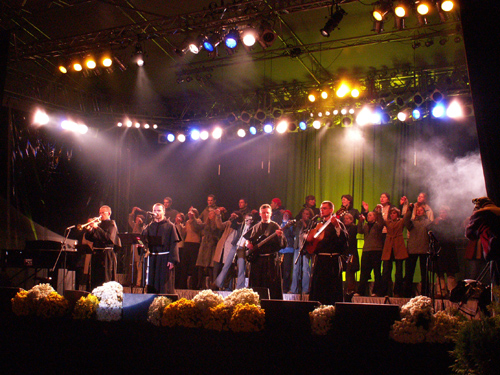
حفل موسيقي كاثوليكي في  بولندا.
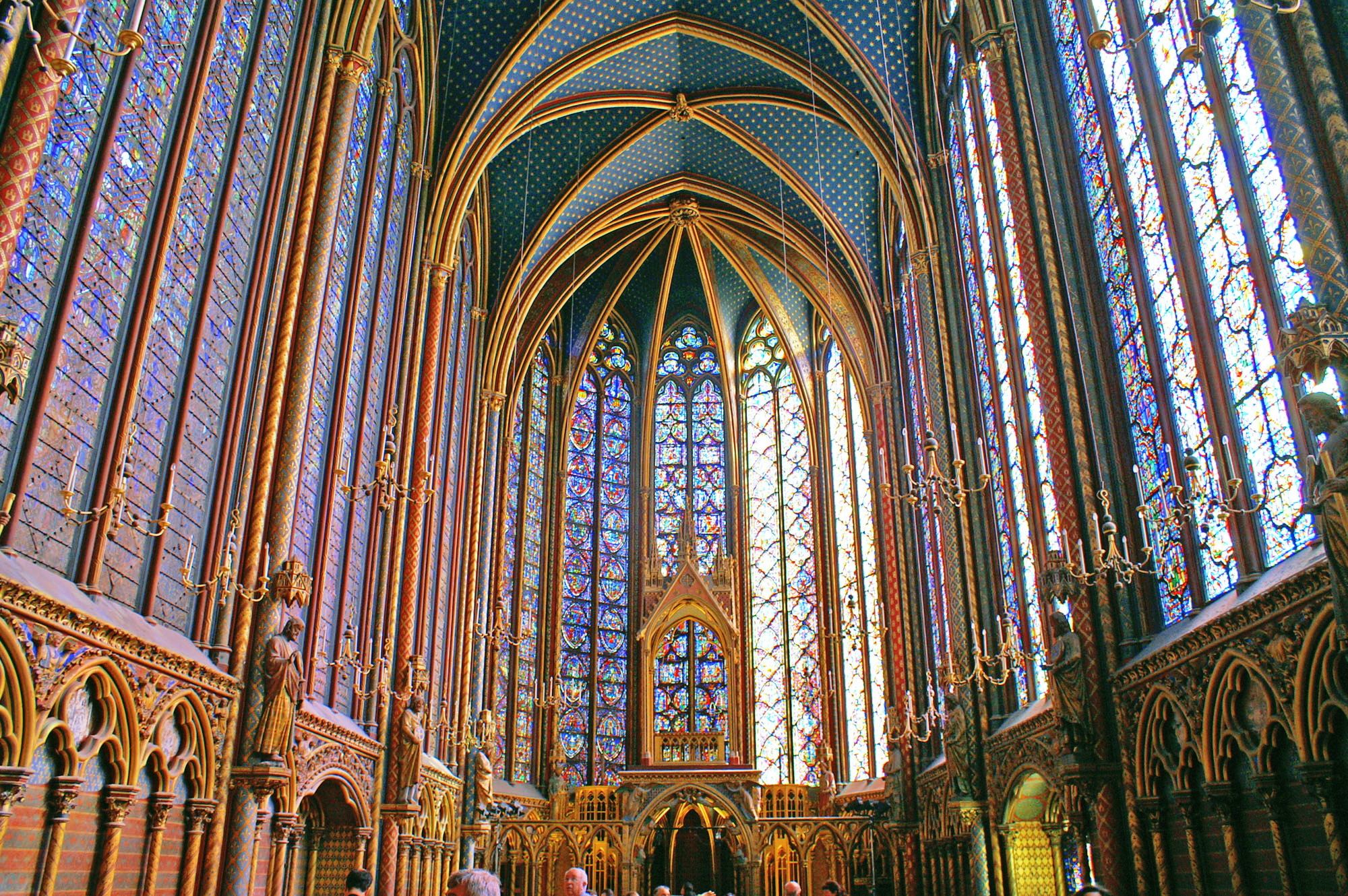
كابيلا القديس الملك لويس التاسع، القصر الملكي في قصر فرساي.
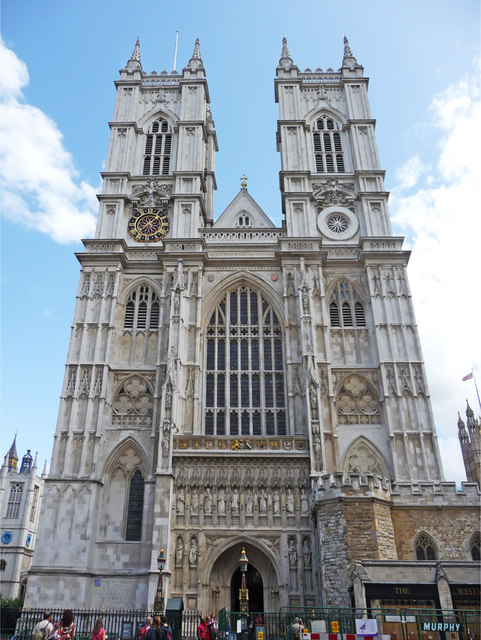
كنيسة وستمنستر تستخدم لتتويج ملوك بريطانيا.
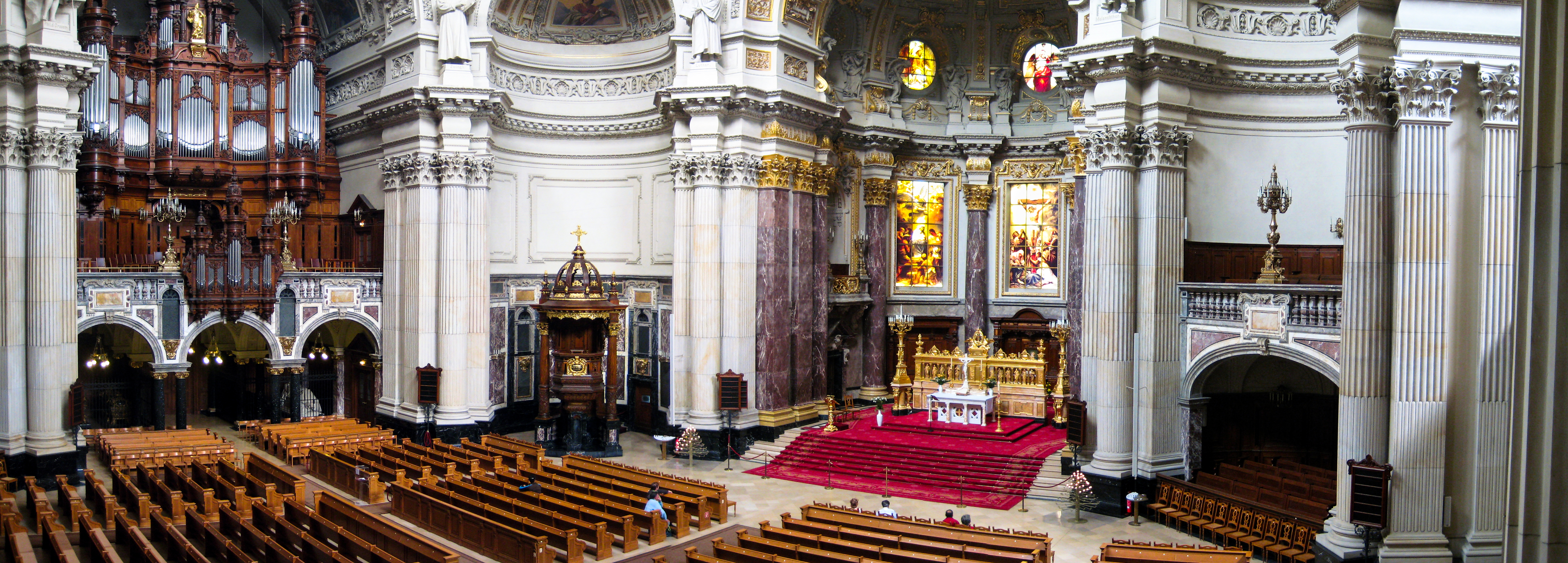
الكاتدرائيًّة اللوثريًّة في مدينة برلين.
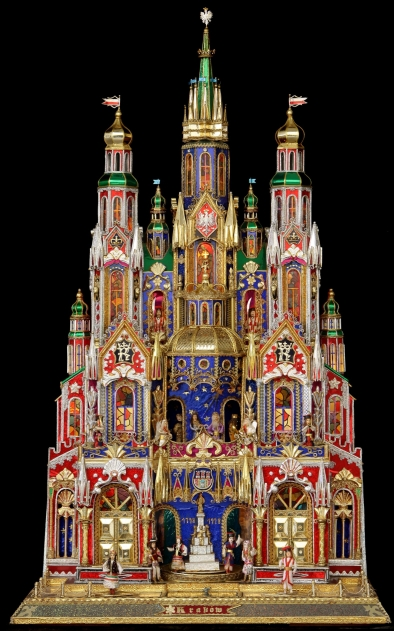
مجسّم مغارة عيد الميلاد؛ وهي من تقاليد عيد الميلاد السلافيَّة.
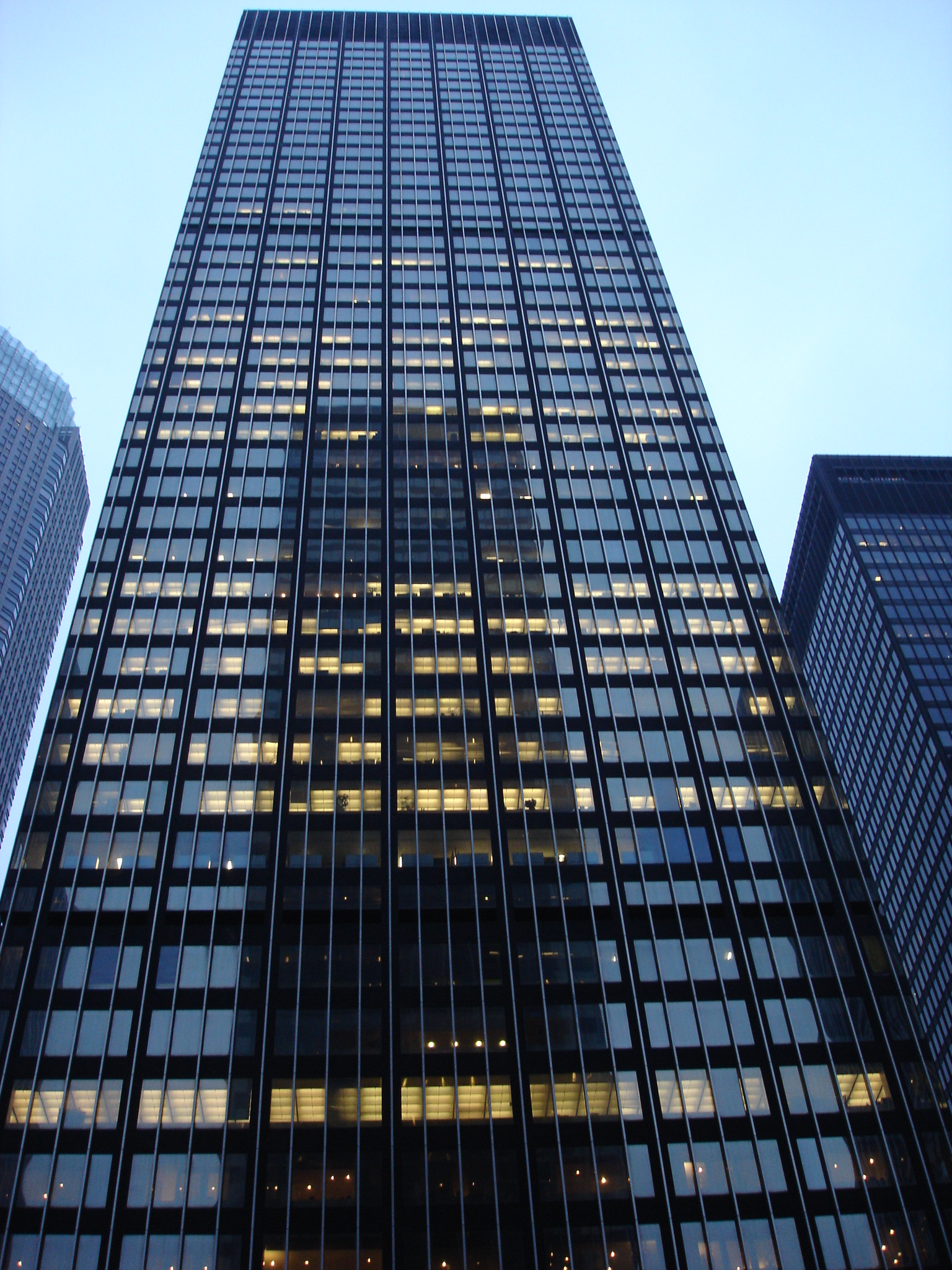
جي بي مورجان تشايس في وول ستريت، أحد أكبر البنوك أو المؤسسات المصرفيَّة البروتستانتيَّة في العالم.
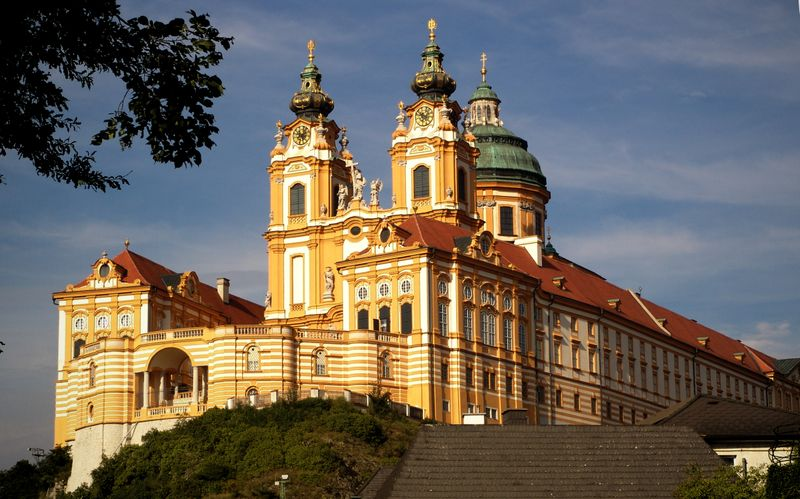
دير ميلك، لعب الدير دور بارز وهام في نشر العلوم والفكر خلال حركة مكافحة الإصلاح في النمسا.
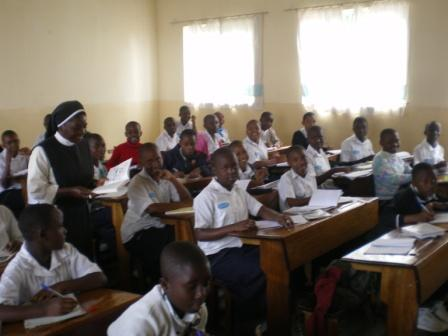
راهبة تقوم بتدريس تلاميذ يتامى في  كينيا؛ تقوم الكنيسة بأعمال إنسانيَّة شتى في القارة السمراء.
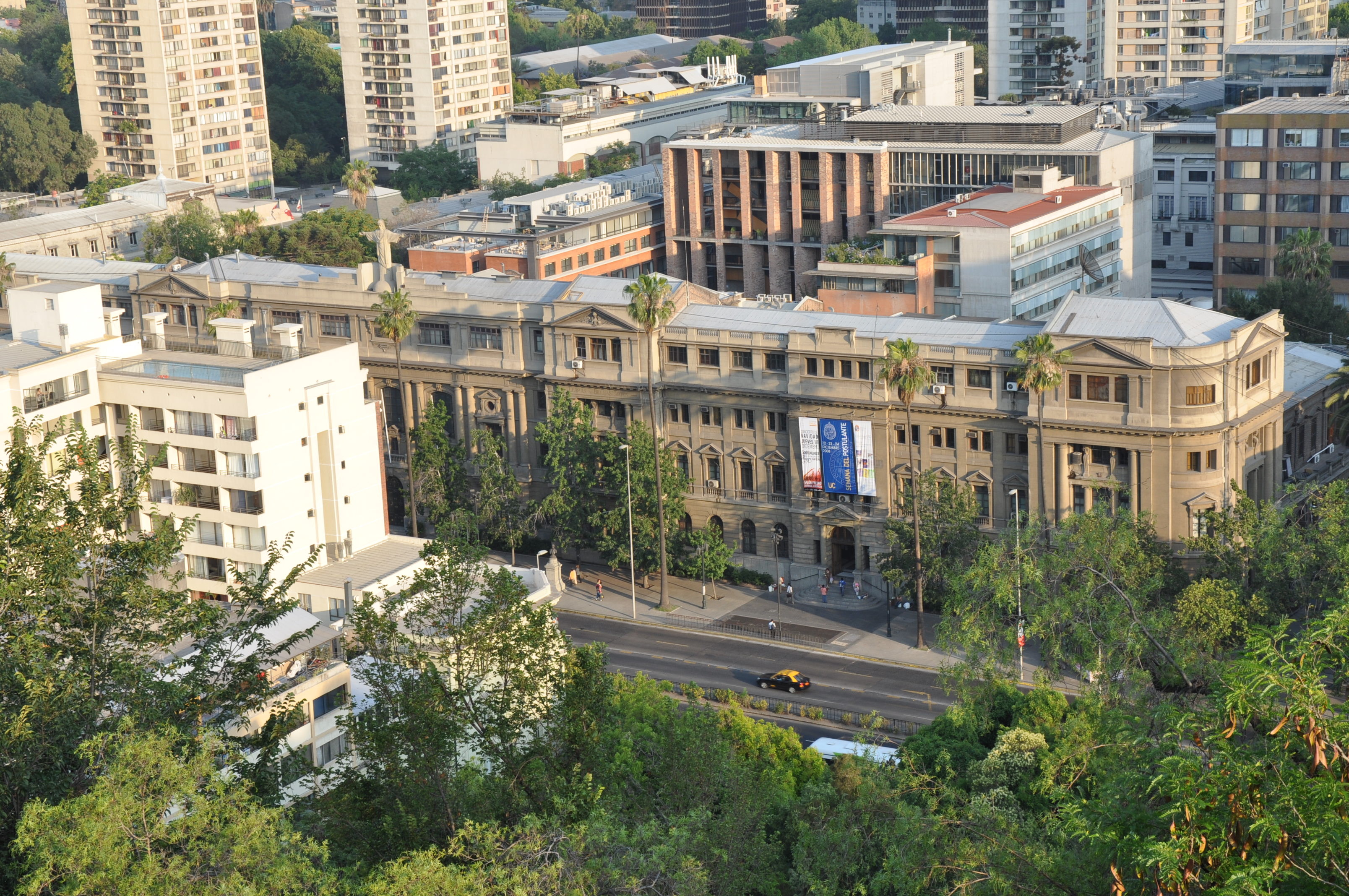
الجامعة البابويَّة في سانتياغو،  تشيلي؛ صُنفت حسب التصنيف الأكاديمي في مقدمة جامعات أمريكا الجنوبية.
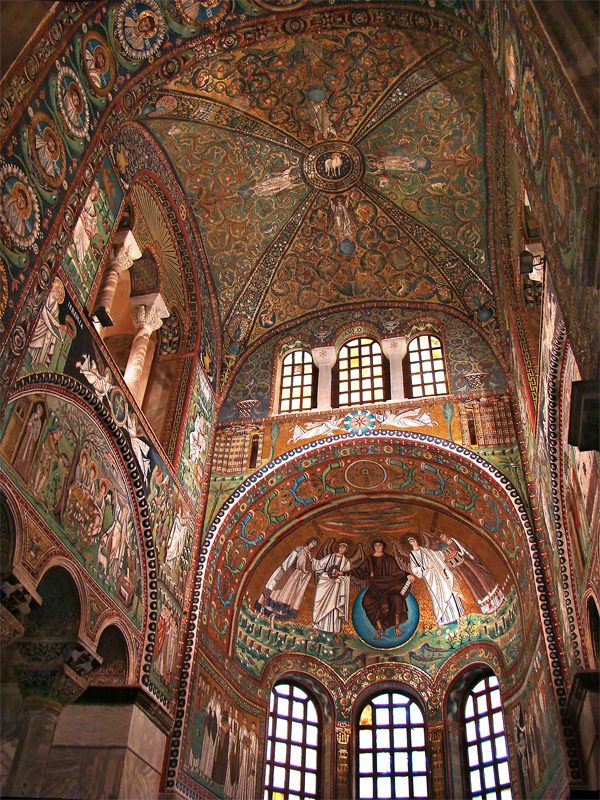
بازيليكا سان فيتالي، بنيت في عصر الأمبراطور جستينيان الأول الذي قام بجمع القوانين بما يتلائم مع تعاليم المسيحية والتي دعيت بقانون جستينيان.
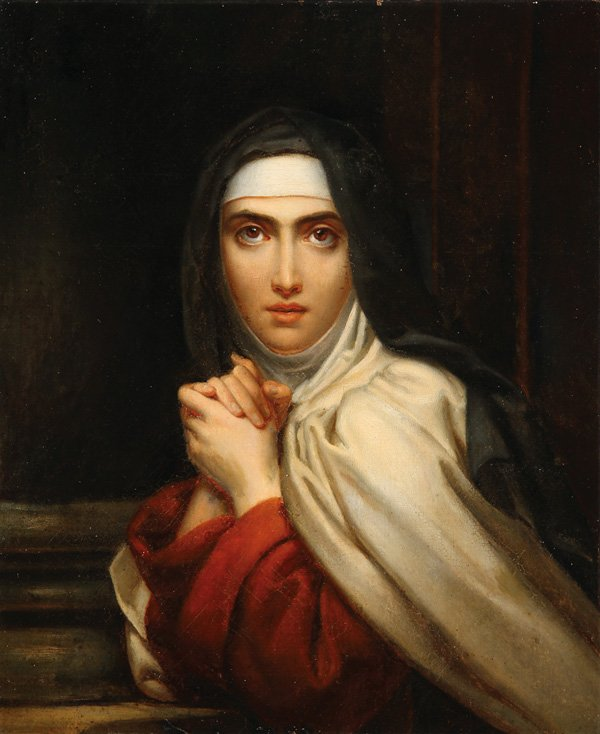
تريزا الإفيلية؛ من أبرز منظريّ مع اللاهوت والتصوّف المسيحي ومن أبرز من كتب في الشعر المسيحي.
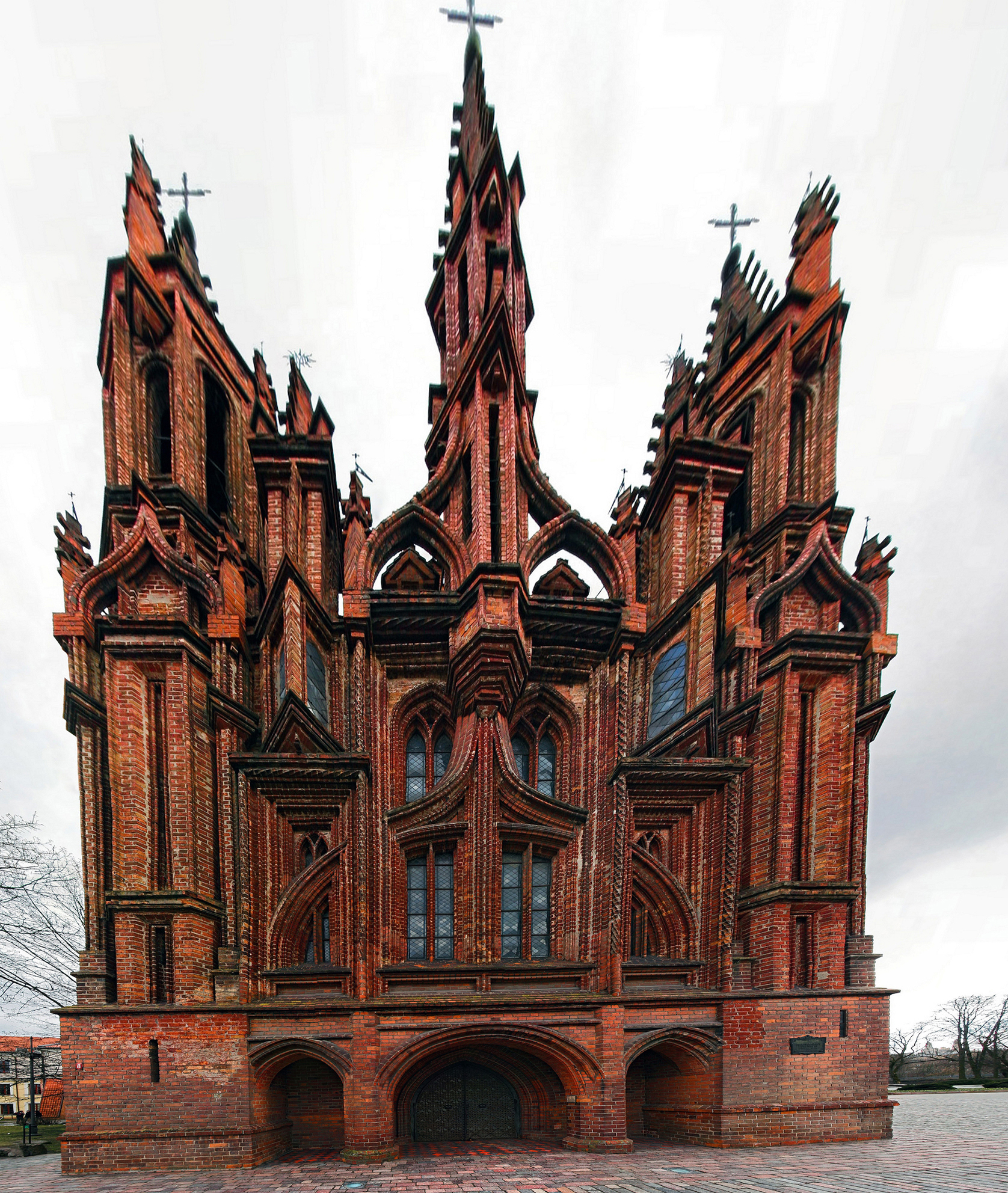
كاتدرائية القديسة حنة في مدينة فيلنيوس عاصمة  ليتوانيا؛ حافظت ليتوانيا على هويتها الكاثوليكية تحت حكم الإمبراطورية الروسية وفي وقت لاحق في إطار الاتحاد السوفياتي.
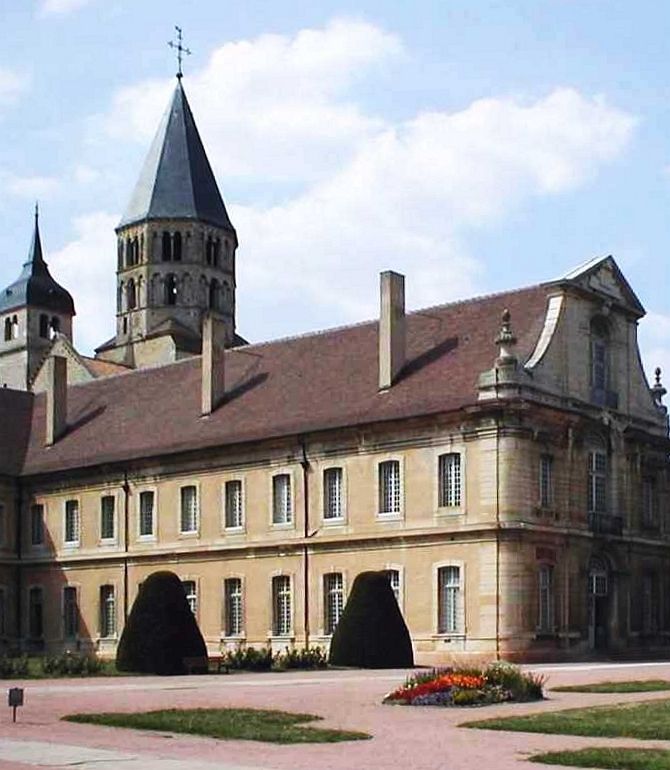
دير كلوني، شكلت الأديرة معقل للعلوم والفكر والبحث العلمي خلال القرون الوسطى، وفيها تم حفظ الفكر والعلوم القديمة.
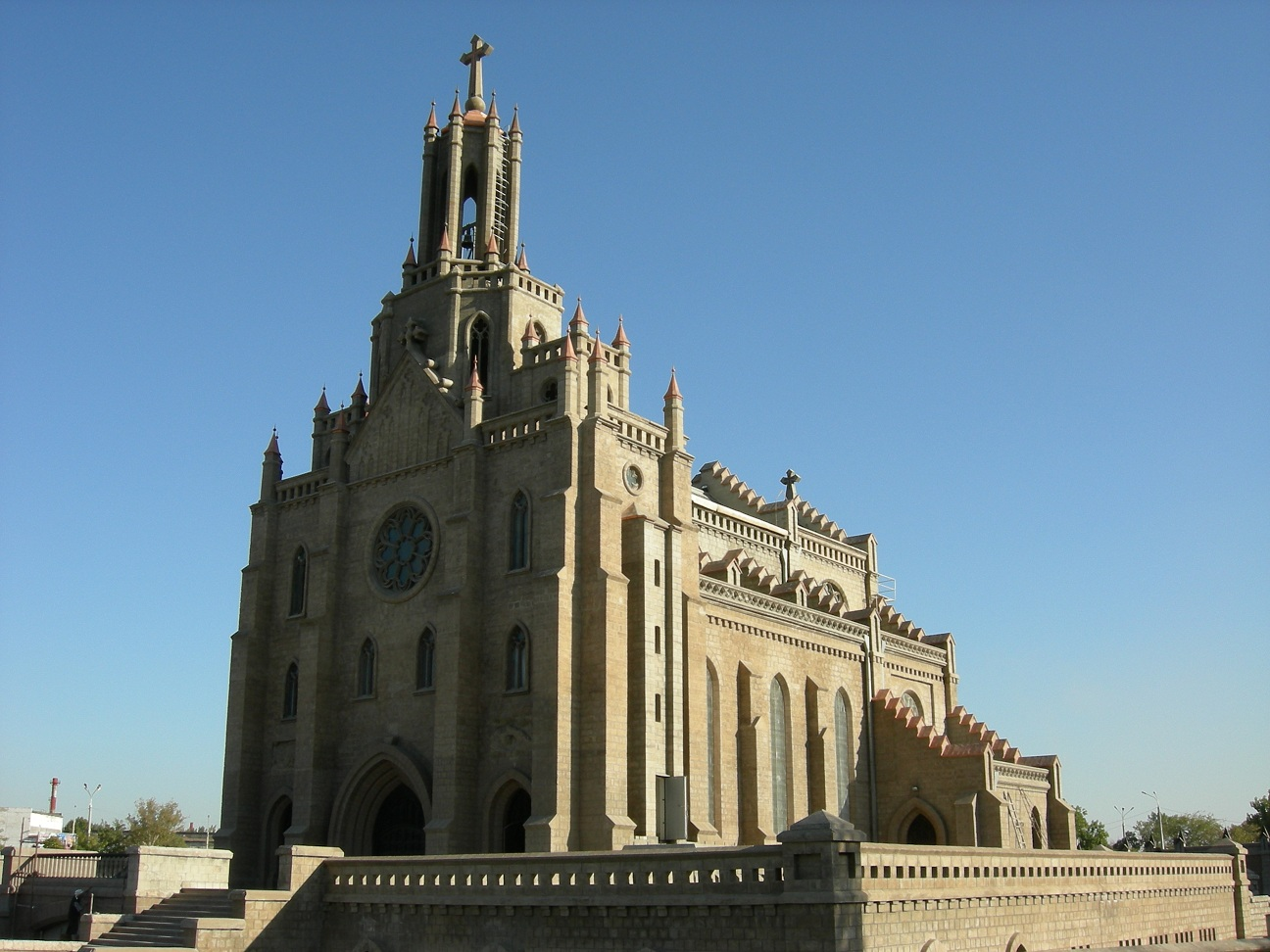
كنيسة في طقشند عاصمة  أوزبكستان؛ أزدهرت المسيحية على طريق الحرير من خلال المبشرين من كنيسة المشرق ووصلت حتى البر الصينيّ.
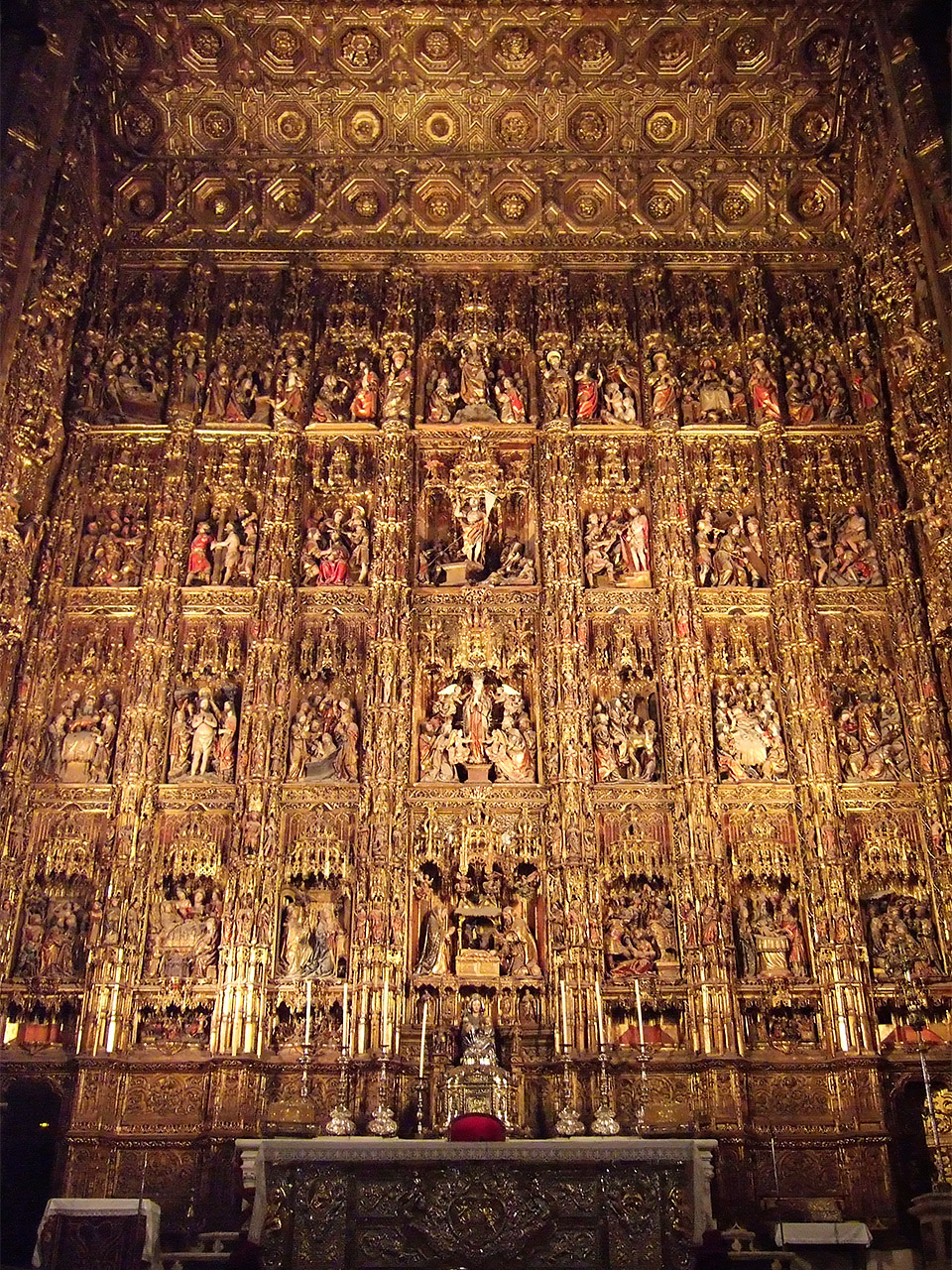
مذبح كاتدرائية طليطلة، أثارت عظمة كاتدرائية طليطلة دومًا الإعجاب بين النقاد ومؤرخي الفن العظيم في عالم الفن والهندسه المعمارية.
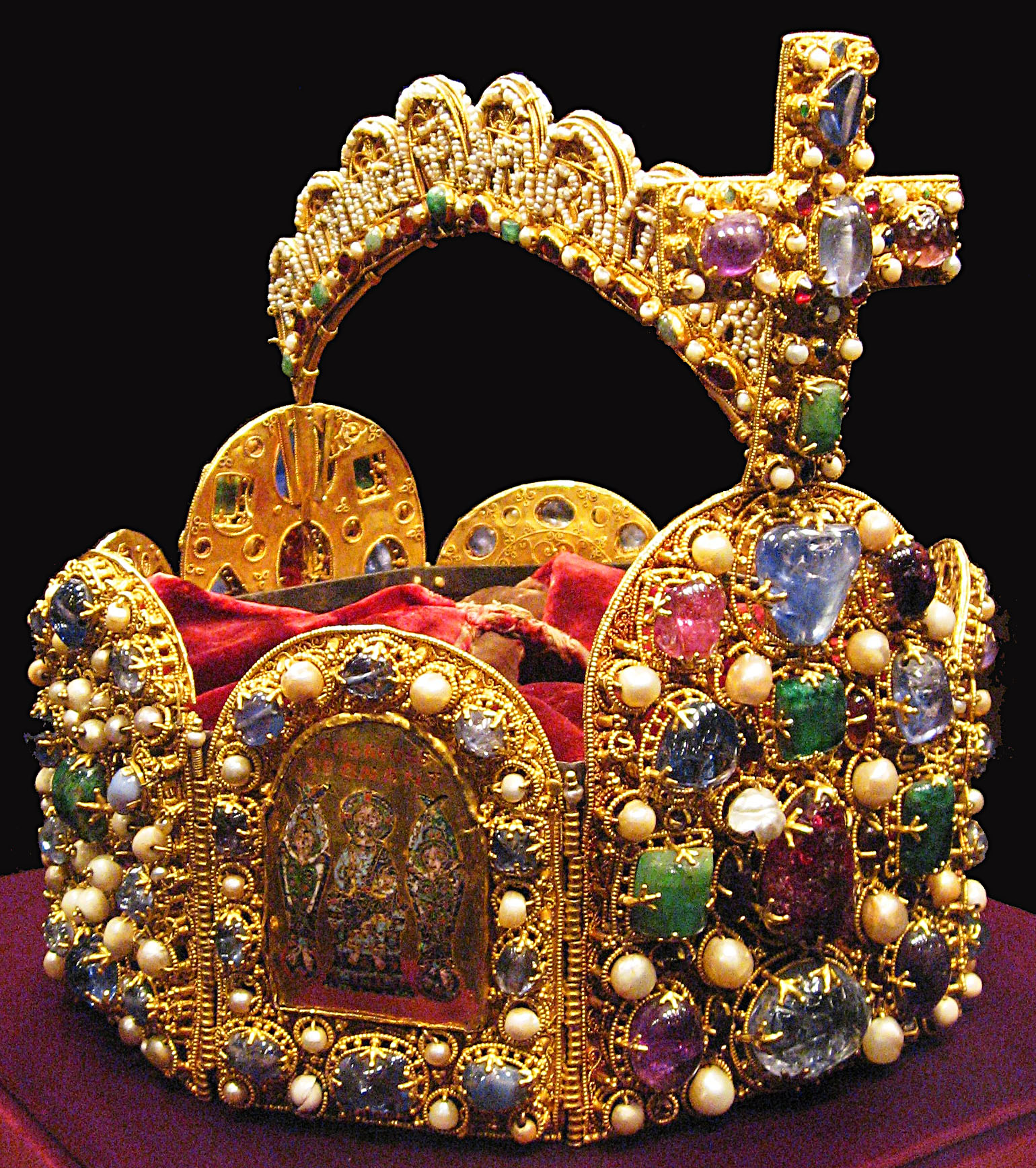
تاج الإمبراطورية الرومانية المقدسة؛ خلال العصور الوسطى المتأخرة، شكلًّت مع البابوية الكاثوليكية واحدة من القوتين العالميتين.
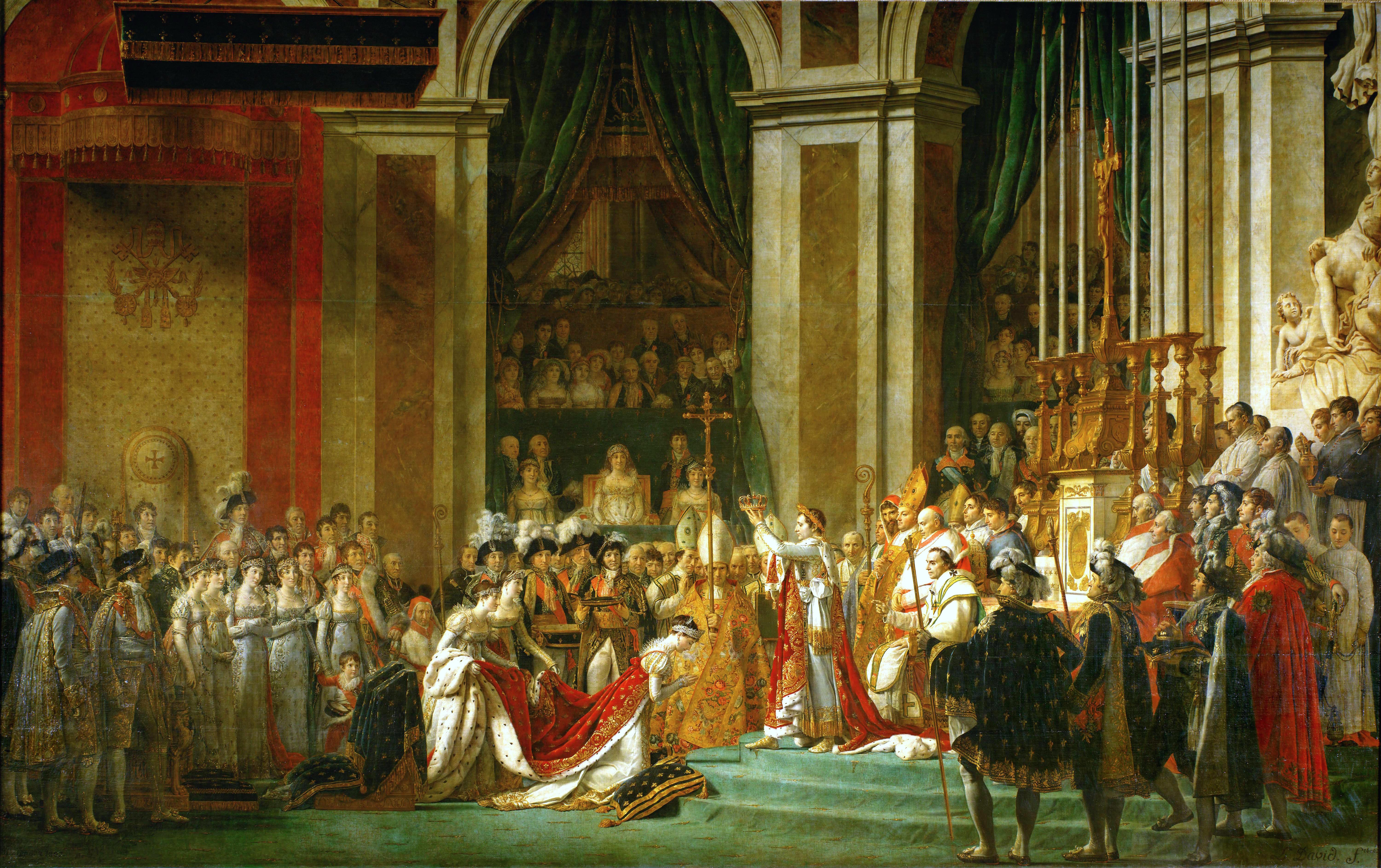
تتويج نابليون بونابرت، بريشة جاك لويس دايڤيد؛ على مدار التاريخ توّج رجال الدين المسيحيين حكّام وملوك أوروبا.
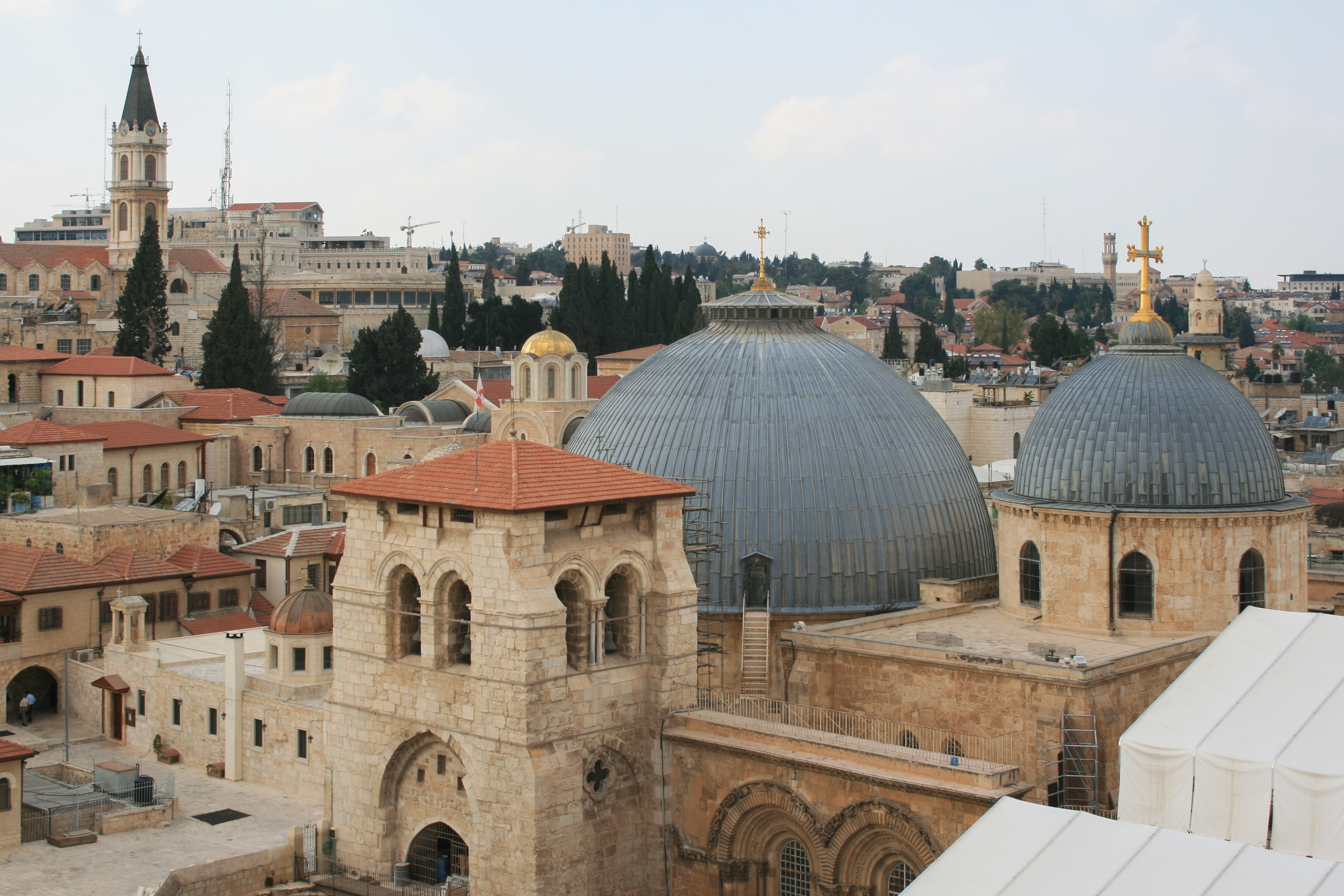
حارة النصارى تتوسطها كنيسة القيامة في مدينة القدس؛ أم الكنائس في العالم المسيحي، وأقدس المواقع المسيحيَّة ومهد المسيحية ونقطة إنطلاقها للعالم أجمع.
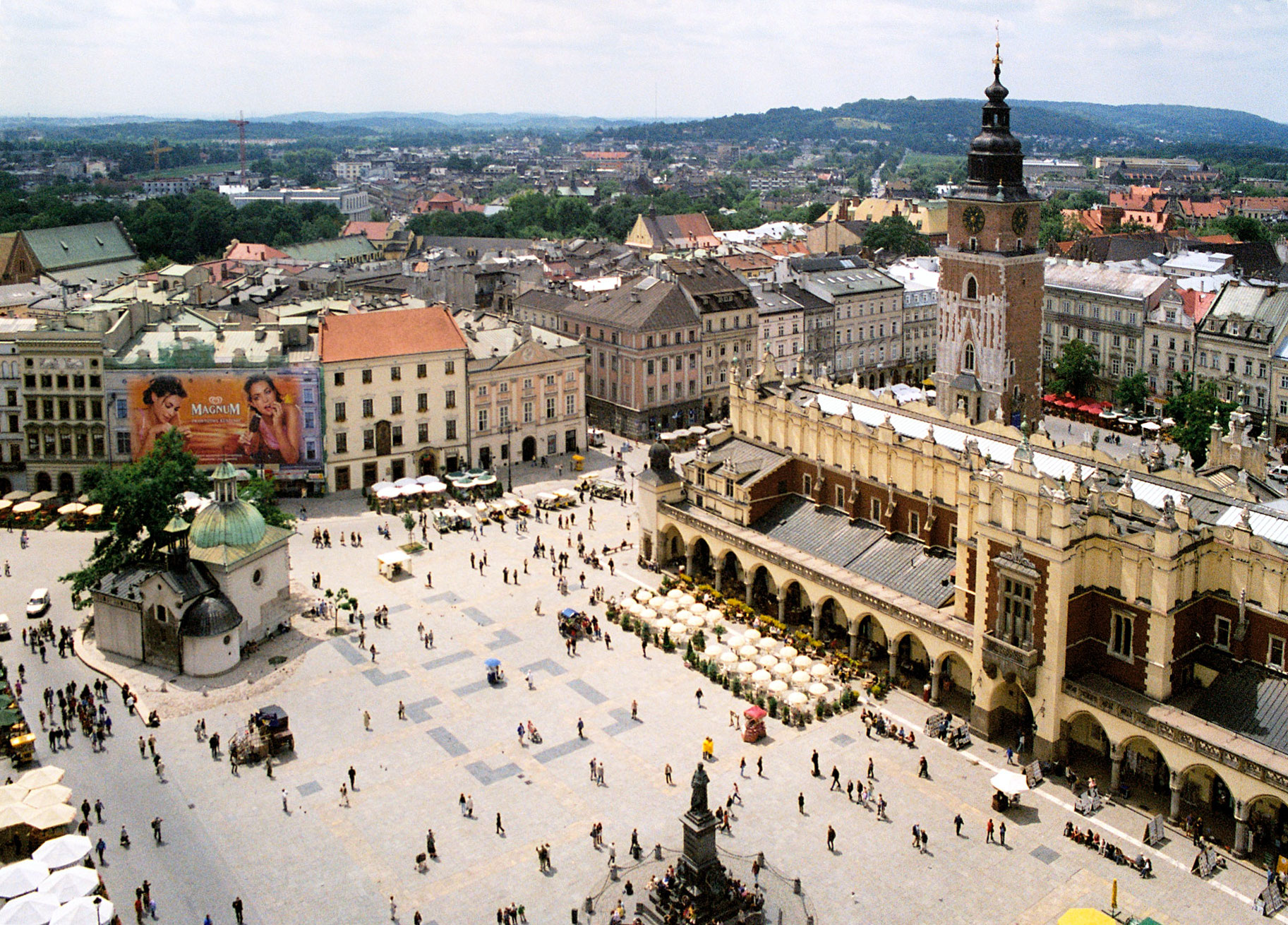
الساحة المركزية في كراكوف، تحيطها الكنيسة ودار البلديًّة وقصر الحاكم؛ كانت هذه الساحات مركز الحياة الإجتماعيًّة في العالم المسيحي.
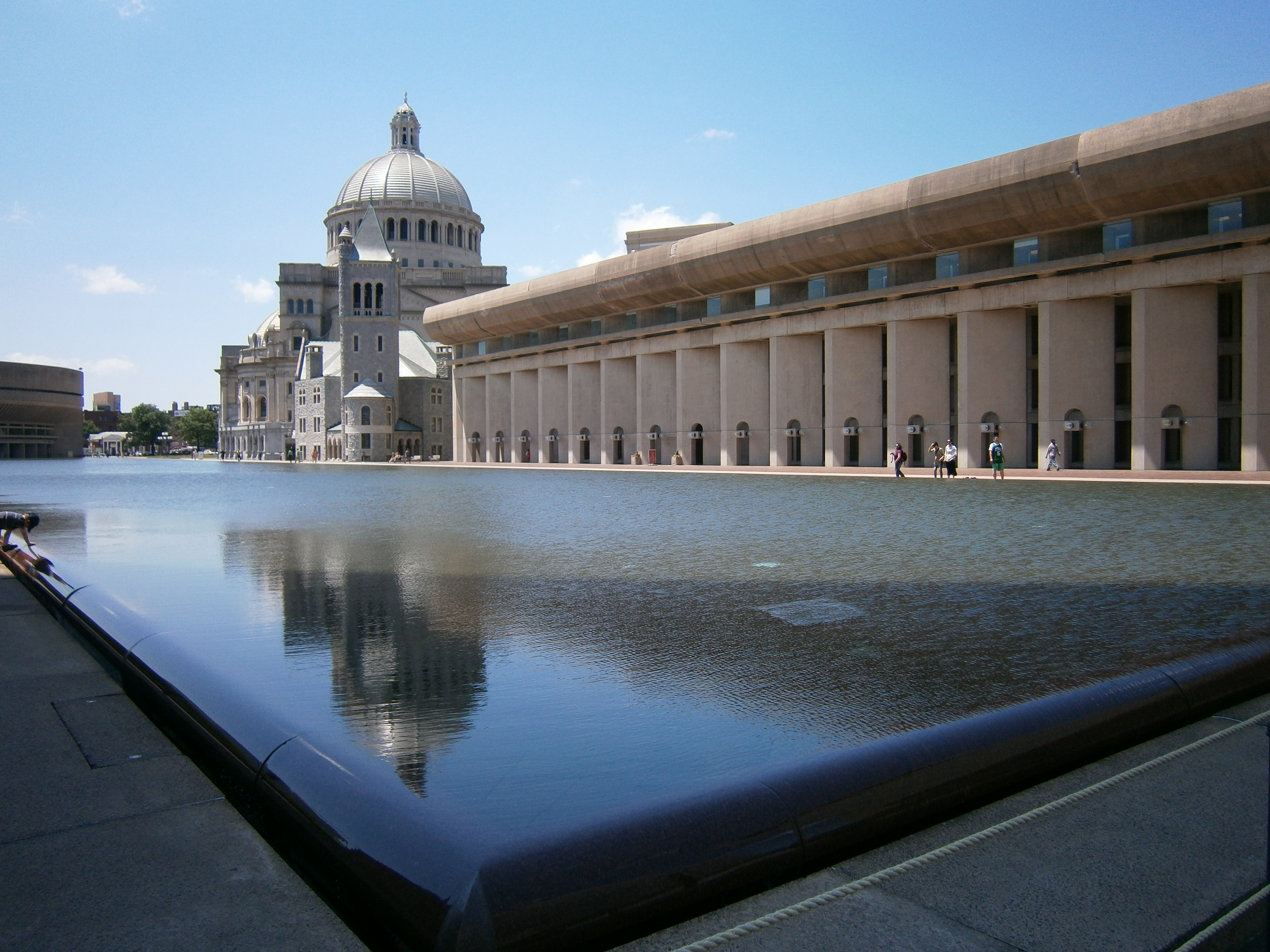
كنيسة المسيح الأولى، بوسطن وهي مهد جماعة العلم المسيحي؛ لدى الكنيسة العديد من المشورات منها الصحيفة المرموقة كريسشان ساينس مونيتور الحائزة على سبع جوائز بوليتزر.
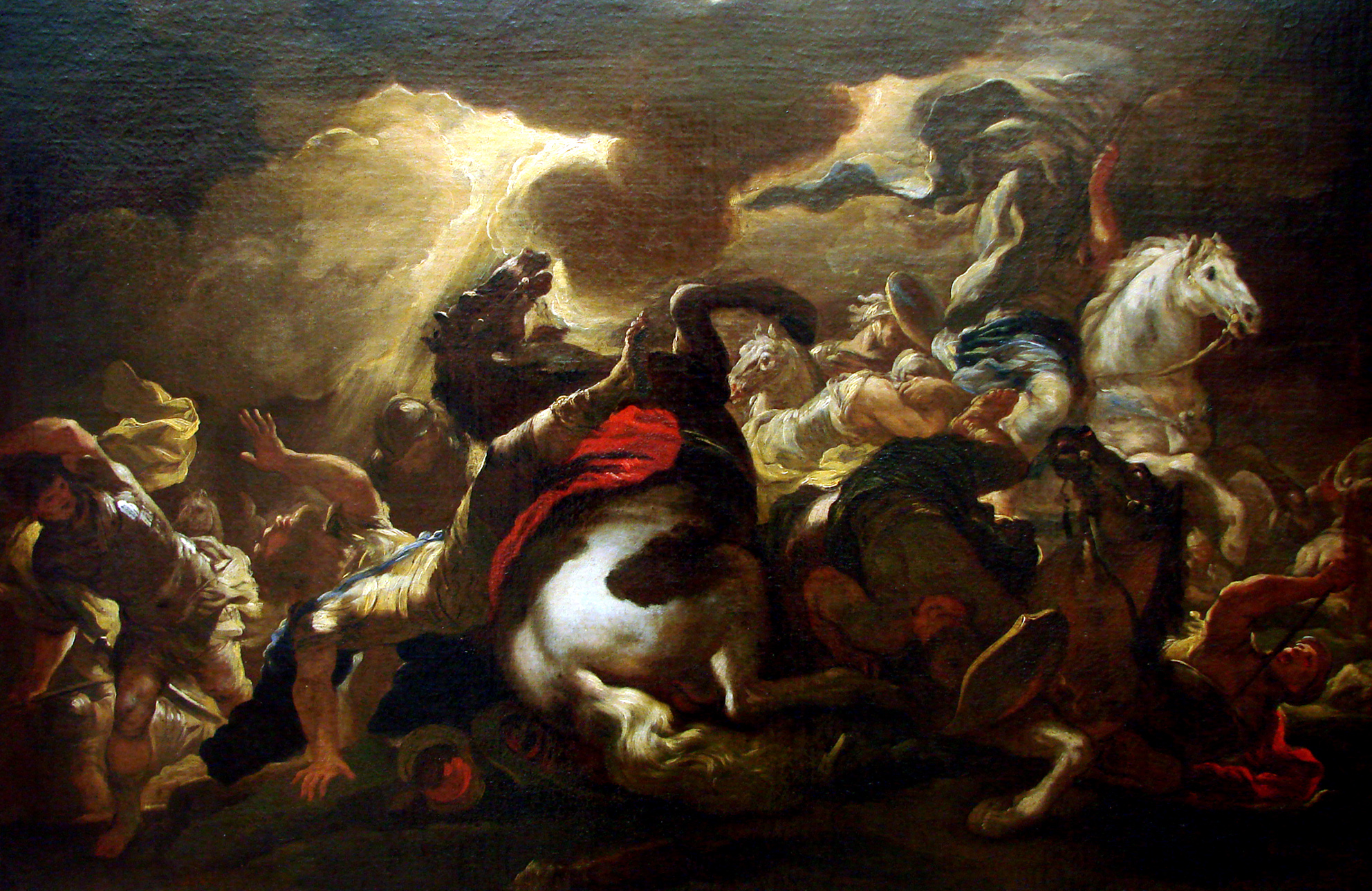
تحول بولس إلى المسيحية، غدت رمزًا في الثقافة الغربية، "للتحول العميق والجوهري في حياة ومواقف الإنسان". أما في الفن فقد أنتجت عبر القرون أعمال عديدة تخلّد التحول البولسي.
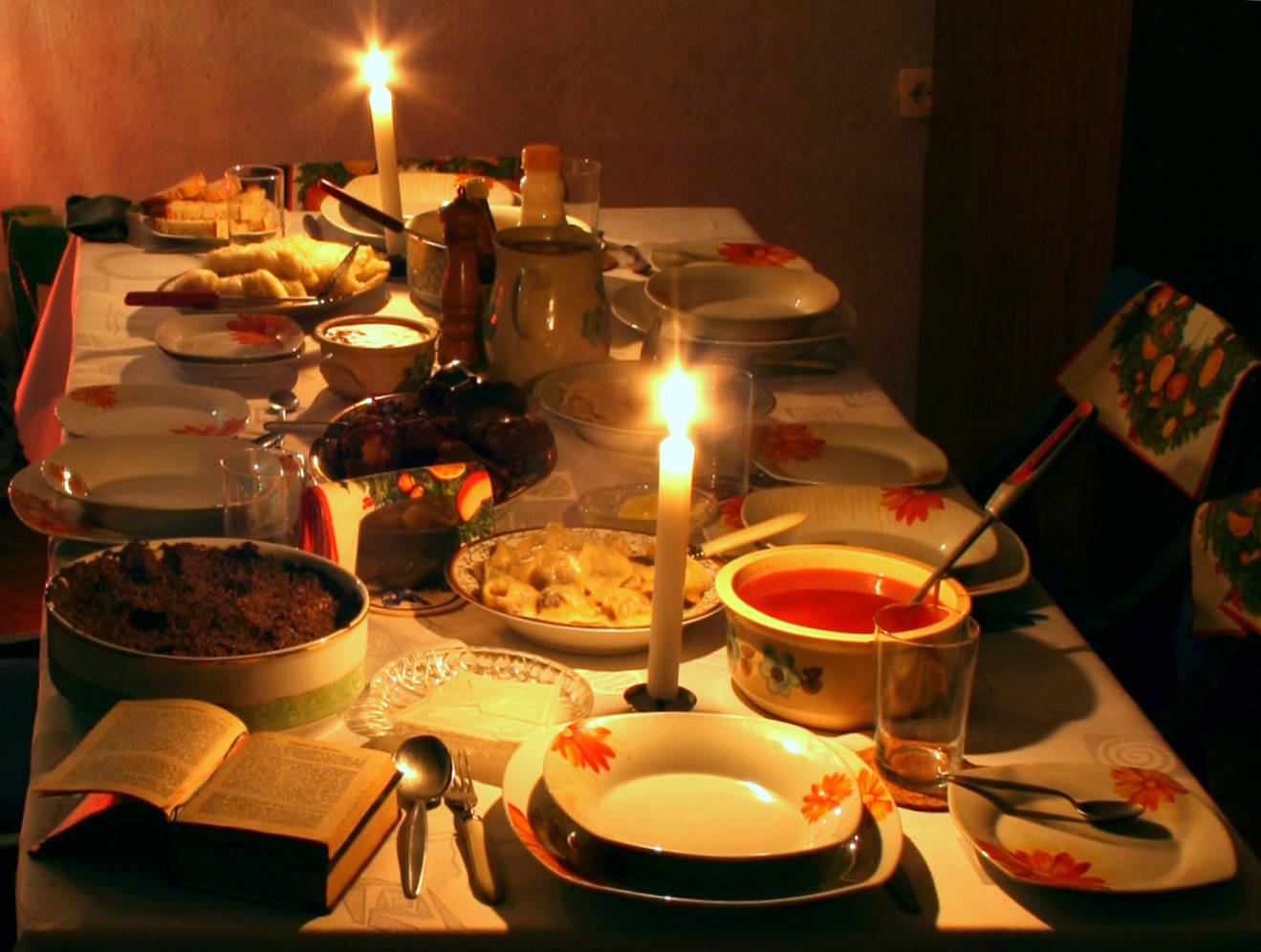
مائدة بولندية تقليدية في عشيَّة يوم الأحد.
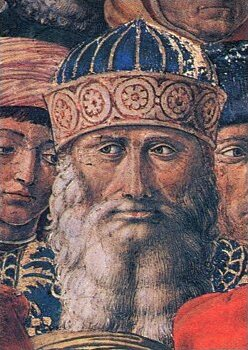
أثّرت هجرة العُلماء البيزنطييّن إلى إيطاليا إلى ظهور بواعث النهضة الحديثة في أوروپَّا.
العلم المسيحي، هو علم صمم في أوائل القرن العشرين لتمثيل كل من المسيحية والعالم المسيحي.
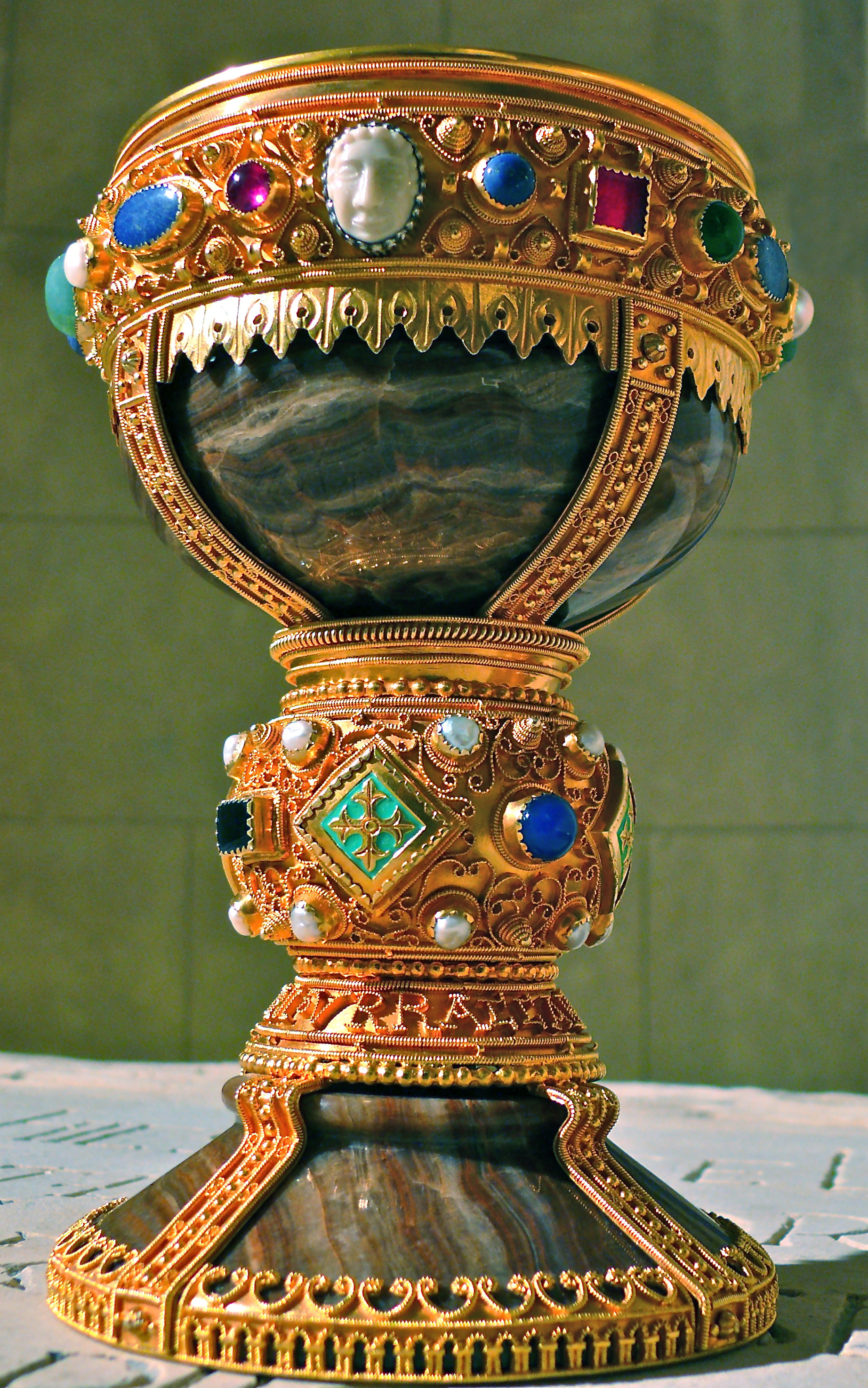
الكأس المقدسة حيكت حولها أساطير وحكايات وأشعار لا تزال حاضرة في الوعي والفلكلور المسيحي.
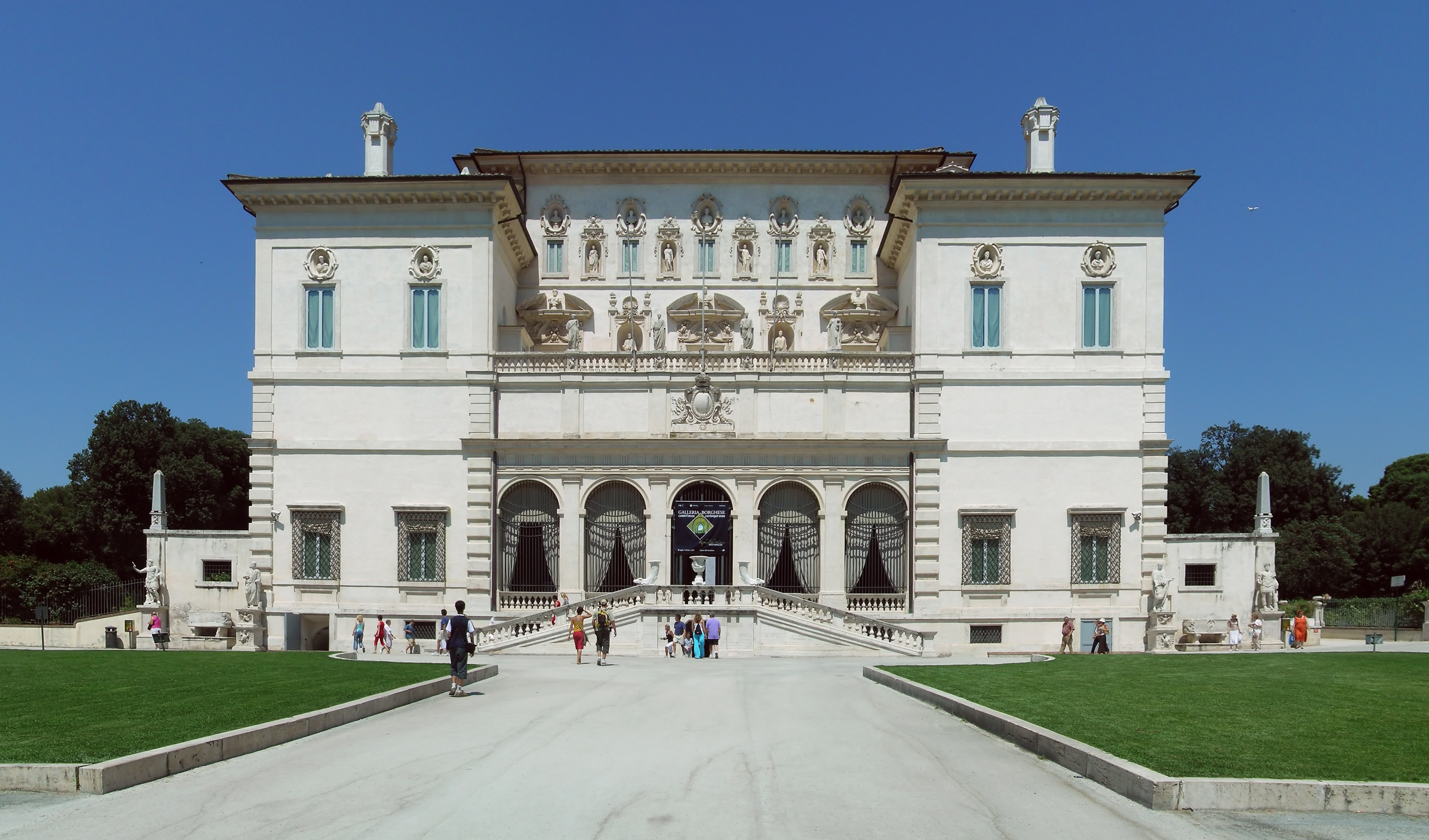
جاليريًّّا بورغيزي، تعود لأسرة بورغيزي وهي من النبالة السوداء ومُنحت اللقب من قبل الدولة البابوية.
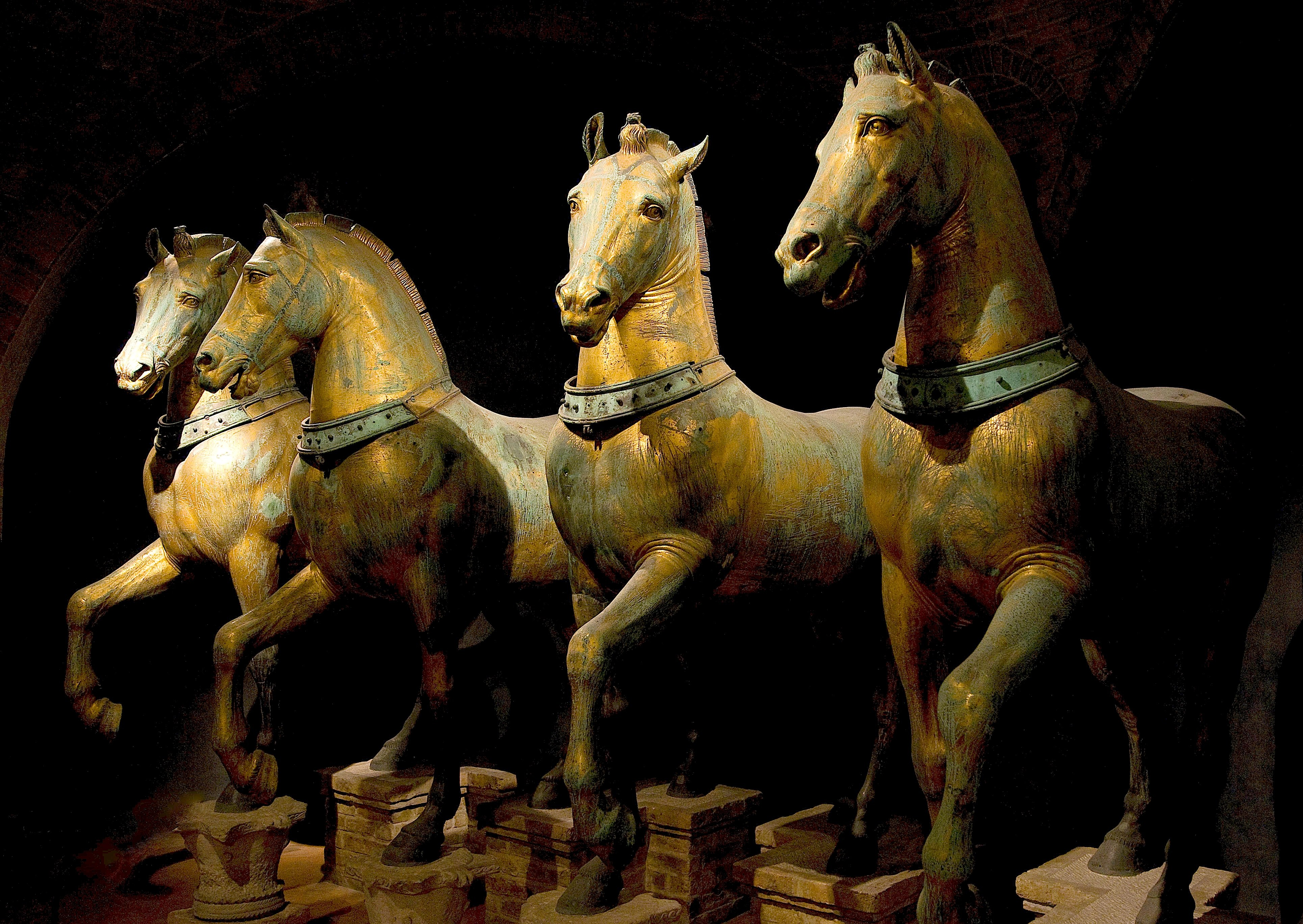
أحصنة القديس مرقس وهي من الآثار الثقافيًّة الهامة التي تعود للعصر البيزنطي.
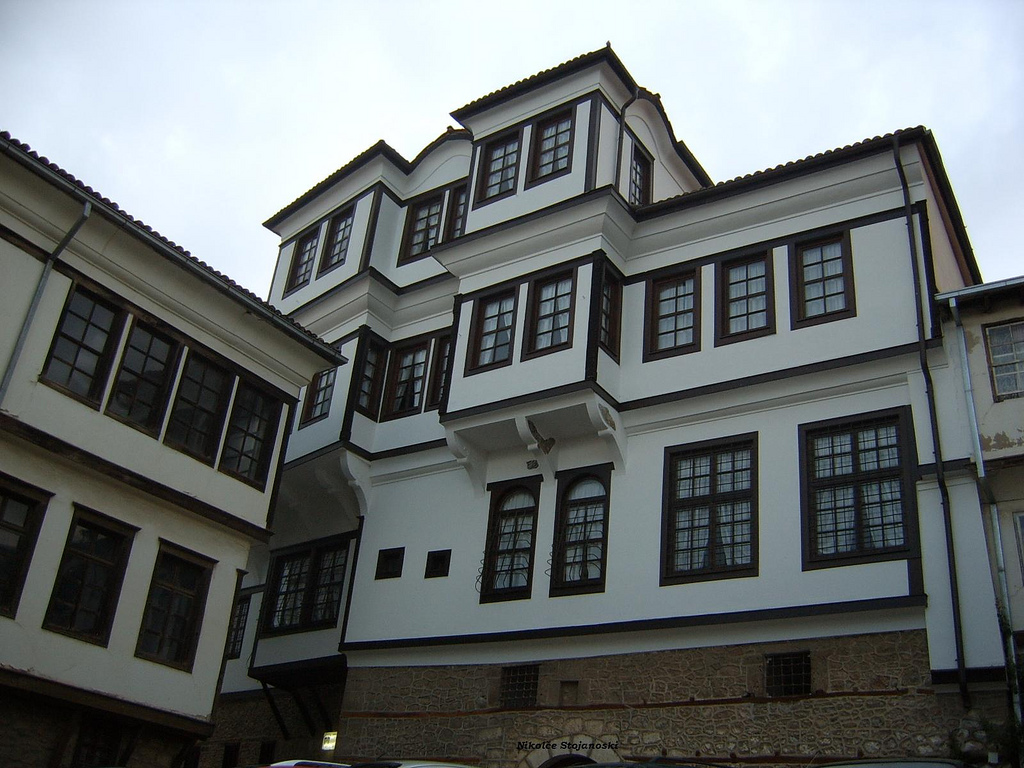
منازل مبينَّة على الطراز الأرثوذكسي في أوخريد المقدسة في  مقدونيا.
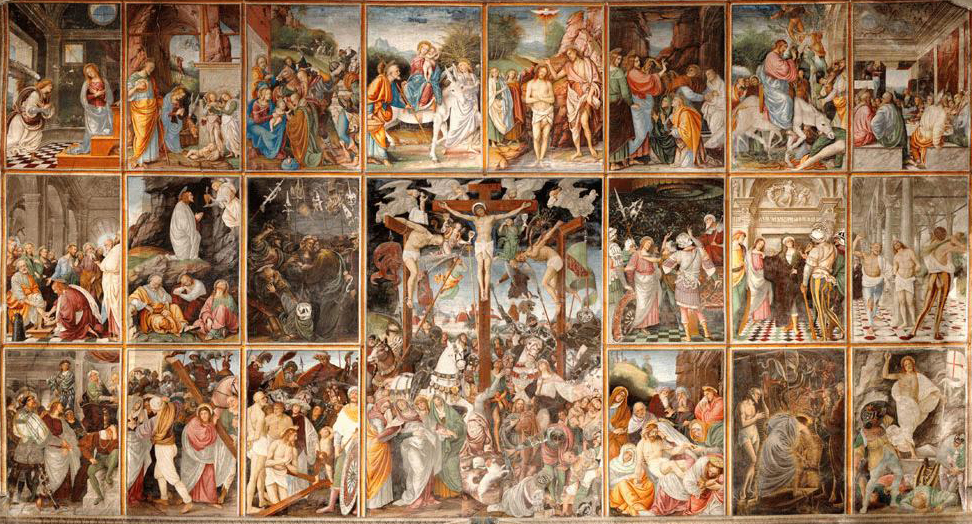
جداريَّة تصور مراحل من حياة يسوع بحسب رواية العهد الجديد.
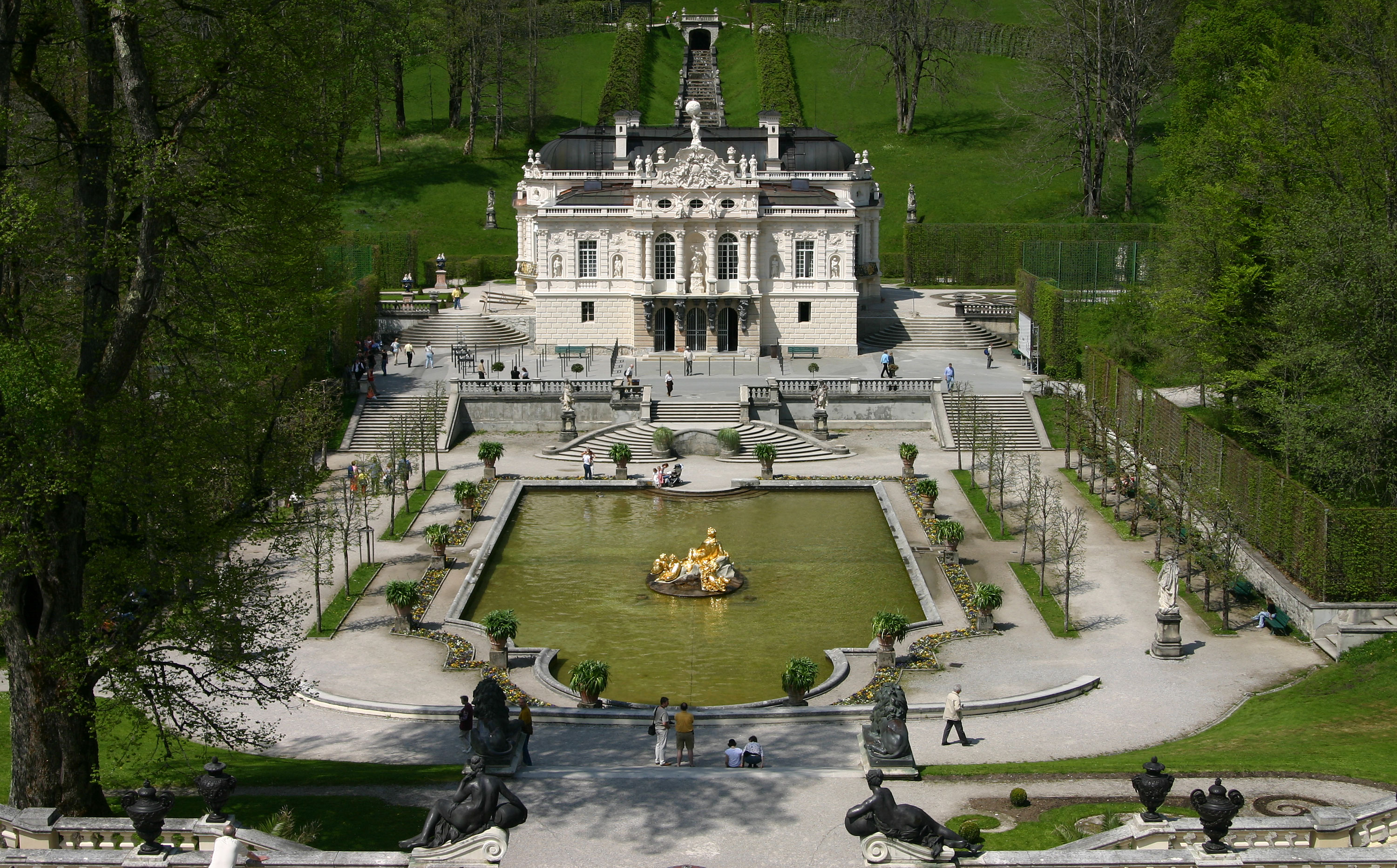
قصر لندرهوف كان من أملاك الكاردينال-ابن الأخ بيترو أوتبونس.
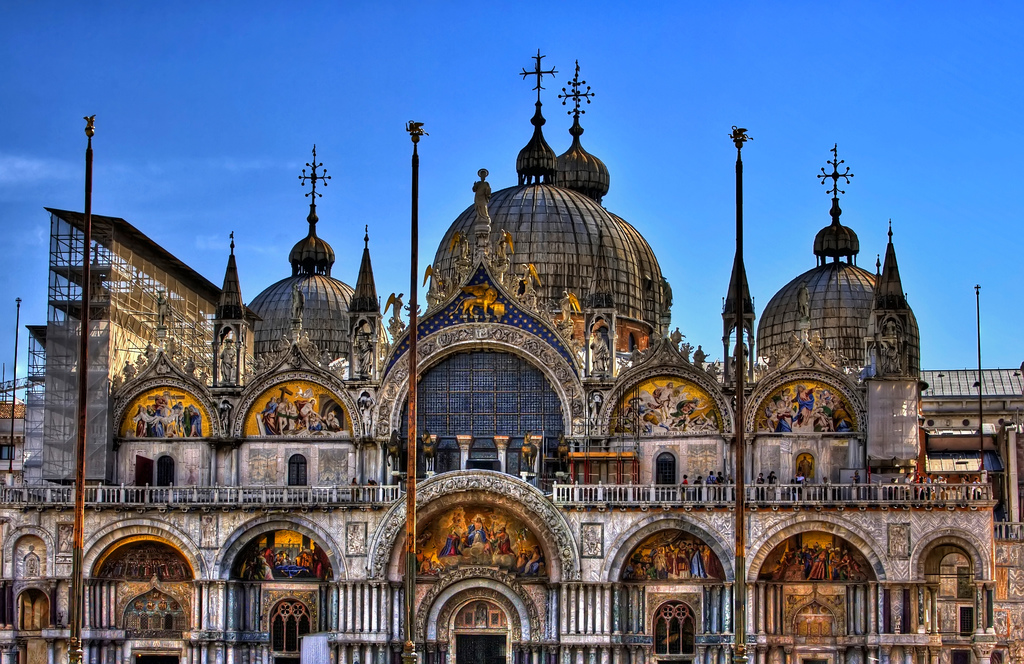
كنيسة سان ماركو الكاثوليكيَّة في البندقية، إحدى أفضل الأمثلة المعروفة على العمارة البيزنطية.
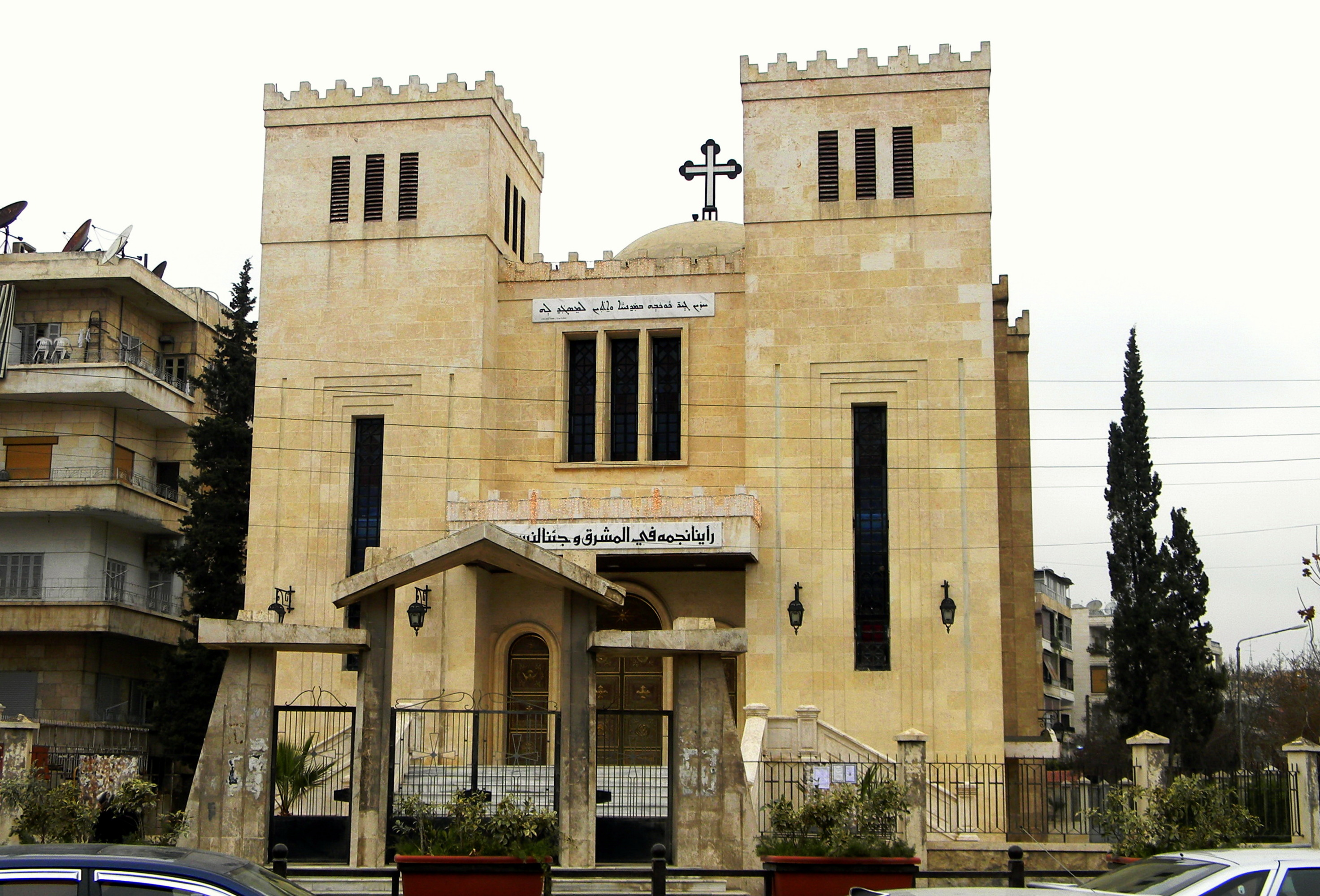
كنيسة الكلدان الكاثوليك، طورّت الكنيسة ثقافة مسيحيّة شرقيّة متميزة.
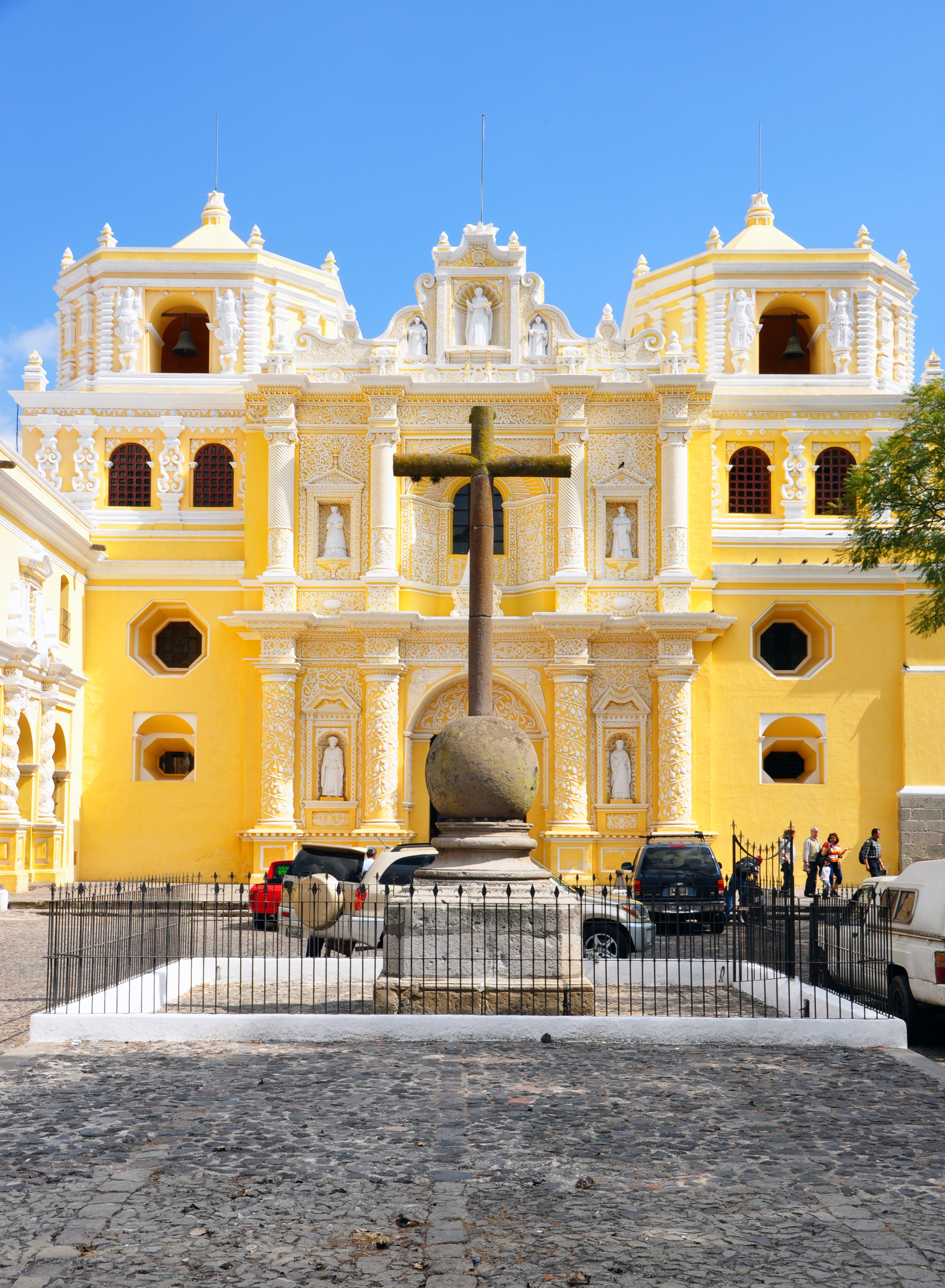
كنيسة سيدة الأحزان في  غواتيمالا، بُنيت على نمط كنائس أمريكا الوسطى.
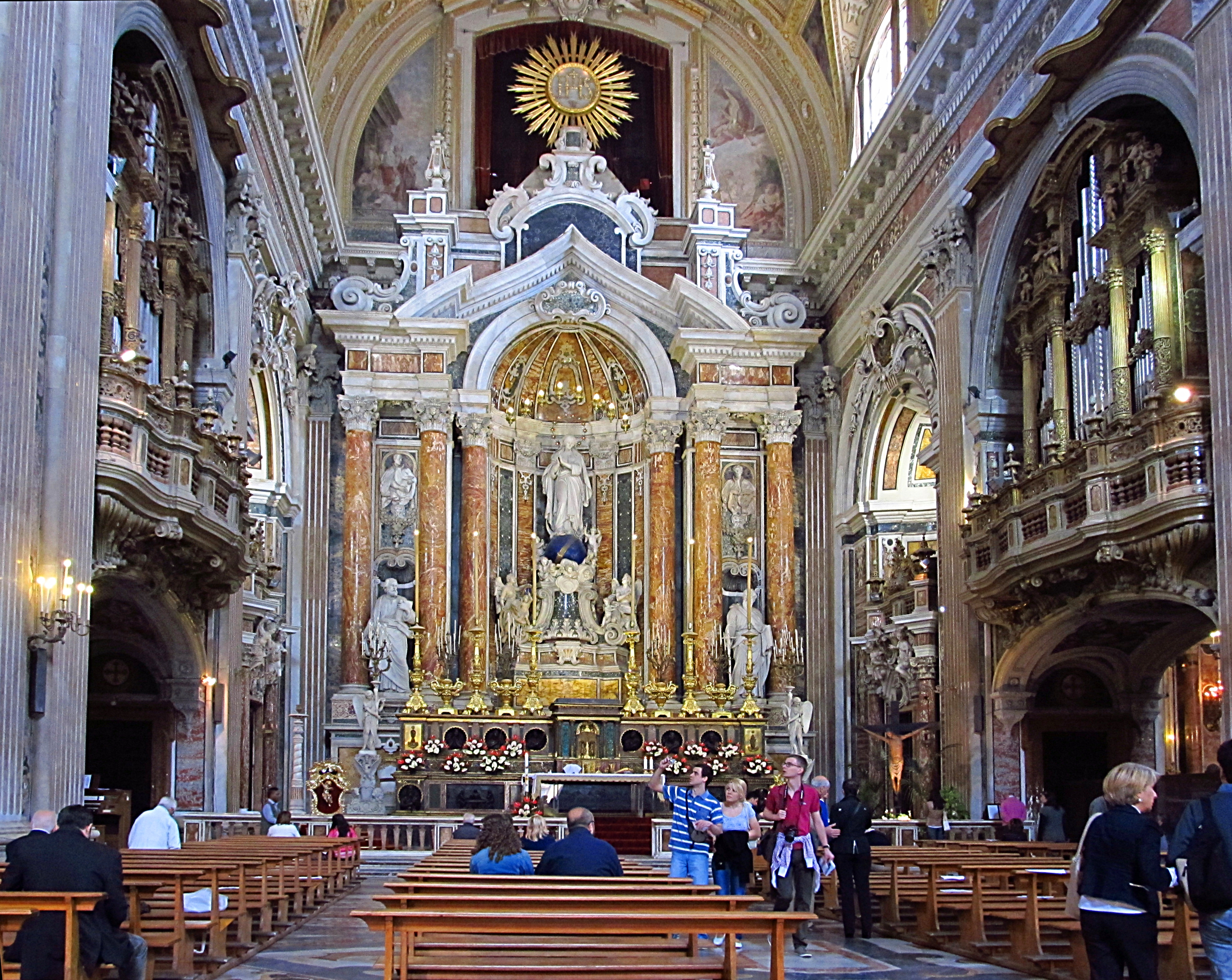
كنيسة الطفل يسوع في مدينة نابولي؛ تضم المدينة العديد من الآثار المسيحيّة.
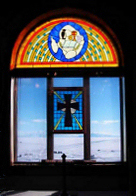
كنيسة كاثوليكيّة في القارة القطبية الجنوبية؛ يُذكر أنّ ان 72% من سكان القارة القطبية من المسيحيون.
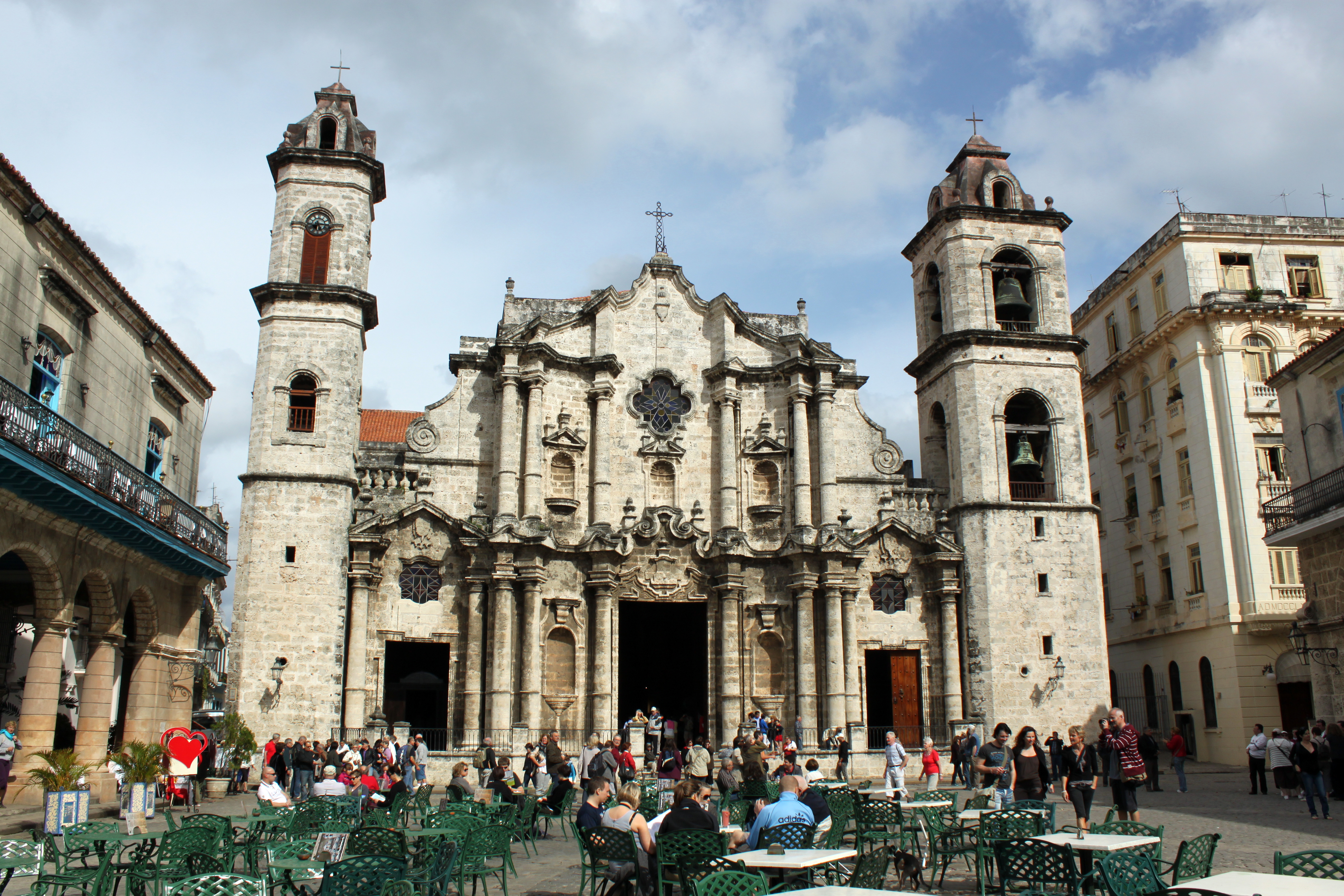
كاتدرائية هافانا في  كوبا؛ وهي أقدم الكاتدرائيات في الأمريكيتين.
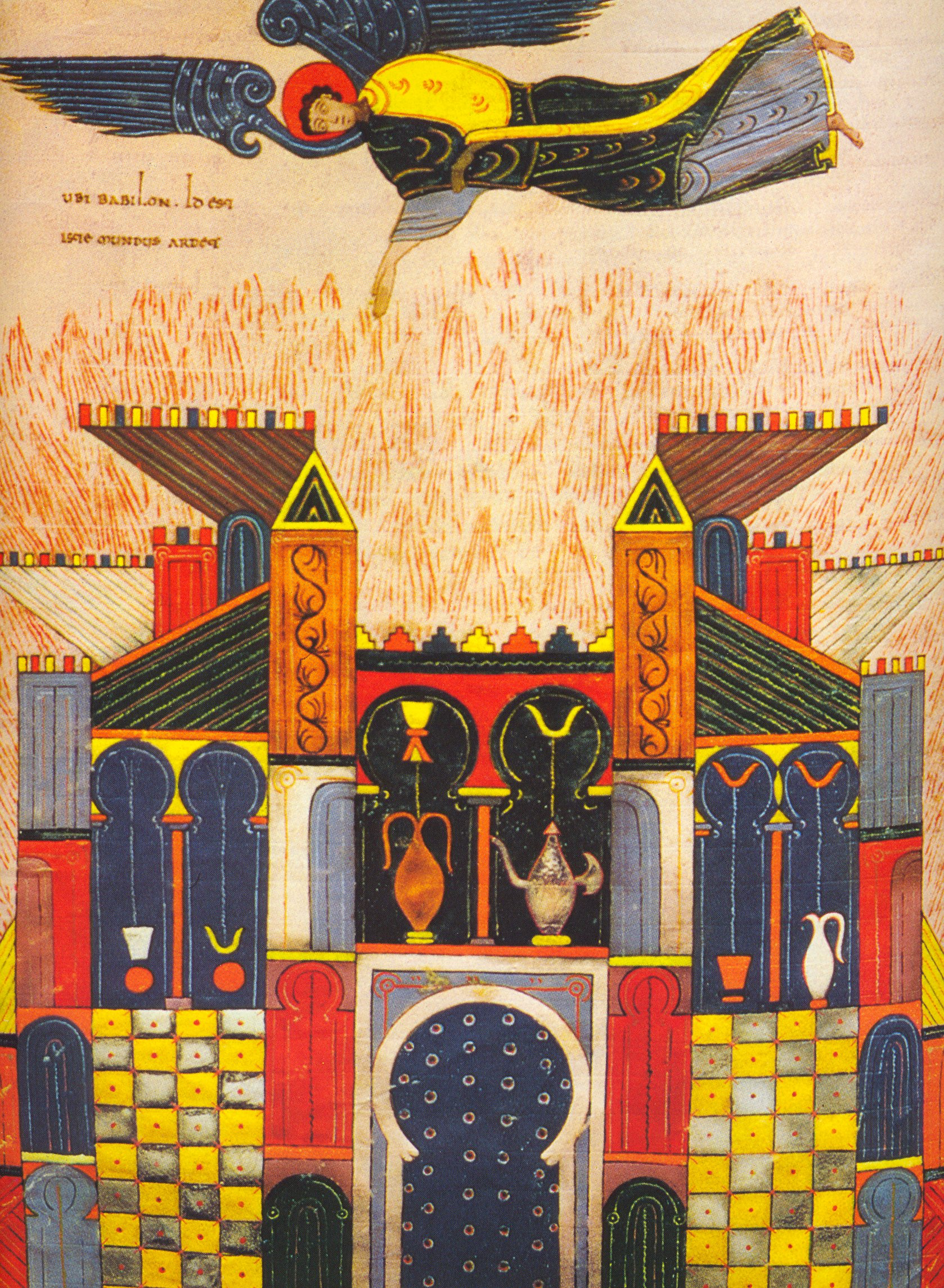
صفحة مصورة من كتاب بابليون، وهي من الأعمال الأدبية للمسيحيين المستعربين.
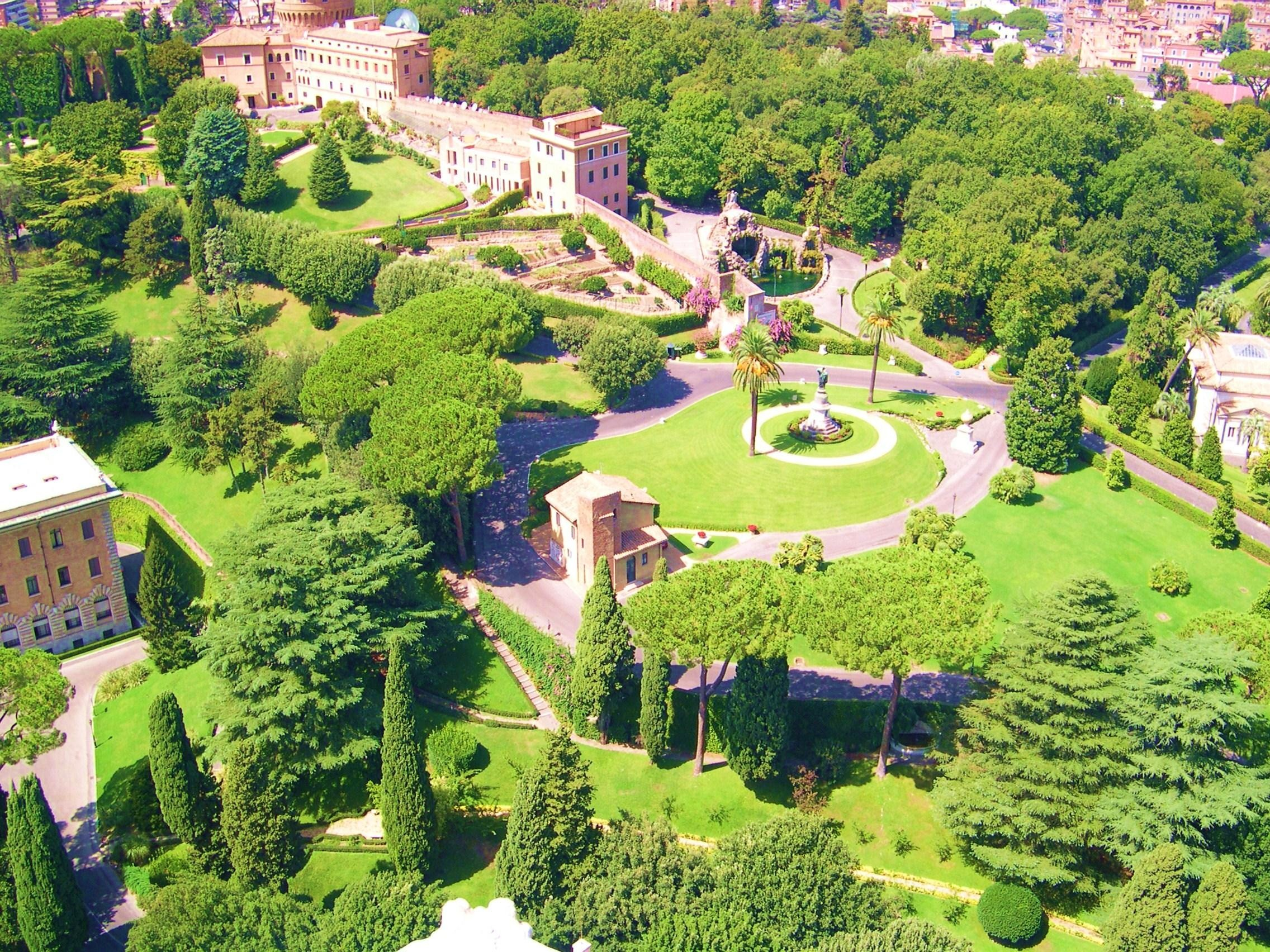
حدائق الفاتيكان، أعتبرت المناطق التي تشغلها حدائق الفاتيكان ذات طابع خاص منذ القرون الأولى للمسيحية.
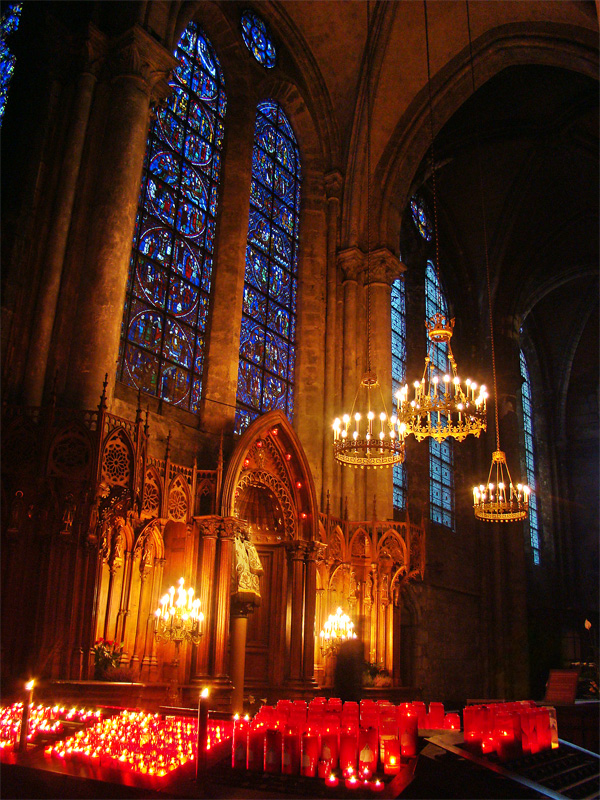
بازليكا سانت ماري في كرايستشرش،  نيوزيلندا وهي من مواقع التراث العالمي.
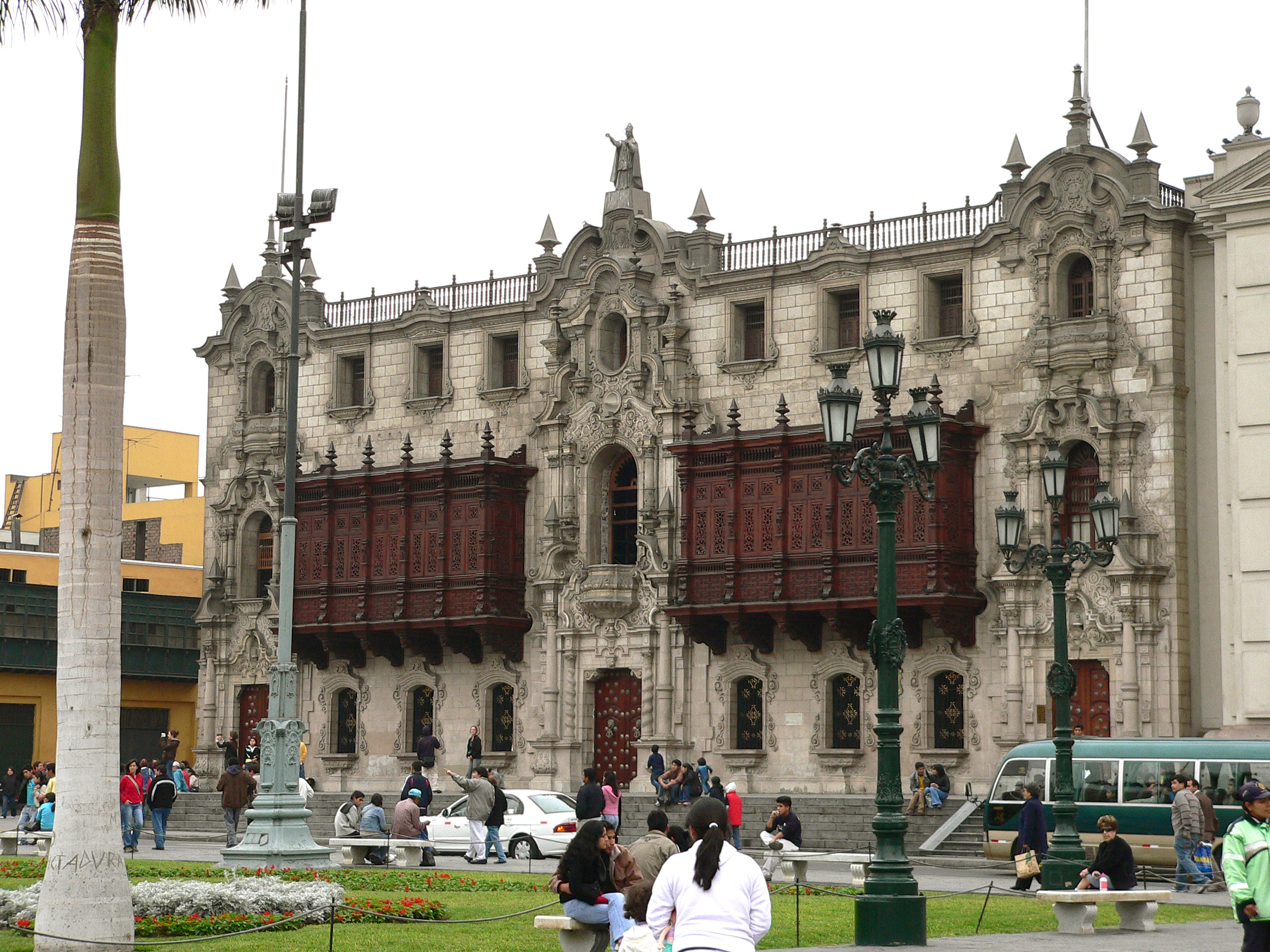
قصر مطرانيَّة مدينة ليما في  بيرو.
سلسة سيد الخواتم؛ هي من الملاحم الأدبيَّة المسيحيَّة وأستمد منه أعمال في وسائل الأعلام سواء بشكل كلي أو جزئي.
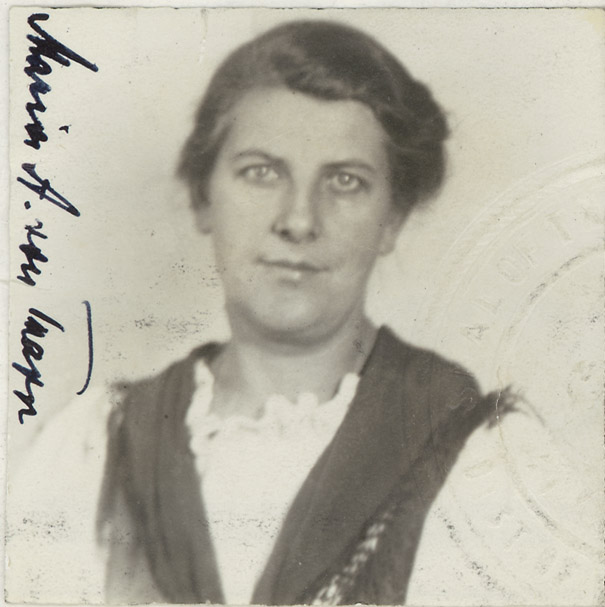
الراهبة ماريا فون تراب هربت من النظام النازي؛ وتحولت قصتها إلى أفلام ومسرحيات غنائيَّة.
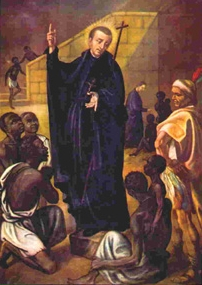
القديس بيتر كلافير عمل من اجل تحرير العبيد.
مسلسل الأسرة البابويَّة بورجيا: كانت عائلة بورجيا رعاة للفنون وأدى دعمهم للسماح للعديد من الفنانين في عصر النهضة بتحقيق إمكاناتهم.
هنري الثامن ملك إنجلترا صاحب أشهر قضية طلاق في التاريخ المسيحي.
جان دارك قديسة وبطلة قومية فرنسية، كانت موضوع مؤلفات أدبيّة كثيره في أوروبا.
فيلم ابن الله؛ من أبرز أفلام هوليوود المسيحية.
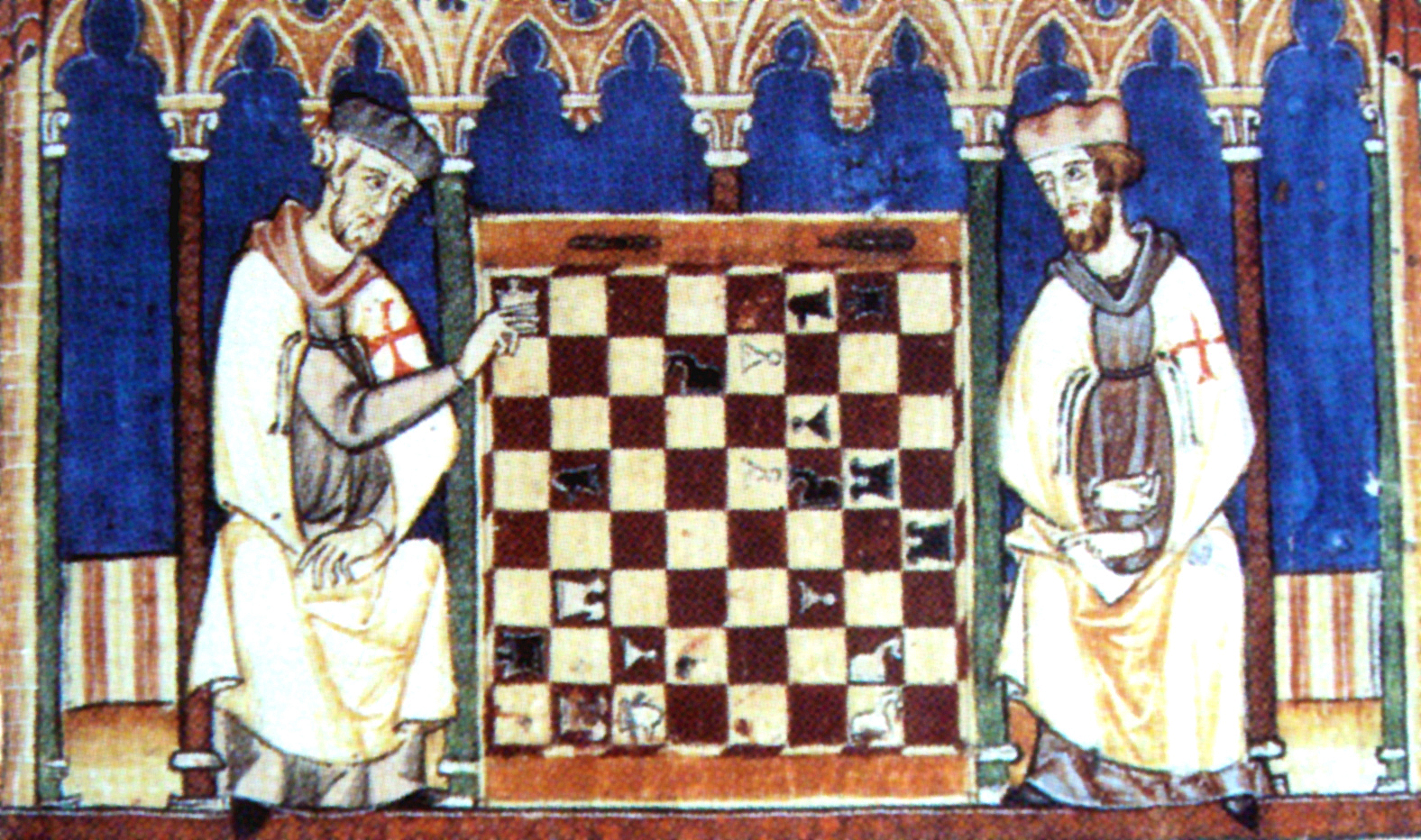
فرسان الهيكل يلعبان الشطرنج من كتاب الألعاب لألفونسو العاشر.
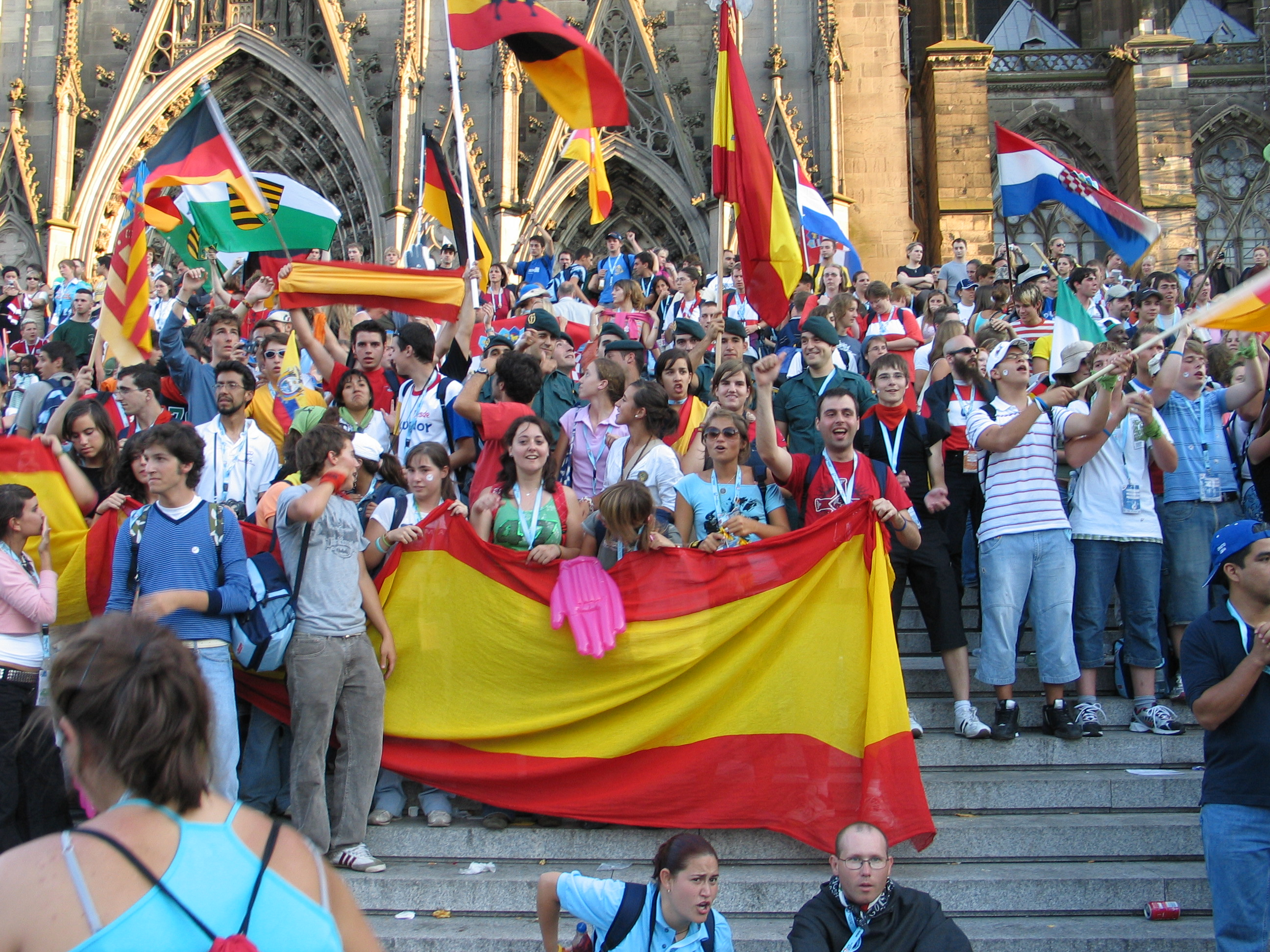
شبيبة من المسيحيين مجتمعين خلال يوم الشبيبة الكاثوليكية العالمي، في كولن، ألمانيا.
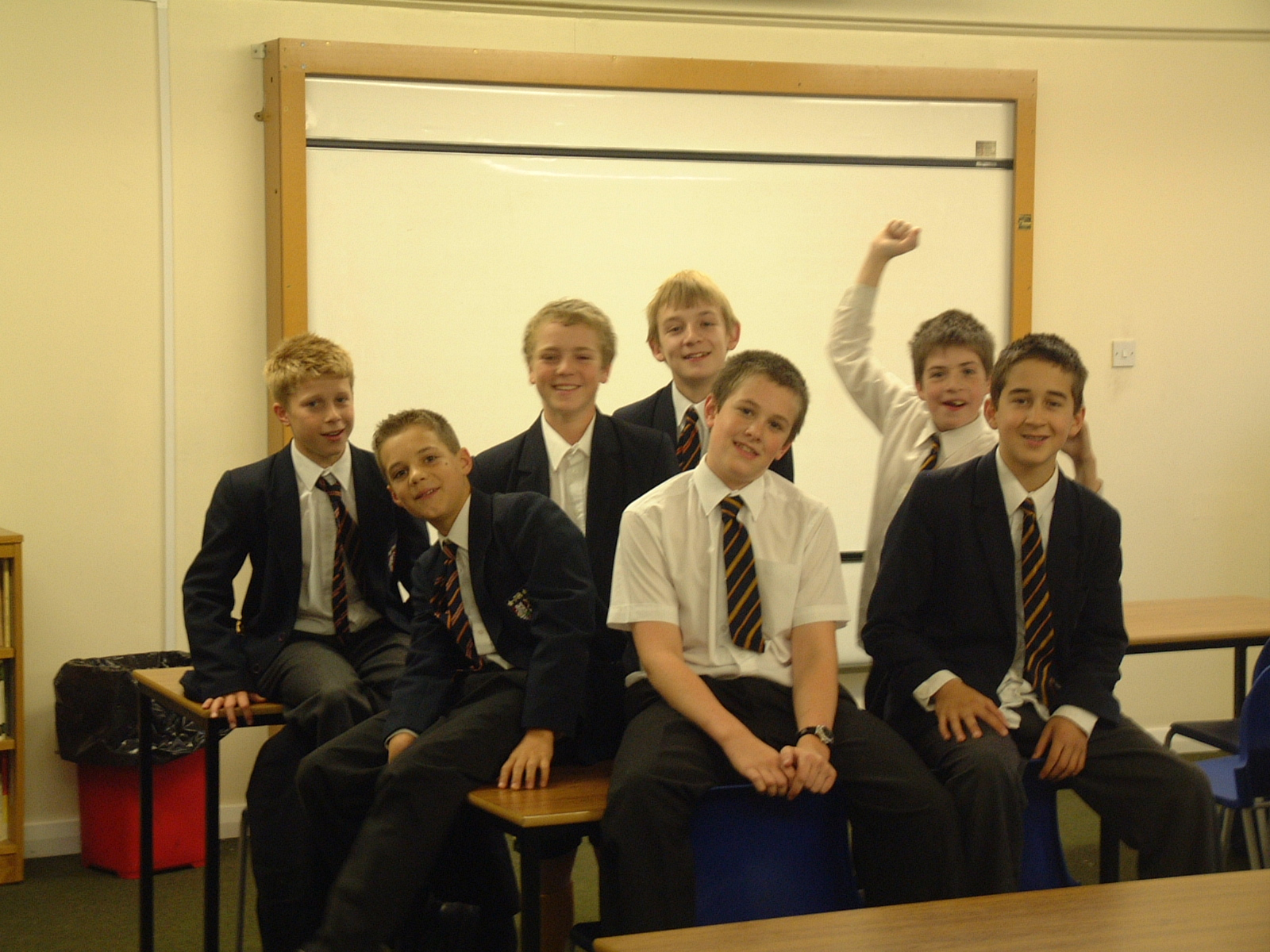
طلاب في كليَّة كاثوليكيَّة داخليَّة بزيهم الرسميُّ.
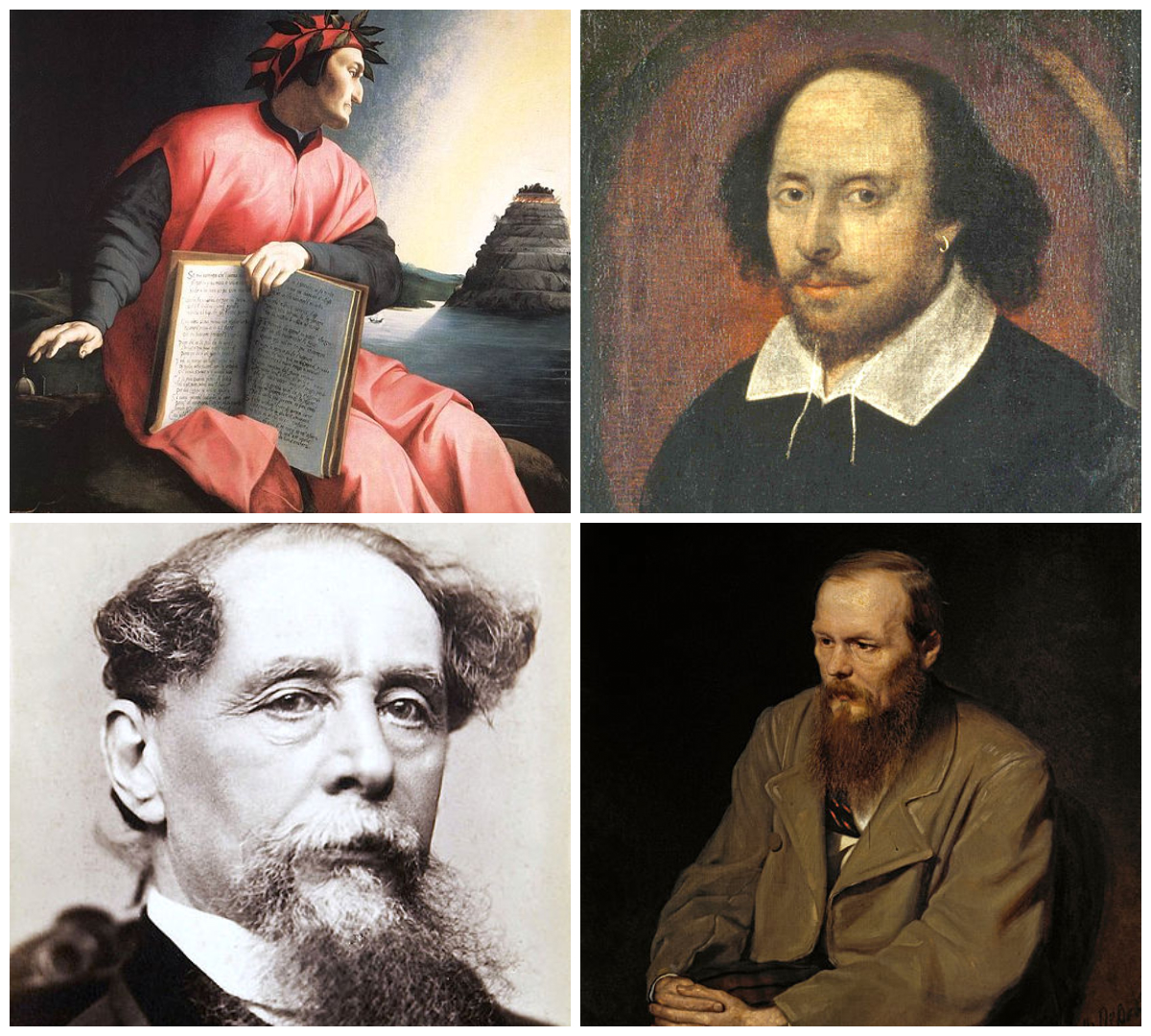
من أعلام الأدباء المسيحيين؛ دانتي أليغييري وويليام شكسبير وفيودور دوستويفسكي وتشارلز ديكنز.
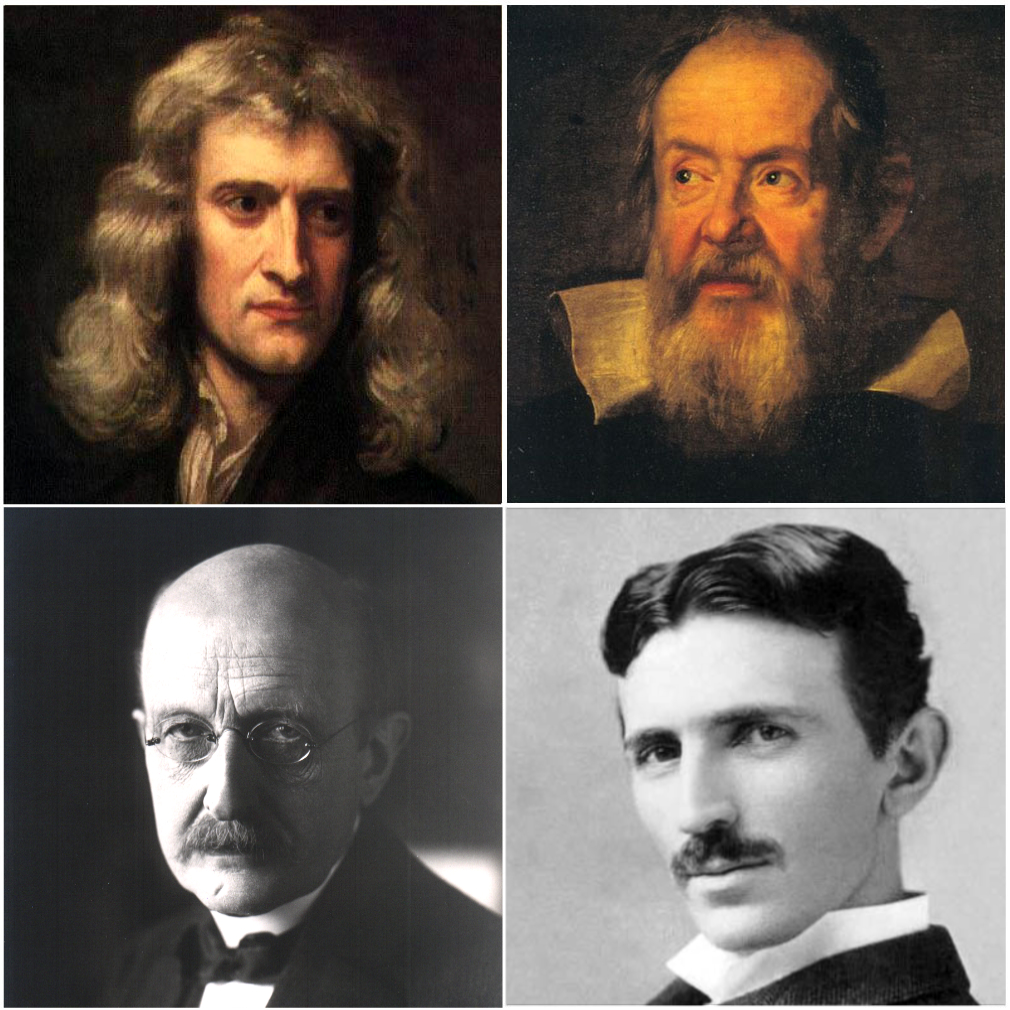
بعض العلماء المسيحيين المشاهير؛ إسحاق نيوتن وغاليليو غاليلي ونيكولا تسلا وماكس بلانك.
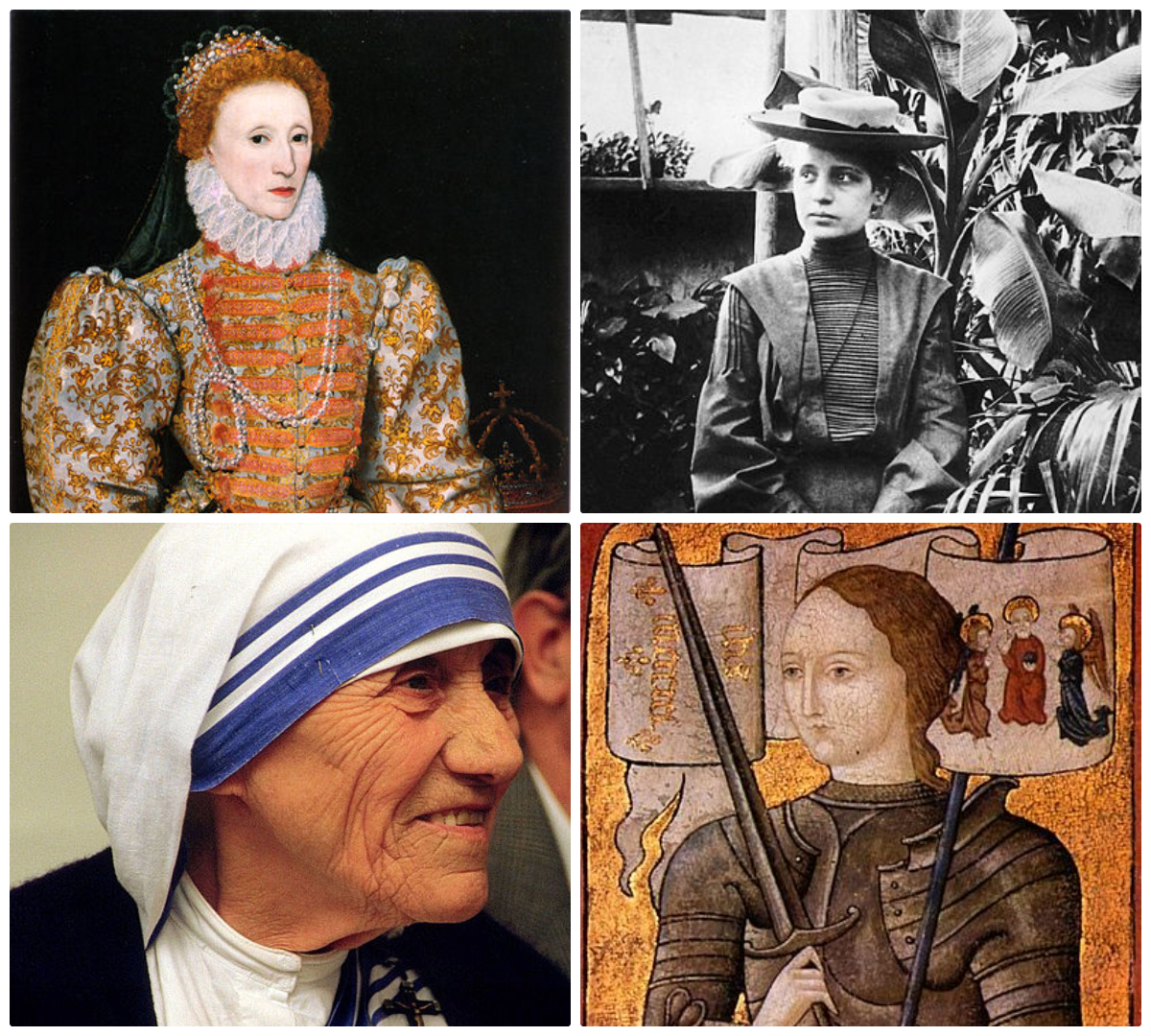
من أعلام النساء المسيحيات؛ إليزابيث الأولى ملكة إنكلترا وليز مايتنر وجان دارك والأم تريزا.
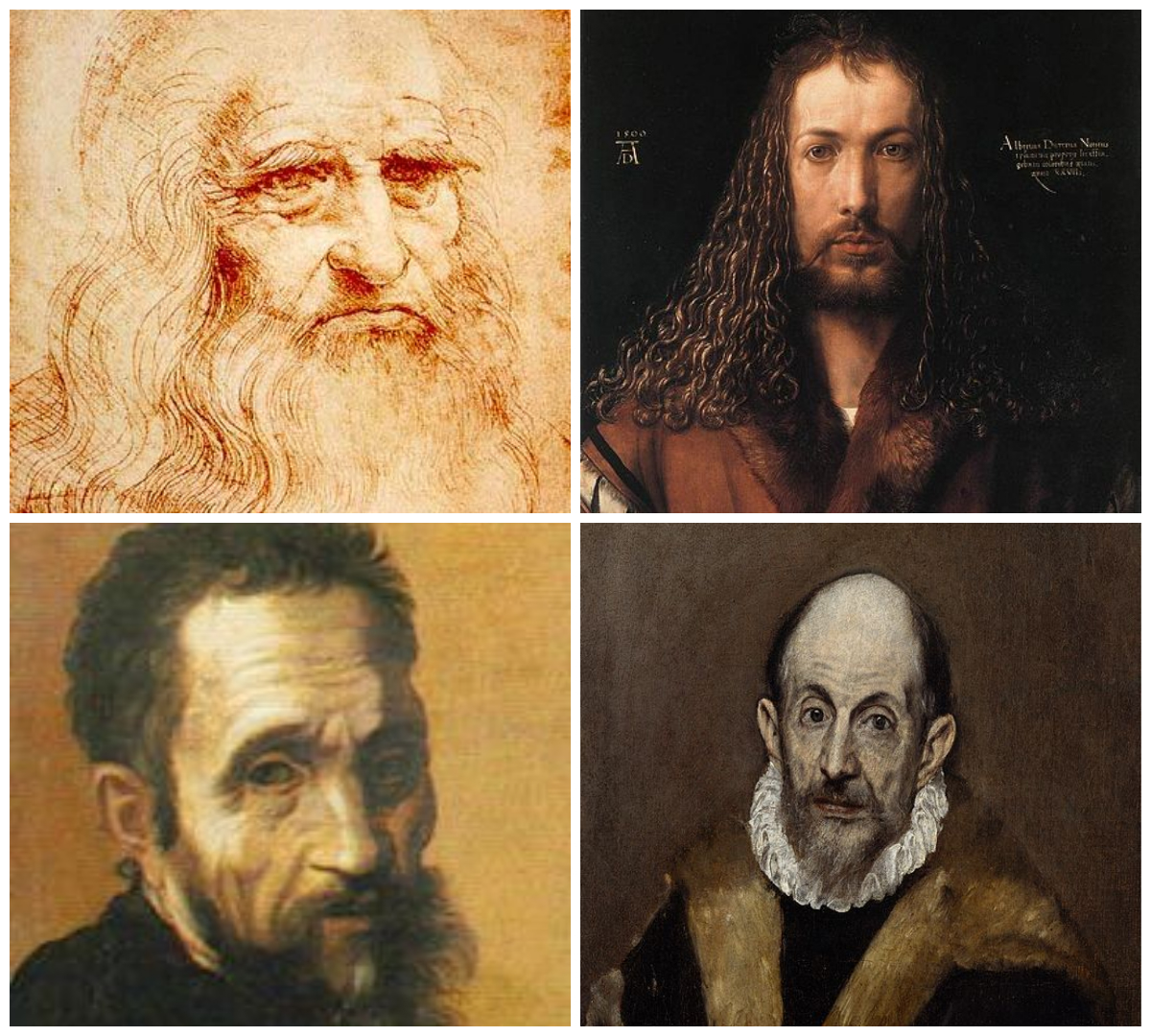
فنانون مسيحيون مشاهير مثل ليوناردو دا فينشي وآلبرخت دورر وميكيلانجيلو وإل غريكو.
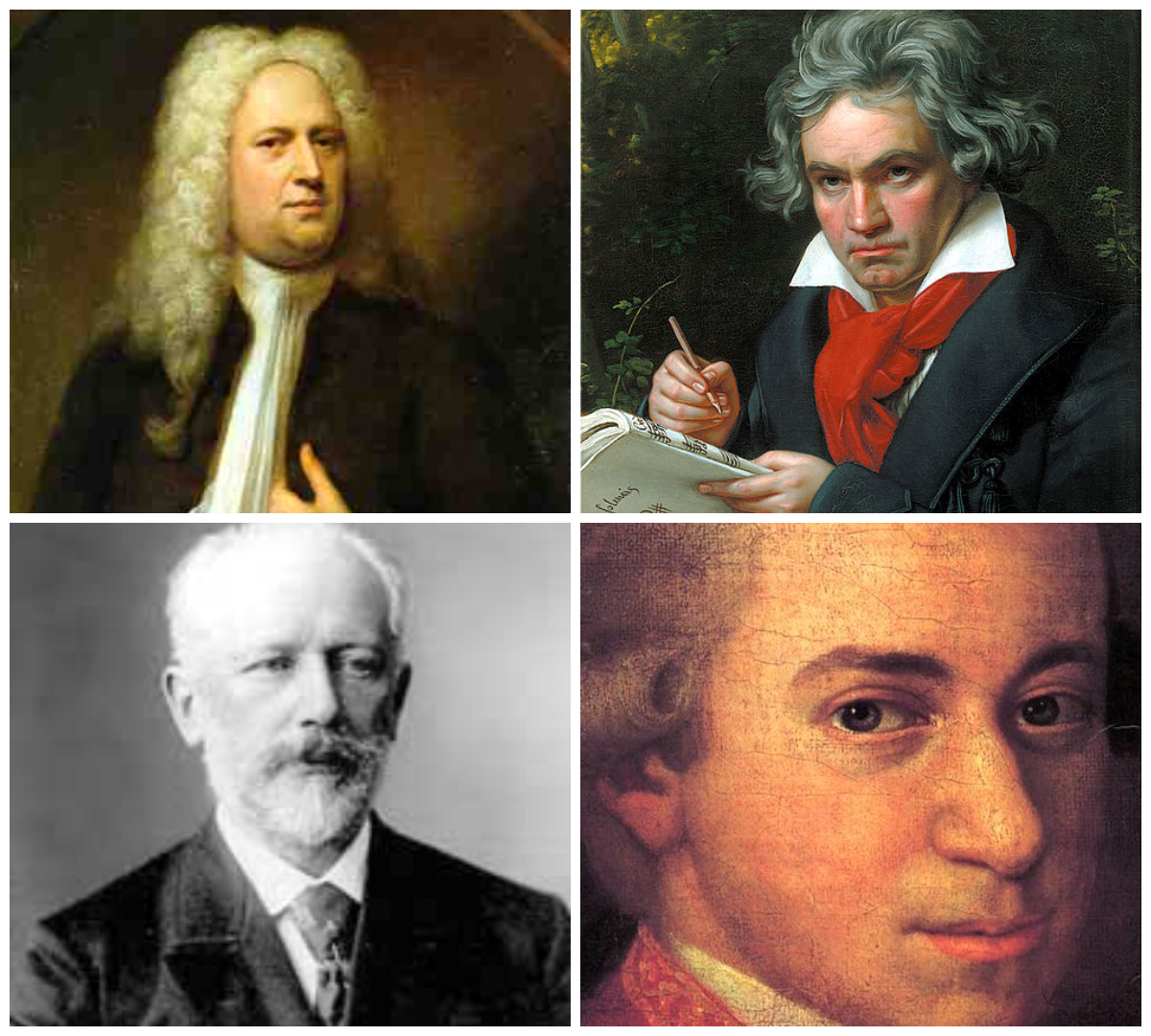
موسيقيون مسيحيون مشاهير؛ جورج فريدريك هاندل ولودفيج فان بيتهوفن وفولفغانغ أماديوس موتسارت وبيتر إليتش تشايكوفسكي.
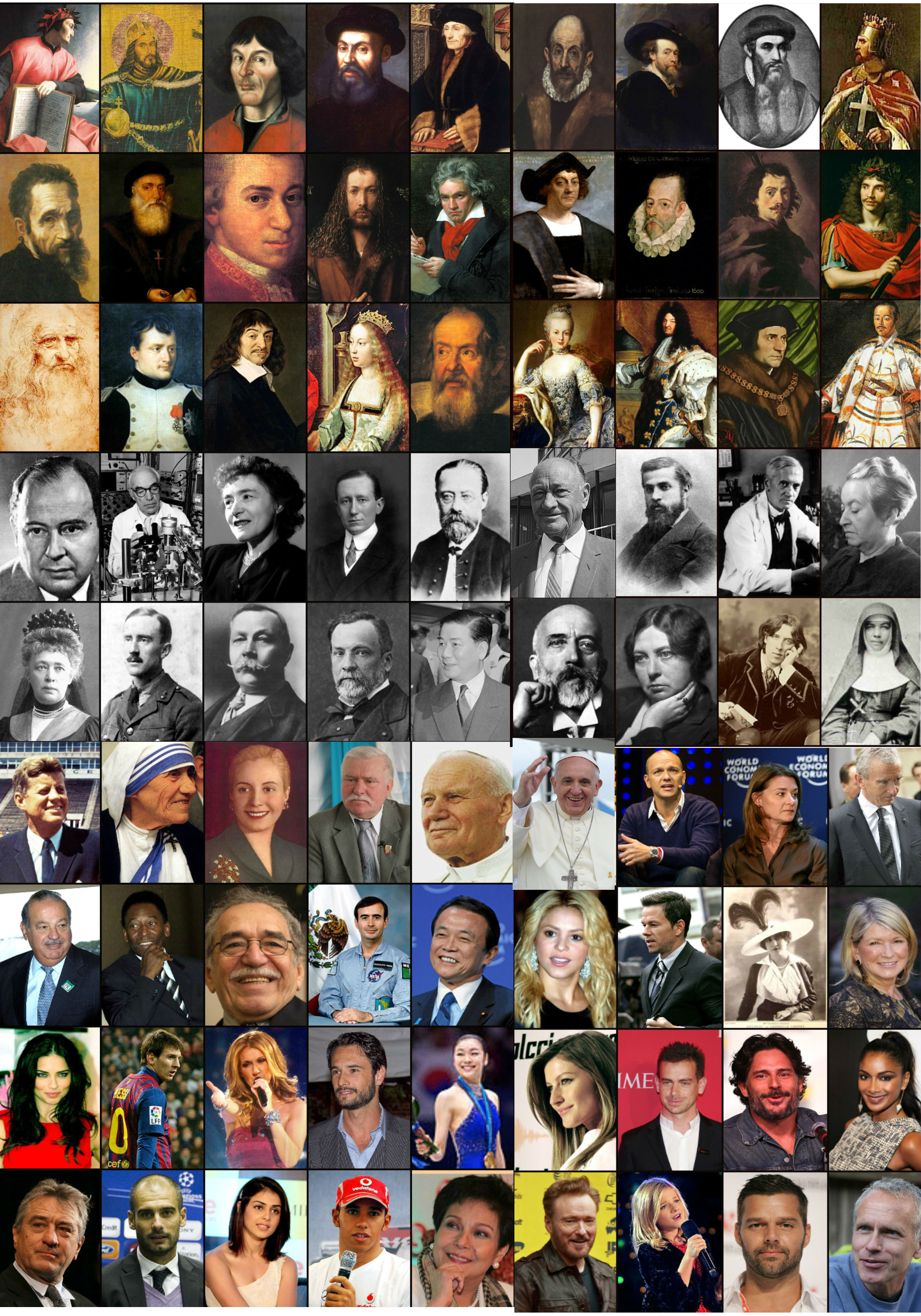
مشاهير المسيحيين الكاثوليك مِن مُختلف المَشاهير.
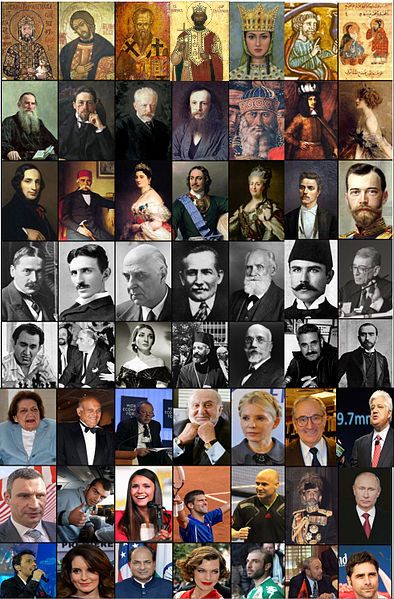
مشاهير المسيحيين الأرثوذكس مِن مُختلف المَشاهير.
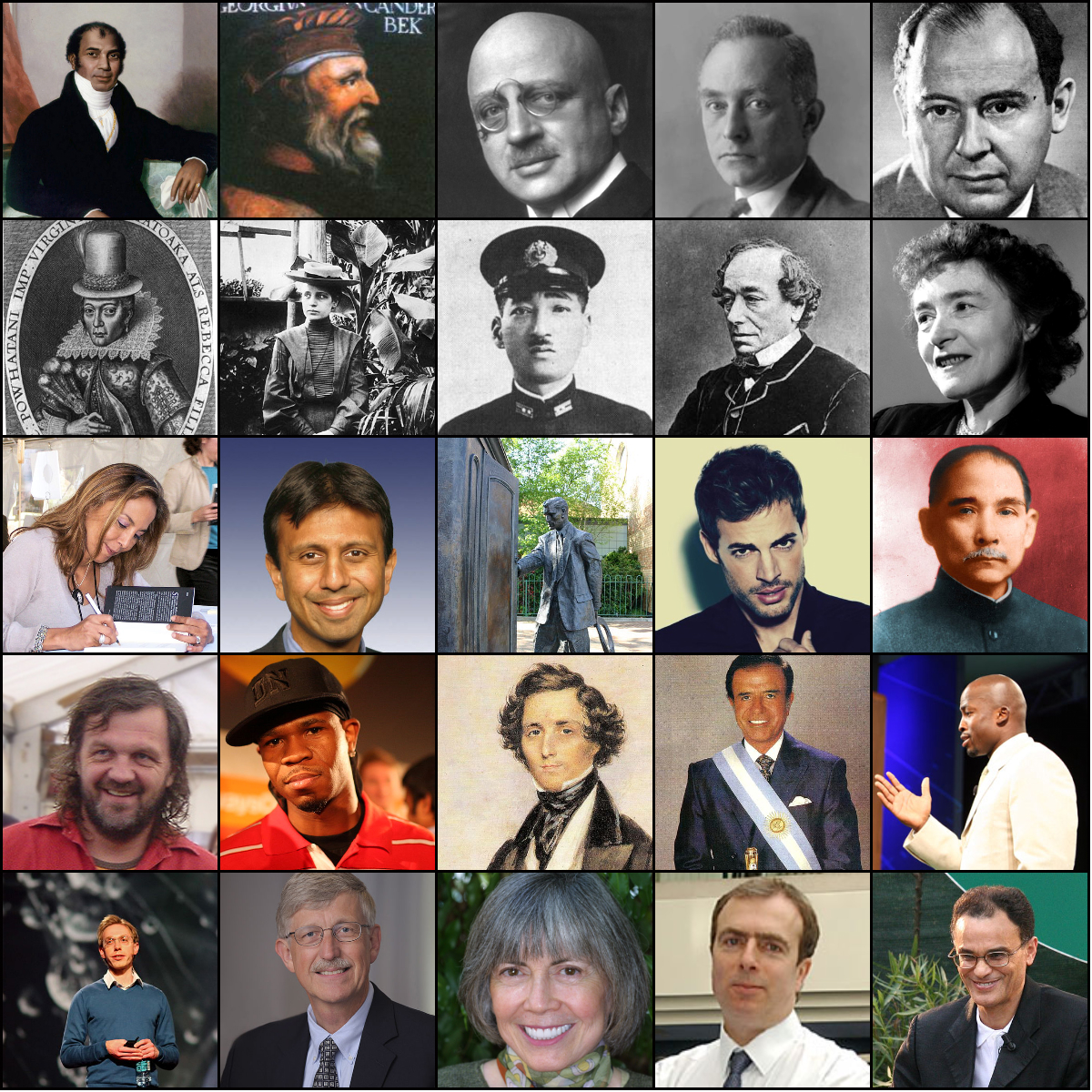
مشاهير المتحولين للمسيحيَّة مِن مُختلف المَشاهير.
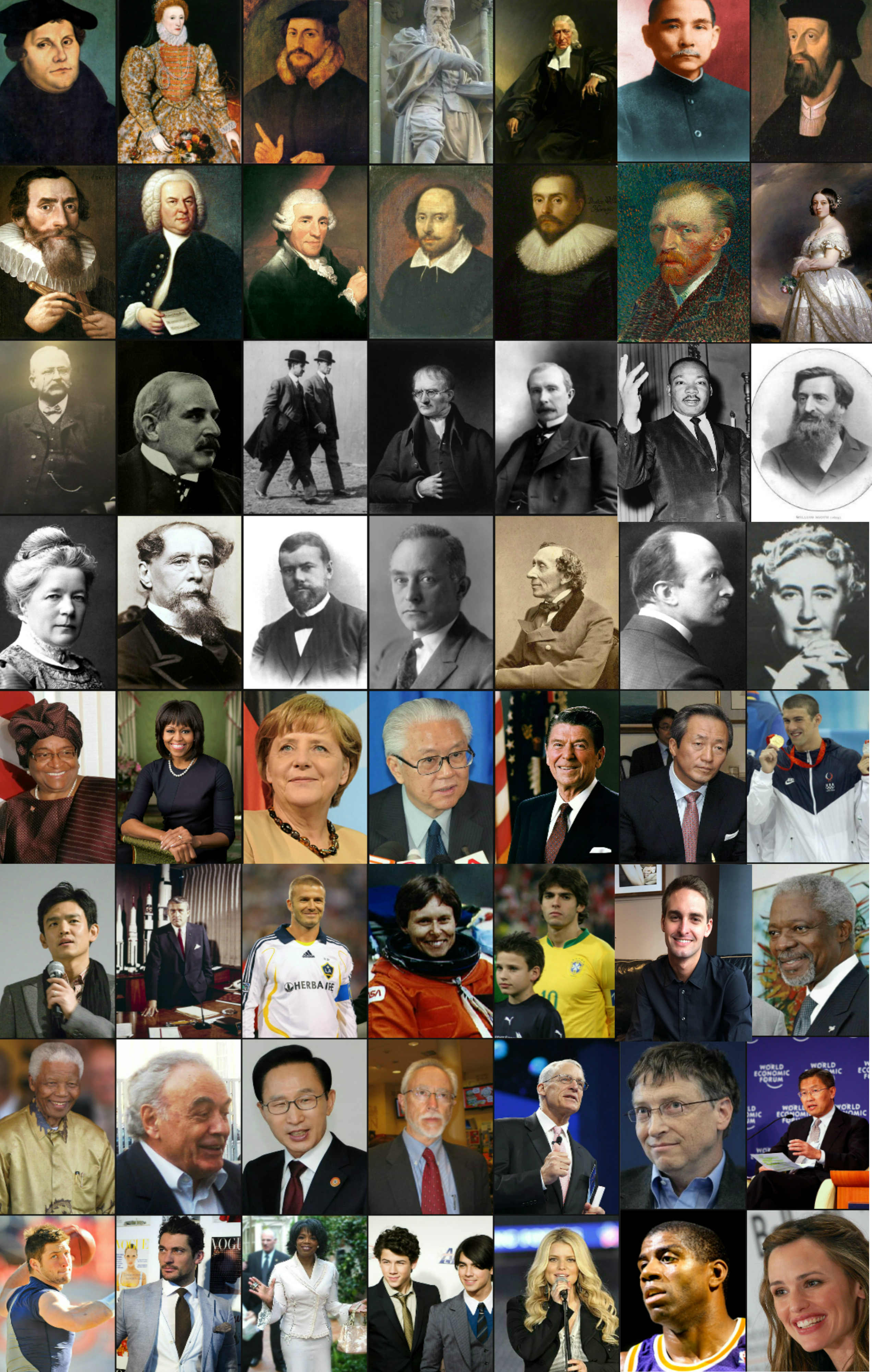
مشاهير البروتستانت مِن مُختلف المَشاهير.
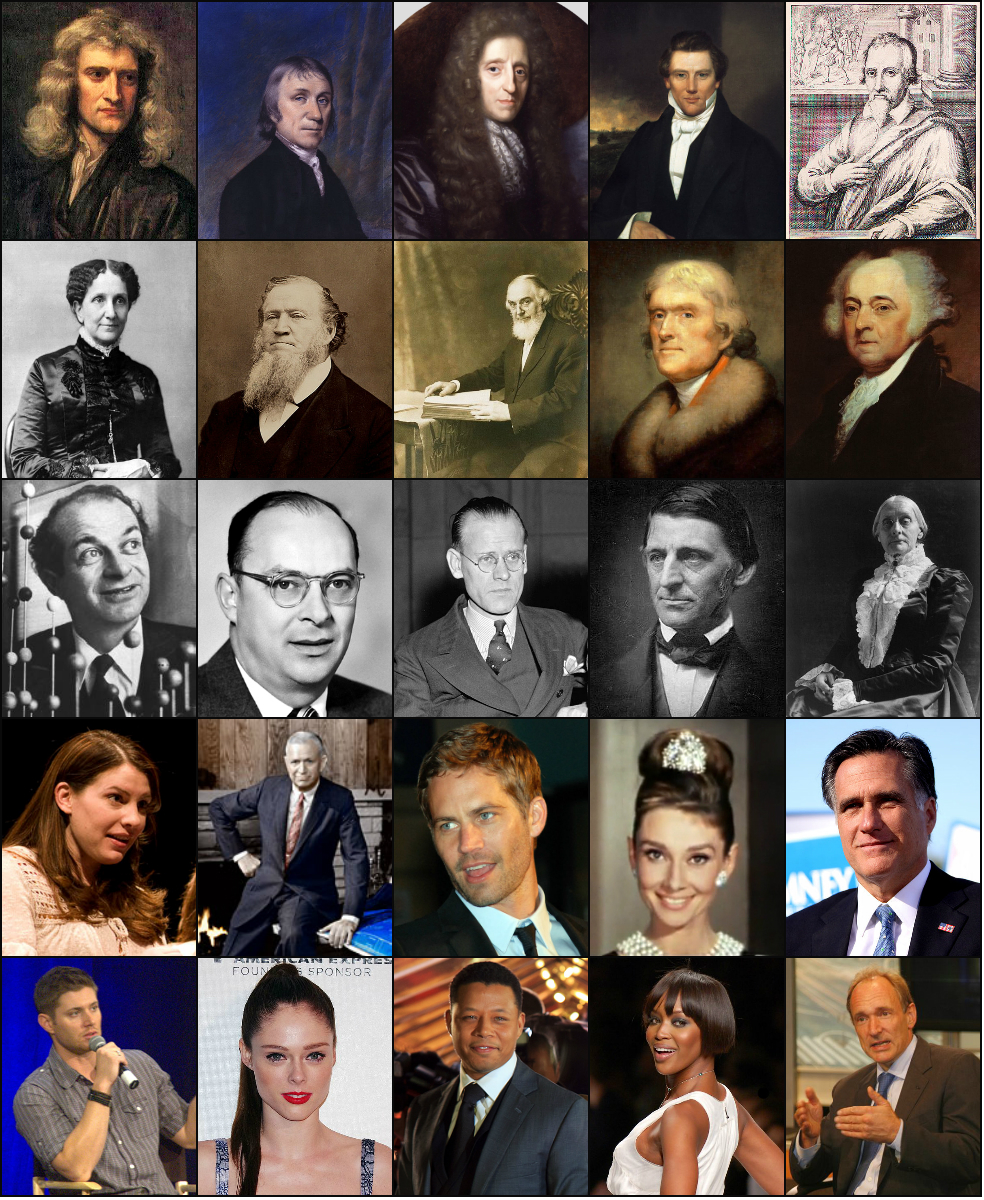
مشاهير المسيحيين الآخرين مِن مُختلف المَشاهير.
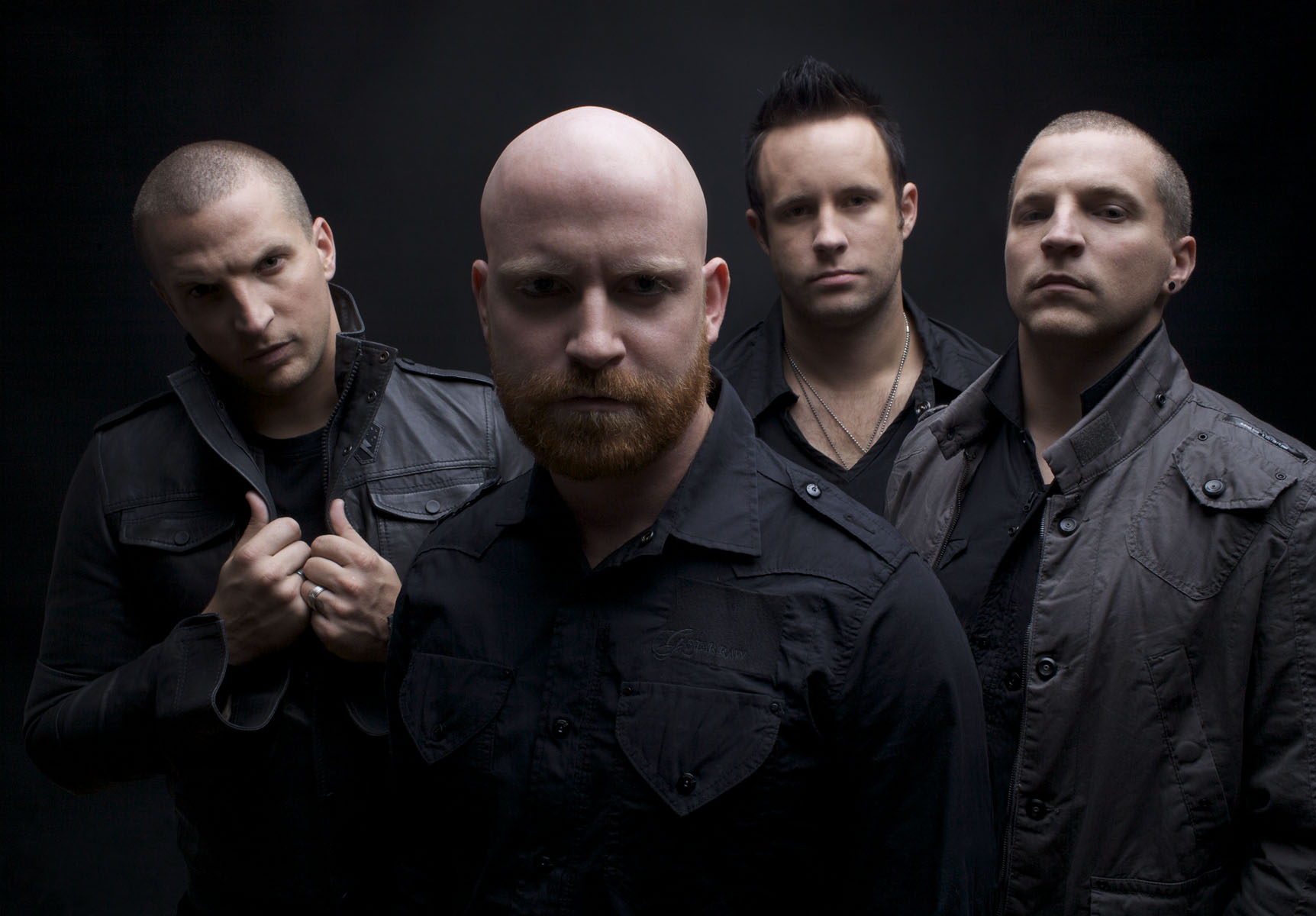
فريق ريد؛ من مؤدي موسيقى الروك المسيحي.
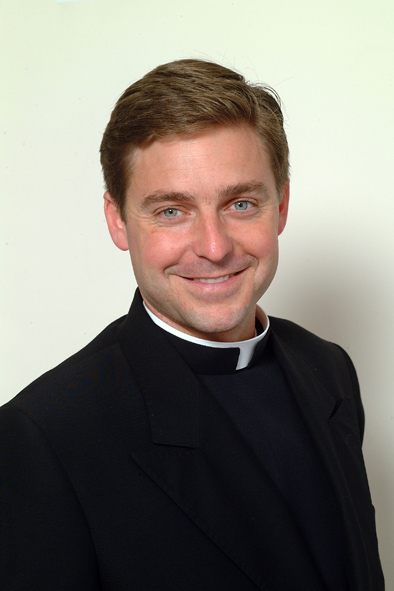
جوناثان موريس مراسل صحفي ومحلل إخباري في فوكس نيوز.
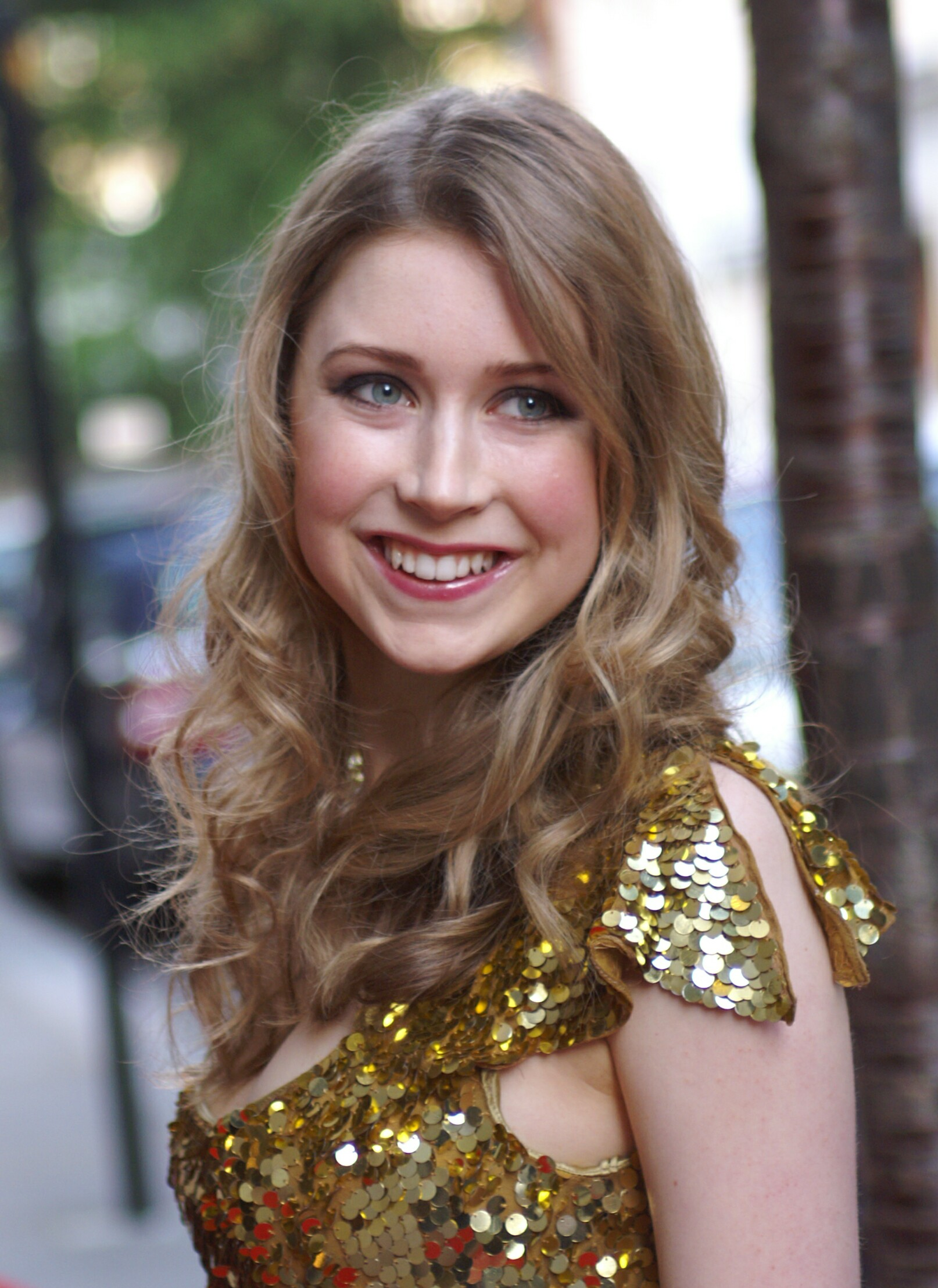
السوبرانو هيلي وستنرا تعد من أشهر منشدي الموسيقى المسيحية الكلاسيكيَّة.
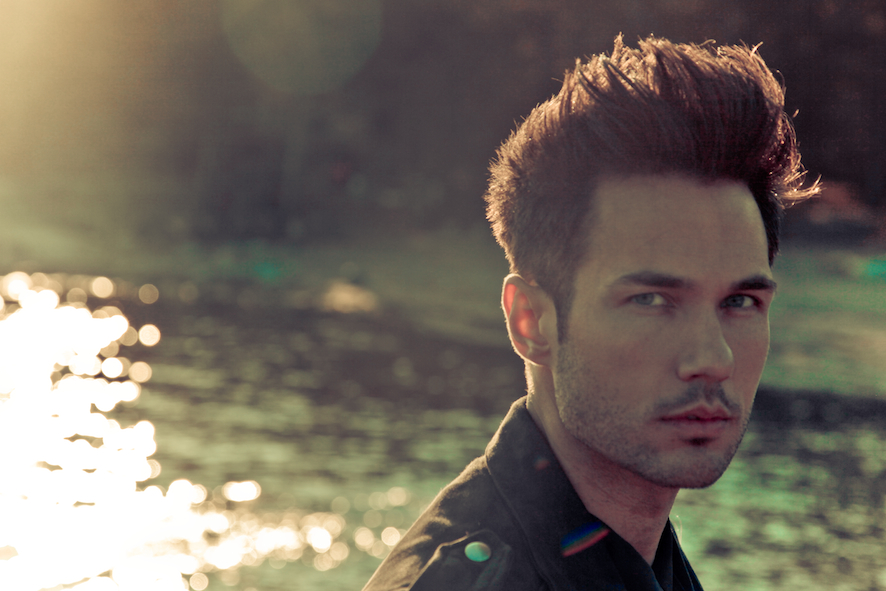
المرنِّم جوناس ميرين من أبرز منشدي موسيقى الغوسبل.
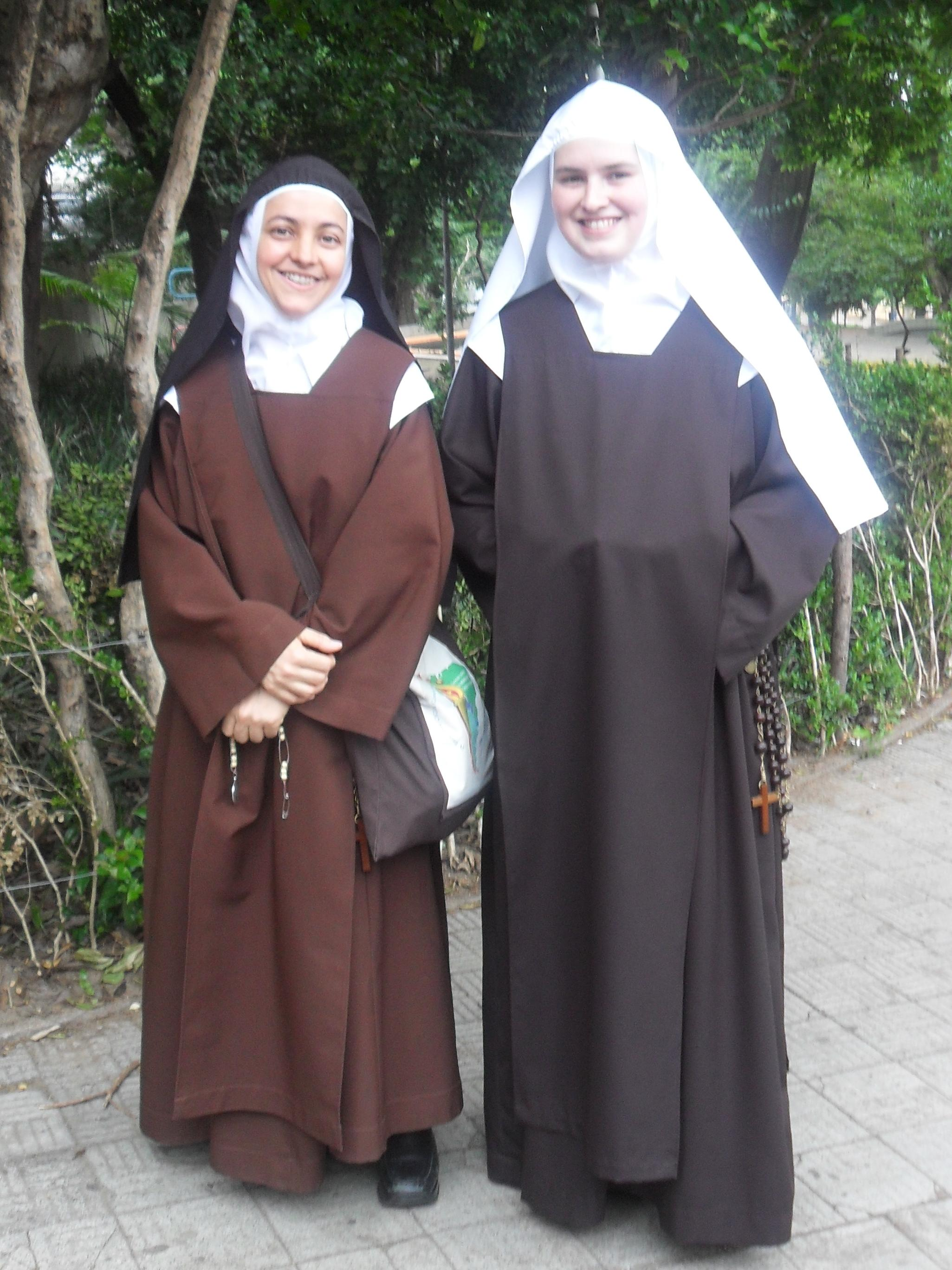
راهبات من الرهبنة الكرملية.
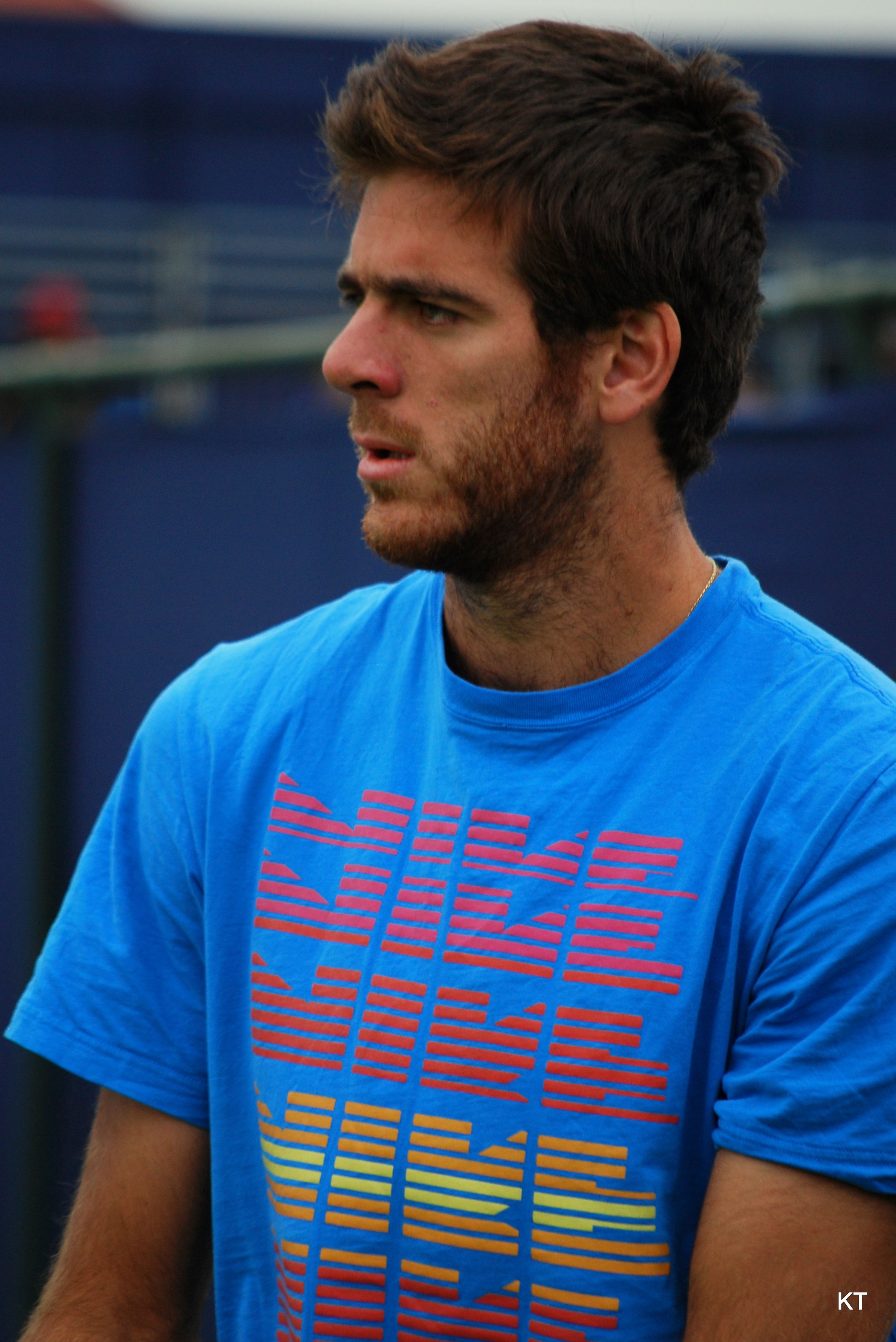
خوان مارتن ديل بوترو، من أبرز لاعبي التنس وهو كاثوليكي تقي.
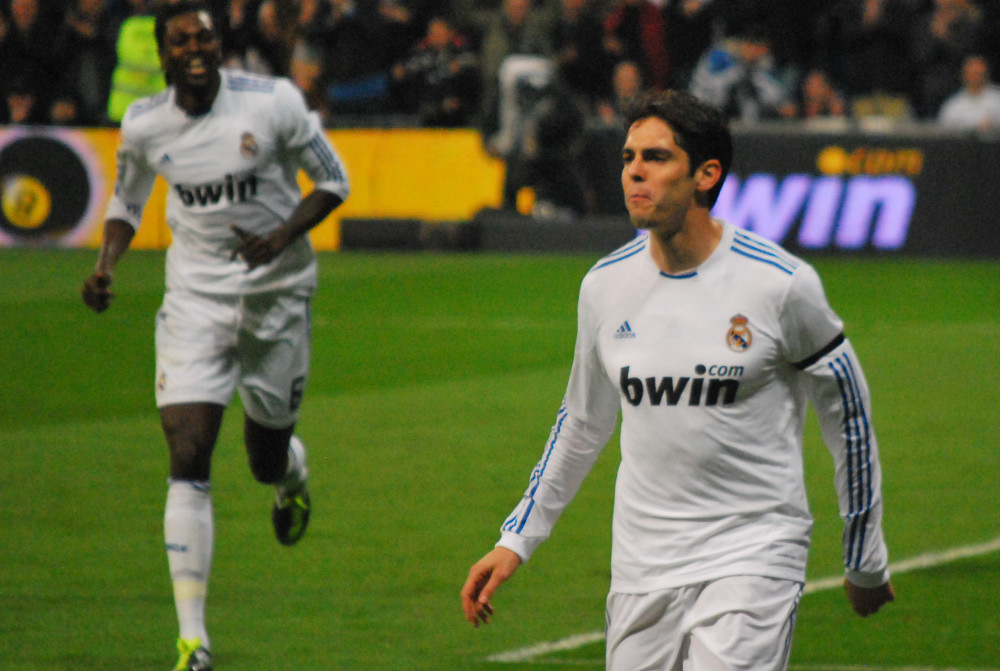
كاكا لاعب كرة قدم برازيلي، وهو من مشاهير الإنجيليين.
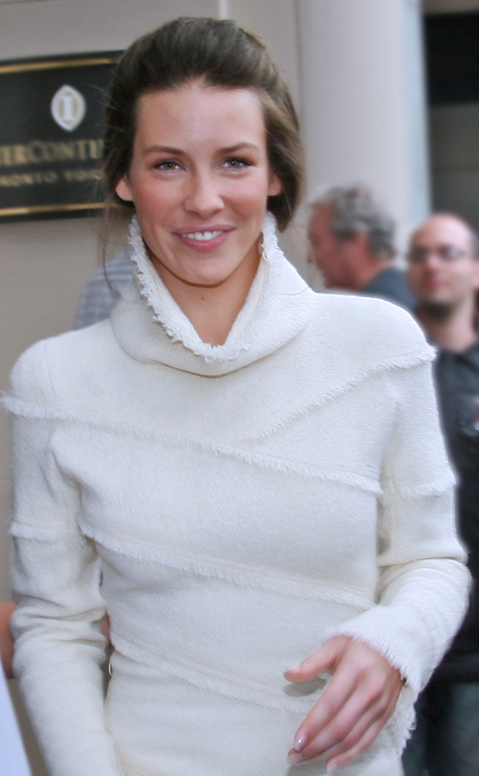
إيفانجلين ليلي ممثلة كندية؛ وهي من الممثلات المسيحيات الملتزمات.
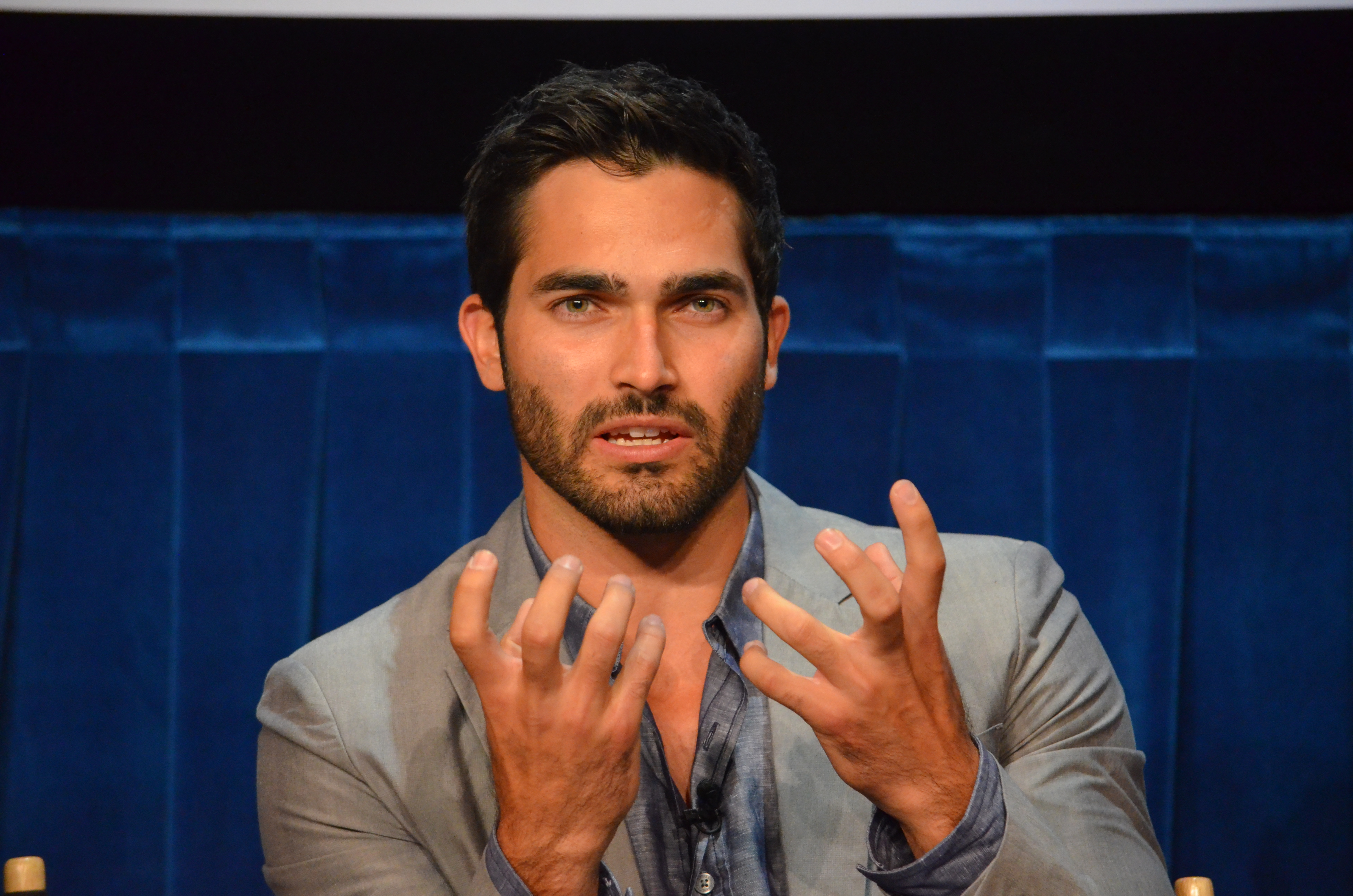
تيلور هوشلين، وهو من الممثلين المسيحيين ذوي الفنوذ في هوليوود.
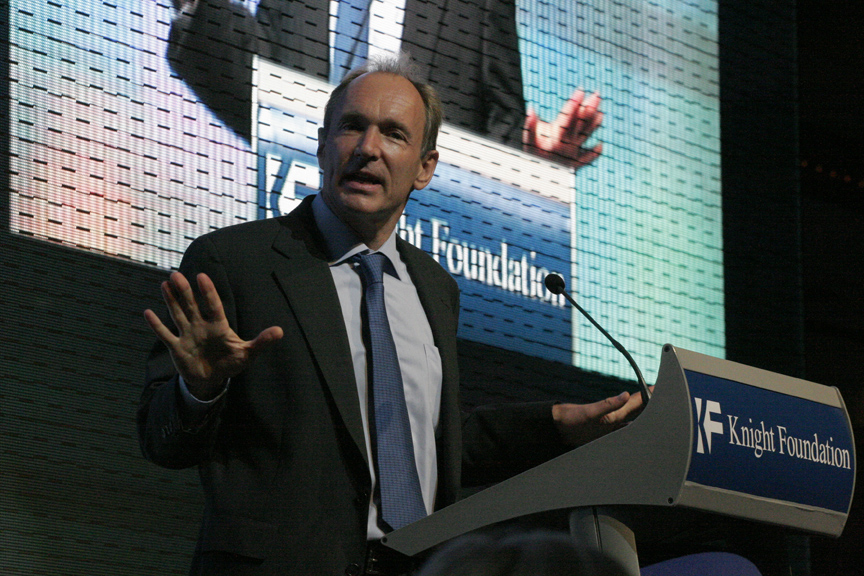
تيم بيرنرز لي، مخترع الإنترنت وهو مسيحي توحيدي ملتزم.
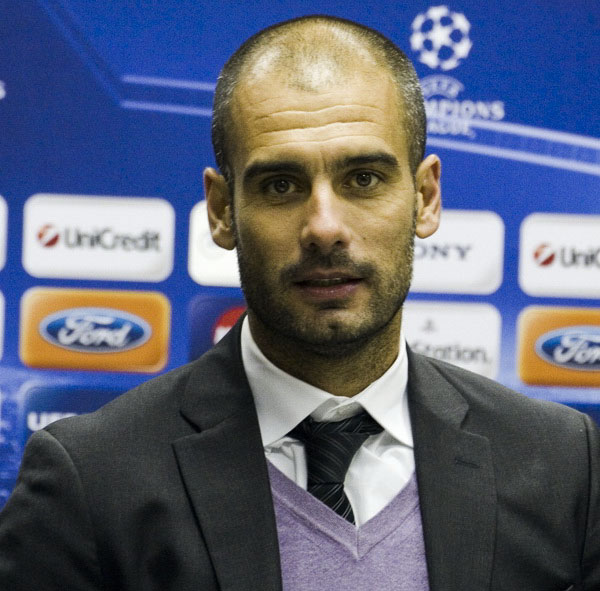
جوسيب غوارديولا، مدرب كرة قدم ومدير كرة قدم وهو كاثوليكي تقي.
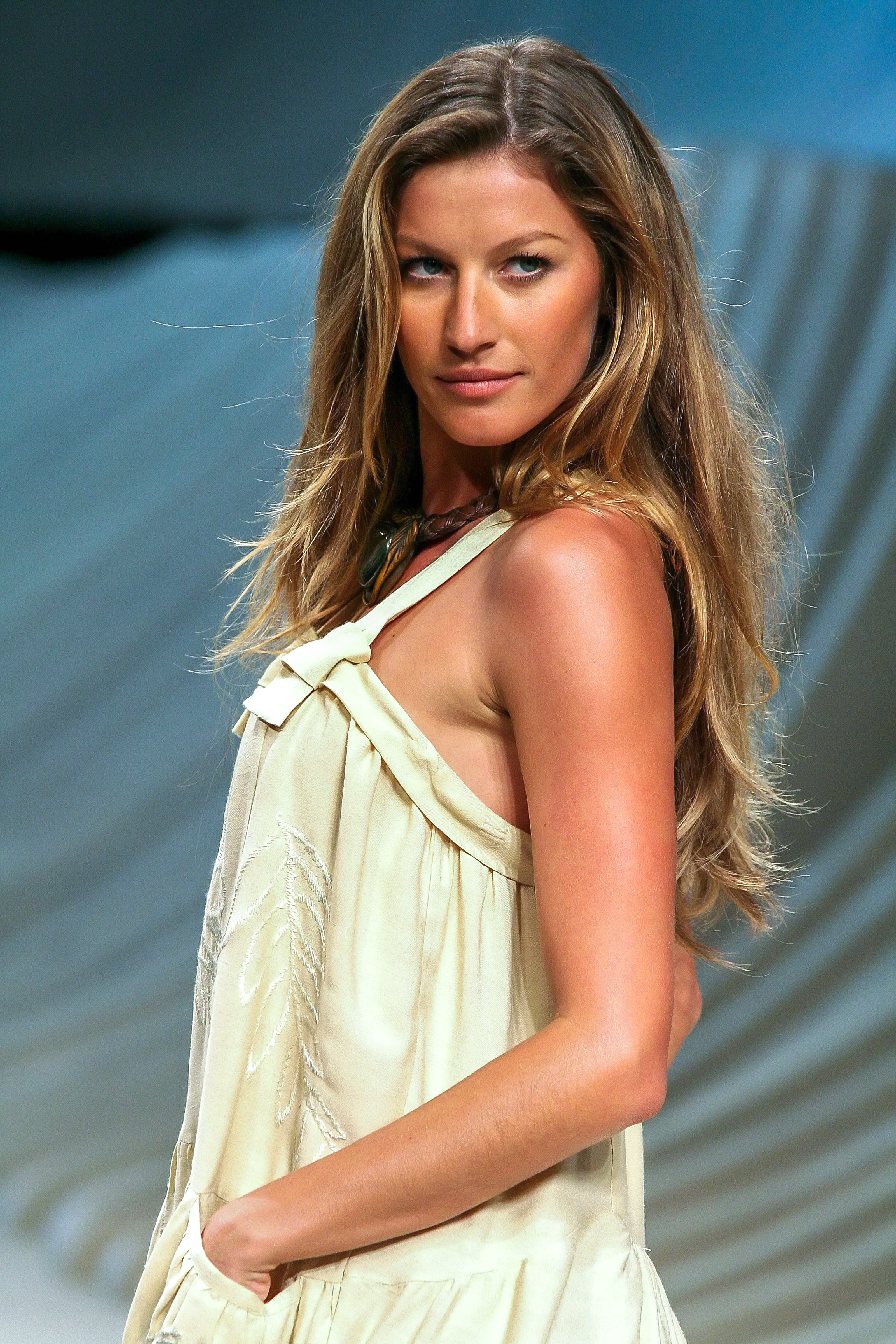
جيزيل بوندشين ممثلة برازيليَّة عالميَّة، وهي مسيحية تقيَّة.
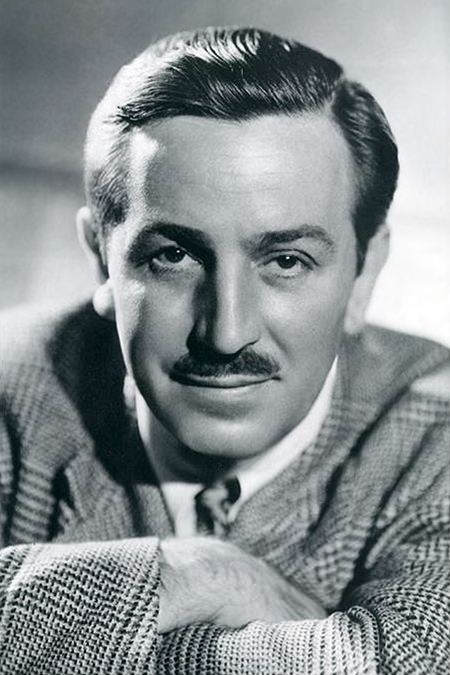
والت ديزني مخرج أمريكي، وهو من المخرجين لأبرشانيون الملتزمين.
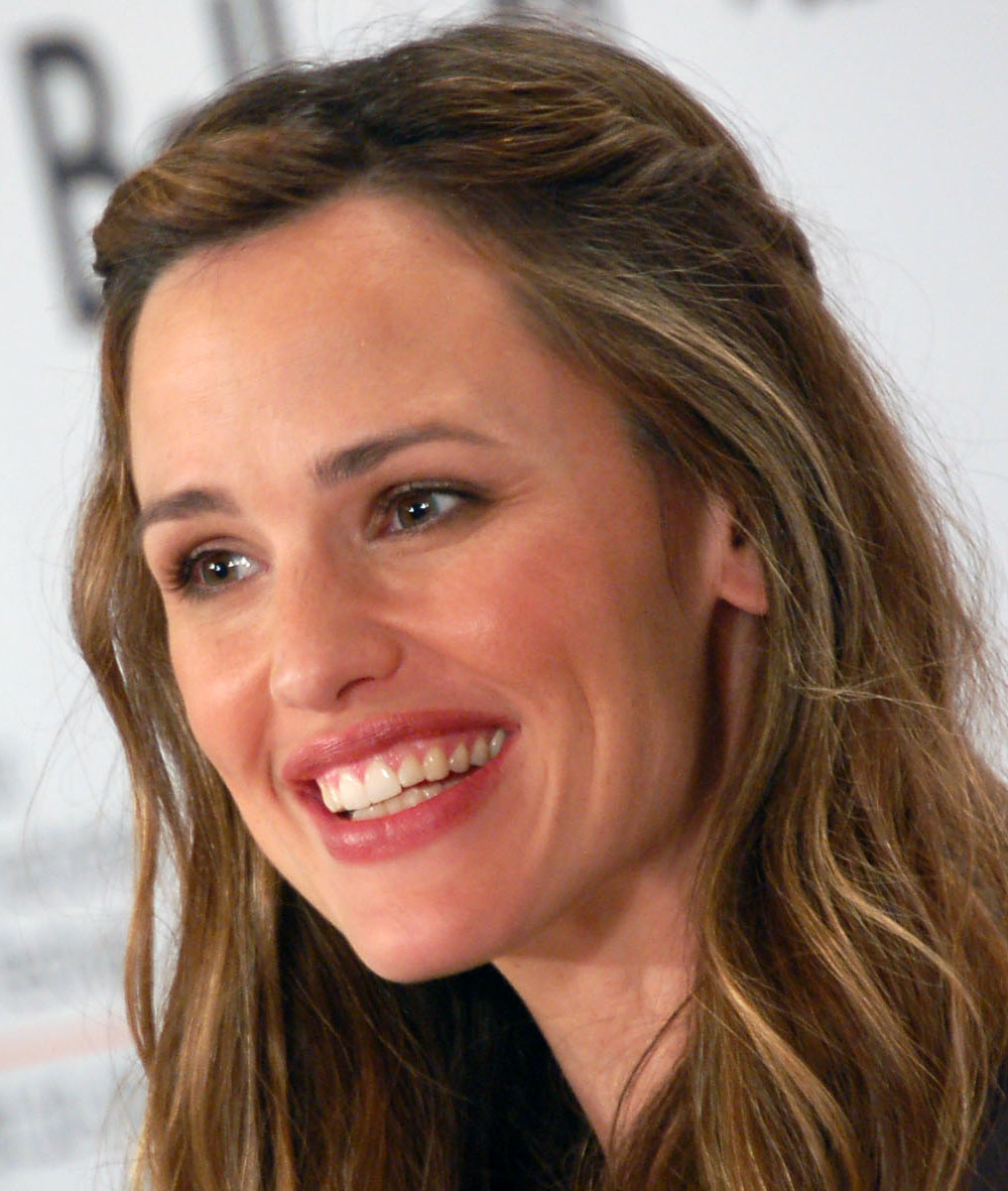
جينيفر غارنر، ممثلة أمريكية وفائزة بجائزة الغولدن غلوب وهي من الممثلين المسيحيين ذوي الفنوذ في هوليوود.
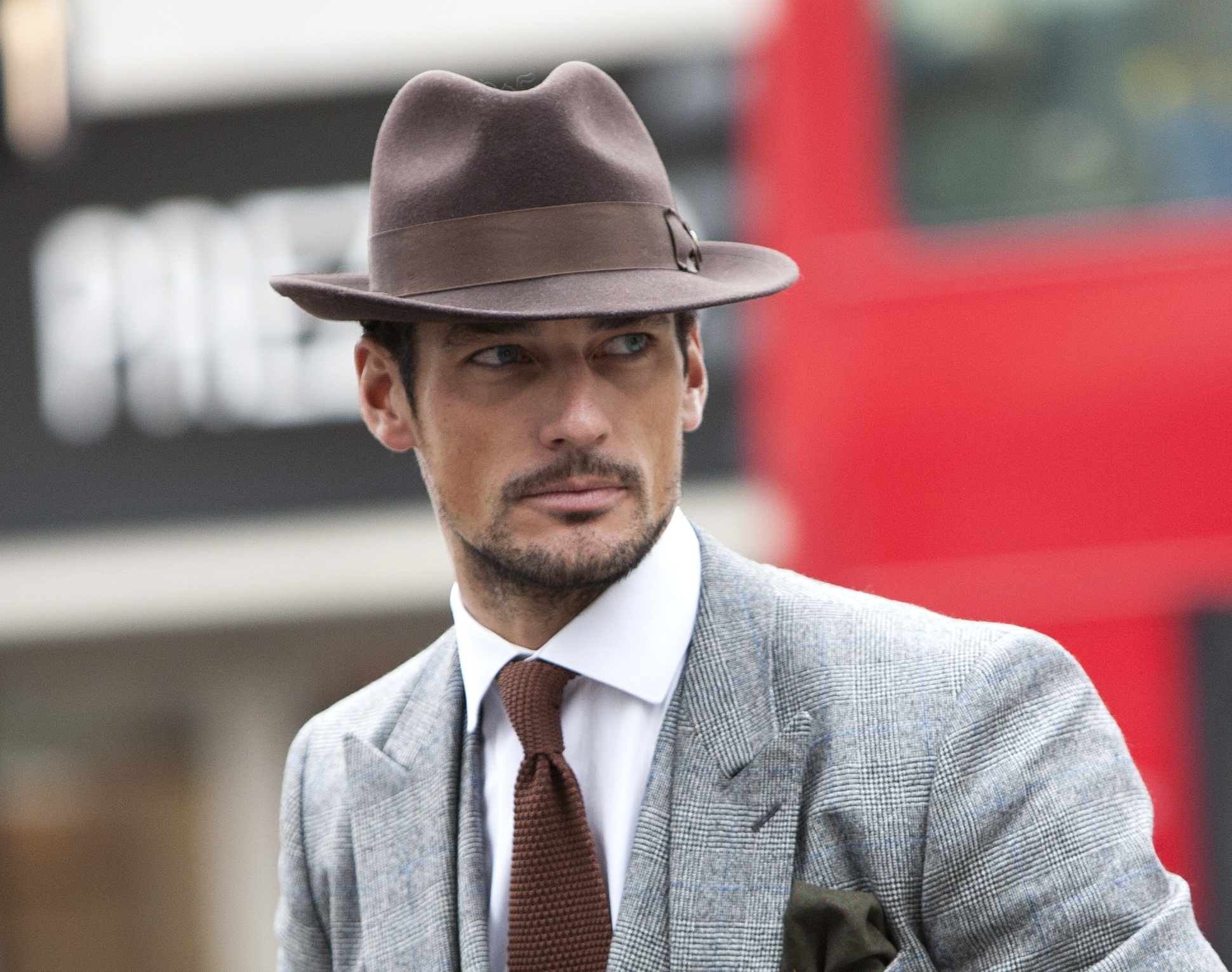
ديفيد غانجي، ممثل بريطاني وهو مسيحي ملتزم.
فيلم وحيد في المنزل؛ من أبرز أفلام عيد الميلاد الكلاسيكيَّة؛ كما يوجد لهذه المناسبة أغاني وموسيقة وأفلام ومسرحيات عديدة تتناولها، بأبعادها المختلفة.
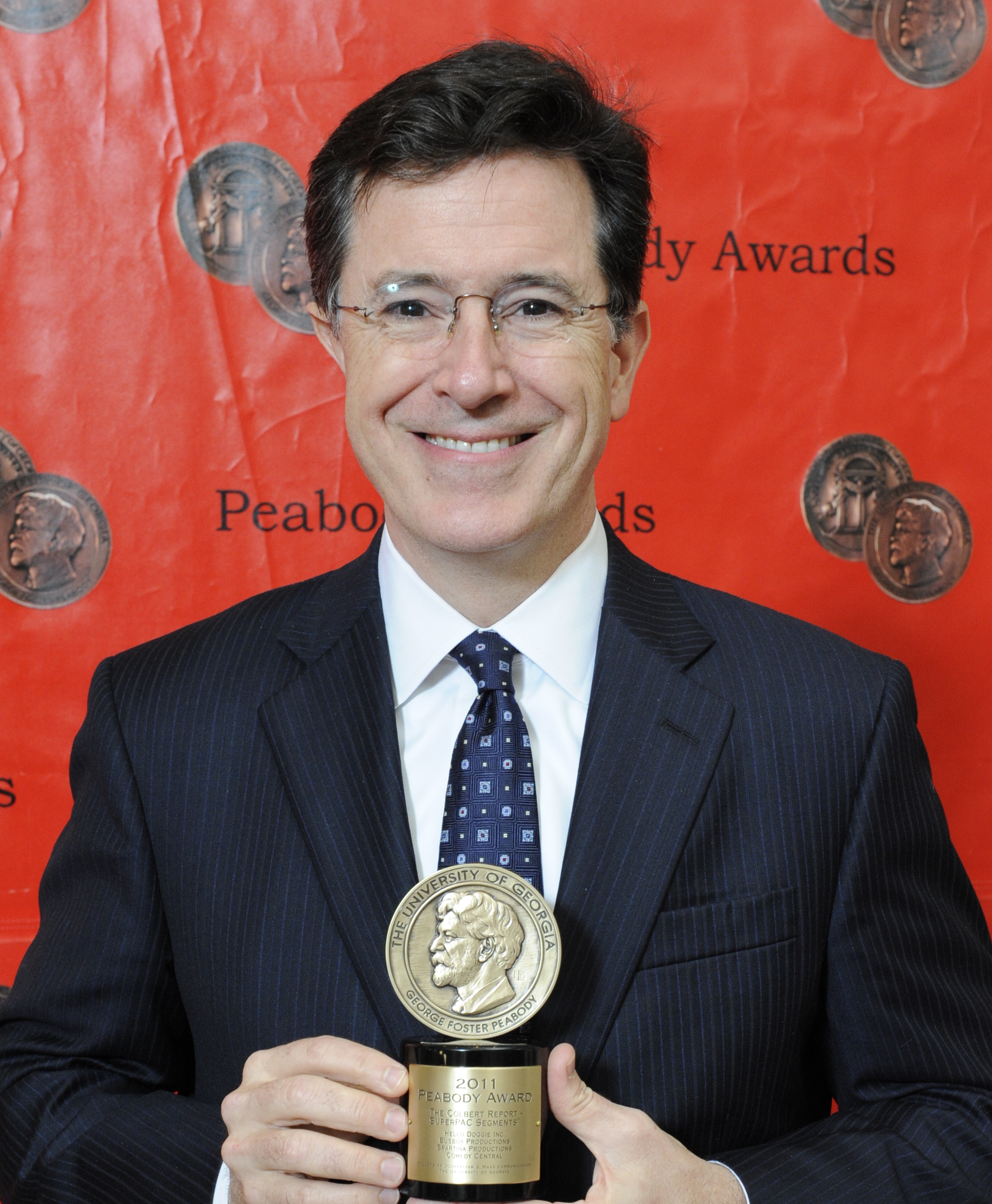
ستيفن كولبير كاتب وكوميدياني أمريكي حائز على ثلاثة جوائز إيمي معروف بأسلوب الكوميديا المسيحية.
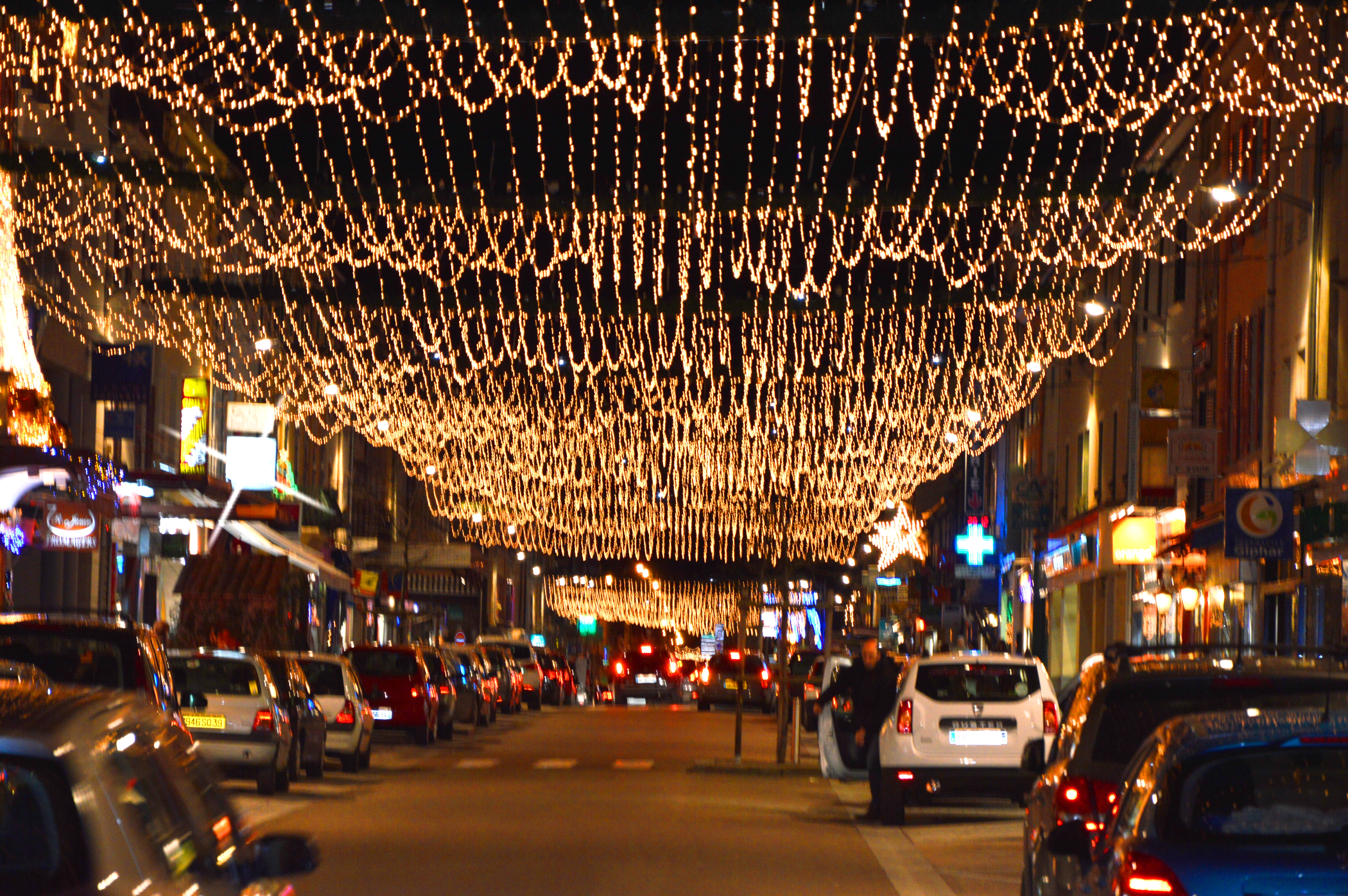
شوارع مزينة بأضواء ميلادية لمناسبة عيد الميلاد في كراكاس،  فنزويلا.
فيلم شريك الخاص لعيد الميلاد فاز بجائزة الأوسكار لأفضل فيلم صور متحركة.
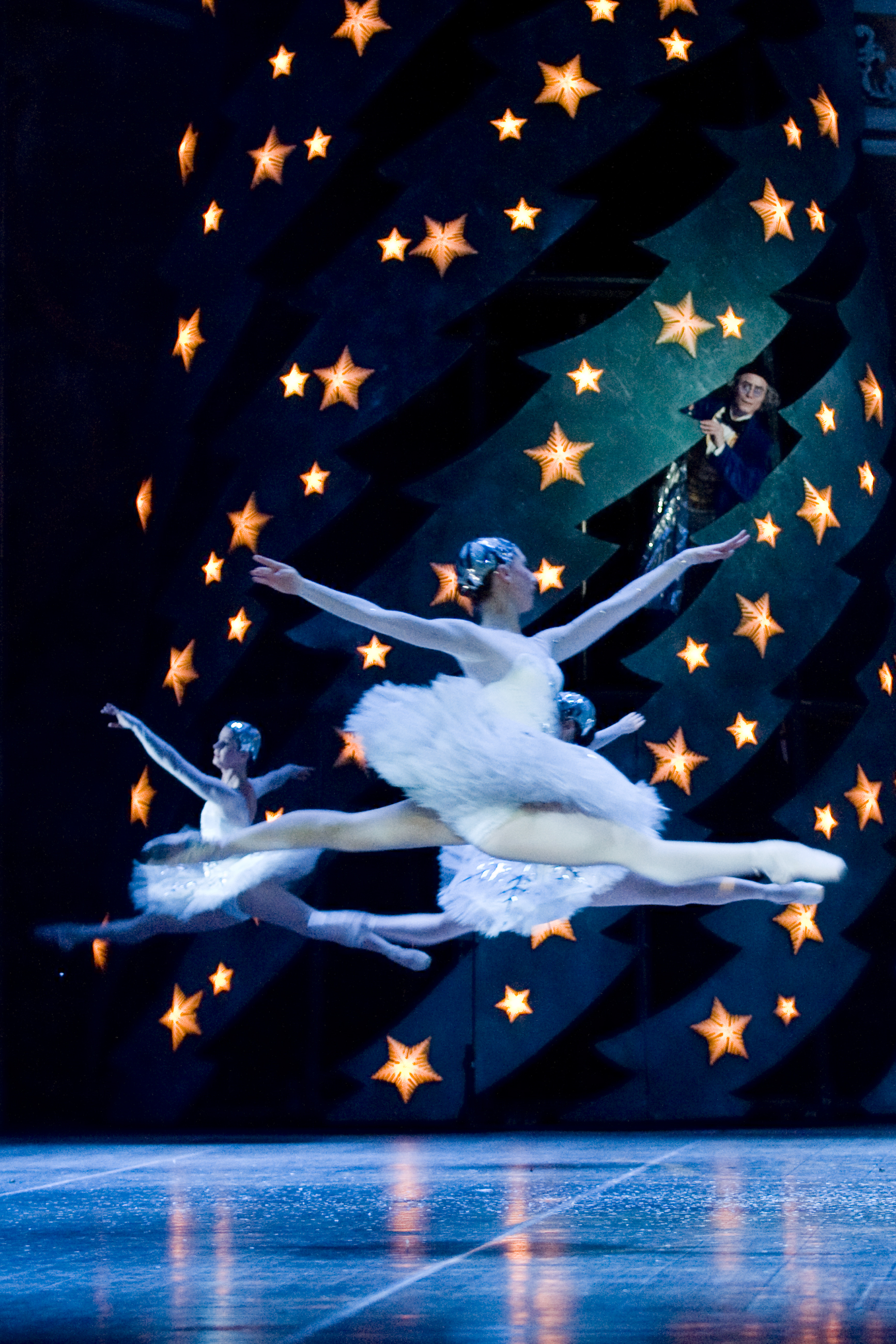
باليه كسارة البندق إحدى روائع المؤلف الموسيقي بيتر إليتش تشايكوفسكي ويعتبر باليه كسارة البندق من أكثر الأعمال الكلاسيكية أرتباطًا بأجواء عيد الميلاد.
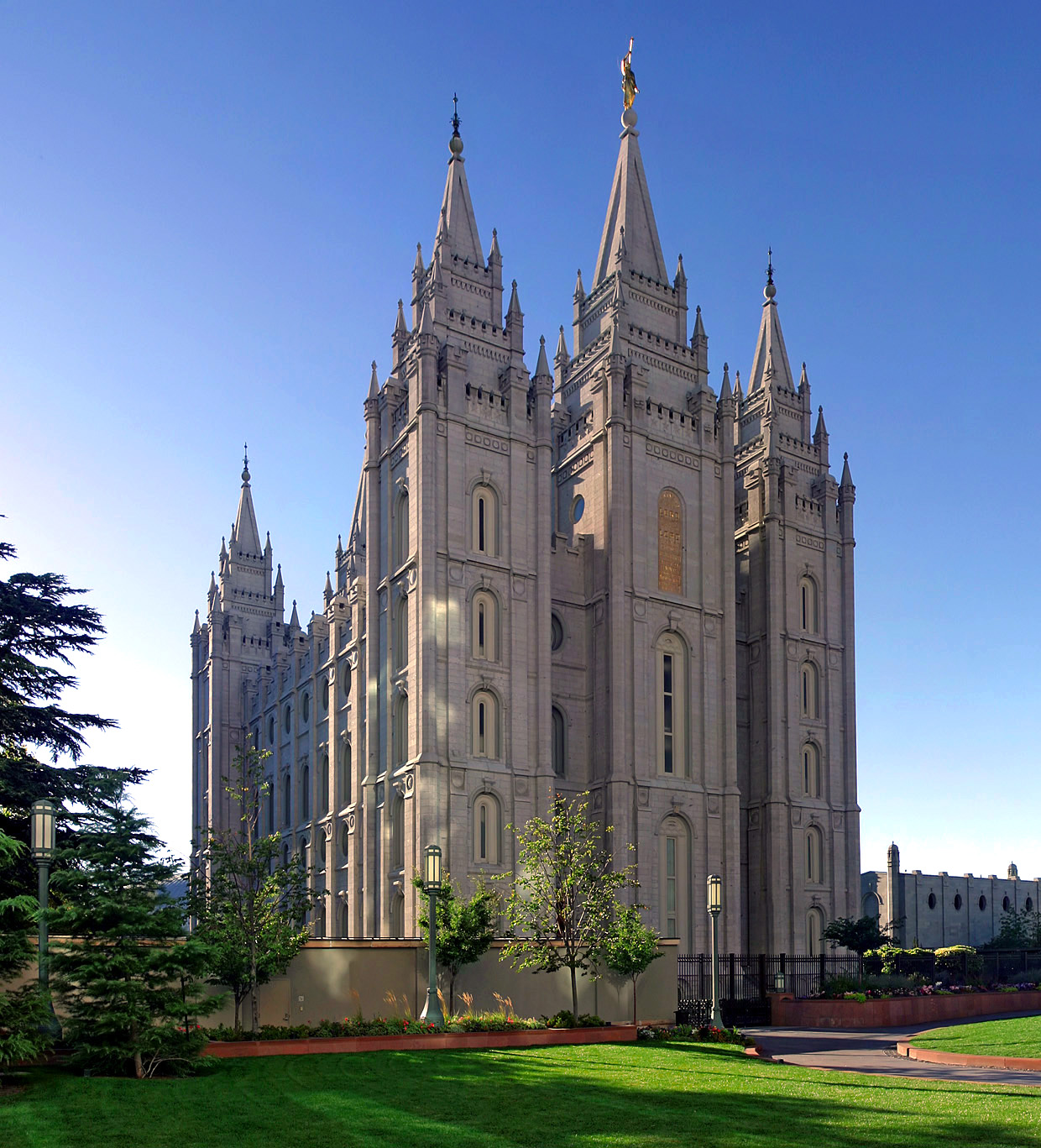
معبد سالت ليك في ممر المورمون، لدى كل من المورمون واليمين المسيحي لوبيات سياسيَّة ذات شأن.
أمريكيون أفارقة يؤدون الصلاة الجماعيَّة في الكنيسة المعمدانية.
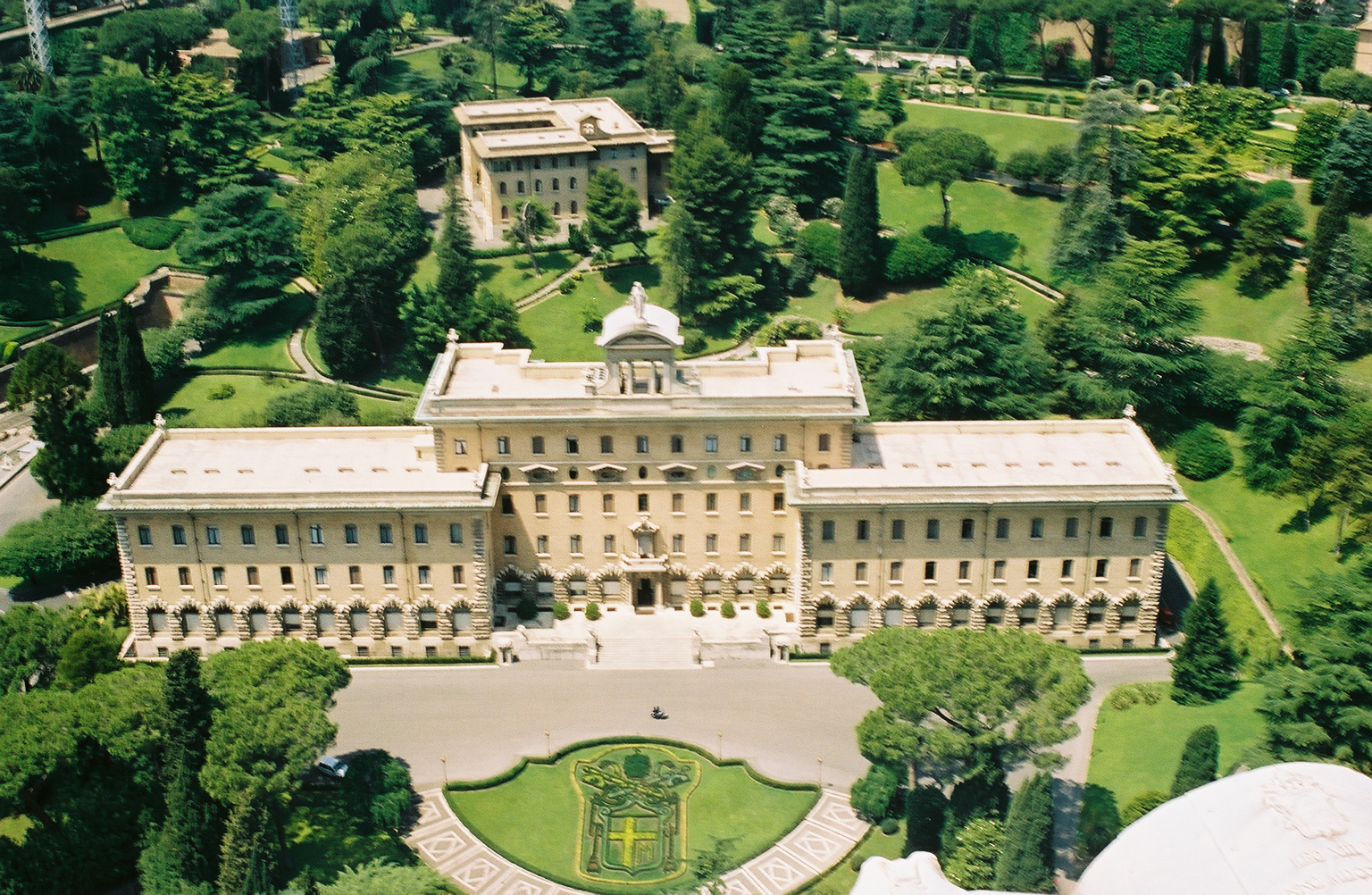
القصر الحكومي في الفاتيكان؛ مقر أغلب المجامع والمجالس البابوية.
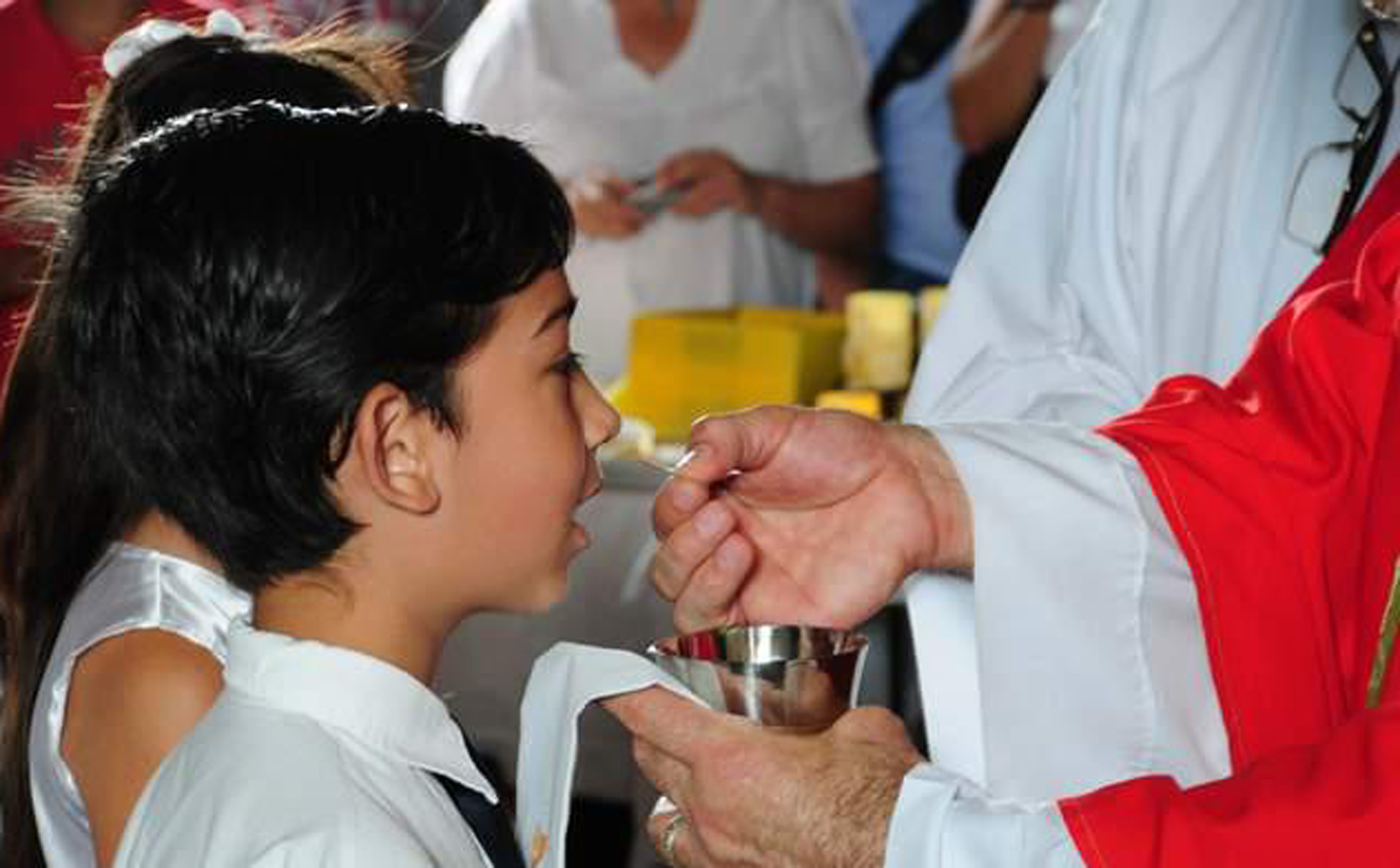
طفل يُمنح المناولة الأولى، ويأخذ الطقس حيّز هام في الثقافة الكاثوليكية.
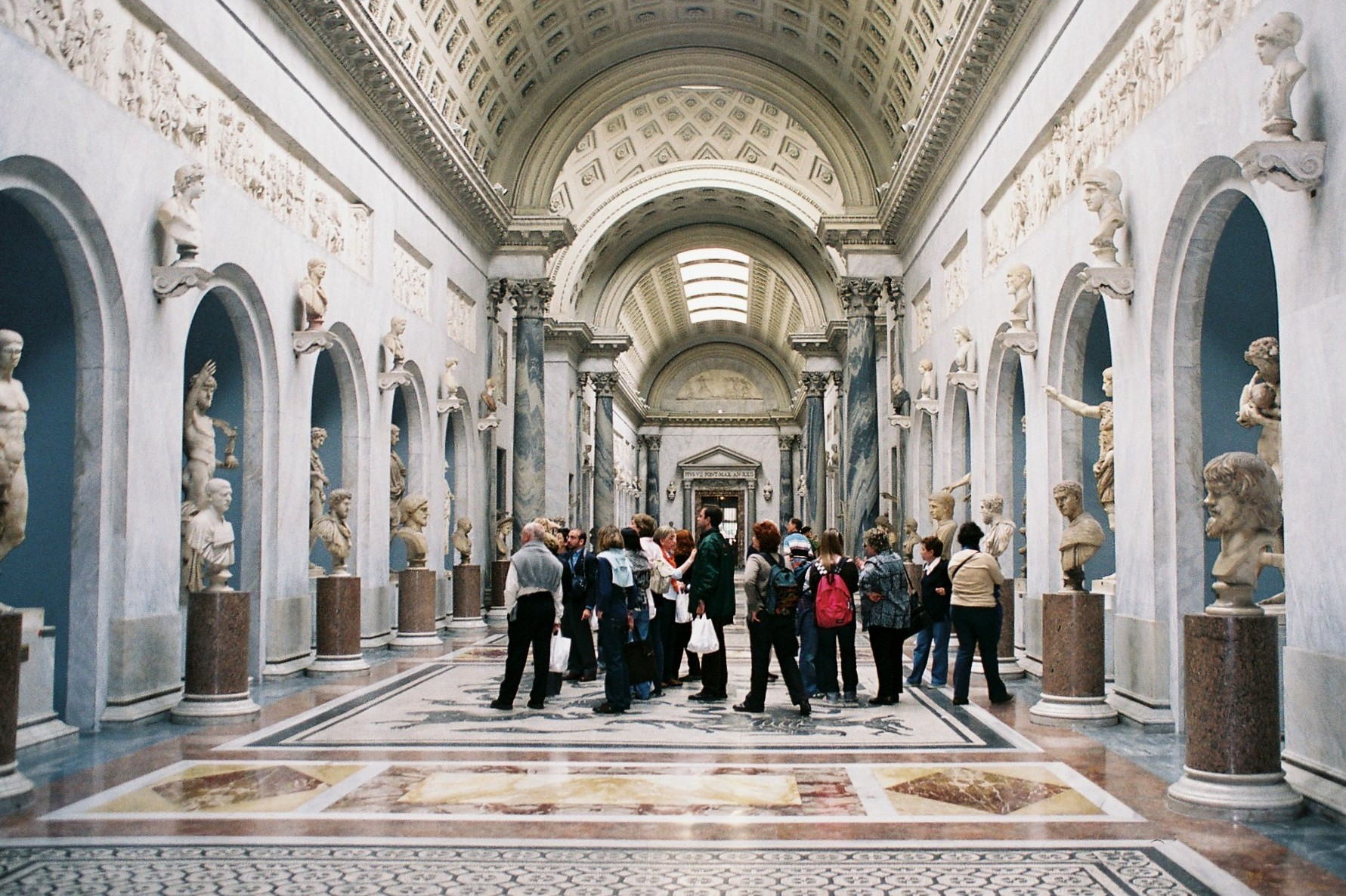
إحدى قاعات متحف الفاتيكان؛ إن مدينة الفاتيكان بحد ذاتها تعتبر قيمة ثقافيَّة كبرى.
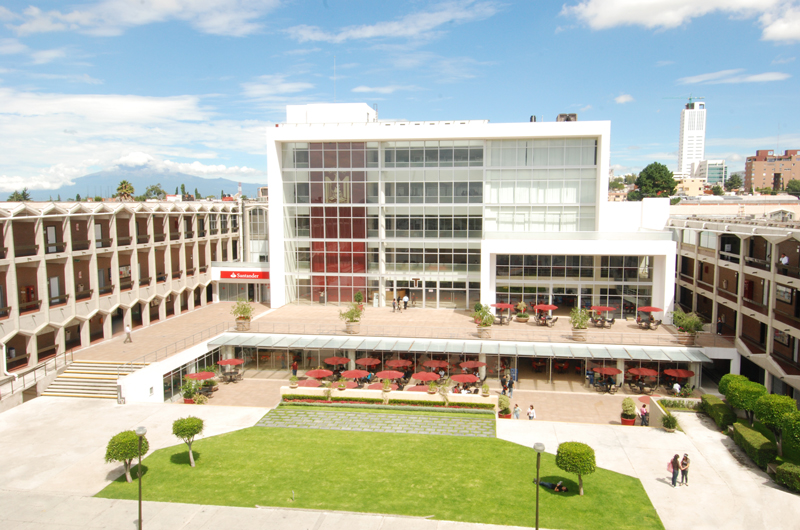
كليّة الطب التابعة لجامعة بويبلا الكاثوليكية، في  الفلبين.
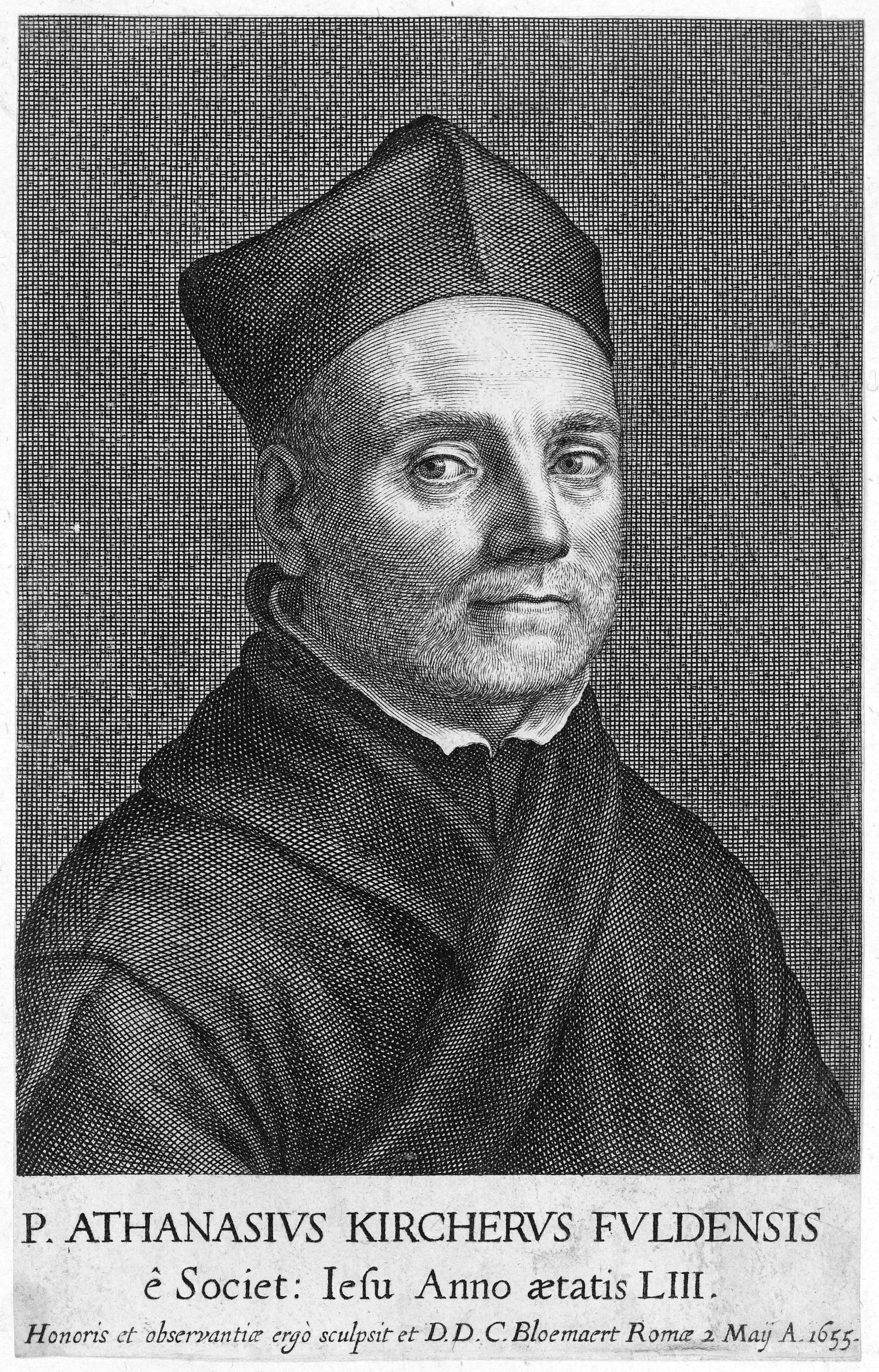
أثانيسيوس كيرتشر، أخترع المجهر؛ وكان نجم عصره في العلوم، وصف بـرجل عصر النهضة.
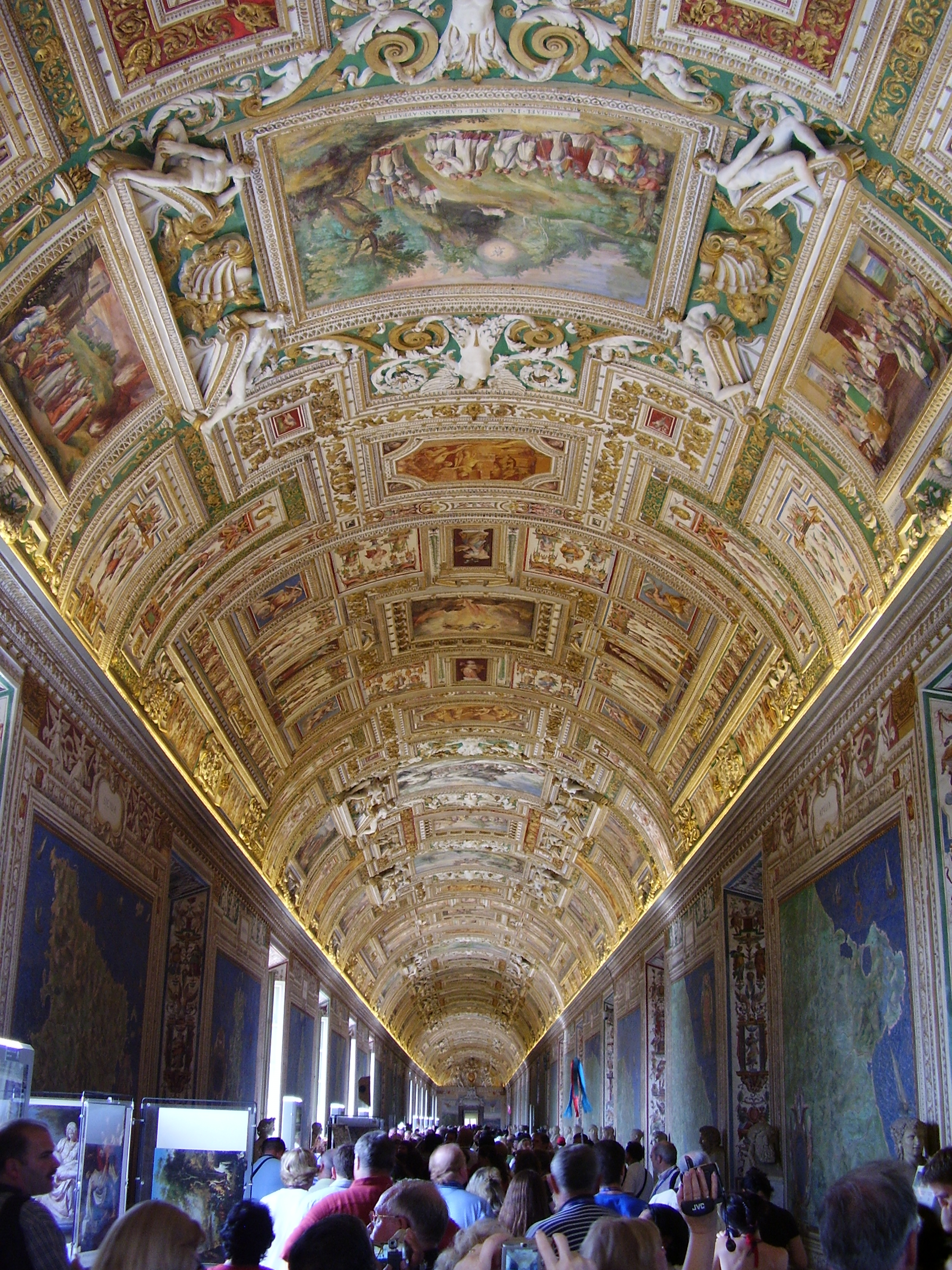
قاعة الخرائط في متحف الفاتيكان.
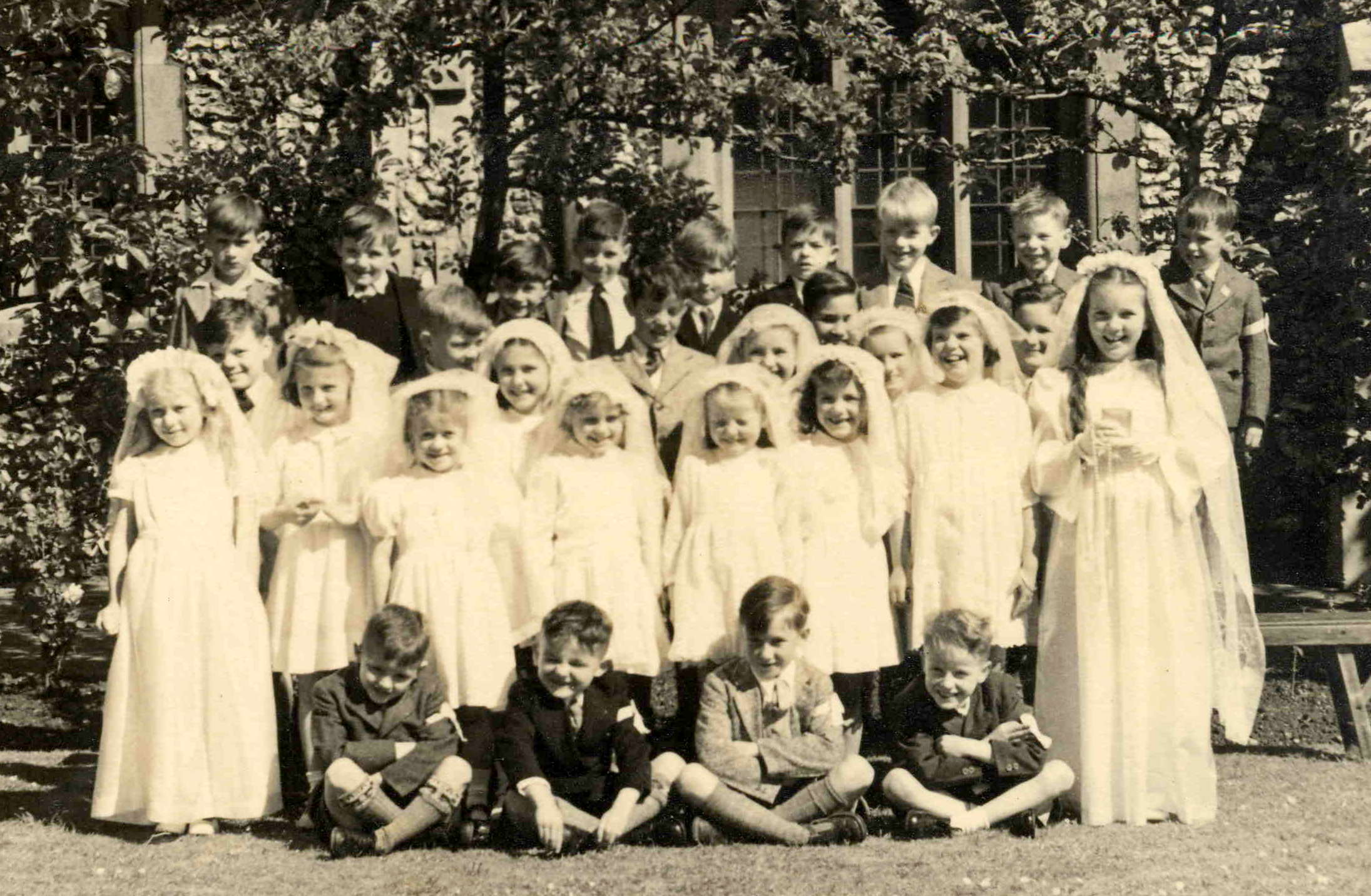
صورة تذكارية للمناولة الأولى لأطفال المان، تعود الصورة لعام 1949.
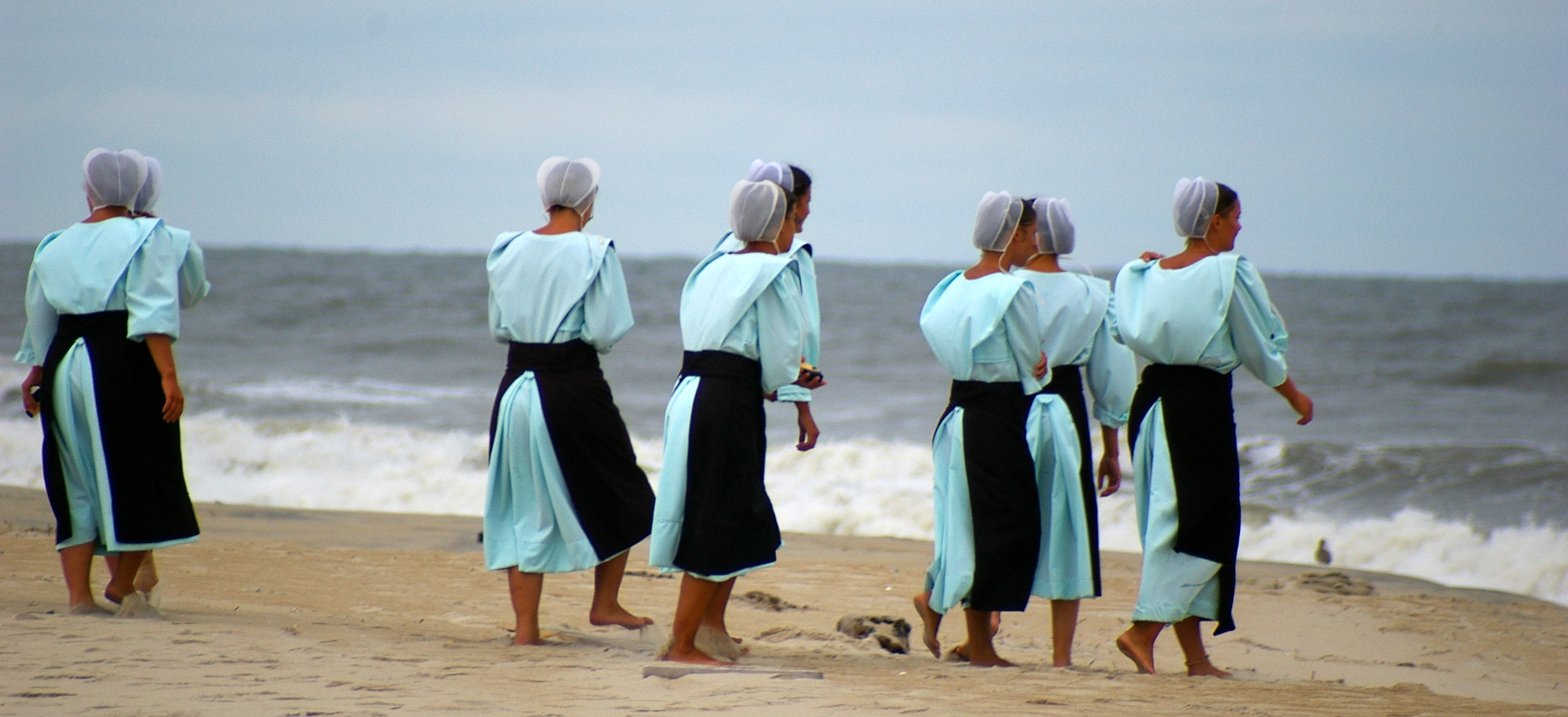
نساء من المانونايت في لبساهم التقليديُّ.
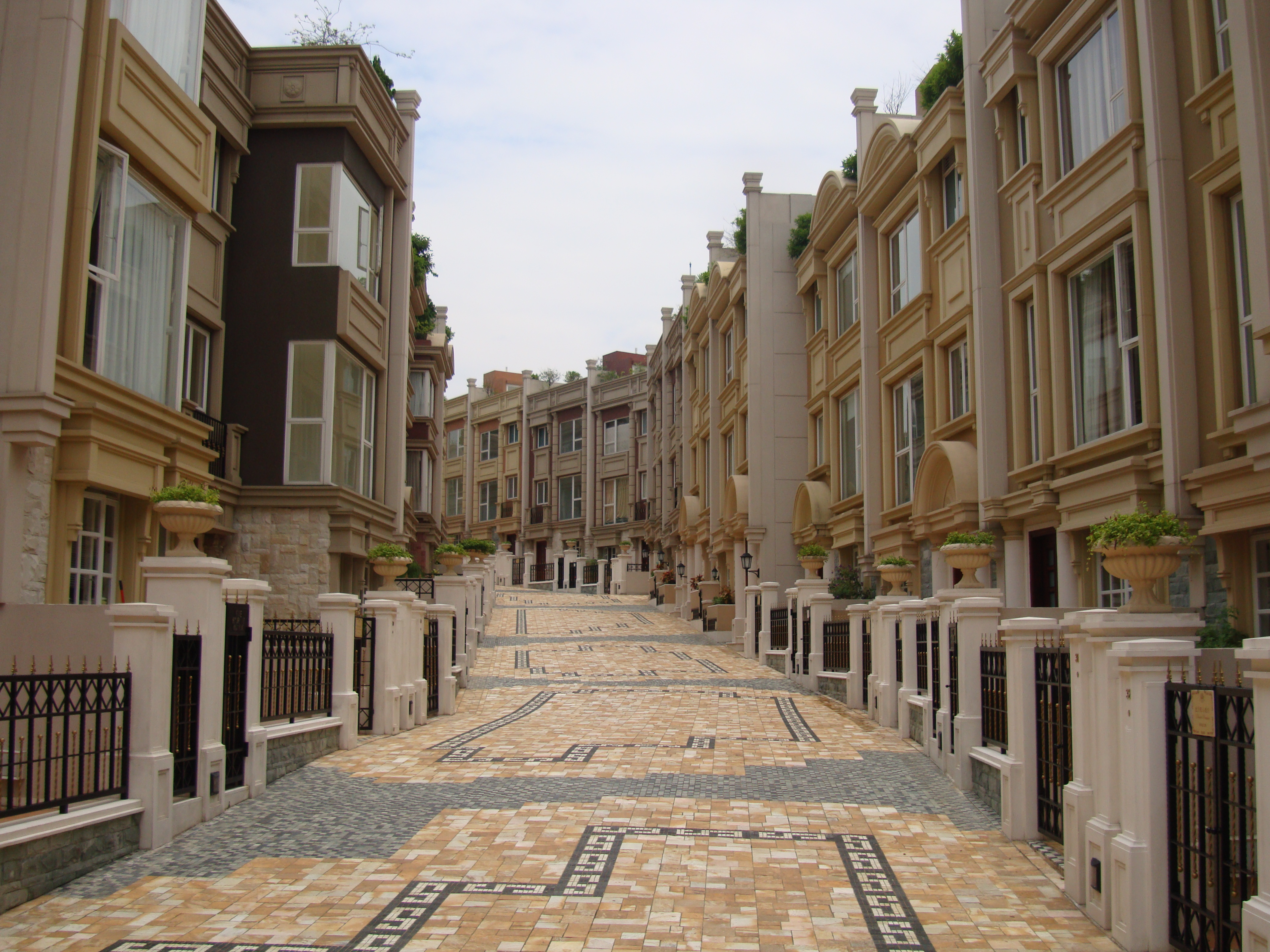
حي سكني يقطنه عائلات مسيحيَّة في  إندونيسيا؛ يظهر تأثير المسيحيين الإقتصادي في عدد من دول العالم الإسلامي.
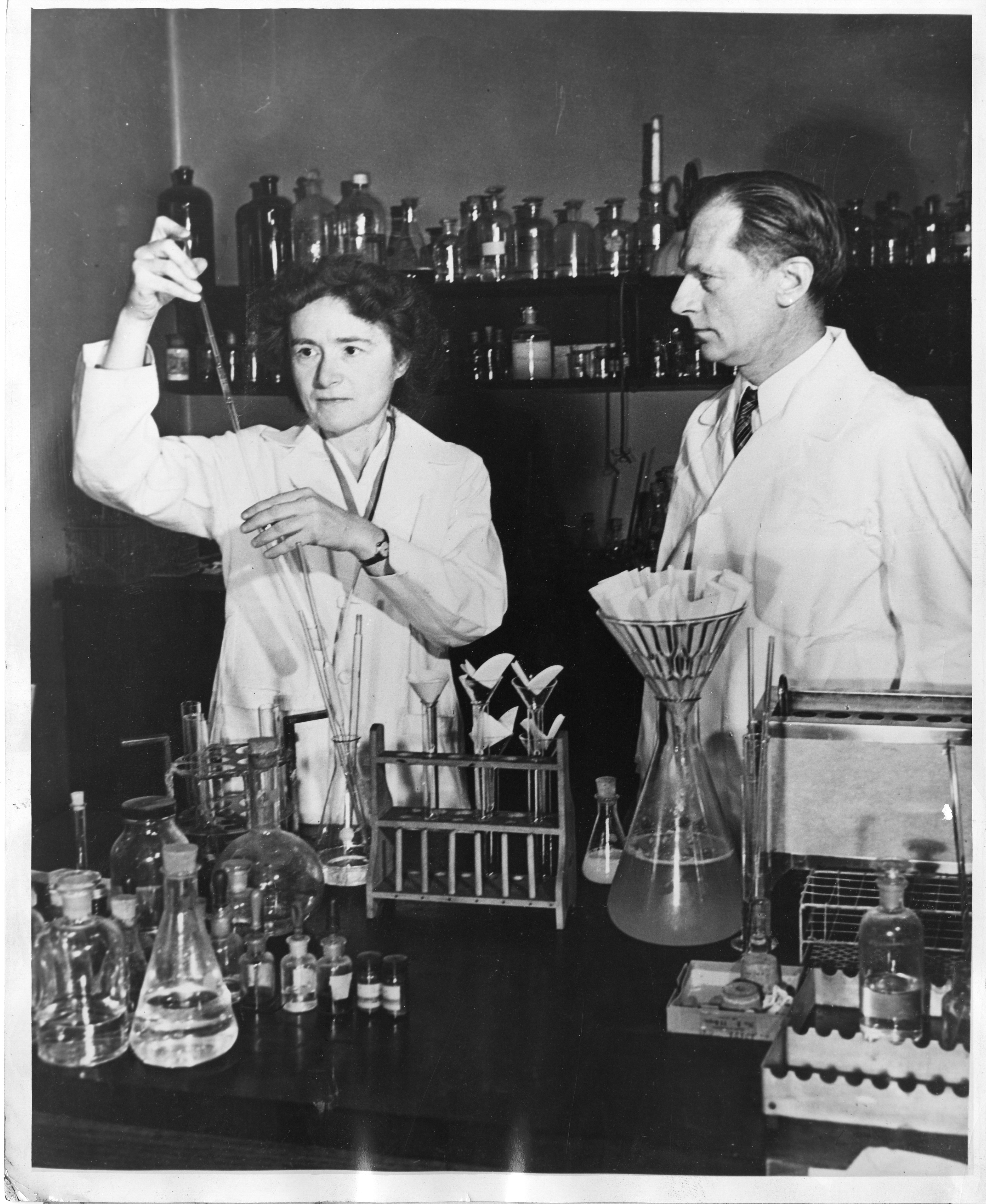
جرتي كوري زوجها كارل كوري وهما من العلماء الكاثوليك تقاسموا  جائزة نوبل في الطب.
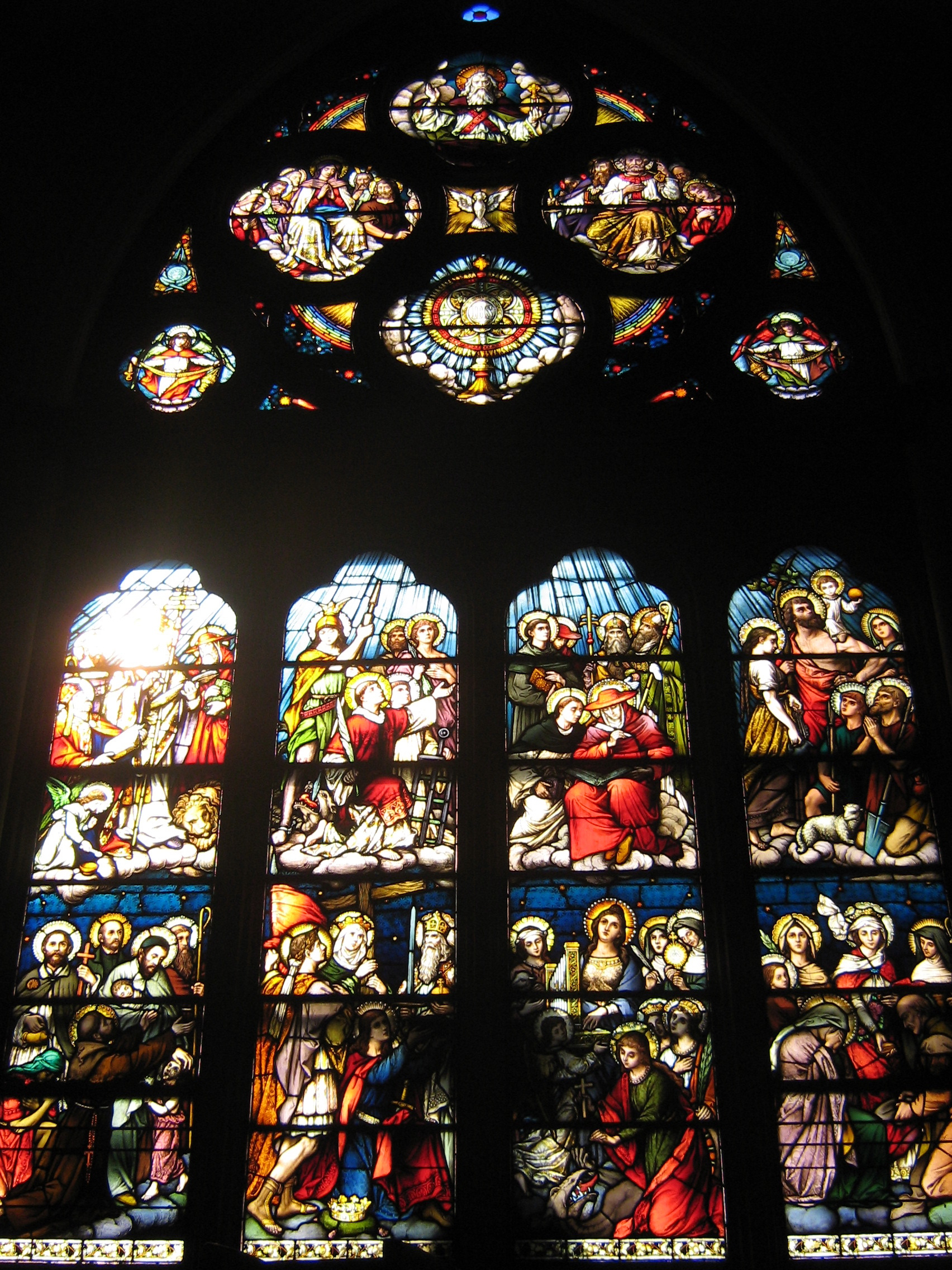
رسم على زجاج ملون يُظهر قصص من الكتاب المقدس داخل الكنيسة الوطنيَّة في واشنطن العاصمة.
الأخوة كينيدي، جون كينيدي، أول رئيس كاثوليكي للولايات المتحدة بجانب اخواه، روبرت وإدوارد كنيدي.
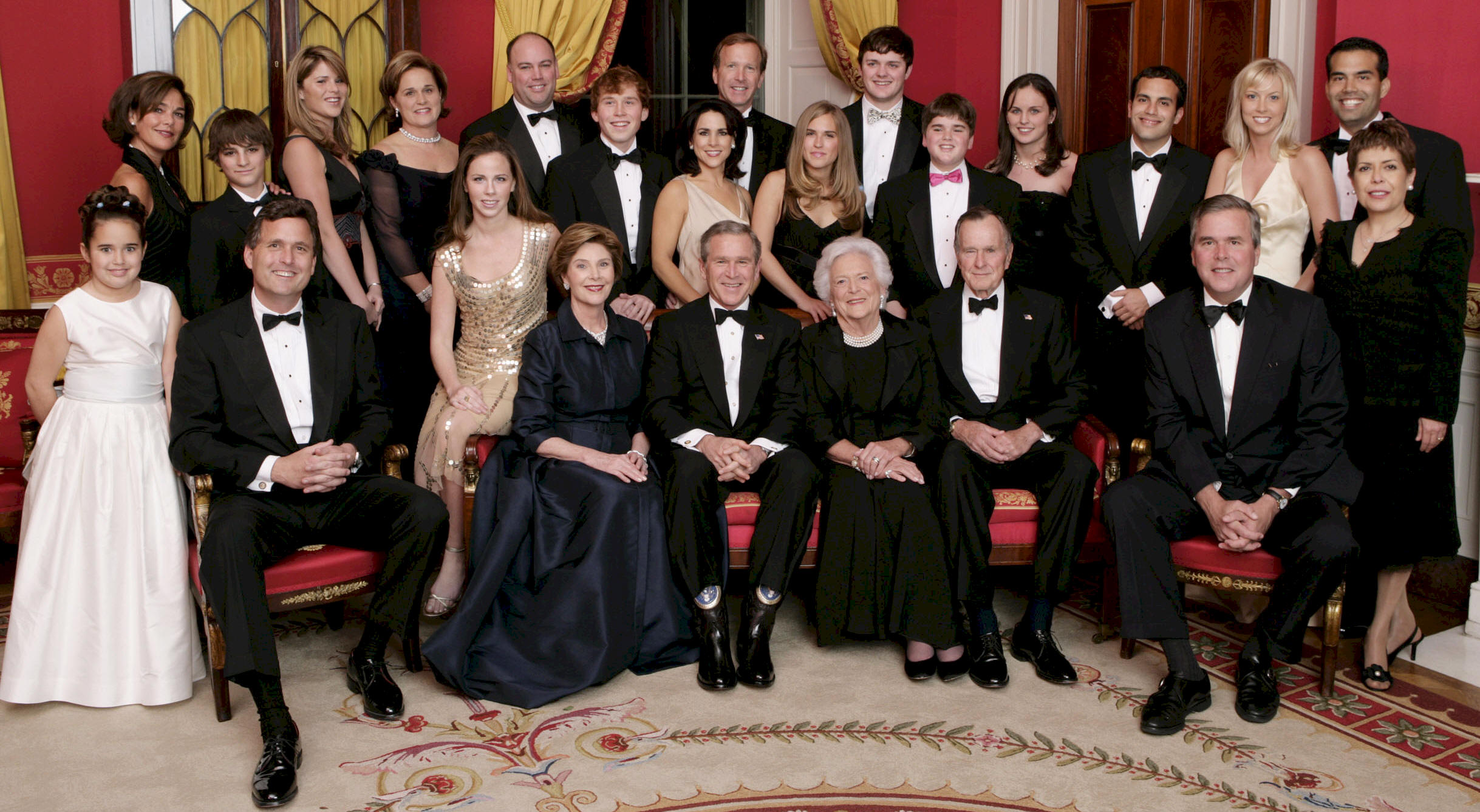
آل بوش، وهي من العوائل الأنجلو-ساكوسن البروتستانتية النافذة سياسيًا واقتصاديًا واجتماعيًا.
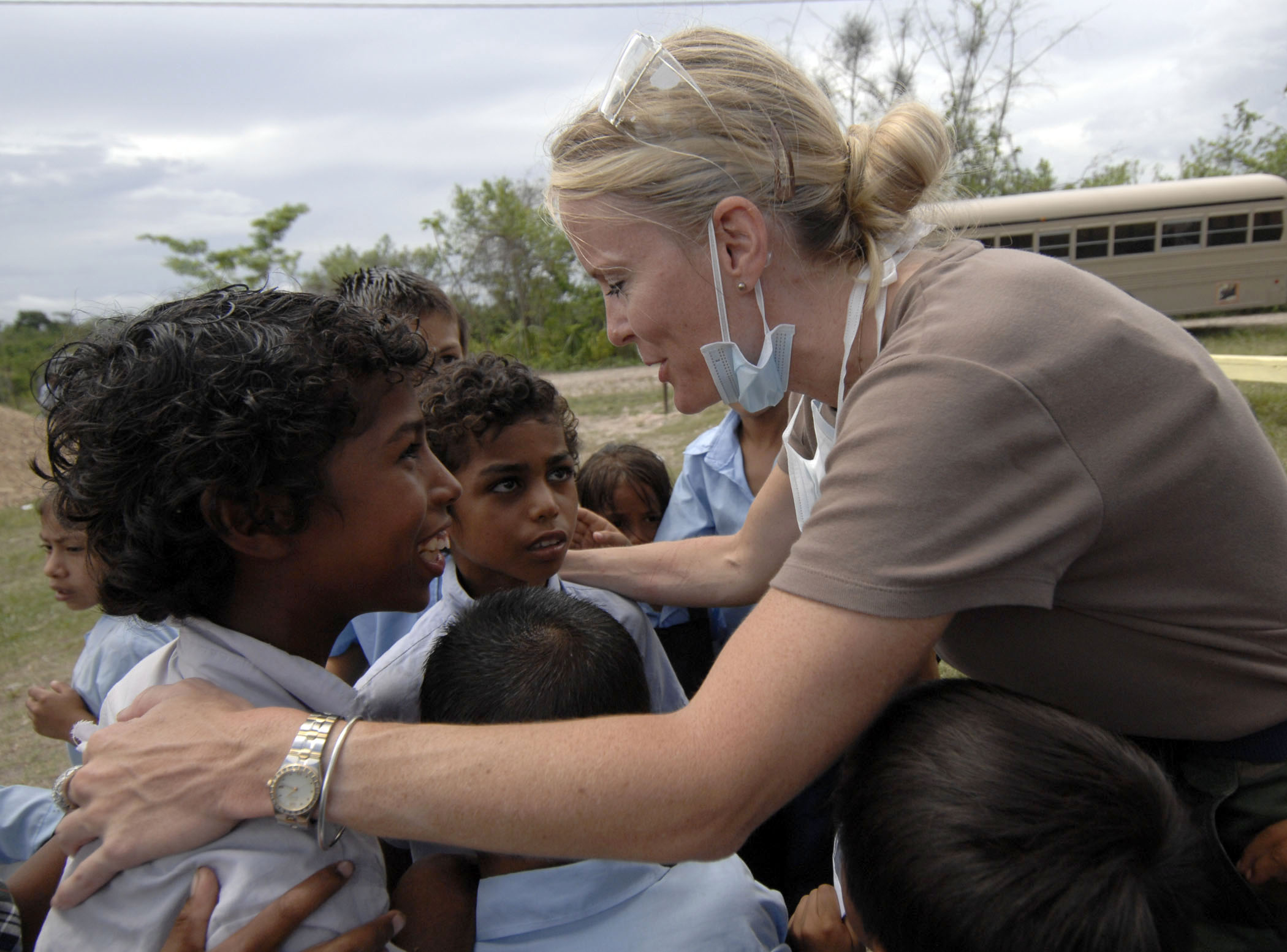
فتاة من الجمعية الخيريَّة كاريتاس تقوم بتطعيم أطفال في الهند.
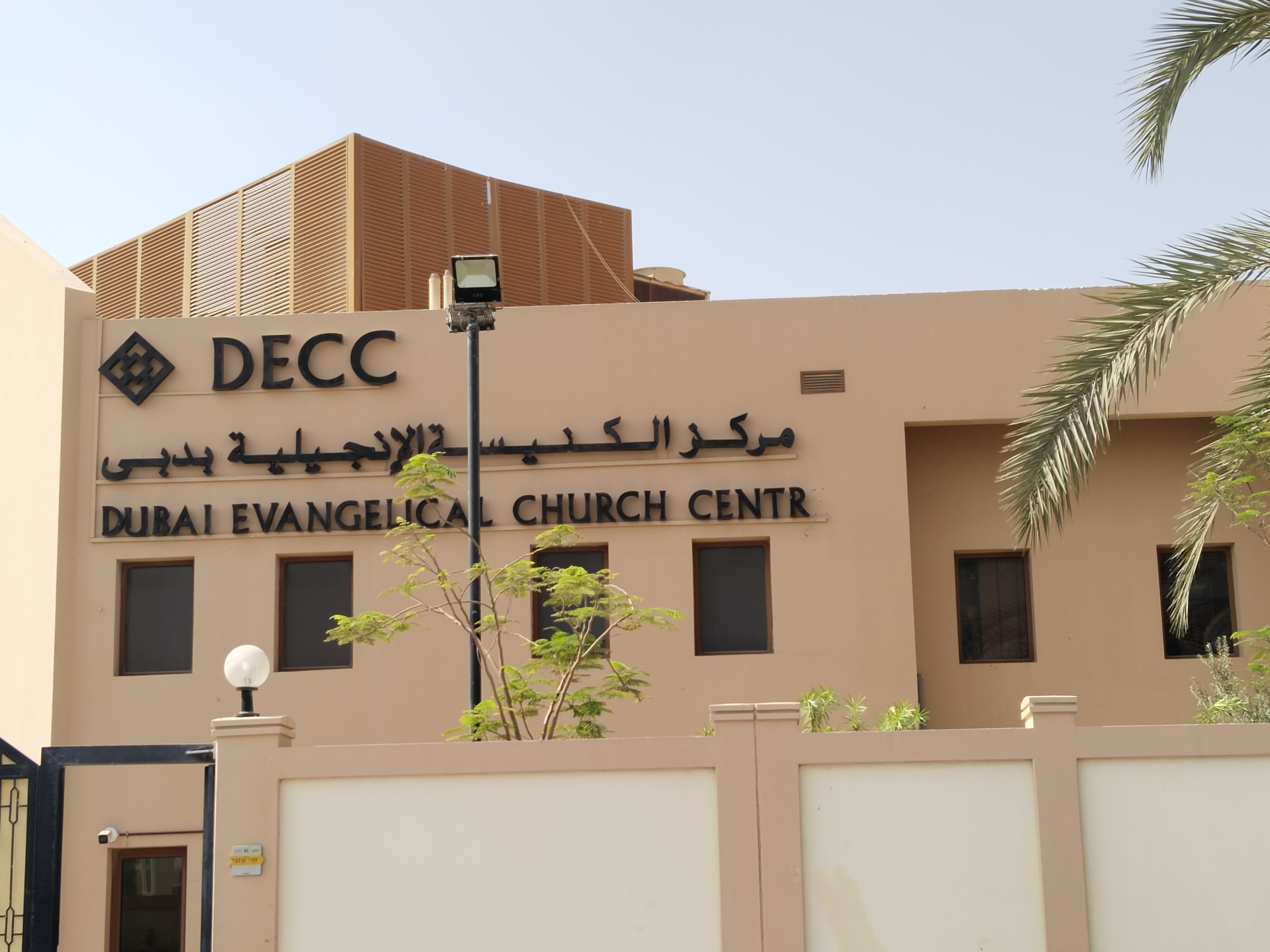
الكنيسة الإنجيلية في دبي،  الإمارات العربية المتحدة؛ وفدت إلى دول مجلس تعاون الخليج العربي أعداد كبيرة من المسيحيين.
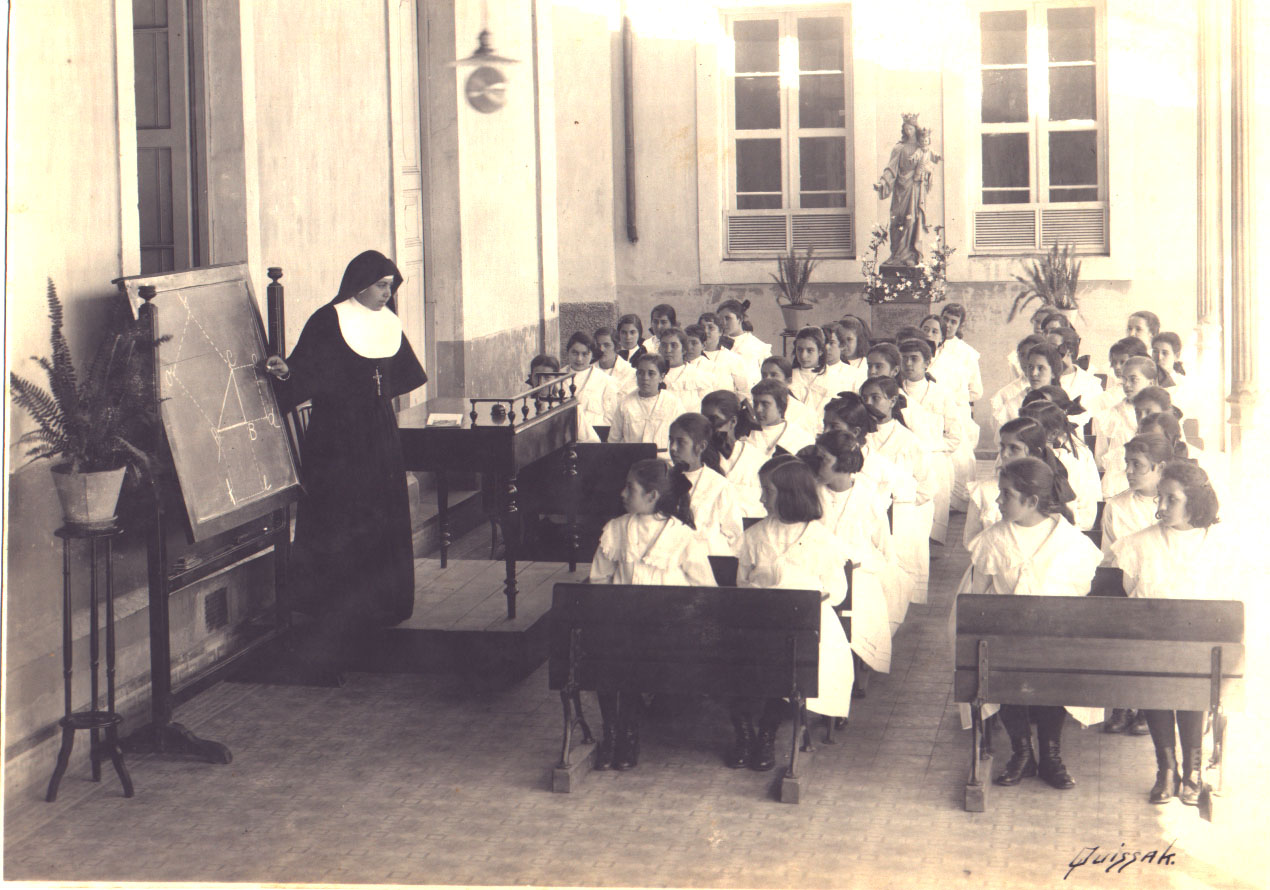
صورة تاريخيَّة تصور راهبة تُدَّرس الرياضيات في مدارس الأحد في البرازيل.
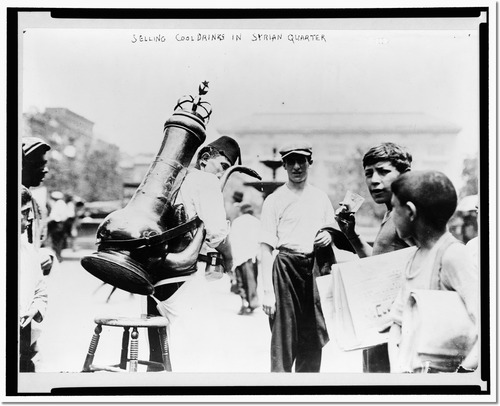
جانب من الحياة في سوريا الصغيرة في مشيغان؛ تعبر عن ظاهرة الهجرة المسيحية المشرقيَّة.
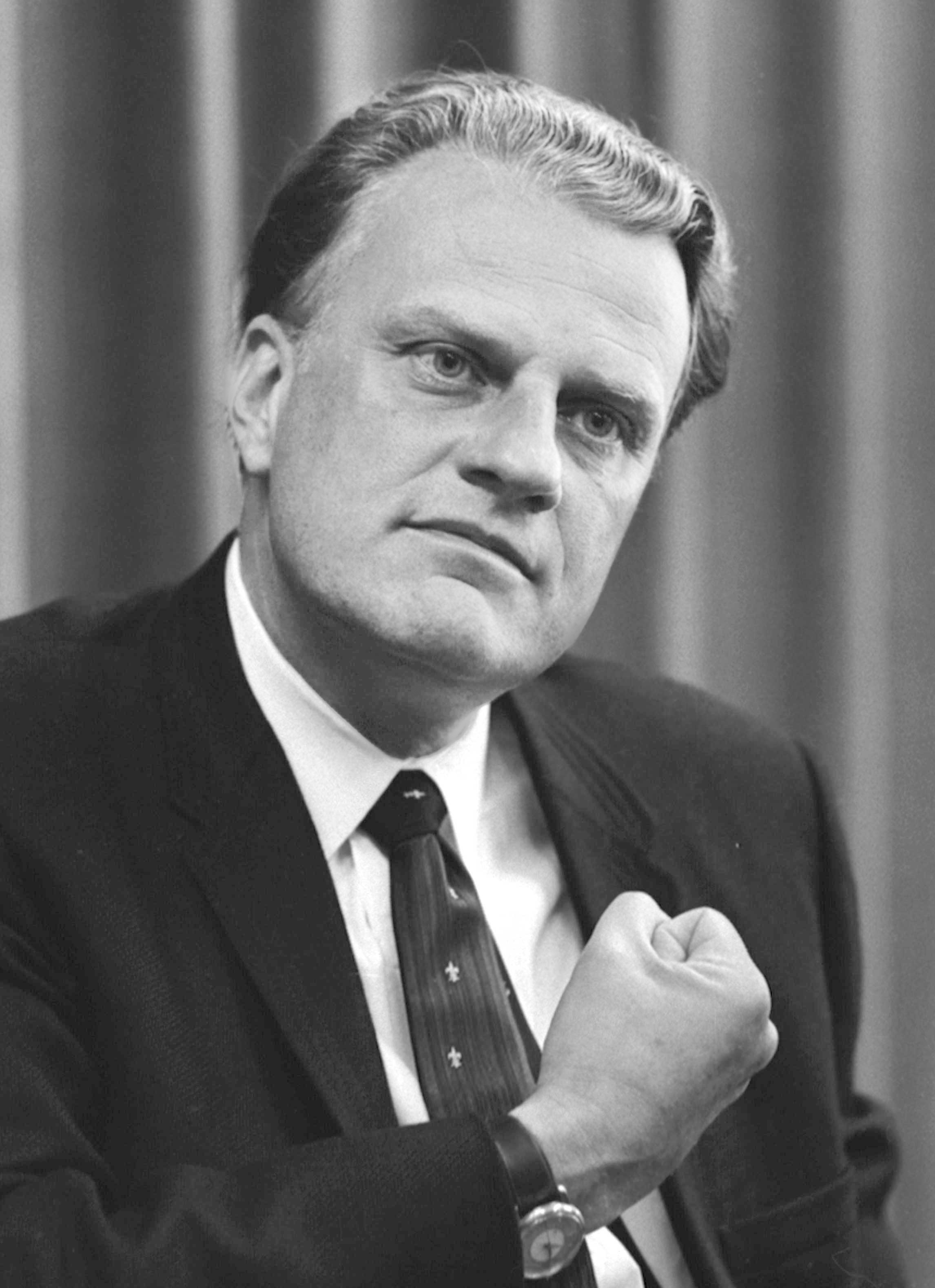
بيلي غراهام، دعي بواعظ البنتاغون وهو من رموز المحافظون الجدد.
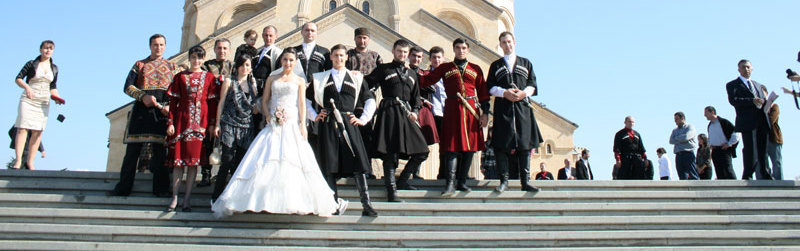
حفل زفاف أمام كاتدرائية ساميبا في تبليسي،  جورجيا: طورَّت الكنيسة الجورجية الرسولية الأرثوذكسية ثقافتها الدينية الخاصة.
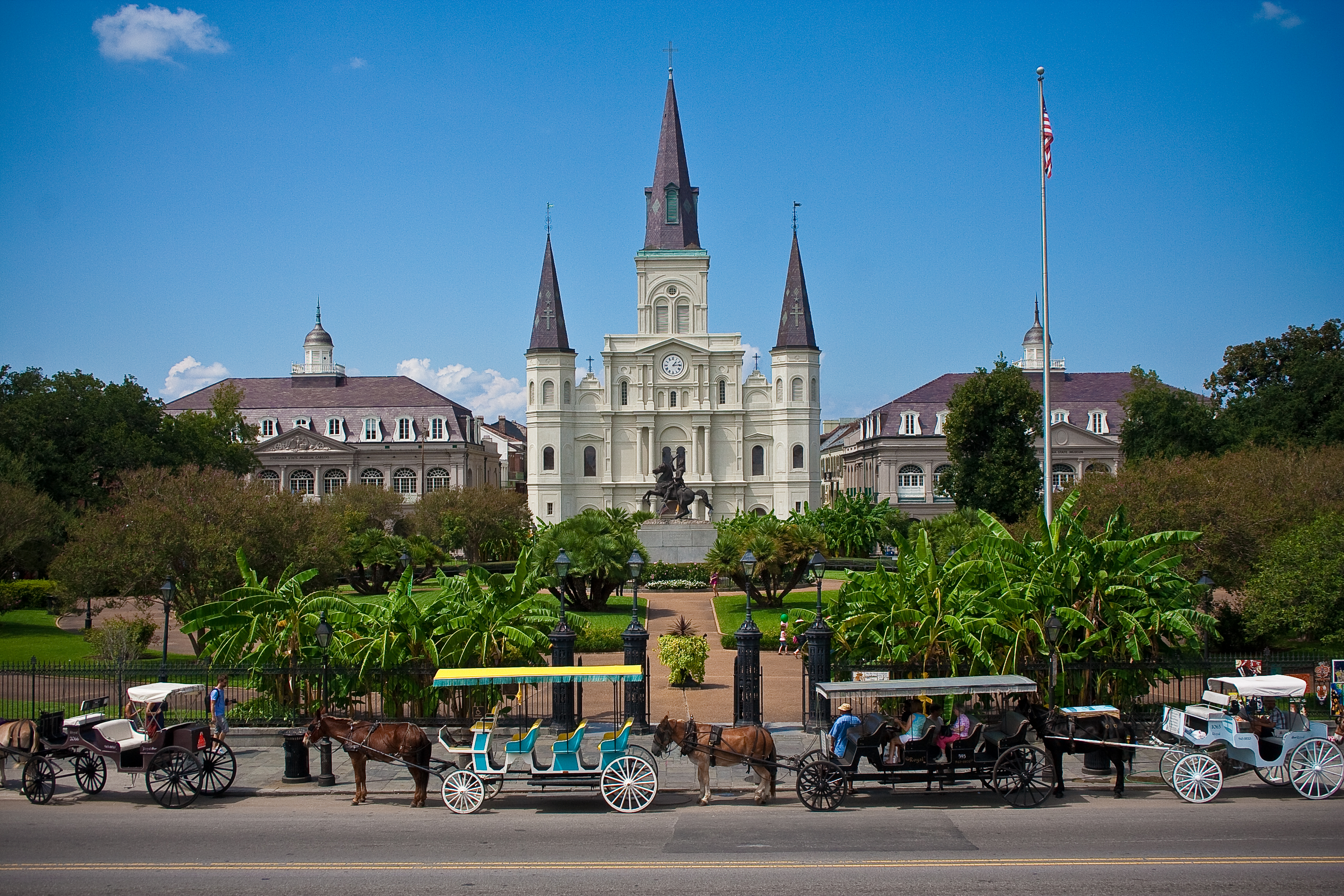
كاتدرائية القديس لويس في نيو أورلينز، لويزيانا.
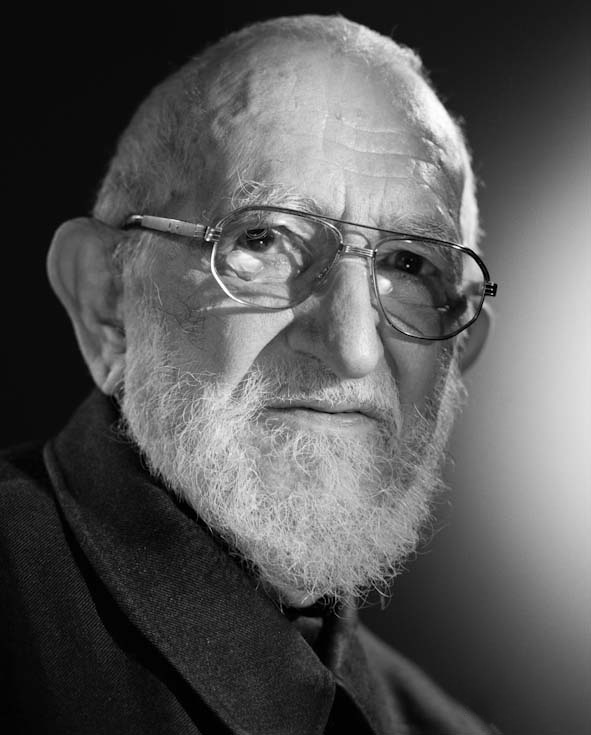
أبي بيار؛ وهو قس كاثوليكي شارك في المقاومة الفرنسية وعضو مؤسس لرابطة إيمايوس وهي حركة مسيحية خيرية لمساعدة الفقراء واللاجئين.
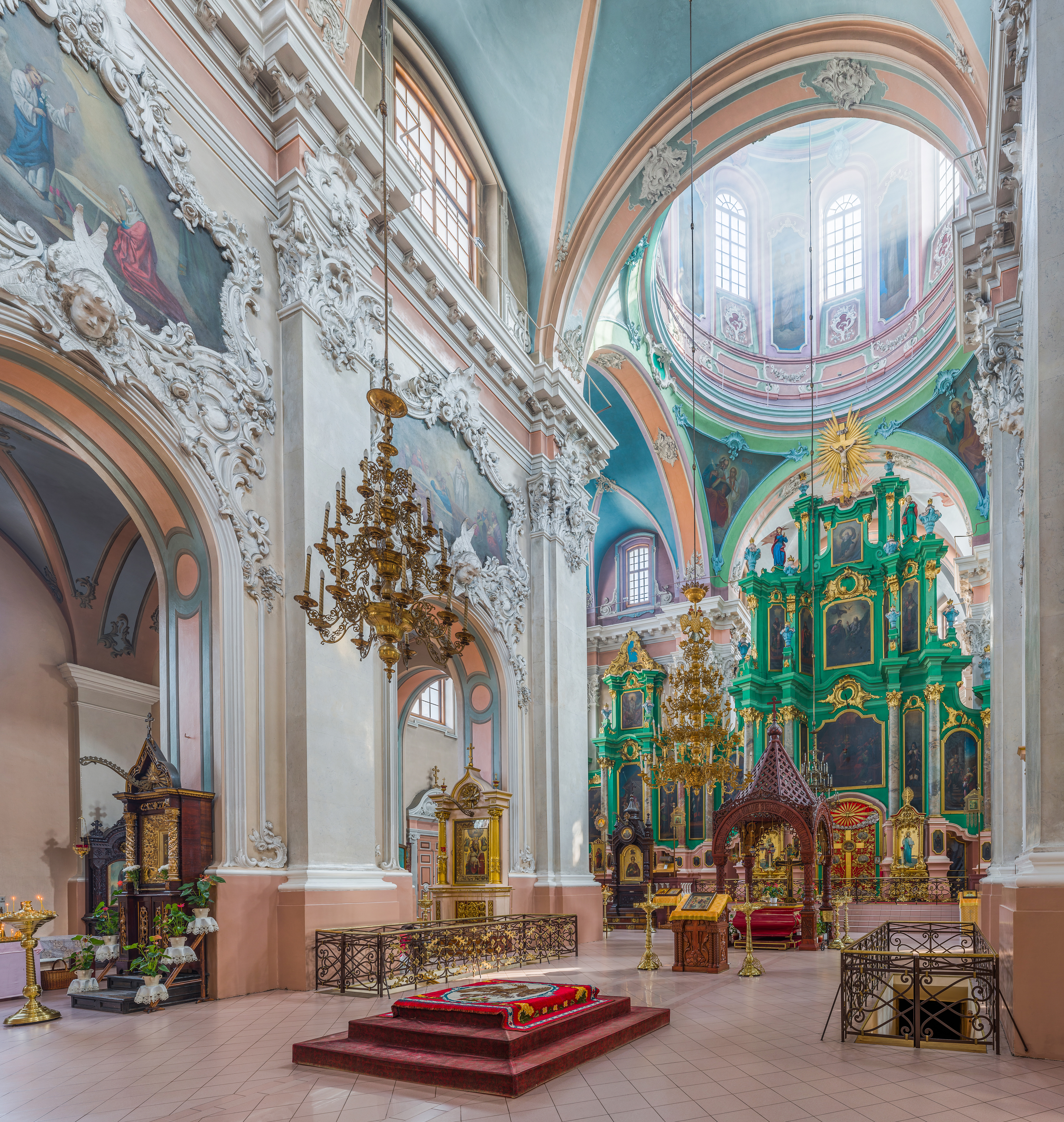
كنيسة الروح القدس الأرثوذكسيّة في  لاتفيا؛ وهي من أبرز كنائس دول البلطيق.
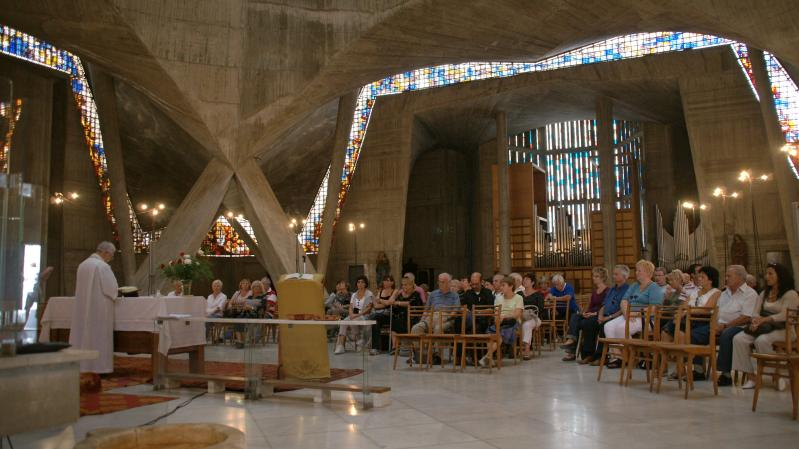
كاثوليك من المغرب العربي من الأقدام السوداء والأمازيغ يؤدون الصلوات في كاتدرائيّة القلب المقدس في عاصمة الجزائر.
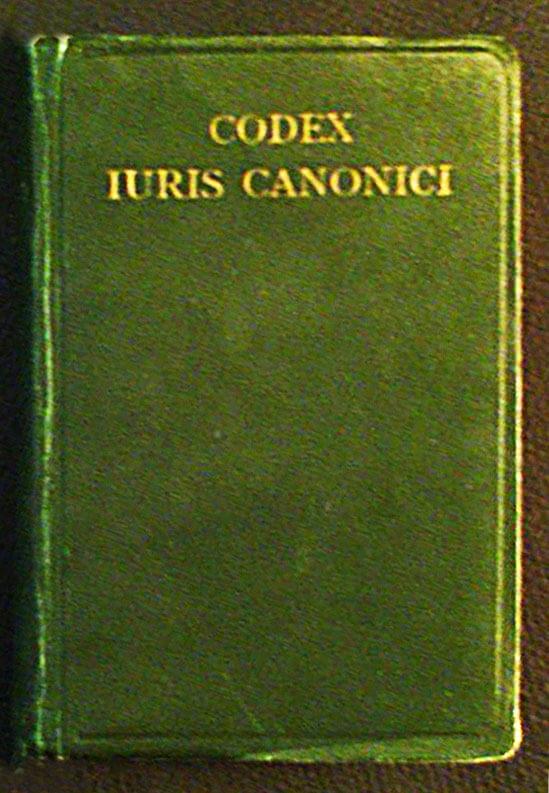
غلاف كتاب القانون الكنسي، وهو النظام الأساسي القانوني لمجموعة القوانين والأنظمة الصادرة أو التي اعتمدتها السلطة الكنسية.
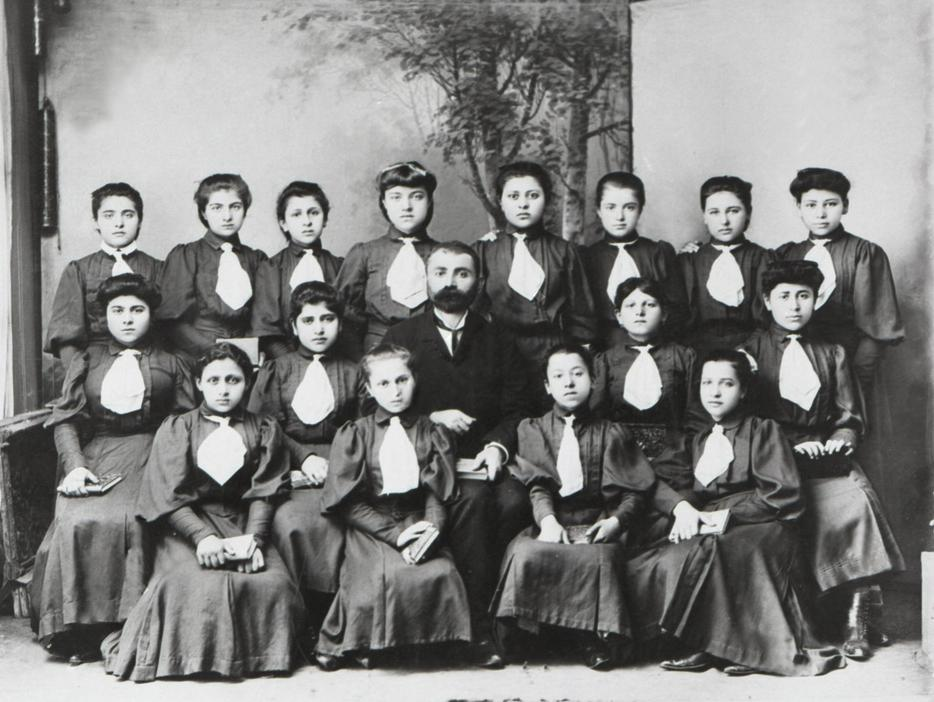
مدّرس وطالبات في مدرسة يونانية أرثوذكسية في مدينة طرابزون أوائل القرن العشرين، حيث عاشت في الأناضول جماعات مسيحيّة برجوازية مزدهرة.
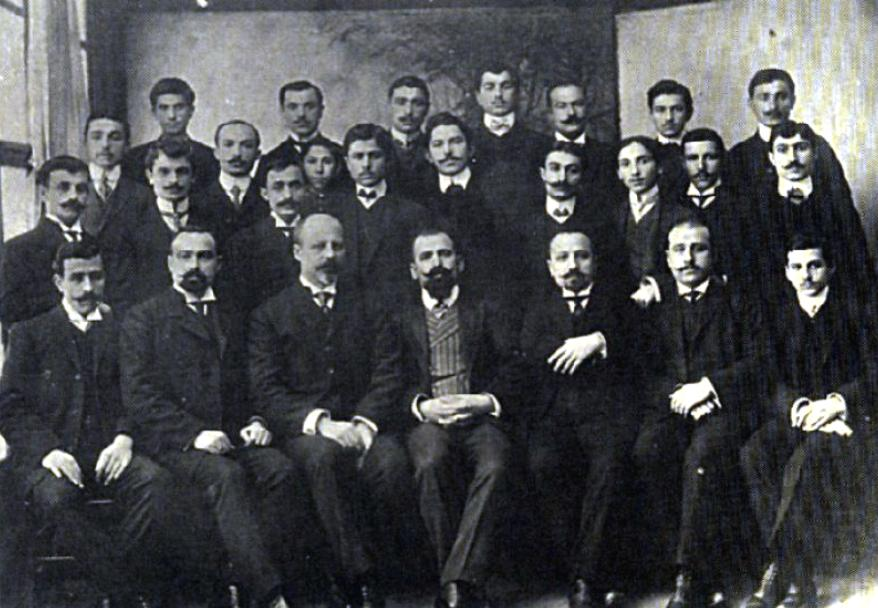
رجال أعمال أرمن مسيحيين في باكو، كانت الجاليّة الأرمنيّة الأرثوذكسيّة في باكو تشكل إحدى المراكز الثقافيّة والإقتصاديّة والسياسيّة في القوقاز في النصف الثاني من القرن التاسع عشر.
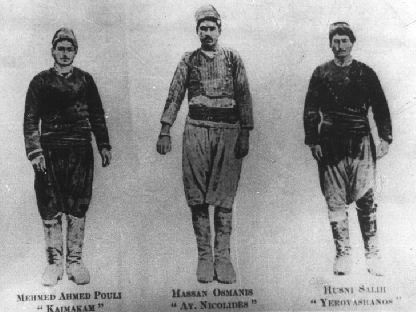
حسن بولي وهي شخصية مركزية في الفلكلور القبرصي يمثل مجتمع لينوبامباكي، وهو مجتمع مسيحي متخفي.
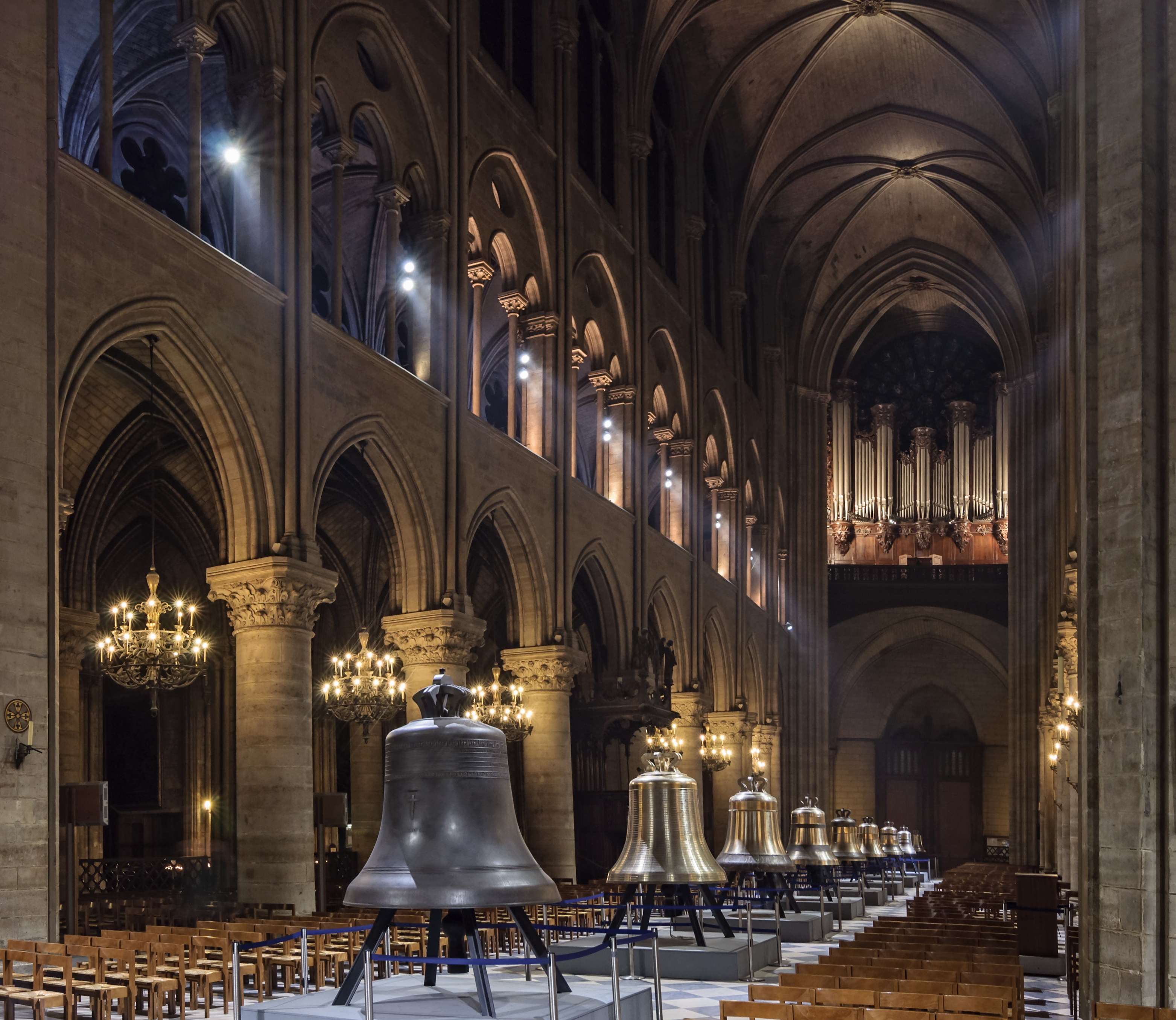
معرض لأجراس الكنائس التاريخيَّة.
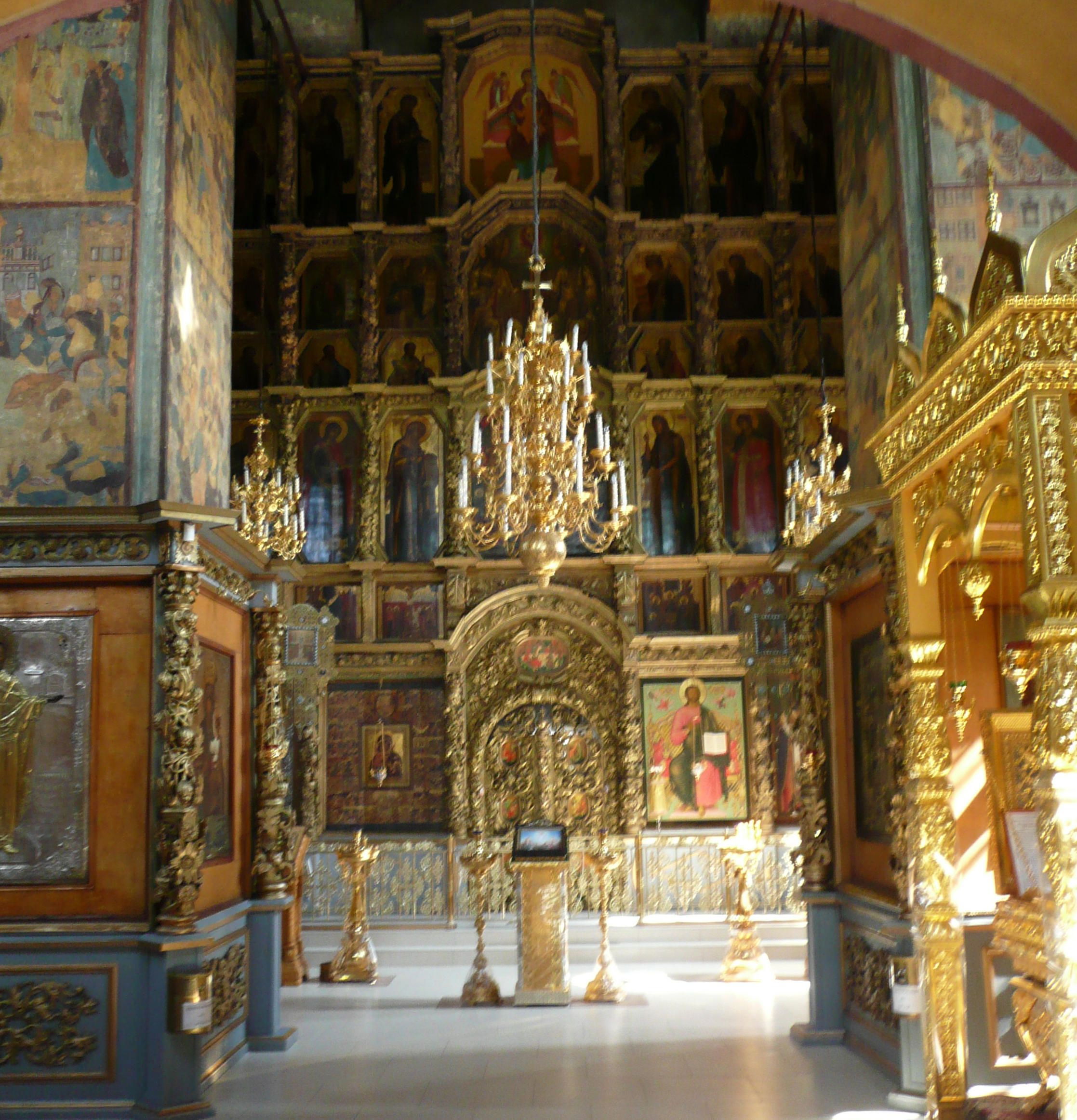
كنيسة أرثوذكسيَّة شرقيَّة تقليديَّة.
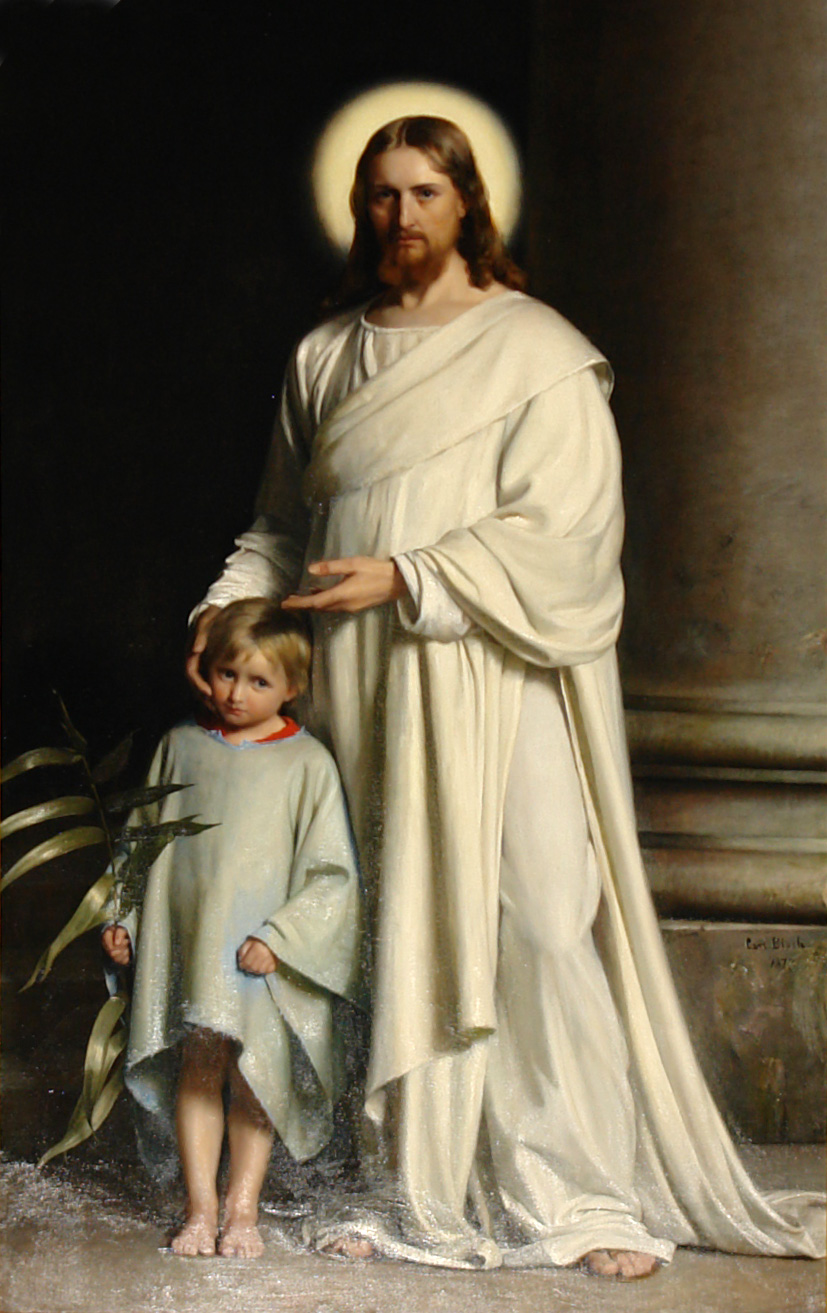
يسوع والطفل؛ من اللوحات الفنيَّة البروتستانتية.
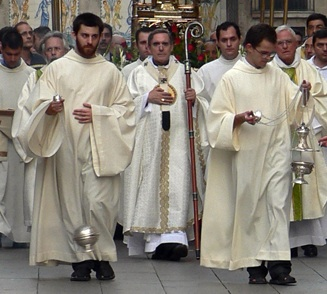
رجال دين كاثوليك خلال تطواف ديني في  لوكسمبورغ.
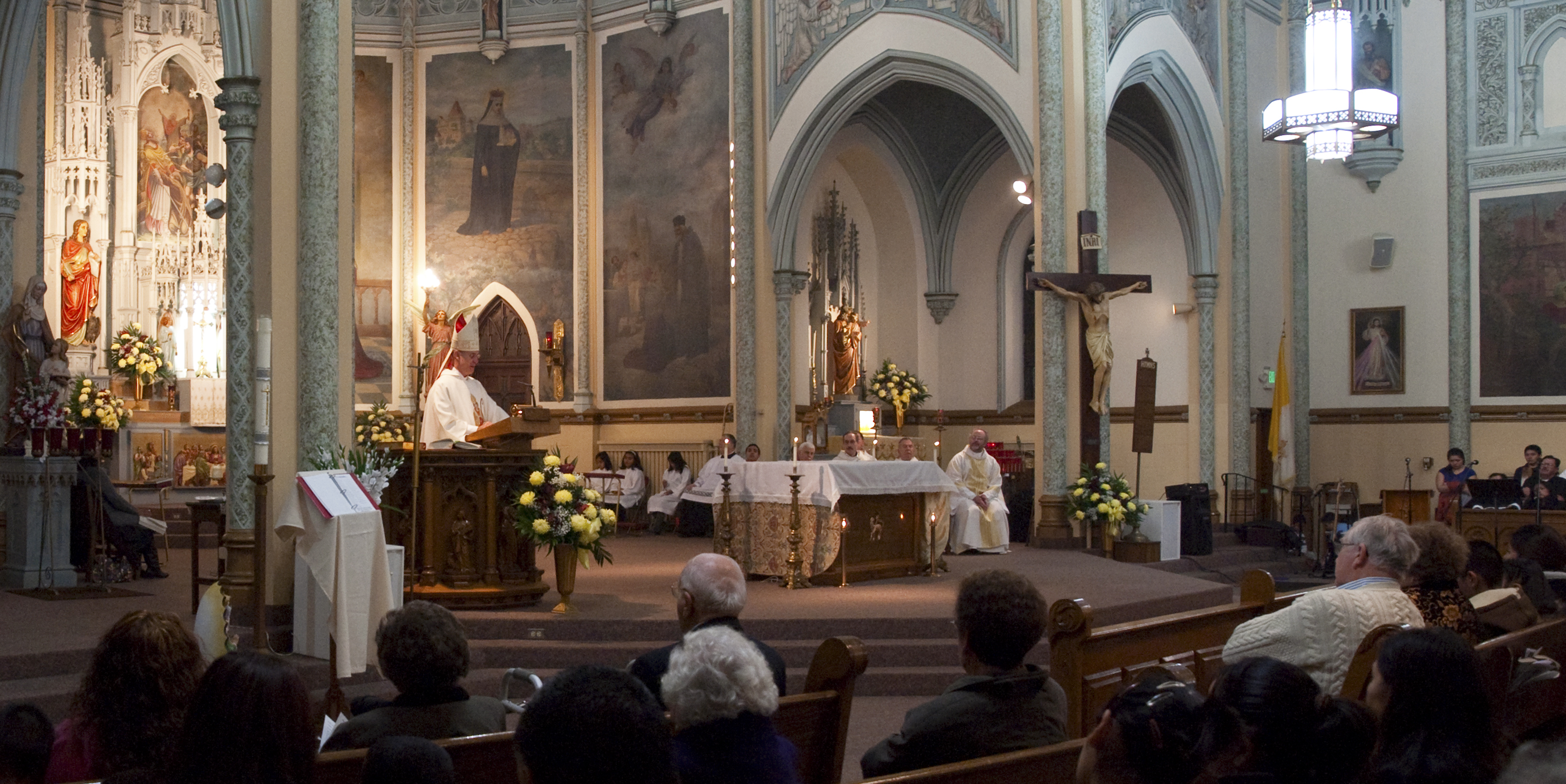
كاهن يلقي خطبة الأحد في الكنيسة الرومانية الكاثوليكية في  ليختنشتاين.
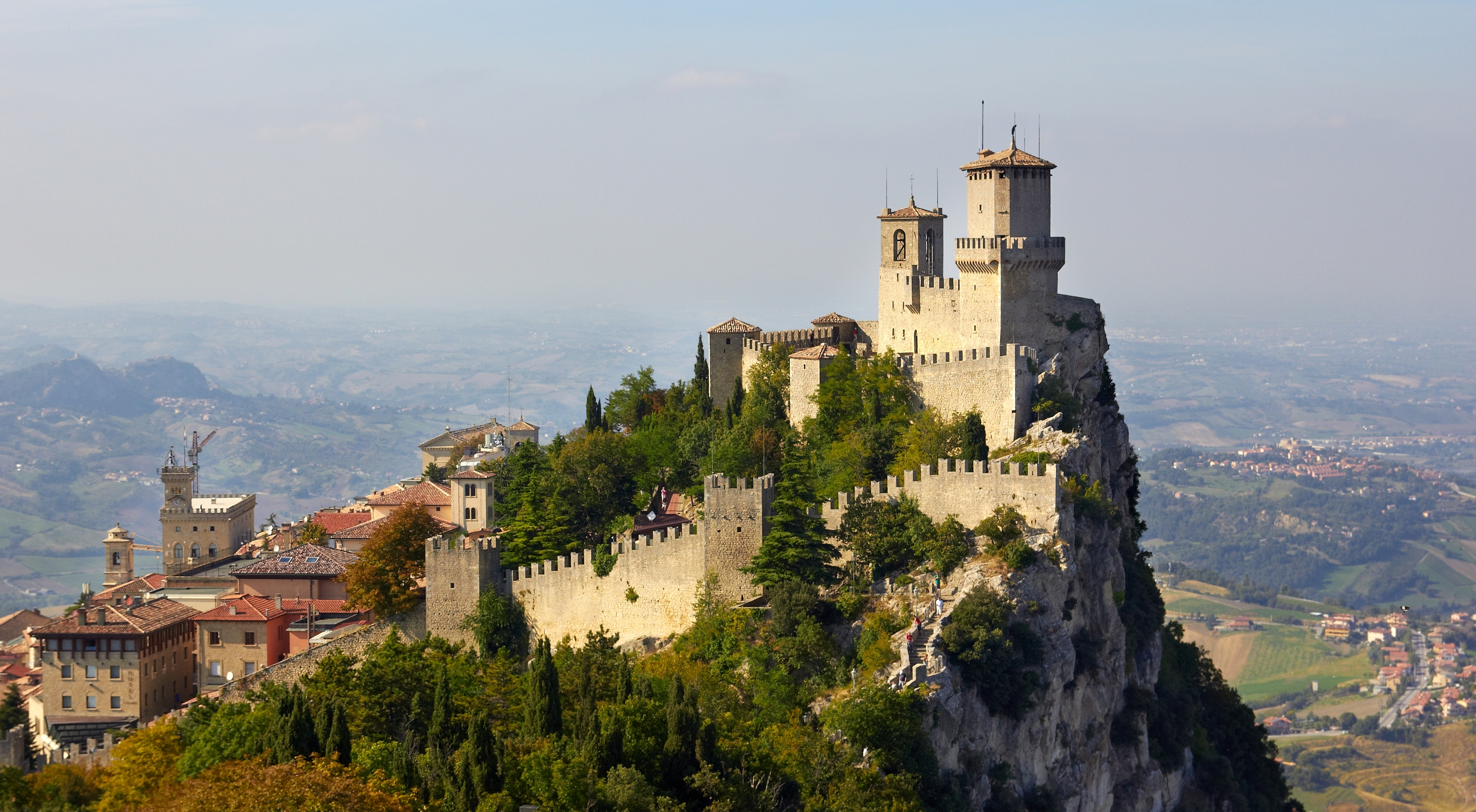
سان مارينو أقدم جمهورية دستورية في  العالم، حيث أنها استمرار للمجتمع الرهباني الذي تأسس على يد القديس مارينوس.
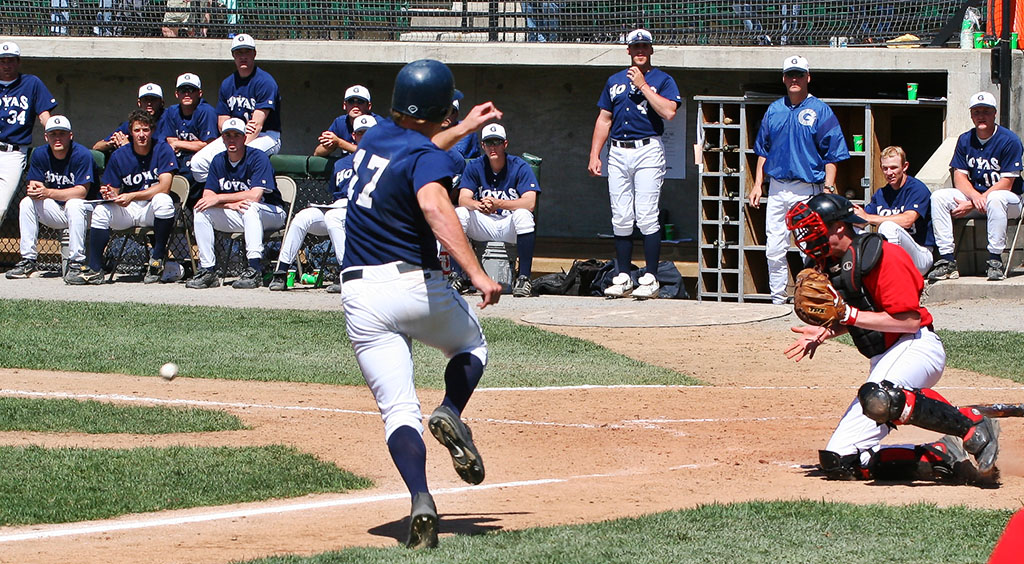
طلاب في جامعة القديس ديفيد الكاثوليكية في  ويلز يلعبون البيسبول، ظهر في القرن التاسع عشر تيار مسيحي يحث على النشاطات الرياضيّة.
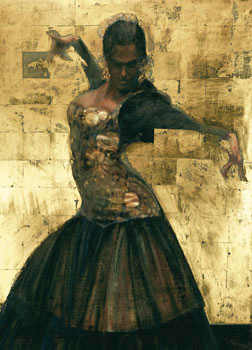
موسيقى الفلامنكو، ابتدع هذا النوع من الموسيقى تضرعًا واستعطافًا للكنيسة ومحاكم التفتيش.
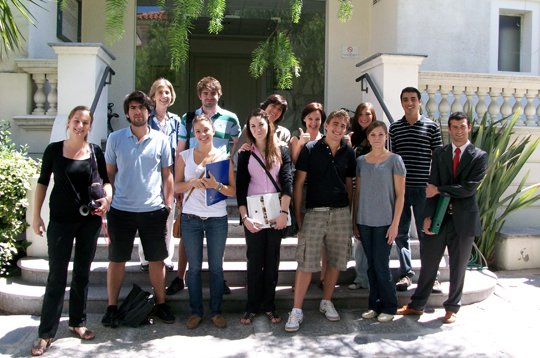
طلاب مدرسة ثانوية ولدينيسية في  الأوروغواي.
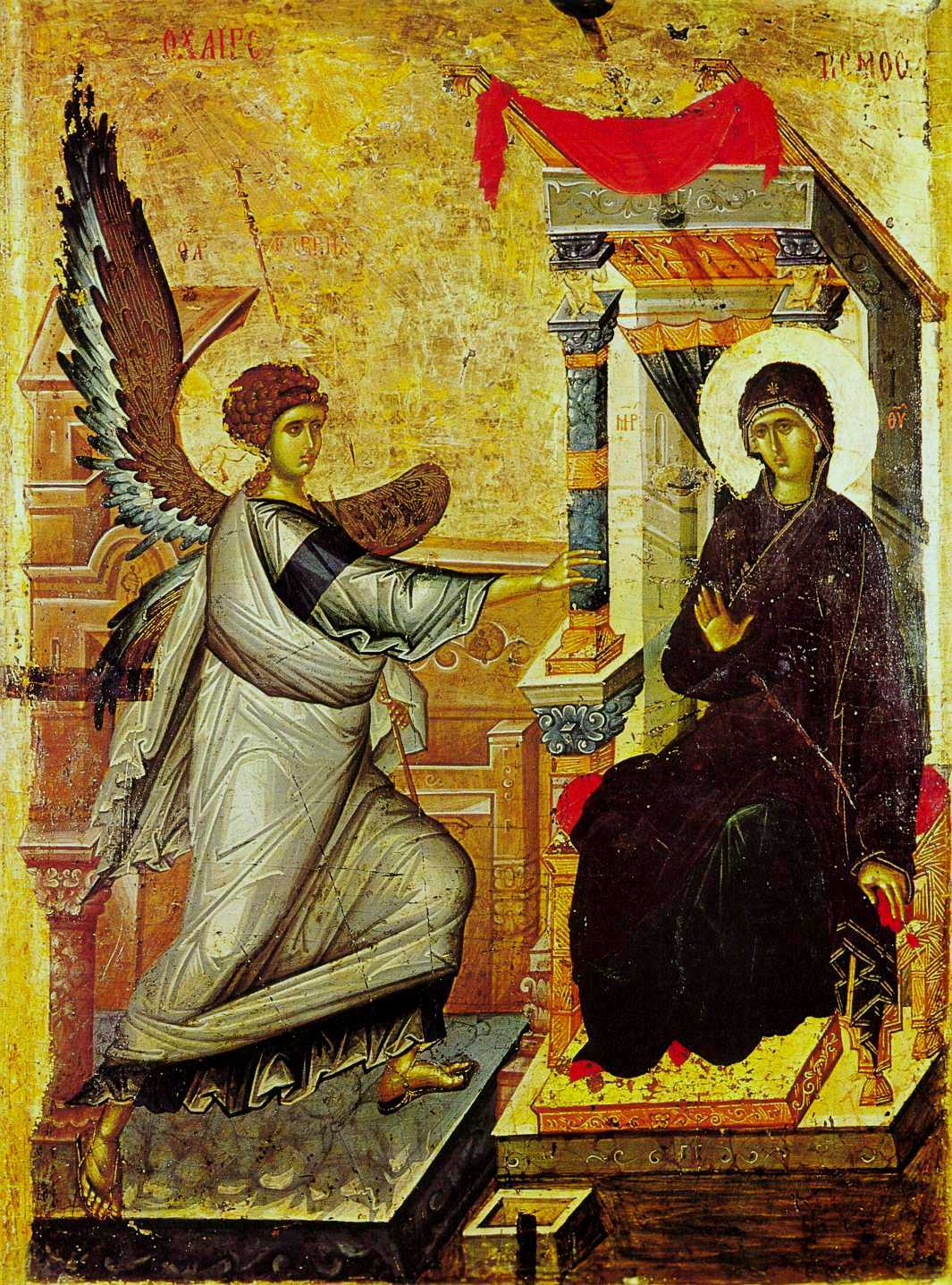
أيقونة بيزنطيَّة في مدينة أوخريد، اتخذ الفن البيزنطي لنفسه أسلوباً خاصاً في بناء القباب والعقود المقوسة التي تزينها صور الفسيفساء.
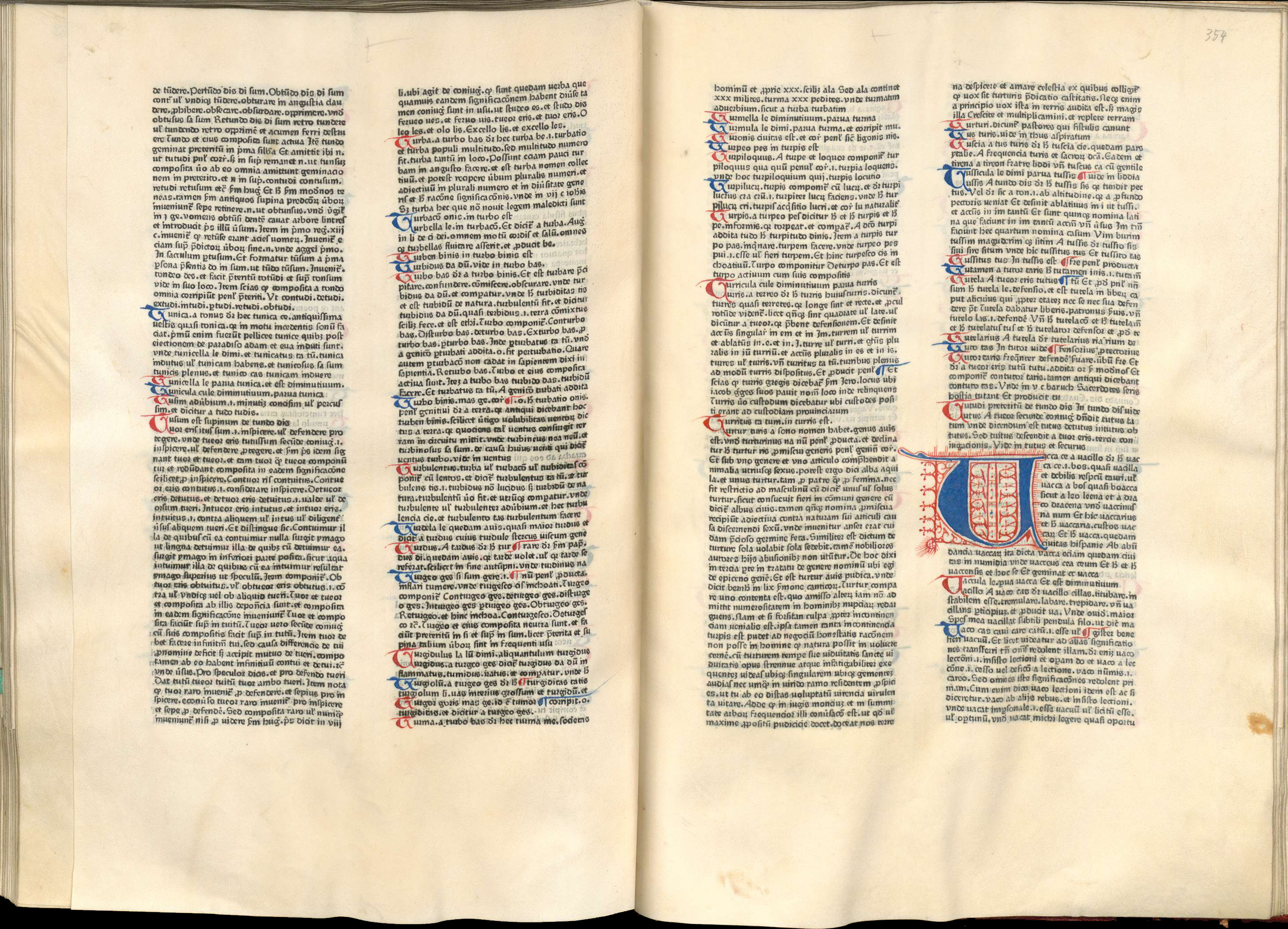
قاموس الكتاب المقدّس في اللغة اللاتينية، وهو من أقدم القواميس المطبوعة في الغرب.
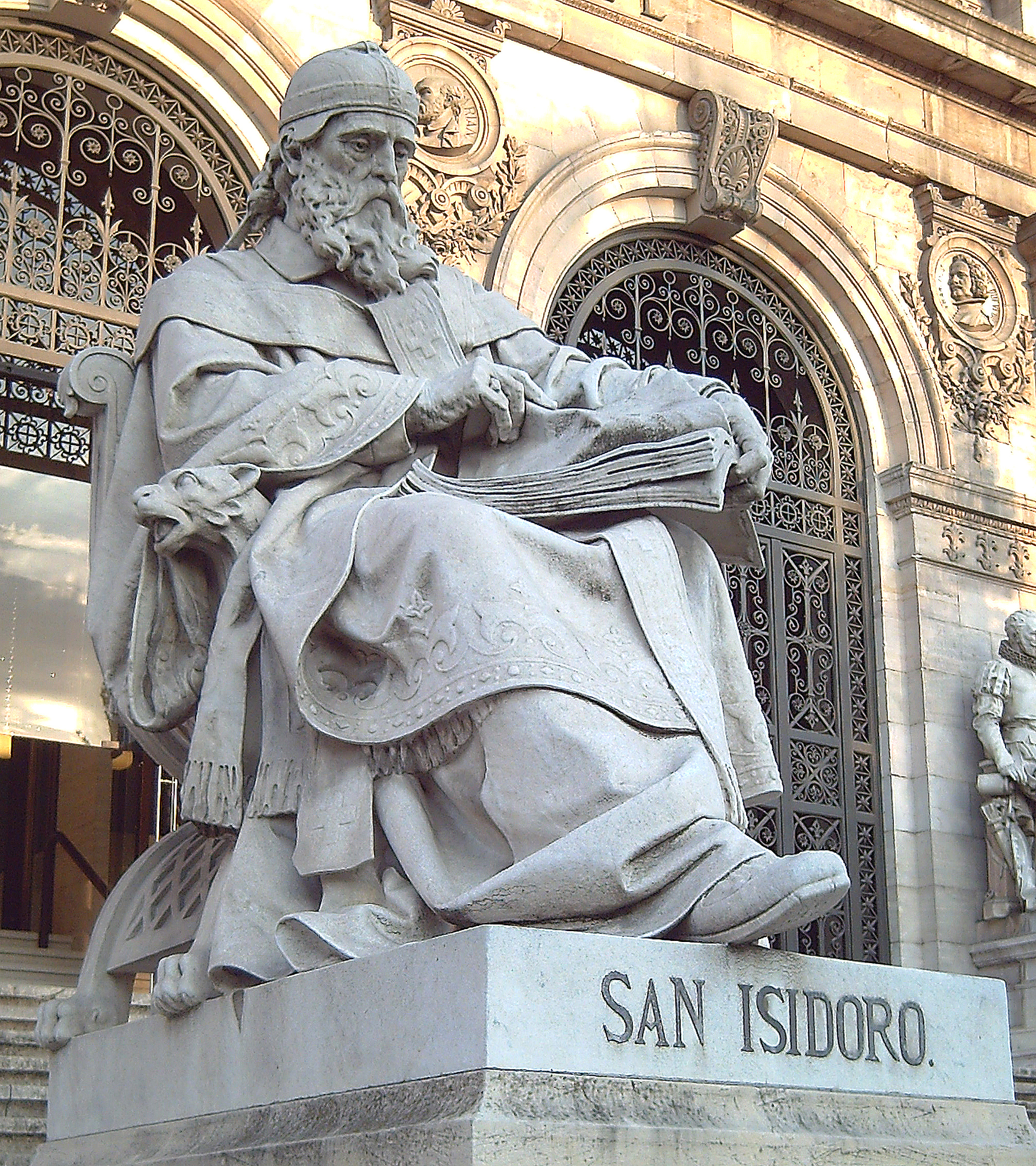
تمثال القديس إيزيدور الإشبيلي أمام المكتبة الوطنية في إسبانيا، وقد ألّف موسوعة شاملة أُعتبرت إحدى أهم معارف القرون الوسطى.
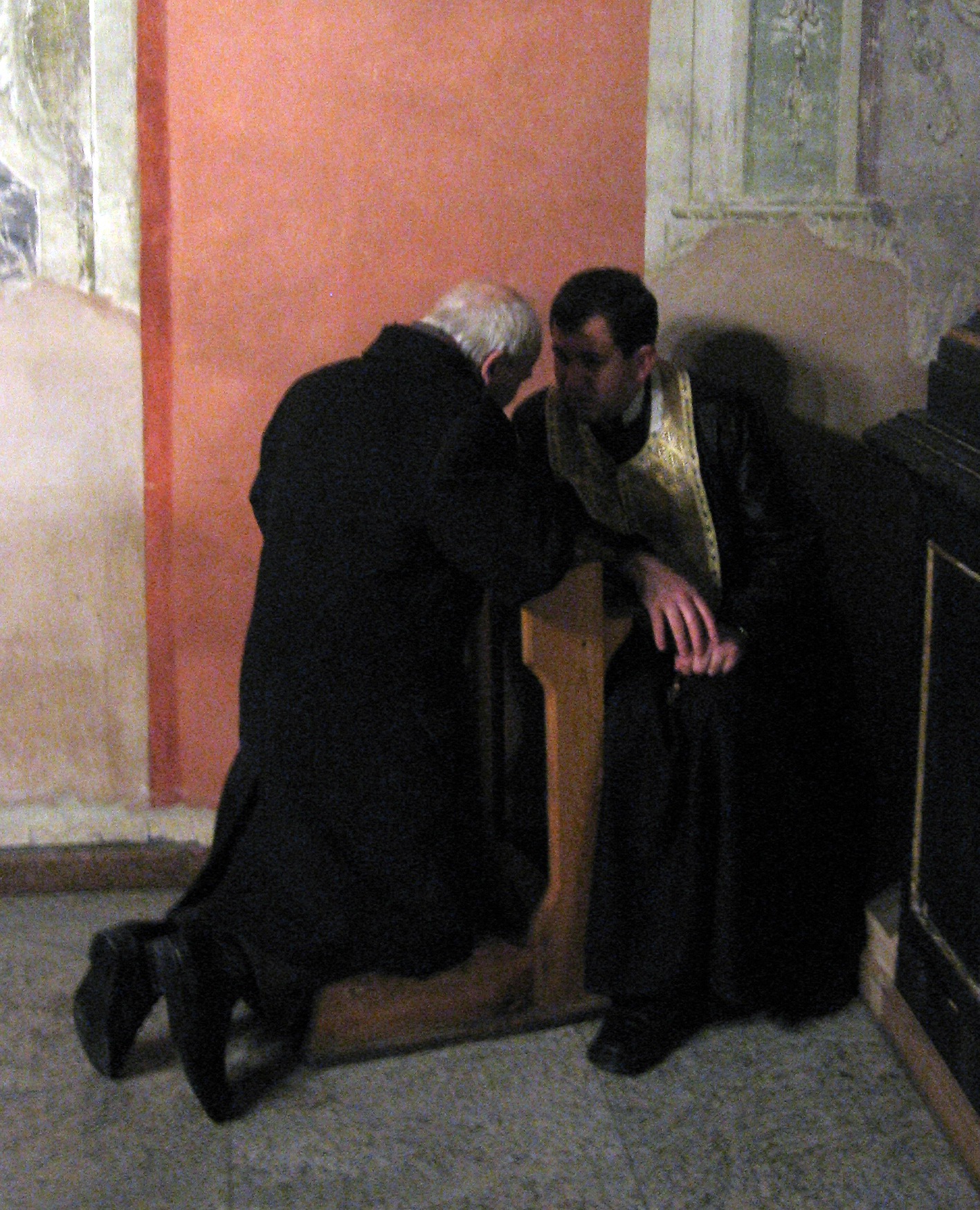
سر التوبة؛ يقوم سر التوبة في منحنيين هو الإقرار بالذنب وطلب الصفح من الله، وطبقًا لوصايا الكتاب المقدس الله وحده هو غافر الذنب.
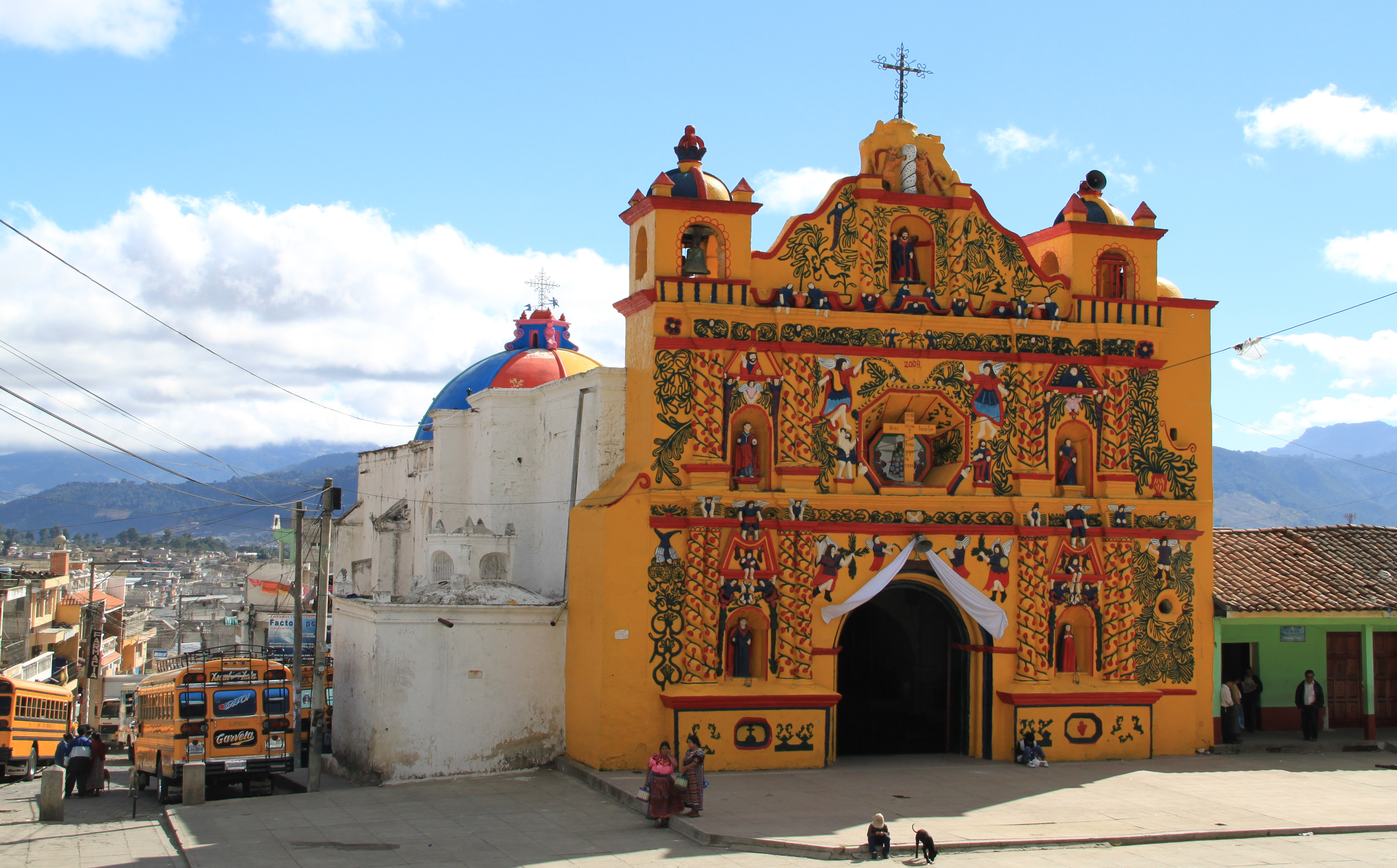
كنيسة في سان أندريس خيكول في  غواتيمالا؛ تُعرف المسيحية بقدرتها على التأقلم مع الثقافات المحليَّة المختلفة.
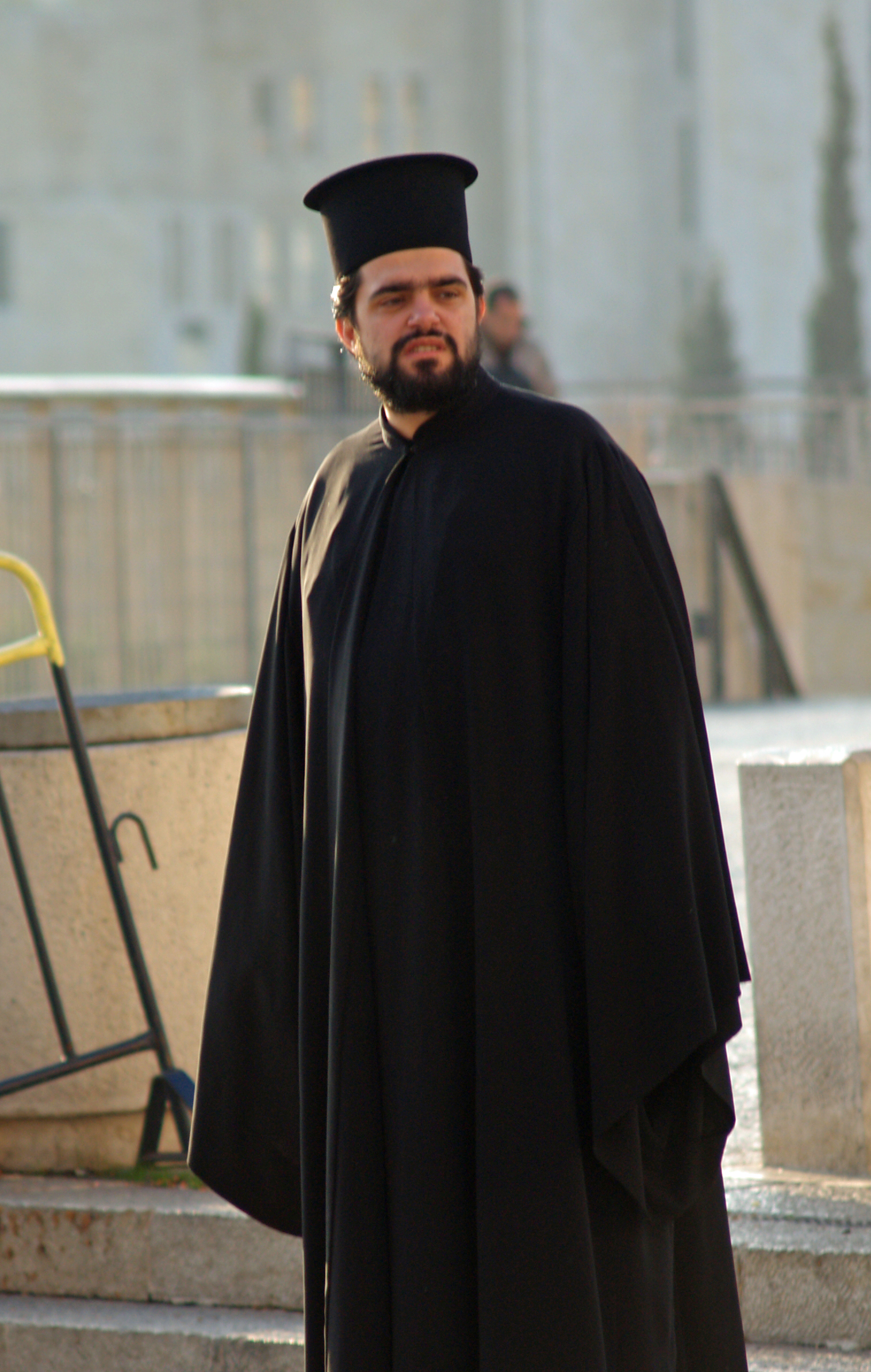
كاهن أرثوذكسيّ شرقي؛ يُطلق رجال الدين المسيحي في أغلب الأحيان لحاهم.
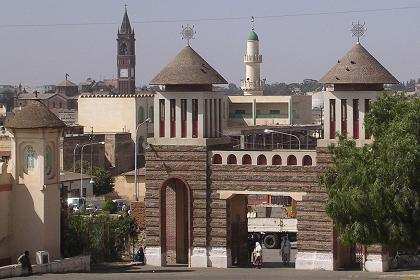
كاتدرائية اسمره، مركز كنيسة التوحيد الأرثوذكسية الإريترية وهي كنيسة مشرقيَّة ذات تراث مسيحي أفريقي فريد.
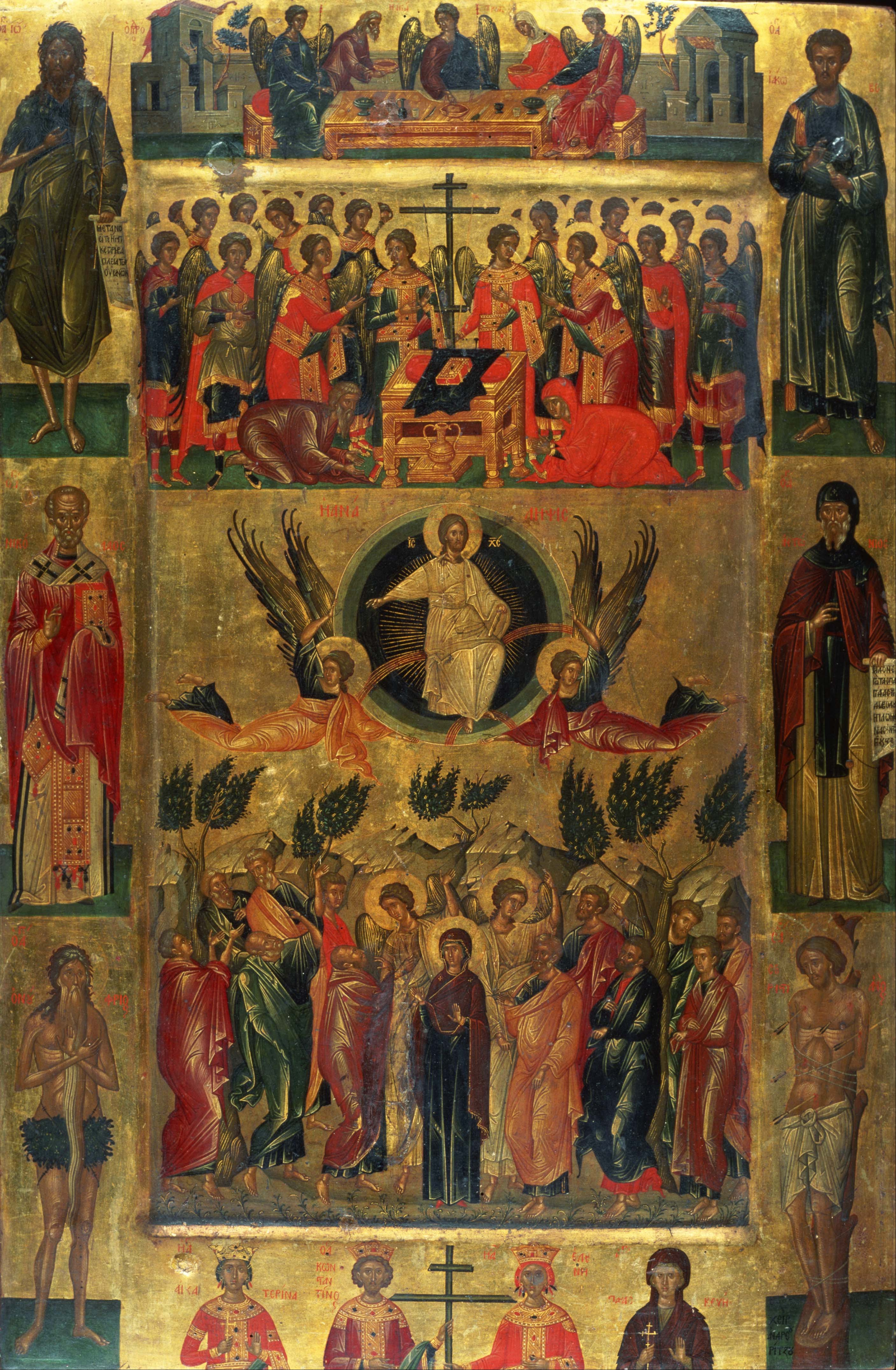
أيقونة الصعود الأرثوذكسيَّة، وهي مثال لأيقونات المدرسة الكريتيَّة.
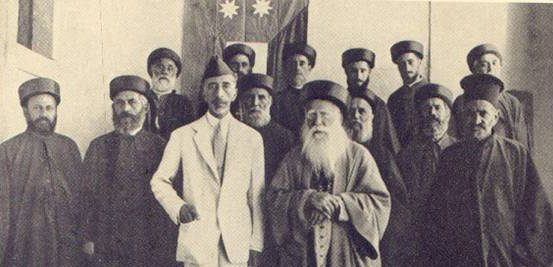
أساقفة من كنيسة المشرق في بغداد؛ تركت كنيسة المشرق إرثا أدبيًا كبيرًا مقارنة بحجمها الحالي وارتبطت بها العديد من المدارس اللاهوتية والفلسفية.
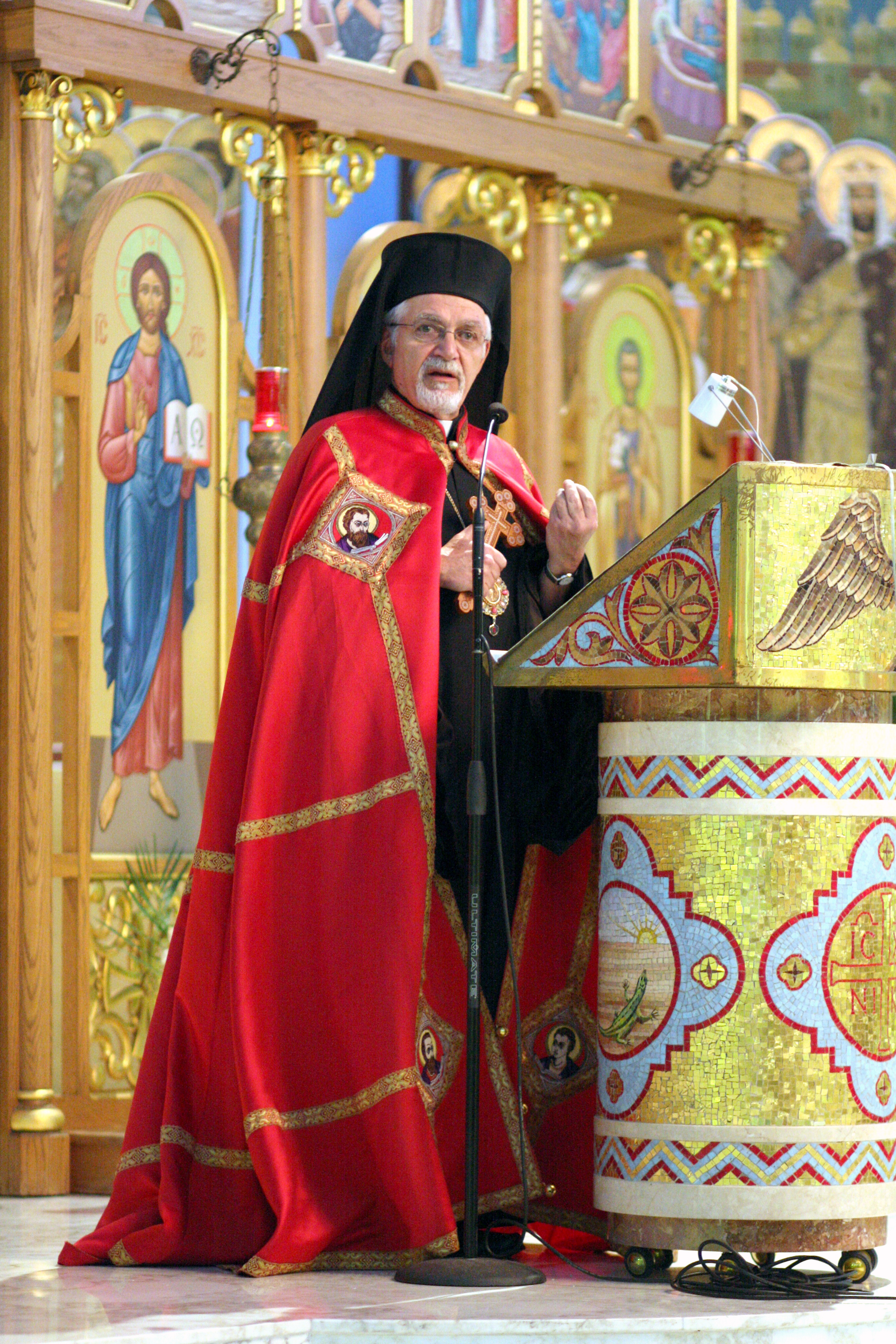
أسقف من كنيسة الروم الملكيين الكاثوليك يلقي عظة دينيَّة.
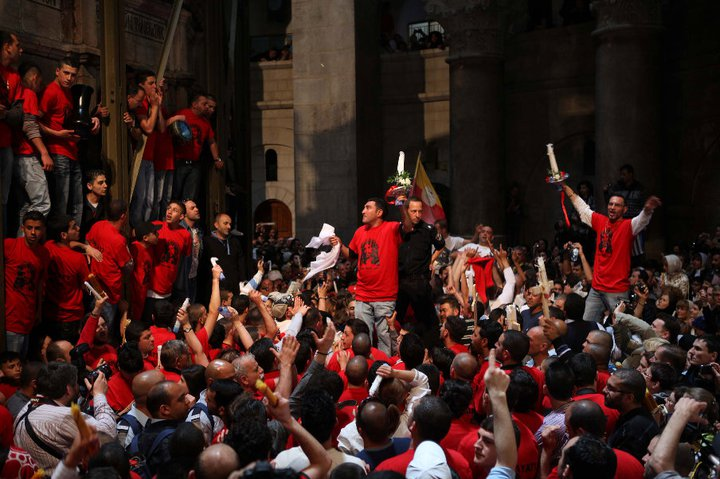
تقليد زفة سبت النور في كنيسة القيامة، وهي من التقاليد المسيحيَّة الشاميَّة الموروثة.
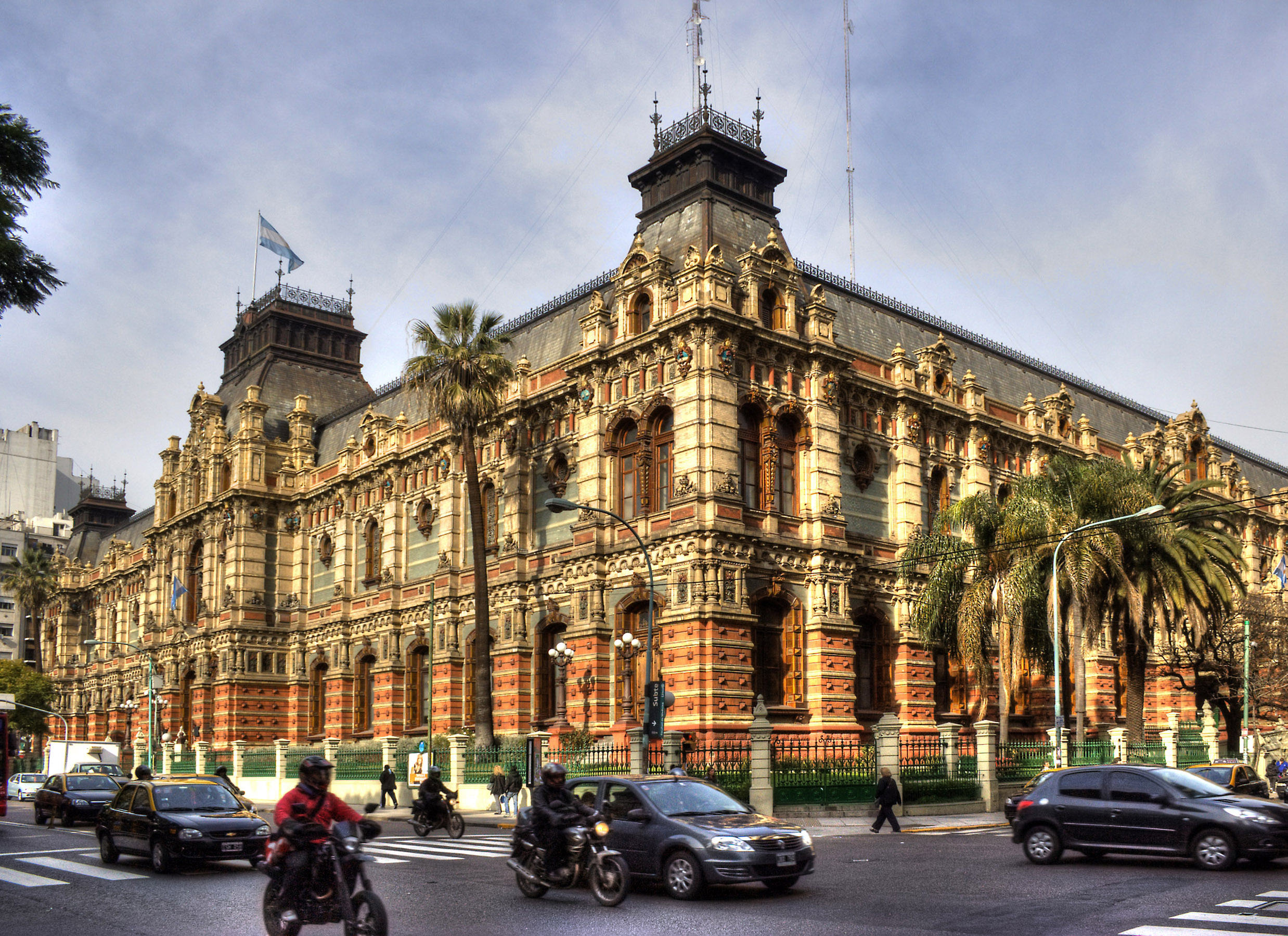
عمارة في مدينة بوينس آيرس في  الأرجنتين؛ تطبعّت العمارة الغربيَّة وتأثرت بالأفكار المسيحيَّة.
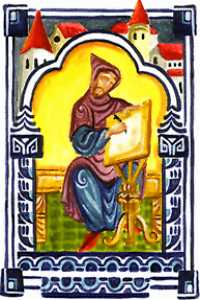
ديونيسيوس إكسيجوس مُوجِد أنو دوميني، يُقسّم تواريخ البشرية إلى قبل وبعد ميلاد يسوع مؤسس المسيحية.
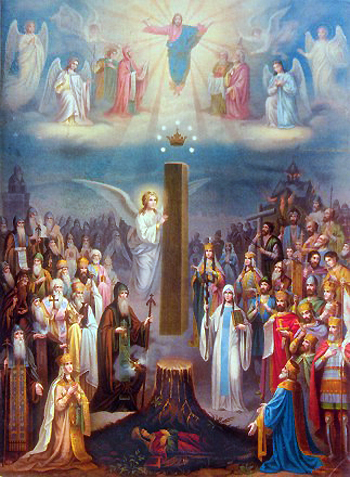
صورة تصوّر ملحمة القديسة نينو الكبادوكيَّة، تعتبر من أهم الأعمال الأدبيَّة المسيحيَّة الشرقيَّة.
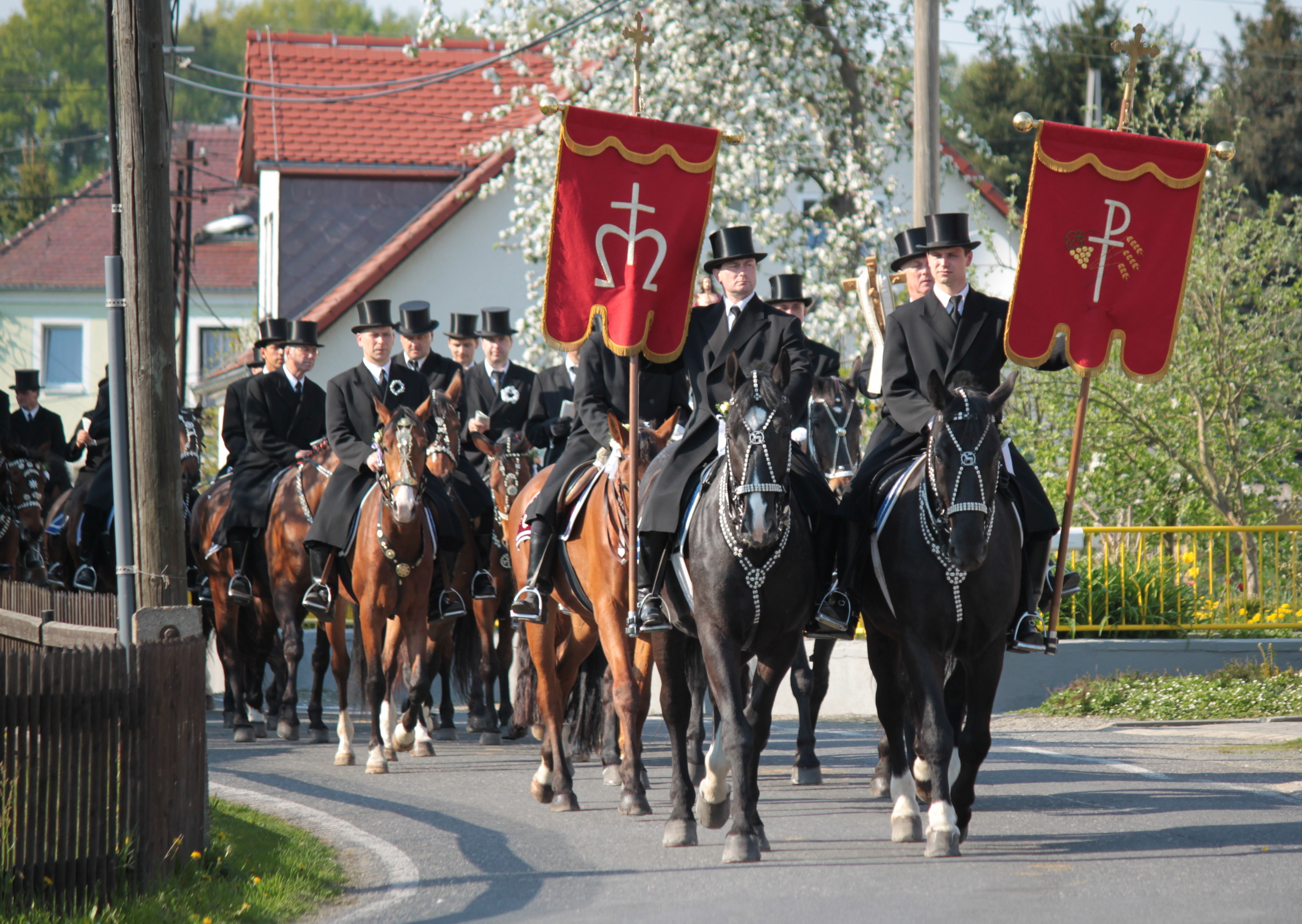
ركوب الخيل وهي من تقاليد الصُرب في عيد الصعود.
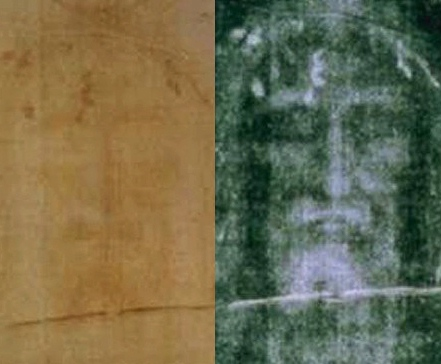
كفن تورينو هو واحد من أهم وأكثر التحف دراسة في التاريخ البشري وإثارة للجدل.
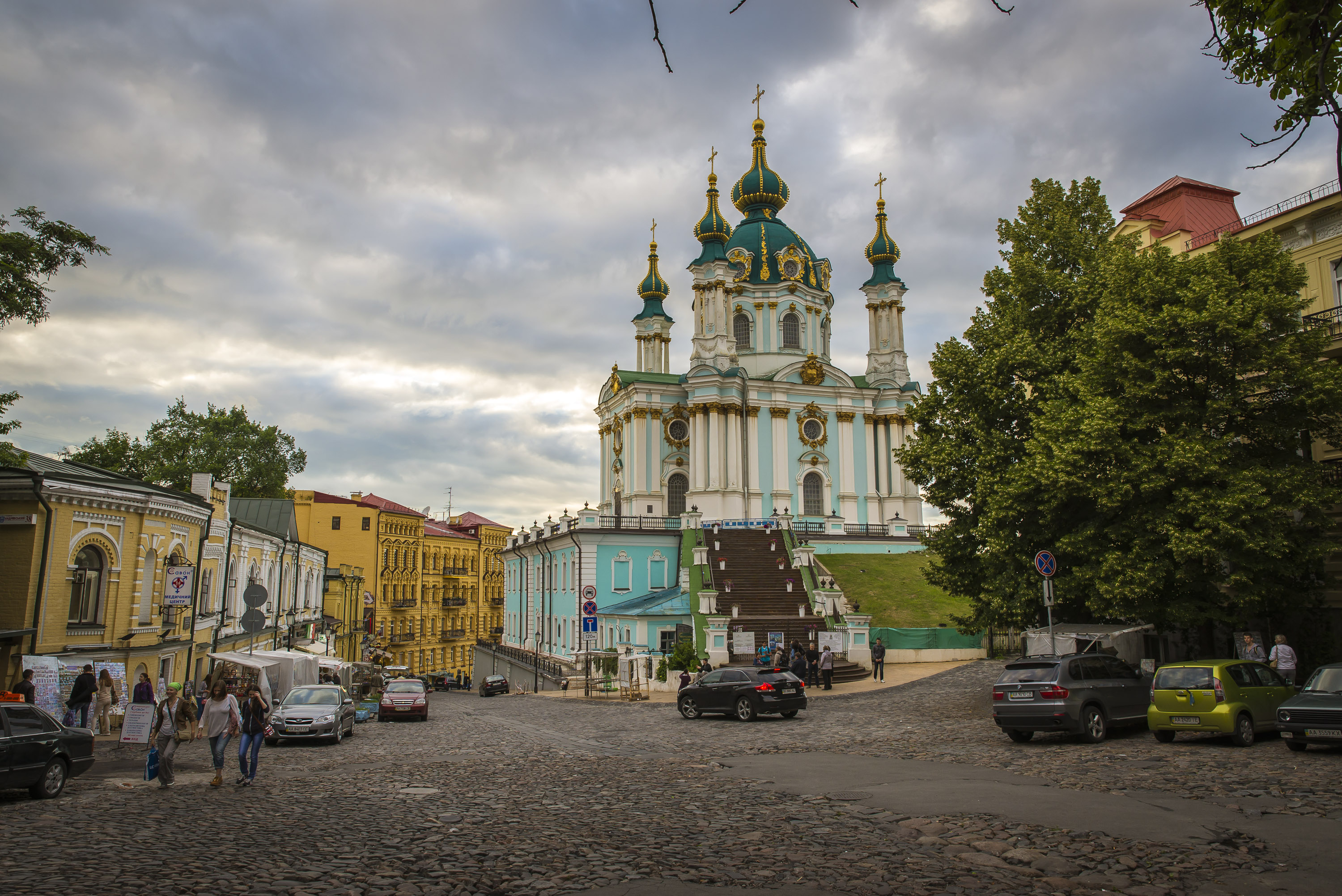
كاتدرائية القديس جورج في لفيف، وهي الكنيسة الأم للكنيسة الأوكرانية الكاثوليكية أكبر الكنائس الكاثوليكية الشرقية.
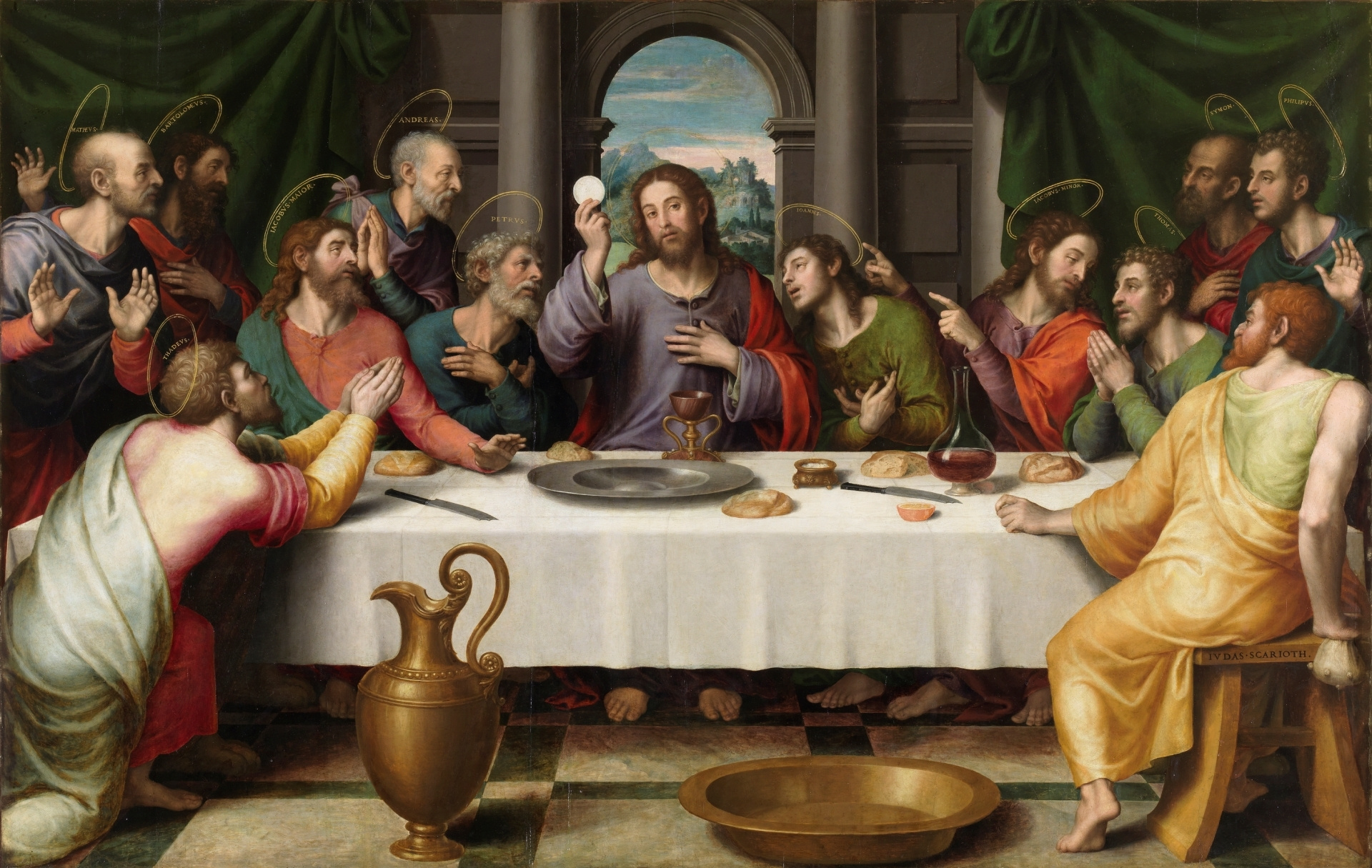
لوحة تصوّر يسوع المسيح محاط بالرسل الإثنا عشر.
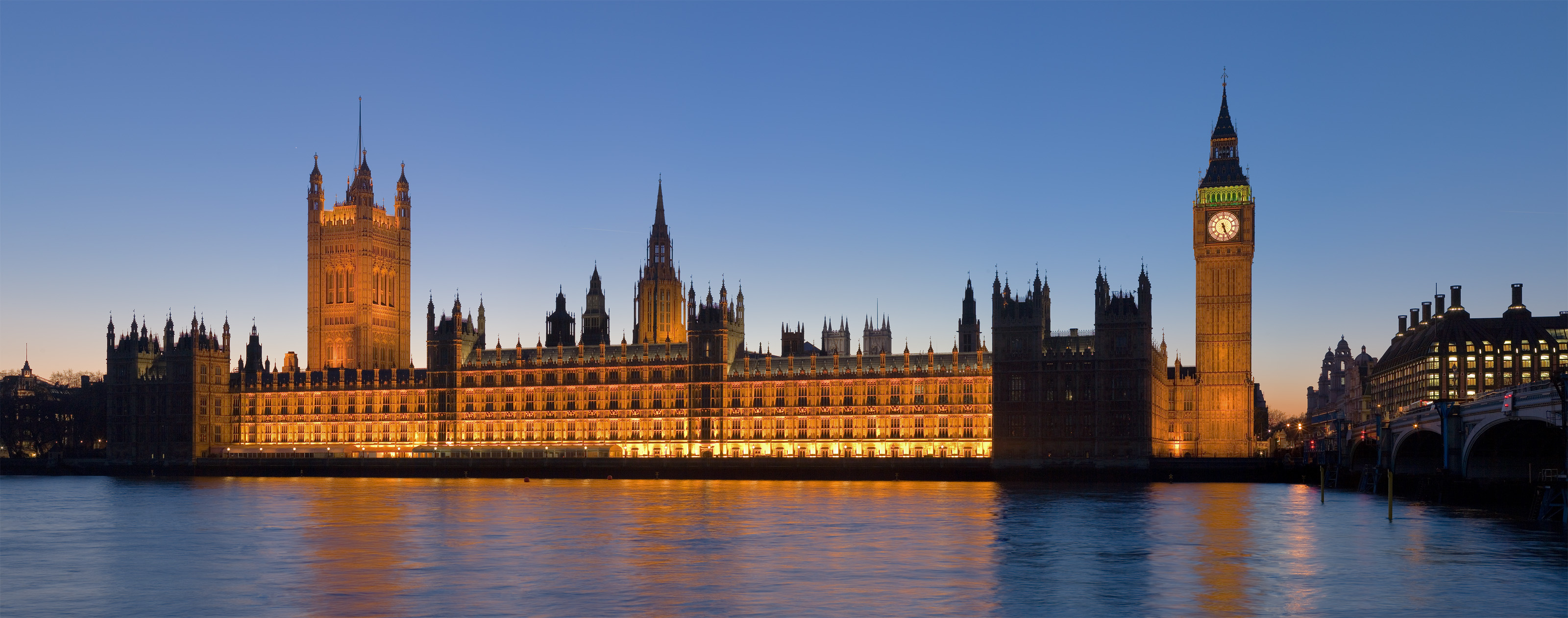
قصر وستمنستر في لندن في  المملكة المتحدة، أثرت القيَّم المسيحية على النظام القضائي والبرلماني في الغرب.
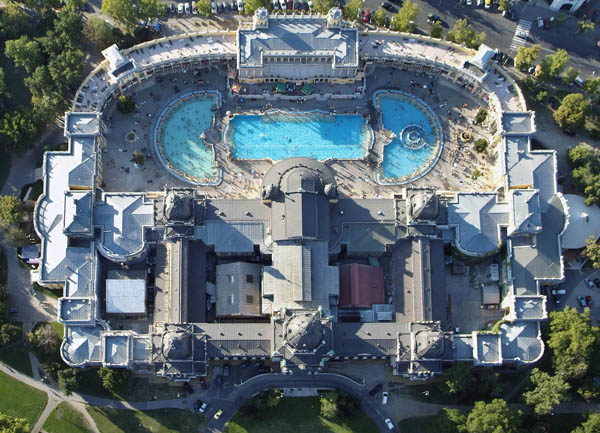
حمام بودابست الطبي؛ تحث المسيحيَّة على العناية بالنظافة الشخصيَّة.
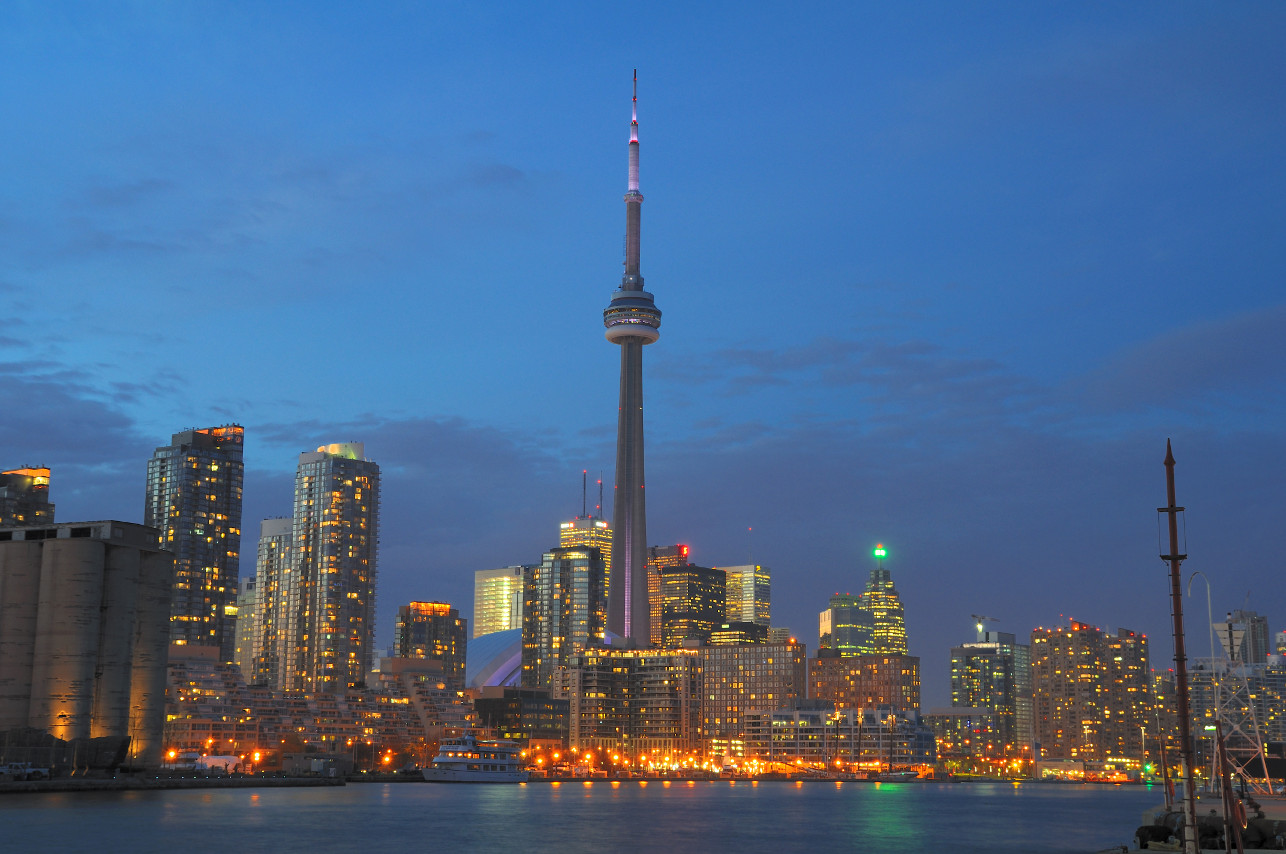
تورونتو روما الميثودية في  كندا؛ تشهد المسيحية في أمريكا الشمالية حيويَّة وديناميكيَّة مميزة.
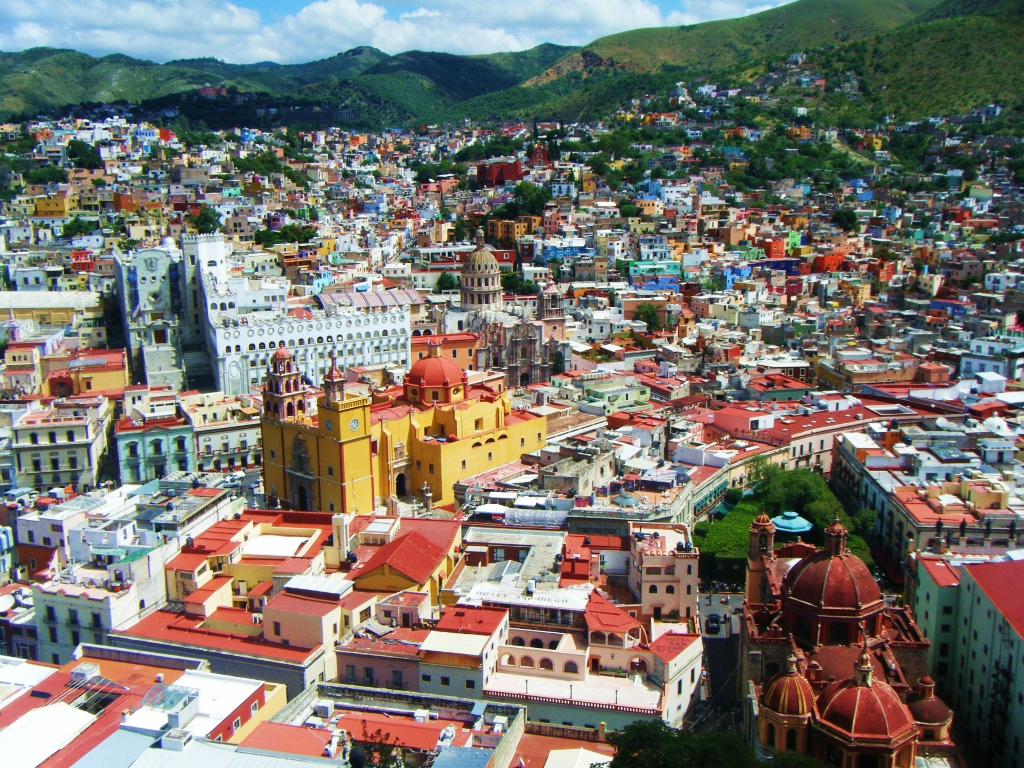
غواناخواتو في  المكسيك، أمريكا اللاتينية يطلق عليها القارة الكاثوليكية كونها مشعبه بثقافة وحضارة كاثوليكية.
زيورخ في  سويسرا؛ تعتبر القارة الأوروبيَّة معقل الحضارة والثقافة المسيحية.[60]
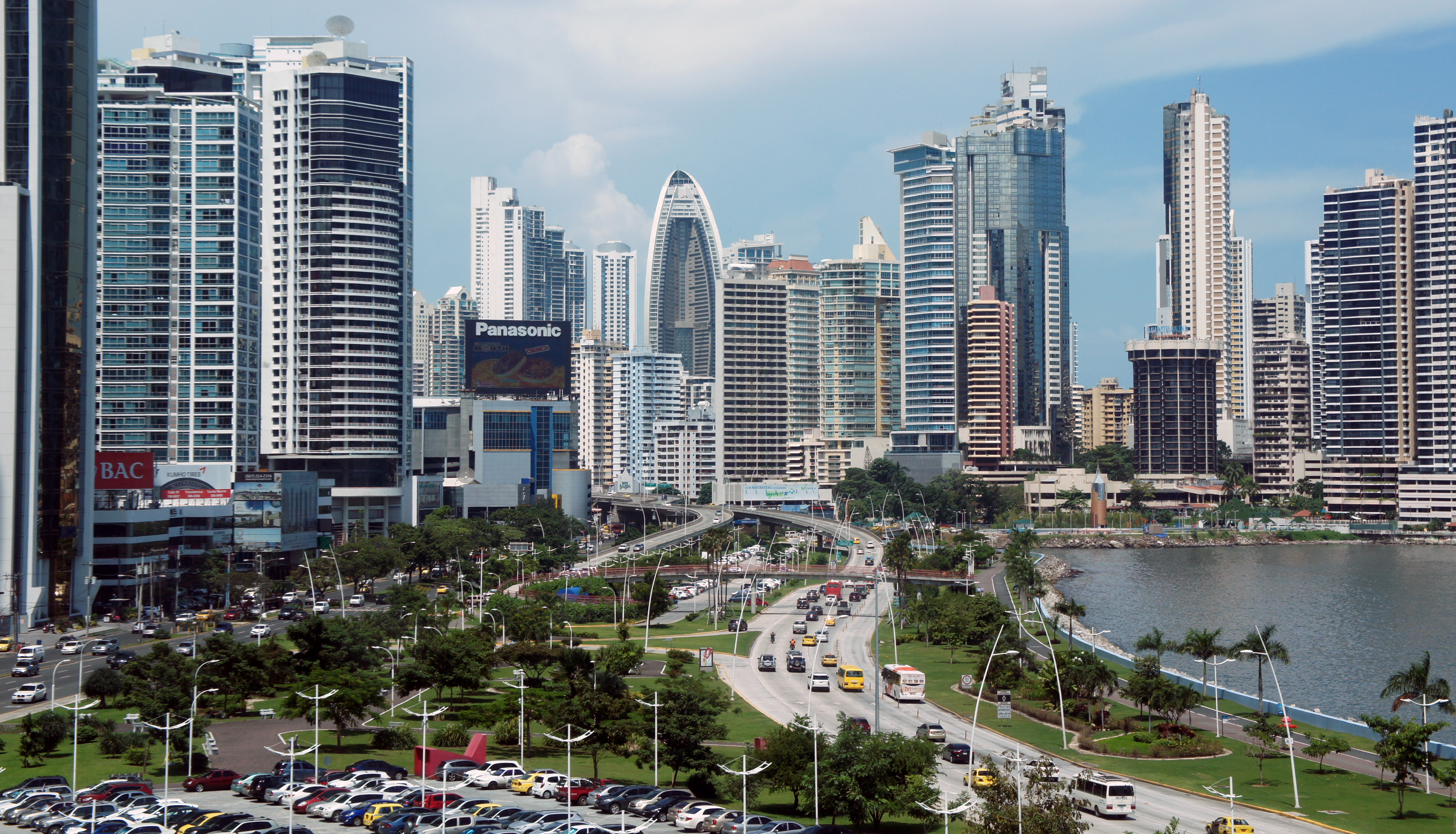
سان خوسيه في  كوستاريكا، تَتنوع التقاليد المسيحيَّة في منطقة الكاريبي.
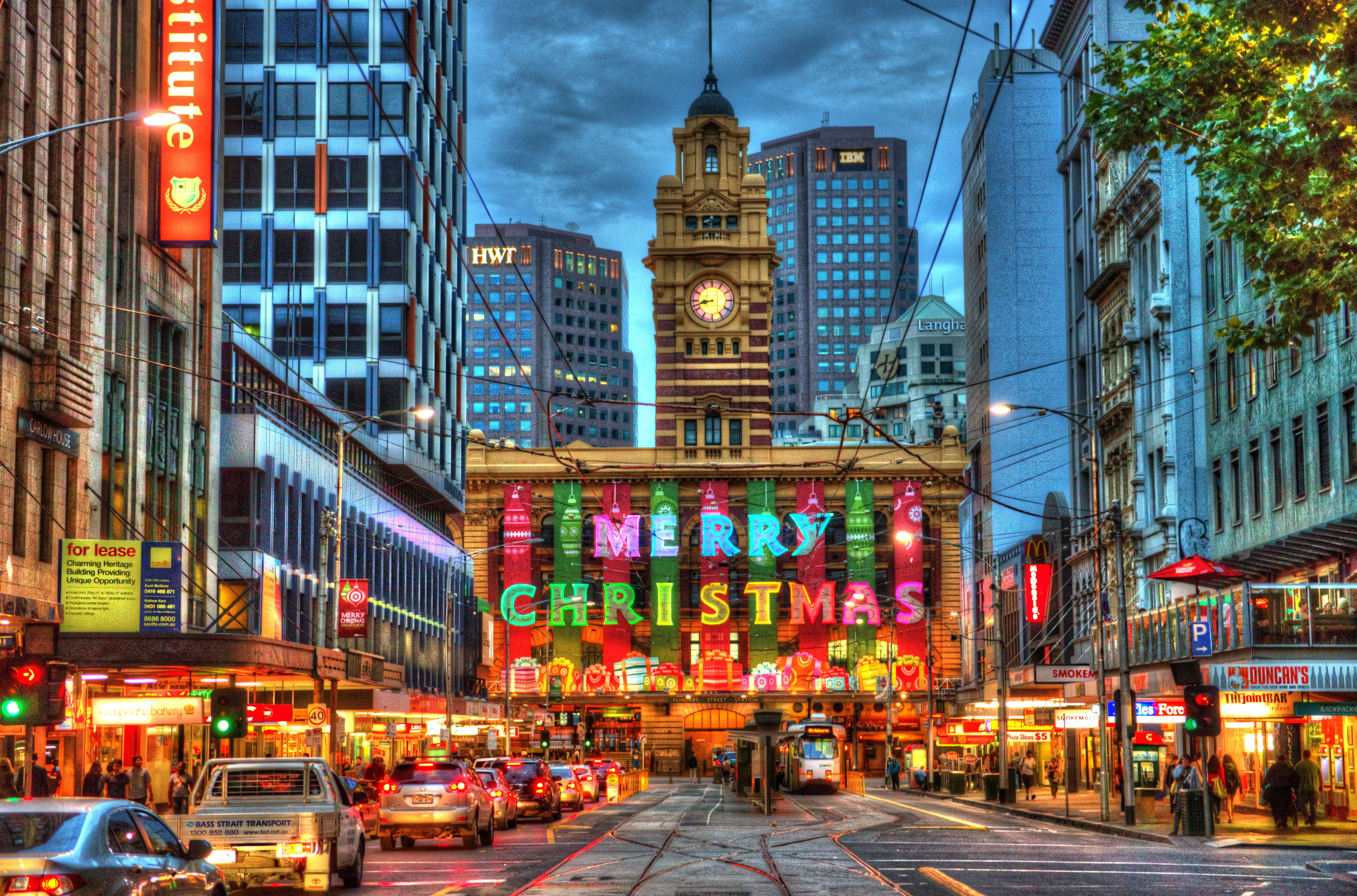
احتفالات عيد الميلاد في ملبورن في  أستراليا؛ أثَّرت المسيحية على الثقافة والحضارة في أوقيانوسيا، خاصًة في العمارة والتعليم والصحة.
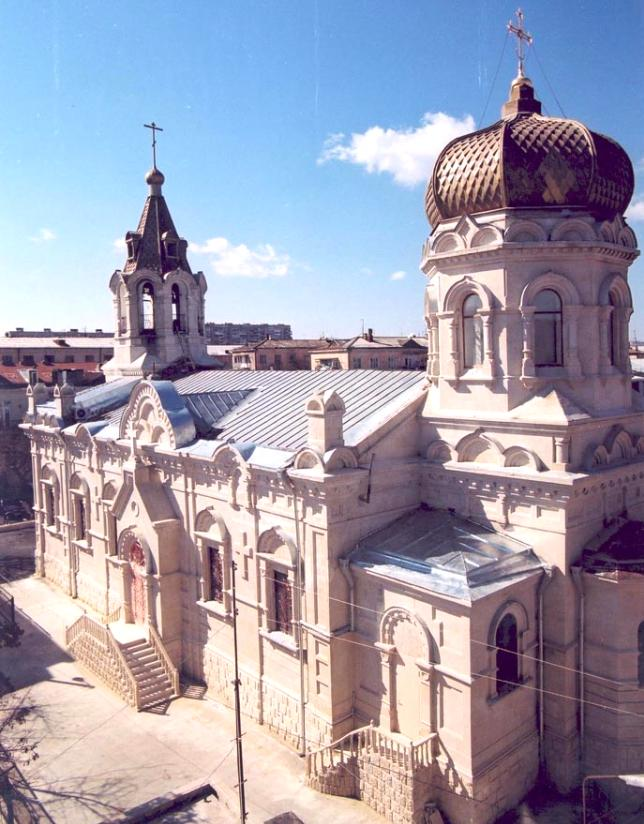
كاتدرائية الصعود في ألماتي في  كازاخستان؛ لعبت كنائس آسيا الوسطى دورًا تاريخيًا في عمليات التبشير.
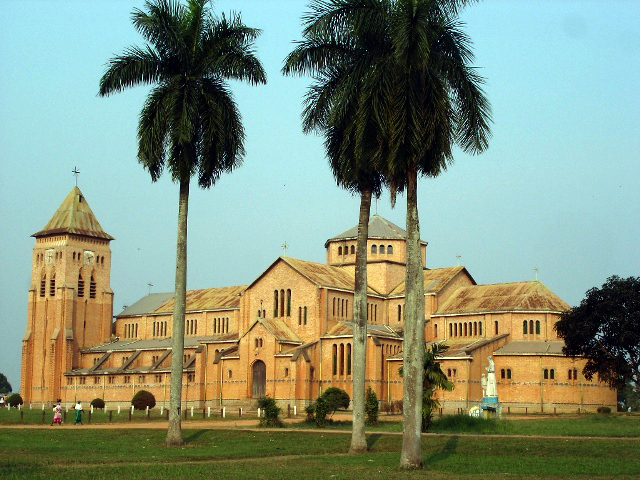
كاتدرائية كينشاسا في  جمهورية الكونغو الديمقراطية؛ تشهد المسيحية انفجارًا سكانيًّا في أفريقيا جنوب الصحراء.
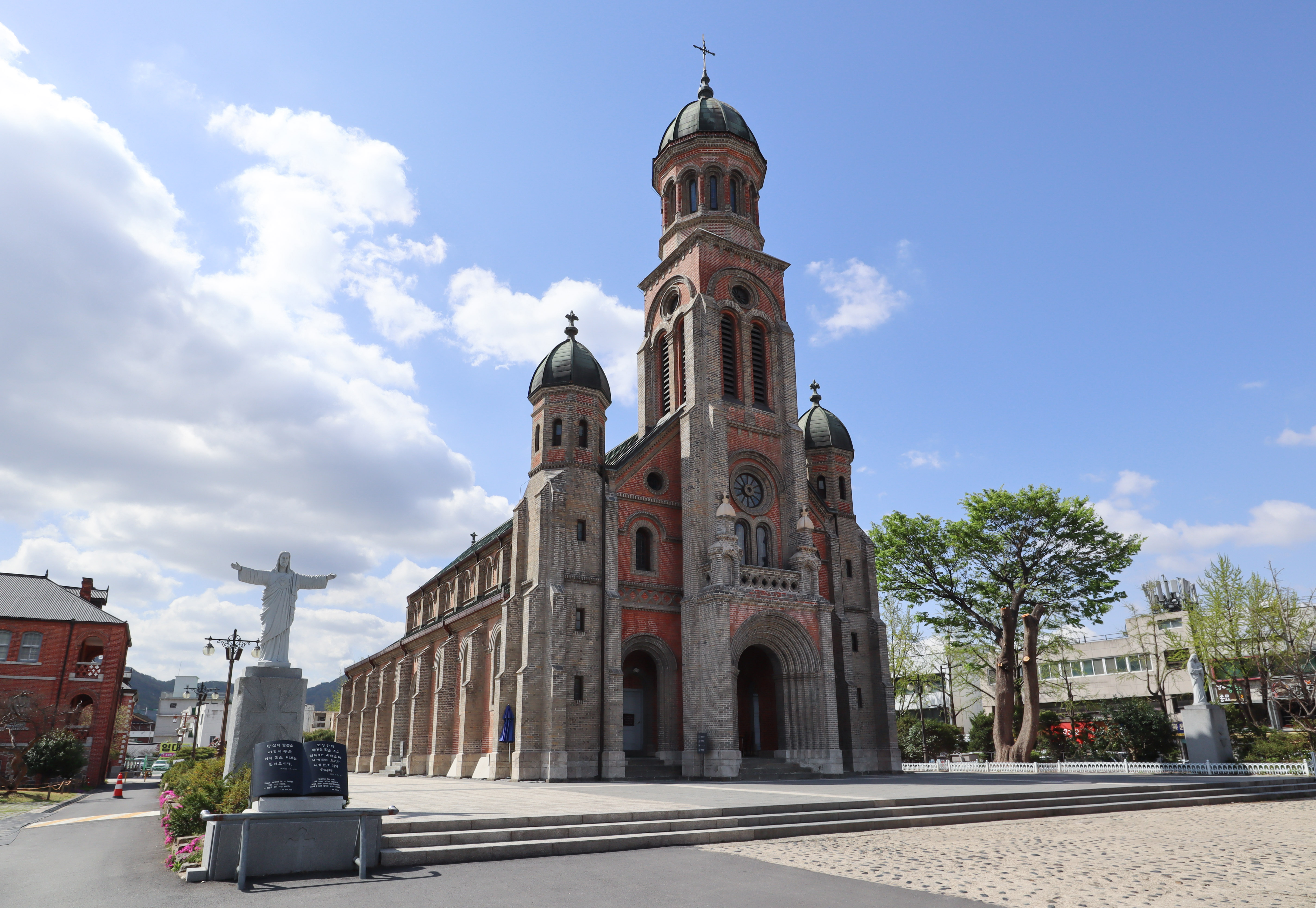
كنيسة كاثوليكية في  كوريا الجنوبية؛ تشهد المسيحيَّة نموًا هامًا في آسيا.
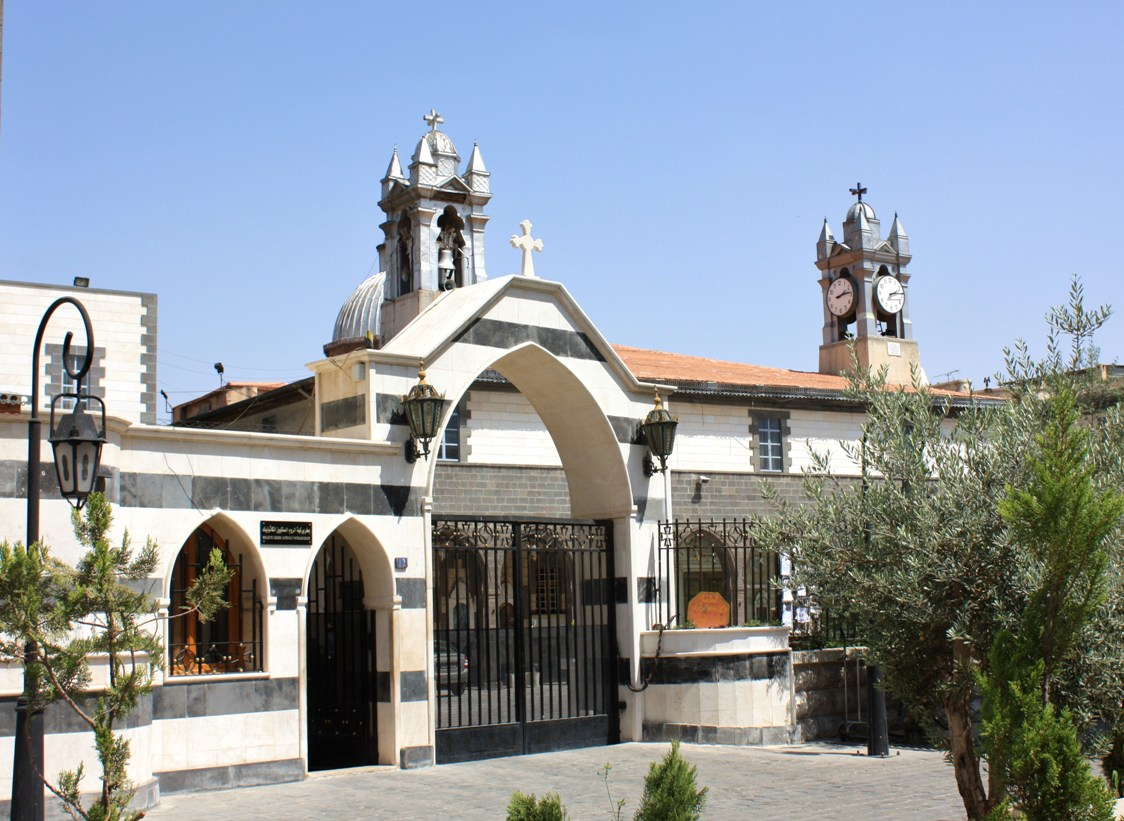
كاتدرائية سيدة النياح في باب شرقي بدمشق القديمة؛ تعتبر منطقة الشرق الأوسط مهد المسيحيَّة.
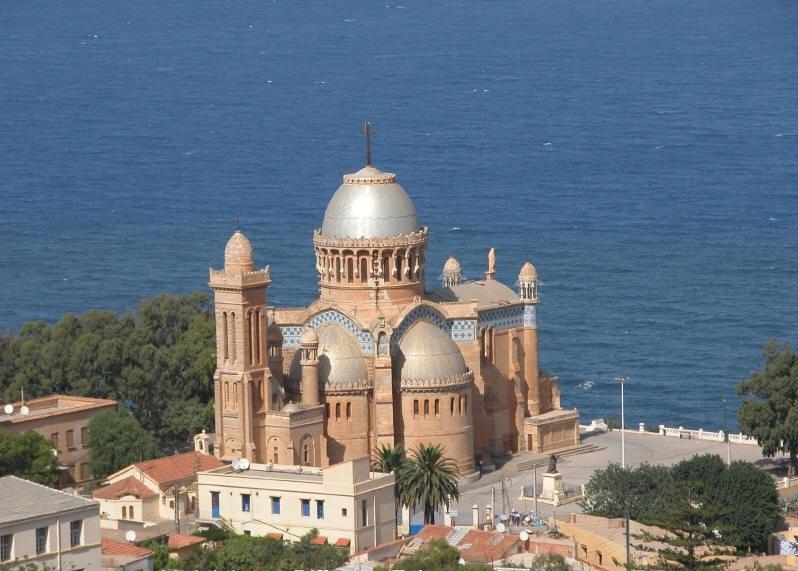
كاتدرائية نوتردام أفريقيا في عاصمة  الجزائر؛ أنجبت شمال أفريقيا مجموعة كبيرة من اللاهوتيين.
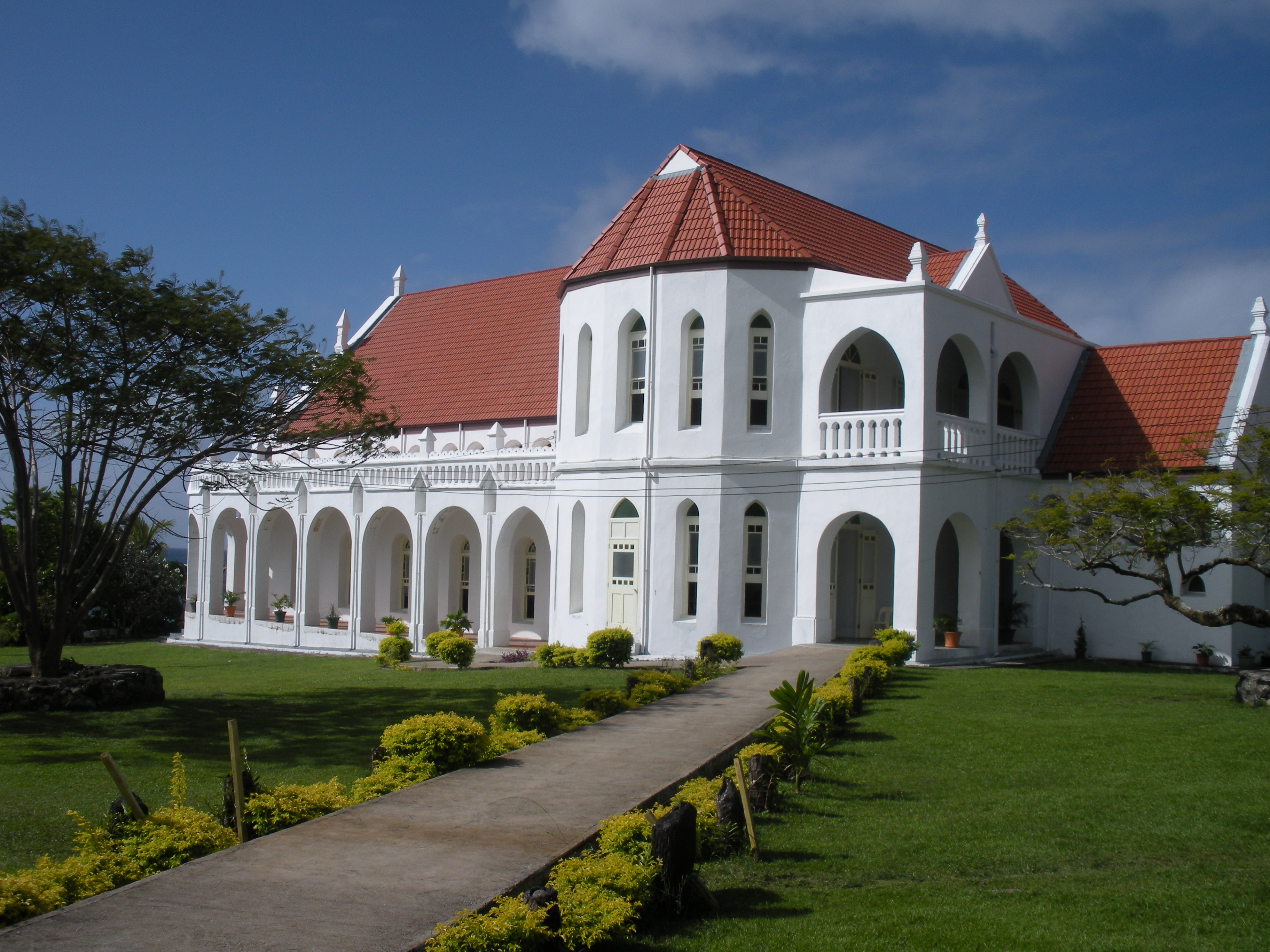
مدرسة اللاهوت في  ساموا.
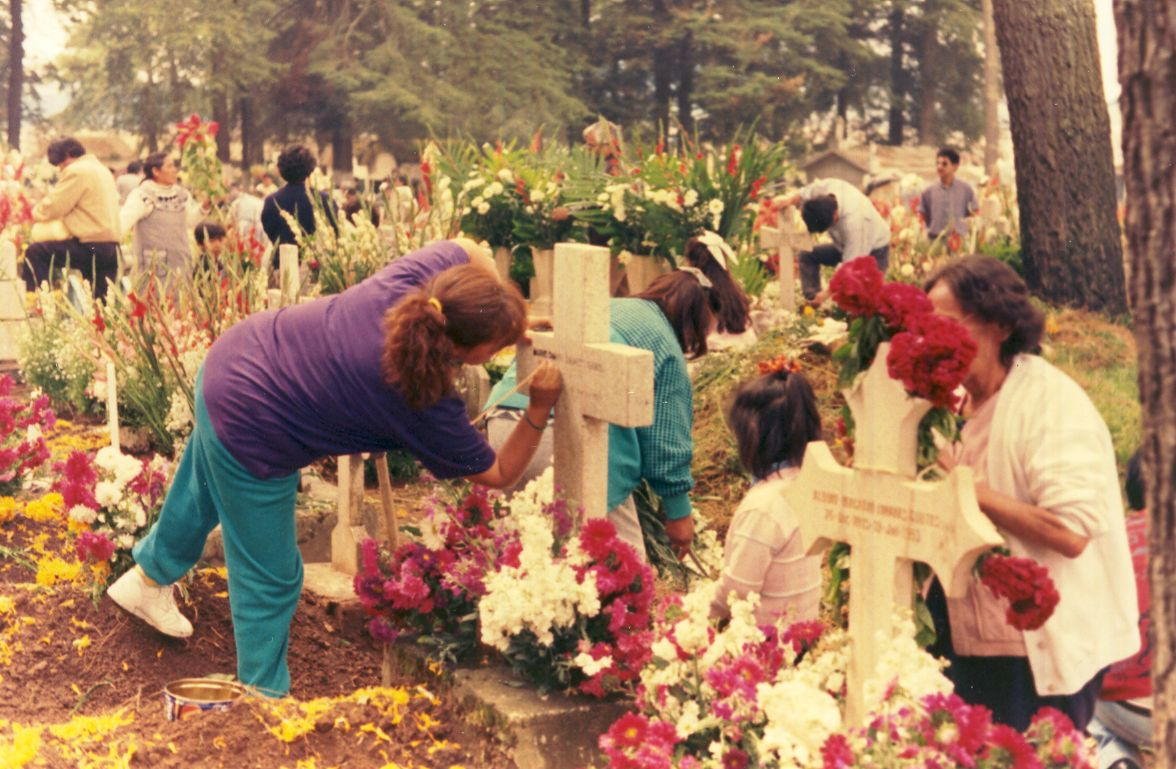
عائلات مكسيكية تكرّم أسلافها وذلك في يوم ذكرى الأموات.
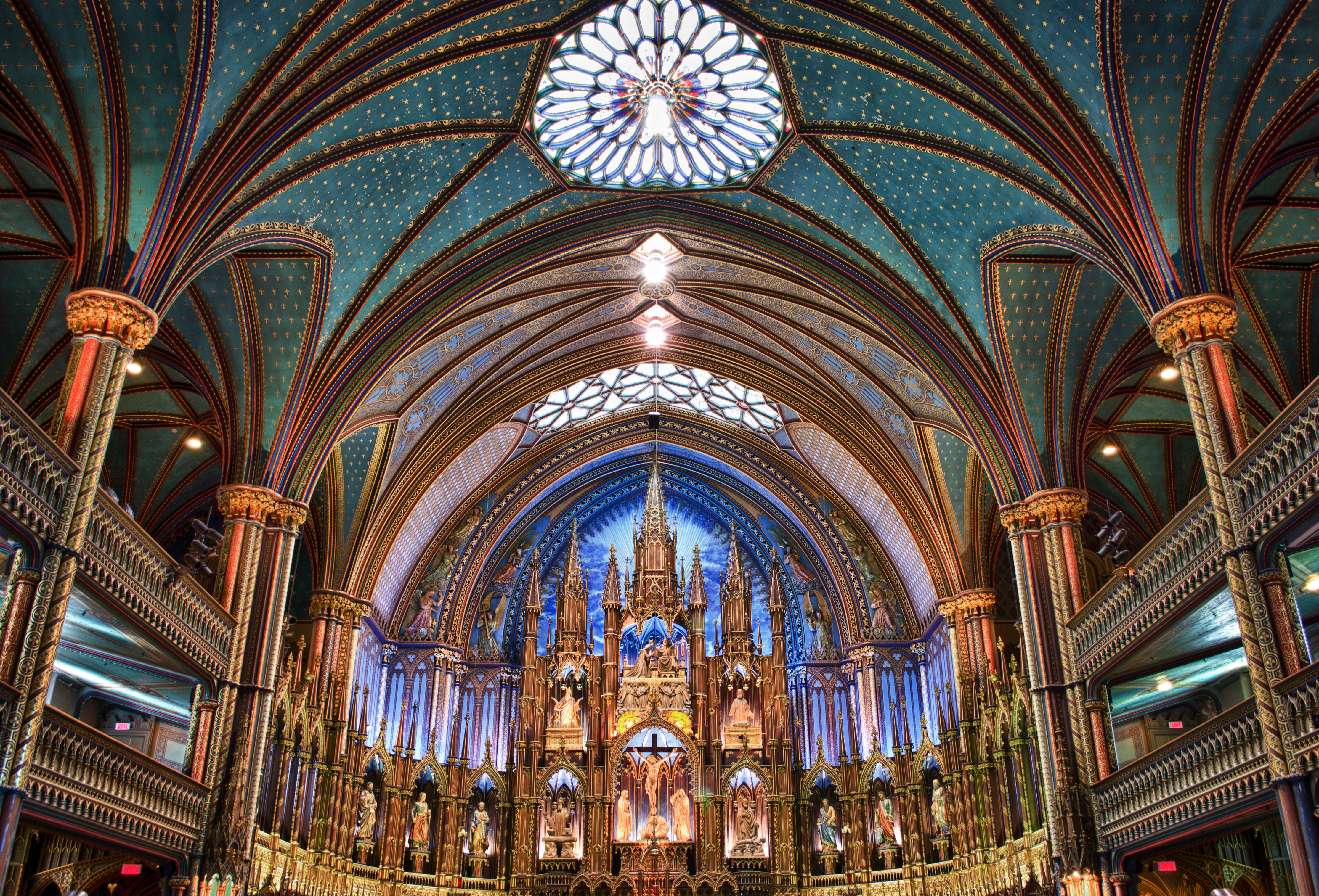
داخل كنيسة النوتردام في مونتريال،  كندا.
نهر مدينة شيكاغو في اللون الأخضر، ابان الاحتفالات بيوم القديس باتريك.
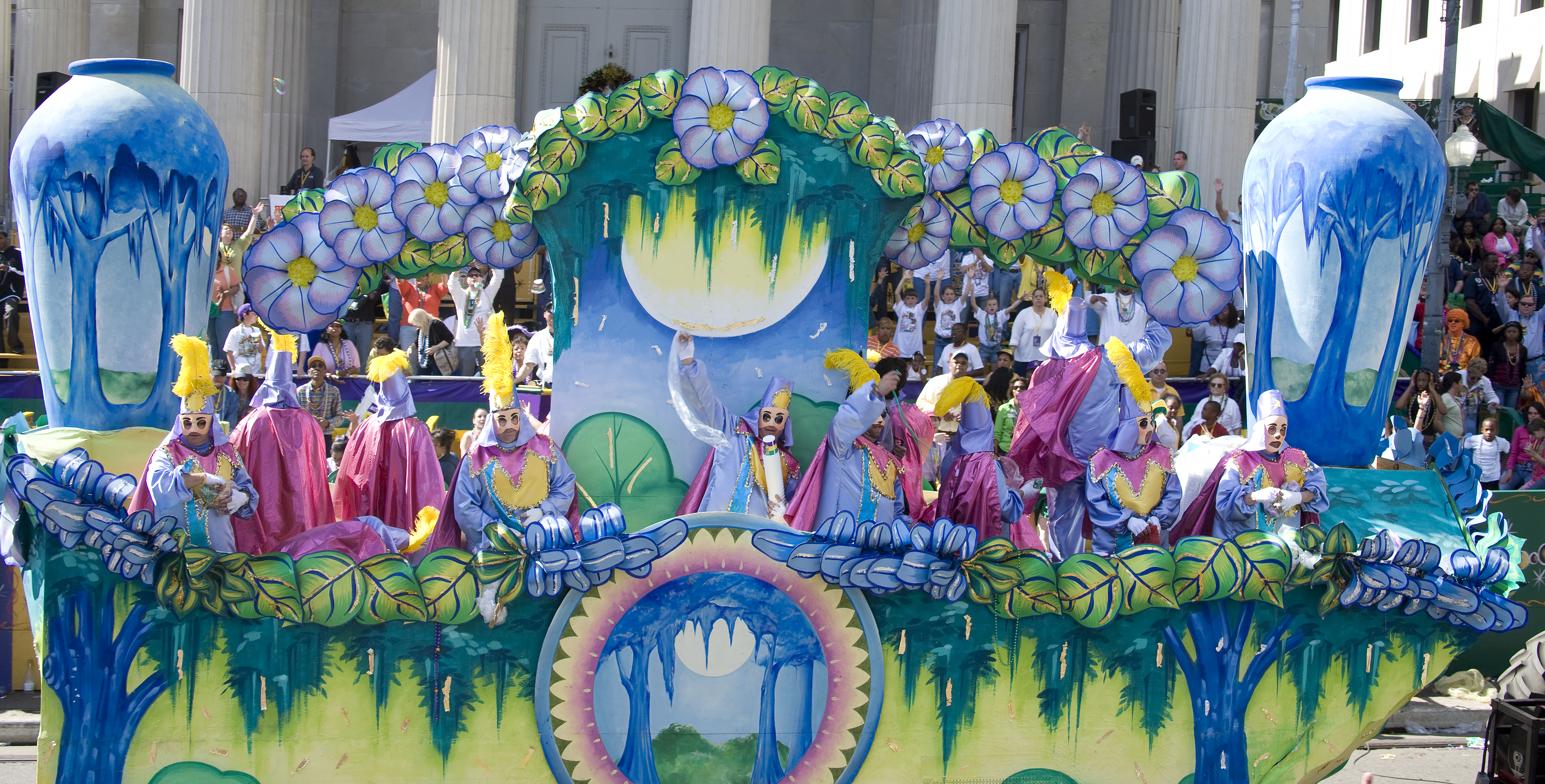
احتفالات كرنفال الكاريبي في ترينيداد وتوباغو.
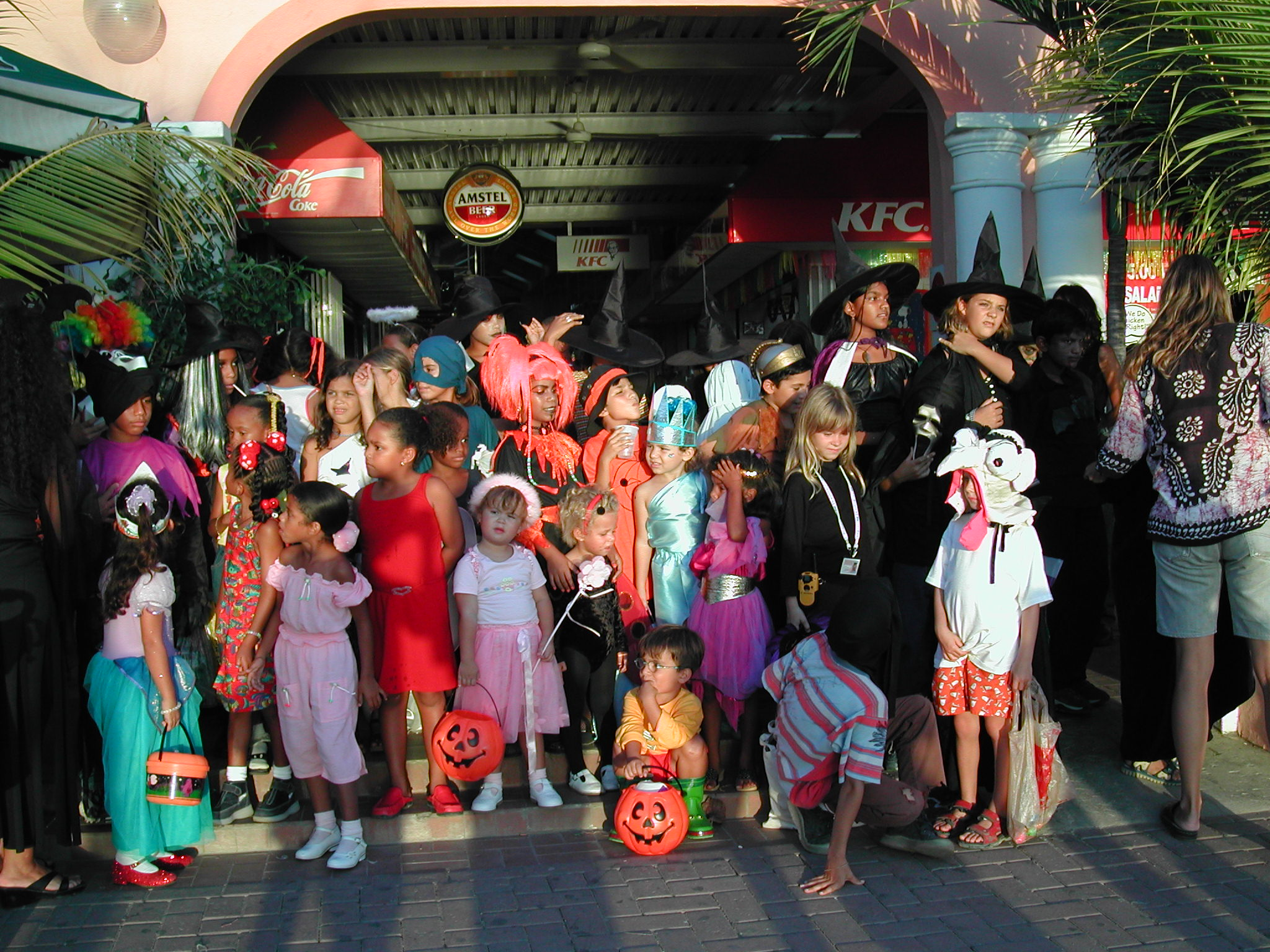
أطفال أمريكيين متنكرين خلال الهالويين.
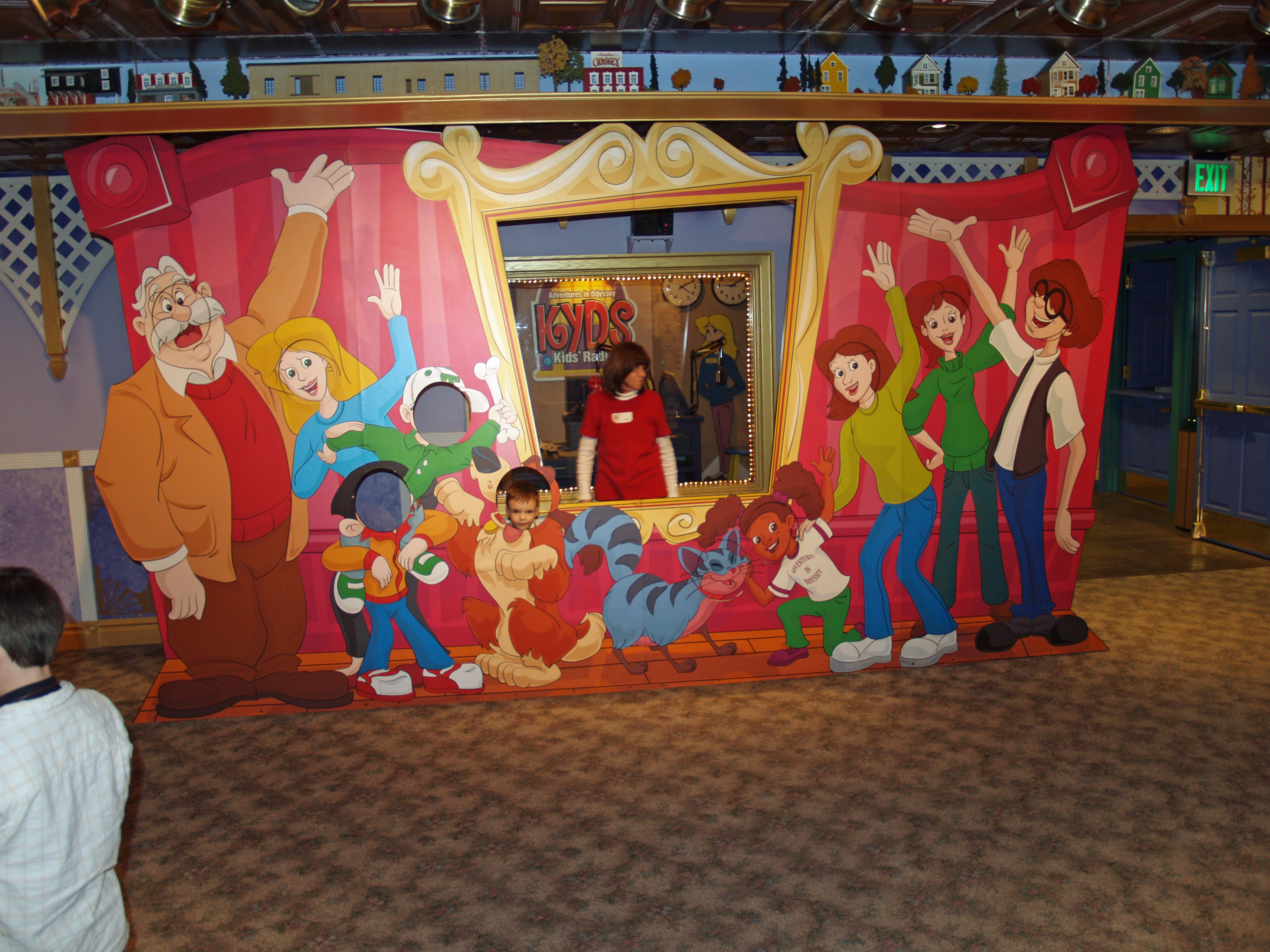
زاوية من مدينة الألعاب المسيحيَّة الأسرة في المركز.
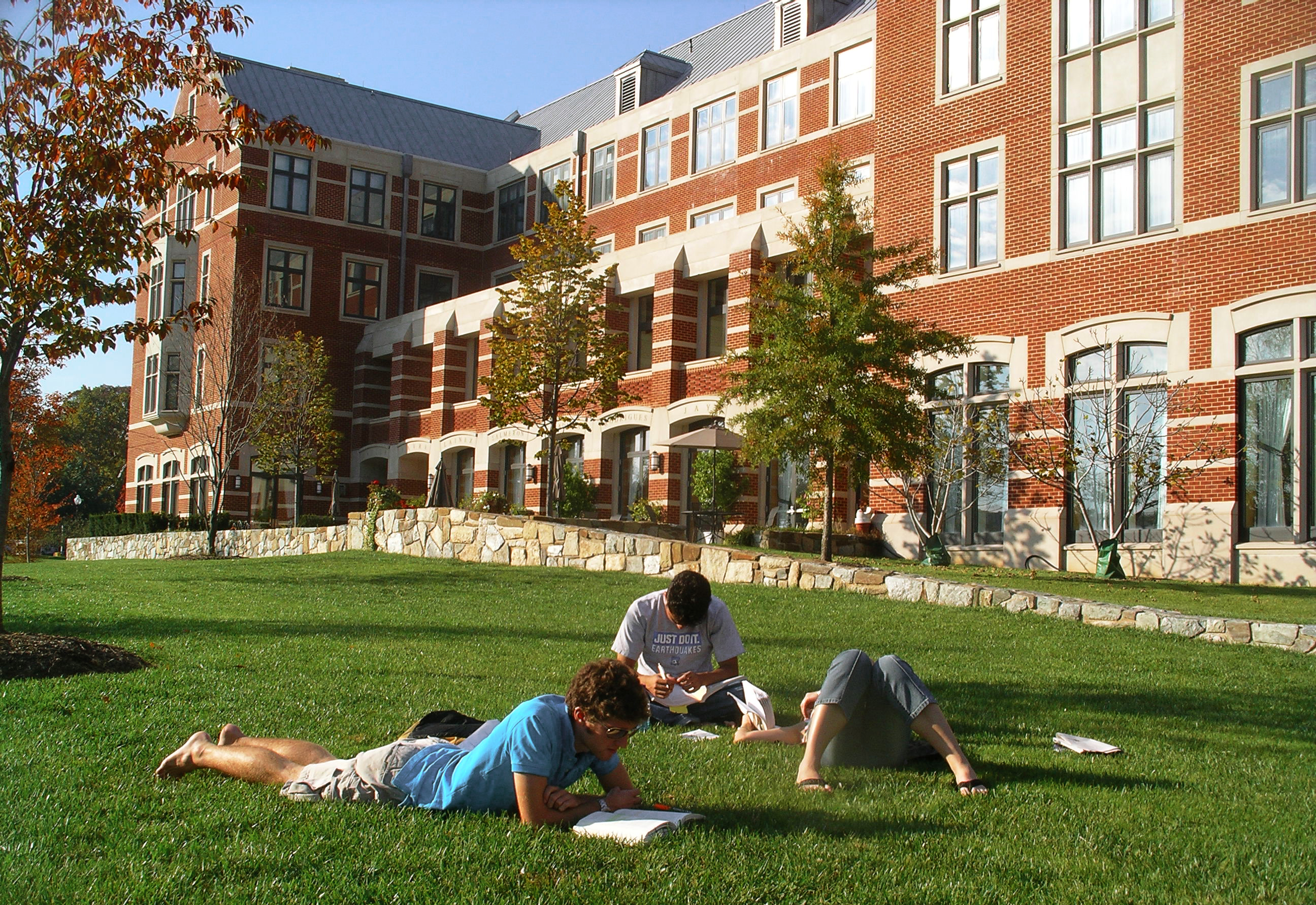
جامعة جورجتاون الكاثوليكية، وتعتبر إحدى أفضل وأعرق جامعات الولايات المتحدة.
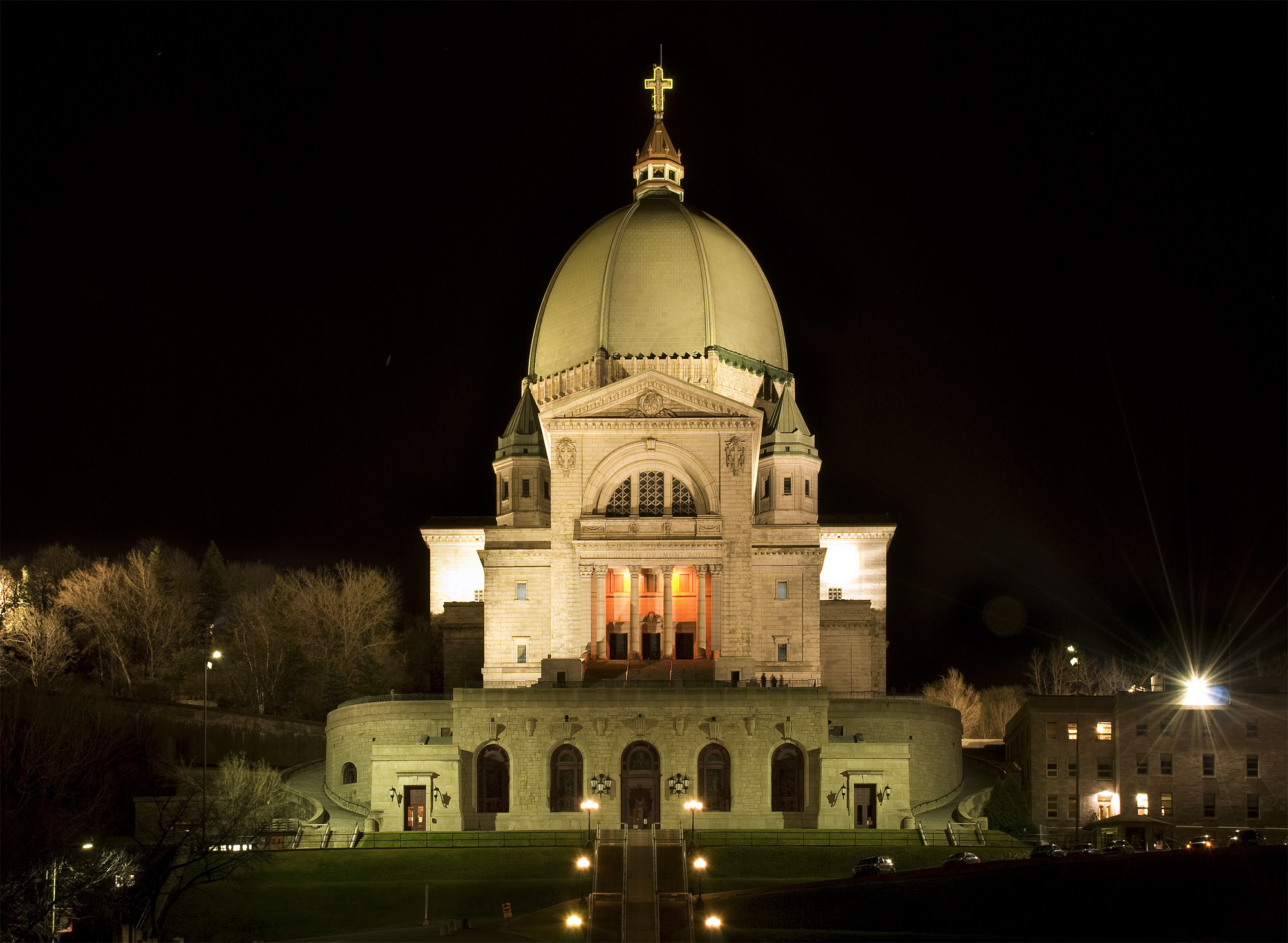
كاتدرائية القديس يوسف في مونتريال، كندا.
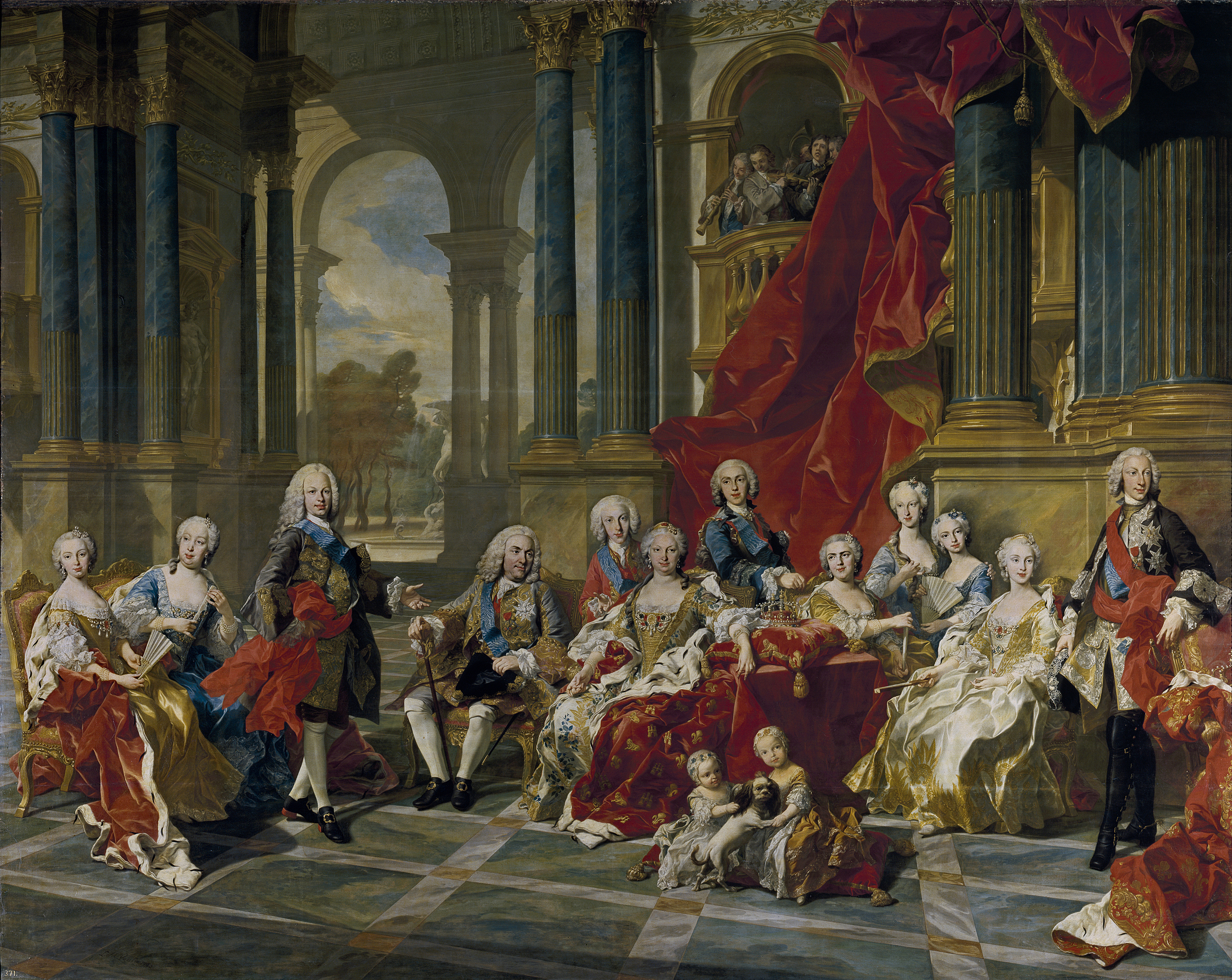
العائلة المالكة الإسبانيَّة بيت بوربون، تحمل الأسرة لقب ملك كاثوليكي.
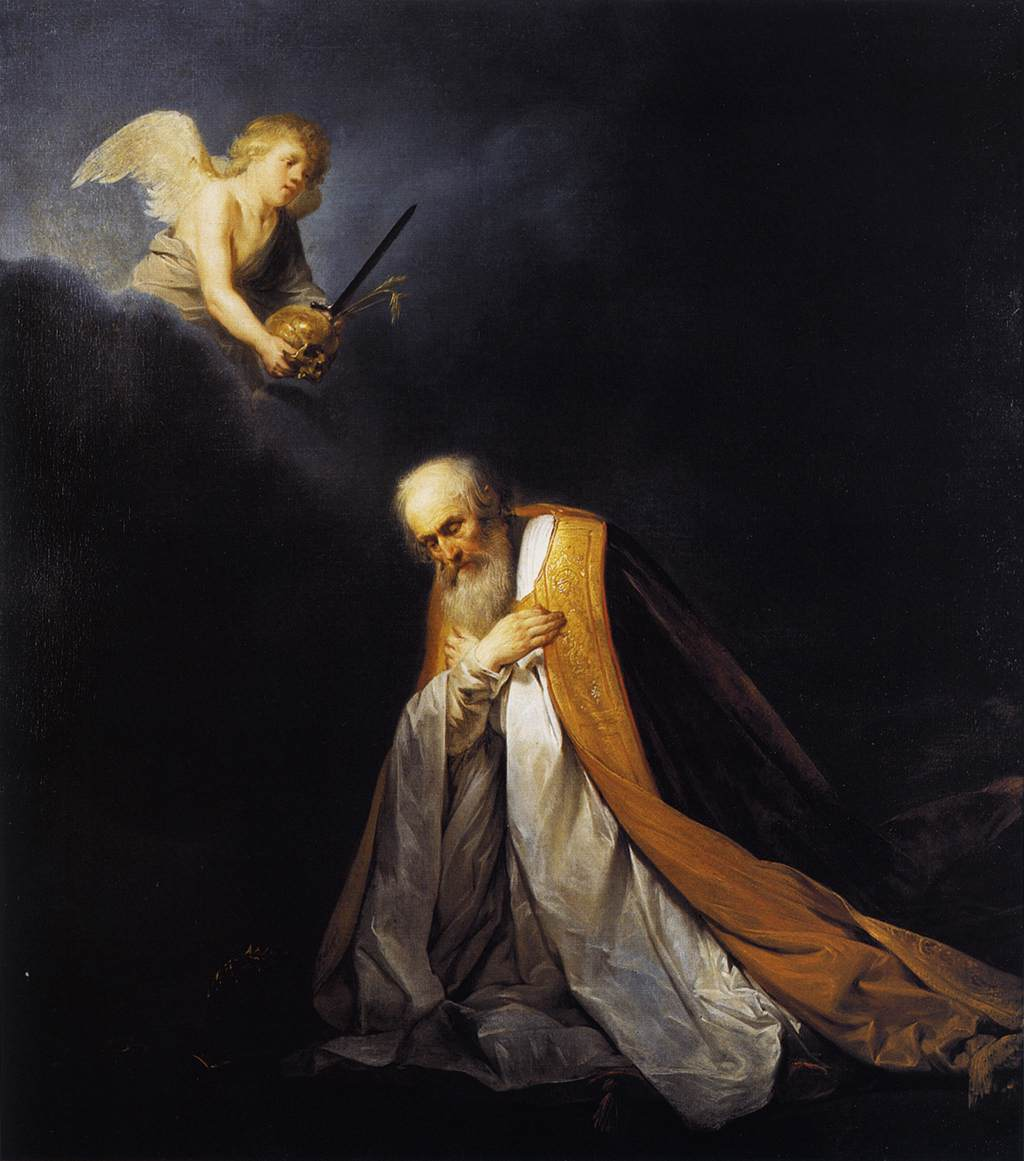
الملك داوود؛ بريشة بيتر دي جيبير.
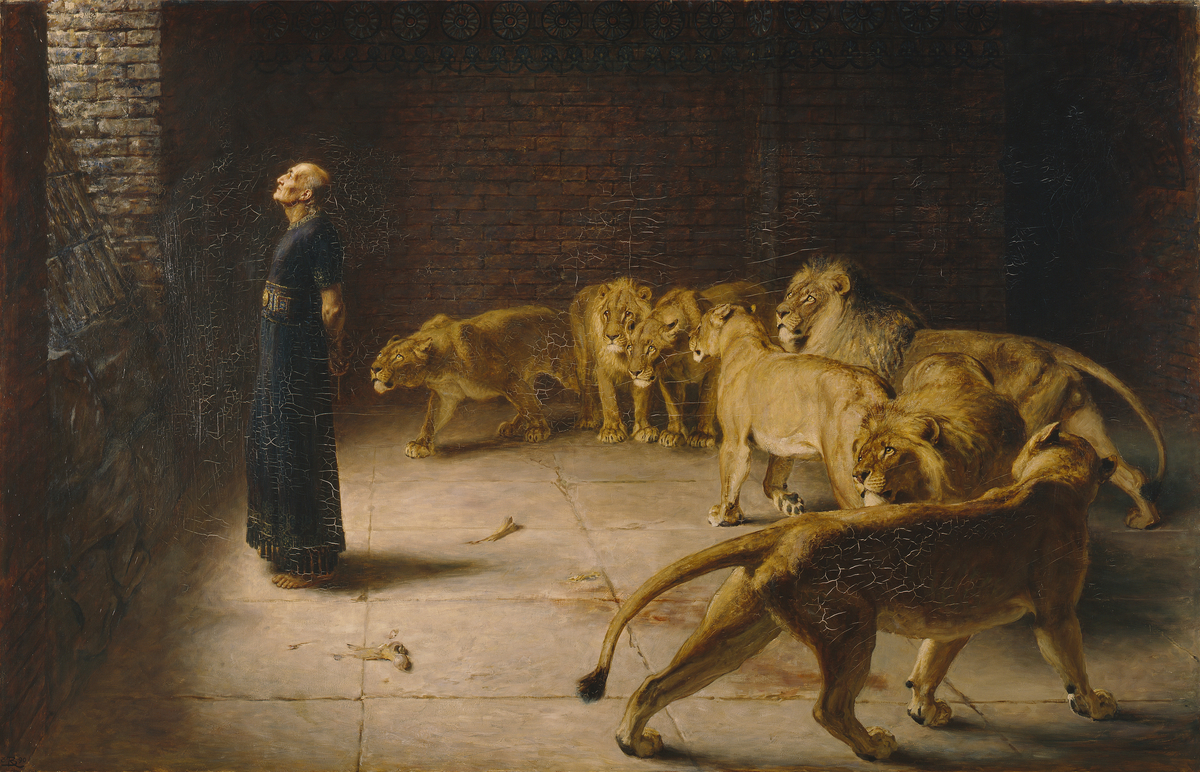
دانيال محاط بالأسود؛ بريشة بريطون ريفيير.
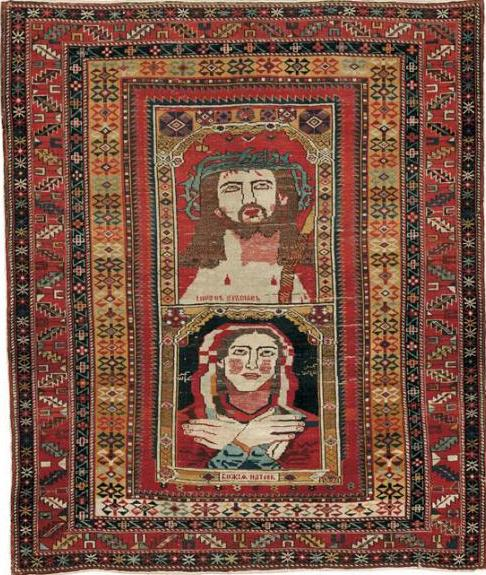
السجاد الأرمني؛ وتتميز التصاميم الأرمنيَّة عادة بتعدد الألوان وبالأشكال الهندسية المسيحيَّة.
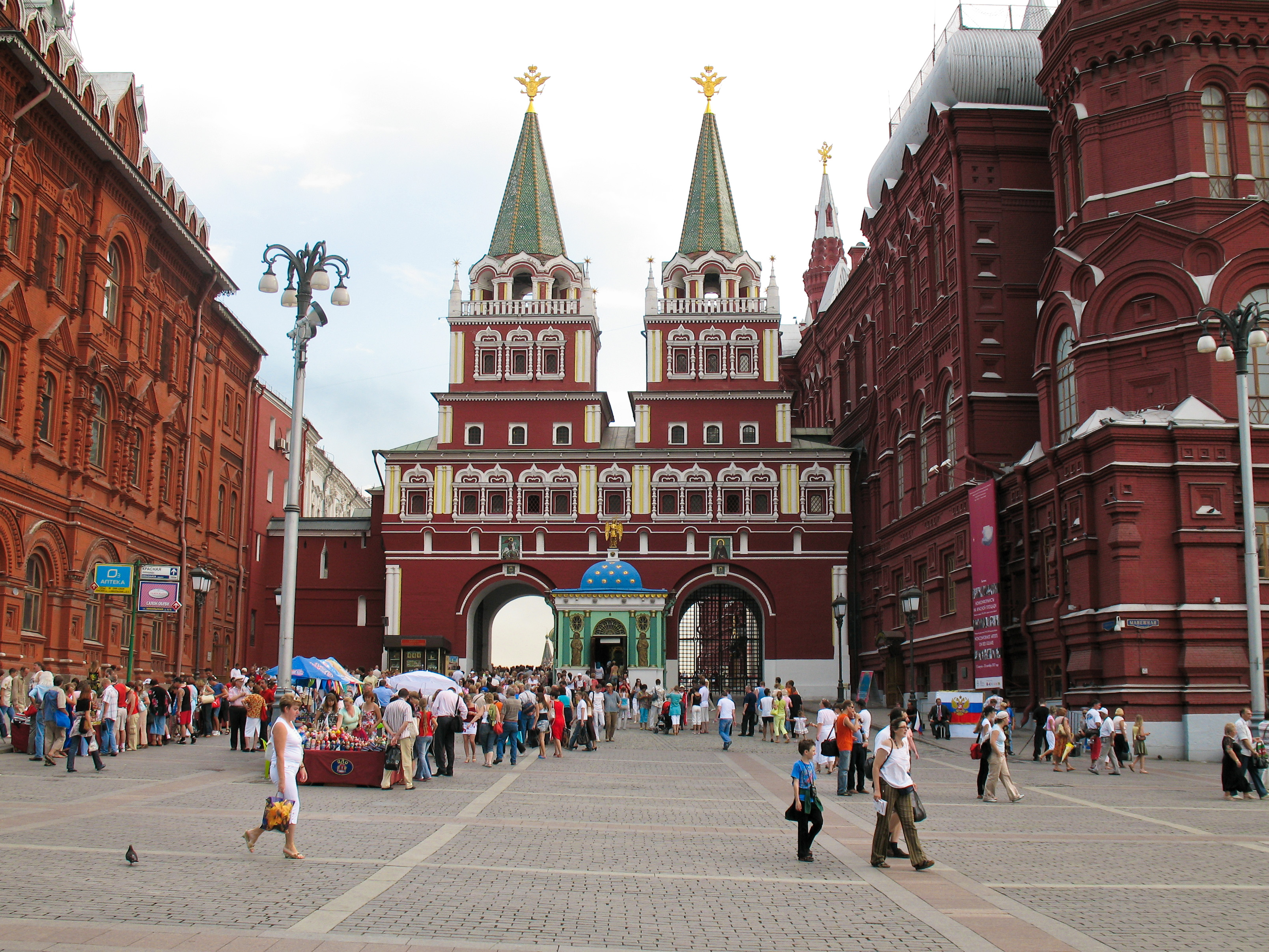
بوابة وكنيسة ايبيريان في الميدان الأحمر.
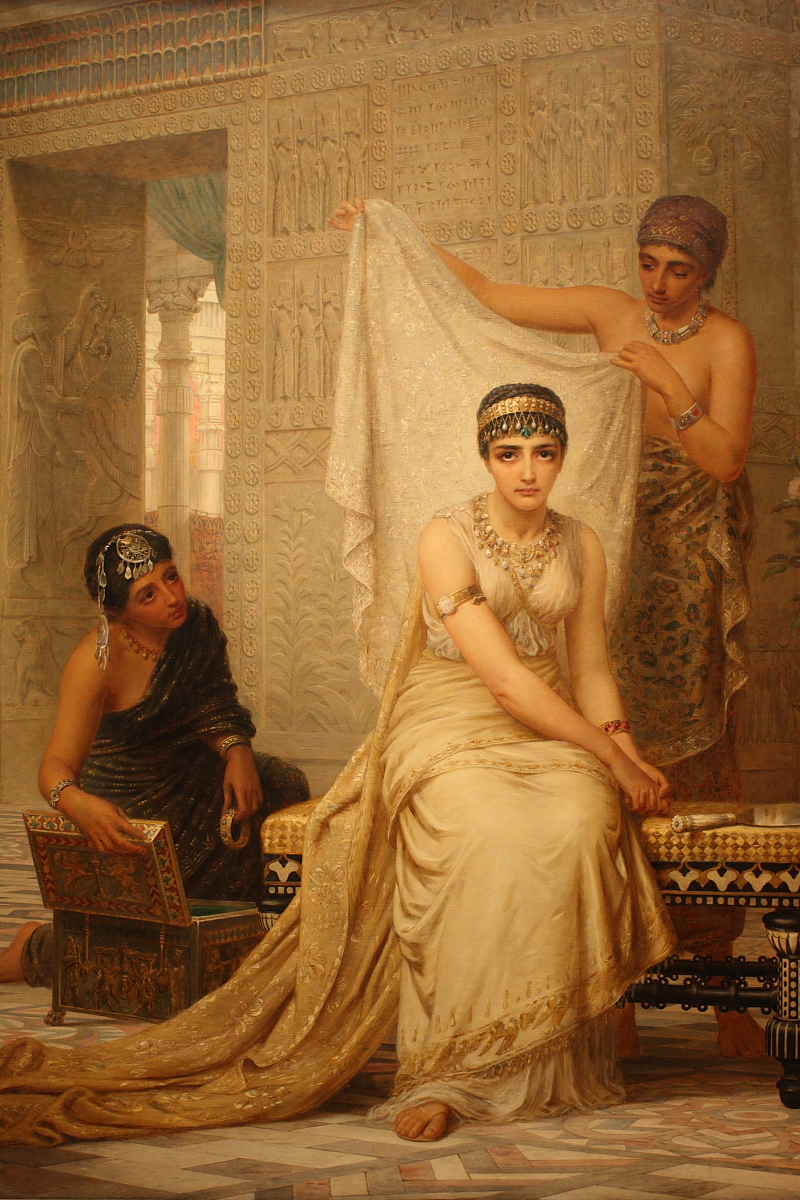
الملكة أستير؛ بريشة إدوين لونج.
كنيسة مخلص الدم الأرثوذكسية، سانت بطرسبرغ؛ تُعتبر المسيحية من التراث التاريخي في  روسيا.
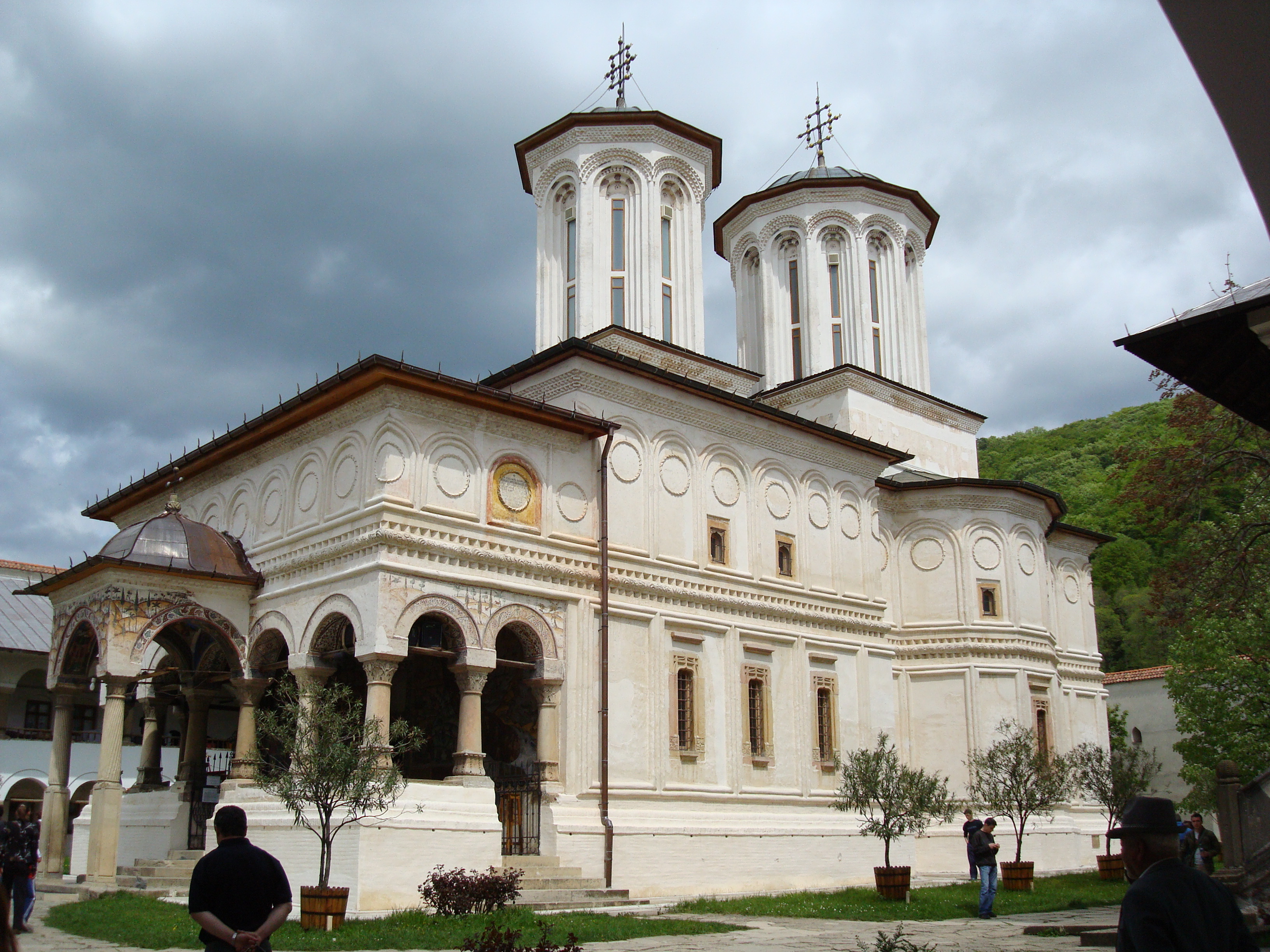
دير هيريزو الأرثوذكسي في  رومانيا وهو من مواقع التراث العالمي.
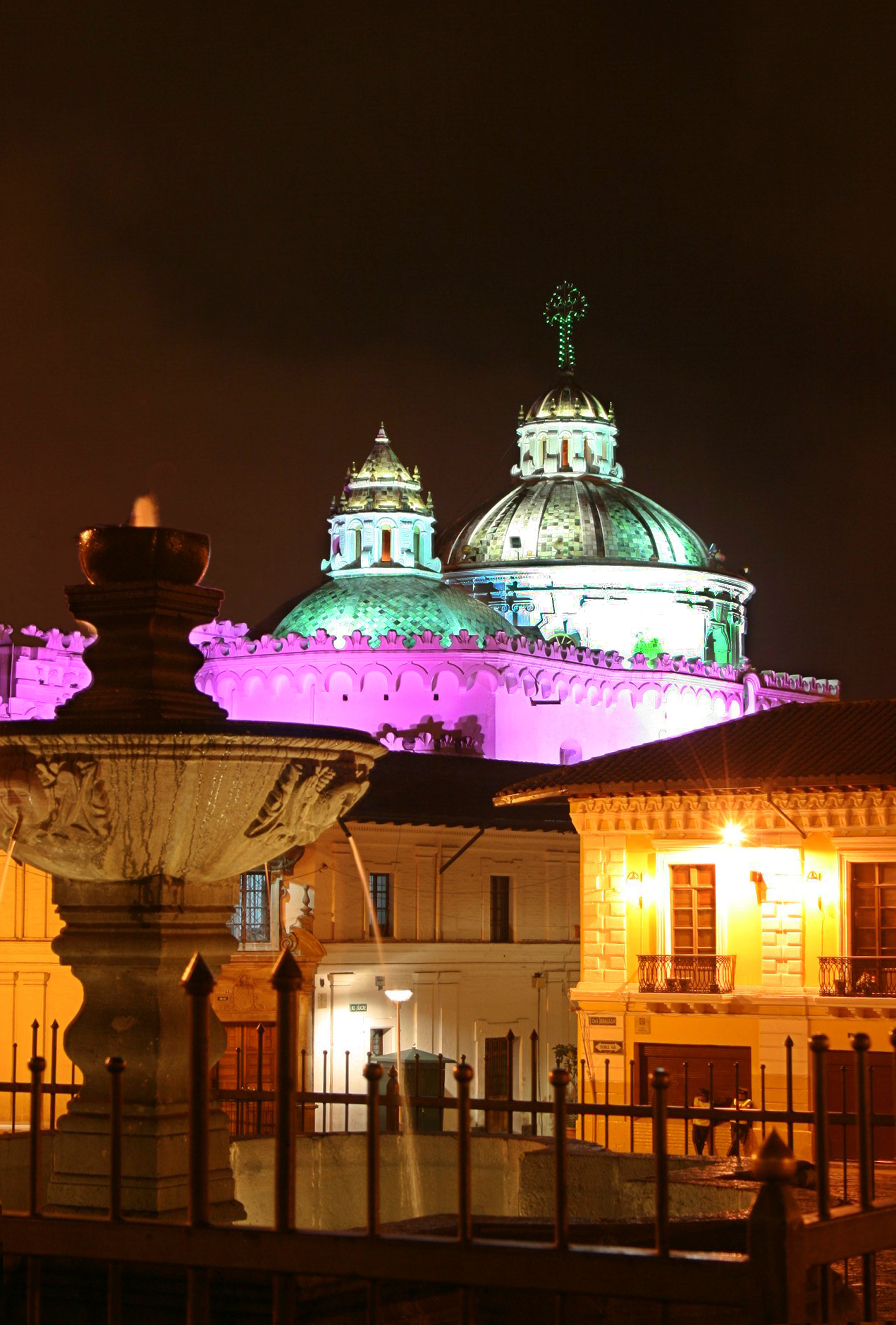
الكنيسة اليسوعية في المركز التاريخي لمدينة كيتو في  الإكوادور.
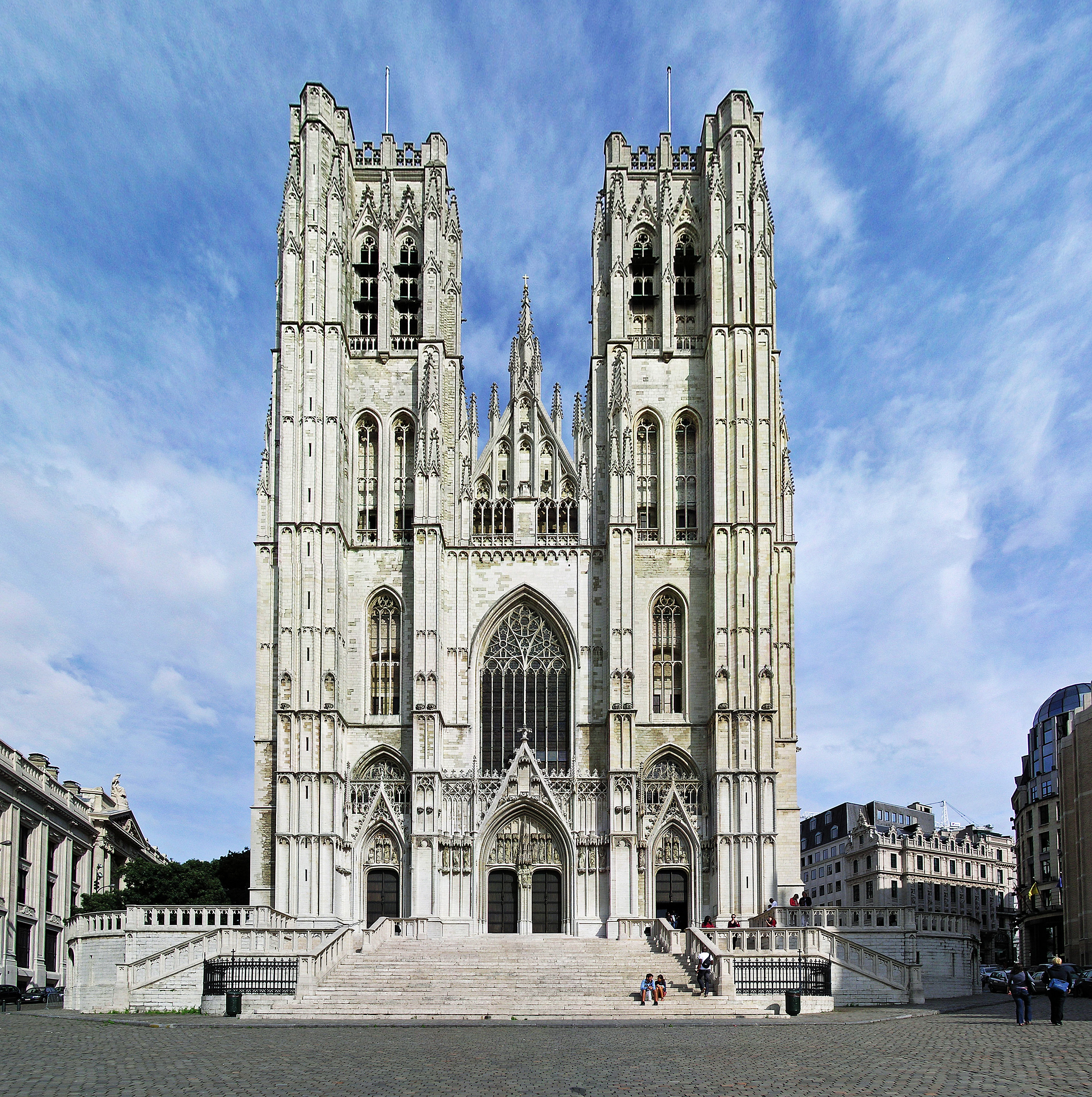
كاتدرائية سانت ميشيل وغاودلا في مدينة بروكسل،  بلجيكا.
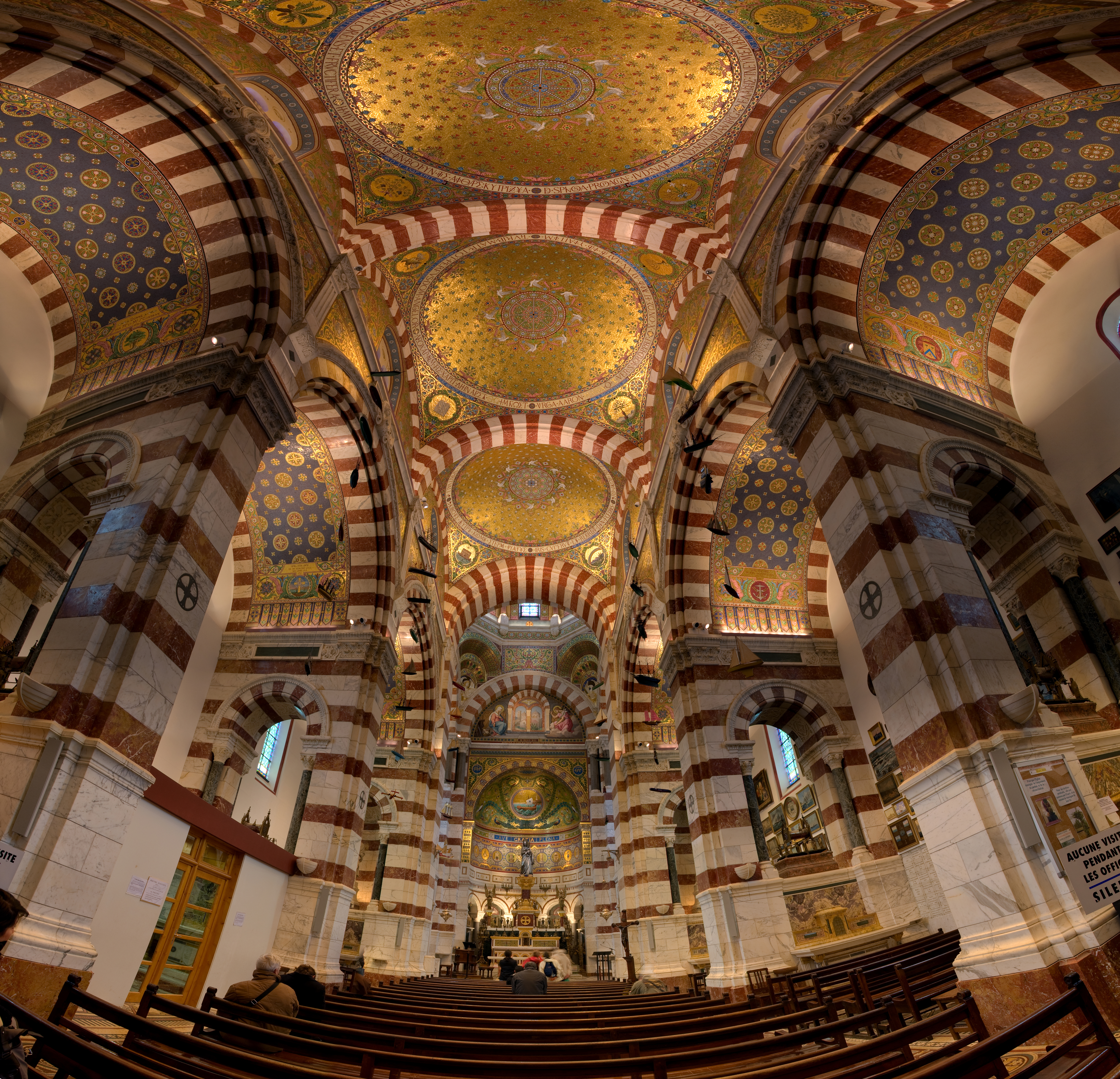
كاتدرائية نوتردام دي ـ لاـ جارد في مارسيليا،  فرنسا.
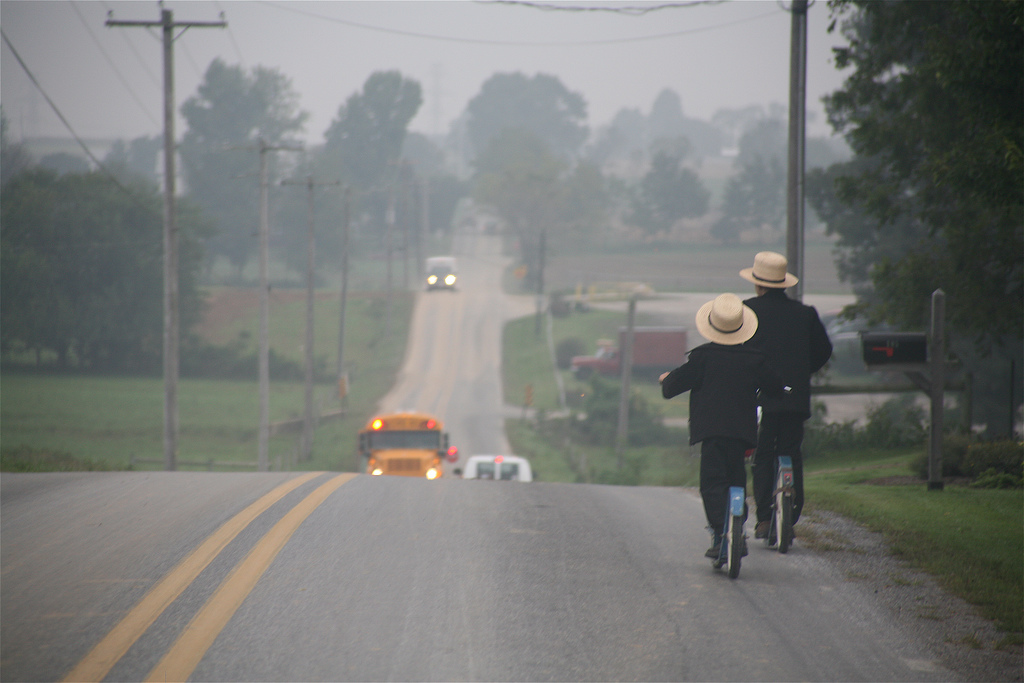
أطفال متجهين إلى المدرسة بالزي المميز للأميش؛ نادت جماعات تجديدية العماد بالحرية الشخصية وحرية الضمير وإتباع سياسة اللا عنف.
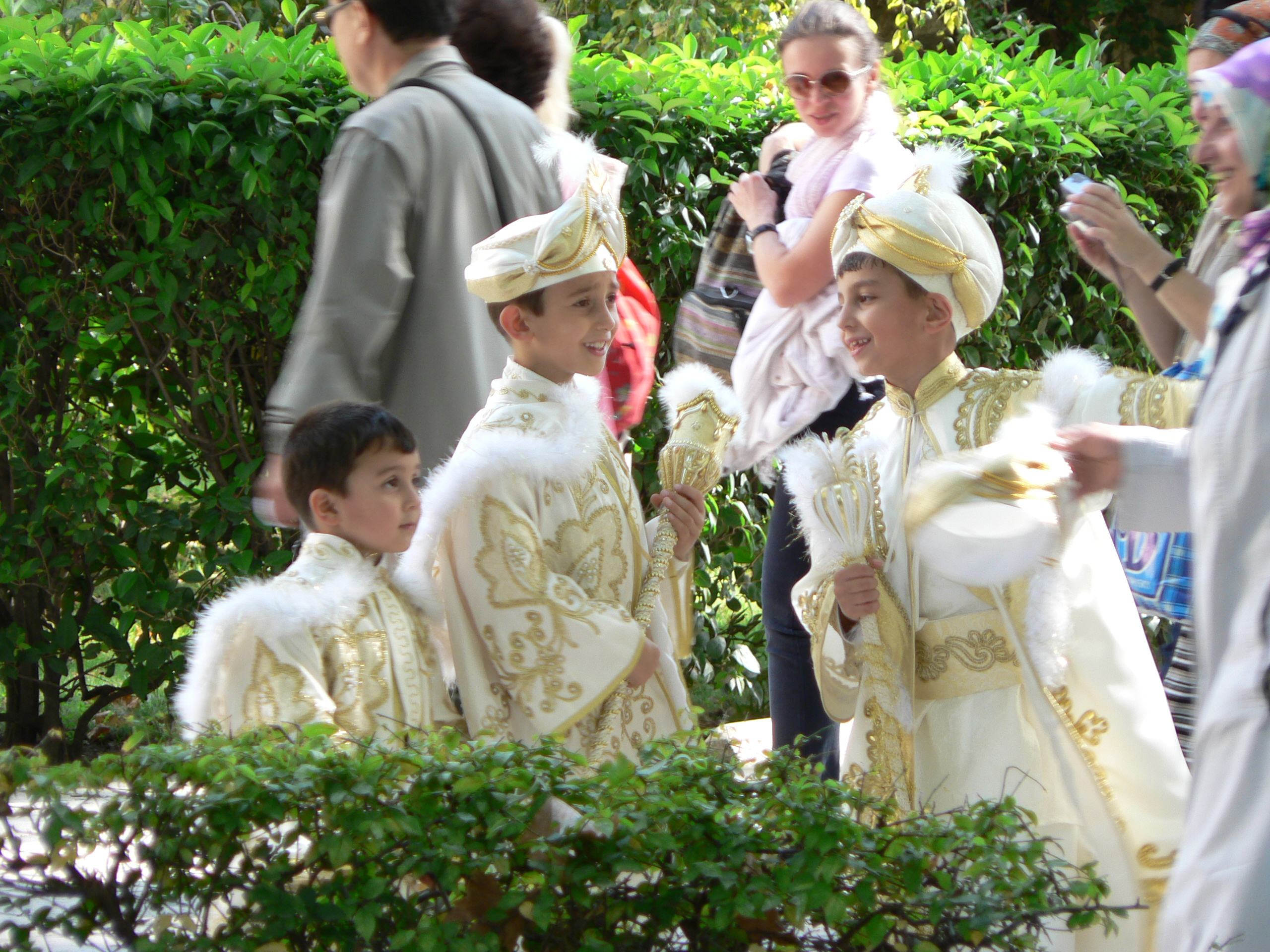
إحتفالات في مناسبة الختان في  مقدونيا؛ رغم أن شريعة الختان قد أسقطت في العهد الجديد لا تزال تمارس العديد من الكنائس والمجتمعات المسيحية ختان الذكور.
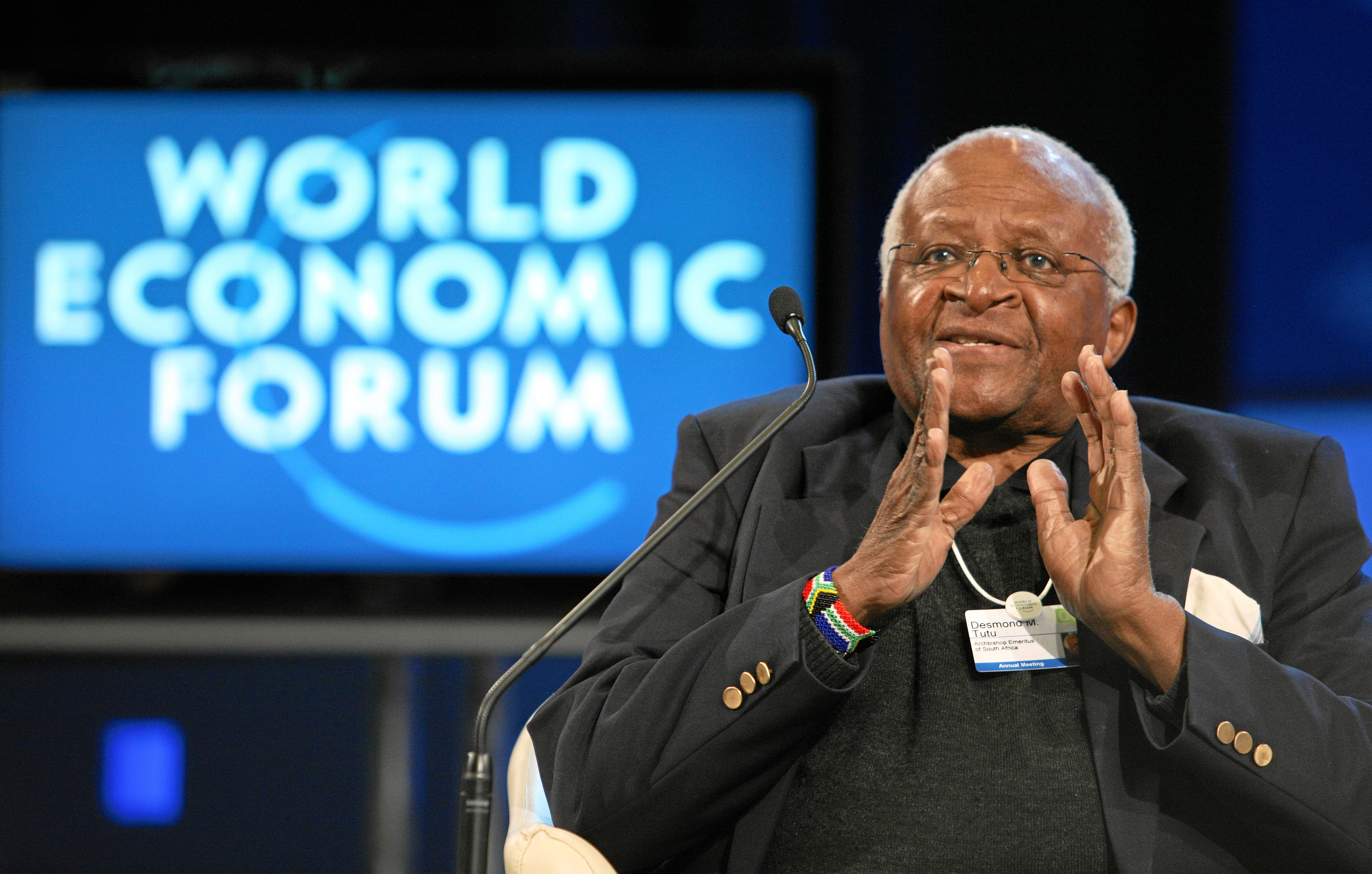
ديزموند توتو كبير أساقفة جنوب أفريقيا السابق الحائز على جائزة نوبل للسلام؛ ساهم في إسقاط نظام الفصل العنصري.
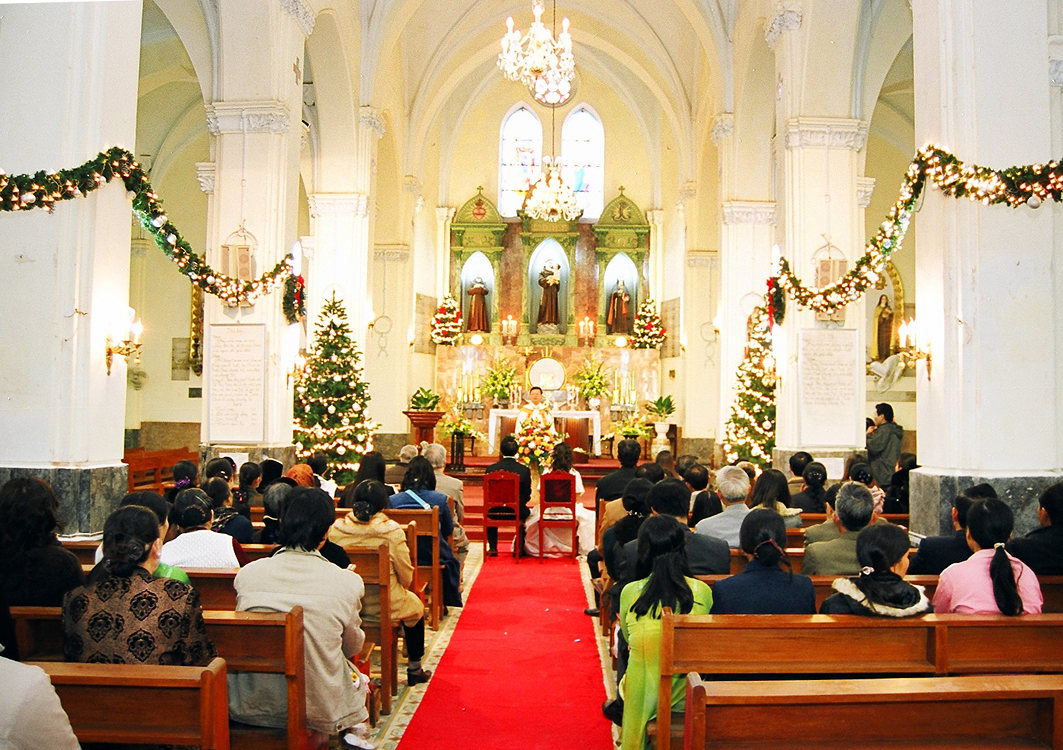
طقس زفاف في كنيسة في هانوي في  فيتنام، سيطر الكاثوليك سابقًا على فيتنام الجنوبية اقتصاديًا وسياسيًا وكانوا مثالًا لحكم الأقلية المهيمنة.
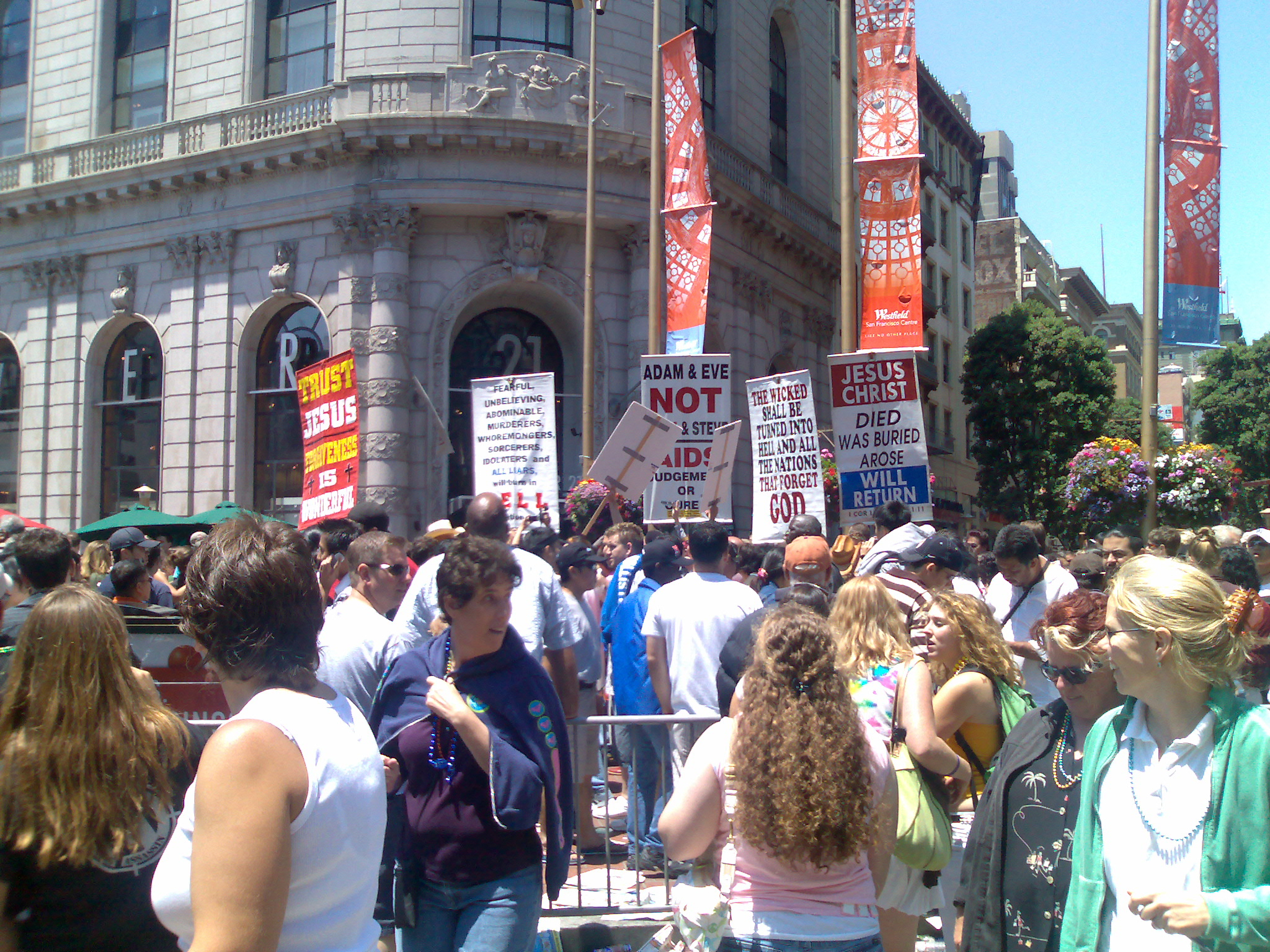
مسيحيين محافظين في مظاهرة ضد زواج المثليين جنسيًا؛ تعارض غالبيَّة الطوائف المسيحية الإجهاض، الموت الرحيم وزواج المثليين جنسيًا.
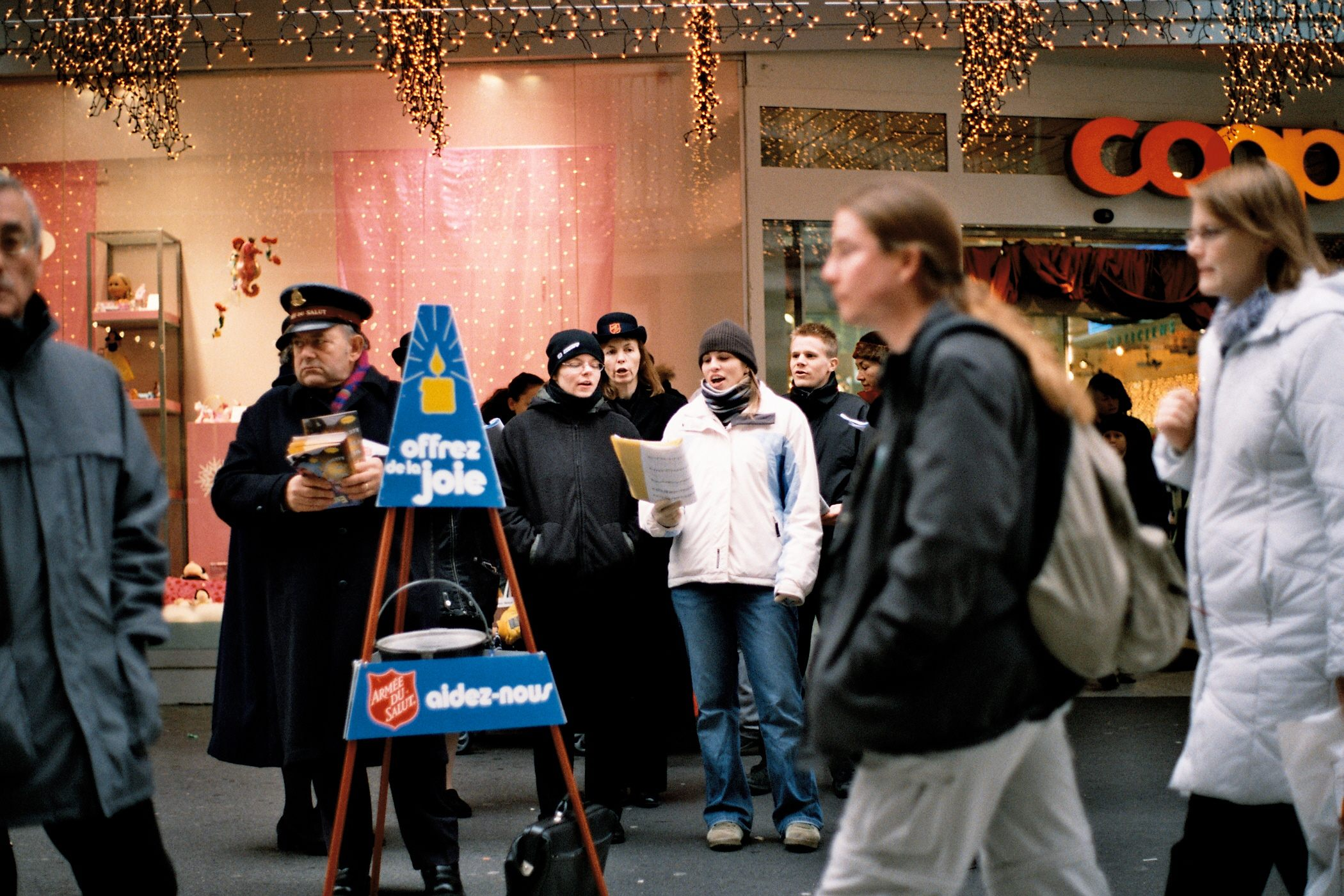
مجموعة من جيش الخلاص وقد اتخدت نظام عسكري لمحاربة الفقر والبؤس، وبنت مراكز تأهيل لمدمني الكحول والمخدرات، وكان لها دور في نشر والتوعية عن النظافة الشخصية.
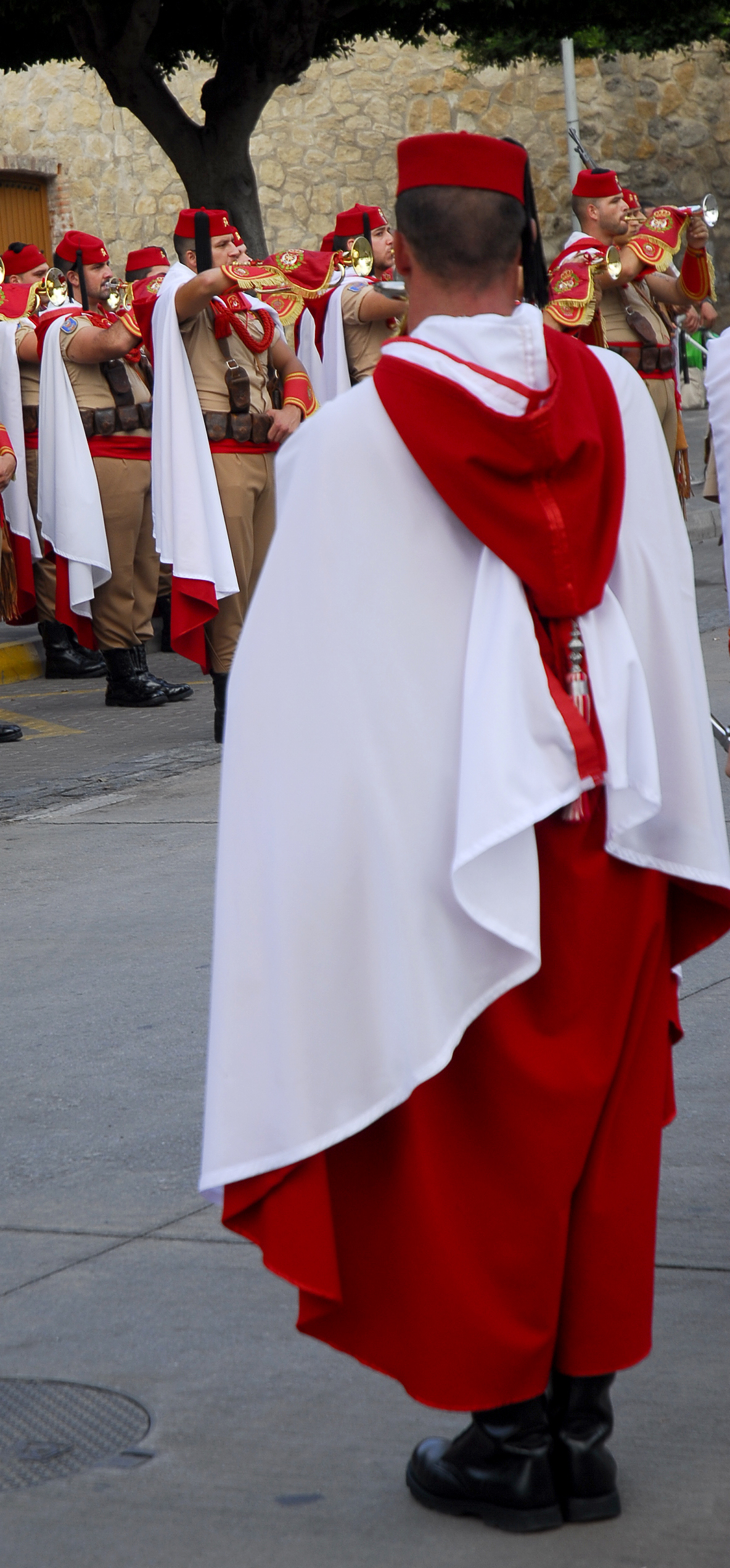
فرقة من طريق الموعوظين الجديد في  إسبانيا، وهي جماعة مكرسة للتنشئة المسيحية للبالغين.
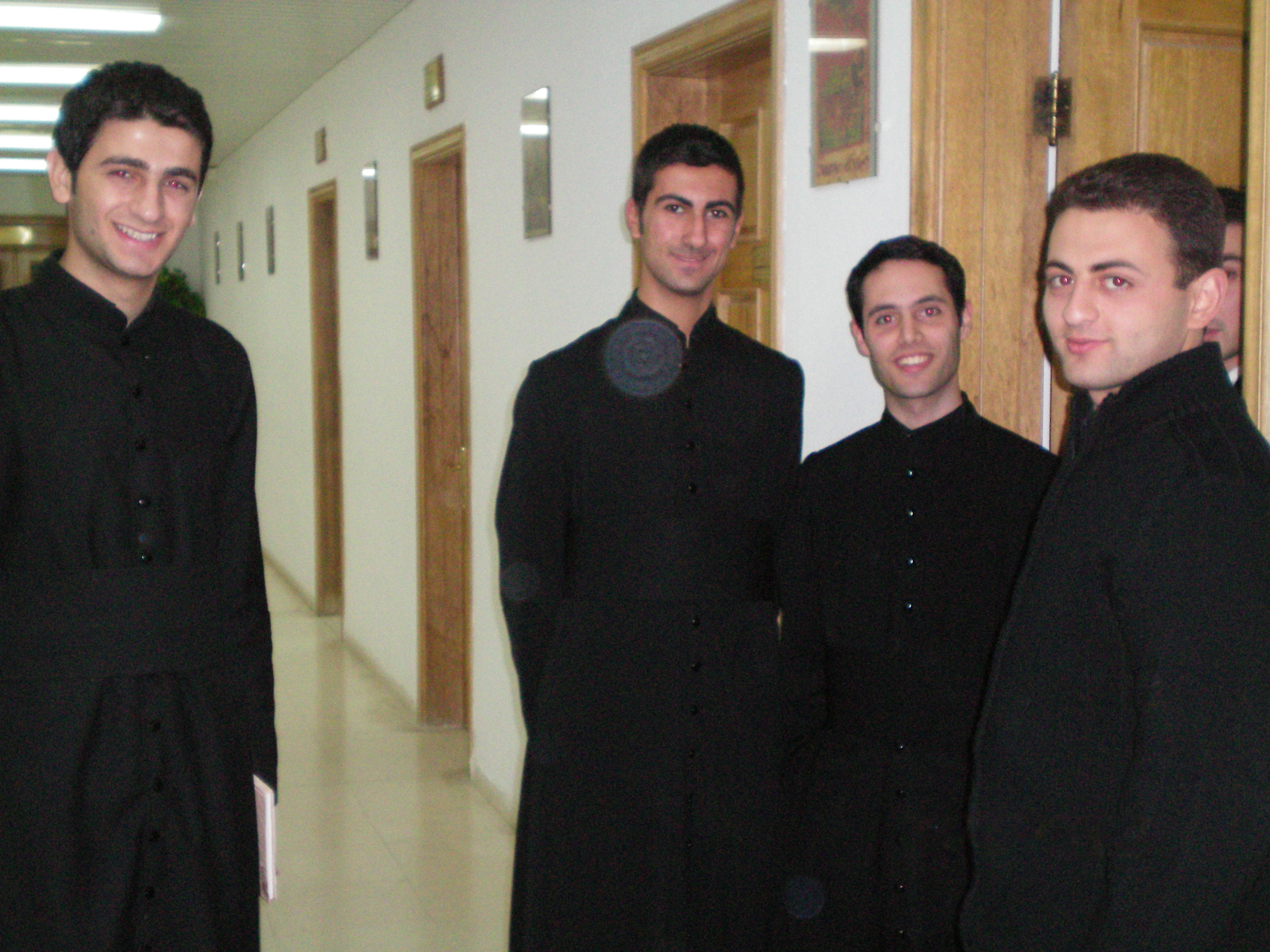
طلاب في اللاهوت والكهنوت؛ في معهد دير مار أفرام السرياني لتخريج الرهبان والكهنة في  سوريا.
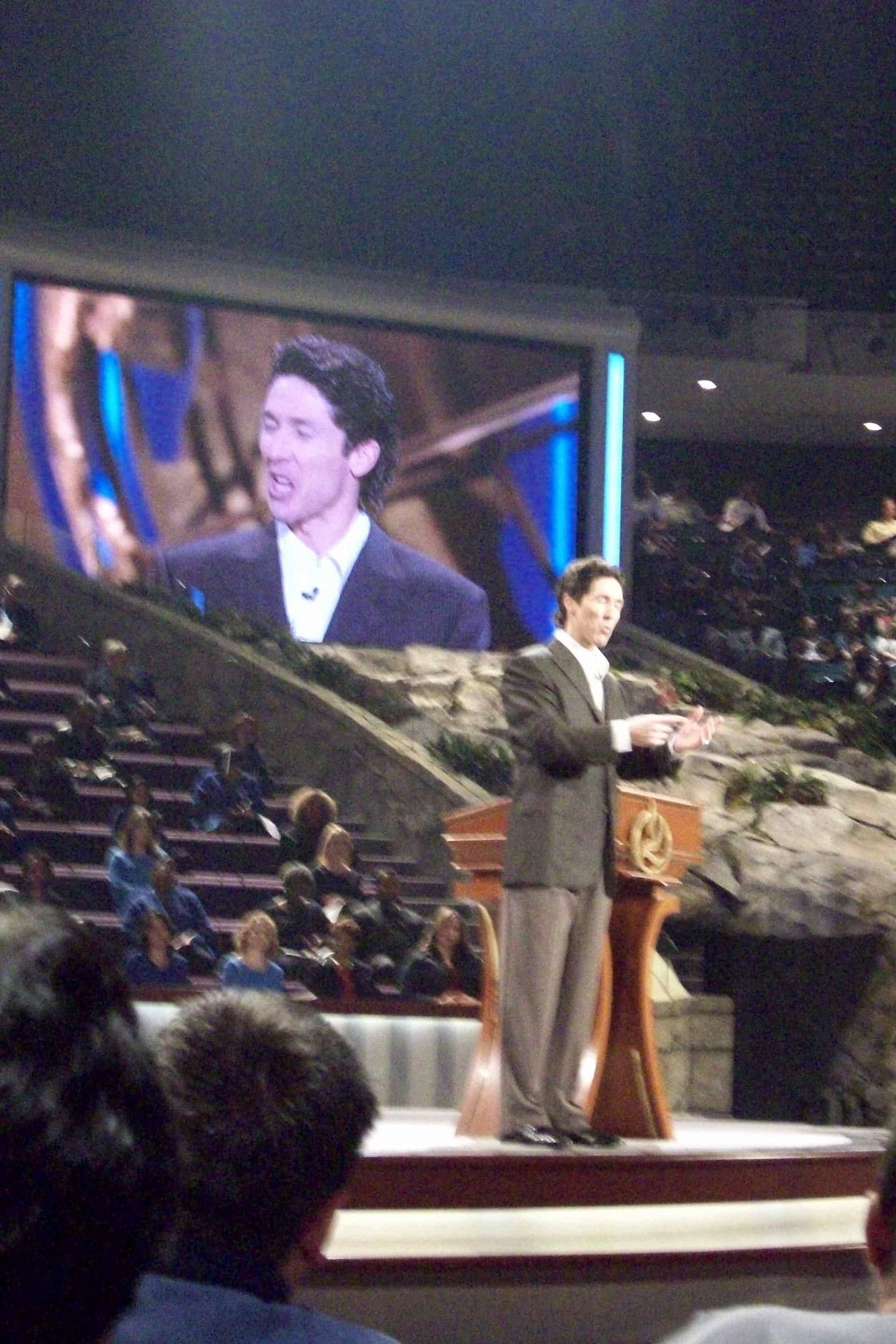
التبشير التلفازي؛ حيث تحظى القنوات التلفزيونية الإنجيليّة بقاعدة شعبيَّة وهي من رموز ظاهرة الصحوى الدينيَّة في العصر الحديث.
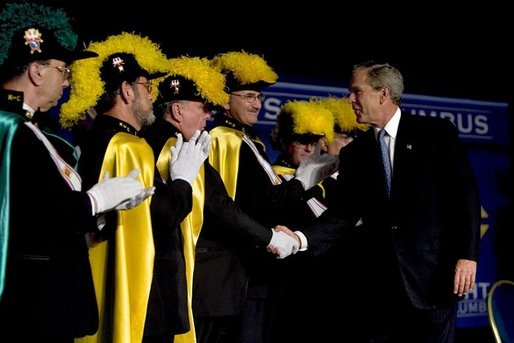
فرسان كولومبس في لقاء مع جورج دبليو بوش؛ لدى الكنيسة العديد من منظمات الفرسان التي تقوم بأعمال خيريَّة ومهام إجتماعيَّة شتى.
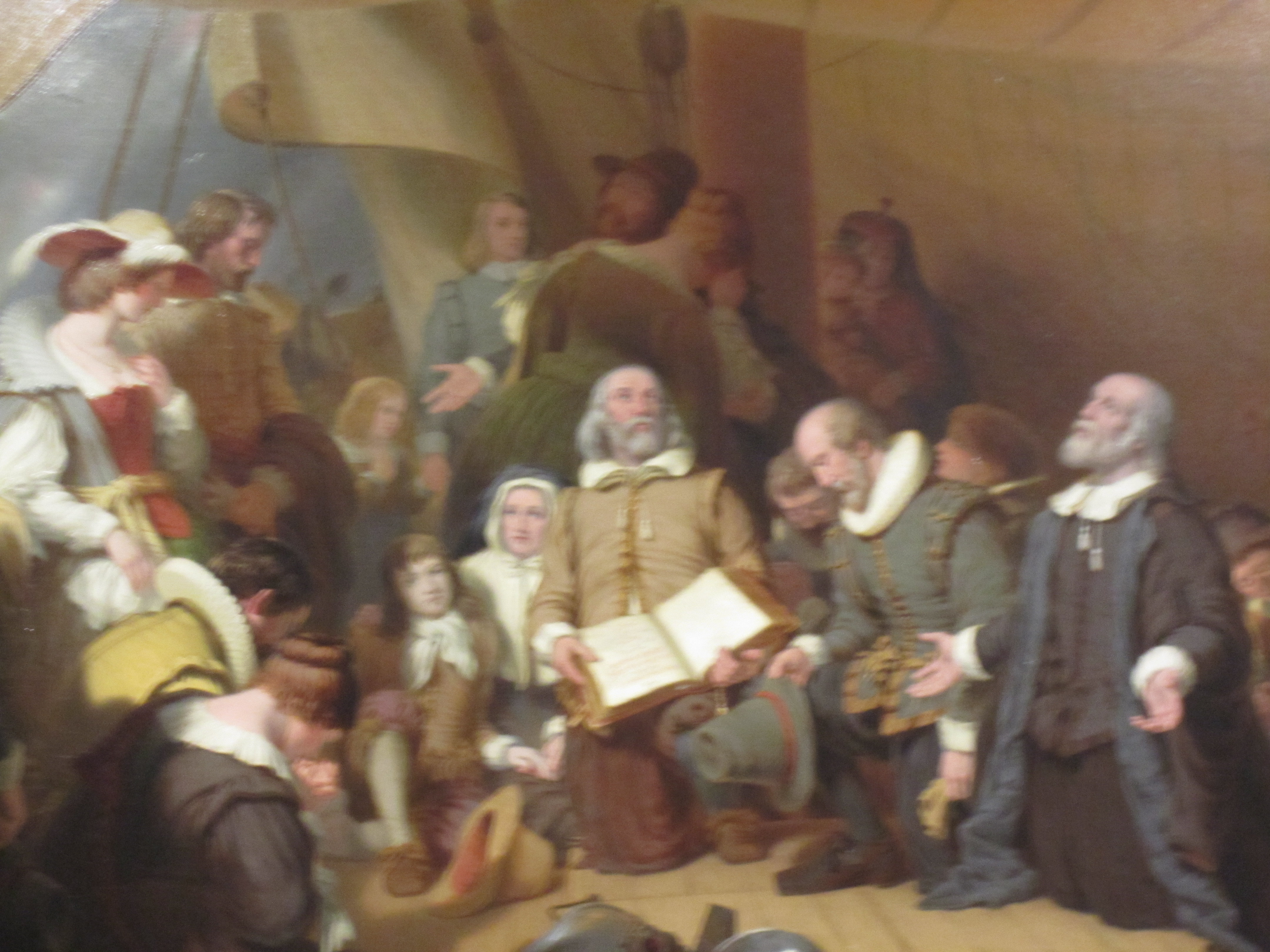
انطلاق الحجاج، أسسّ البيوريتانيين والذين أطلق عليهم الآباء الحجاج أولى المستعمرات الأوروبية في العالم الجديد.
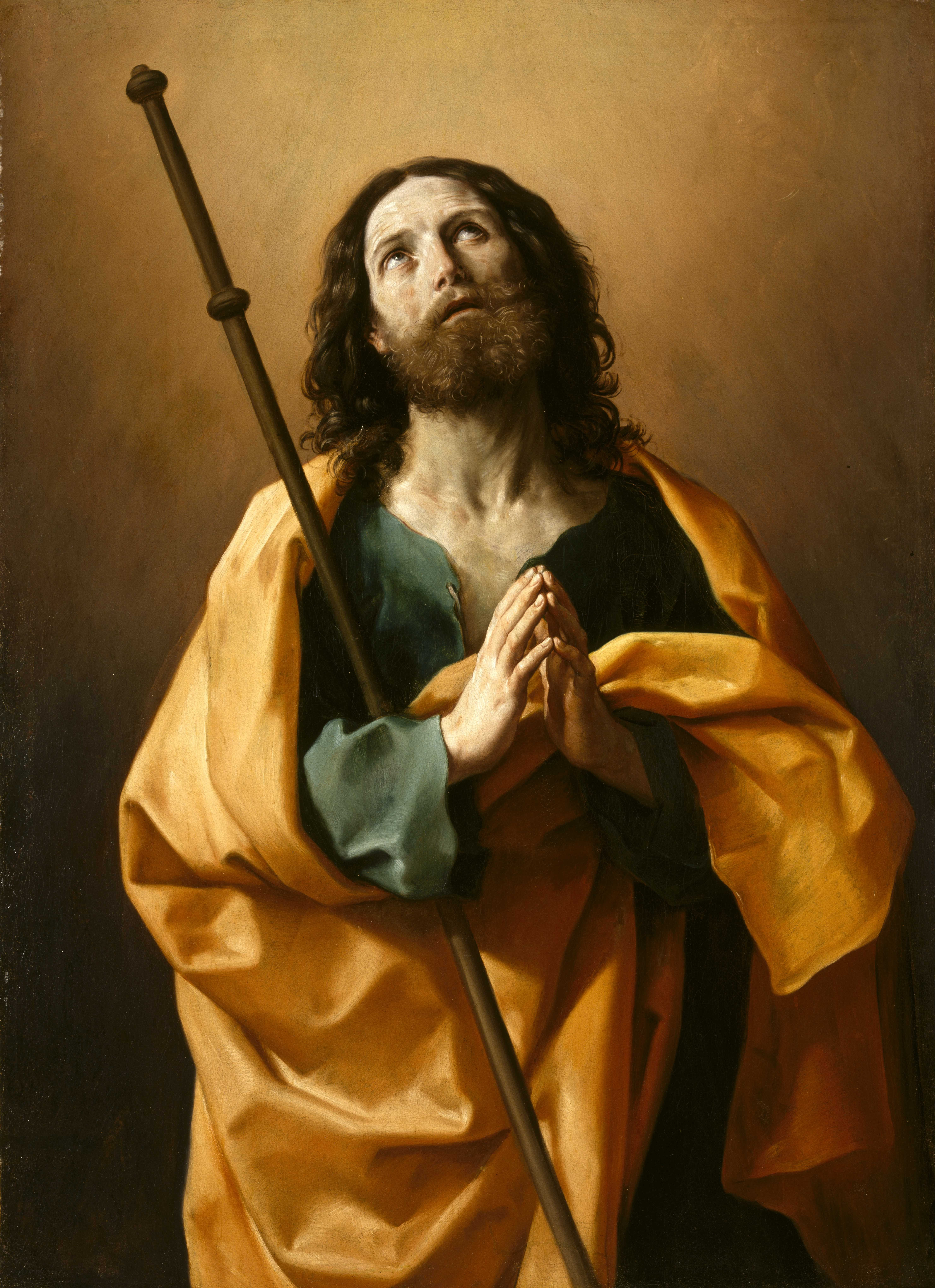
يعقوب بن زبدى؛ وهو من أبطال العالم المسيحي السبعة نسجت حوله العديد من الأساطير.
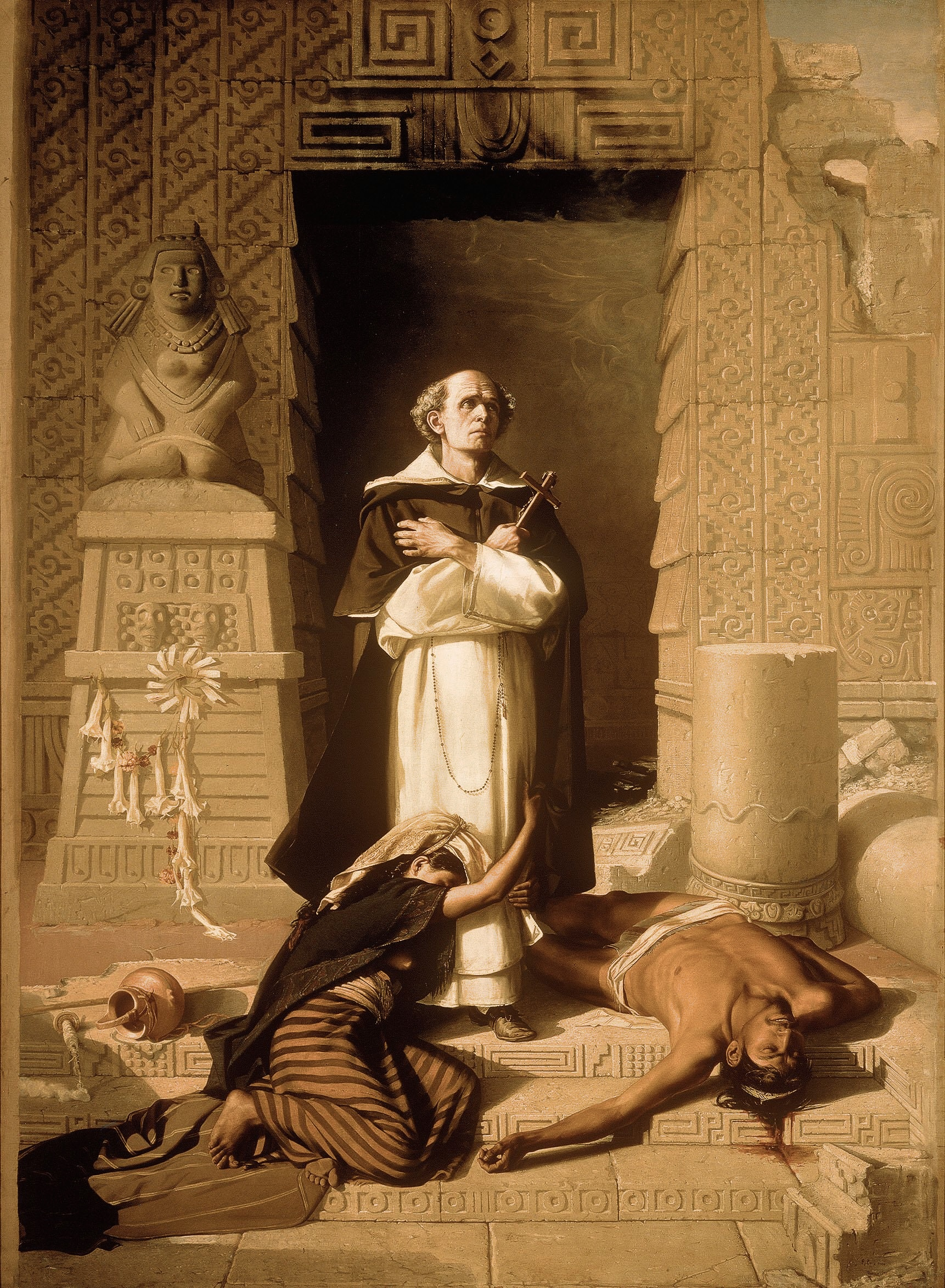
بارتولومي دي لاس كاساس راهب دومنيكاني وهو معروف إلى الأجيال القادمة بلقب رسول الهنود، إذ كانت له مساعي لرفع الظلم الذي وقع عليهم بعد الغزو الإسباني.
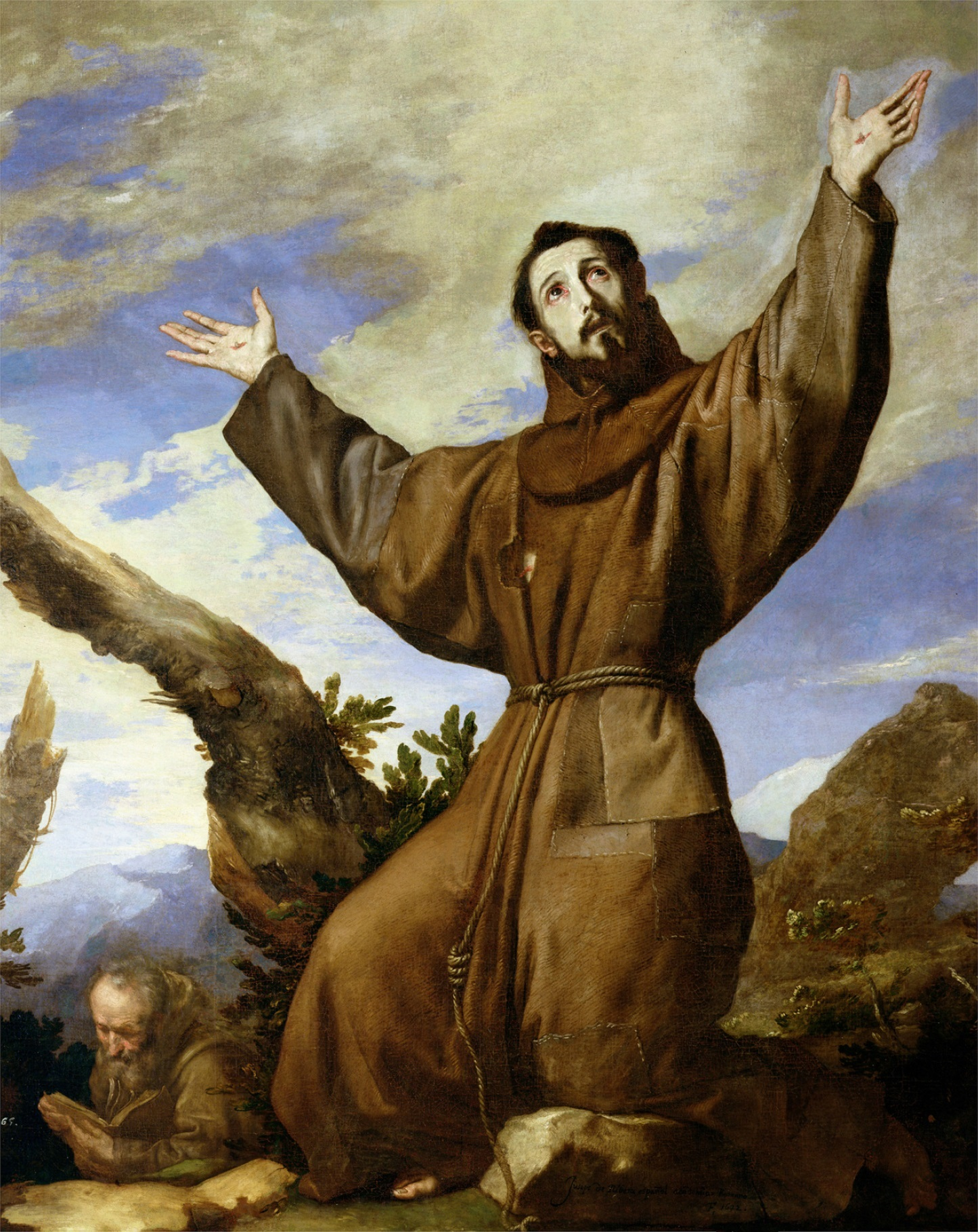
فرنسيس الأسيزي؛ معلم للكنيسة الجامعة، ومصلح، عرف بدفاعه عن الفقراء.
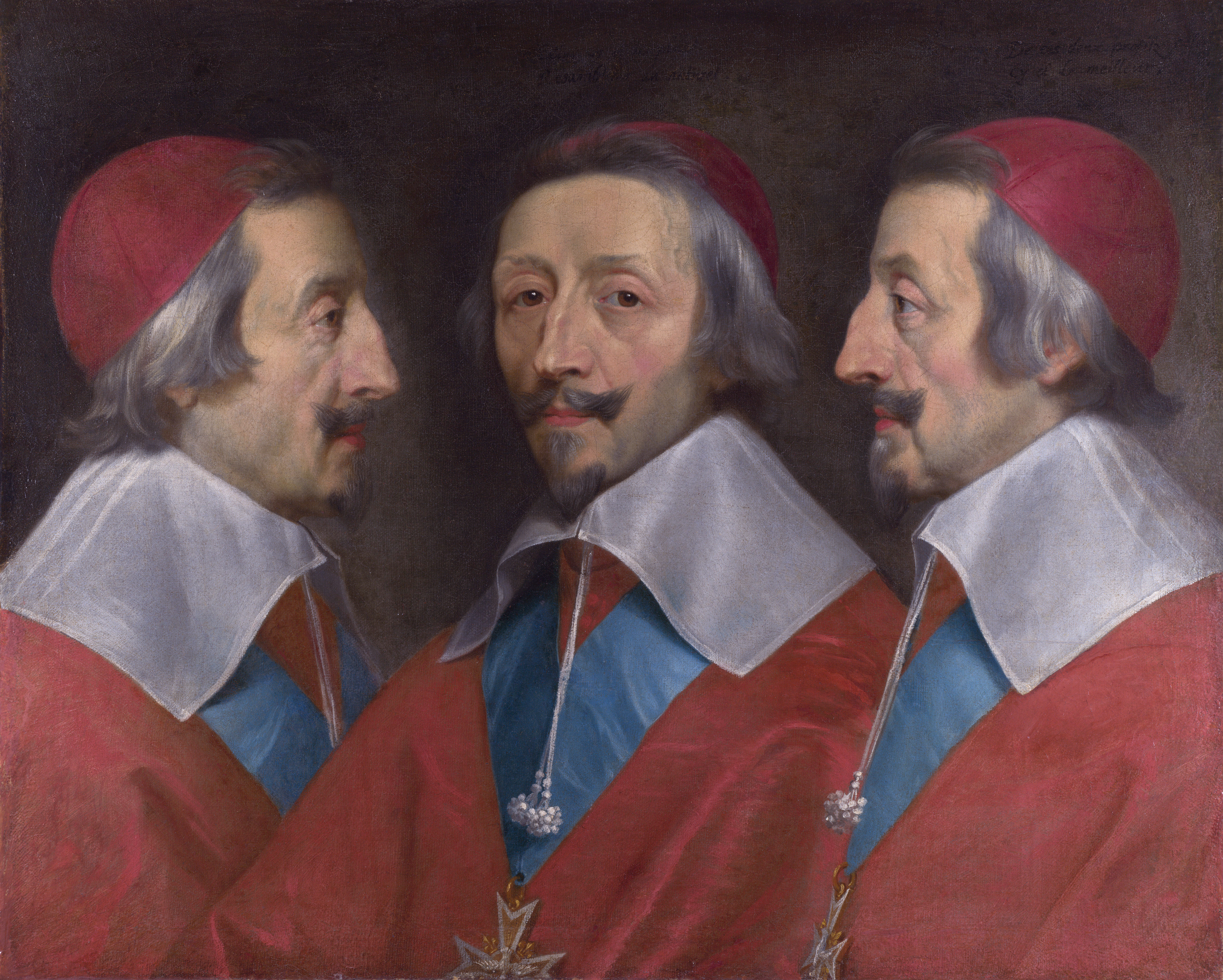
الكاردينال ريشيليو، ومؤسس أكاديمية اللغة الفرنسية. يعتبر أول رئيس وزراء في التاريخ؛ حيث كان وزير الملك الفرنسي لويس الثالث عشر.
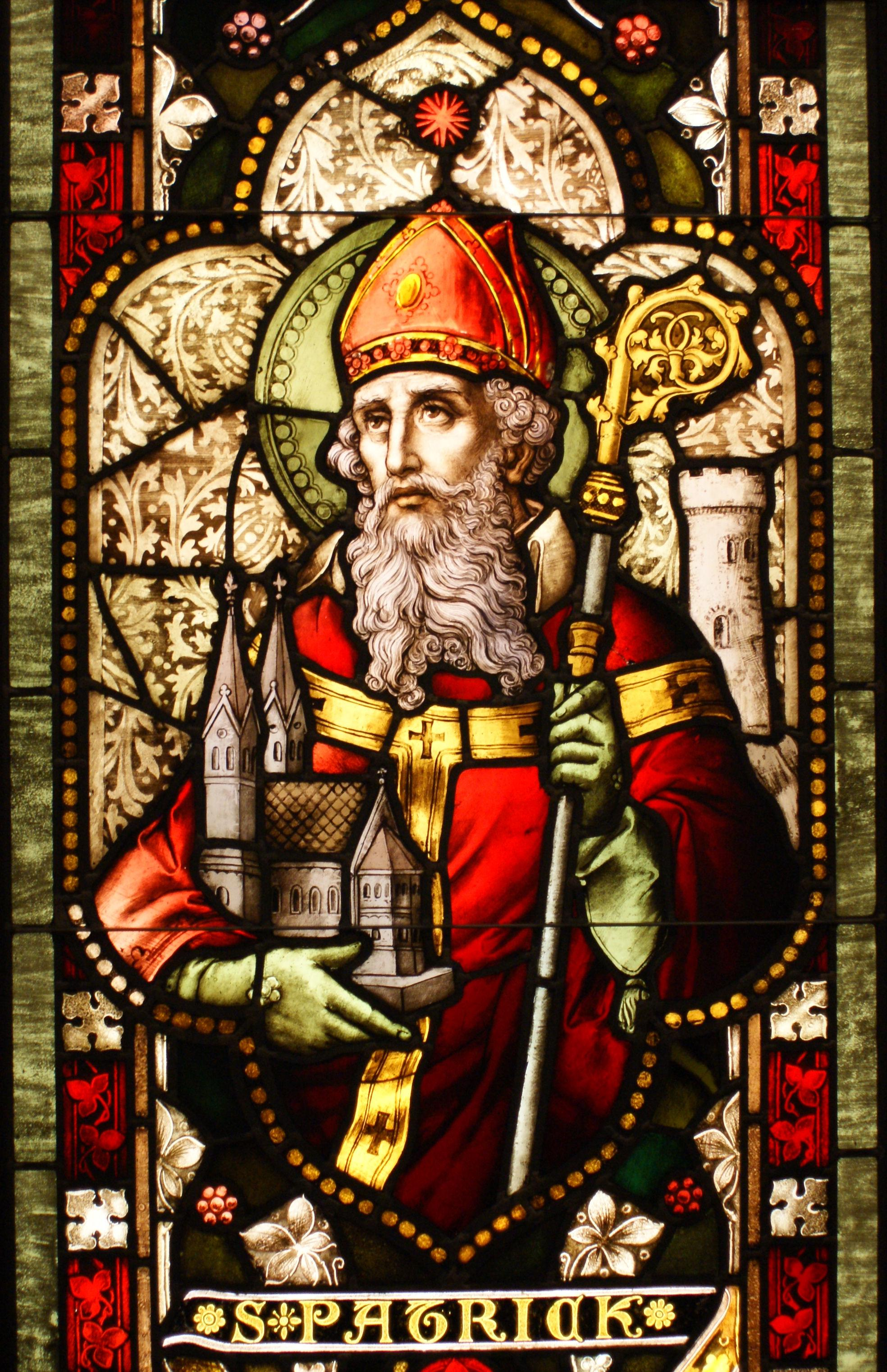
القديس باتريك، أدخل المسيحية إلى جزيرة أيرلندا ومنذ ذلك الحين هو راعي أيرلندا.
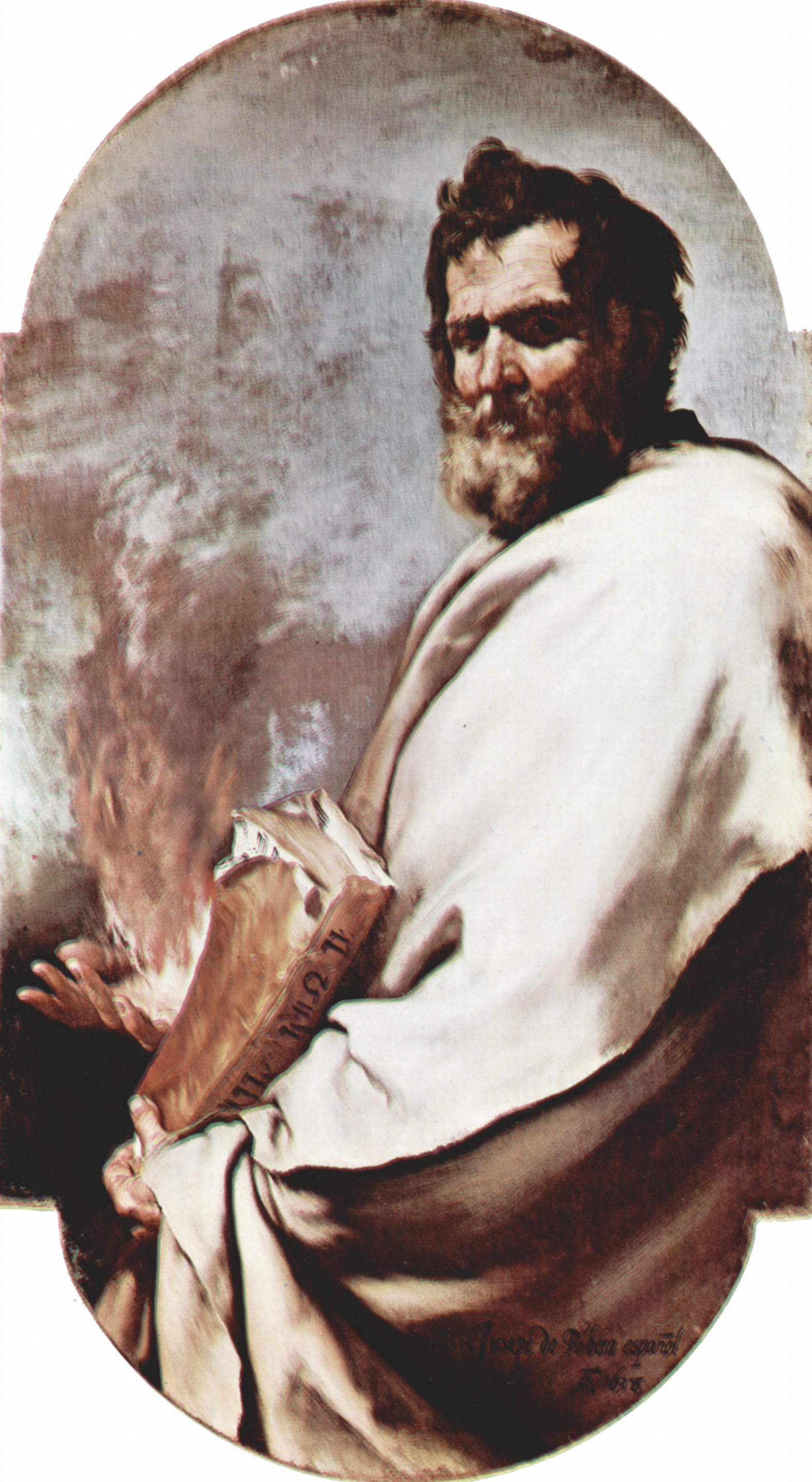
إيليا النبي، وهو من الأنبياء الكبار في المسيحية.
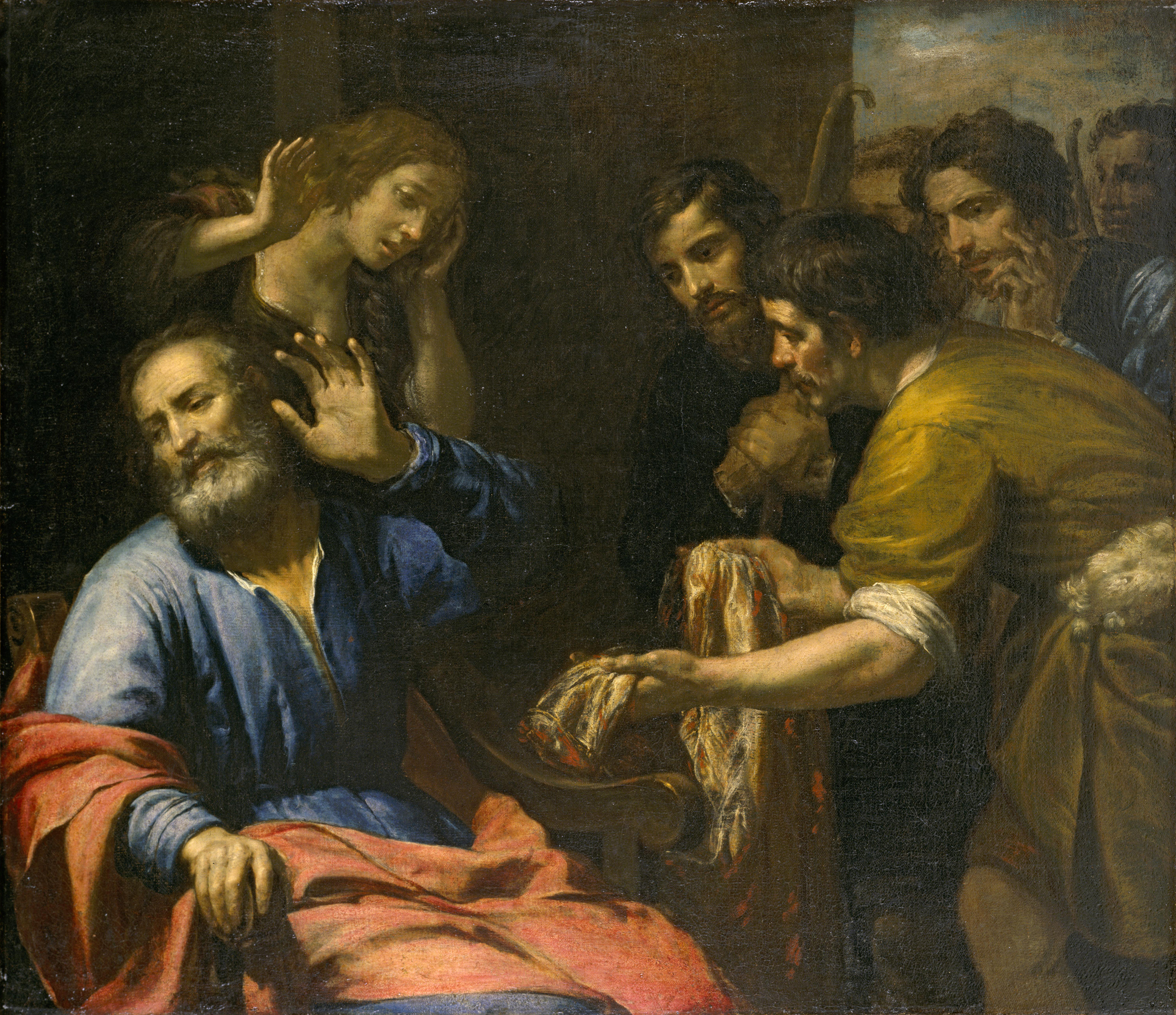
وصول قميص يوسف ليعقوب ؛ وهي من أحداث العهد القديم: بريشة جيوفاني دي اندريا فيراري.
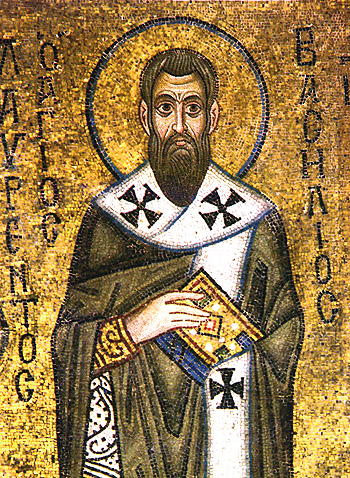
أيقونة باسيليوس قيصرية البيزنطيَّة؛ وهو من أهم علماء اللاهوت المسيحي.
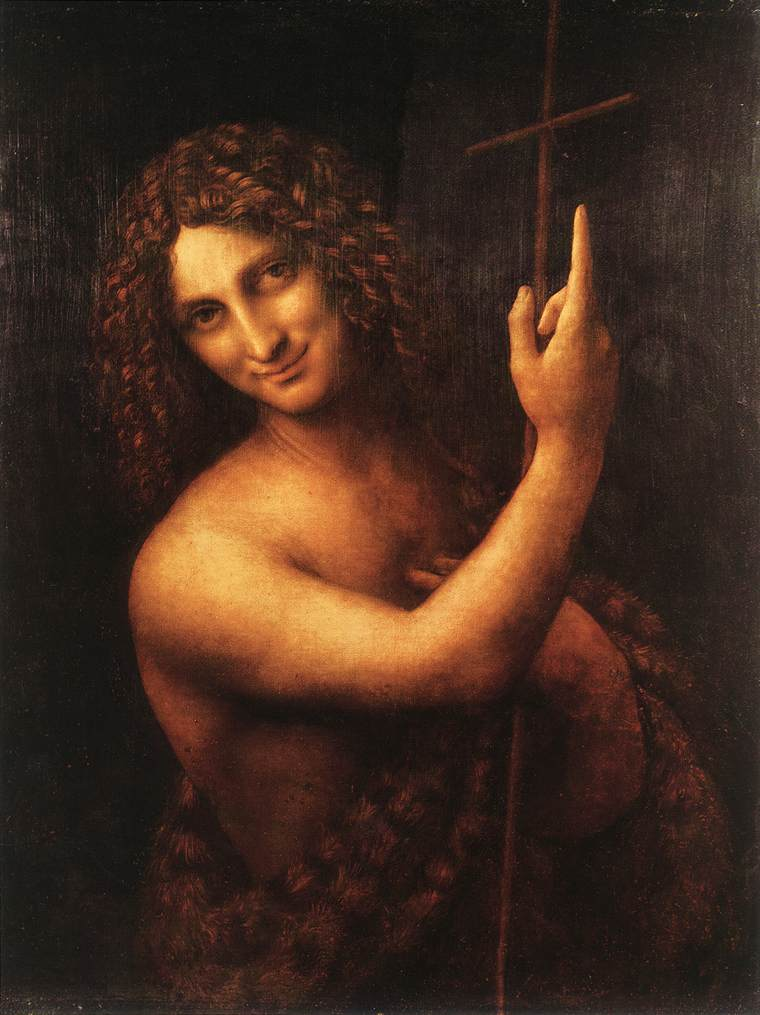
يوحنا المعمدان، بريشة ليوناردو دا فينشي.
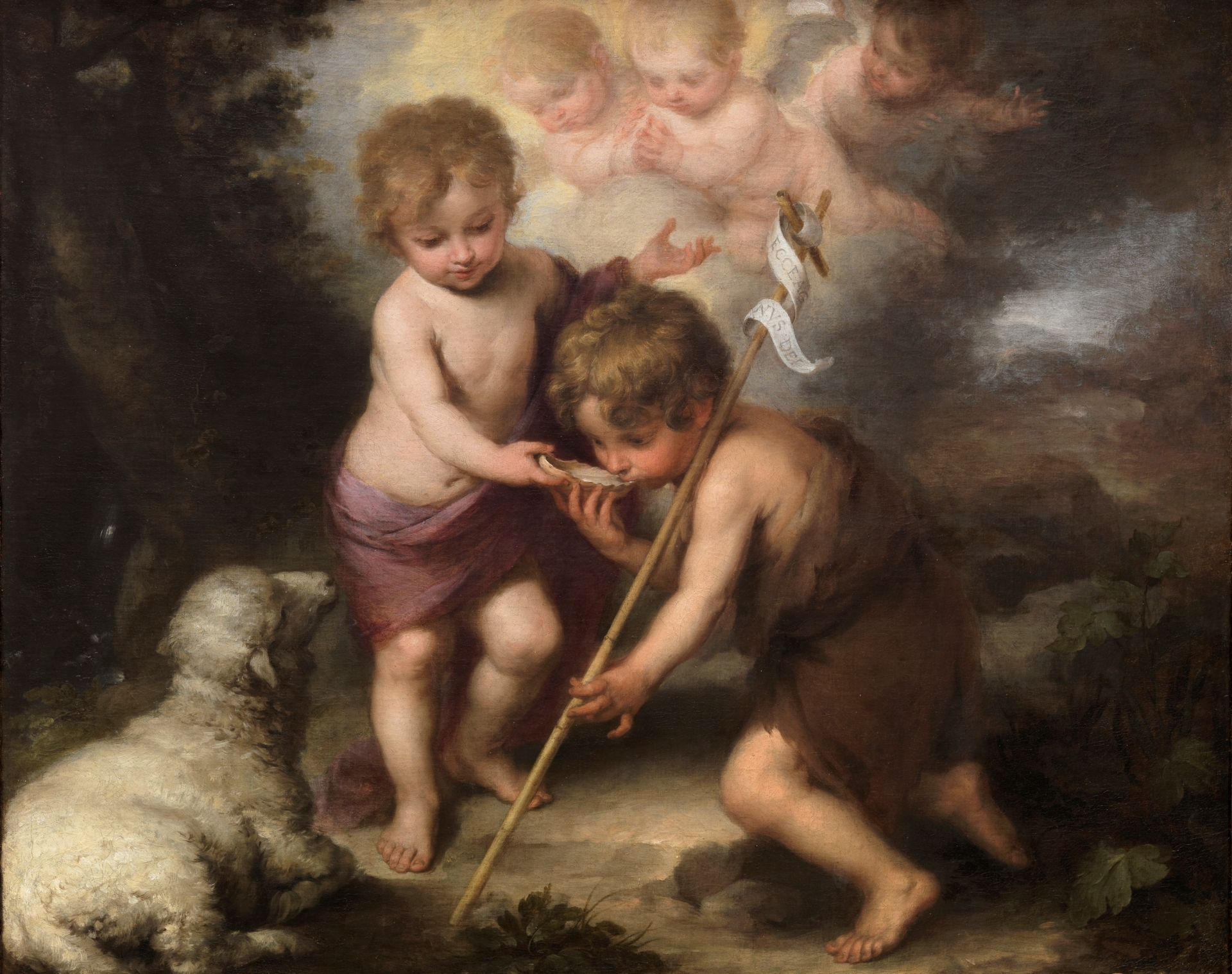
الطفل يسوع (يسار) ويوحنا المعمدان، بريشة بارتولومي إستيبان موريو.
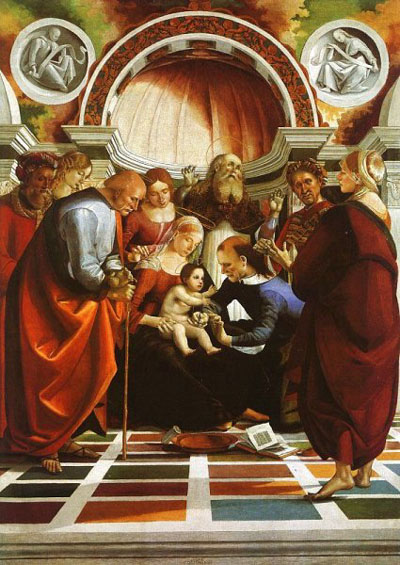
«ختان المسيح» بريشة لوكا سينورللي.
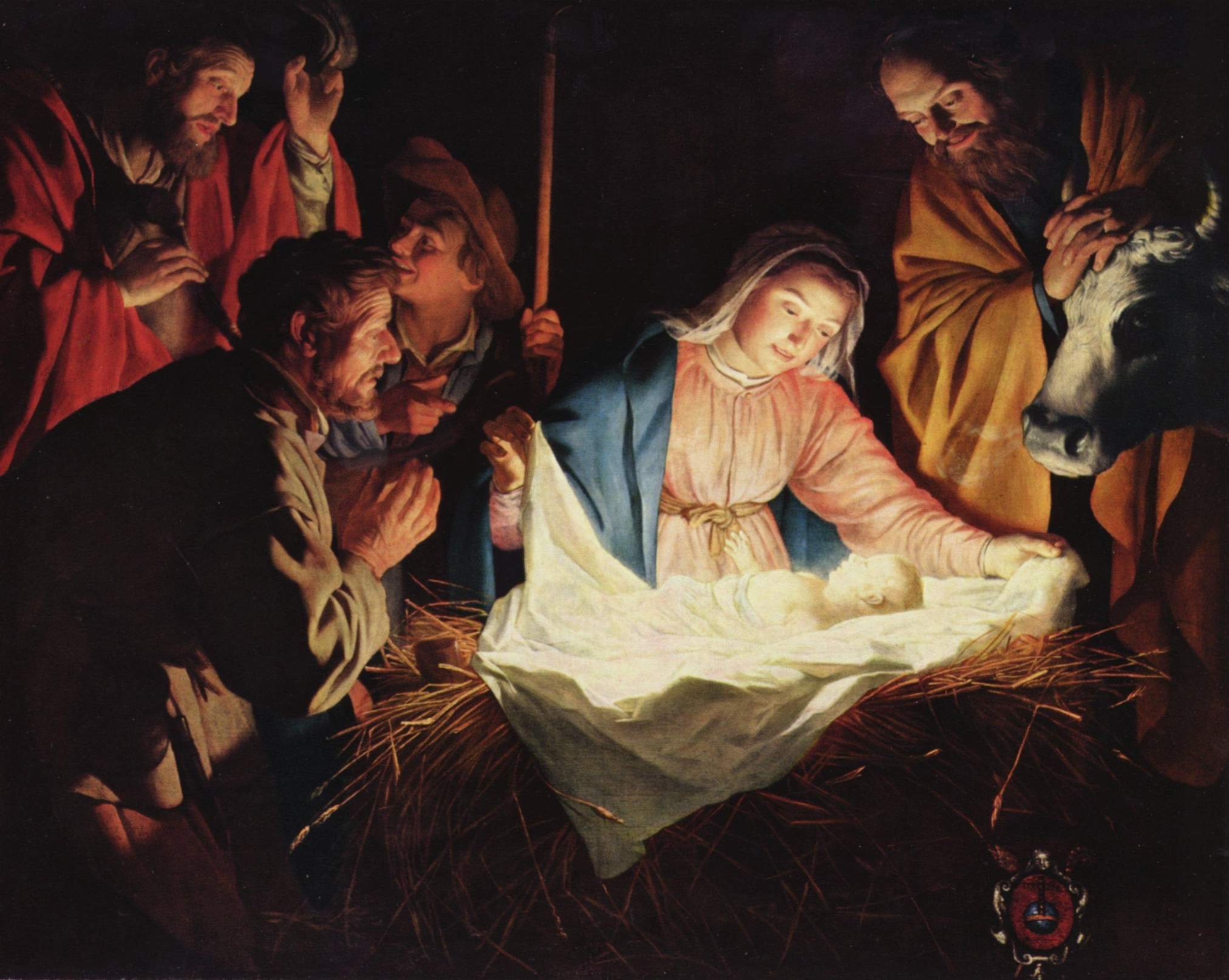
لوحة ميلاد يسوع، تظهر الطفل ومريم ويوسف والرعاة. بريشة هونثروست.
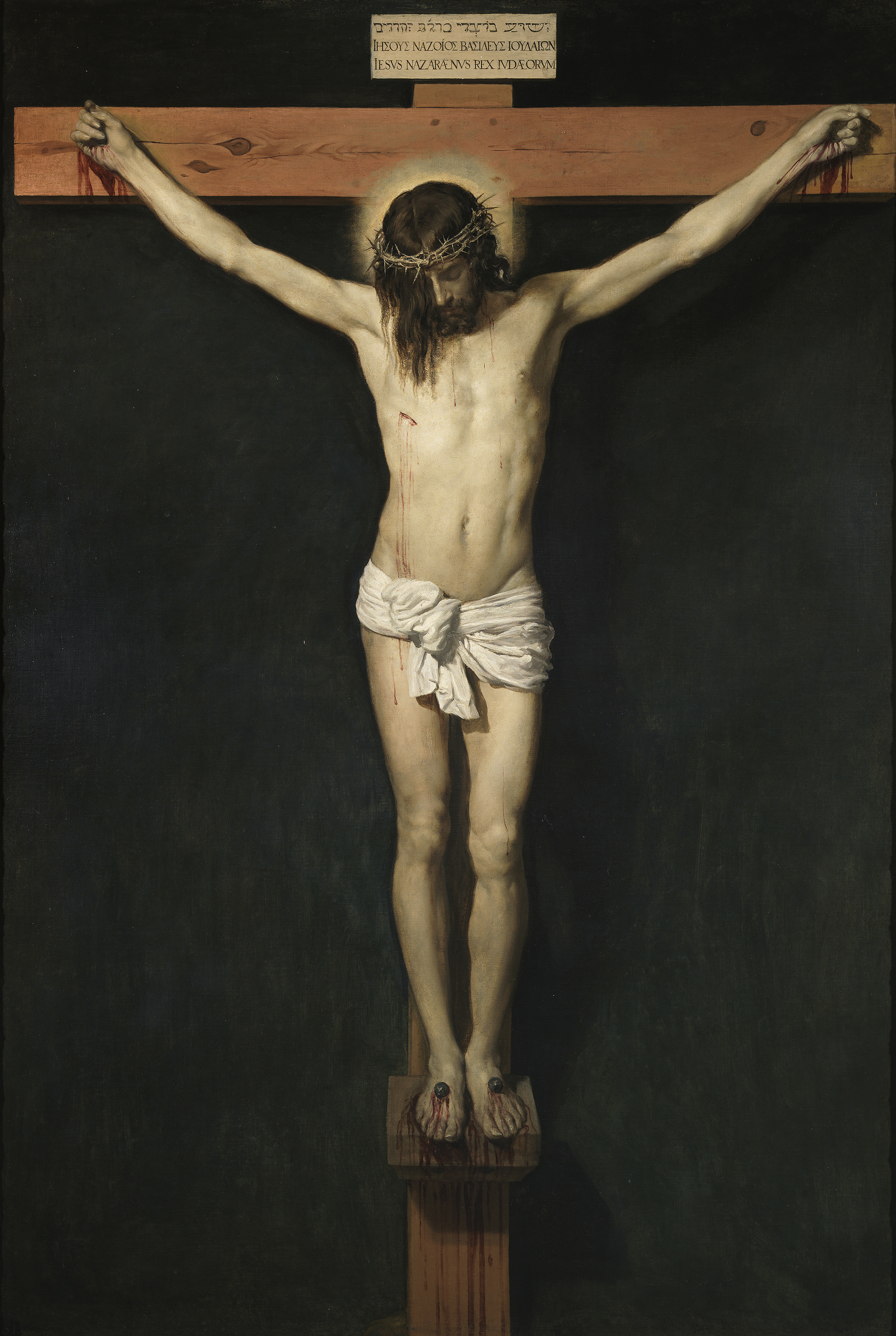
أيقونة «موت المسيح»، بريشة فيلزاكيز 1603.
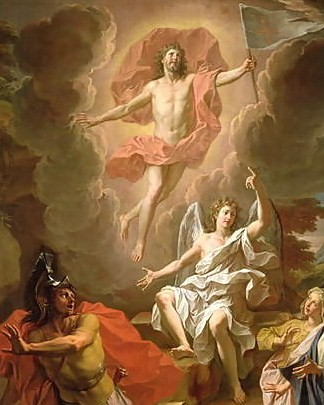
قيامة يسوع المسيح من الموت، بريشة نويل كويبل 1700.
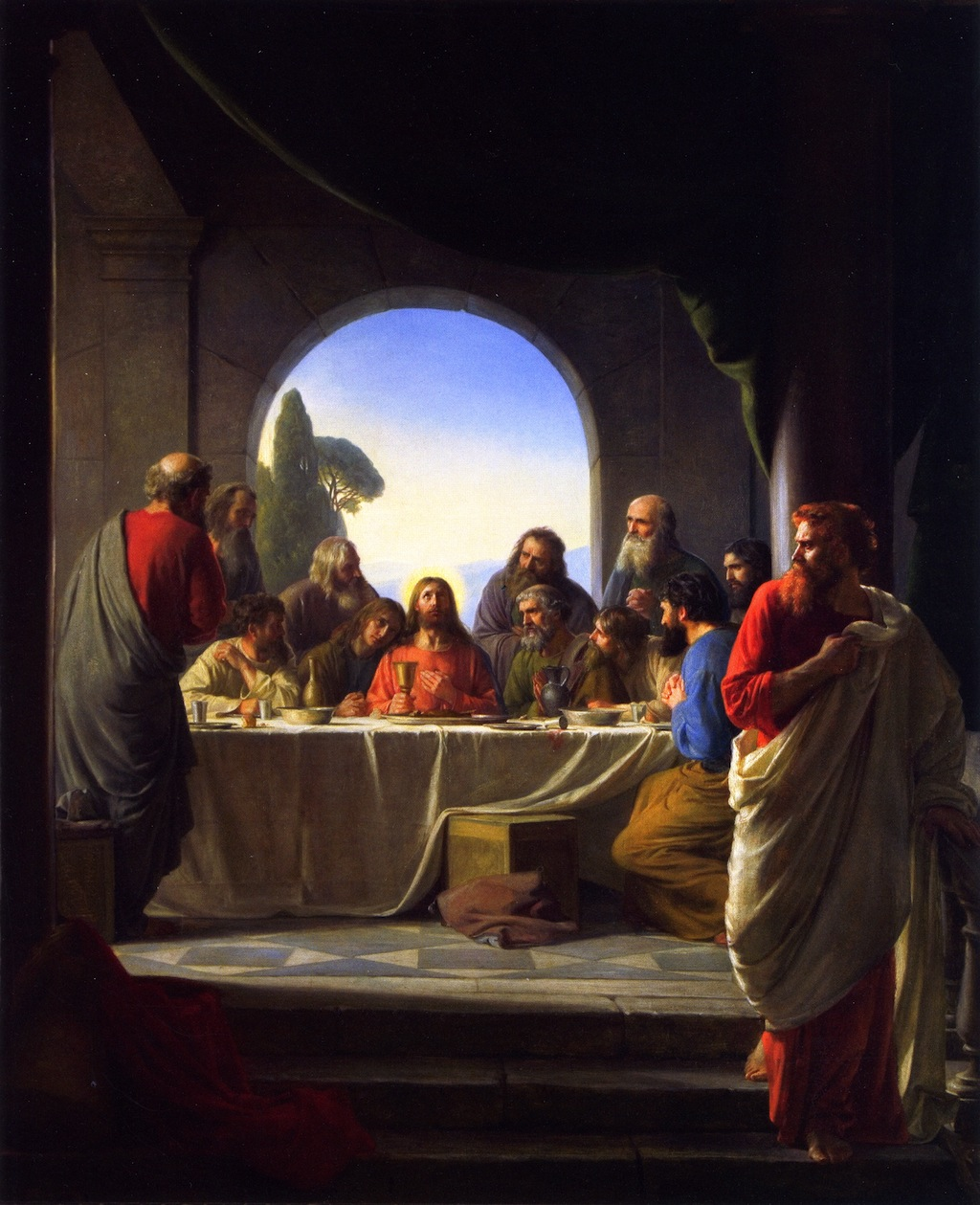
يهوذا الاسخريوطي يغادر قاعة العشاء الأخير، استعدادًا لتسليم يسوع، بريشة كارل بلوش.
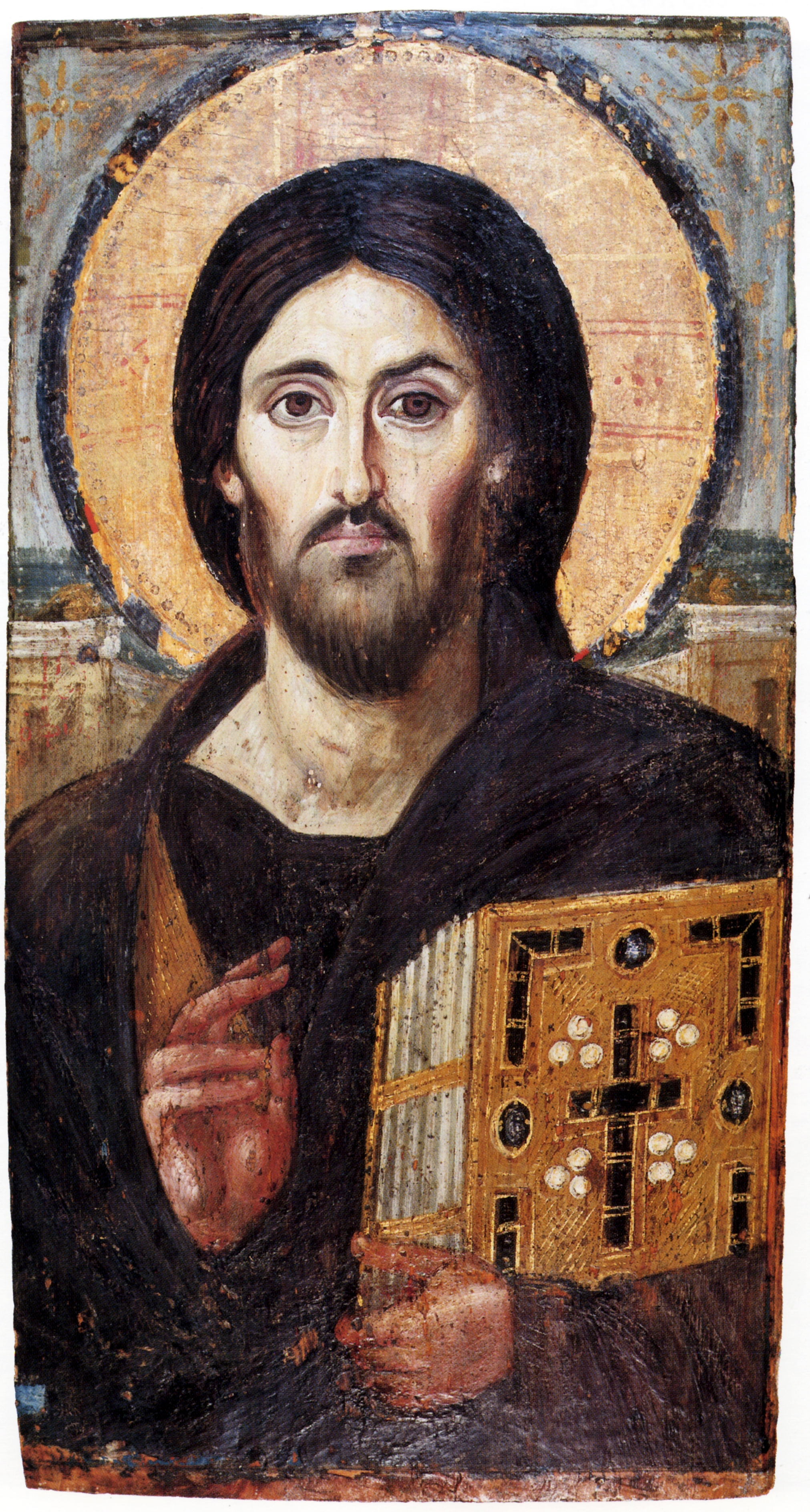
أيقونة «المسيح الضابط»، وهي من أقدم أيقونات الشرقيَّة دير سانت كاترين، في سيناء.
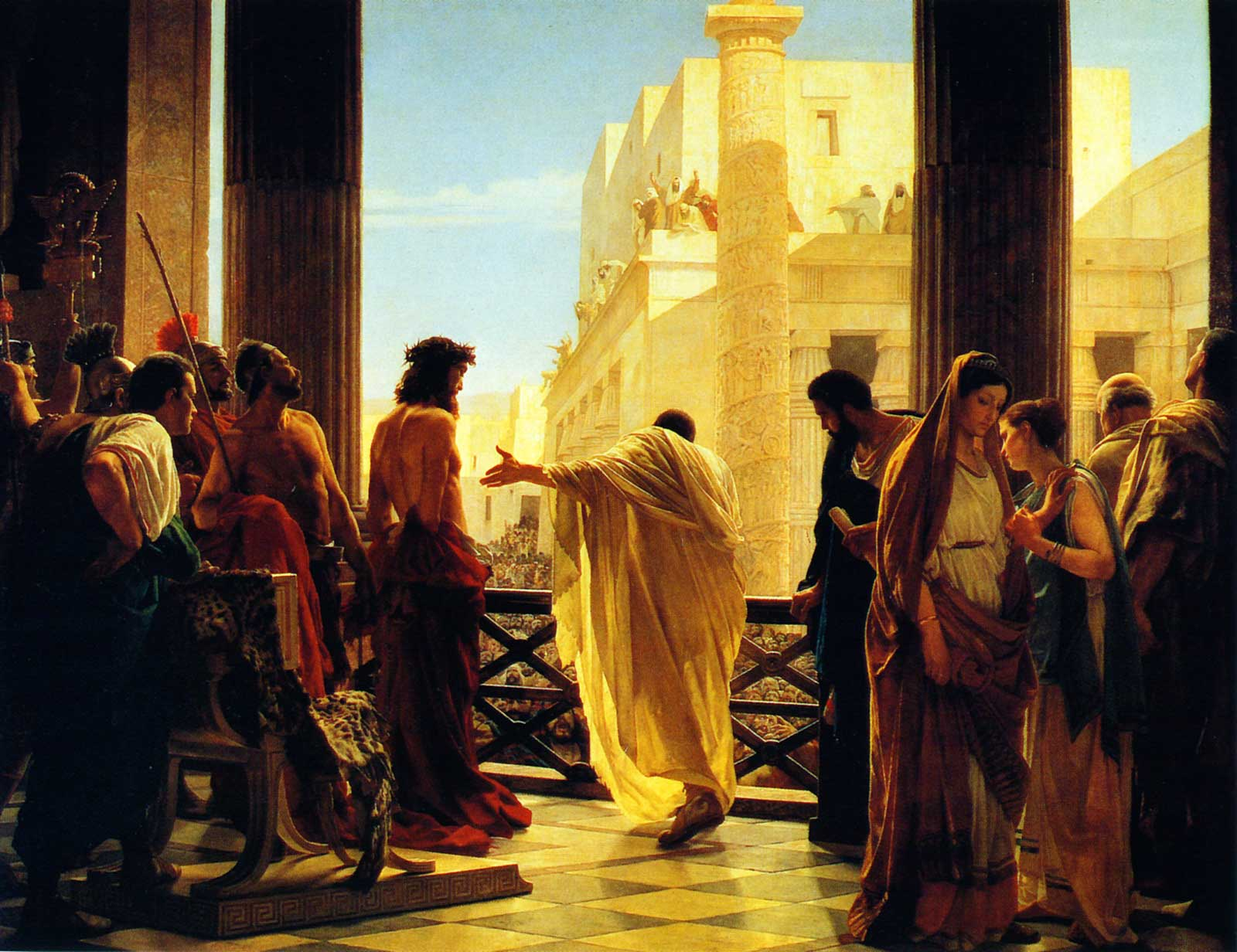
أيقونة «هذا هو الرجل» وهي العبارة التي نطق بها حسب الإنجيل بيلاطس البنطي أمام الحشد. بريشة أنطونيرو كيسري.
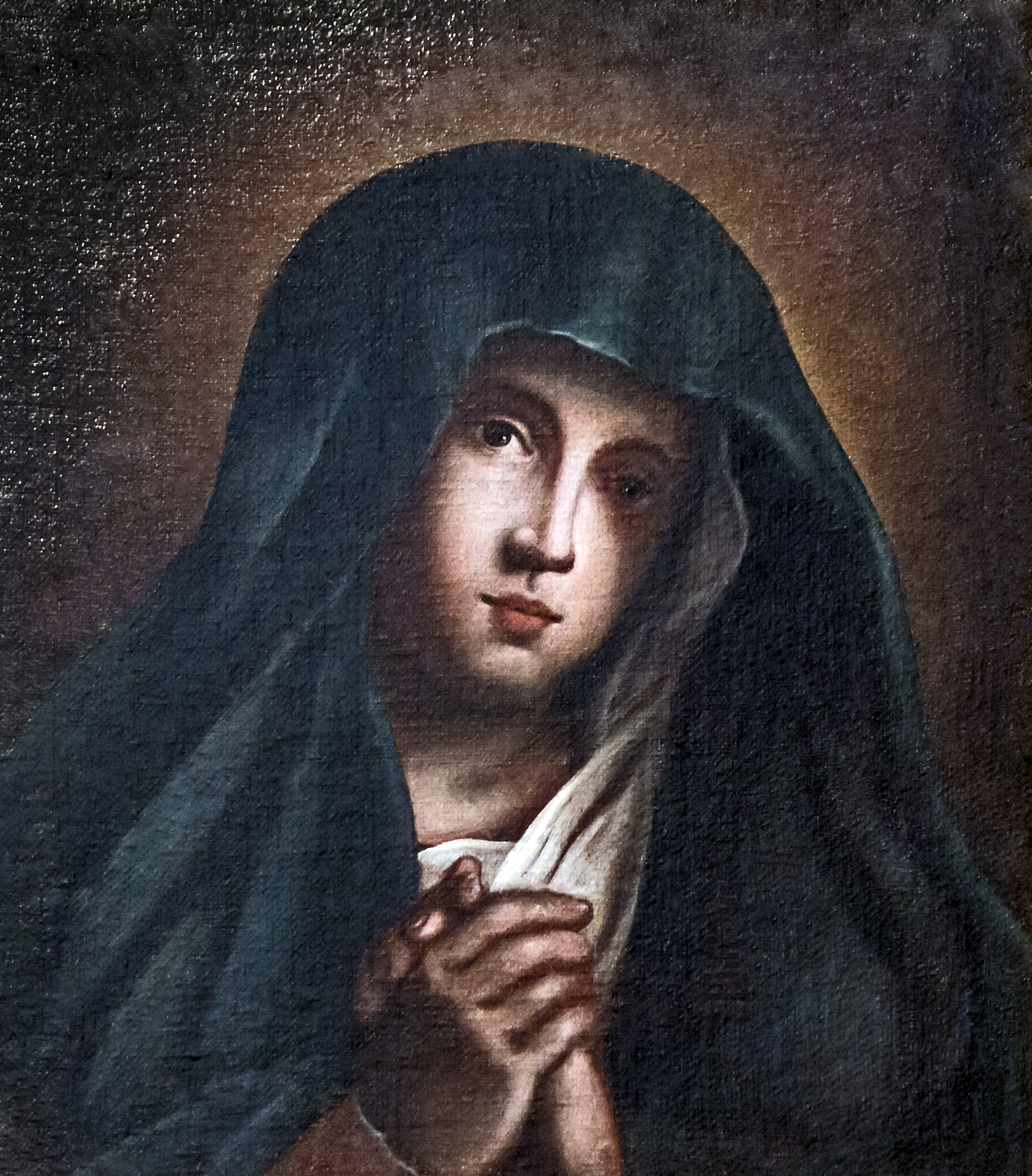
لوحة "مريم الأم الحزينة"، بريشة جوفاني باتيستا سالفي دا ساسوفيراتو.
القديسة حنة ومريم العذراء والطفل يسوع، بريشة ليوناردو دا فينشي.
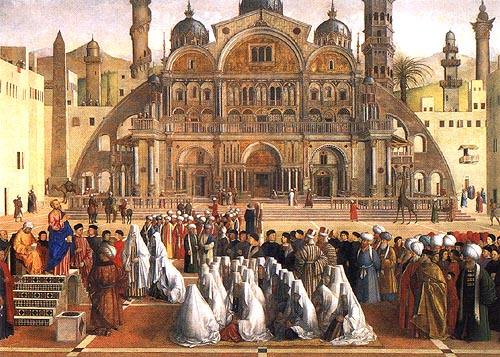
مرقص الرسول يبشّر في مدينة الإسكندرية، بريشة جنتيلي بلليني.
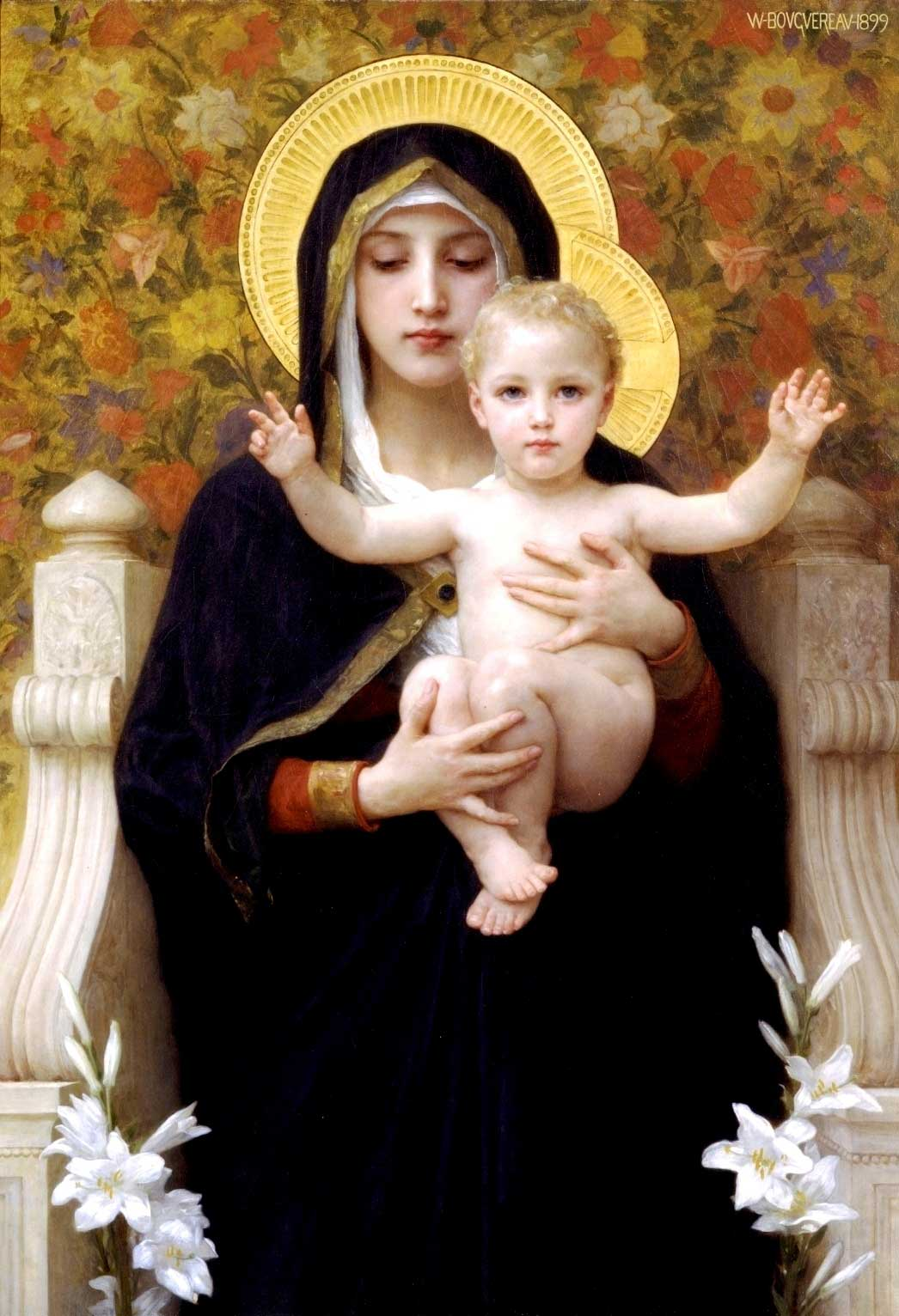
عذراء الزنابق، بريشة ويليام بوغيرو.
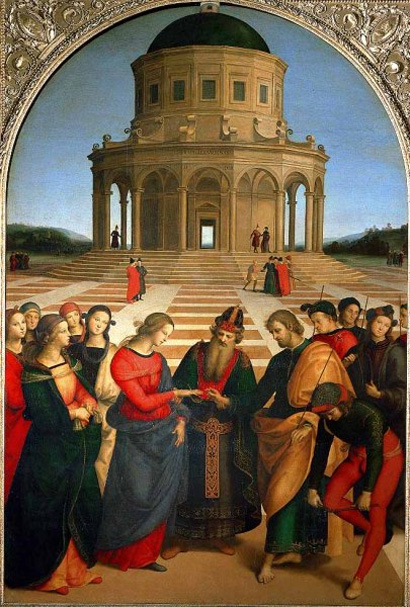
لوحة زواج مريم العذراء من القديس يوسف بريشة رفائيل.
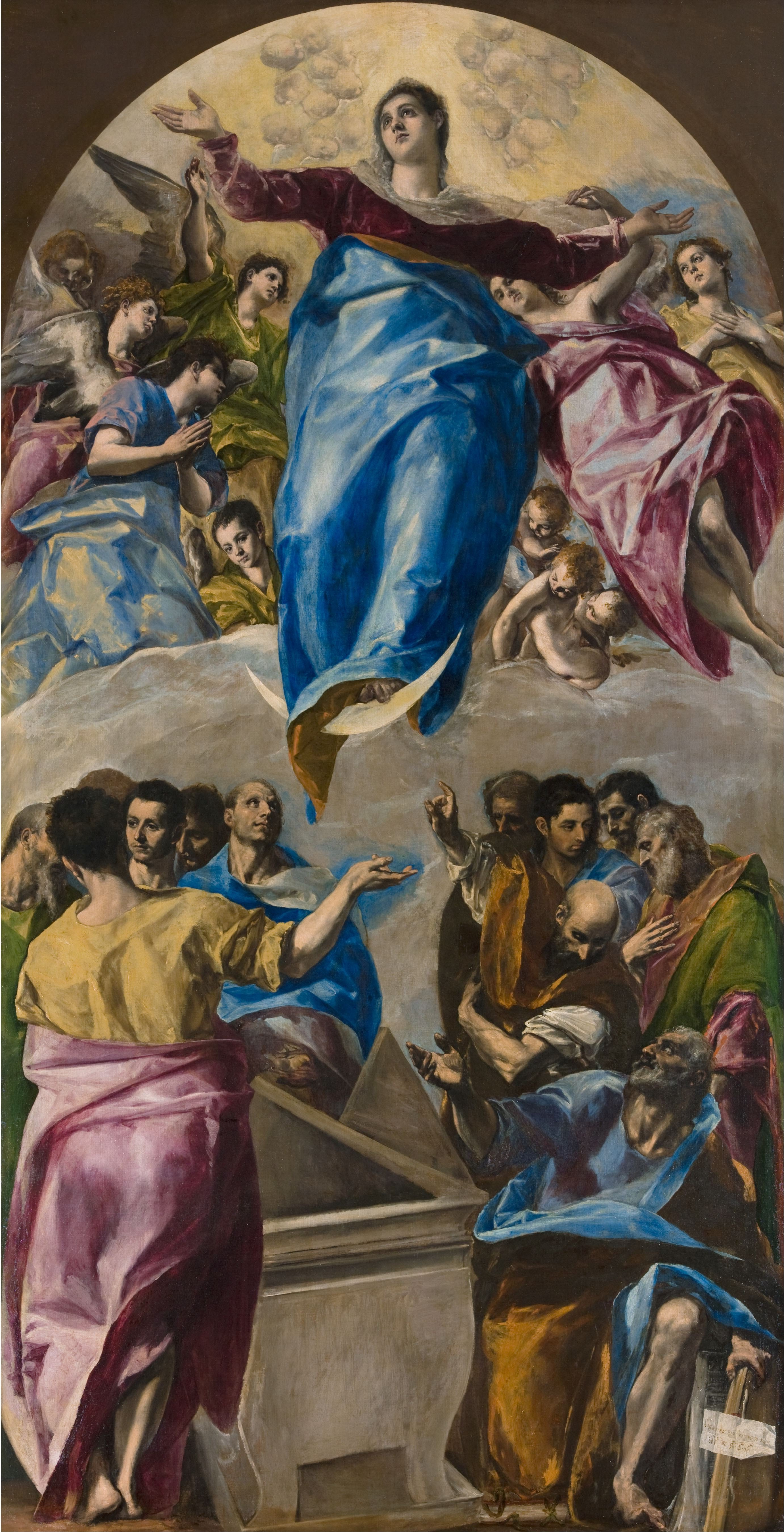
إنتقال مريم العذراء، بريشة إل غريكو.
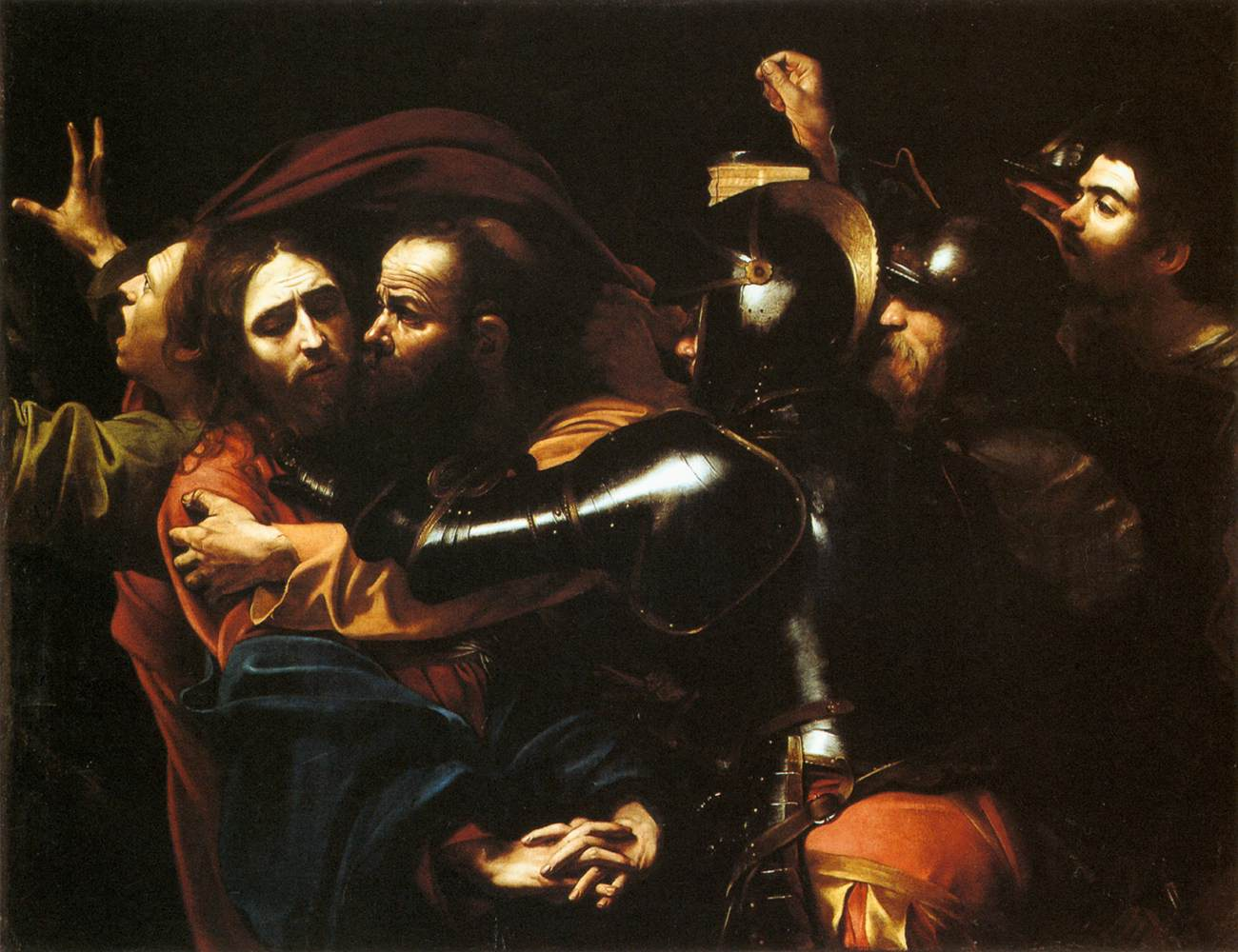
خيانة يهوذا واحدة من أشهر الخيانات في التاريخ البشري، بريشة كارافاجيو.
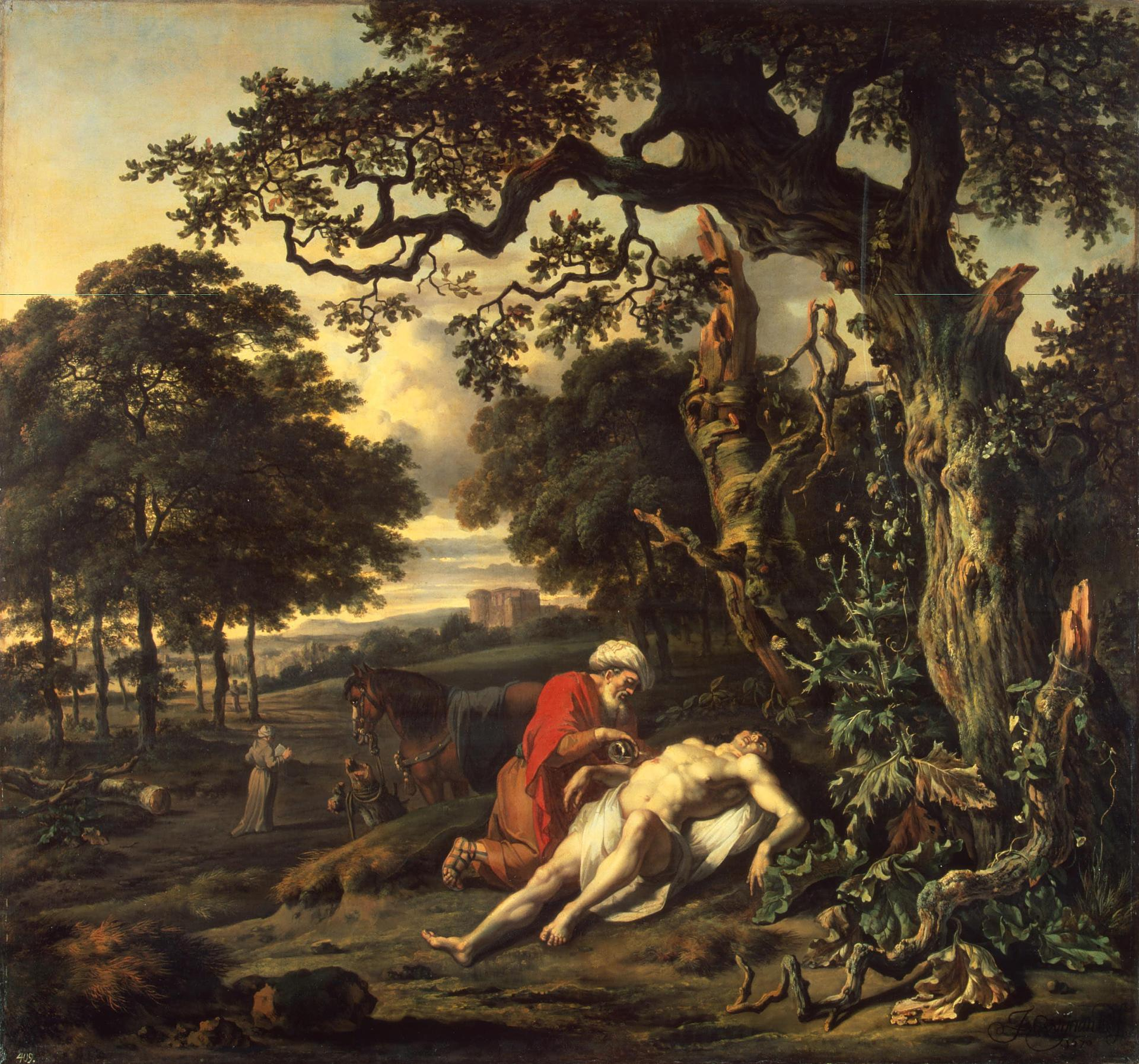
السامري الصالح، أحد أبرز أمثال يسوع ويدعو المثل للأعمال الخيّرية، وإنقاذ ومساعدة المحتاجين الغرباء.
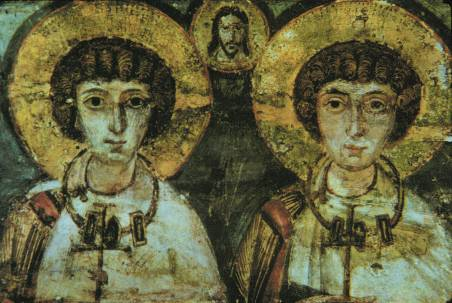
سركيس وباخوس، الأخوة الروحييِّن، تعتبر الصداقة والوفاء من القيم والمِثل التي تدعو لها المسيحية والأرثوذكسية بشكل خاص.
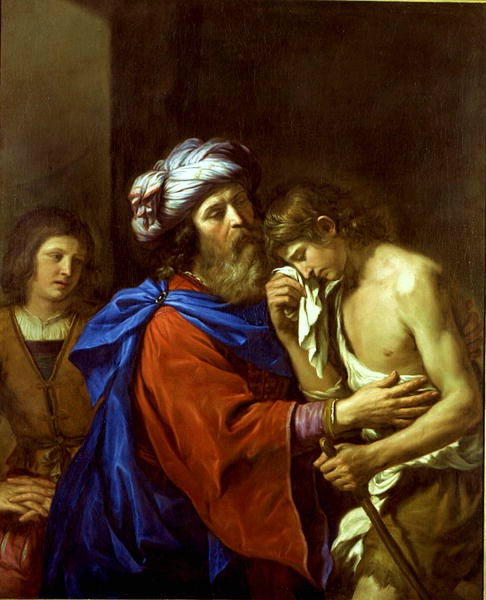
عودة الابن الضال، أحد أبرز أمثال يسوع ويدعو المثل للمغفرة والمسامحة.
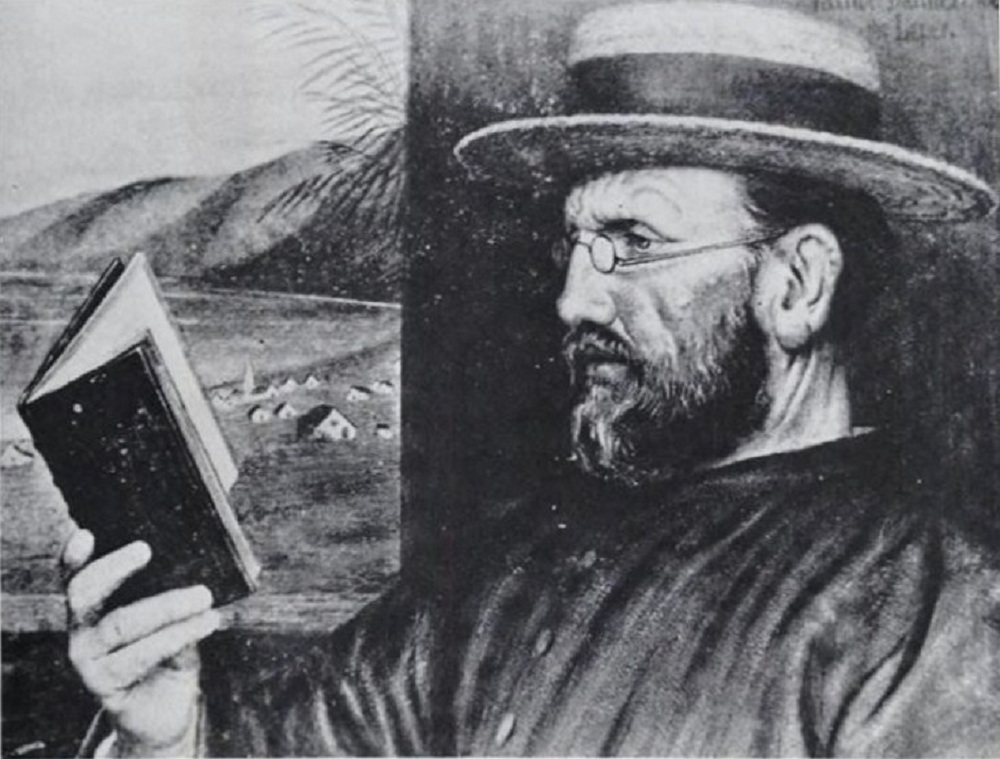
الأب داميان ضحى في حياته من أجل العناية بمرضى الجذام؛ تُعتبر التضحيَّة وخدمة المرضى من أعمال الرحمة الجسديَّة.
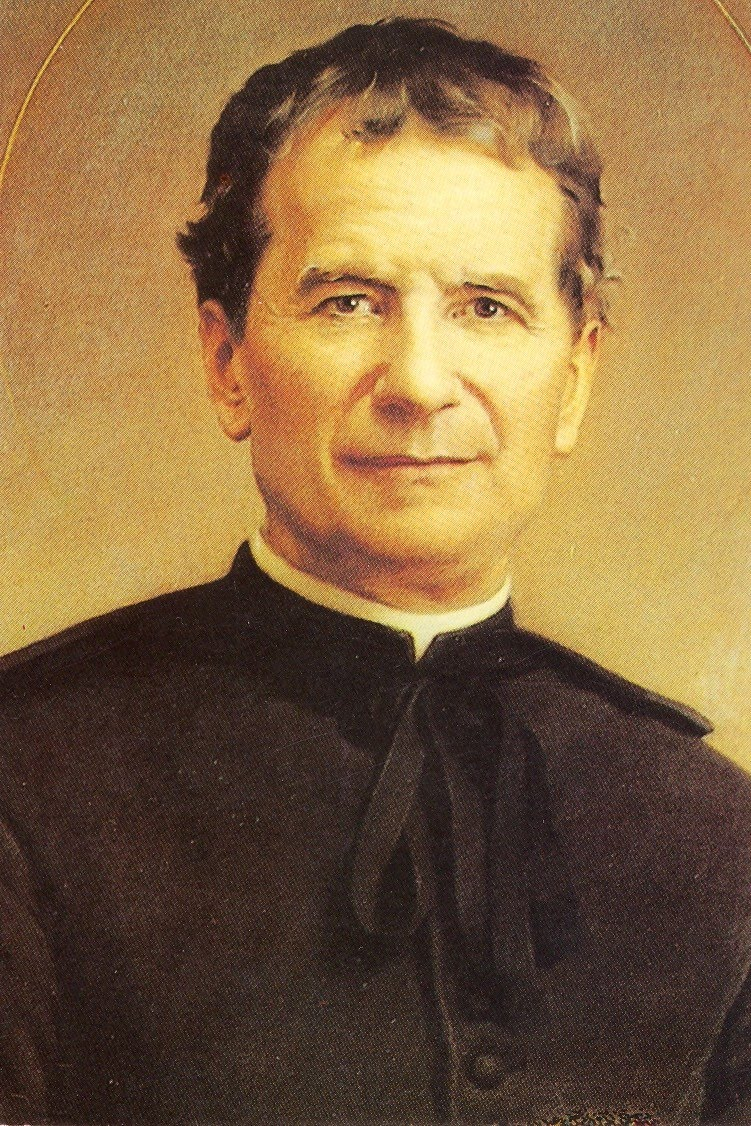
دون بوسكو قام ببناء من المعاهد التي تقوم علي لم شمل الشباب وتعليمهم حرفه أو مهنه لتعزيز العدالة الإجتماعية.
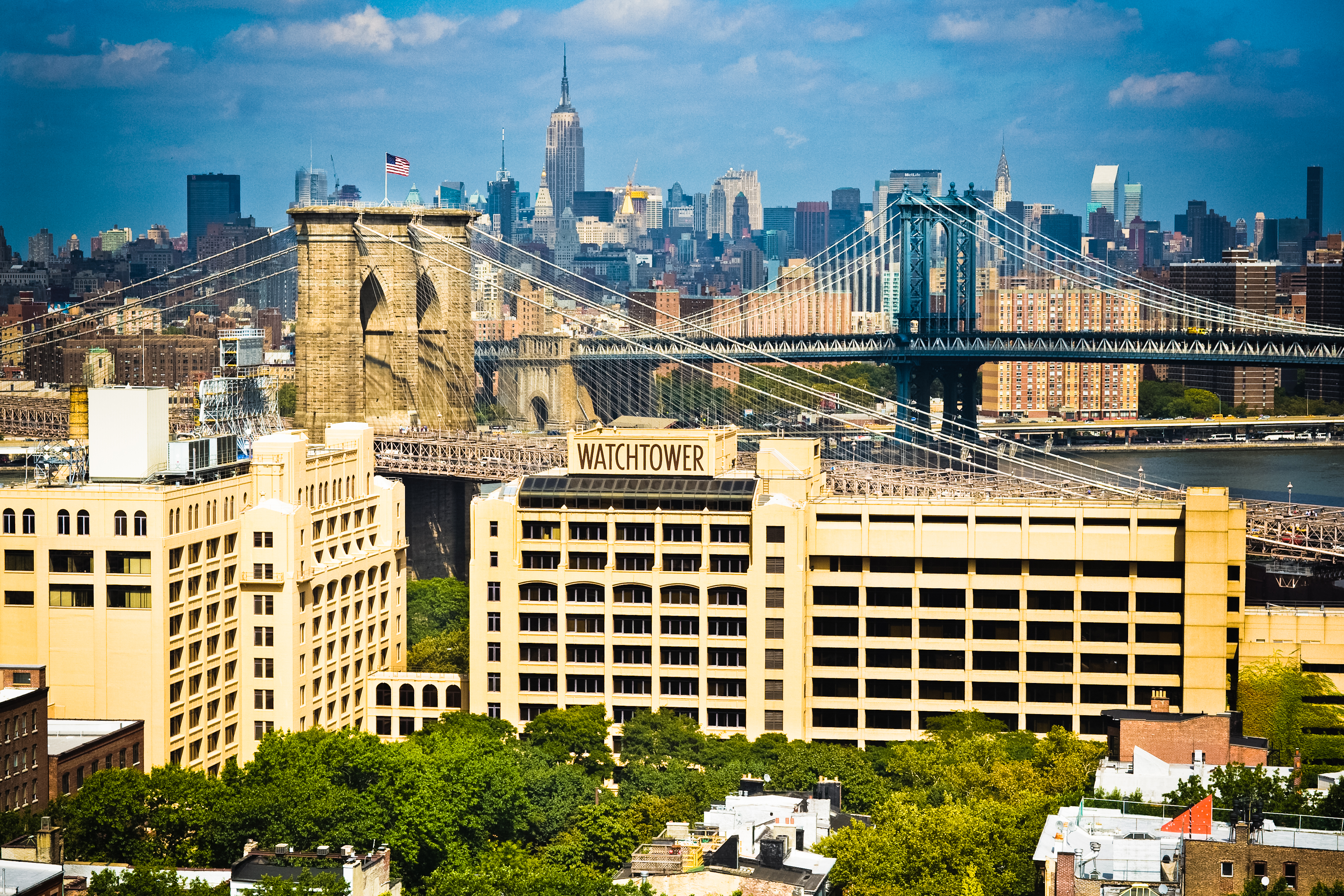
دار النشر برج المراقبة التابعة لشهود يهوه في بروكلين، نيويورك سيتي، نيويورك.
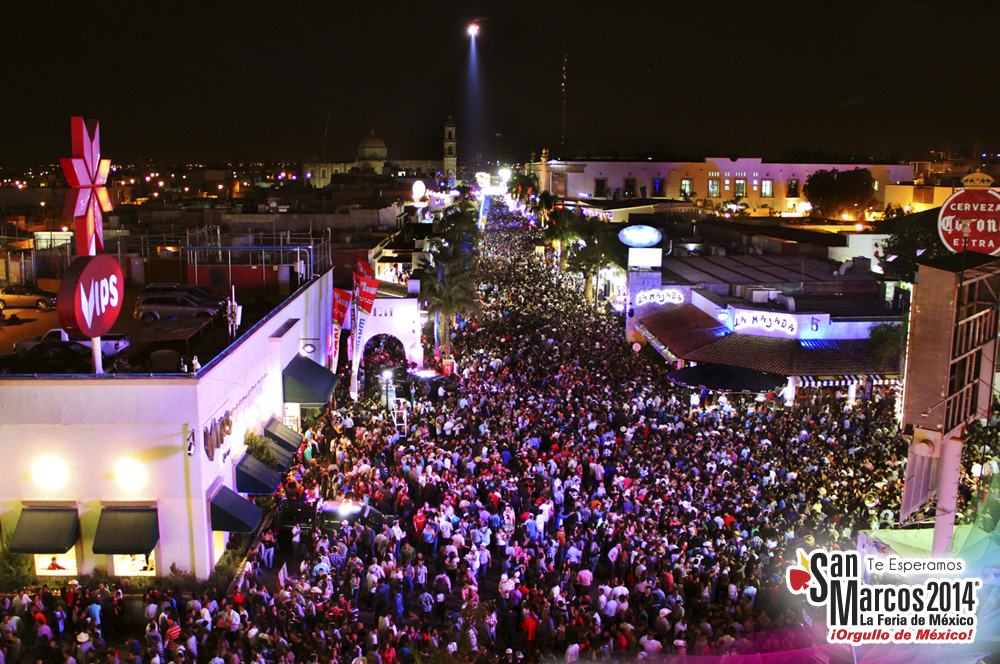
احتفالات يوم القديس مرقس؛ في  المكسيك.
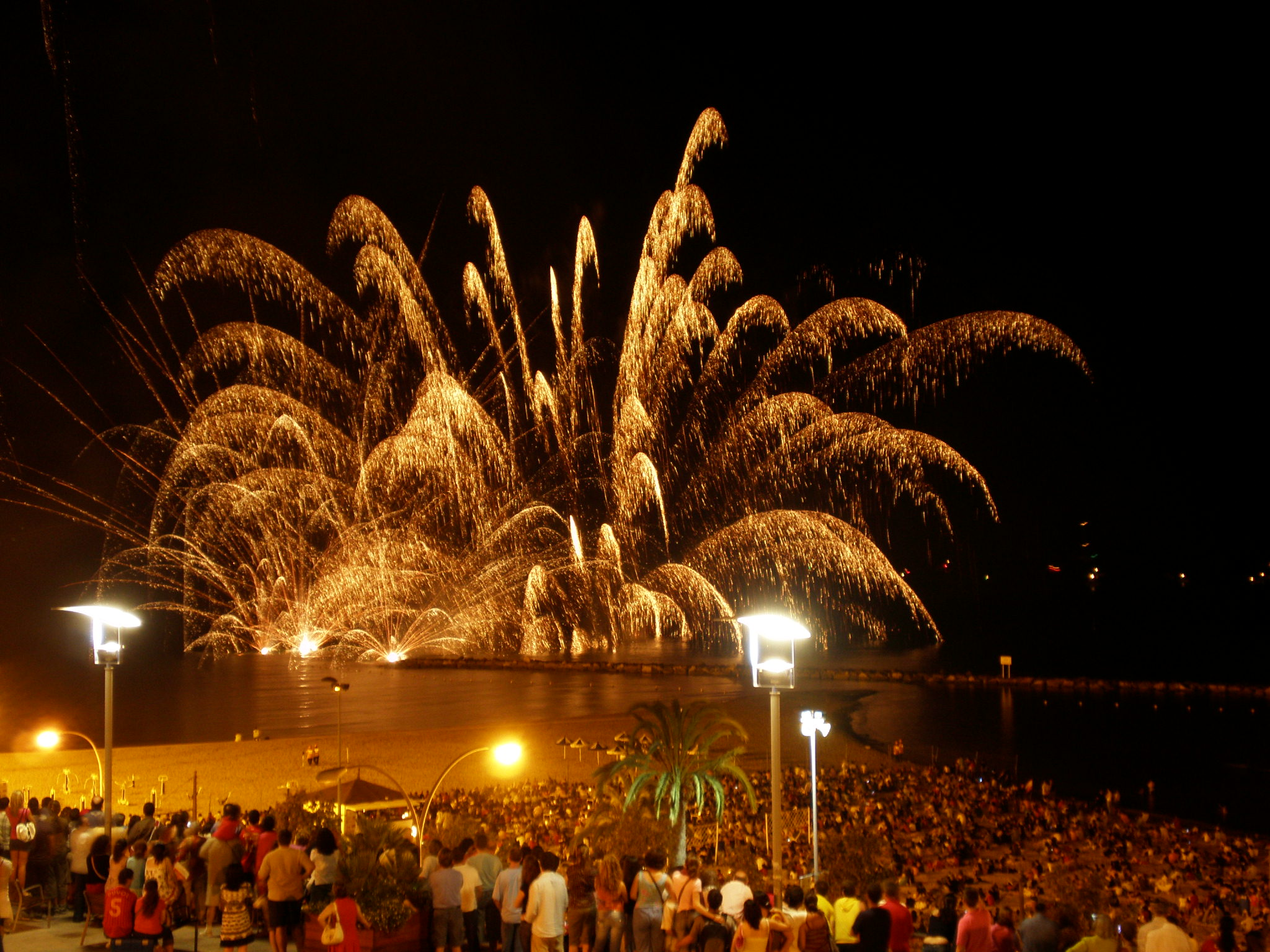
إحتفالات ذكرى يوحنا المعمدان في  إستونيا.
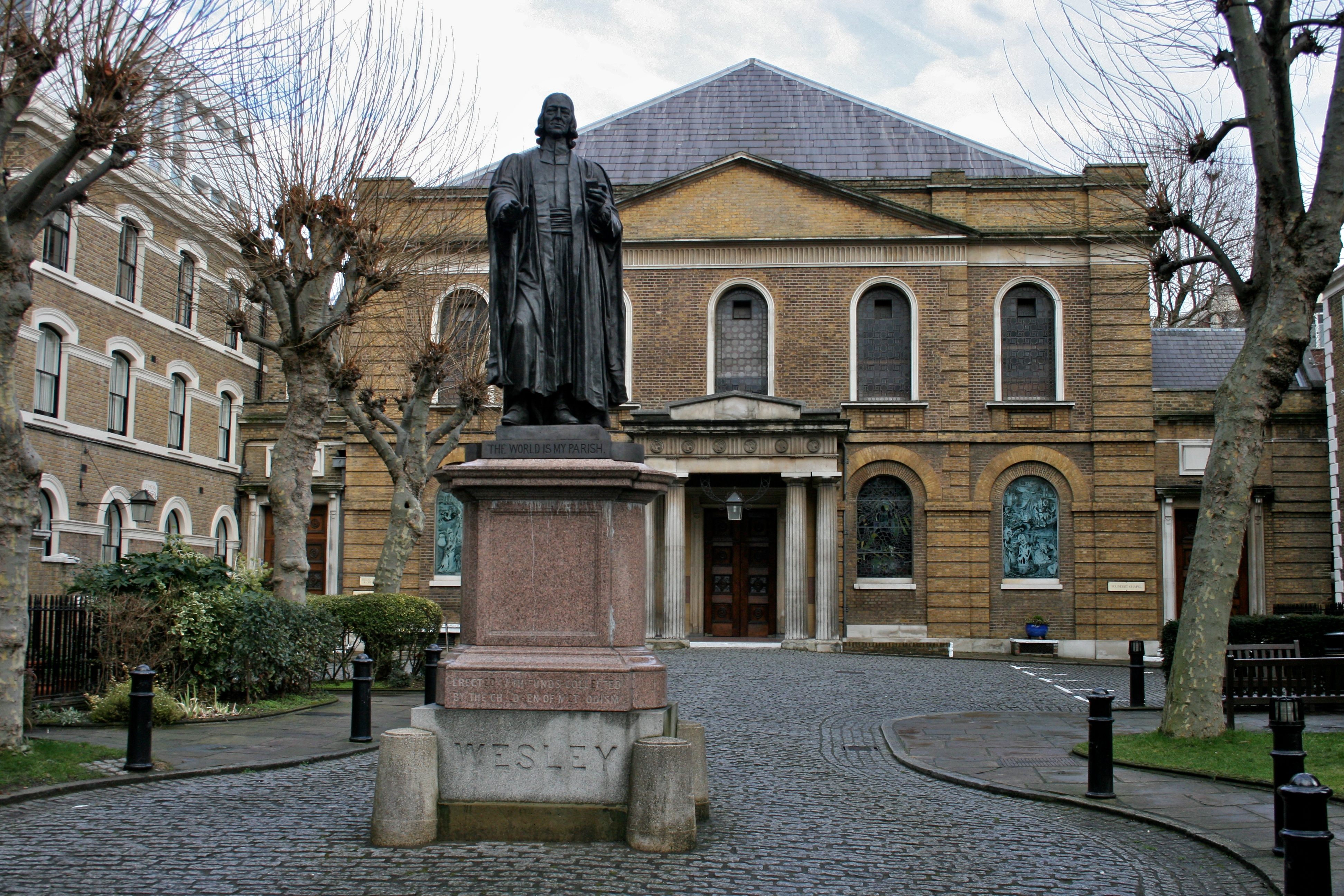
ميدان جون ويزلي في لندن، ترك جون ويزلي مؤسس الكنيسة الميثودية تأثيرًا على الموسيقى والعظات الدينيَّة والطب الوقائي.
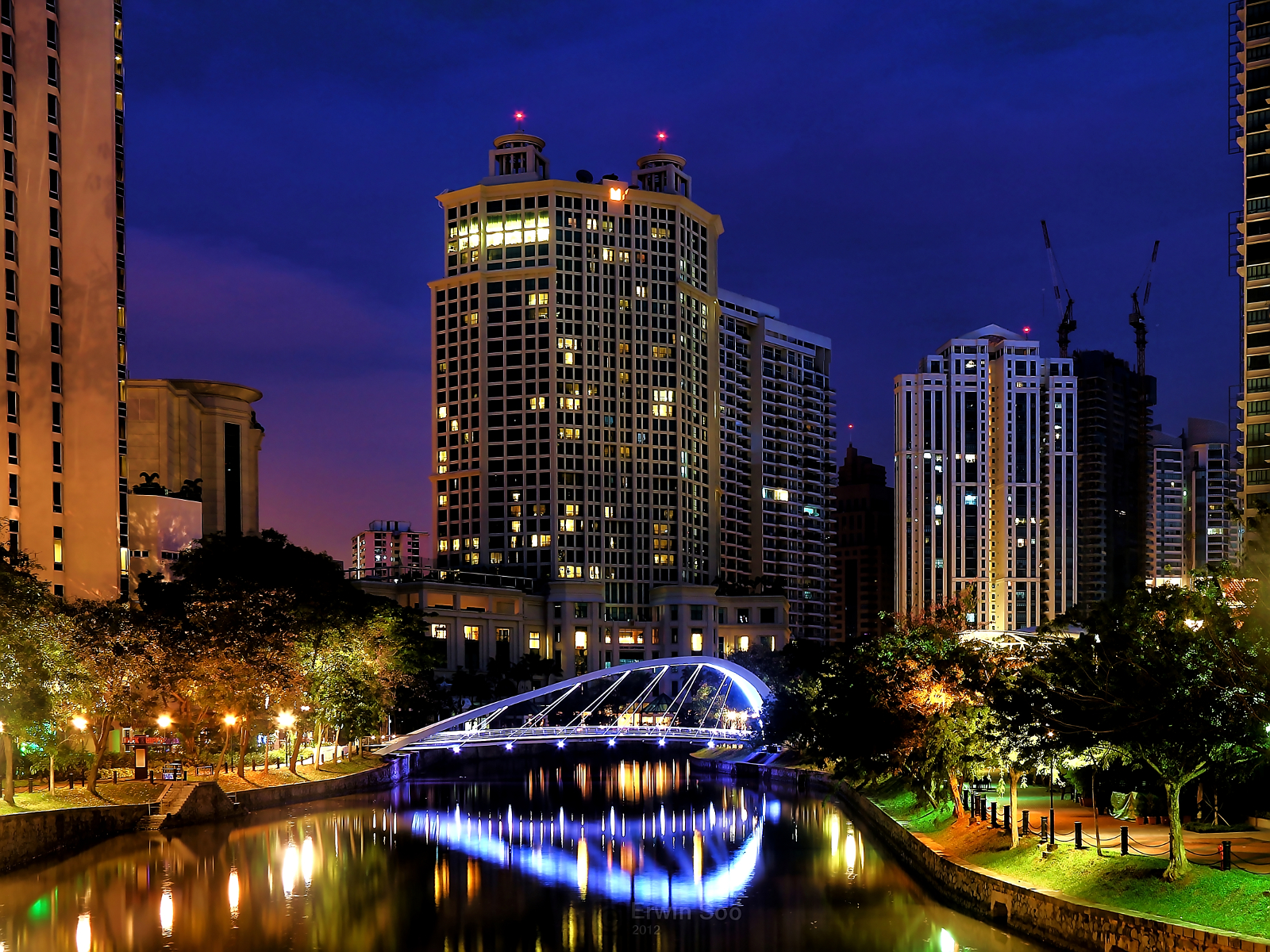
فندق العائلة المقدسة التابع إلى الكنيسة المشيخية في  كوريا الجنوبية؛ أقامت الكنيسة مضافات لرعاية وإستقبال الحجاج.
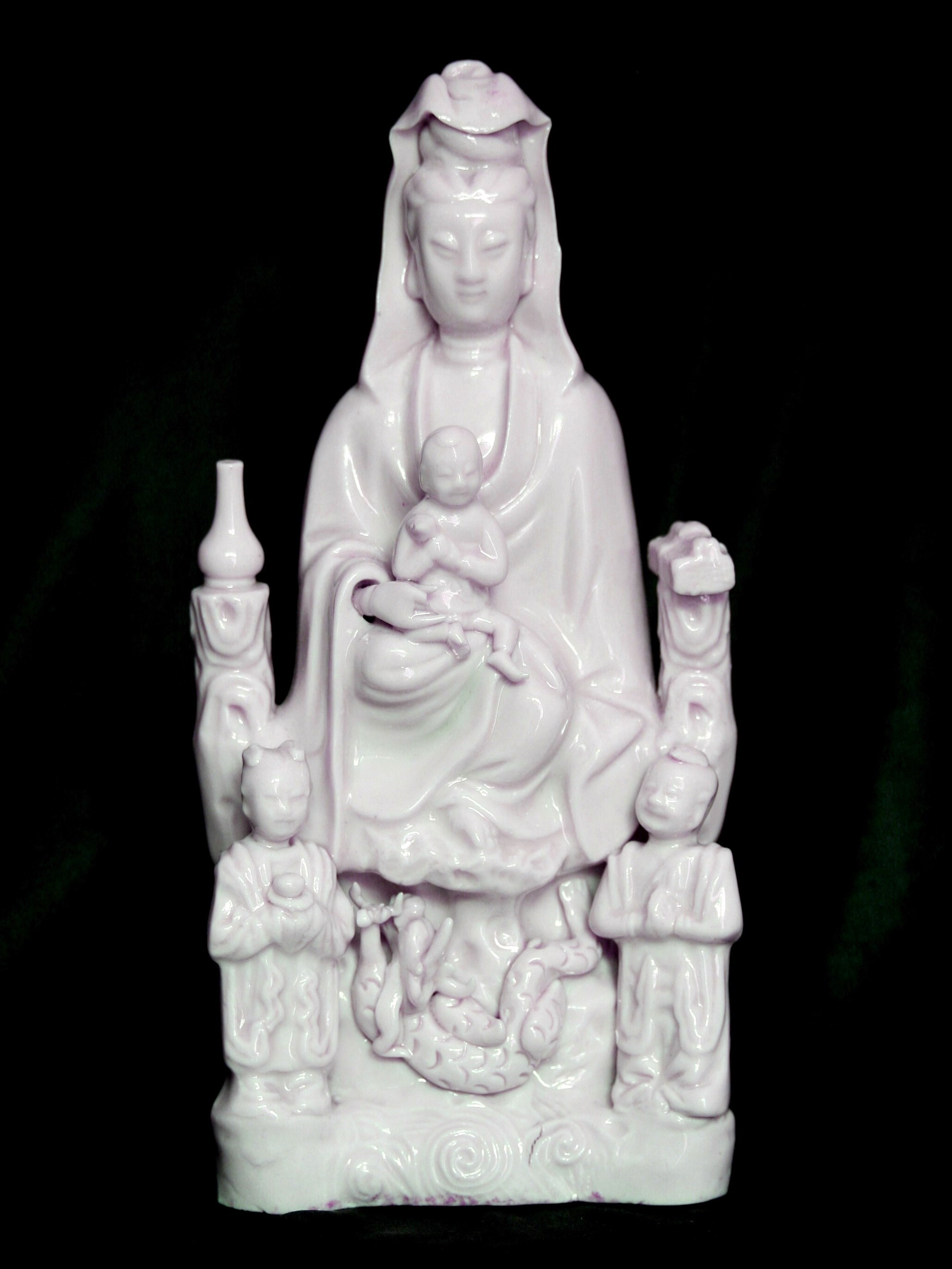
تمثال المادونا والطفل يسوع، في  اليابان؛ ويعود إلى عصر شوغونية توكوغاوا.
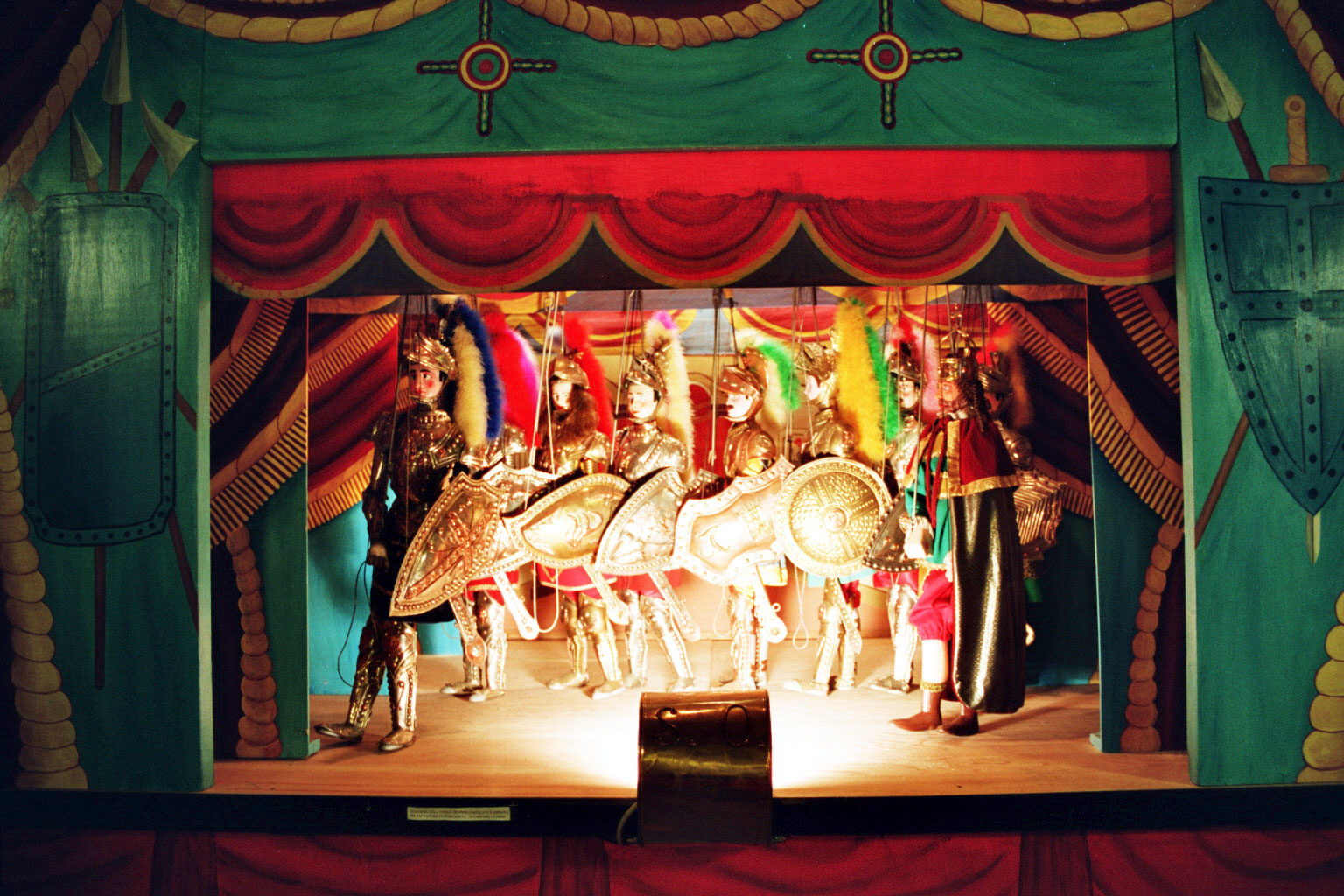
مسرح دمى العرائس في  صقلية، كثيرًا ما استخدمت الكنيسة مسرح العرائس من أجل مسرحية الأسرار.
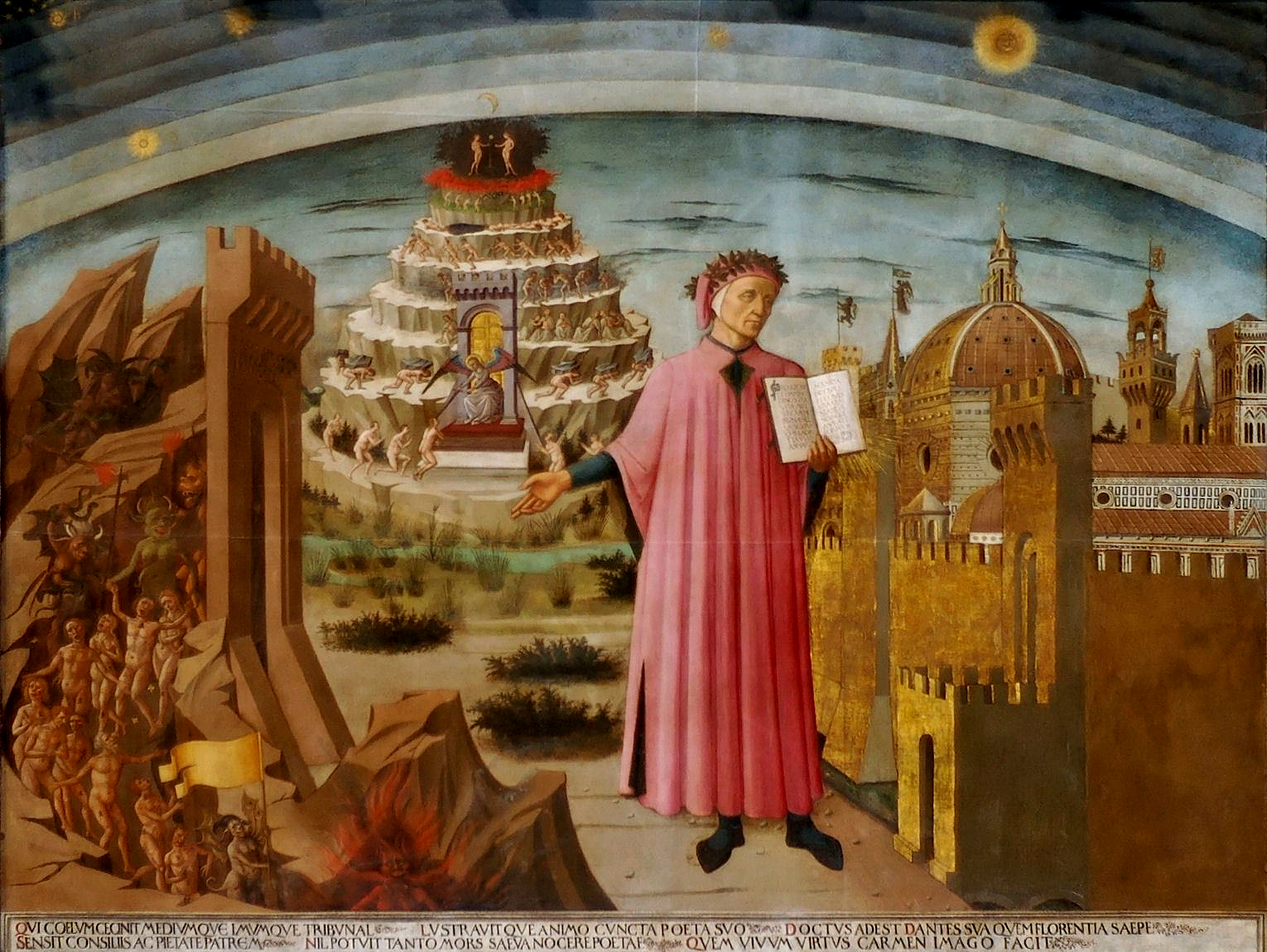
الكوميديا الإلهية من أعمال دانتي أليغييري، استعانت الملحمة الشعريّة على العناصر المجازية والفلسفيَّة من الديانة المسيحية.
كاتدرائية القديس ساڤا في بلغراد،  صربيا؛ وتُعتبر من أكبر الكاتدرائيات الأرثوذكسيَّة في البلقان.
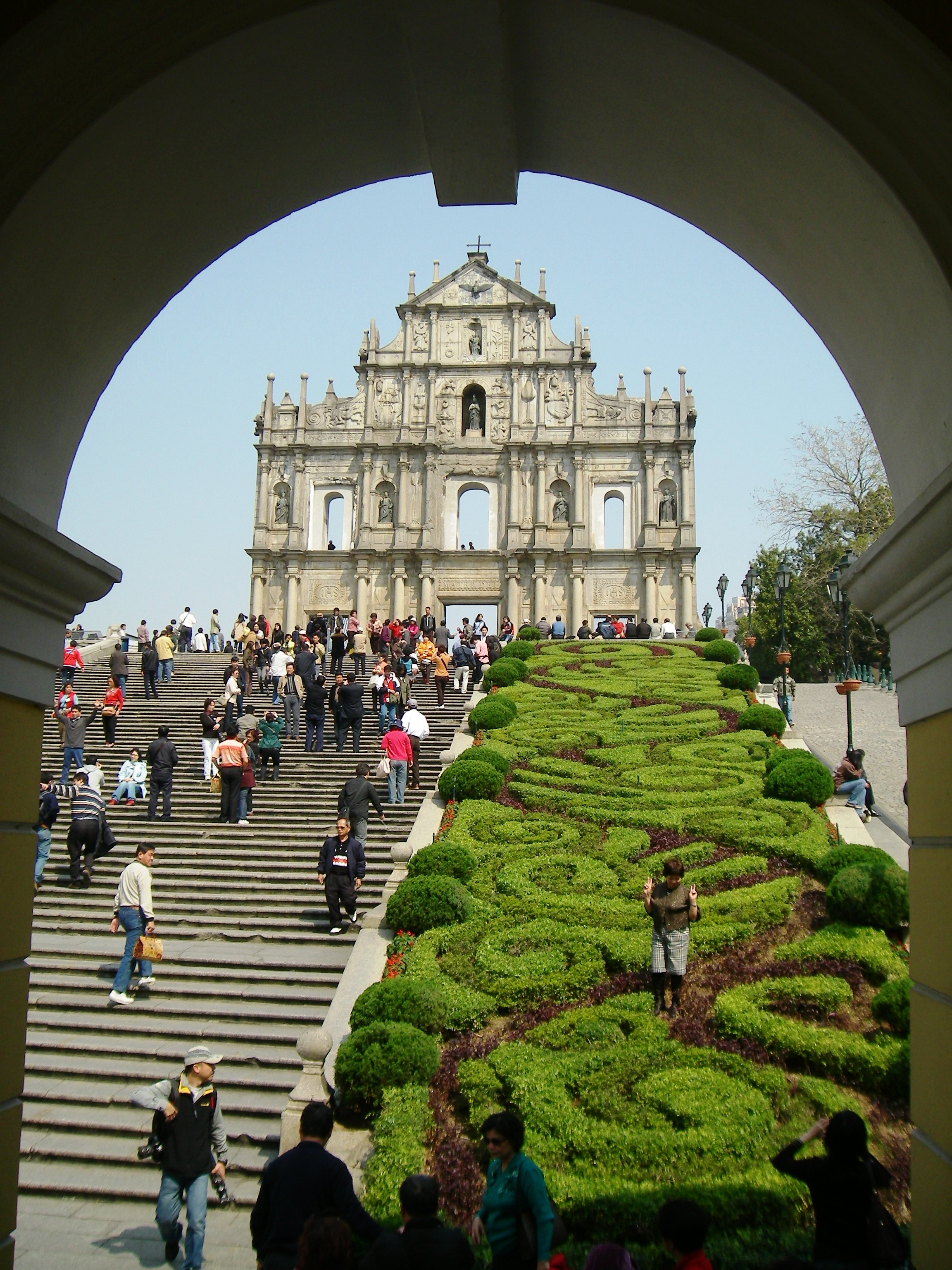
أطلال كاتدرائية القديس بولس في المركز التاريخي، في  ماكاو؛ وهي من الكنوز الوطنيَّة فيها.